# Volkswagen (márka)
A Volkswagen, rövidítve VW , egy német autómárka, amelyet 1937-ben alapították a Német Munkásfront (Deutsche Arbeitsfront) felkérésére, azzal a céllal, hogy beindítsa a tömeges motorizációt az akkori Harmadik Birodalomban. Székhelye az alsó-szászországi Wolfsburg városában található. A Volkswagen az ugyanilyen nevű konszern zászlóshajójának számít. A konszern 2016-ban és 2017-ben a világ legnagyobb autógyártójának számított.
A csoport legnagyobb piaca Kína, ahonnan eladásaik és bevételük 40%-a származik. Legnépszerűbb modelljeik a Golf, a Jetta, a Passat, az Atlas és a Tiguan. A Volkswagen három autóval is rendelkezik, mely szerepel minden idők 10 legkelendőbb autójának listáján, nevezetesen: VW Golf, VW Beetle és VW Passat. A cég neve „népautót” jelent.

## Logó

A márka logójának változása

A Volkswagen kerek VW-logójáról ismert. Mai stílusban először 1945-ben, a második világháború után jelent meg.

A logó 1937 és 1939 között
A logó 1978 és 1995 között
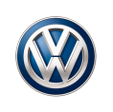
A logó 2000 és 2010 között
A 2020-as évek logója 2019-ben került bevezetésre

## Története

### 1933–1939: A "népautó" megalapítása

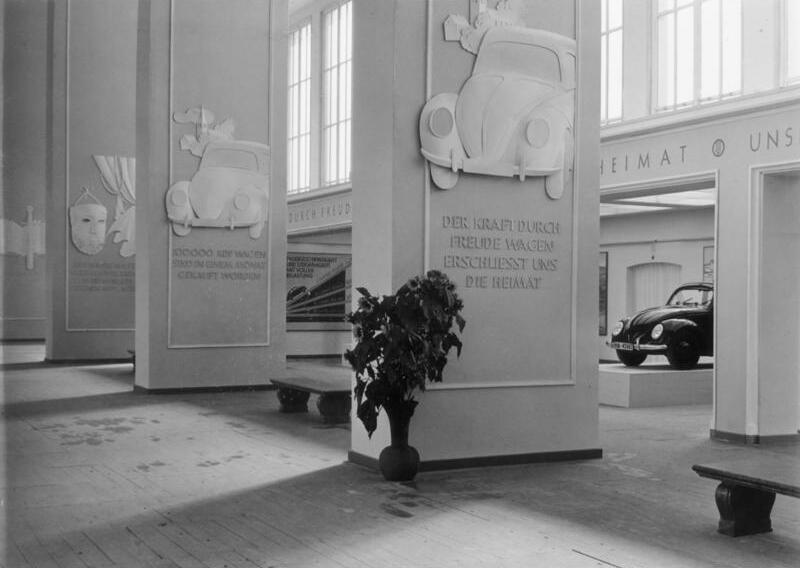
A Német Munkásfront autókiállítása 1938-ban

1933-ban, több projekt állt fent, akár fejlesztés alatt, akár a gyártás korai szakaszában. Adolf Hitler német diktátor lépett közbe, és olyan alapjármű gyártását követelte, amely két felnőtt és három gyermek szállítására alkalmas, emellett képes a 100 km/órás sebesség elérésére. Azt szerette volna, ha a németek is ugyanúgy hozzáférjenek az autókhoz, mint az amerikaiaknak. Ezt az autót a Harmadik Birodalom polgárai 990 birodalmi márka megtakarítási terven keresztül szerezhették be maguknak – ez körülbelül akkoriban egy kis motorkerékpár ára volt. A Volkswagen céget 1937-ben alapították Adolf Hitler és a Német Munkásfront felkérésére. Ferdinand Porsche autómérnököt arra utasították, hogy tervezzen egy olyan népautót, amelyet minden német állampolgár megengedhet magának. Ily módon kapta a cég és a gyár a „Volkswagen” (magyarul: népautó) nevet. Ferdinand Porsche felelős a VW Beetle eredeti dizájnjáért is.

### 1939–1945: Fejlesztések

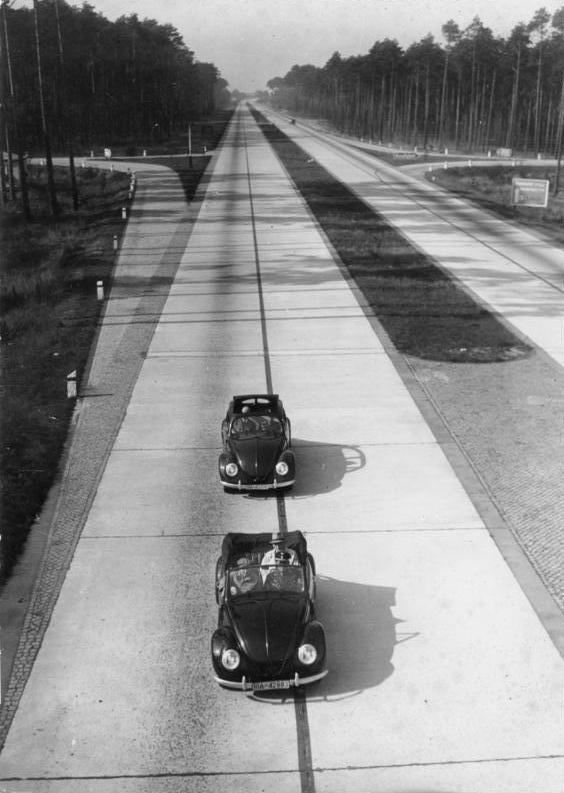
KdF-Wagenek a német autópályán 1943 januárjában

Hamar nyilvánvalóvá vált, hogy a magánipar nem tud autókat eladni csupán 990 birodalmi márkáért. Ezért Hitler úgy döntött, hogy szponzorálni kezd egy vadonatúj, állami tulajdonban lévő gyárat Ferdinand Porsche vezetésével. A cél az volt, hogy a közönséges németek megtakarítási rendszerben szerezzenek egy autót (németül: Fünf Mark die Woche mustst du sparen, willst du im eigenen Wagen fahren – "Heti öt márkát félre kell tenned, ha vezetni akarod saját autódat"), melyet végül körülbelül 336 000 ember fizetett ki. Ennek a 336 000 embernek a megtakarításait a szovjetek 1945-ben, Berlin bukása után el is kobozták. Az egész projekt azonban pénzügyileg bizonytalan volt, ezt pedig a náci rezsim korrupciója és hozzá nem értése tette lehetővé. A "KdF-Wagen" (a "Kraft durch Freude" rövidítése – "Erő az örömön keresztül") elnevezésű prototípusok 1936-tól kezdve jelentek meg (az első autókat Stuttgartban gyártották). Az autó léghűtéses, négyütemű, hátsókerék-meghajtású motorral kapta meg jellegzetes kerek formáját. A KdF-Wagen csak egy volt a számos VW-program közül. Túrákra és kirándulásokra is szerettek volna autót készíteni.. A Volks- ("Népi") előtagot nemcsak az autókra, hanem más termékekre is alkalmazták a náci Németországban; például: "Volksempfänger" (magyarul: rádióvevő). 1937. május 28-án a Német Munkásfront megalapította a Német Népi Autót Előkészítő Társaságot (németül: Gesellschaft zur Vorbereitung des Deutschen Volkswagens mbH). Később, 1938. szeptember 16-án „Volkswagenwerk GmbH”-ra keresztelték.

### 1945–1948: Tisztázatlan jövő
A második világháborút követően a VW-t brit kormányzat alatt újjáépítették. A társaság a háború utáni létezését legfeljebb egy embernek, a brit hadsereg tisztjének, Ivan Hirst őrnagynak köszönheti. 1945 áprilisában Wolfsburgot és a lerombolt autógyárat elfoglalták az amerikaiak, majd átadták a briteknek. Ezzel a megszállt területen lévő a város és ez a gyár is brit fennhatóság alatt maradt, a gyárakat pedig Hirst őrnagy irányítása alá helyezték. Kezdetben az volt a terv, hogy katonai járművek karbantartására használják az épületeket, végül szétszednék és az Egyesült Királyságba szállítanák azokat. Hirst az egyik gyári autót zöldre festette, és bemutatta a brit hadsereg irodájának. Könnyű szállítás hiányában 1945 szeptemberében a brit hadsereget rávették 20 000 jármű megrendelésére. Az első néhány száz autó a megszálló erők és a német posta személyzetéhez került. Egyes brit katonák engedélyt kaptak arra, hogy a leszerelés után elvigyék a bogaraikat.
A németországi ipari tervekben lefektették azokat a szabályokat, amelyek szerint Németország milyen ipart tarthat meg a háború utáni időszakban. A német autóipart az 1936-ban gyártott autók számának maximum 10%-ában határozták meg. 1946-ban a gyár havi 1000 autót gyártott, ami figyelemre méltó teljesítmény, tekintve, hogy még mindig rossz állapotban volt az ország. A gyárépületek tetejének és ablakainak megsérülései miatt az eső sokszor leállította a termelést.
A márka és város a második világháború korabeli nevét „Volkswagen”-re, illetve „Wolfsburg”-ra változtatta, a termelés pedig tovább növekedett. Még mindig nem volt világos, hogy mi lesz a Volkswagen gyár sorsa. William Rootes, a brit Rootes Group vezetője az üzem átvizsgálása után elmondta Hirstnek, hogy a projekt két éven belül meghiúsulhat, ugyanis szerinte az autó nem vonzó az átlagos autóvásárló számára, túl ronda és túl zajos. A hivatalos kijelentés így szólt: "Az autókat kereskedelmi forgalomba hozni teljesen gazdaságtalan vállalkozás lenne." A Ford képviselői ugyanilyen kritikusak voltak az üzemmel szemben. 1948 májusában a britek ingyen felajánlották a Volkswagen-gyárat a Fordnak, ezért ifjabb Henry Ford az NSZK-ba utazott tárgyalni. Heinz Nordhoff is jelen volt, valamint Ernest Breech, a Ford Motor Company igazgatótanácsának vezetője. Ifjabb Henry Ford kikérte Ernest véleményét, aki egy alkalommal kijelentette: „Mr. Ford, szerintem egy centet sem ér, amit kínálunk!” A Ford kihátrált az üzletből, a Volkswagen pedig Nordhoff keze alatt maradt.

### 1948–1961: A nyugatnémet újjáépítés ikonja és jelképe
Noha a Volkswagen Beetle-t kezdetben nem fogadták el az Egyesült Államokban – elsősorban kis mérete, szokatlan megjelenése, valamint Hitlerhez és a Nemzetiszocialista Párthoz fűződő történelmi kapcsolatai miatt –, az 1950-es években a termelés és az export bővülése volt tapasztalható. A "Doyle Dane Bernbach" amerikai reklámügynökség "Bogár" becenéven mutatta be a Volkswagen Type 1-et, és hirdette az autó lekerekített kialakításának előnyeit. Ennek a sikeres reklámkampánynak köszönhetően a VW Beetle hosszú időn keresztül a legnépszerűbb importautó lett az USA-ban.
Az 1950-es években a Volkswagen szimbolikusan és gazdaságilag is nagyon fontos eleme lett a nyugat-német újjáépítésnek. Heinrich Nordhoffot, az Opel korábbi felsővezetőjét, aki az 1930-as és 1940-es években felügyelte a polgári és katonai járművek gyártását, 1948-ban felvették a VW-gyár vezetésére. 1949-ben Hirst őrnagy kilépett a VW-céggel fennálló egyesületből, amelyet most trösztként alakítottak át, Nyugat-Németország és Alsó-Szászország szövetségi államának igazgatása alatt. Az első generációs VW Transporter, egy haszonjármű és a Volkswagen Karmann Ghia sportkocsi bemutatása mellett Nordhoff nem sokkal 1968-as halála előtt ösztönözte az egymodellgyártást.
Bár a Volkswagen sok részletet módosított a VW Beetle-n, a hátsó motor alapkialakítása és az autó lekerekített formája változatlan maradt. A vállalat más hátsó motoros modelleket is kifejlesztett kortárs dizájnnal és továbbfejlesztett mérnöki munkával, de egyik újabb modell sem volt olyan sikeres, mint a VW Beetle.

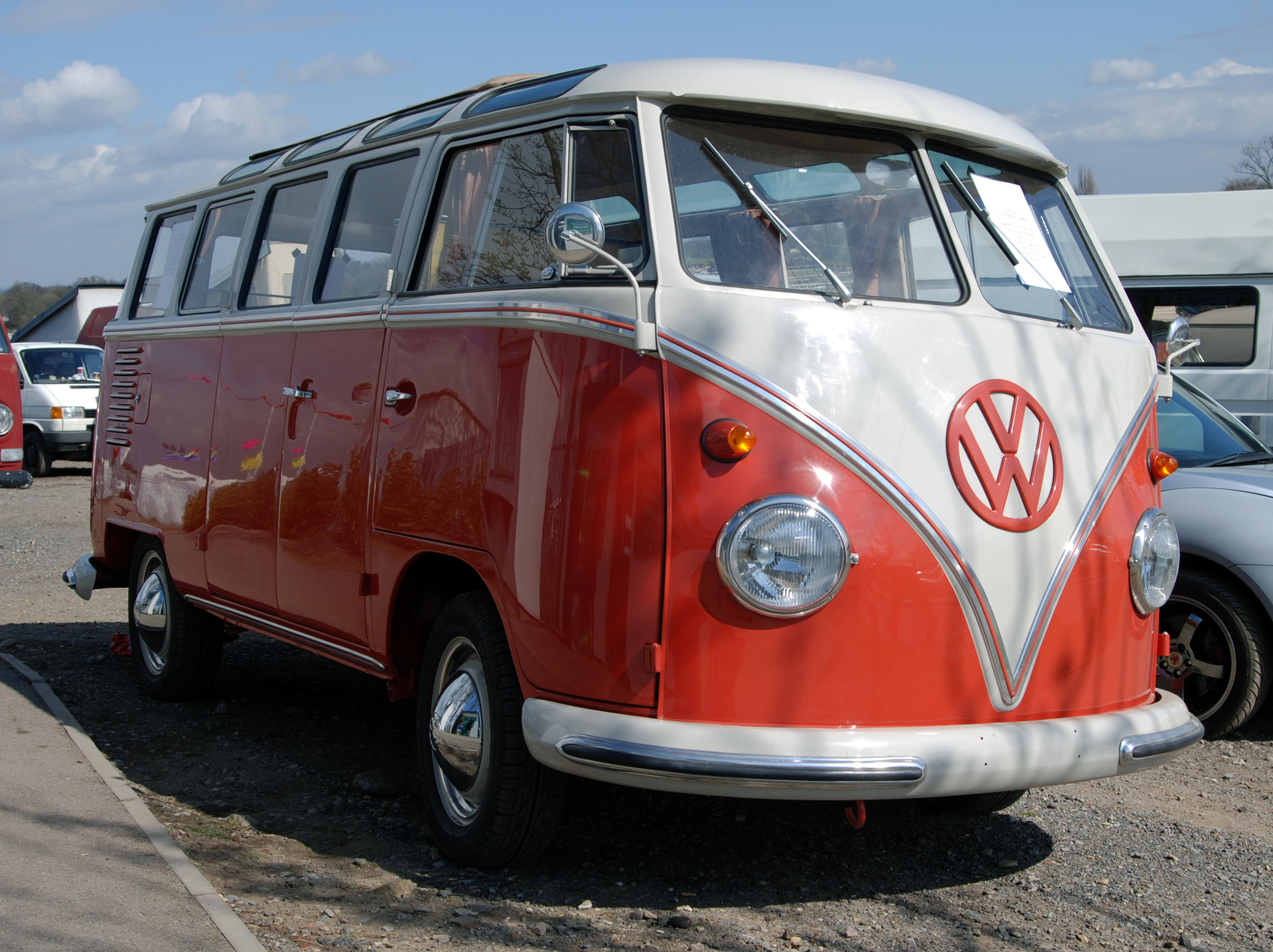
Az első generációs VW Transporter
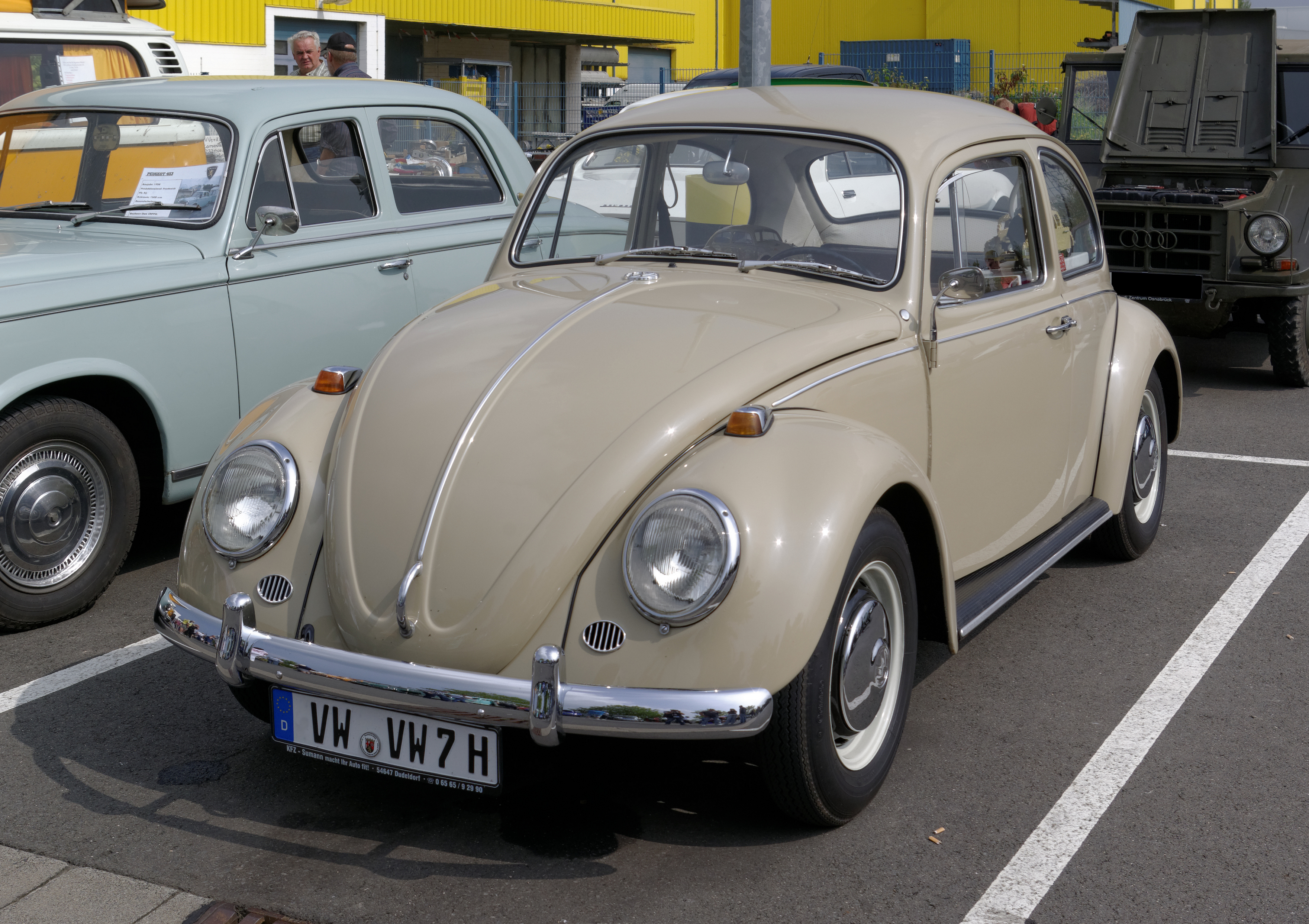
VW Beetle
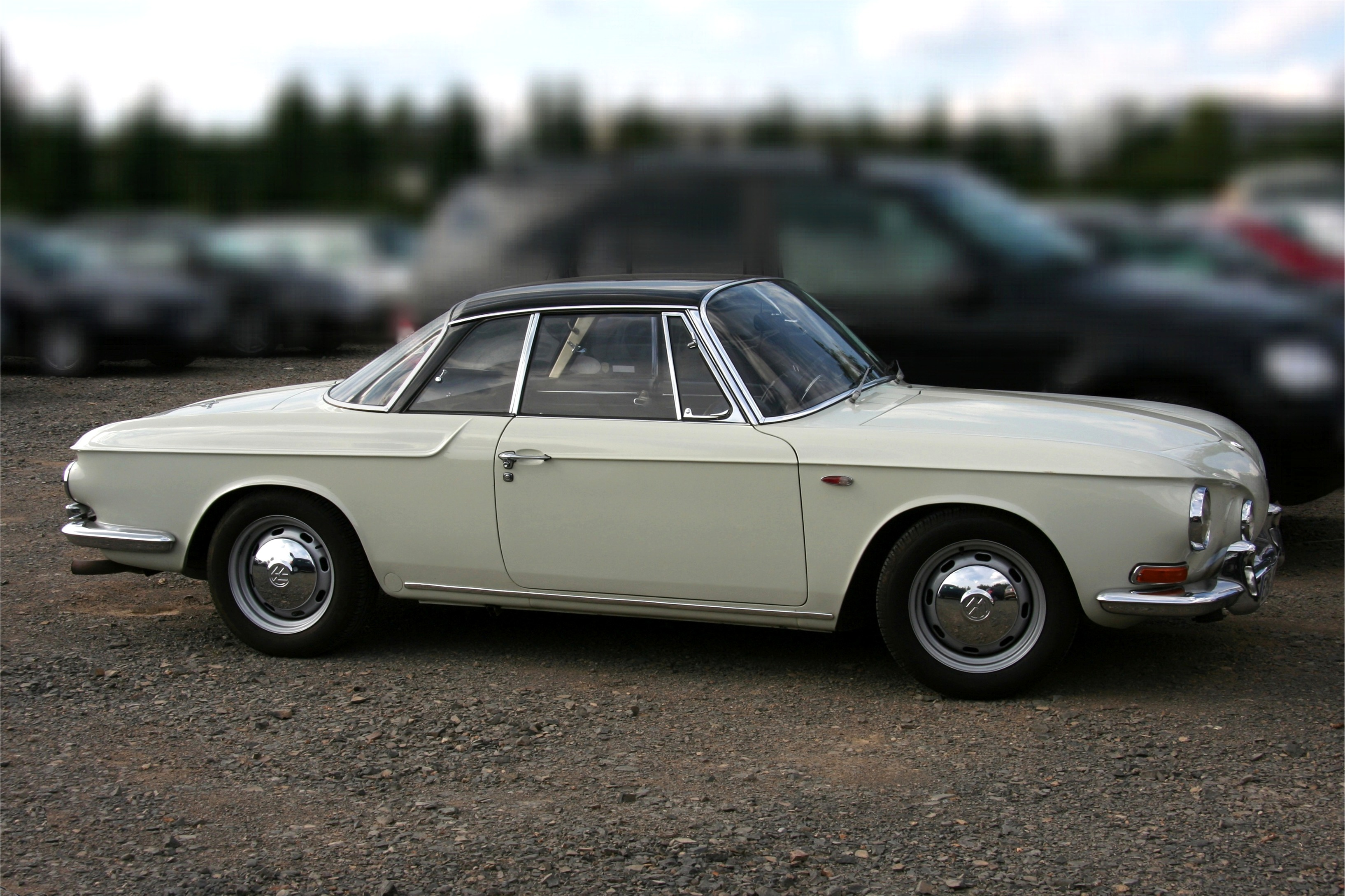
VW Karmann Ghia

### 1961–1973: VW Bogártól a VW Golfig
A VW 1961-ben bővítette gyártósorát négy Type 3 autómodell (Karmann Ghia, Notchback, Fastback és Squareback) bemutatásával, amelyek az új Type 3 mechanikus alapra épültek. Ezek jelentősen eltértek a korábbi járművektől: a monocoque konstrukció bevezetésével, a teljesen automata váltó lehetőségével, az elektronikus üzemanyag-befecskendezéssel és az erősebb erőforrással.
A Volkswagen 1971-ben felvette a "Super Beetle"-t (113-as típus) a kínálatába. A Type 113 abban különbözött a szabványos VW Beetle-től, hogy a szokásos torziós gerenda felfüggesztés helyett MacPherson rugóstagú első felfüggesztést alkalmaztak. A Super Beetle újonnan tervezett, burkolt műszerfalat és ívelt szélvédőt kapott. Az 1974-es modellévben fogasléces mechanizmus váltotta fel a kormánymű csigakerekét. Az autó elejét 51 mm-rel kiszélesítették, hogy a pótabroncs mélyebbre ülhessen. A kettő kombinációja együtt megnövelte a használható első csomagteret. 1973-ban a Volkswagen bemutatta a katonai Type 181-et vagy "Trekkert" Európában, a "Thinget" Amerikában, amely a háborús Type 82-re emlékeztet. A katonai változatot a NATO német Bundeswehr számára gyártották az 1970 és 1979 közötti hidegháború idején.

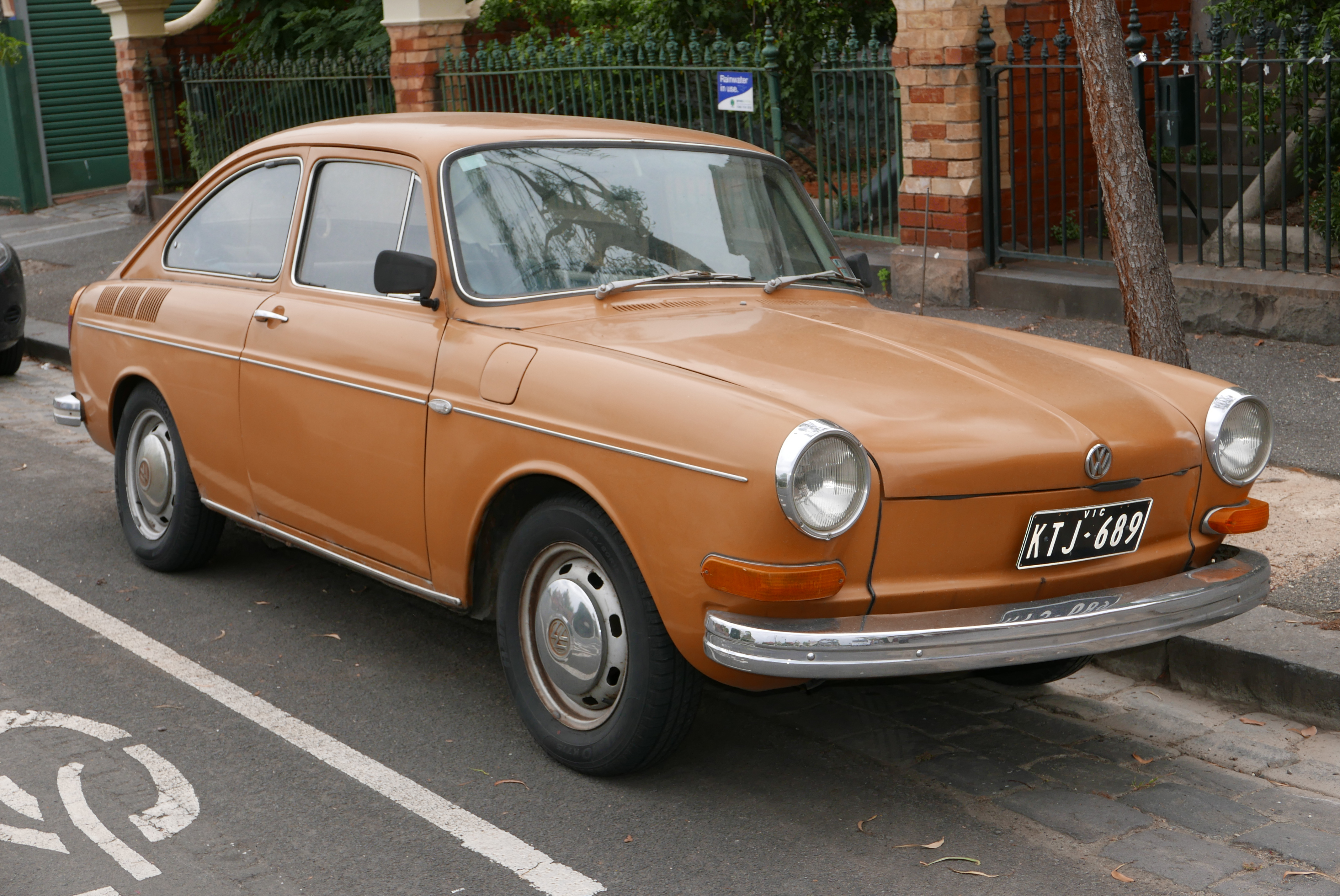
Volkswagen 1600 (Type 3)

1964-ben a Volkswagen felvásárolta az Auto Uniont, 1969-ben pedig az NSU Motorenwerke AG-t. Az egykori Auto Union tulajdonában volt a történelmi Audi márka, mely a második világháború után eltűnt. A VW végül egyesítette az Auto Union-t és az NSU-t, hogy létrehozza a modern Audi céget azzal a céllal, hogy saját luxusjármű-márkája legyen. Az Auto Union és az NSU felvásárlása fordulópontot jelentett a Volkswagen történetében, mivel mindkét cég biztosította azt a technológiai szakértelmet, amely szükségesnek bizonyult a VW túléléséhez, amikor a léghűtéses modelljeik iránti kereslet lecsökkent.
A Volkswagen 1973-ban komoly bajba került, ugyanis a VW Beetle-nél és az NSU K70-nél jóval kisebb példányszámban eladott Type 3 és Type 4 modellek is egyre kevesebb vásárlót vonzottak. A VW Beetle eladásai gyorsan csökkenni kezdtek Európa és Észak-Amerika piacán. A vállalat tudta, hogy a VW Beetle gyártását le kell állítani, és szembesült azzal a kérdéssel, hogy milyen módon cserélje azt le. A VW Audi / Auto Union tulajdona hasznosnak bizonyult – az elsőkerék-meghajtású járművek és a vízhűtéses motorok terén szerzett szakértelmüknek köszönhetően, mivel a Volkswagennek szüksége volt a VW Beetle hiteles utódjának előállításához. Az Audi hatásai megnyitották a kaput a Volkswagen járművek új generációja előtt, amelyek VW Passat, VW Scirocco, VW Golf és VW Polo néven ismertek. A sorozat első tagja az 1973-ban bemutatott Volkswagen Passat (az Egyesült Államokban: Dasher), amely több karosszéria- és mechanikai alkatrészt használt. Kombi és sedan változatok több piacon is elérhetők voltak. Európában ezek a változatok hosszú évekig uralták a piacot.
1974 tavaszán mutatták be a VW Sciroccót, a kupét melyet Giorgetto Giugiaro tervezett. Az áttörő modell Volkswagen Golf néven jelent meg 1974-ben (az Egyesült Államokban és Kanadában „VW Rabbit” néven hirdették az első és az ötödik generációt). Szögletes megjelenését szintén az olasz Giorgetto Giugiaro tervezte. A dizájn követte a Mini által 1959-ben felállított kis családi autók trendjét – a Golf elöl keresztirányban elhelyezett vízhűtéses motort kapott, amely az első kerekeket hajtotta. A VW Beetle gyártása Wolfsburgban a Golf bemutatásával ért véget. Kisebb számban más német gyárakban (Hannover és Emden) folytatódott 1978-ig, de a normál termelést Brazíliába és Mexikóba helyezték át. 1975-ben mutatták be a Volkswagen Polót, mely az átkeresztelt Audi 50 formáját követte.
A VW Passat, a VW Scirocco, a VW Golf és a VW Polo több meghatározó jellemzőt, valamint alkatrészeket és motorokat tartalmazott. Ezek képezték a Volkswagen fordulatának alapját.

### 1974–1990: A gyártósor bővítése
A Volkswagen autókínálata hamarosan lassan felzárkózott a többi nagy európai autógyártóéhoz. A Golf bemutatása óta kínálatának alappillére lett, valamint a vállalat több más autójának mechanikus alapja. A VW Golfnak hét generációja létezik, amelyek közül az elsőt 1974 nyarától 1983 végéig gyártották. Alvázából született meg a Volkswagen Scirocco sportkupé, a Volkswagen Jetta kombi/limuzin, a Volkswagen Golf kabrió, valamint a Volkswagen Caddy kisteher-kisbusz. A VW Rabbit észak-amerikai gyártása a Volkswagen Westmoreland összeszerelő üzemben kezdődött, New Stanton közelében, Pennsylvaniában 1978-ban. A második generációs VW Golf 1983-tól 1991 végéig gyártották, az észak-amerikai változatát pedig a westmorelandi gyárban került forgalomba az 1985-ös modellév elején.

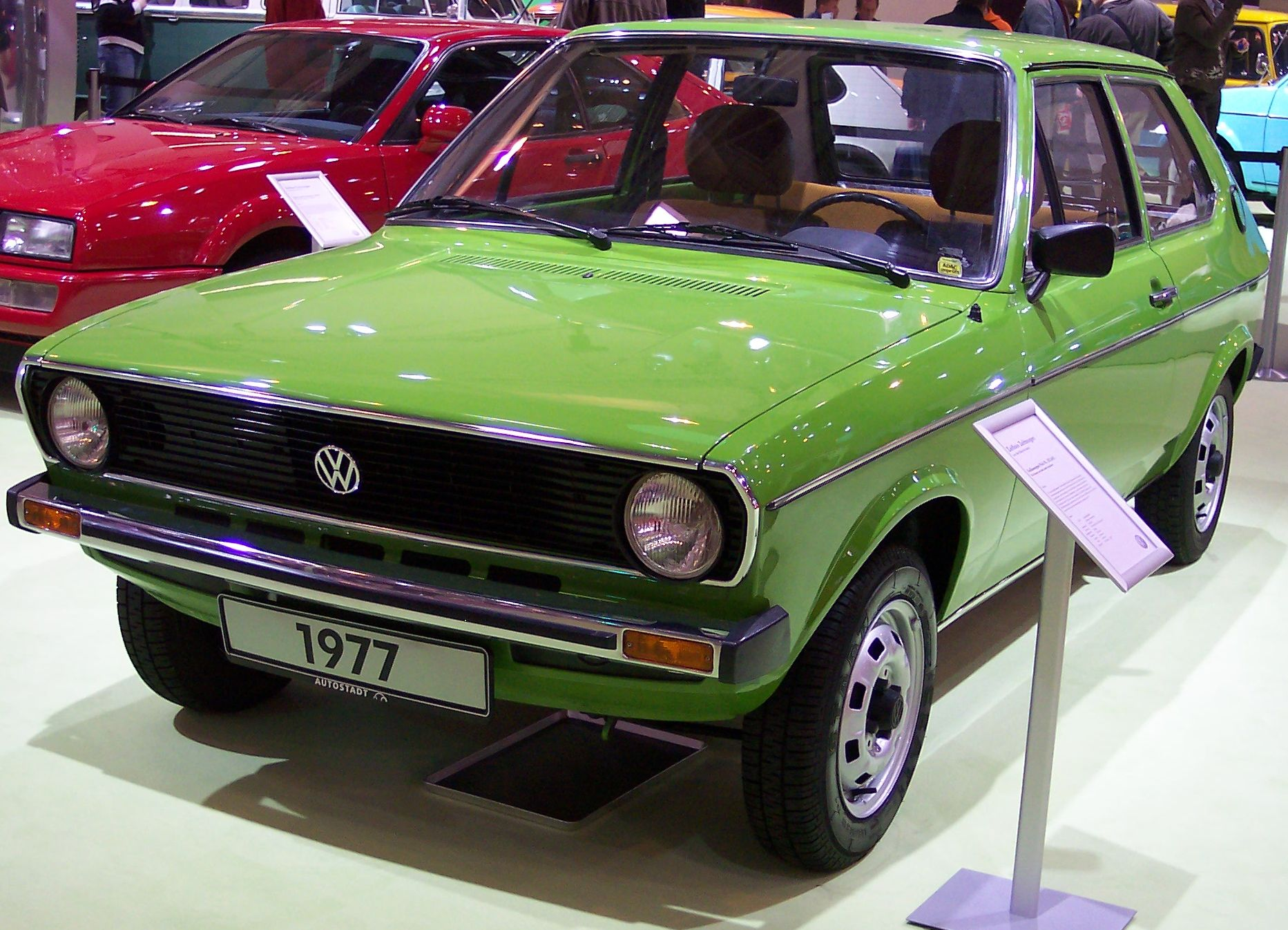
VW Polo

Az 1980-as években a Volkswagen eladásai az Egyesült Államokban és Kanadában drámaian visszaestek az olyan modellek ellenére, mint a Golf. A japánok és az amerikaiak azonos termékekkel, alacsonyabb áron tudták felvenni a versenyt. Az Egyesült Államokban 1980-ban 293 595 volt az eladás, 1984-re azonban 177 709-re csökkent. A Motor Trend 1985-ben a GTI-t választotta az „Év Autójának”, a Volkswagen pedig 1985-ben a nyolcadik helyre emelkedett a vásárlói elégedettség tekintetében, szemben az egy évvel korábbi 22. helyről. A VW amerikai eladásai 1985-ben és 1986-ban meghaladták a 200 000-et, mielőtt folytatták volna az évtized elején tapasztalt csökkenő tendenciát. Carl Hahn elnök úgy döntött, hogy 1988. július 14-én bezárja a pennsylvaniai New Stanton-i gyárat és kiterjeszti a vállalatot más helyszínekre (főleg fejlődő országokba). Eközben, négy évvel azután, hogy 1982-ben együttműködési megállapodást írt alá a spanyol SEAT autógyártóval, Hahn kibővítette a vállalatot azzal céllal, hogy 1986 végére akár 75%-os többségi részesedést vásároljon a SEAT-ban, melyet végül 1990-ben a VW meg is vásárolt.

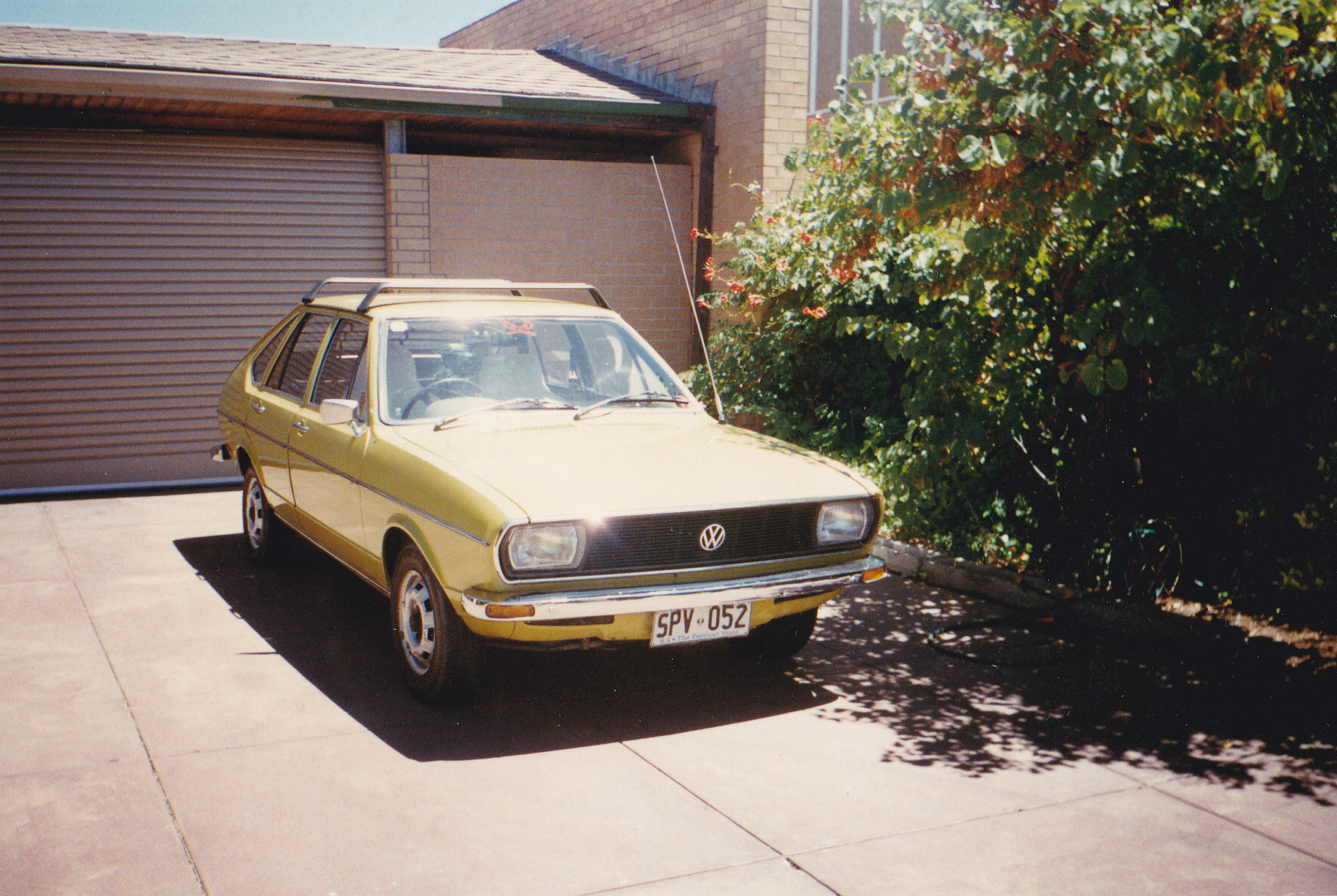
1977-es VW Passat

A Volkswagen 1975-ben robbant be a "szupermini" autók piacára a VW Polo-val, a Bertone által tervezett stílusos és tágas háromajtós szedánnal. Oriási sikere volt Nyugat-Németországban, az egyik legnépszerűbb autóvá vált Nyugat-Európában, és az egyik első külföldi kisautó volt, amely népszerűnek bizonyult Nagy-Britanniában. Az 1981-ben bemutatott, szedánként és kupéként eladott második generációs modell még nagyobb sikert aratott a Volkswagen számára. Praktikussága, az 5 ajtós változat hiánya ellenére, még nagyobb eladásokat eredményezett, mint elődje, és az 1990-es arculatváltás után is meglehetősen jól fogyott.

### 1990–1999: a 90-es évek VW-je
A VW Golf harmadik generációját 1991-ben mutatták be, a csúcsmodellt pedig VR6-os motorral szerelték fel, amely kezdetben 174, később pedig 191 LE-s volt. 1992-ben a VW Golf III elnyerte az Európai Év Autója címet, szedán változatát Európában VW Vento néven emlegették, de az Egyesült Államokban továbbra is VW Jetta maradt. A VW Scirocco és a későbbi VW Corrado a Golfon alapuló kupék voltak.
1994-ben a Volkswagen bemutatta a J Mays által tervezett "Concept One"-t, egy "retro" koncepcióautót, amely hasonlít az eredeti Beetle-hez, Polo platformon. A koncepcióra adott pozitív visszhang miatt a szériaváltozatot New Beetle néven fejlesztették, a nagyobb Golf platformon alapulva. 1995-ben a VW Sharan bemutatkozott Európában, a Forddal kötött vegyesvállalat eredményeként, amelynek eredményeként a Ford Galaxy és a SEAT Alhambra modellek is megjelentek.

A vállalat modellpalettájának fejlődése az 1997 végén a VW Golf IV bemutatkozásával folytatódott, amelynek alvázára számos más autó is készült a Volkswagen-csoporton belül; Volkswagen Bora, SEAT Toledo, SEAT León, Audi A3, Audi TT és Škoda Octavia. 1998-ban bemutattak egy új városi autót – a VW Lupo-t, 1999-ben pedig az „3 literest", a Lupo könnyebb változatát, amely mindössze 3 liter gázolajjal 100 km-t tudott megtenni. A világ leghatékonyabb autója az üzemanyag-fogyasztás alapján.

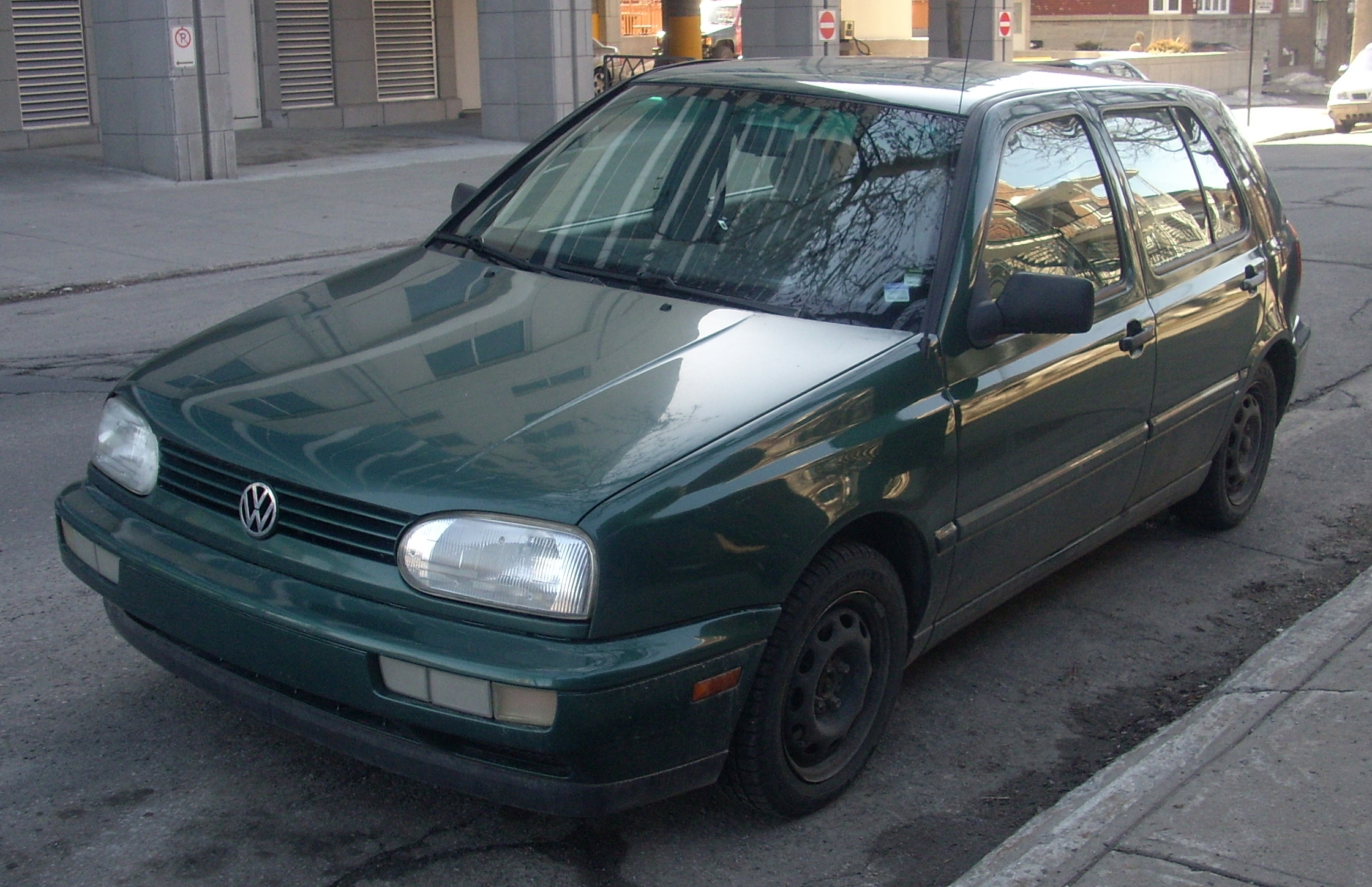
VW Golf III
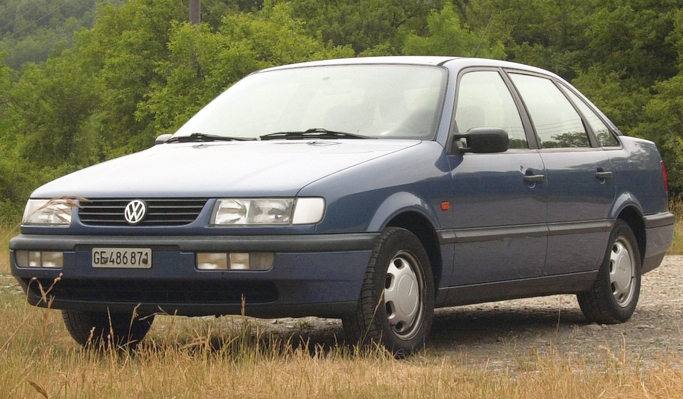
Volkswagen Passat B4
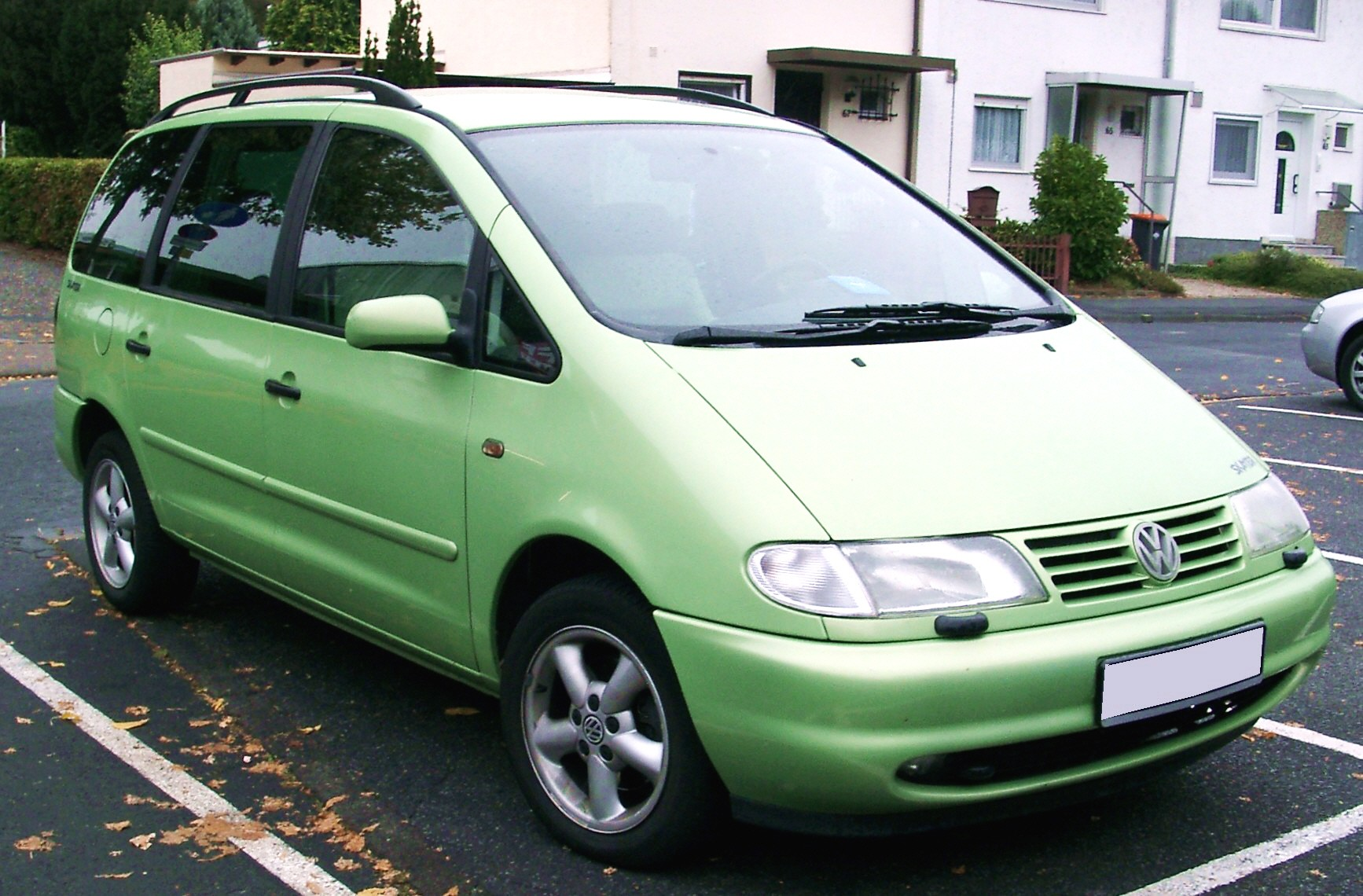
VW Sharan
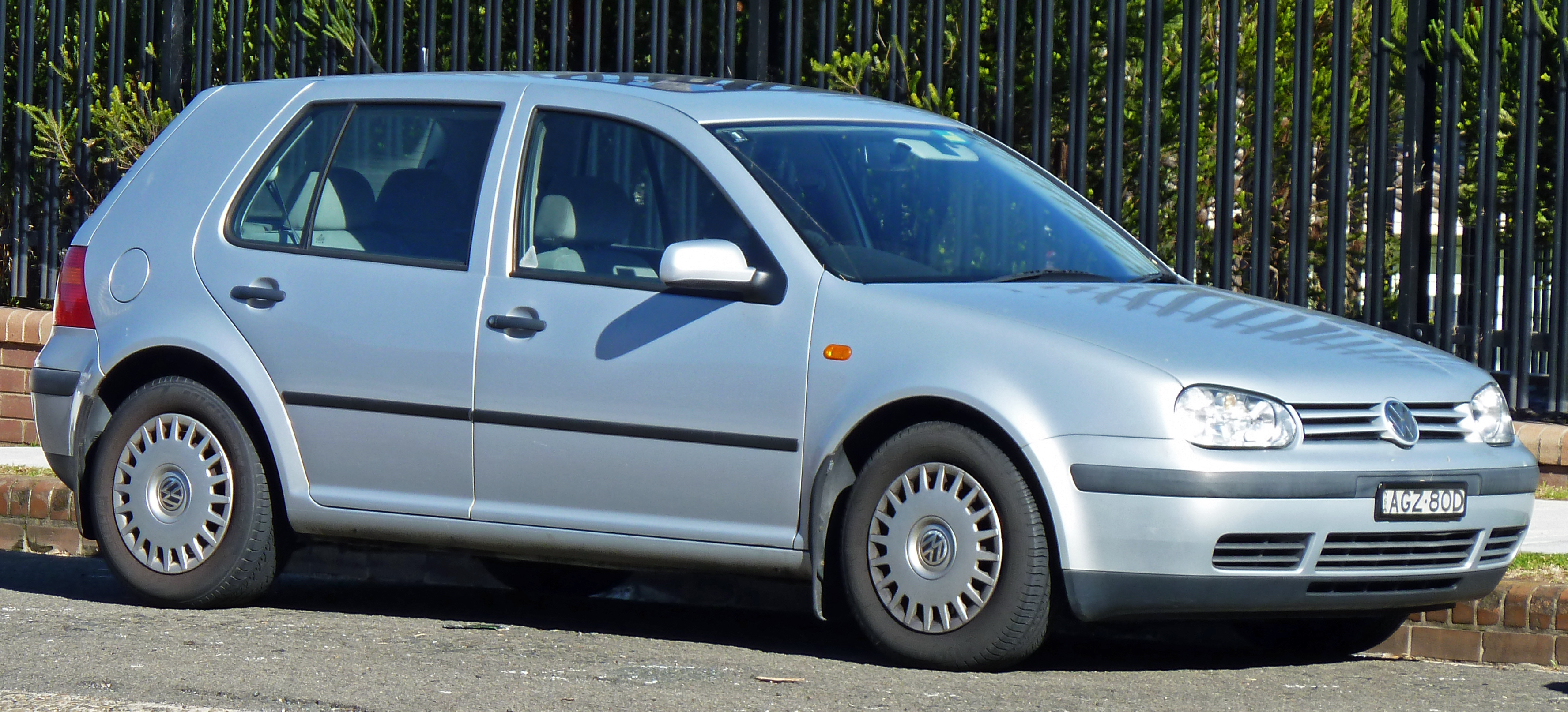
VW Golf IV
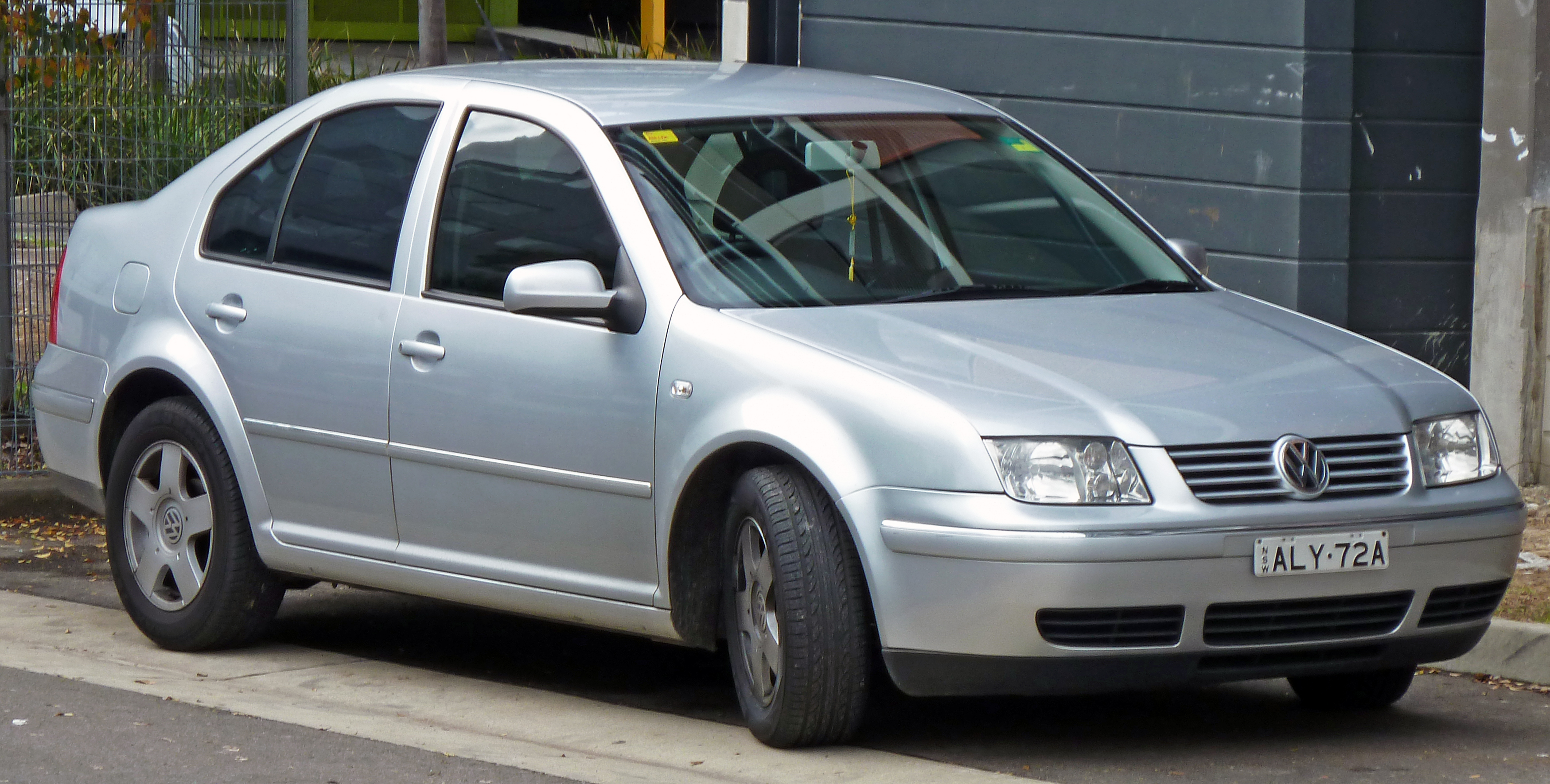
VW Bora
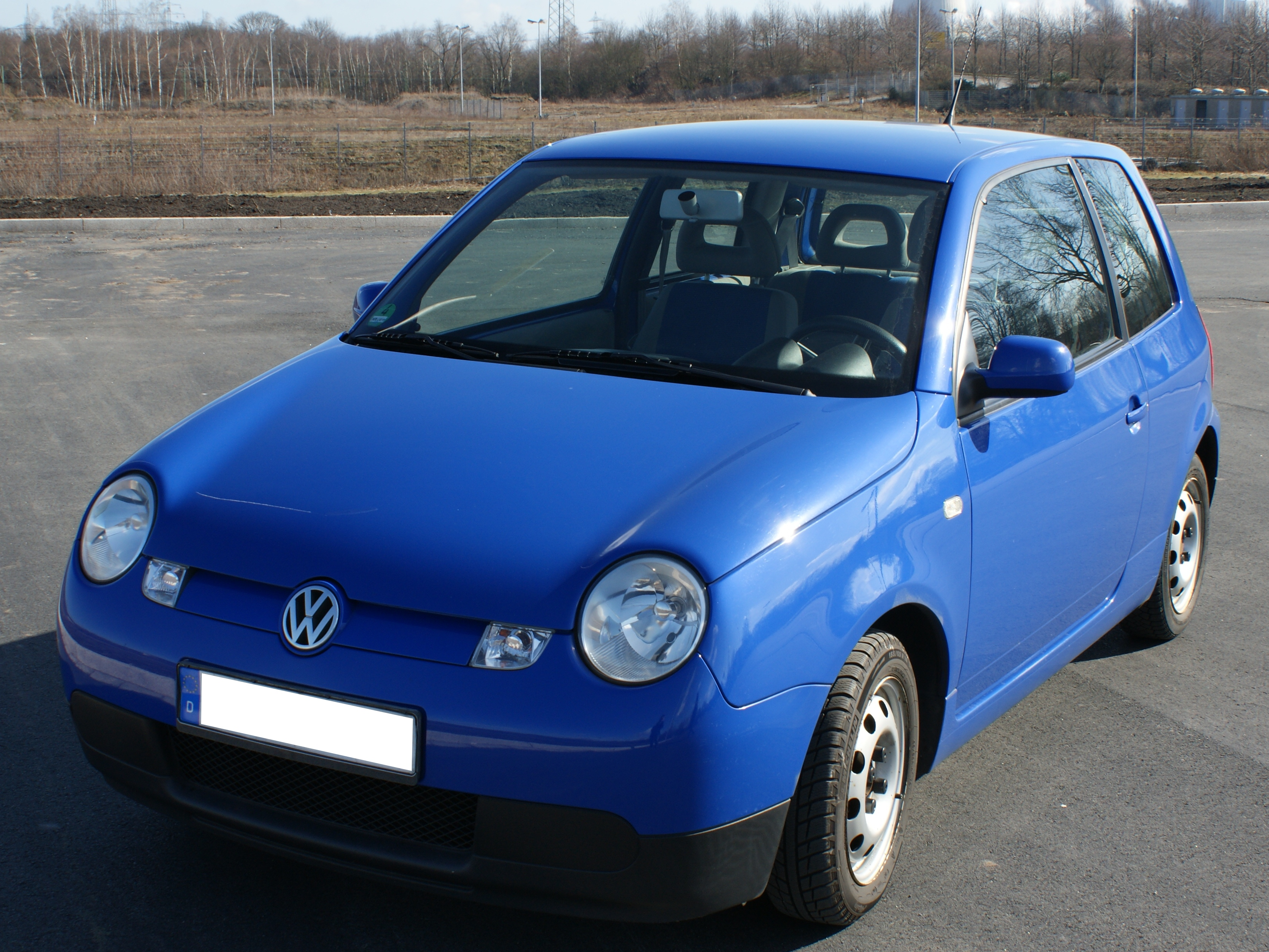
VW Lupo
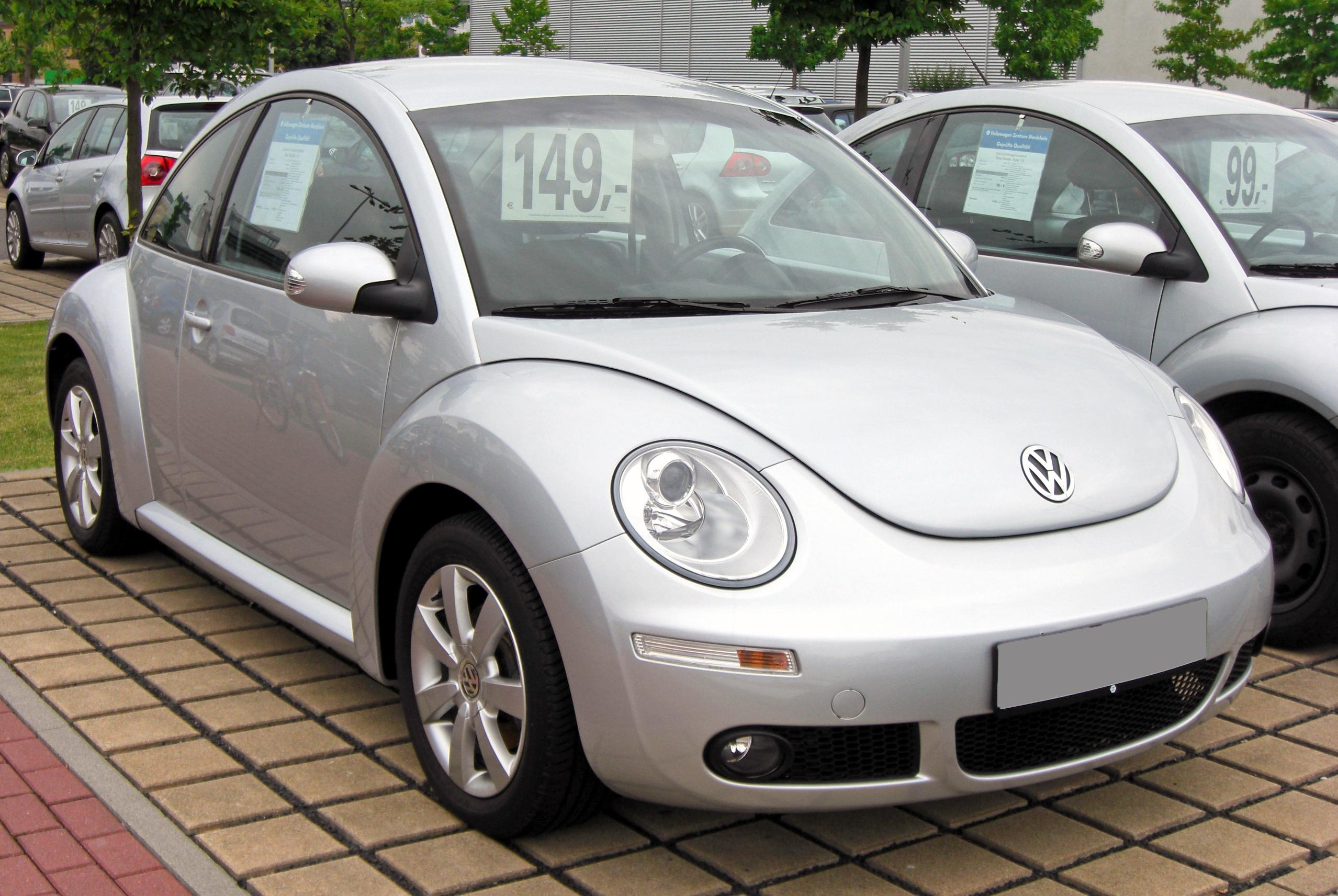
VW New Beetle

### 2000–2015: További terjeszkedés
A Volkswagen új modellek sorozatát kezdte bevezetni, miután 2002-ben Bernd Pischetsrieder lett a VW csoport vezérigazgatója (a csoport összes márkájáért ő a felelős). 2003-ban bemutatták a VW Golf ötödik generációját, 2008-ban pedig a hatodik generációt, amely 2009-ben az Opel Insignia modell után a második lett az Év Autója címmel, és számos rokont szült: VW Jetta, VW Scirocco, SEAT León, SEAT Toledo, Škoda Octavia és Audi A3 szedáncsalád, valamint az új mini-MPV, a SEAT Altea. A GTI, a Golf "hot-hatch" teljesítményű változata 2,0 literes turbófeltöltős FSI motorral rendelkezik közvetlen befecskendezéssel. A VW 2006-ban kezdte újra Rabbit néven forgalmazni a Golfot az Egyesült Államokban és Kanadában.
A hatodik generációs VW Passat és az ötödik generációs Jetta 2005-ben debütált, és a VW bejelentette, hogy a Scirocco modell 2008-ig történő visszatérésével tovább bővíti a választékot. Wolfgang Bernhard (VW márka vezérigazgatója) „gyártási offenzívájának” további modelljei közé tartozik a 2008-as VW Tiguan középkategóriás SUV és a VW Passat Coupé. 2006 novemberében Bernd Pischetsrieder lemondott a Volkswagen-csoport vezérigazgatói posztjáról, és 2007 elején az Audi globális vezérigazgatója, Martin Winterkorn váltotta fel. Winterkorn nevéhez fűződik, hogy az Audi kihívást jelent a BMW és a Mercedes dominanciájával szemben, és formatervezési vezetői stratégiája oda vezetett, hogy az Audit a világ egyik legfontosabb márkájaként tartják számon. A Volkswagen azonban továbbra is bonyolult kapcsolatokat ápol a szakszervezetekkel és a részvényesekkel. A német Alsó-Szászország szövetségi tartomány 20%-os részesedéssel rendelkezik.
2005-ben a Volkswagen 224 195 eladást ért el Észak-Amerikában. A lendület a 2006-os pénzügyi évben is folytatódott, amikor az év során összesen 235 140 járművet adtak el, ami 4,9%-os növekedést jelent 2005-höz képest, függetlenül a hazai észak-amerikai gyártók értékesítési recessziójától. Az új modellek bevezetésével párhuzamosan a Volkswagen járművek gyártási helye is jelentős változáson ment keresztül. A 2007-es Eos keménytetős kabriót új létesítményekben építették Portugáliában. 2006-ig az összes VW Golf/Rabbit és GTI Wolfsburgban épült, nem pedig a VW mexikói Puebla állambeli gyárában, ahol az észak-amerikai piacú Golfokat és GTI-ket 1989 és 1998 között gyártották. 1999 és 2006 között Curitiba városában gyártottak a Golfokat és GTI-ket. A VW emellett Belgiumban autó-összeszerelő üzemének átalakítását is végzi. Az új modellek és a termelés javítását célzó beruházások hamar felkeltették az autókritikusok figyelmét. Az új VW autókról szóló kedvező kritikák között szerepelt, hogy a Consumer Reports a GTI-t a legjobb sportautónak választotta 25 000 dollár alatt, a Car and Driver magazin 2007-es „10 legjobbja” egyikeként, az Automobile magazin 2007-ben az Év Autójának, valamint a 2008-as Motor Trenda kategóriájában elsőnek nevezte a VW Passatot az összehasonlító középkategóriában. A J.D. Power and Associates 2006-os APEAL-tanulmánya a Volkswagent az új Jetta és Passat modellek erős teljesítményével összesítésben a tizennegyedik helyre sorolta.
2011 májusában a Volkswagen befejezte a chattanoogai összeszerelő üzem összeszerelését az Egyesült Államok Tennessee államában található, azonos nevű városban. Az üzemben kifejezetten az észak-amerikai piacra tervezett Volkswagen autókat és SUV-okat gyártottak, kezdve a VW Passat B7-tel. 2015-ben a vállalat bejelentette, hogy további terjeszkedést tervez, és 900 millió dollárt fektet be a gyár bővítésére. A Volkswagen Golf VII-et, a VW Golf hetedik generációját 2012-ben mutatták be Berlinben. 2013-ban megkezdődik az 1 literes Volkswagen XL1 autó korlátozott gyártása. Az XL1 egy könnyű, kétszemélyes plug in hybrid autó, mindössze 795 kg-ot nyom.

2015 közepén a Volkswagen rövid ideig a világ legnagyobb autógyártója címet viselte. 2015-ben a Volkswagen PR-válsággal szembesült, miután az Egyesült Államok Környezetvédelmi Ügynöksége felfedezte, hogy a gyártó szoftvert telepített az ökoteszt eredményeinek meghamisítására. A Volkswagen elismerte a vádakat, és világszerte több mint 10 millió autót hívtak vissza. A Volkswagen piaci értéke 26 milliárd euróval csökkent. A botrány ellenére a VW-járművek értékesítése világszerte továbbra is növekedett.

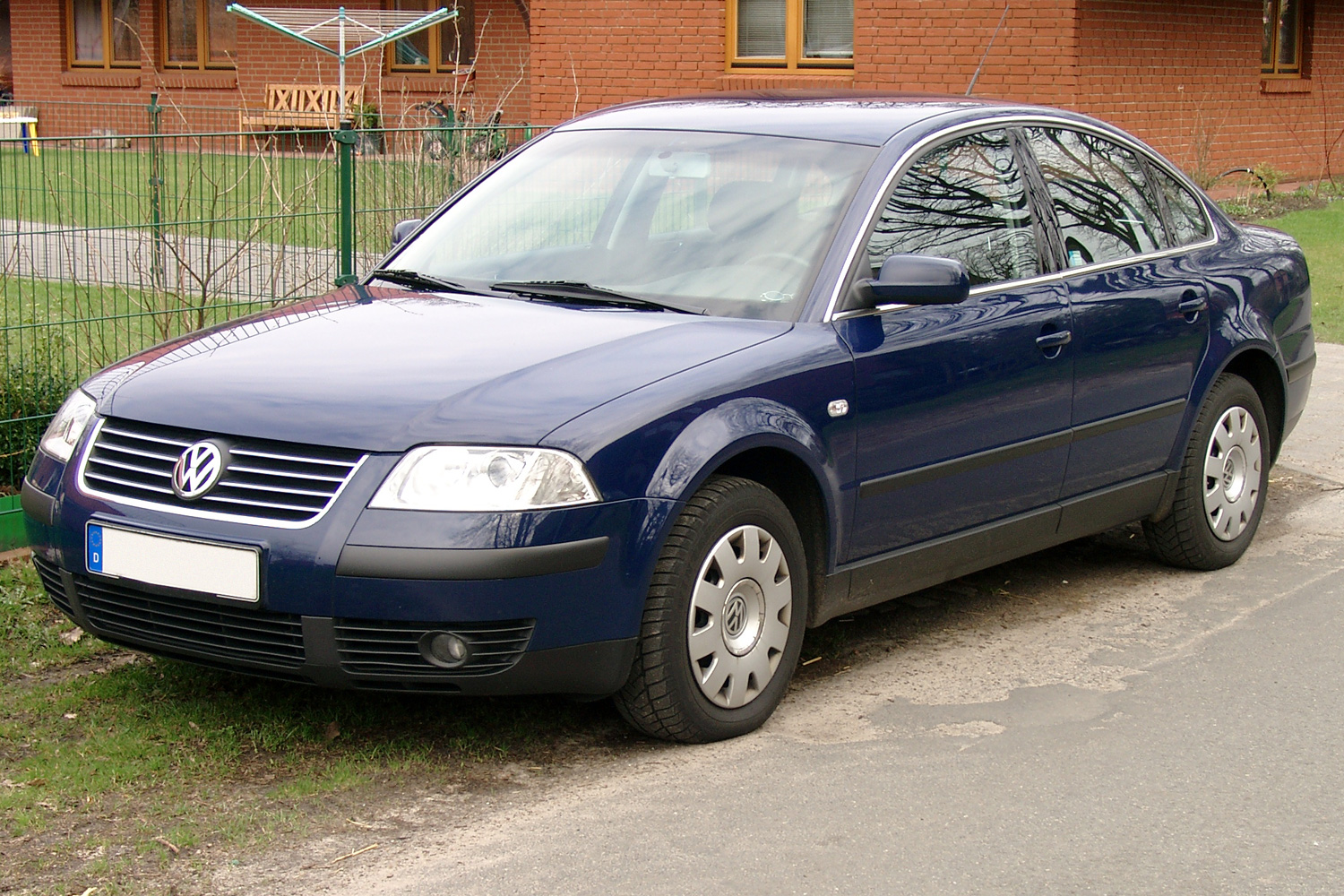
VW Passat B5
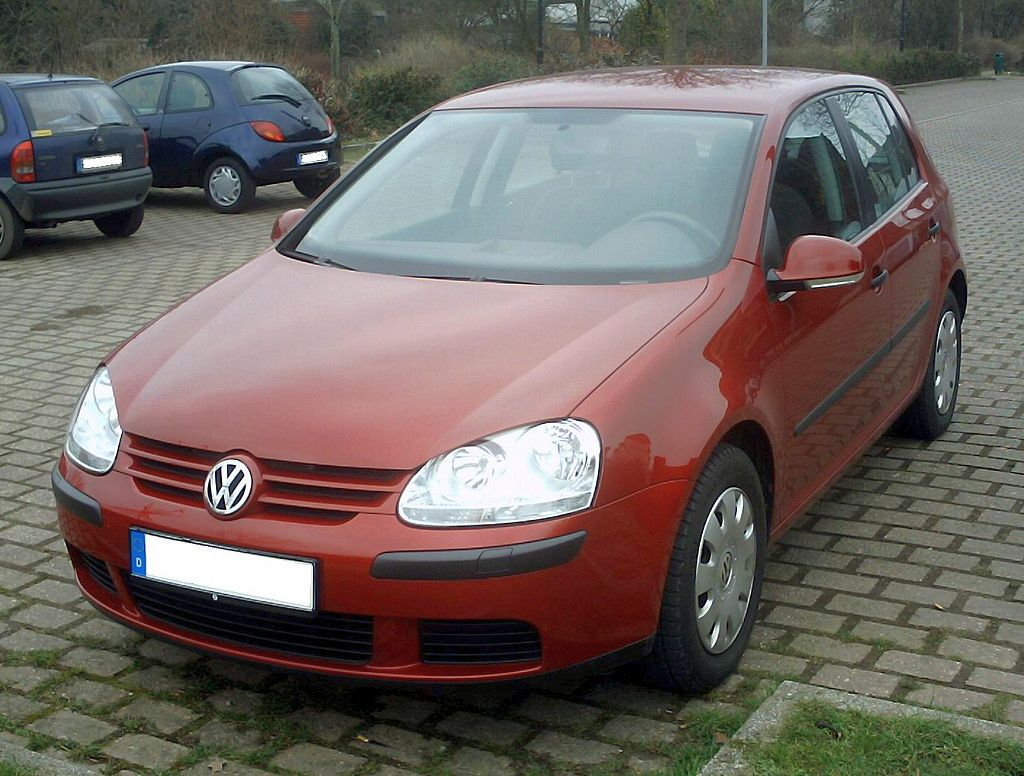
VW Golf V
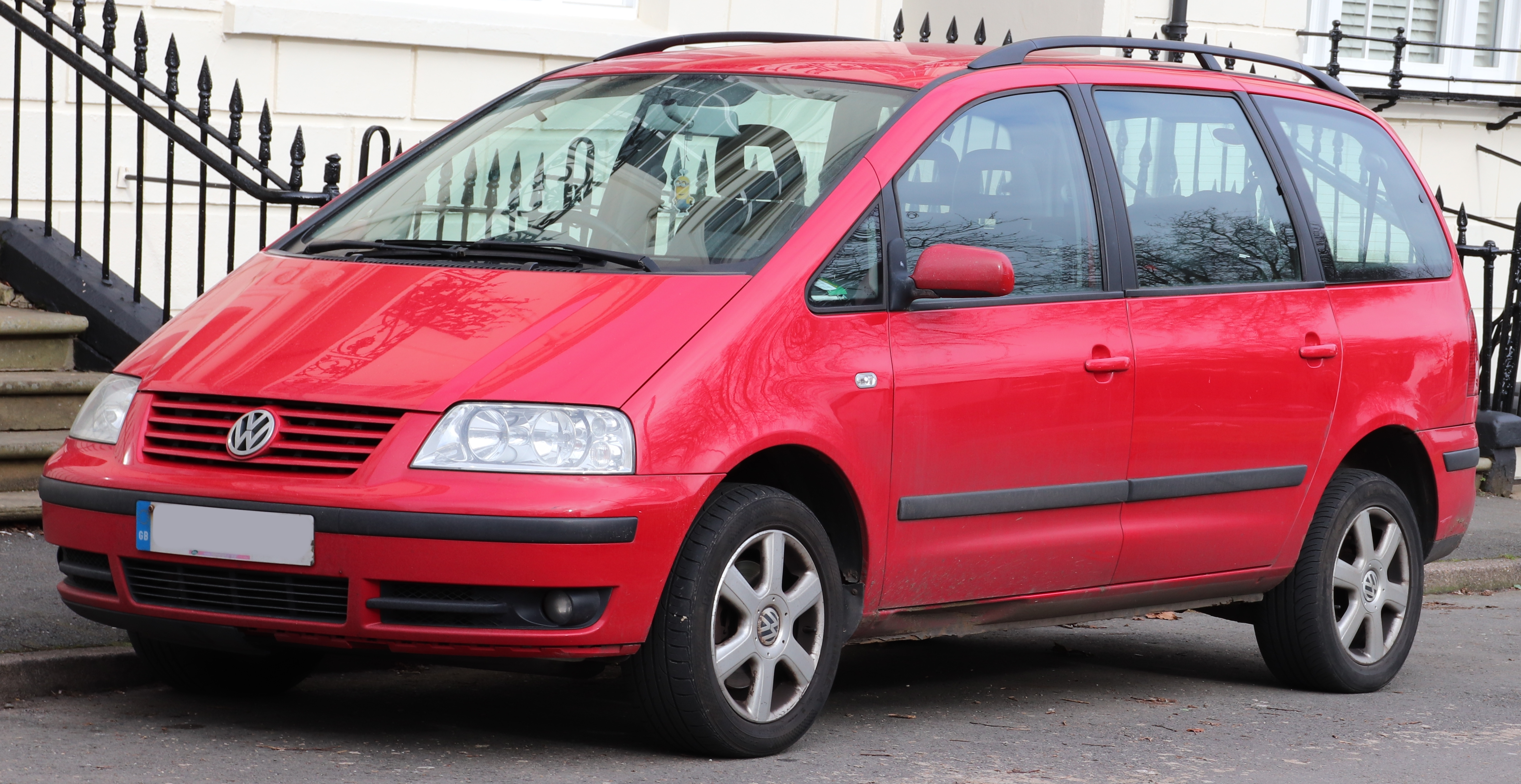
Volkswagen Sharan
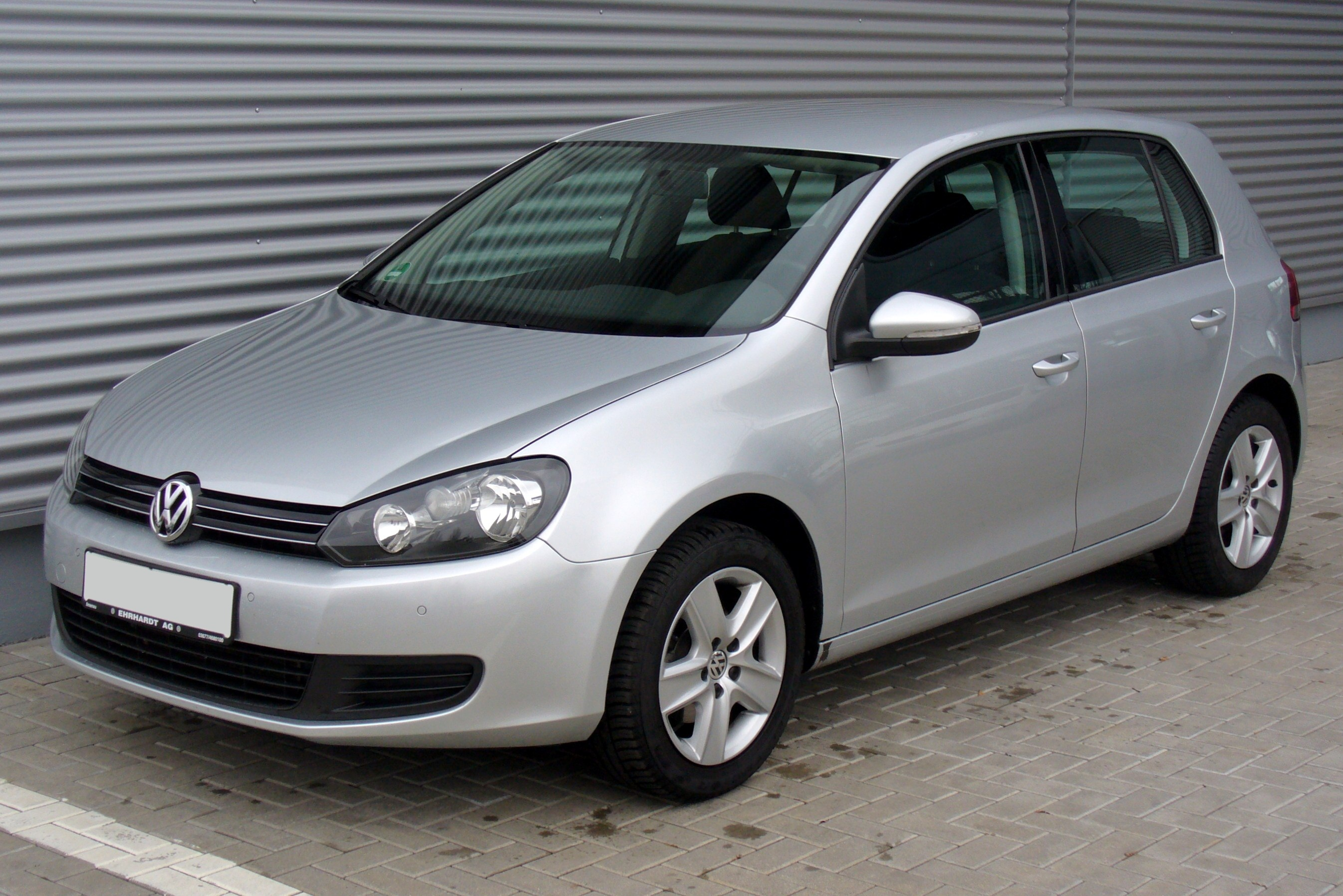
VW Golf VI
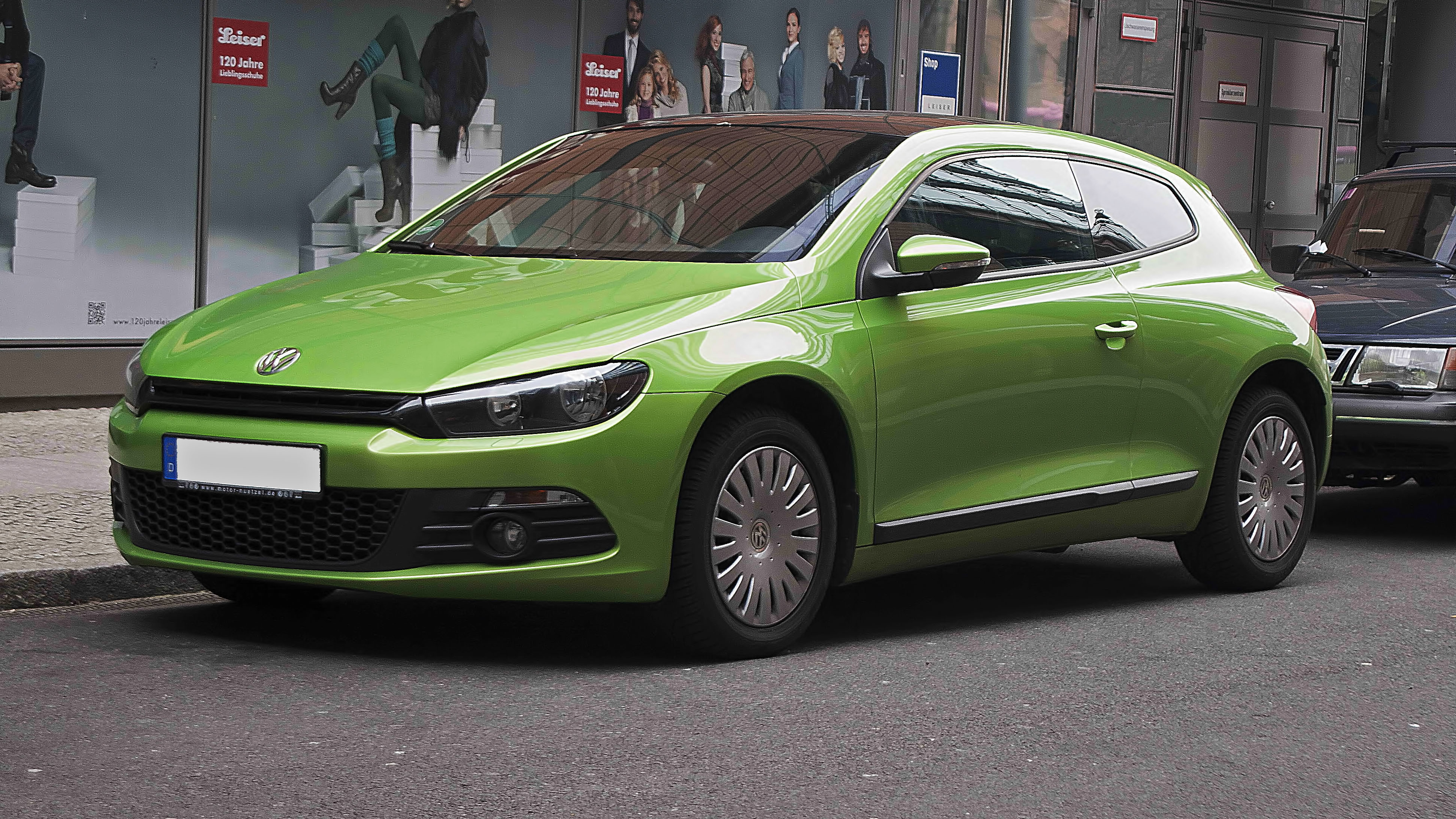
VW Scirocco

### 2015– jelen: Fókuszban az elektromos járművek
2017-ben a Volkswagen bejelentette, hogy jelentős hangsúlyt kíván fektetni az elektromos járművekre, azzal a céllal, hogy 2025-ig legalább 30 elektromos autót mutassanak be, és hogy a teljes éves árbevétel (2-3 millió) 20-25 százalékát elérje. 2017 szeptemberében a Volkswagen vezérigazgatója, Matthias Müller kijelentette, hogy a vállalat 2030-ig minden modelljéből elektromos változatot szeretne gyártani, ami 20-50 milliárd euróba kerül az akkumulátor-beszerzés terén.
2019-ben a VW teljesen leállította a népszerű VW Beetle-t, amely nyolc évtized alatt különféle újratervezésen esett át. Ugyanebben az évben a VW új dizájnt és logót vezetett be, ezt használják napjainkban is. A nyolcadik generációs VW Passat volt az első új logóval ellátott autó a magyar piacon, emellett 2019-ben mutatták be a VW Golf nyolcadik generációját is.

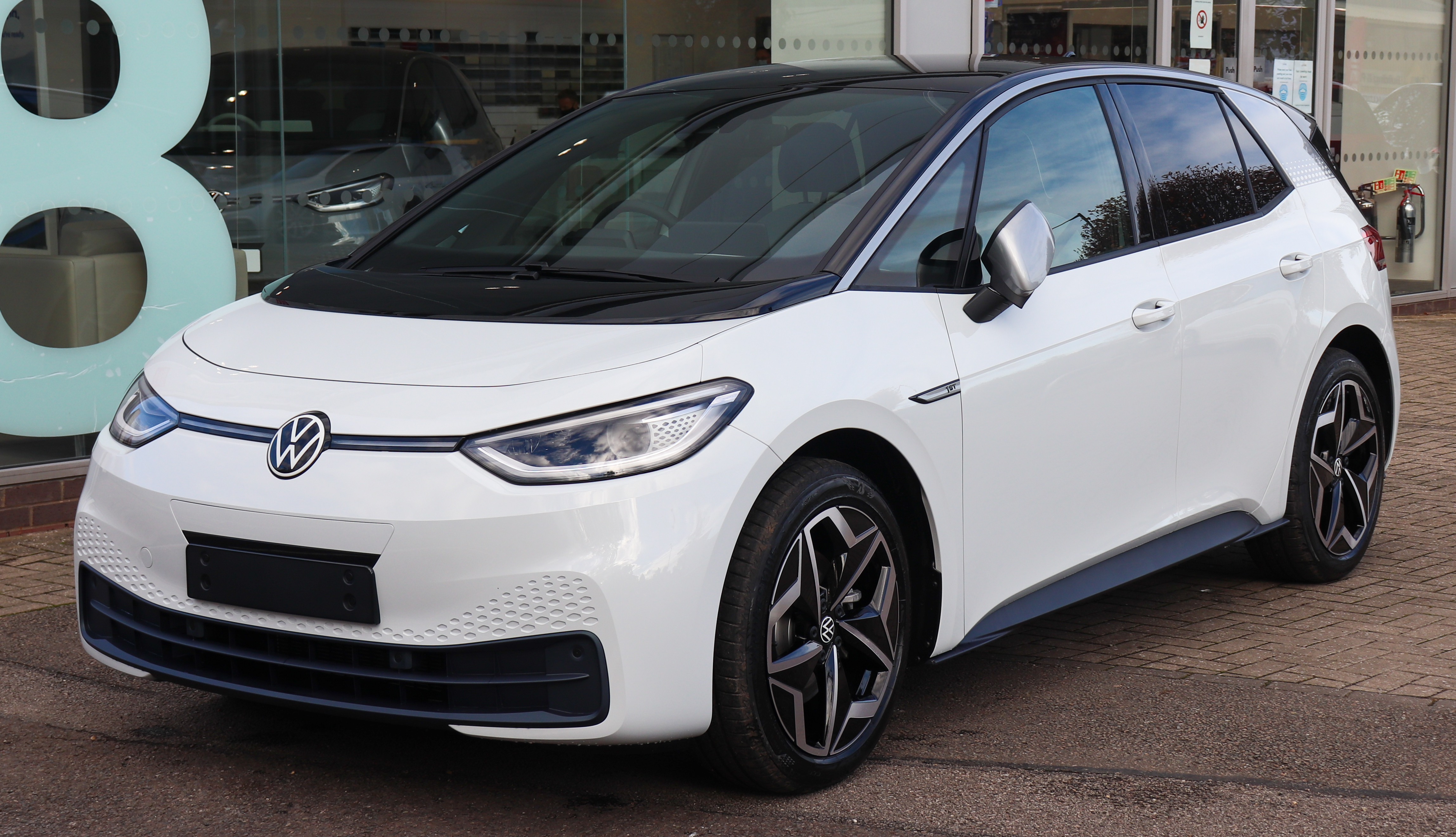
Az elektromos meghajtású Volkswagen ID.3
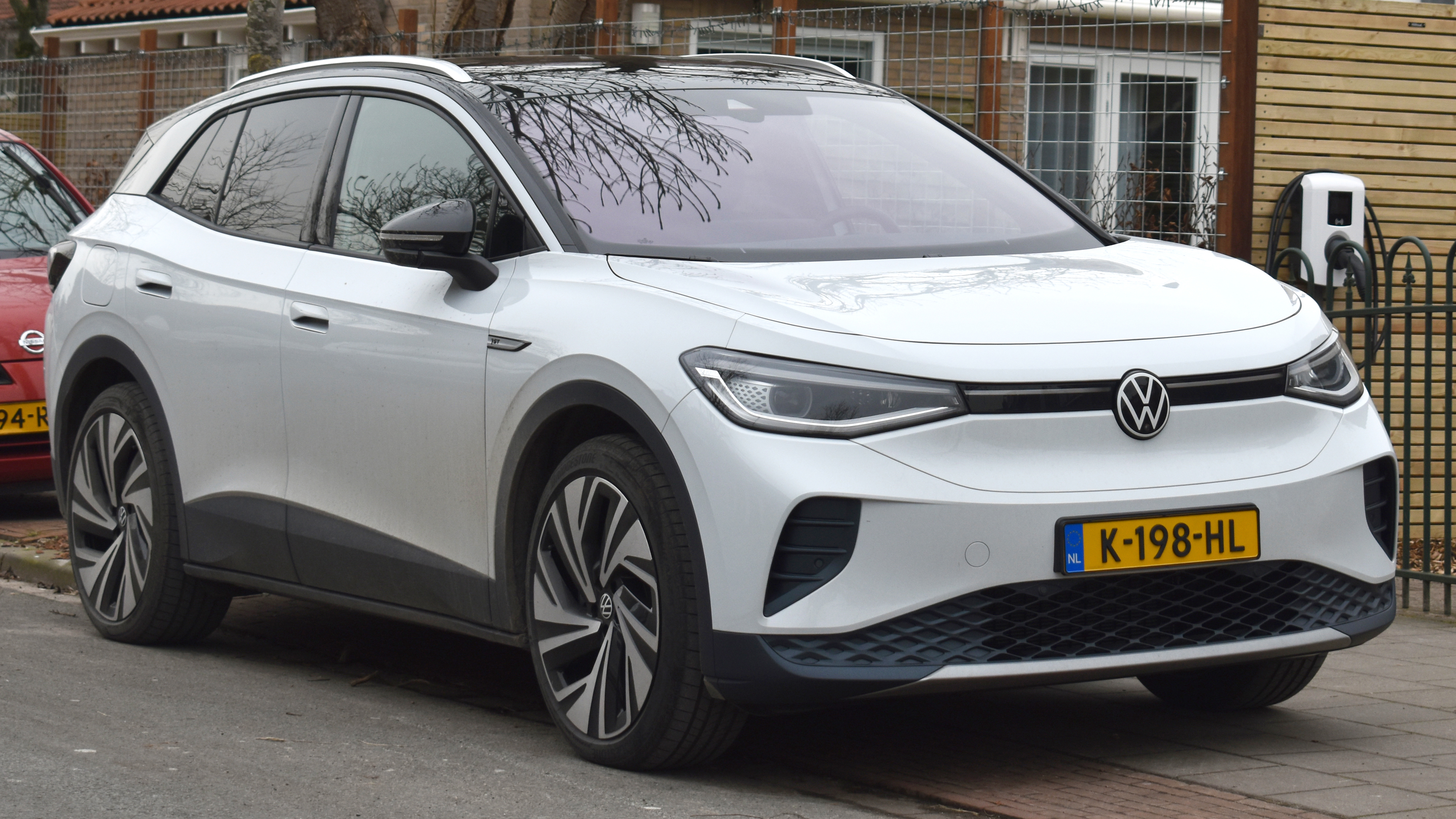
Az elektromos meghajtású Volkswagen ID.4
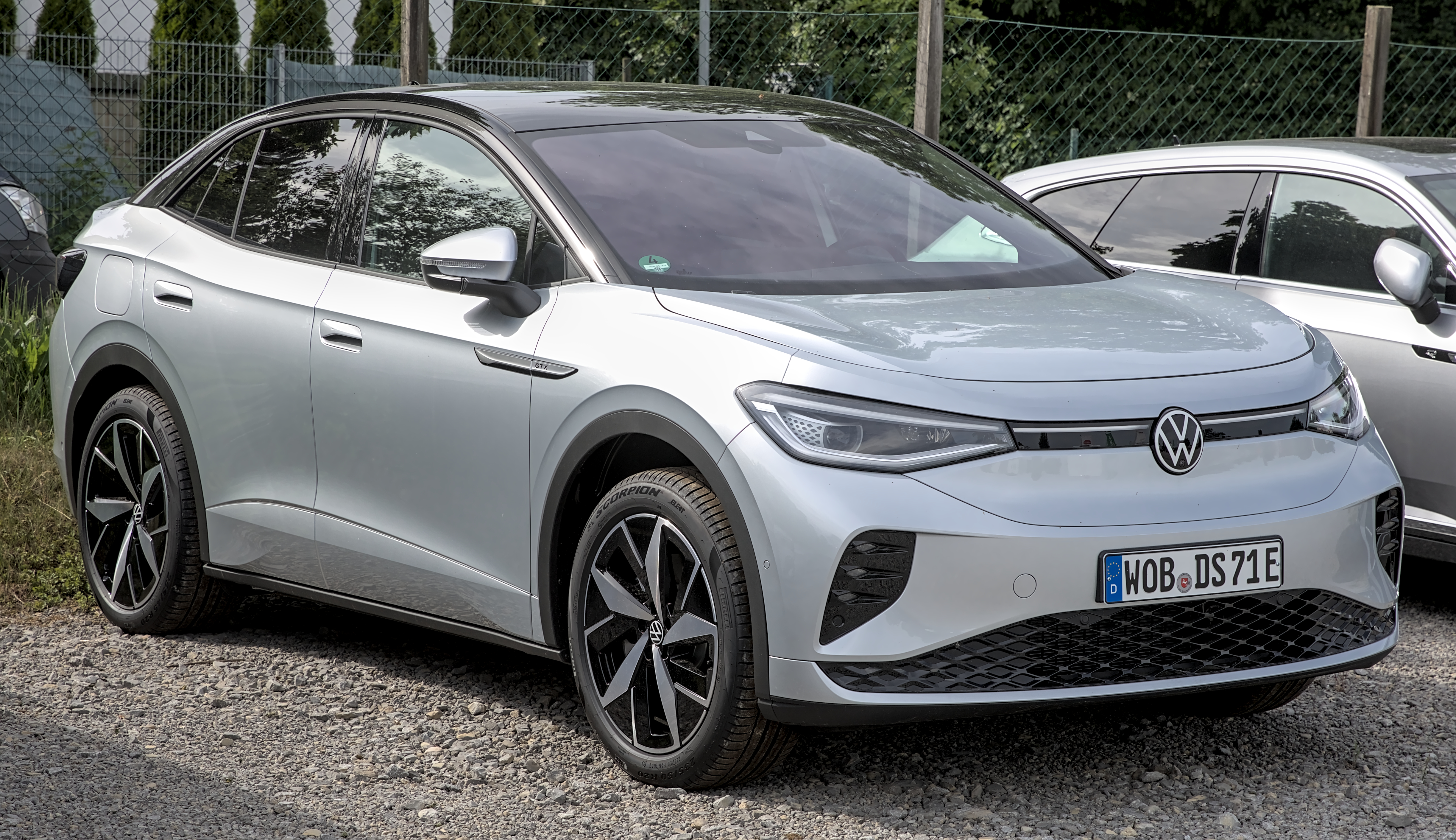
Az elektromos meghajtású Volkswagen ID.5
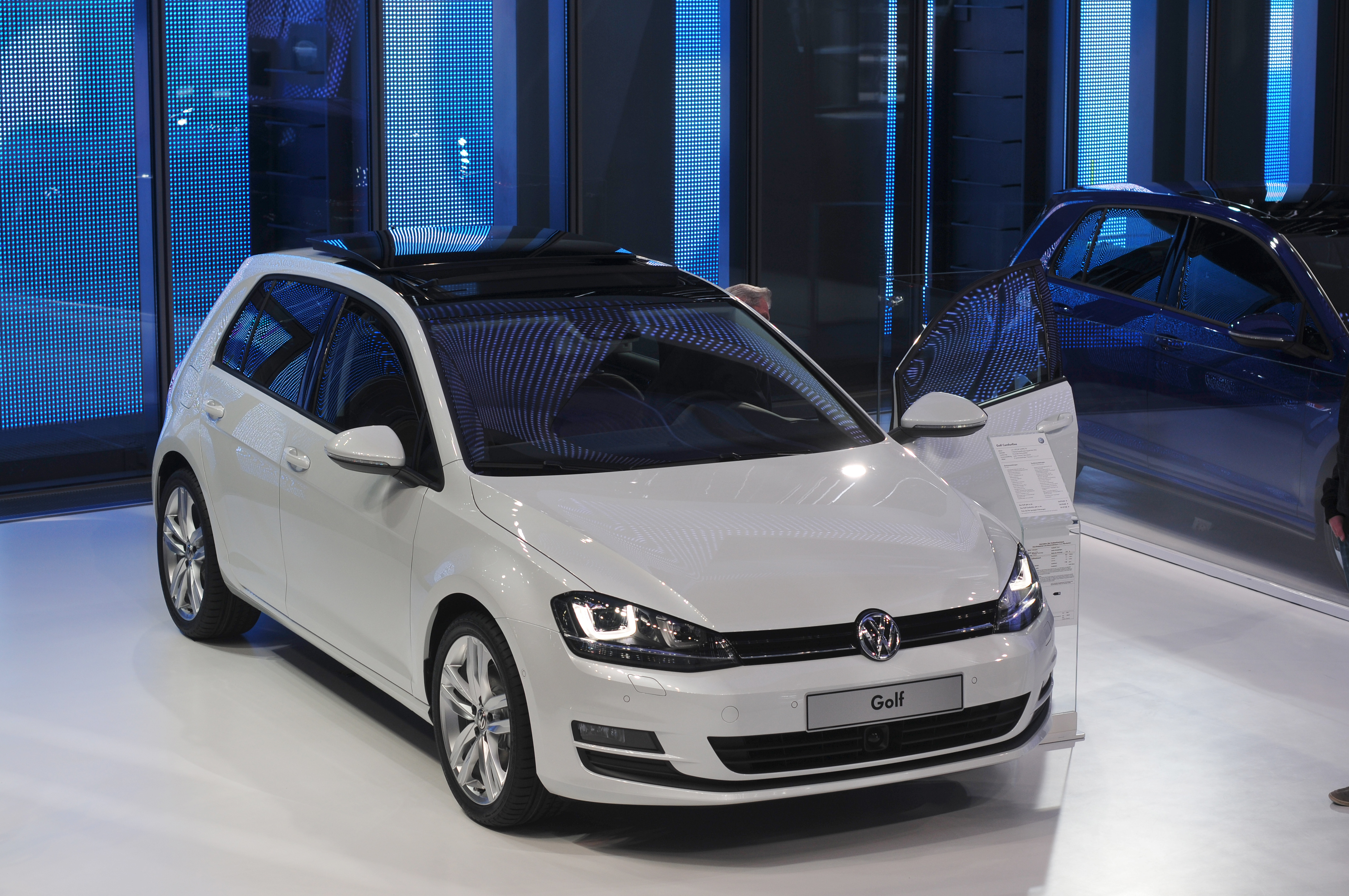
VW Golf VII
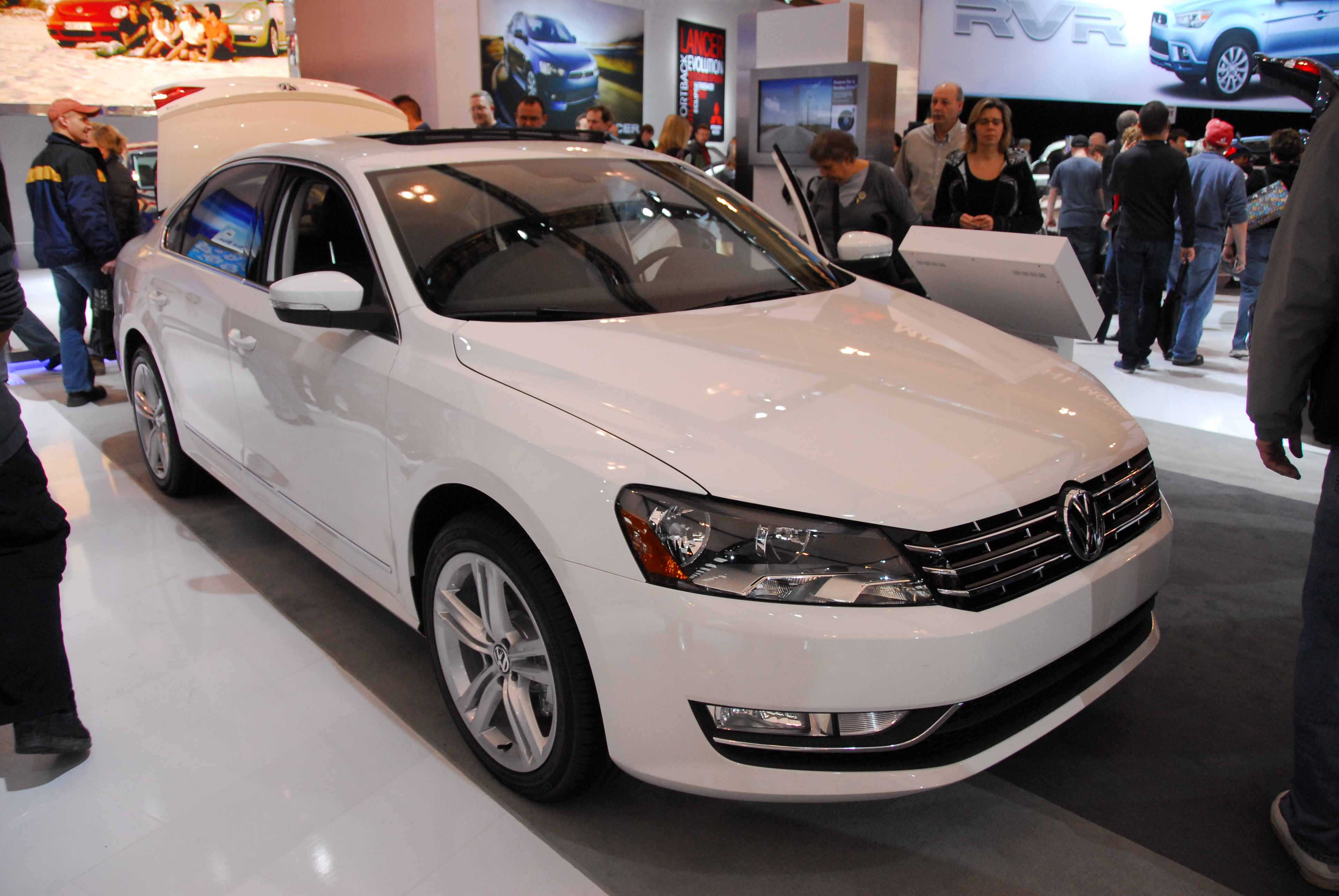
VW Passat B7
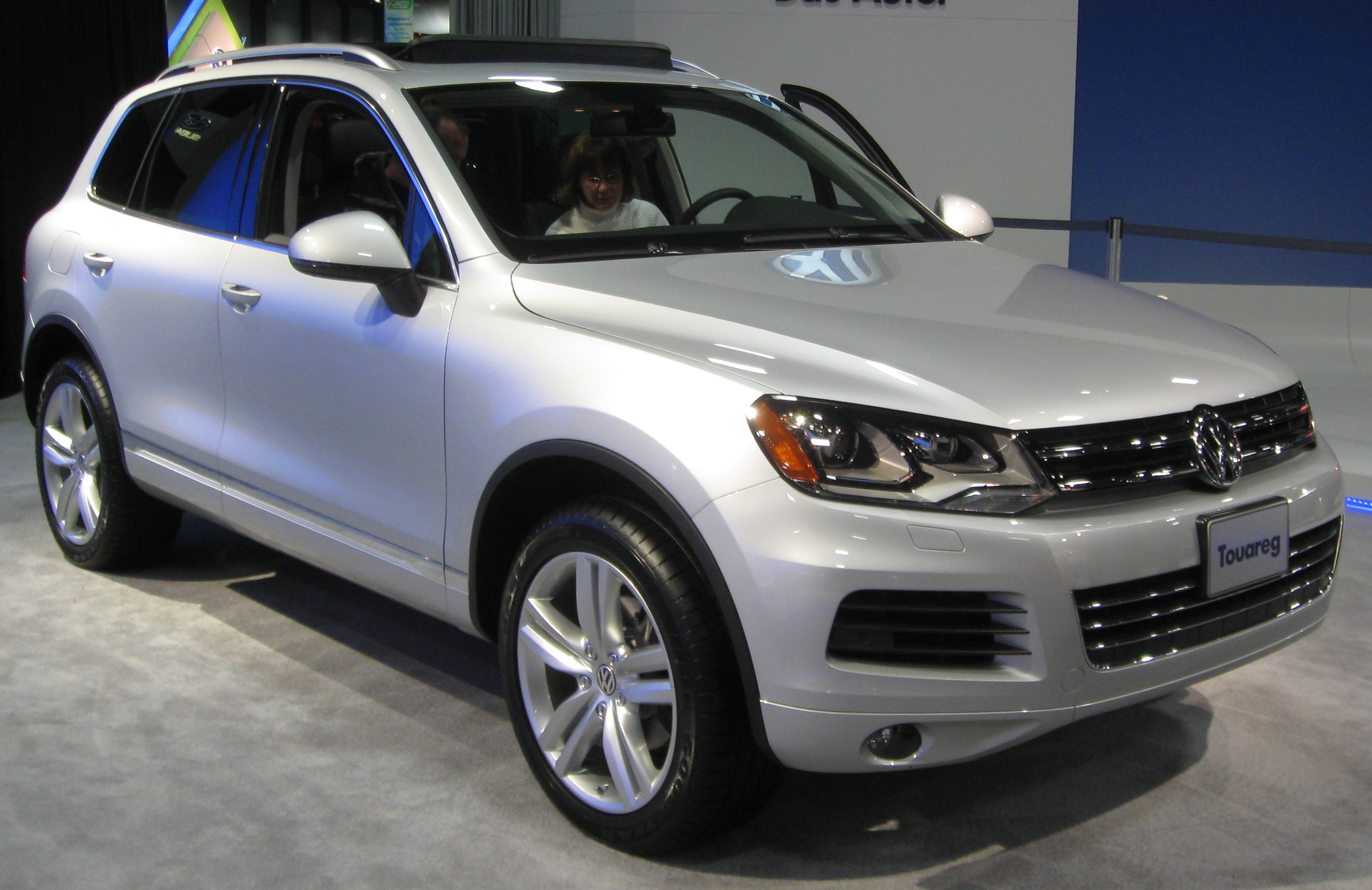
Volkswagen Touareg II

## Tevékenységek

### Volkswagen Csoport
A Volkswagen a névadója a Volkswagen Csoportnak, egy nagy nemzetközi holdingtársaság alapítója és tagja. A Volkswagen Csoport több autó- és teherautómárkáért felel, köztük az Audi, a SEAT, a Lamborghini, a Bentley, a Bugatti, a Scania és a Škoda. A Csoport központja a németországi Wolfsburgban, a Volkswagen gyárának történelmi városában található.
A Volkswagen Csoport egységként jelenleg a legnagyobb európai autógyártó, hosszú ideig 20% feletti piaci részesedéssel rendelkezett.

A VW Csoport logója

2008-ban a Volkswagen volt a világ harmadik legnagyobb autógyártója, 2012-ben azonban felkúszott a második helyre világviszonylatban, egyedül a Toyota előzi meg. 2010-ben a Volkswagen 6,29 millió jármű értékesítési rekordot döntött, 11,4%-os globális piaci részesedéssel.

### Önálló járművek fejlesztése
2019 júliusában a Volkswagen 2,6 milliárd dollárt fektetett be az „Argo AI”-be, egy induló vállalkozásba, amely az autonóm járművek fejlesztésével foglalkozik.

### Világszerte jelenlét
A Volkswagennek a világ számos részén vannak gyárai, amelyek nemzeti piacokra gyártanak és szerelnek össze járműveket. A Volkswagen Németországban, Mexikóban, az Egyesült Államokban, Szlovákiában, Kínában, Indiában, Indonéziában, Oroszországban, Malajziában, Brazíliában, Argentínában, Portugáliában, Spanyolországban, Lengyelországban, a Csehországban, Bosznia-Hercegovinában és Dél-Afrikában rendelkezik gyártó- vagy összeszerelő létesítményekkel. 2011-ben a Forbes a Volkswagent a világ 25 legnagyobb vállalata közé sorolta.

### Múzeum Wolfsburgban
1985. április 25. óta a Volkswagen üzemelteti a wolfsburgi "AutoMuseum Volkswagen" múzeumot. A múzeum rendkívül elkötelezett a Volkswagen történetének.

## Az eladási adatok világszerte
| Év    | Globális eladások (milliókban) |
| ----- | ------------------------------ |
| 2006. | 5,7                            |
| 2007. | 6,2                            |
| 2008. | 6,3                            |
| 2009. | 6,3                            |
| 2010. | 7,3                            |
| 2011. | 8,4                            |
| 2012. | 9,3                            |
| 2013. | 9,7                            |
| 2014. | 10,2                           |
| 2015. | 10,0                           |
| 2016. | 10,3                           |
| 2017. | 10,7                           |
| 2018. | 10,8                           |

## VW Lupo
A Lupo-t 1998 októberében mutatták be, hogy kitöltsék a Volkswagen modellkínálatának alján a Polo méretének és tömegének növekedése miatti űrt. A Lupo, az 1997-es SEAT Arosa jelvényes változata volt. A jobbkormányos változat az Egyesült Királyság piacára 1999 tavaszán jelent meg, Japánban pedig 2001 júliusában indították el.
A Lupo és az Arosa is az A00 platformot használja, mely a Polo/Ibiza A0 platform rövidített változata. Kezdetben csak két kivitelben volt elérhető, a pénztárcabarát E és a továbbfejlesztett S kivitelben; a kínálat később kibővült egy Sport és GTI változattal.
A benzinmotorok 1,0 és 1,4 (a GTI esetében 1,6), a dízelmotorok 1,2 és 1,7 között voltak. Az E és az S kivitel közötti különbségek a festett külső tükrök, az ajtókilincsek és -szalagok, a központi zár, az elektromos ablakok, a duplán lehajtható ülések és a nyitható hátsó ablakok voltak. Az Arosához hasonlóan a Lupót is Jozef Kabaň tervezte.

### Első generáció (1998-2005)
- VW Lupo FSi
- VW Lupo 3L TDI
- VW Lupo GTI

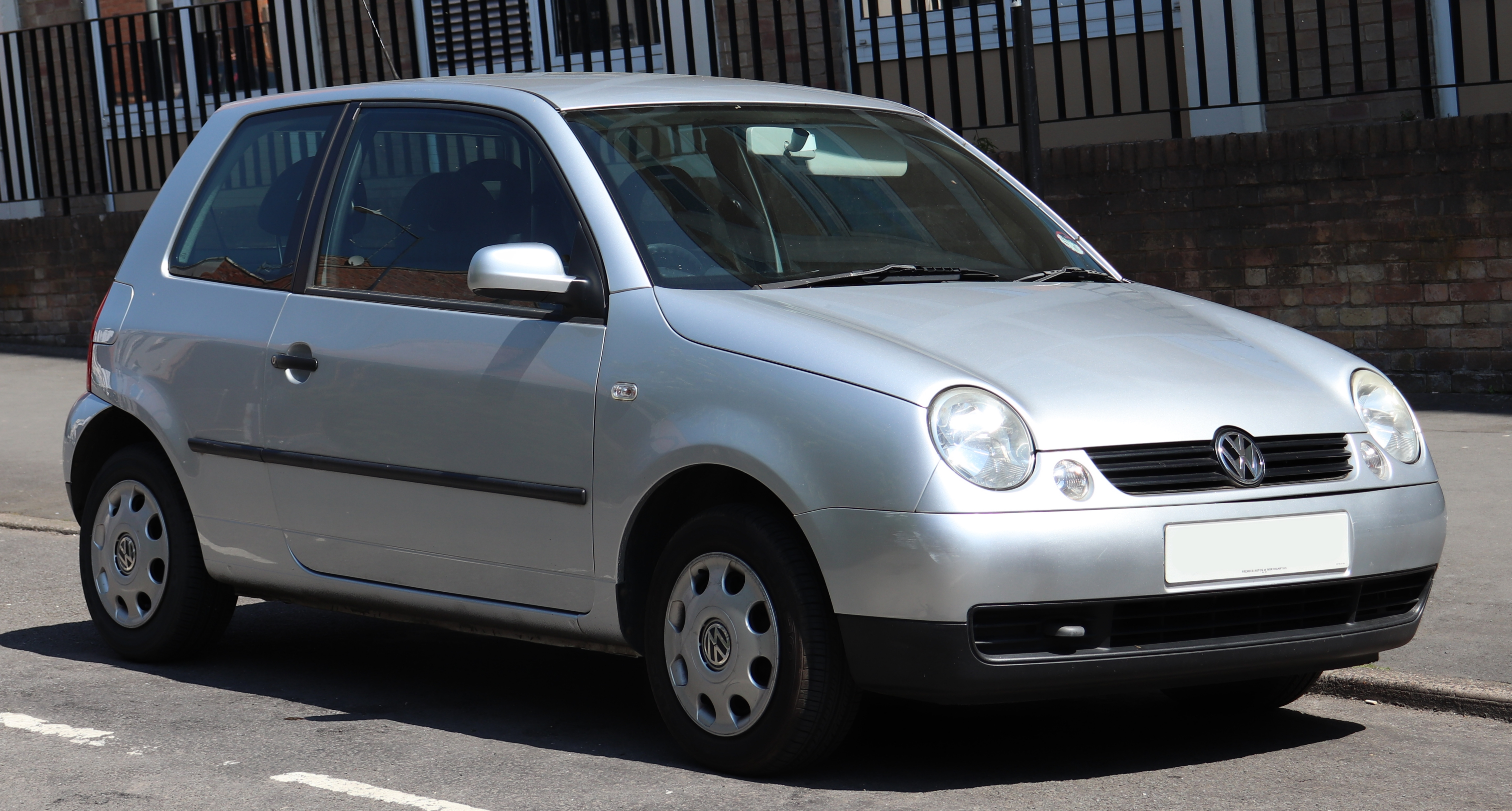
VW Lupo eleje
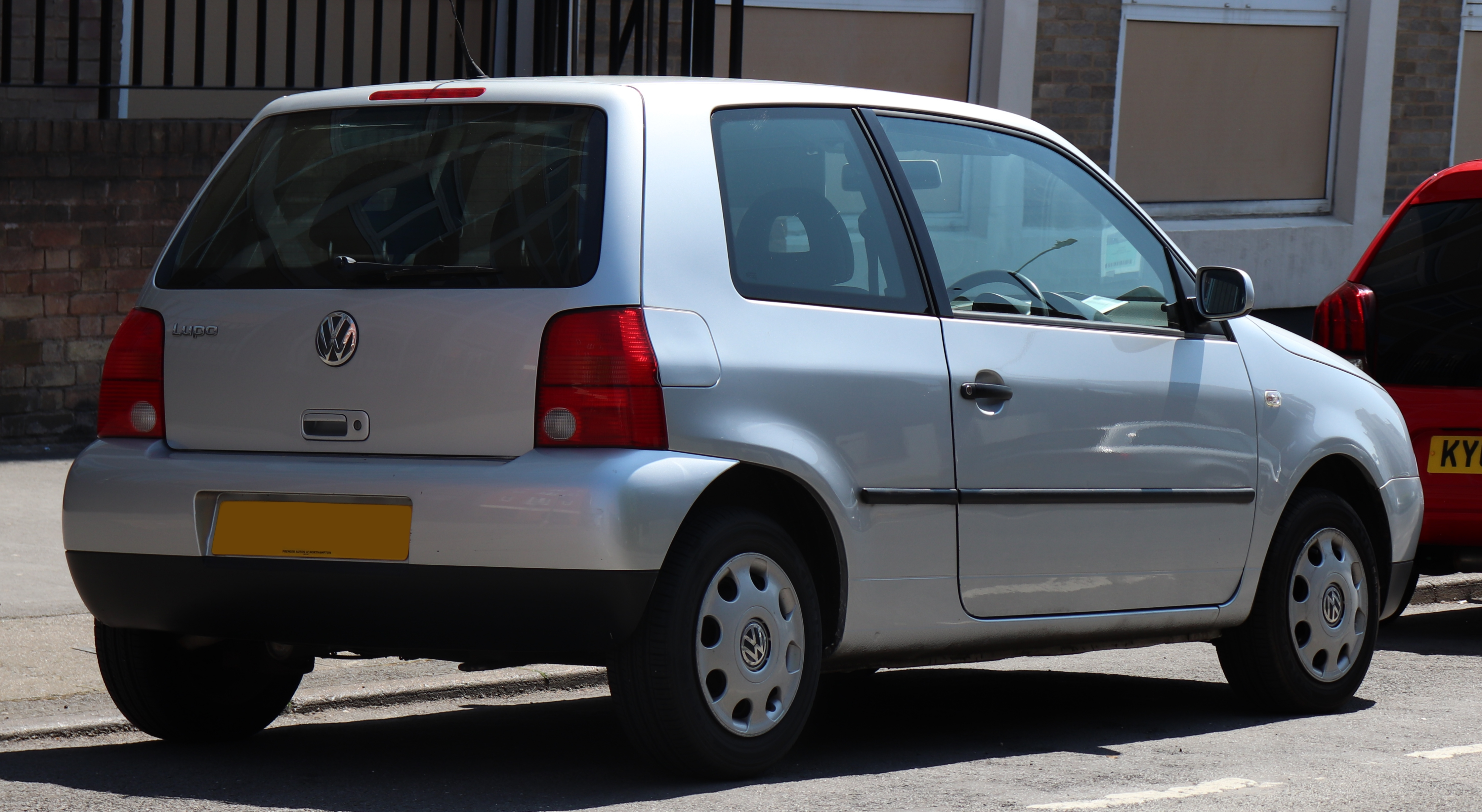
VW Lupo hátulja
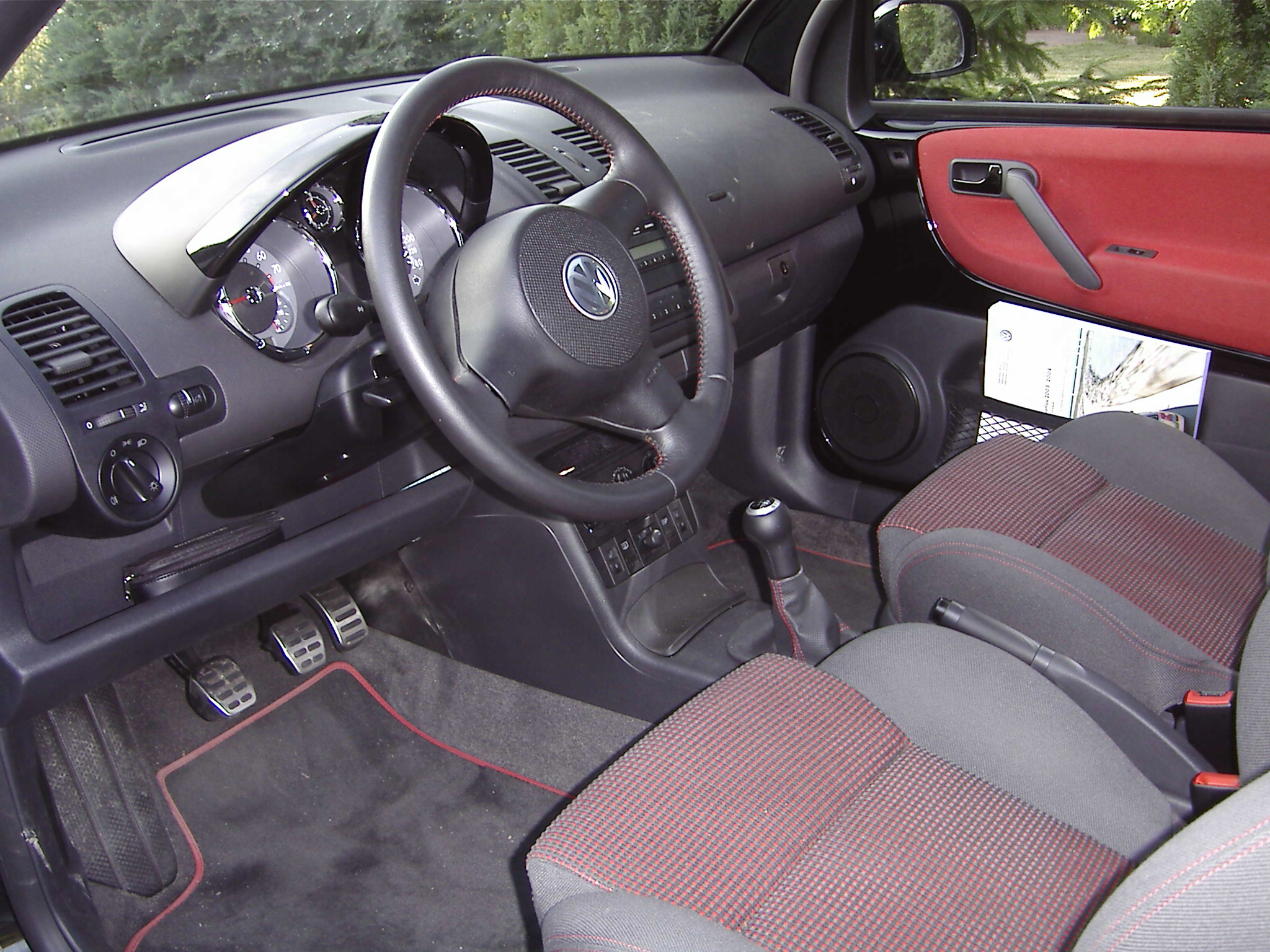
A belseje
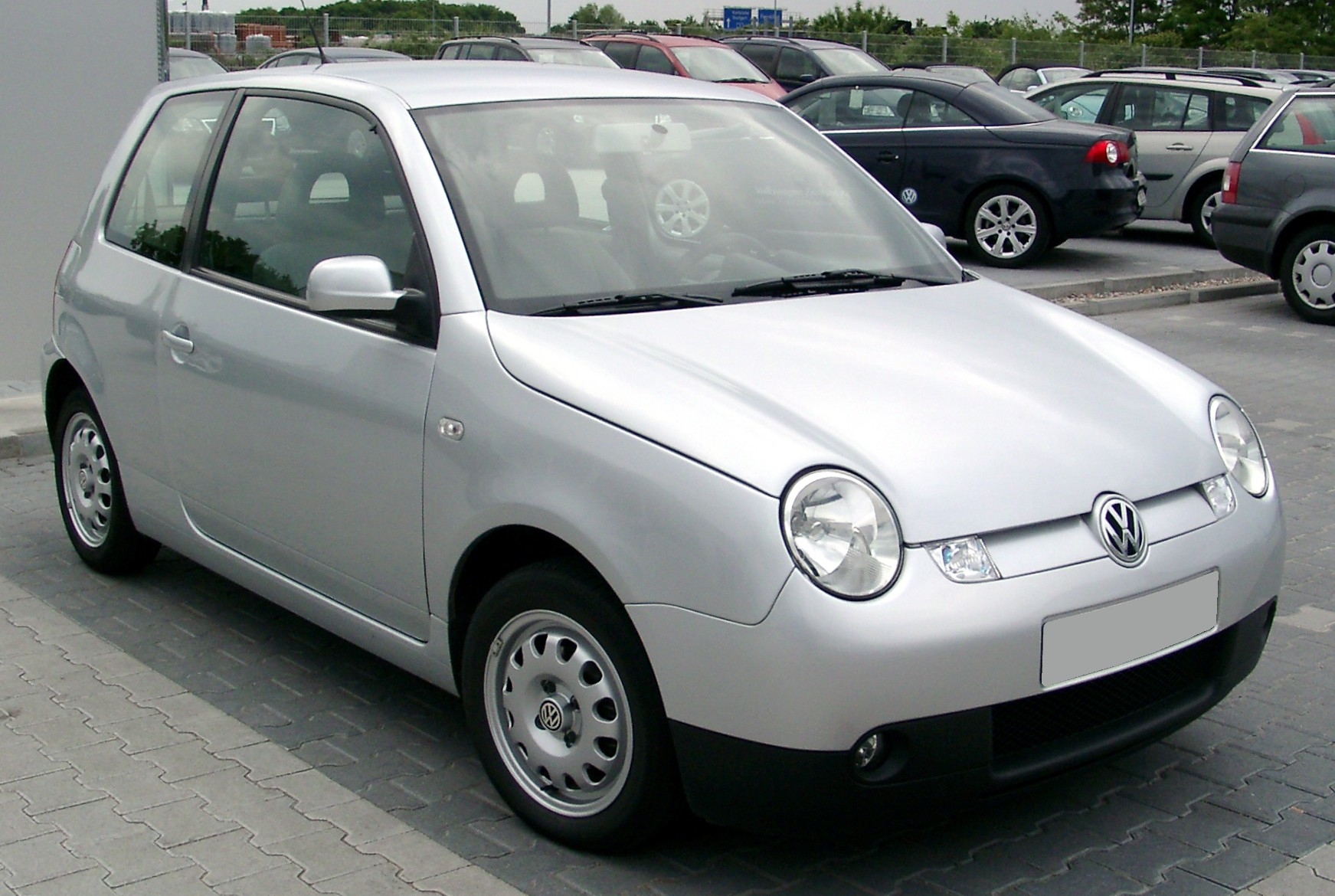
VW Lupo 3L TDI eleje
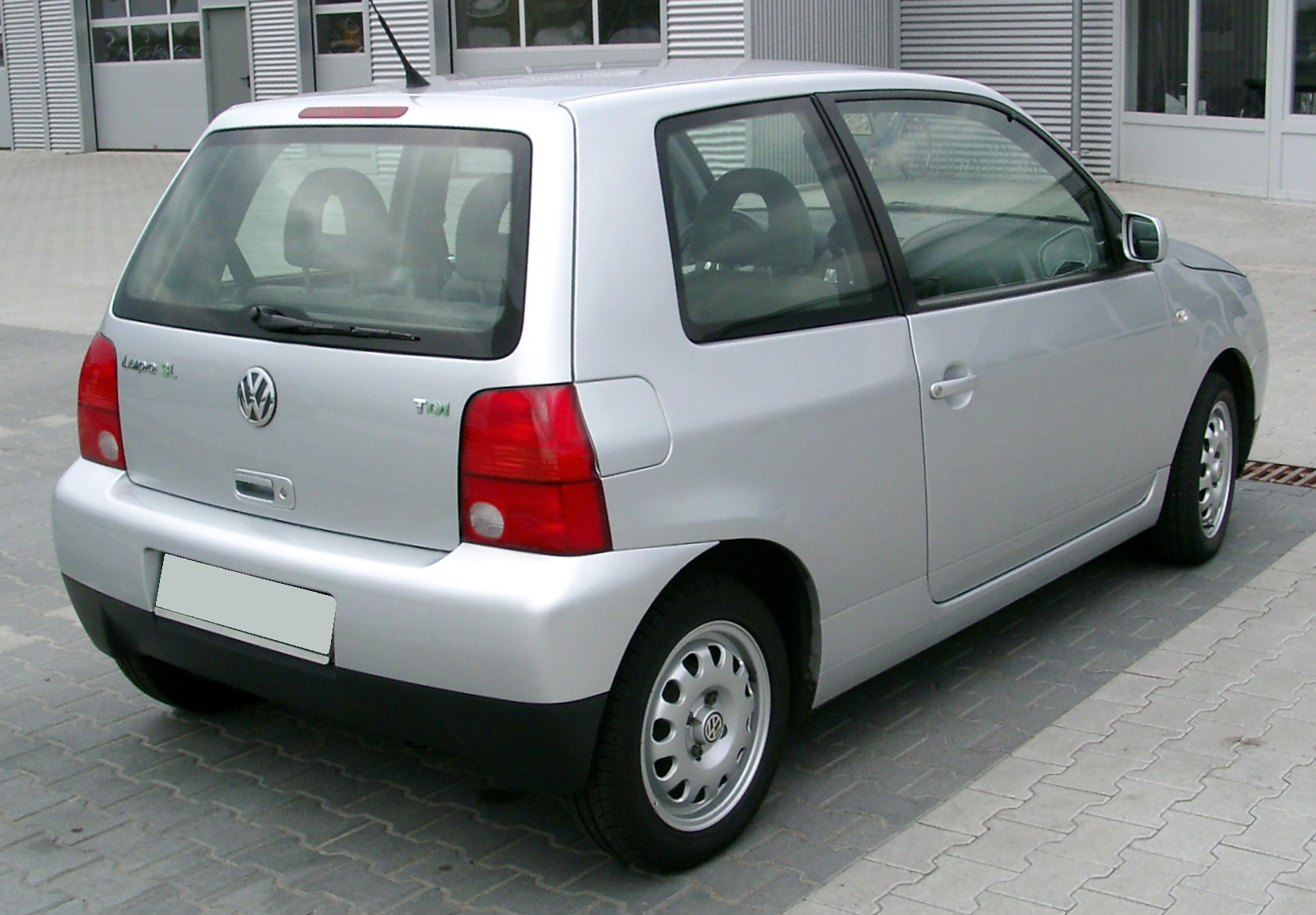
VW Lupo 3L TDI eleje hátulja
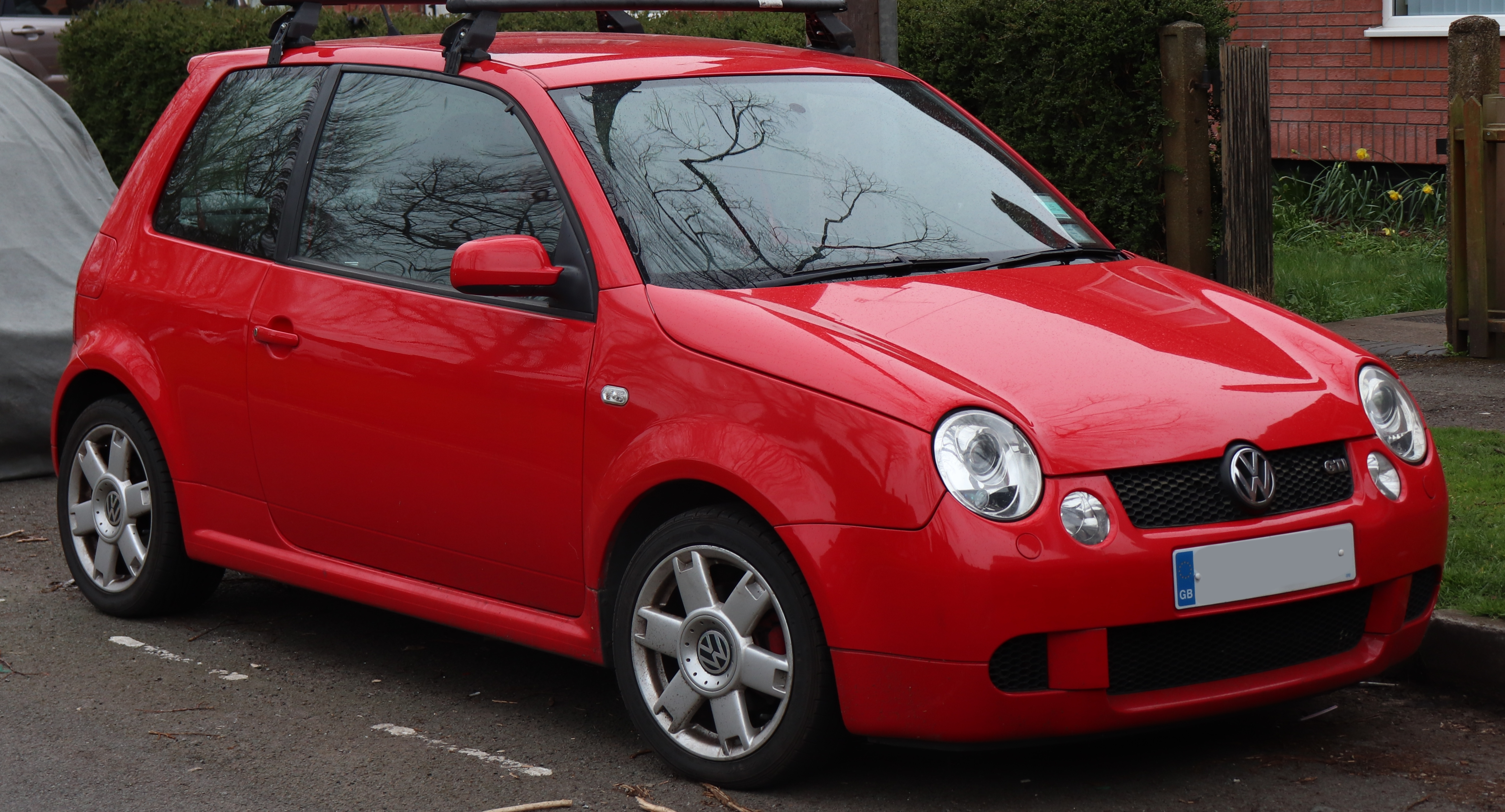
VW Lupo GTI eleje
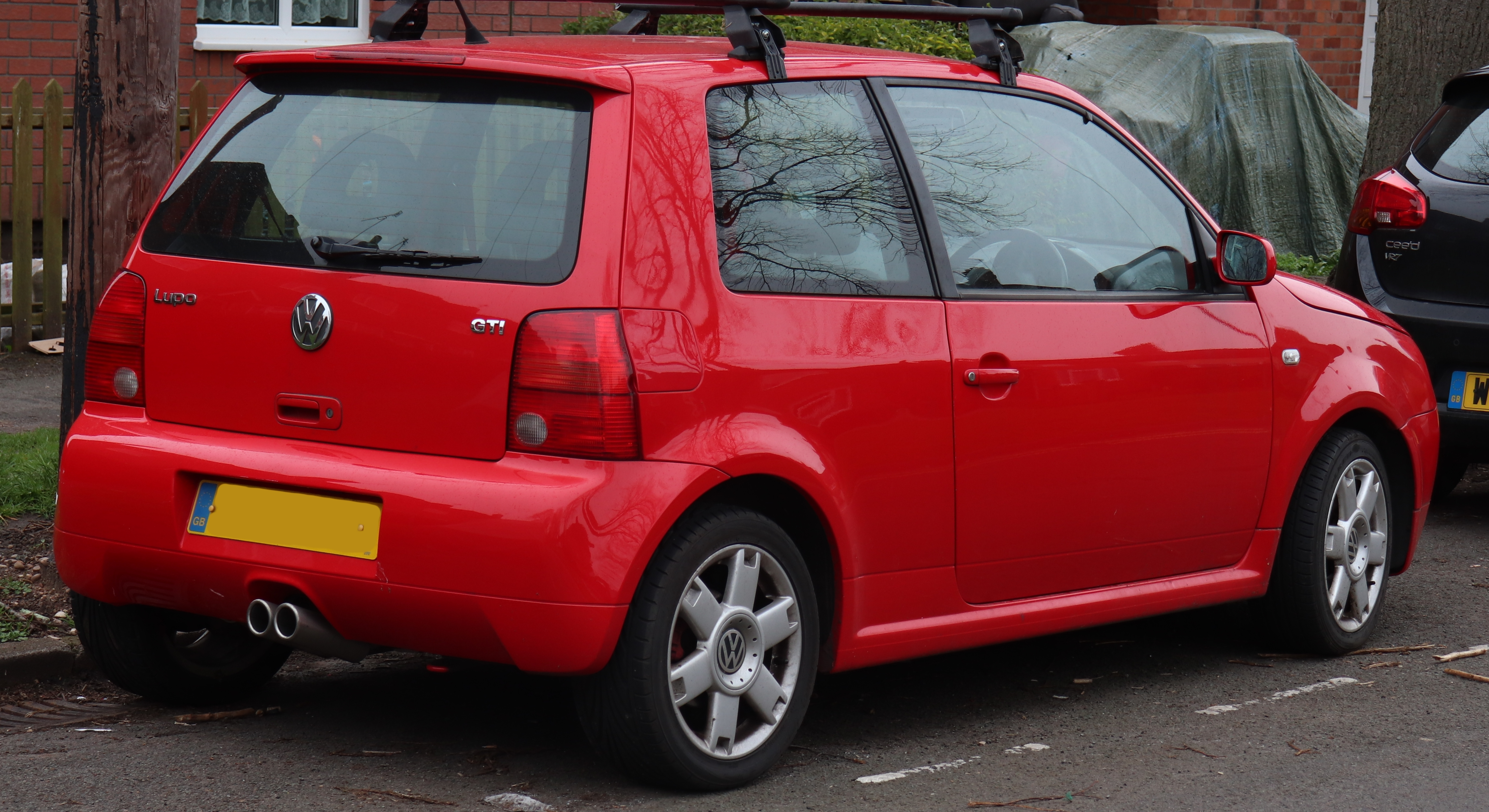
VW Lupo GTI hátulja

## VW Fox
A Volkswagen Fox egy szubkompakt autó, amelyet a brazil Volkswagen gyártott és tervezett. Latin-Amerikában 2003-tól 2021-ig, Európában pedig 2005-től 2011-ig forgalmaztak. A Fox 3 ajtós és 5 ajtós ferdehátú kivitelben készült. Létezik egy Fox Xtreme (korábban: CrossFox) nevű mini SUV-változat, valamint piactól függően Suran, SpaceFox, SportVan vagy Fox Plus nevű mini MPV/kombi modell.
A Volkswagen 1969-ben, az NSU megvásárlásával szerezte meg a név jogait. Az eredeti NSU Fox egy motorkerékpár volt, amelyet 1949-ben mutattak be, a Volkswagen ezt követően pedig a "Fox" nevet használta egyes piacokon a különleges kiadású Volkswagen Polókhoz. Az 1970-es években gyártott Audi 80 a Fox nevet is használta az Ausztráliában és az Egyesült Államokban értékesített járműveken. Az ausztrál változatot a Volkswagen Australasia Ltd. szerelte össze helyben.
A Foxot 2005 áprilisában, az AMI Lipcsei Autószalonon mutatták be. Csak háromajtós ferdehátúként volt elérhető, és háromféle motorral: 1,2 literes 40 kW (55 LE) I3 és 1,4 L 55 kW (75 LE) I4 benzinmotorok és 1,4 L 51 kW (69 LE) TDI motor.
A Fox-ot hosszú opciós listával adták el, hogy csökkentsék a címke árat, így az európai vásárlók tetszés szerint választhatják ki a Foxot. A biztonsági intézkedések érdekében szabványos ikerlégzsákokkal és blokkolásgátló fékrendszerrel volt felszerelve. A debütáláskor négy csillagot ért el az EuroNCAP baleset-besorolási rendszerében. Az európai piacon a Fox felváltotta a Lupo városi autót, mint belépő szintű autót a kínálatban. A Volkswagen 2011-ben leállította a Fox értékesítését Európában, és a helyére a Volkswagen Up lépett. A kortárs Polo-hoz hasonlóan a Fox is a Volkswagen PQ24 platformjára épül.

### Első generáció (2005-2021)
- VW Fox
- VW Fox Xtreme (mini SUV)
- VW Suran (Brazíliában: SpaceFox, Mexikóban: SportVan, Algérában: Fox Plus)
- VW Suran Cross

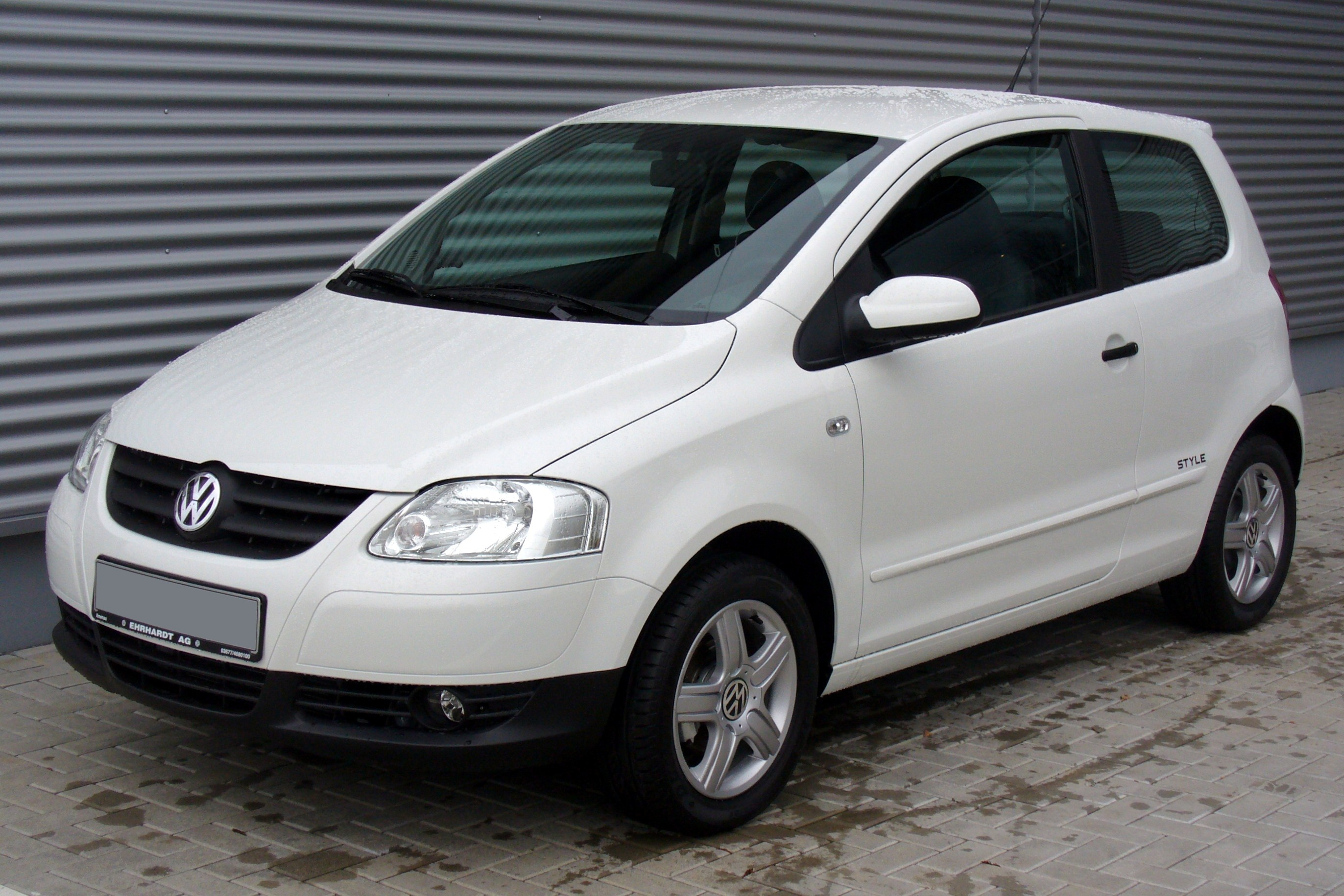
VW Fox eleje (3 ajtós)
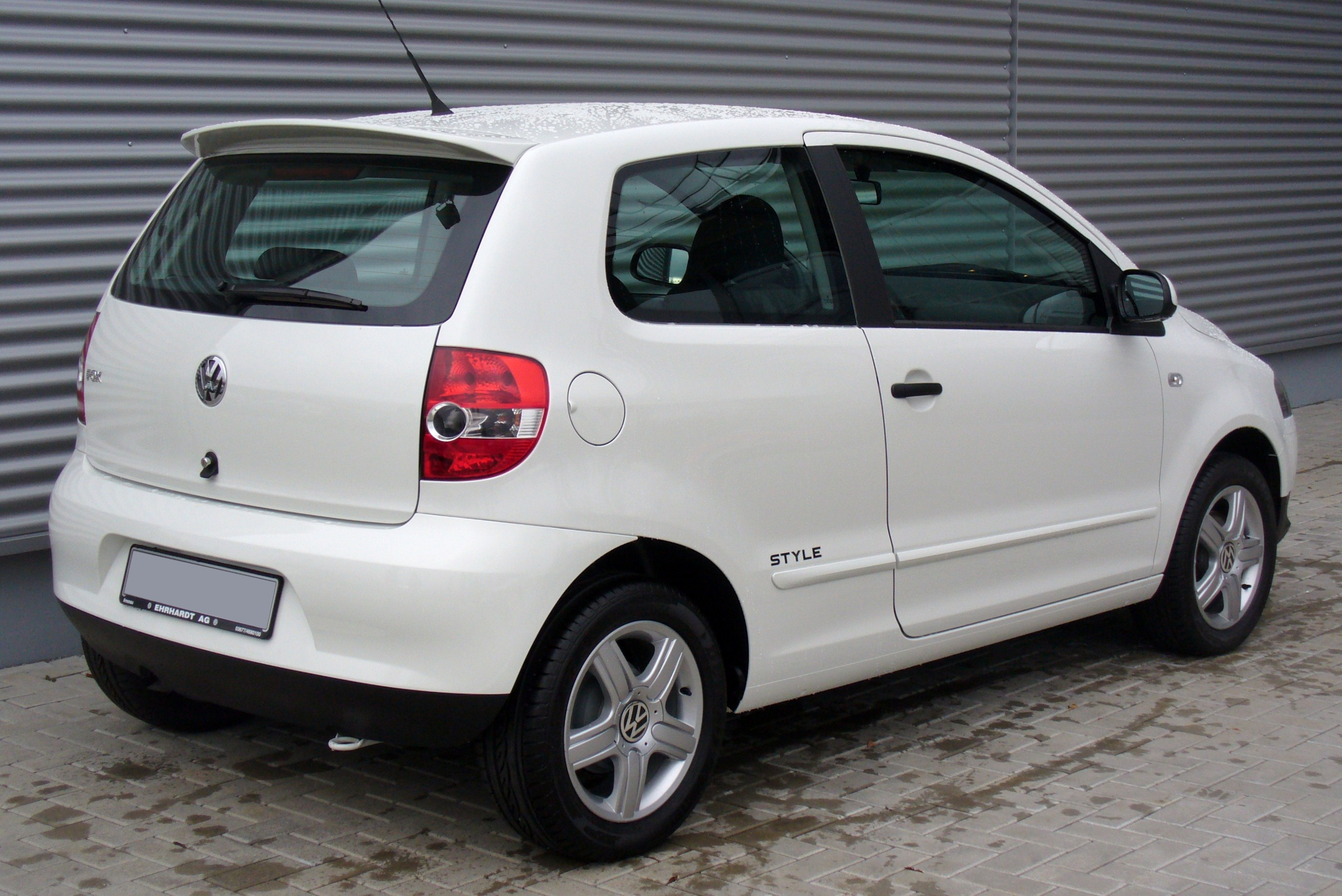
VW Fox hátulja (3 ajtós)
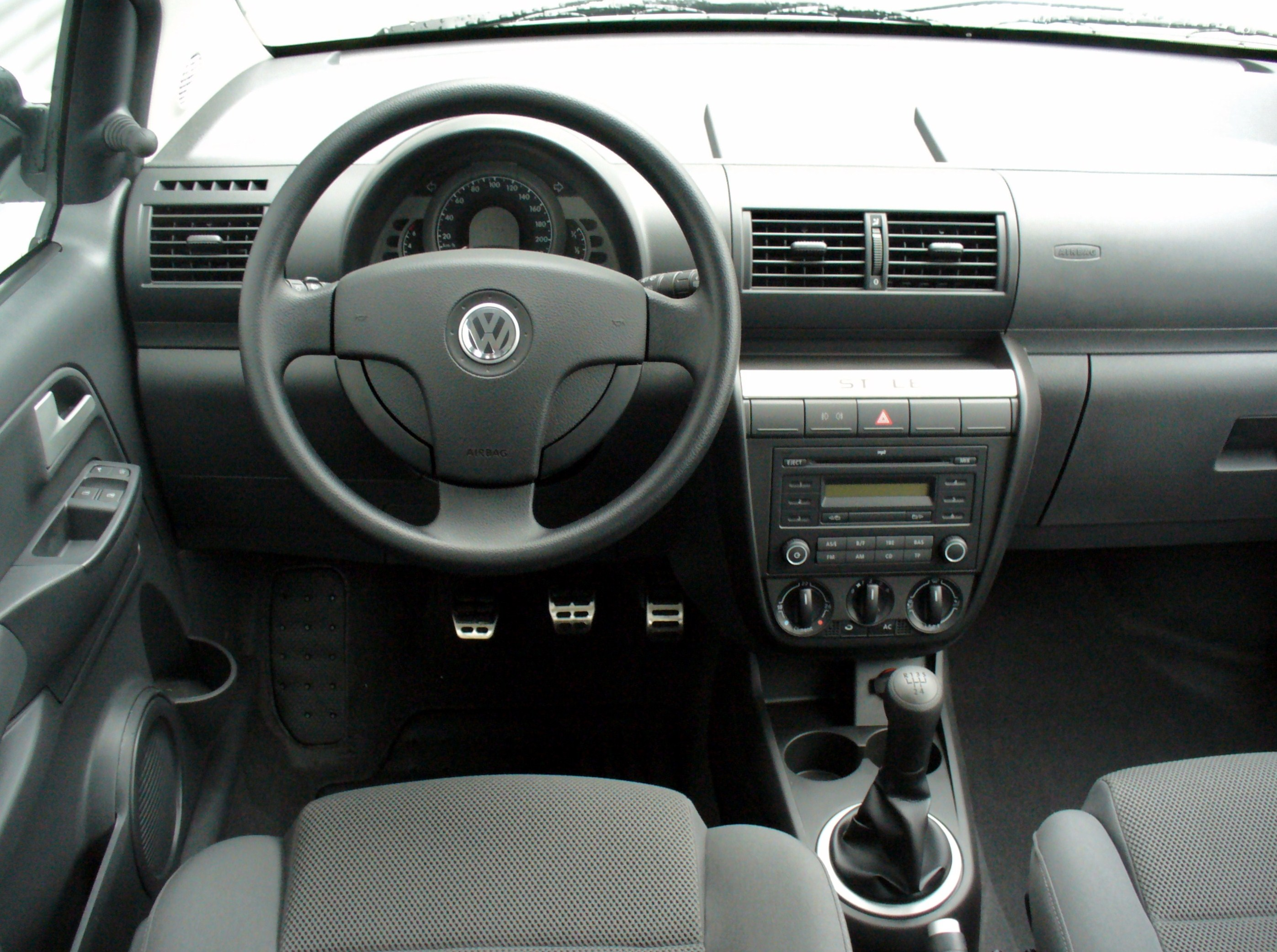
A belseje
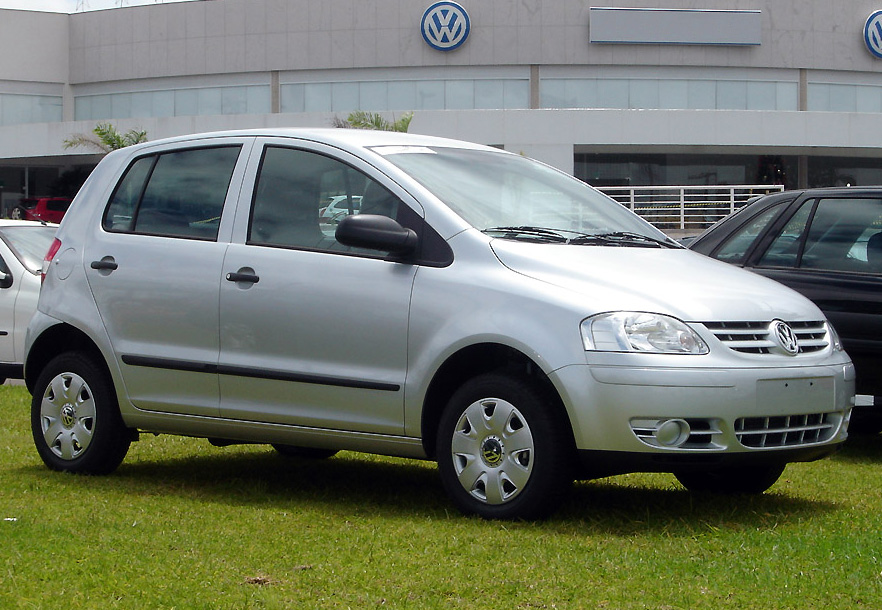
VW Fox (5 ajtós)
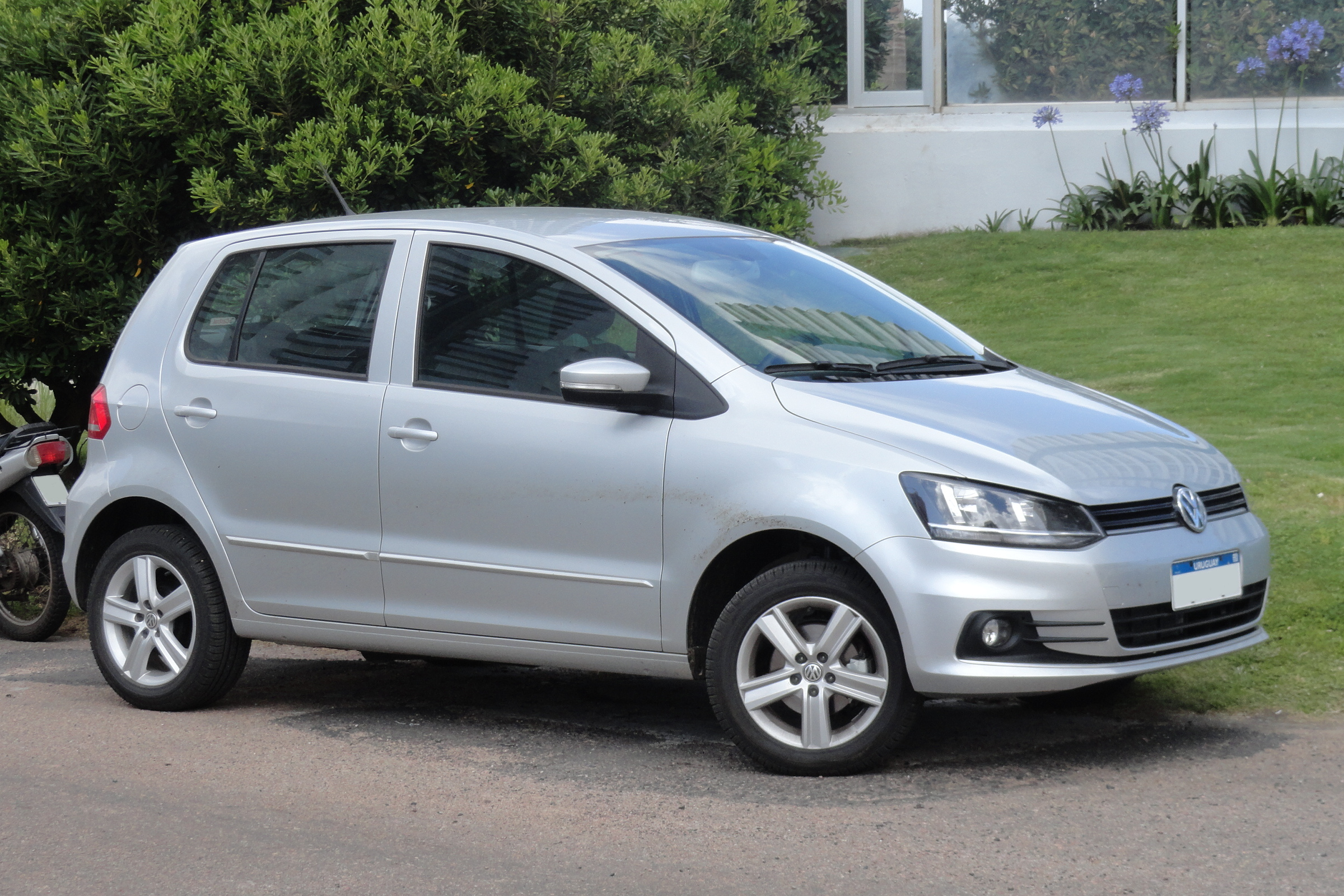
2015-ös felújított változatú VW Fox eleje
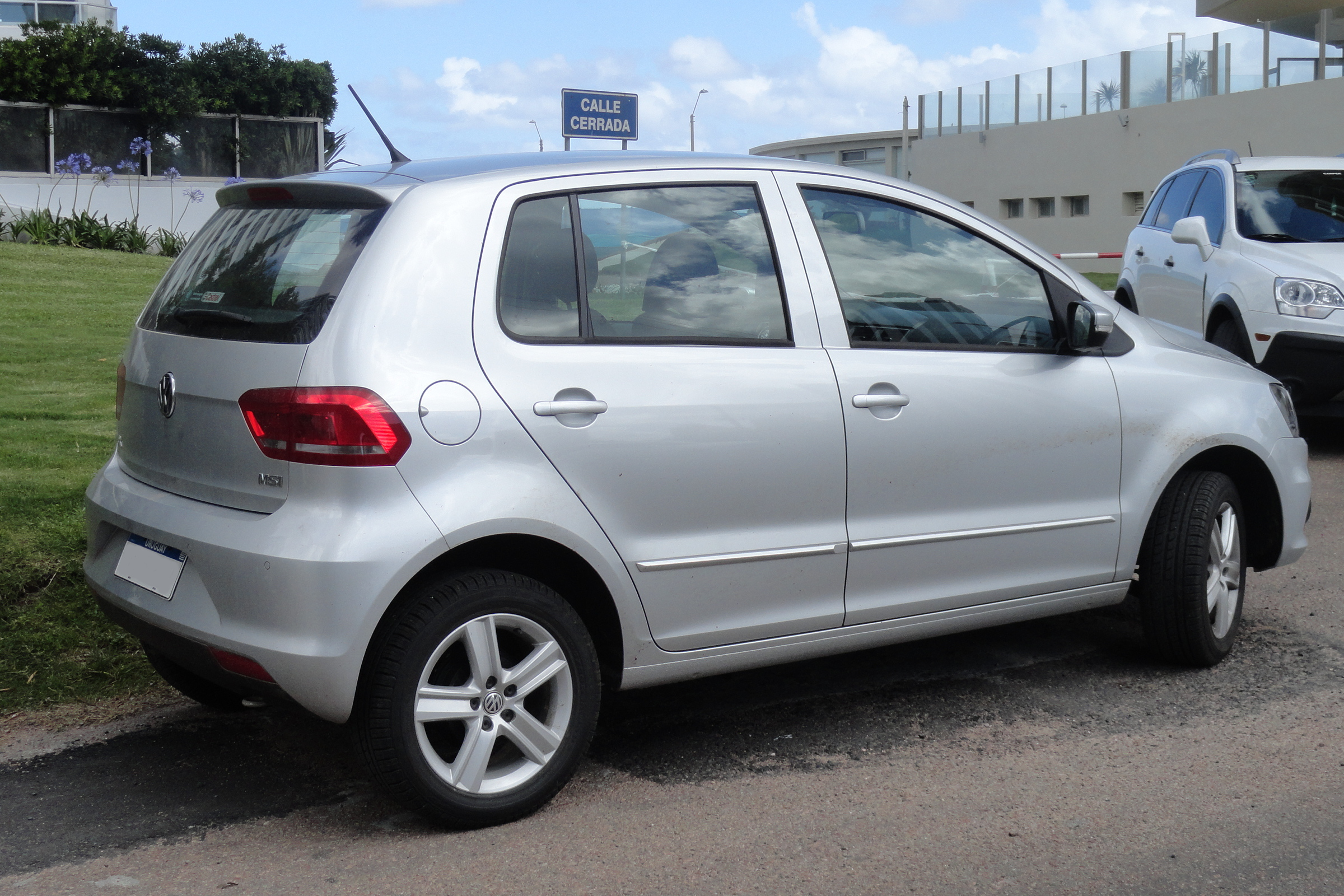
2015-ös felújított változatú VW Fox hátulja
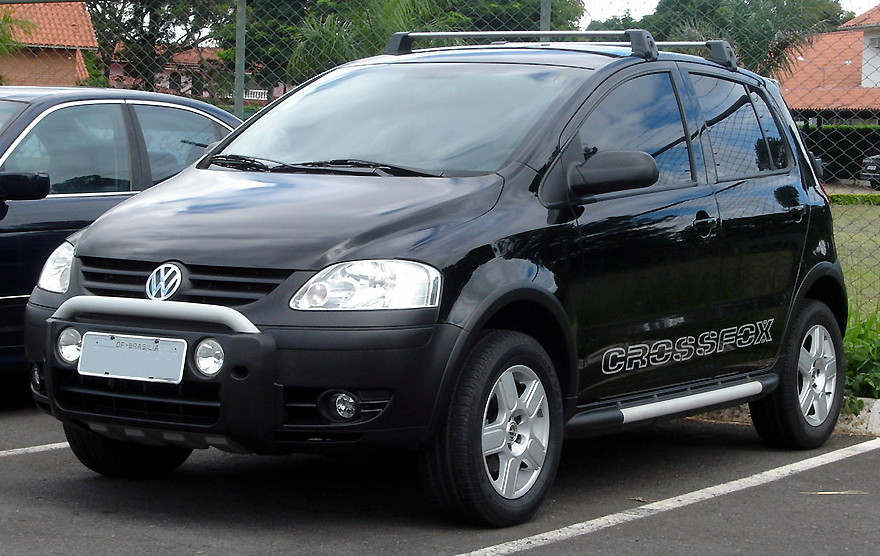
VW Fox Xtreme eleje
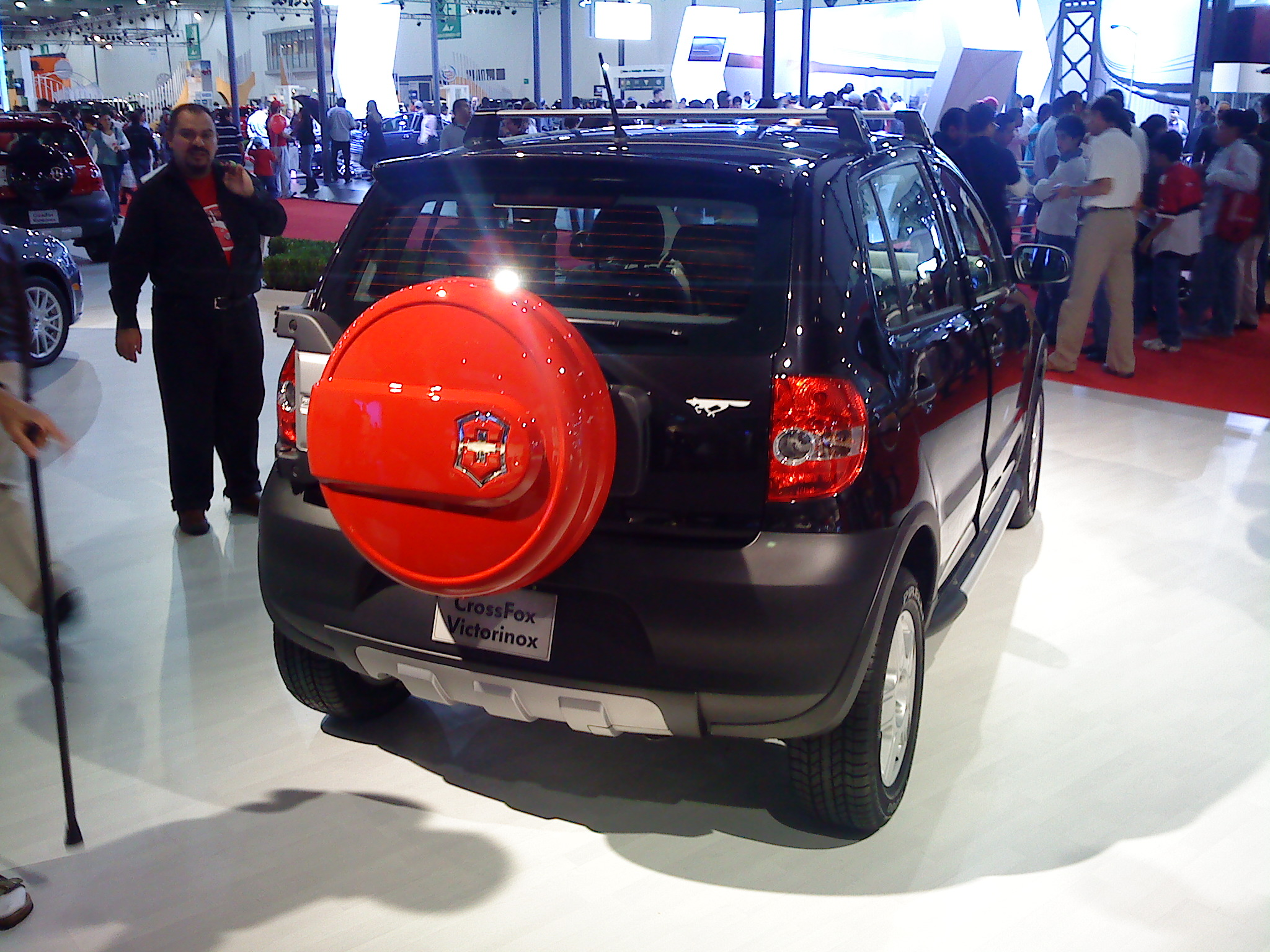
VW Fox Xtreme hátulja
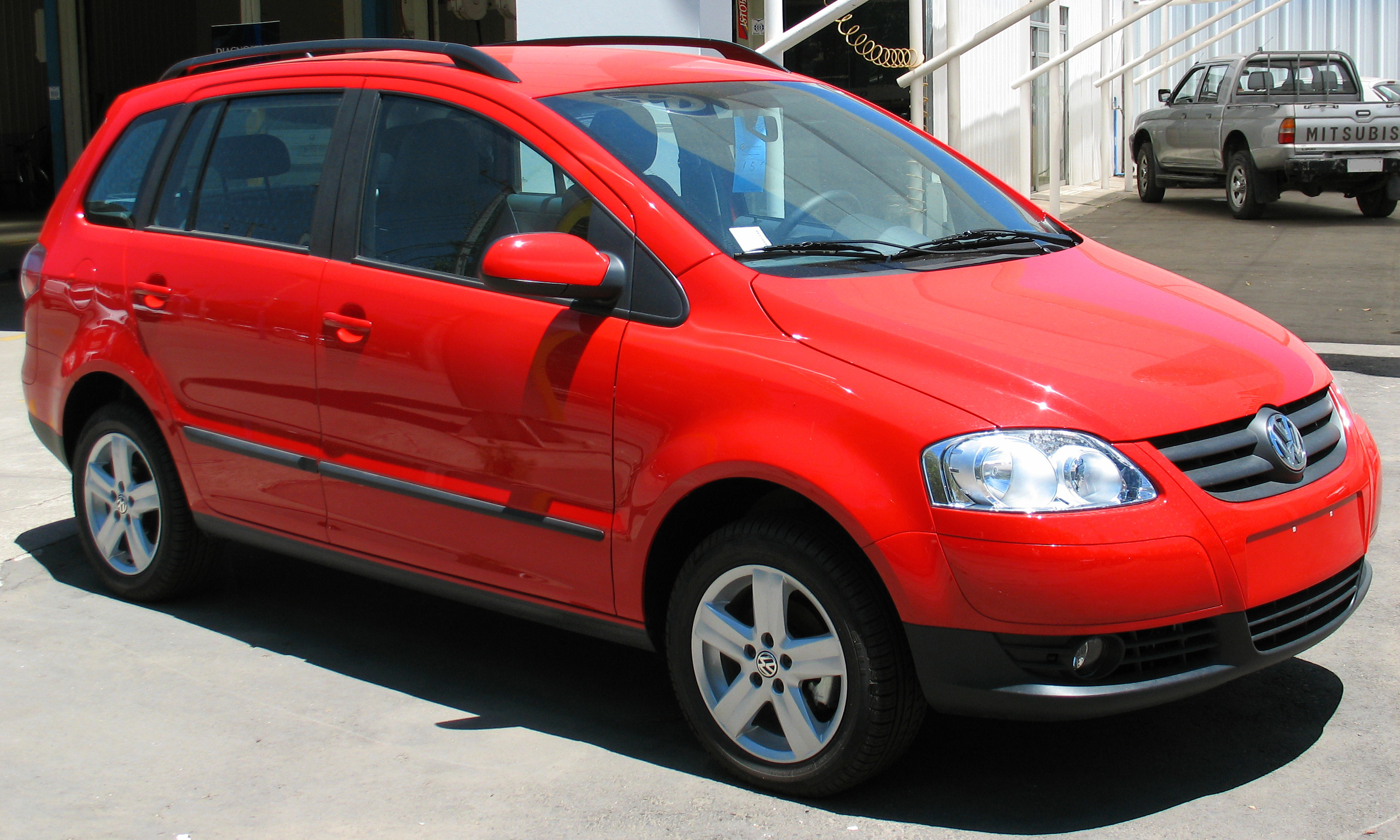
VW Suran Pre-Facelift eleje
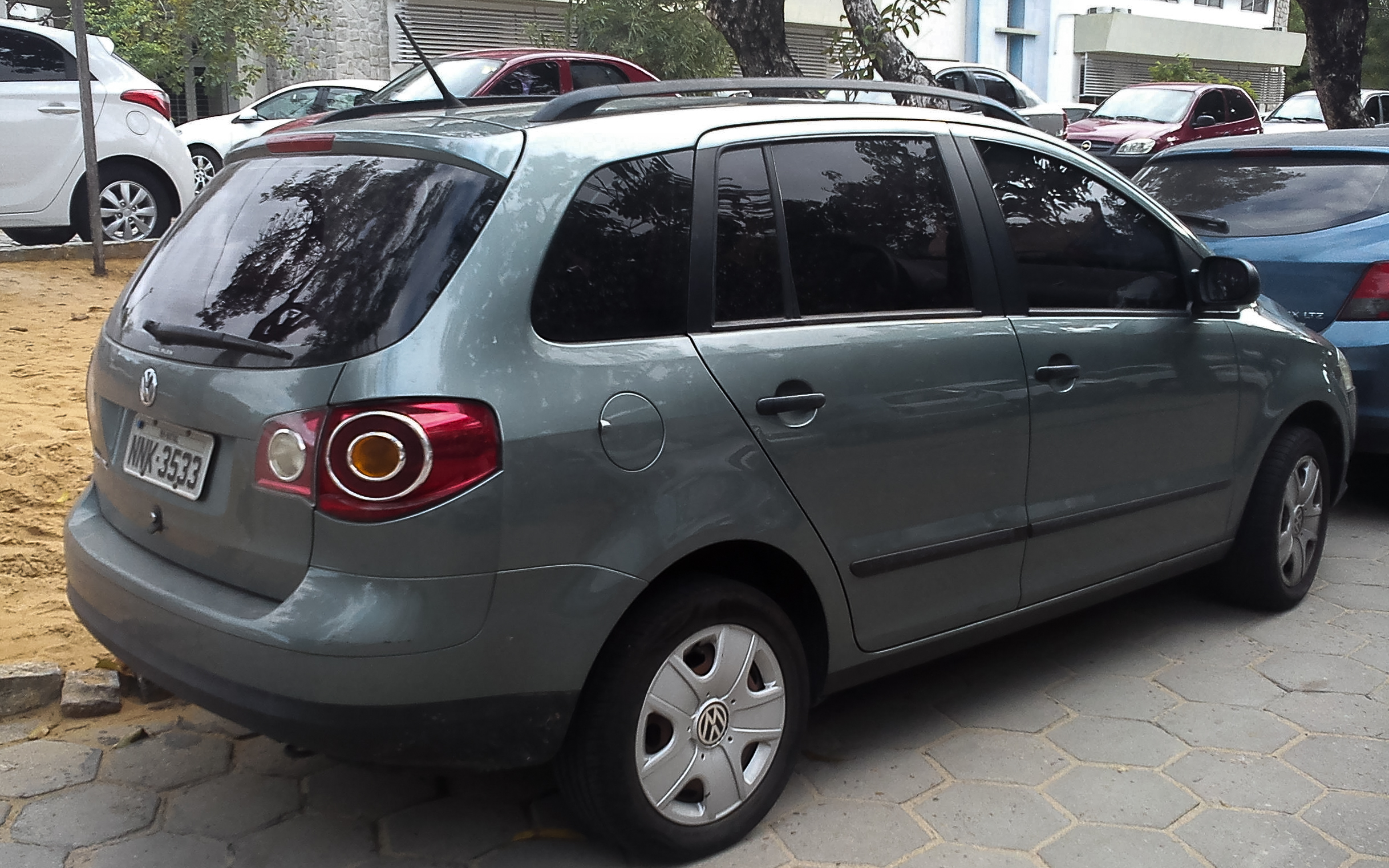
VW Suran Pre-Facelift hátulja
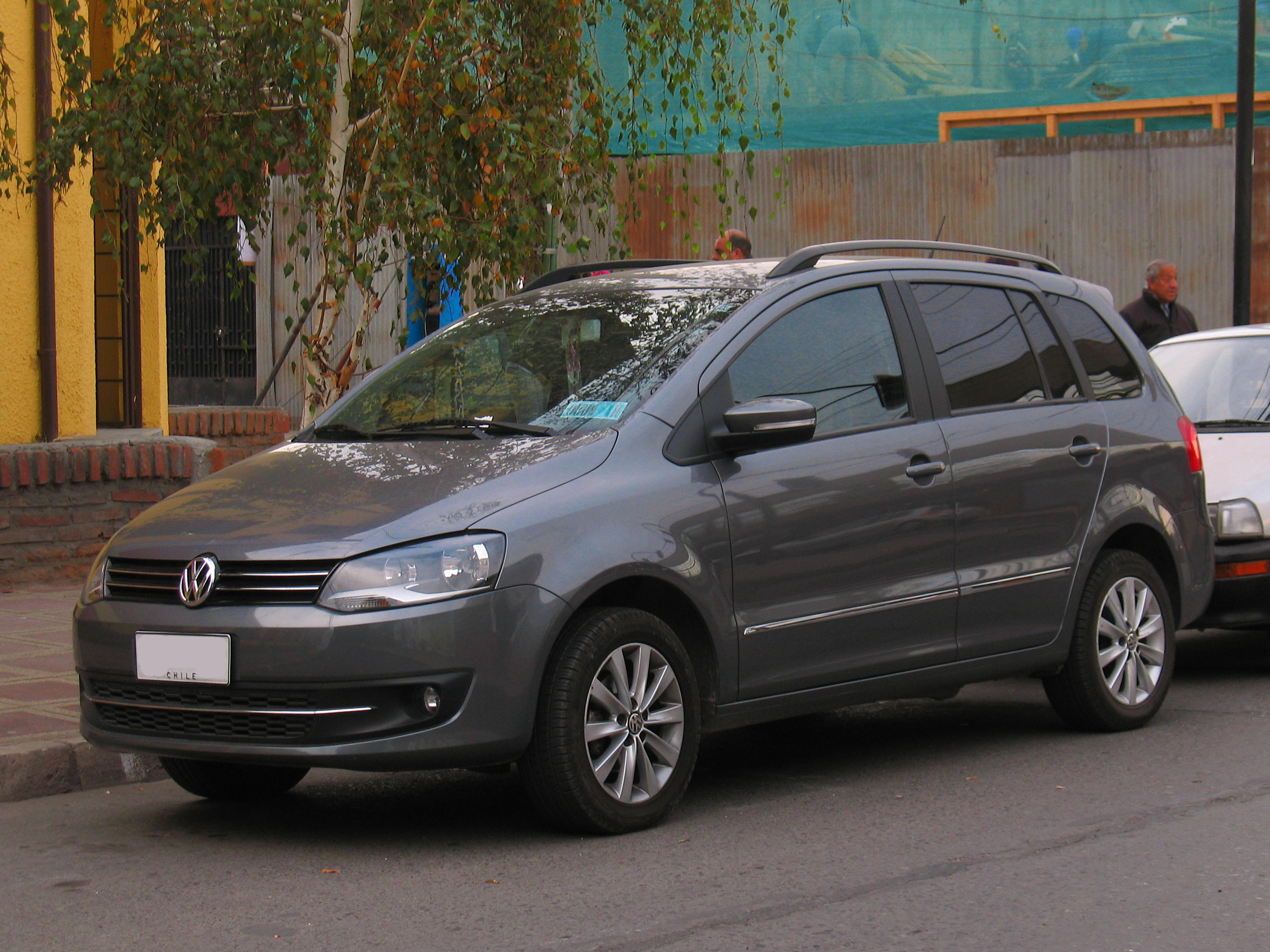
VW Suran Post-Facelift eleje
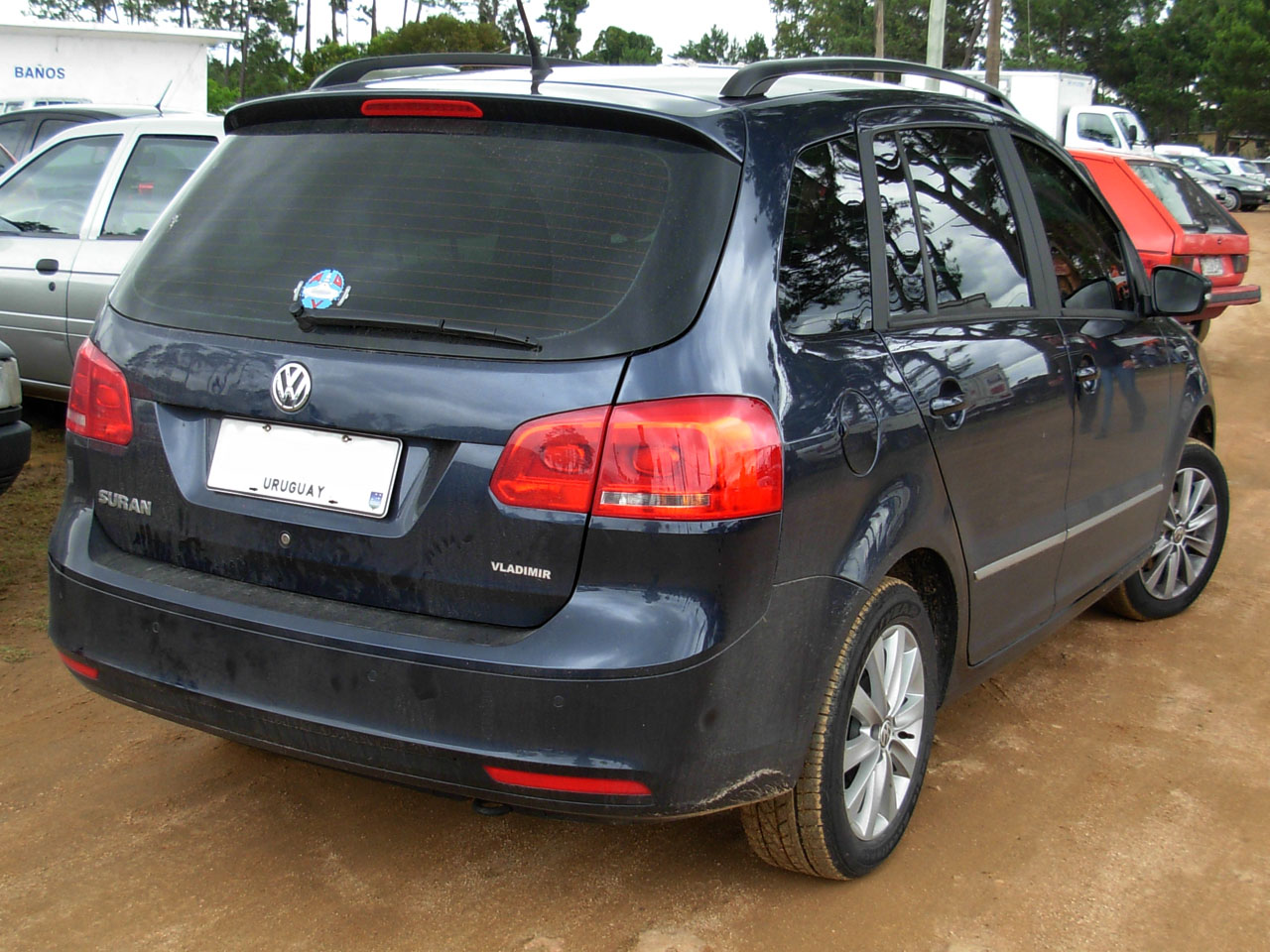
VW Suran Post-Facelift hátulja
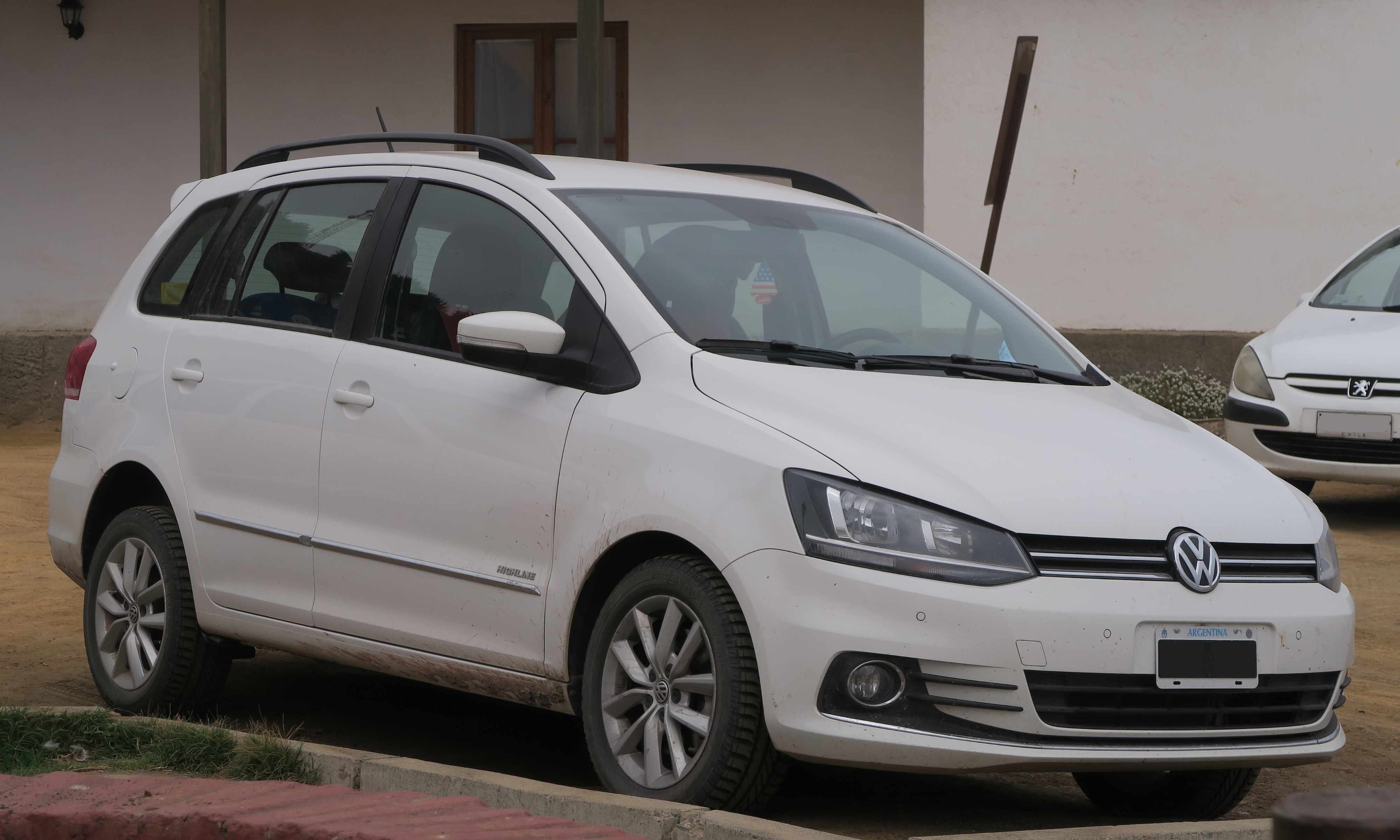
VW Suran Second Post-Facelift eleje
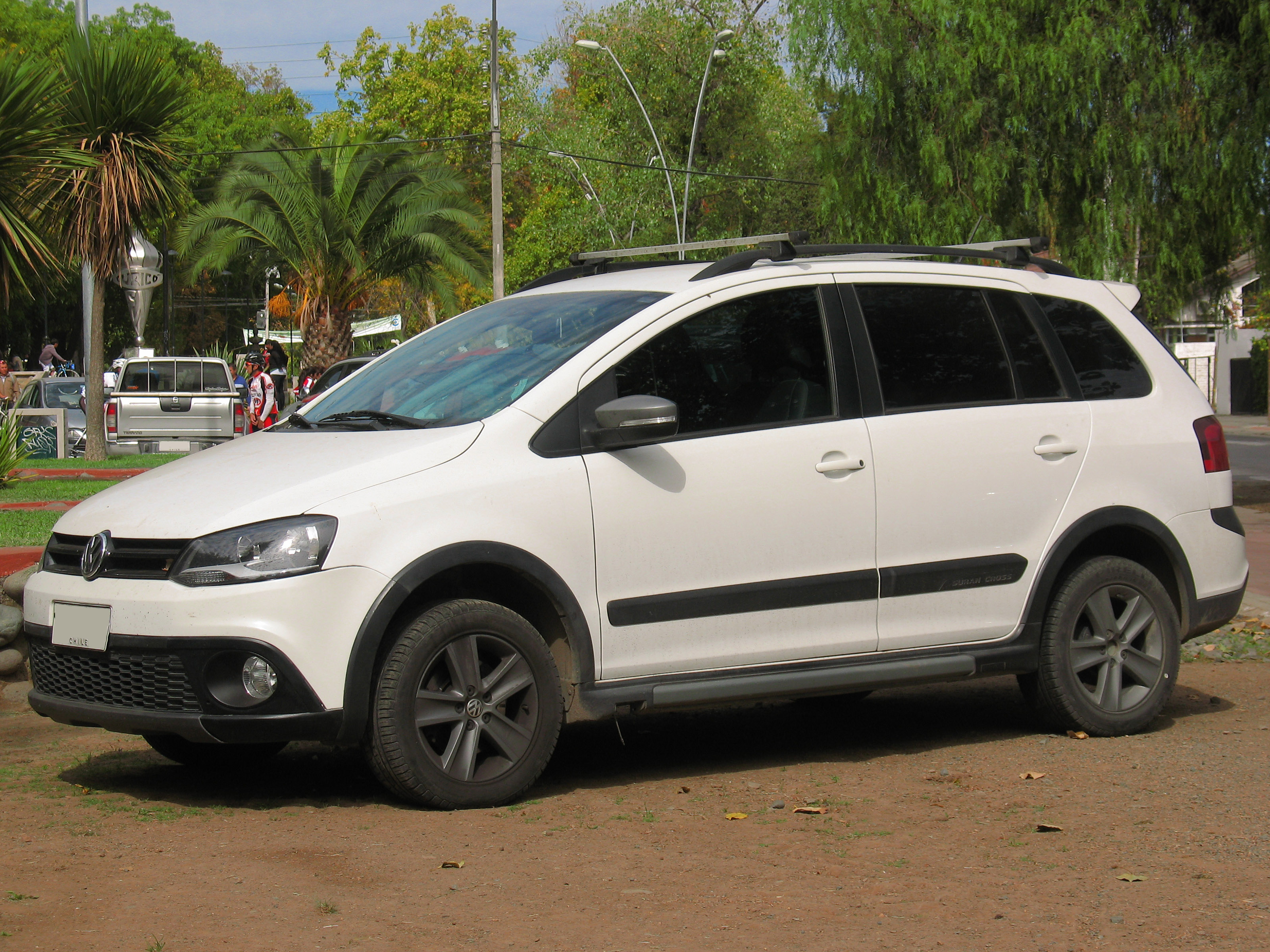
VW Suran Cross eleje
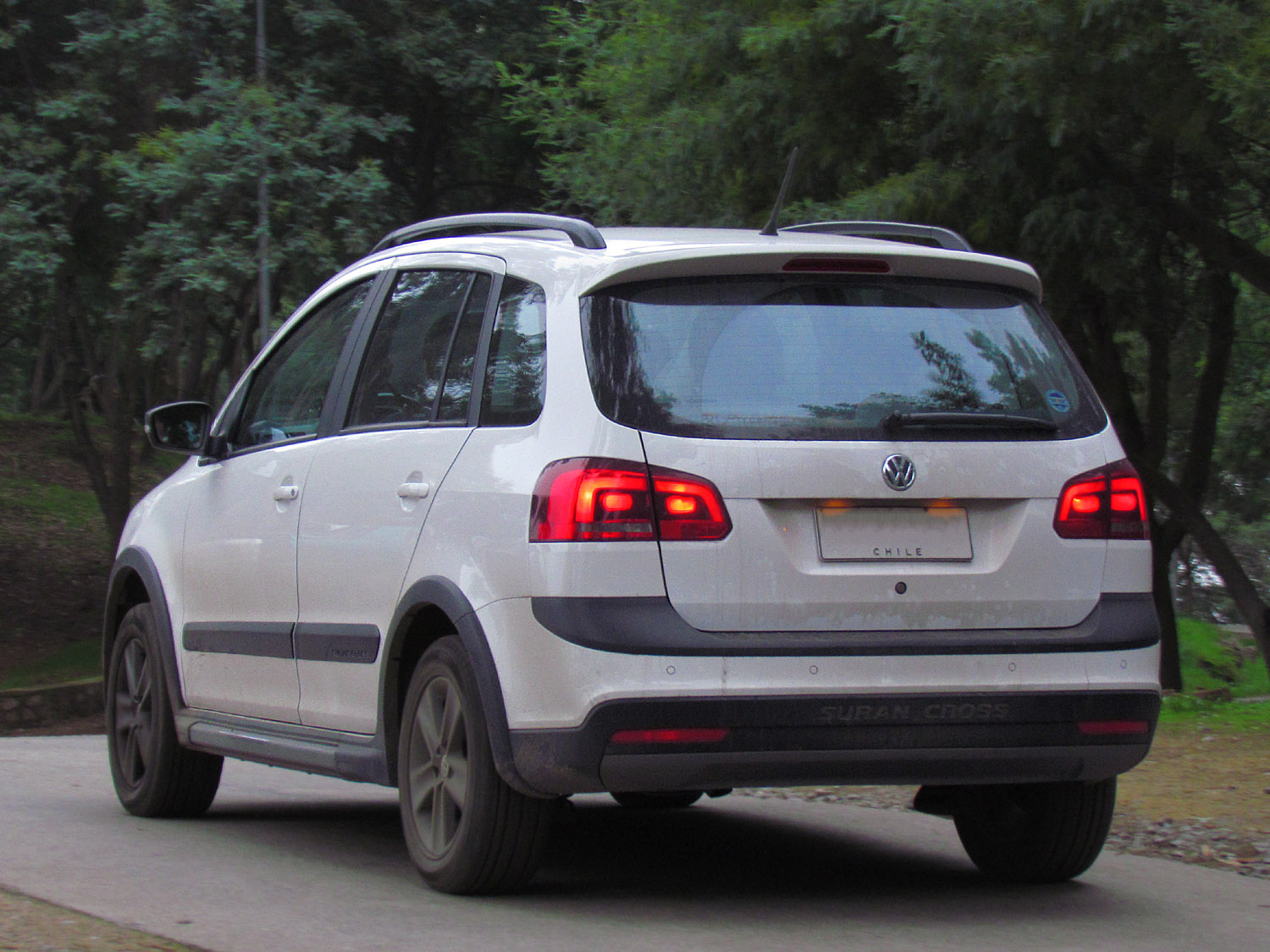
VW Suran Cross hátulja

## VW up!
A Volkswagen Up (stilizálva: Volkswagen up!) egy városi autó, a Volkswagen Group New Small Family (NSF) modellsorozatának része, amelyet a 2011-es Németországi Nemzetközi Autószalonon (IAA) mutattak be. Az Up gyártása 2011 decemberében kezdődött a szlovákiai pozsonyi Volkswagen-gyárban. Az akkumulátoros elektromos változat, az E-up! 2013 őszén jelent meg. A SEAT Mii és a Škoda Citigo az Up átcímkézett változatai, kissé eltérő első és hátsó homlokzattal, emellett ugyanabban a gyárban készültek.
Az Up sorozat koncepcióautók sorozatát követi, 2007-ben, a Frankfurti Autószalonon indulva. A külsőt eredetileg a brazil tervező, Marco Pavone tervezte. Ezt a dizájnt a Volkswagen Csoport vezető tervezője, Walter de'Silva és a Volkswagen Passenger Cars márka vezető tervezője, Klaus Zyciora választotta és fejlesztette tovább. A frankfurti bemutató alkalmával számos további Up koncepciót is bemutattak, köztük egy 98 LE-s (73 kW) GT-változatot, egy földgázüzemű Eco-up! (79 g/km CO2-kibocsátással) és egy négyajtós Cross modellt.
Az Up koncepció hátsó motoros, hátsókerék-hajtású elrendezést használt, viszont a 2011-es sorozatgyártású modell első motoros, elsőkerék-hajtású elrendezést kapott, az NSF platformot használva 3 hengeres, 1,0 literes benzinmotorral. Eredetileg arról számoltak be, hogy az Up koncepciót Lupo néven fogják gyártani, mely 2005-ben megszűnt. Végül ez a terv megváltozott, és a 2011-es sorozatgyártású modell az Up nevet kapta.
A 2011-es németországi Nemzetközi Autószalonon a Volkswagen bemutatta a Volkswagen New Small Family (NSF) moduláris architektúráján alapuló Up végleges változatát. A háromajtós karosszériát a 2007-es Up koncepció ihlette, a motorkínálat 1,0 literes háromhengeres benzines, 60 LE (45 kW) és 75 LE (56 kW). Mind a három-, mind az ötajtós CNG-vel működő, eco-Up nevű motorral kapható. Az Up elsőkerék-hajtású, keresztirányú motorral, ötfokozatú kézi sebességváltóval, 3,54 méter hosszú, tengelytávja pedig 2,42 méter (95 hüvelyk).
Majd a Volkswagen bejelentette, hogy az Up sorozatot kibővítik a GT Up koncepció szériaváltozatával, 2013-ban. Ez az 1,0 literes háromhengeres, 110 LE (82 kW) teljesítményű turbófeltöltős változatot tartalmazza, és hasonló megjelenésű a koncepció változathoz. Ezután következett egy elektromos hibrid Up – mely Blue-e-motion jelvényt kapott.
A másik két átcímkézett modell mellett az Up az első olyan autó kategóriájában, amely automatizált fékrendszert kínál, az úgynevezett City Emergency Brakinget. A rendszer automatikusan aktiválódik 30 km/h (19 mph) alatti sebességnél, amikor egy lézeres érzékelő ütközésveszélyt észlel, és aktiválja a féket. A SEAT modellben a rendszer a City Safety Assist, a Škoda modellben pedig a City Safe Drive nevet viseli. Az Up nyerte a 2012-es Világ Év Autója-díjat.

### Első generáció (2011-)
- VW up!
- VW up! GTI
- VW E-up!
- VW Cross up!

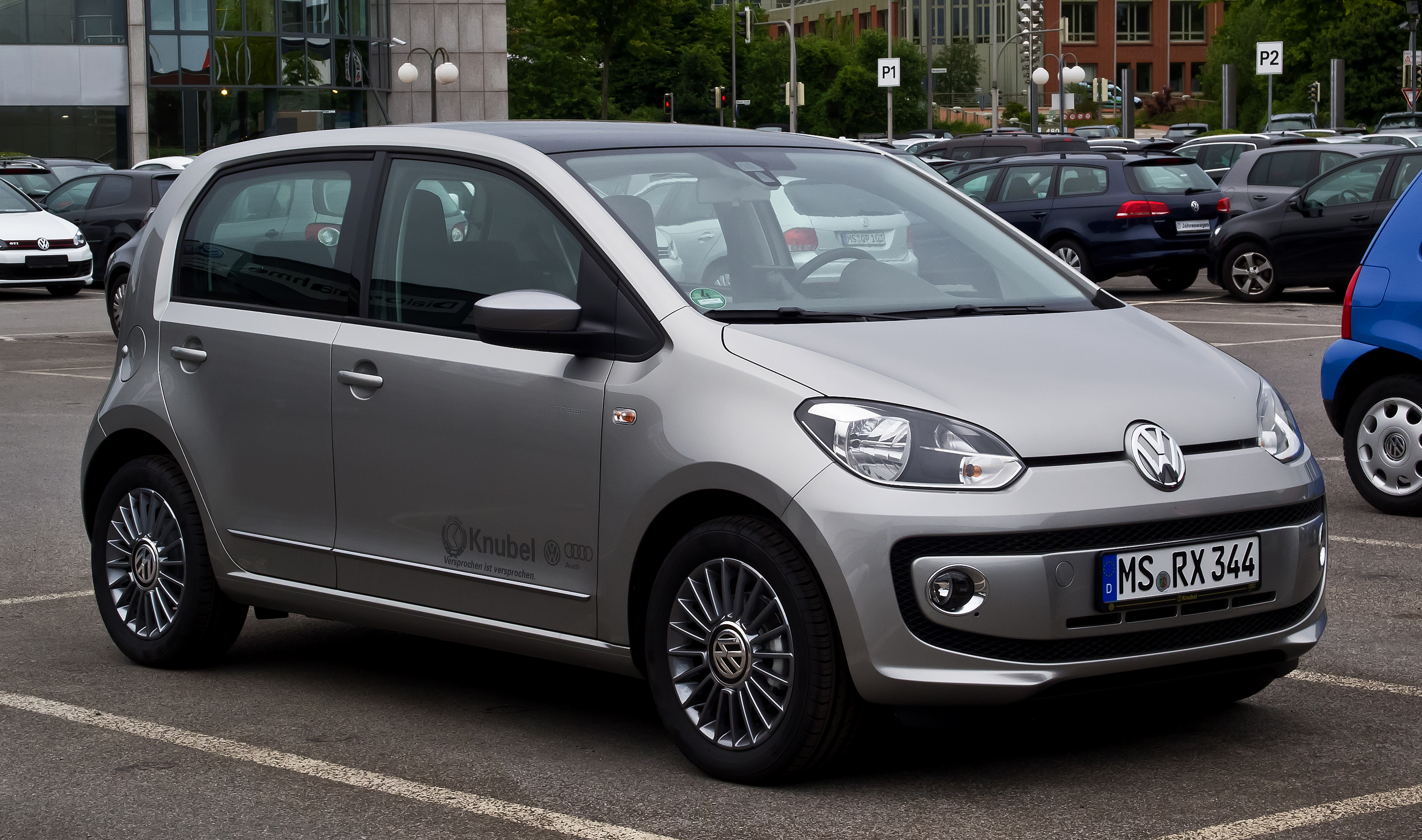
VW up! Pre-Facelift eleje
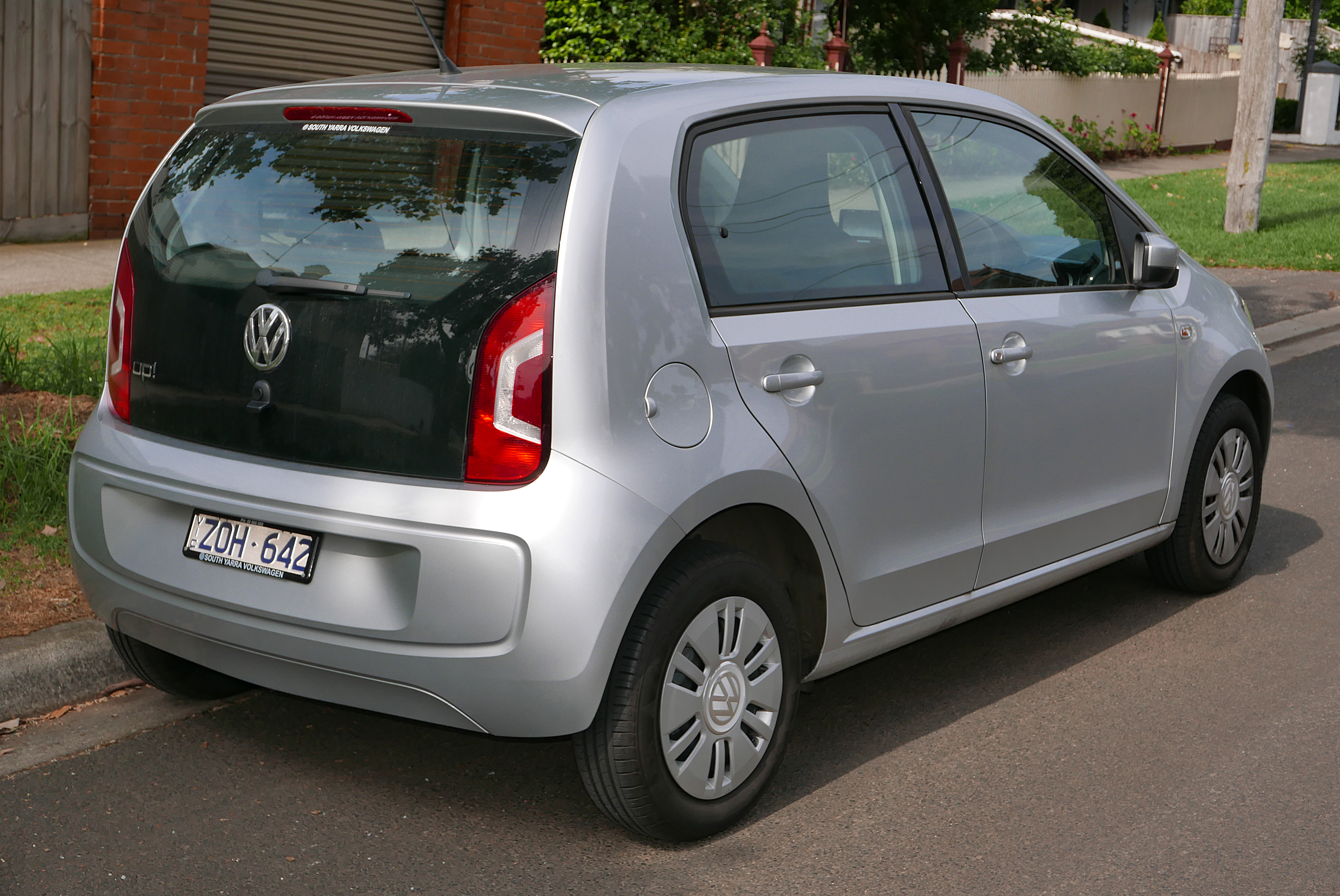
VW up! Pre-Facelift hátulja
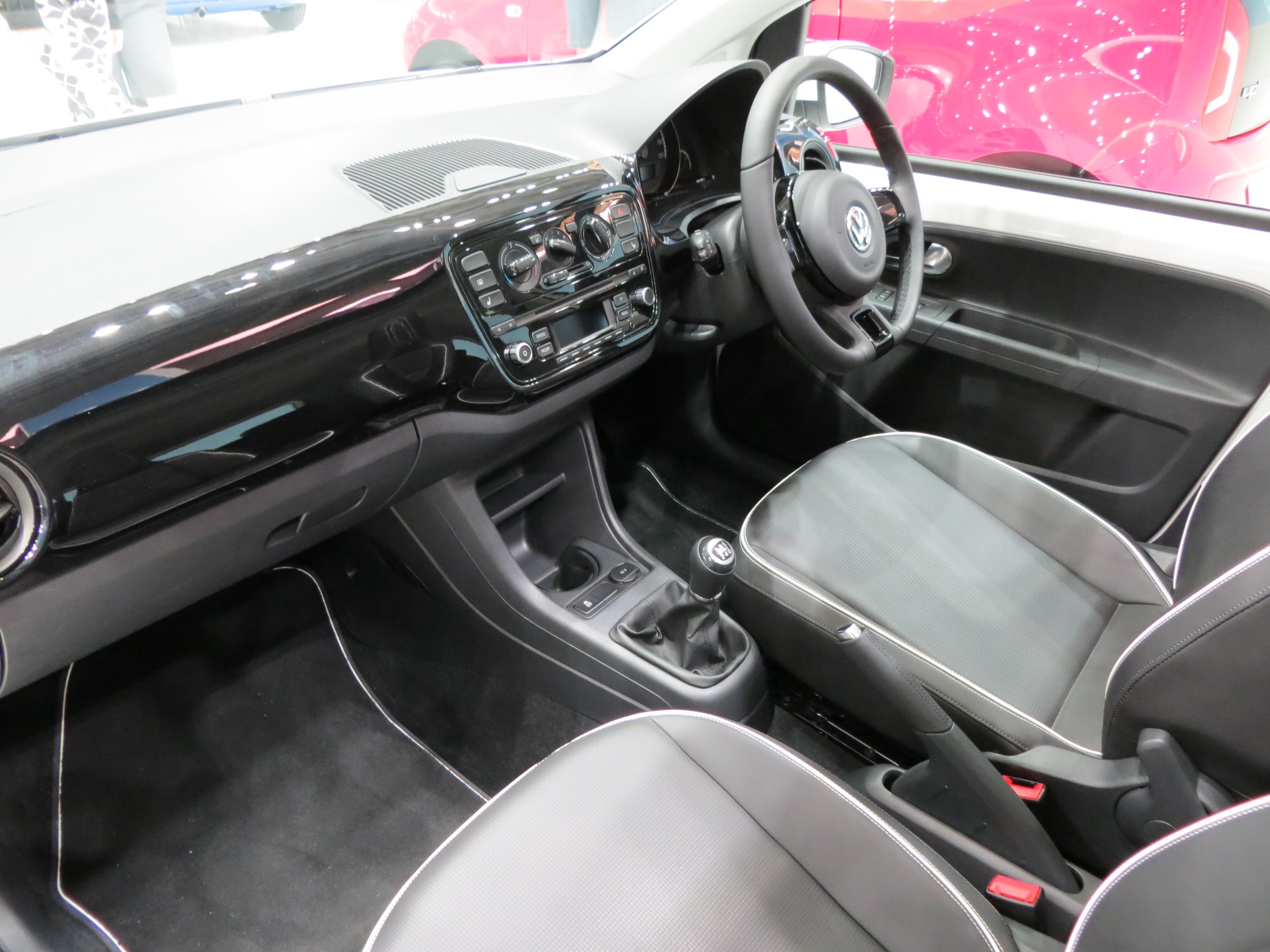
A belseje
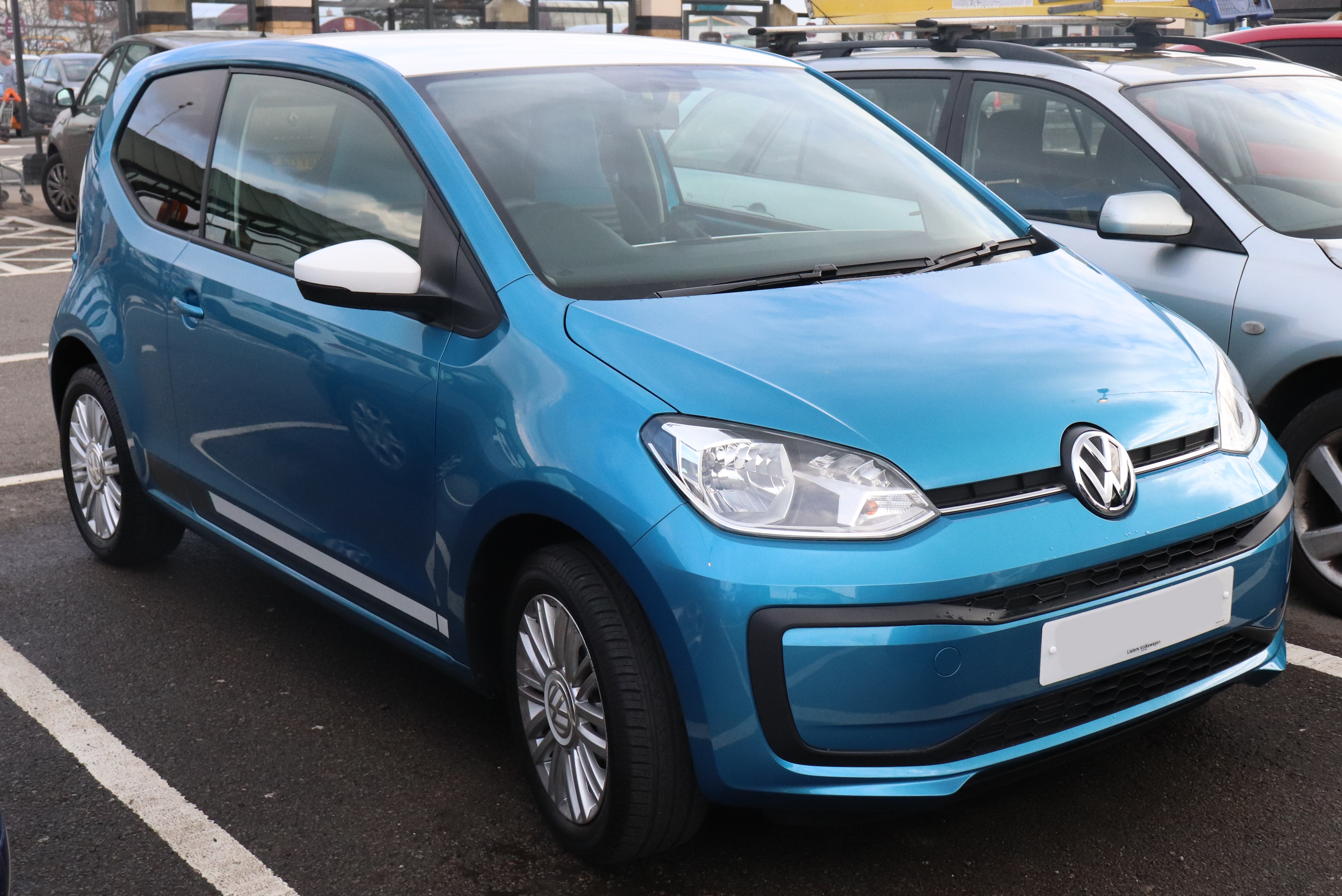
VW up! Post-Facelift eleje
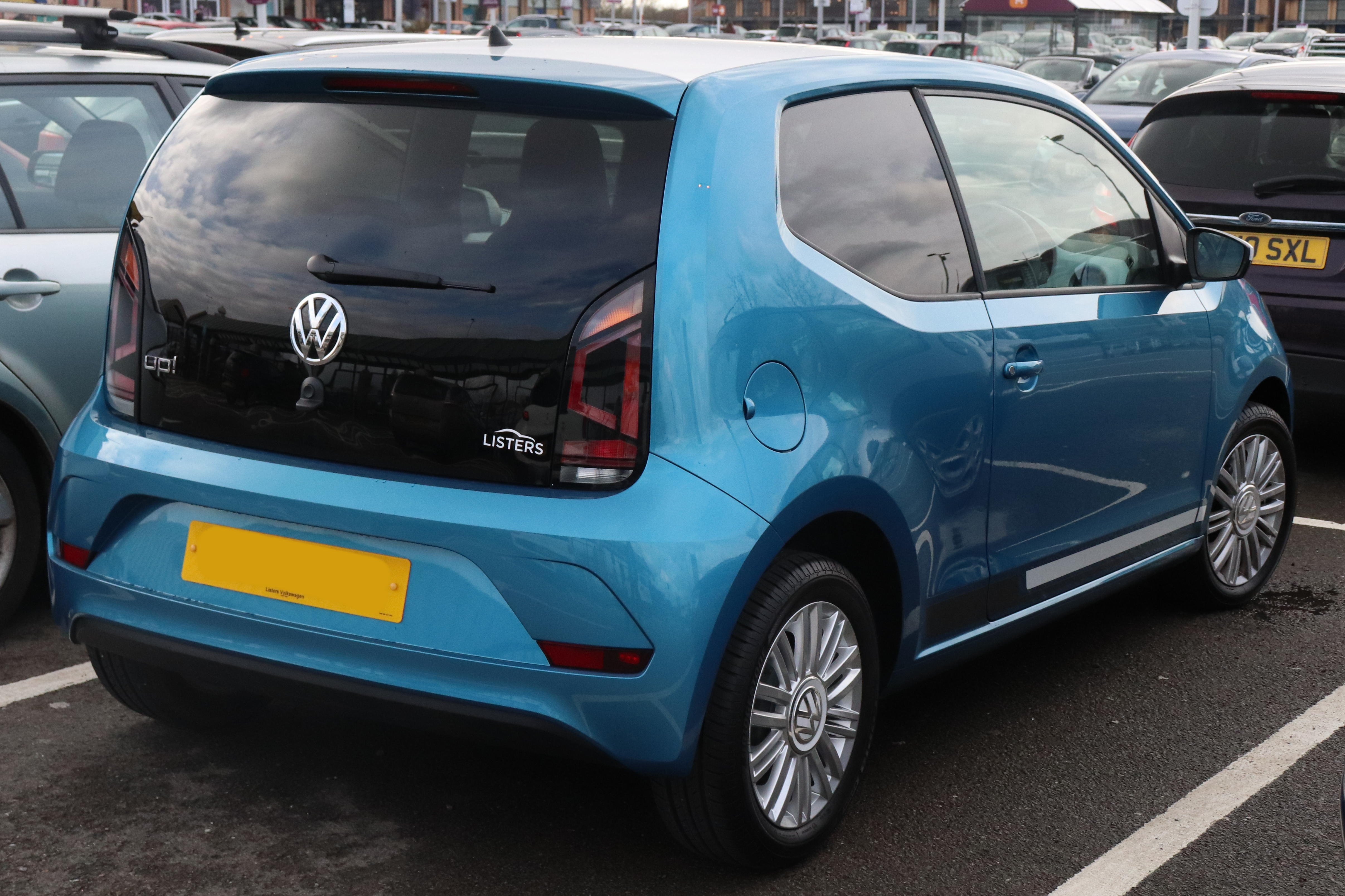
VW up! Post-Facelift hátulja
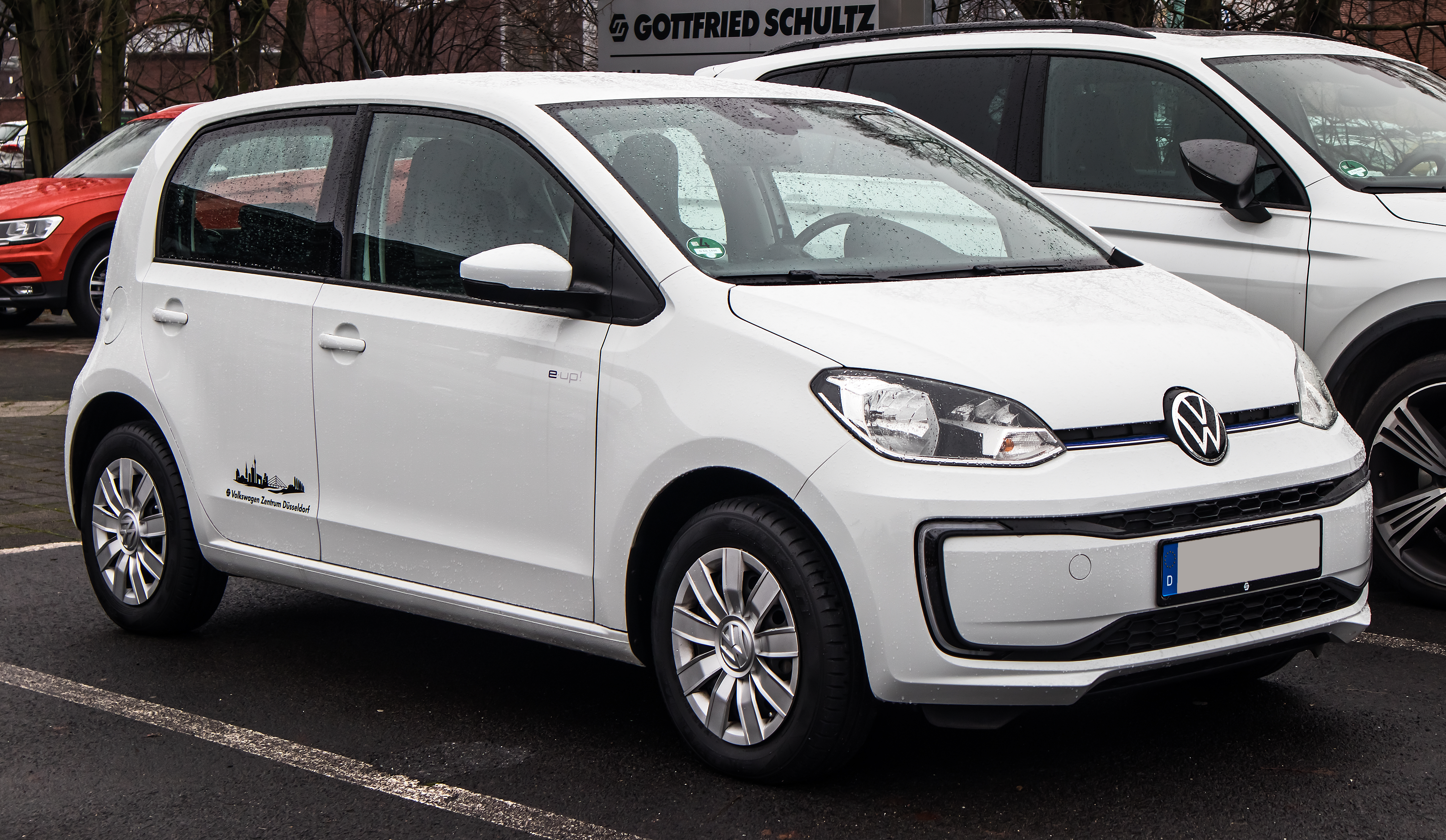
VW E-up! eleje
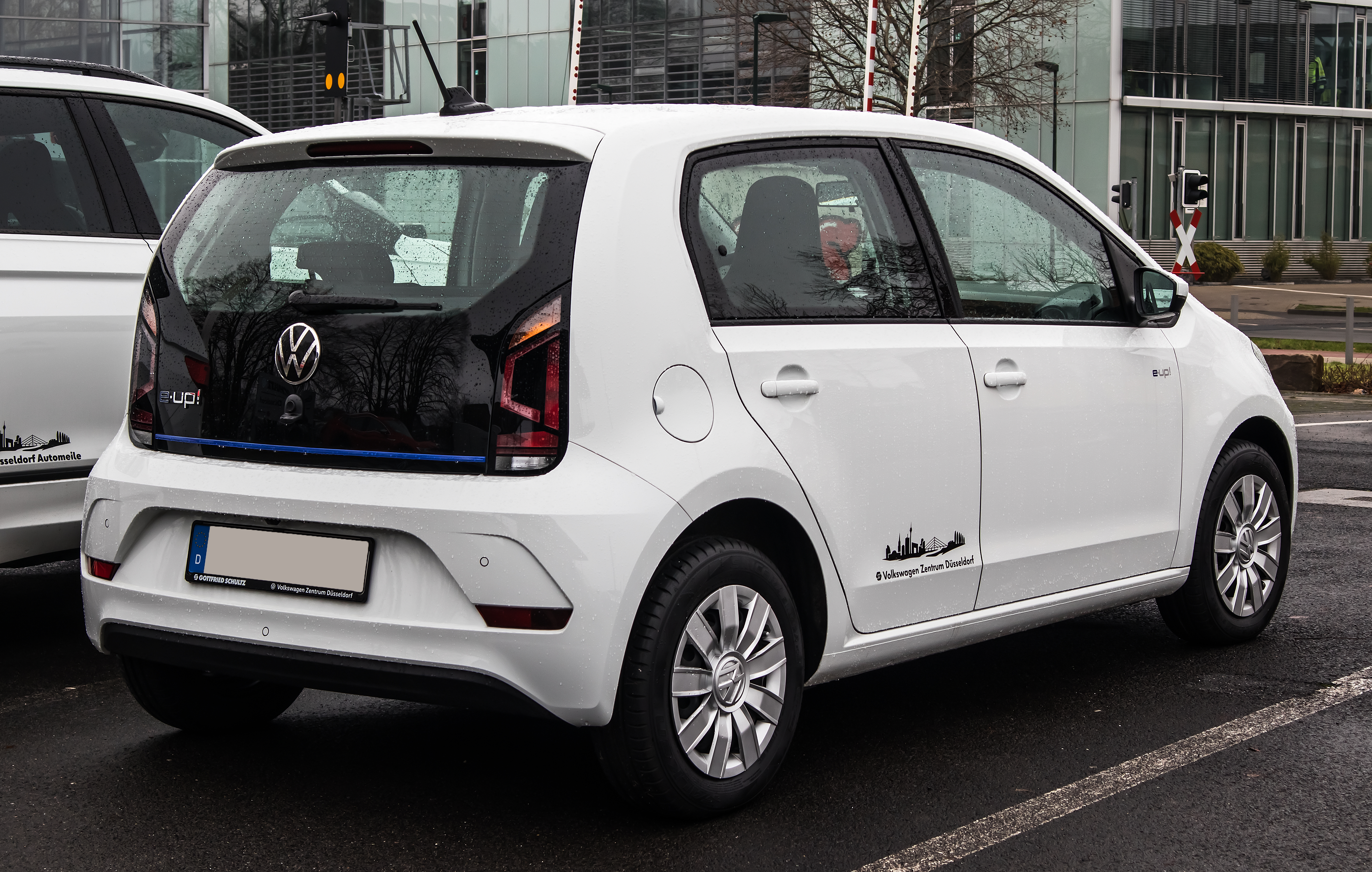
VW E-up! hátulja
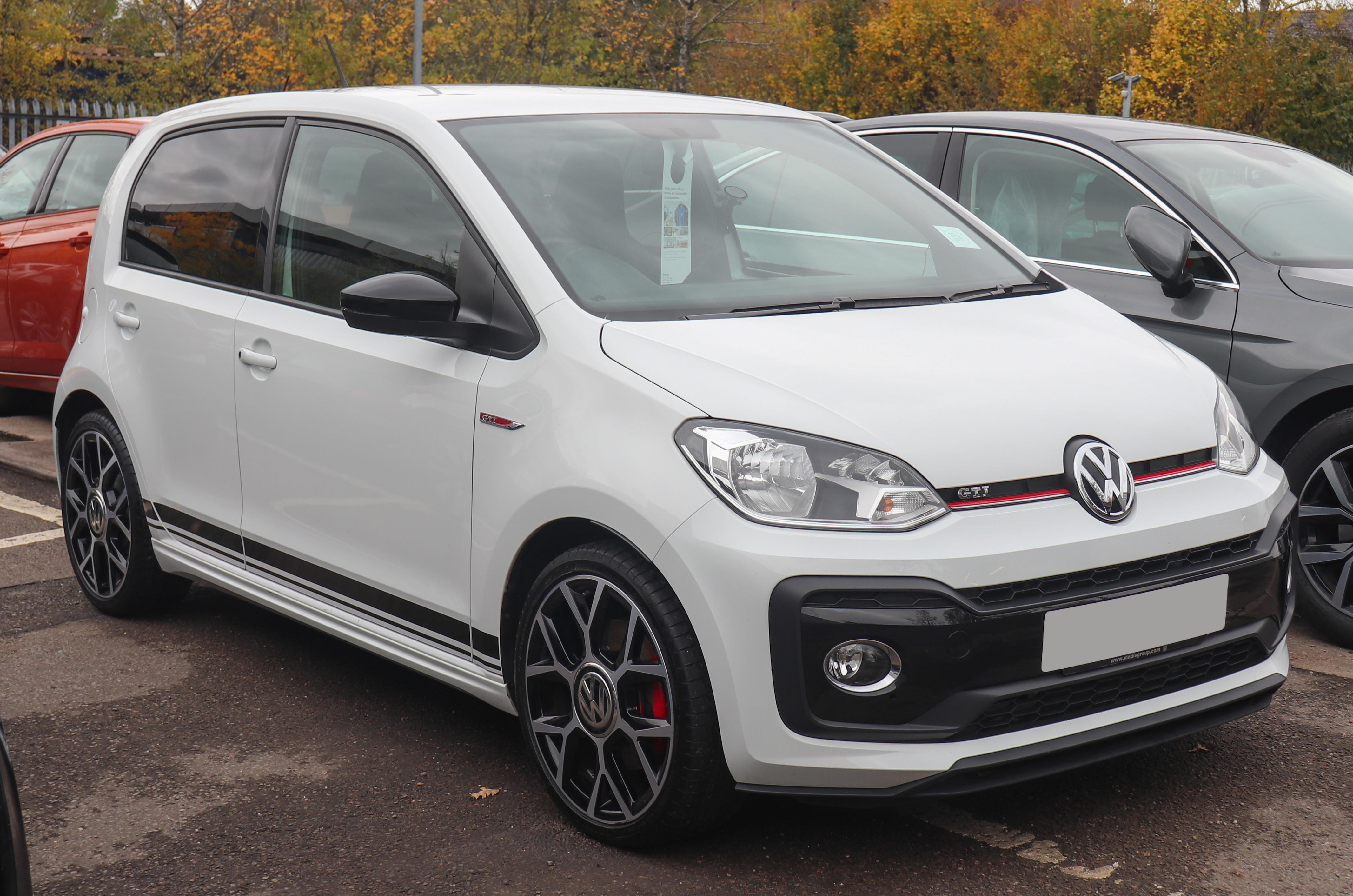
VW up! GTI eleje
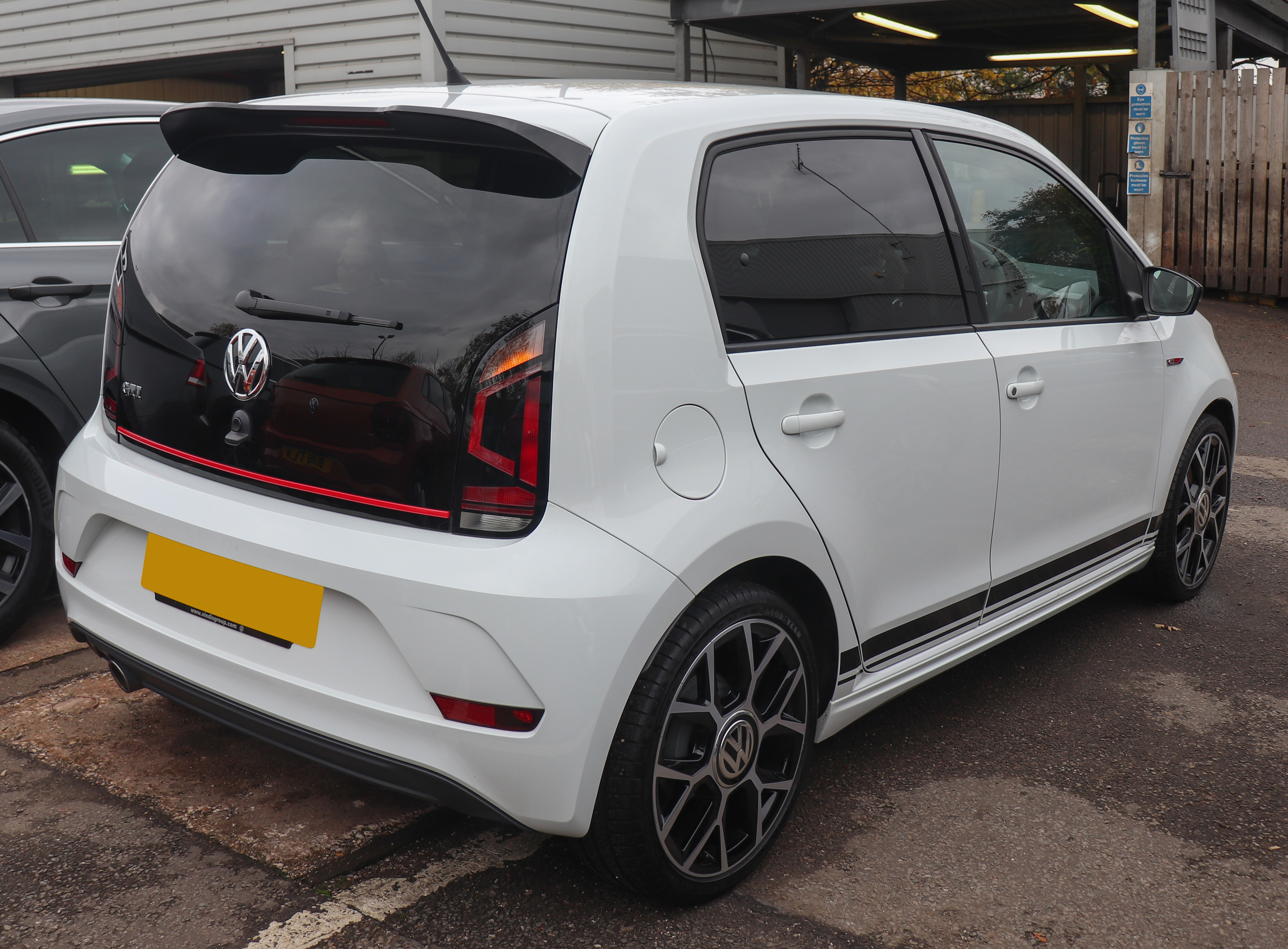
VW up! GTI hátulja

## VW Polo
2022-ig a Polo hat külön generációja készült el, amelyeket általában „sorozat” vagy „márka” számmal azonosítanak. Egyes generációkat a gyártás közepén alakítottak ki, a frissített változatokat nem hivatalosan úgy ismerték, hogy a jelzésszámot F betűvel egészítették ki, pl. Mk2F. Az autós sajtó egyes képviselői és néhány rajongó külön modellnek tekinti a facelifteket, ezért a korábbi generációkra a Polo Mk1-től Mk7-ig terjedő nem hivatalos elnevezéseket használták. Minden Polo modell egy két- vagy három karakterből álló Volkswagen Group Typ számmal is azonosítható. A hivatalos VW Polo története a Mark I-t Mark IV-et, római számokkal vagy arab számokkal írja le, a "II. fázisú" modelleknek nevezett arculattal módosított változatokkal.
A karosszéria stílusát az autó élettartama során változtatták, eredetileg ferdehátúként indult, amely az Audi 50-ből származott. A limuzin változat Volkswagen Derby néven került forgalomba. Jelenleg limuzin csak Kínában, Latin-Amerikában, Dél-Afrikában és más dél-afrikai országokban érhető el.

### Első generáció (1975-1981)
- VW Polo Mk1
- VW Polo Mk1F (facelift változat)

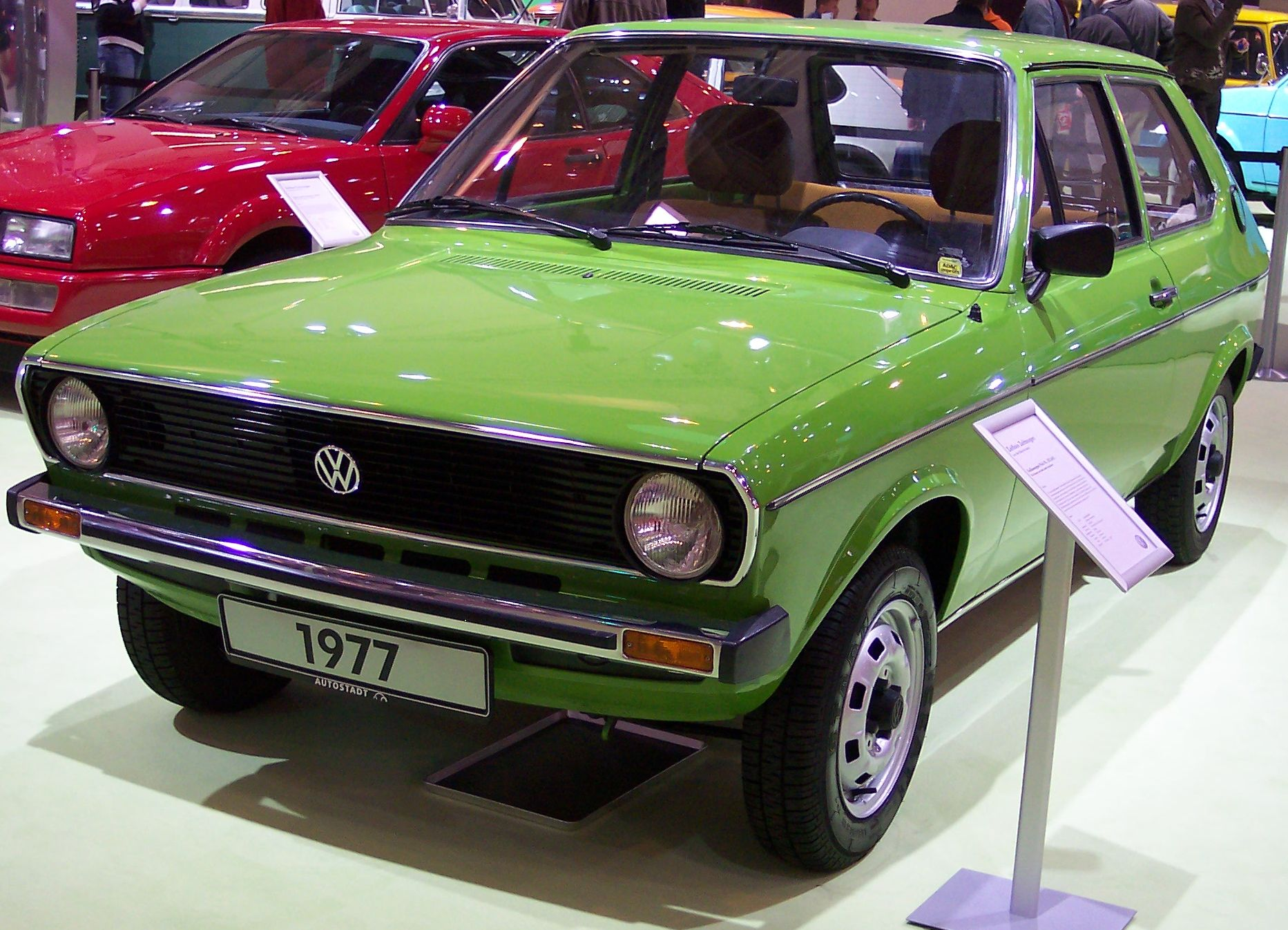
VW Polo Mk1 eleje
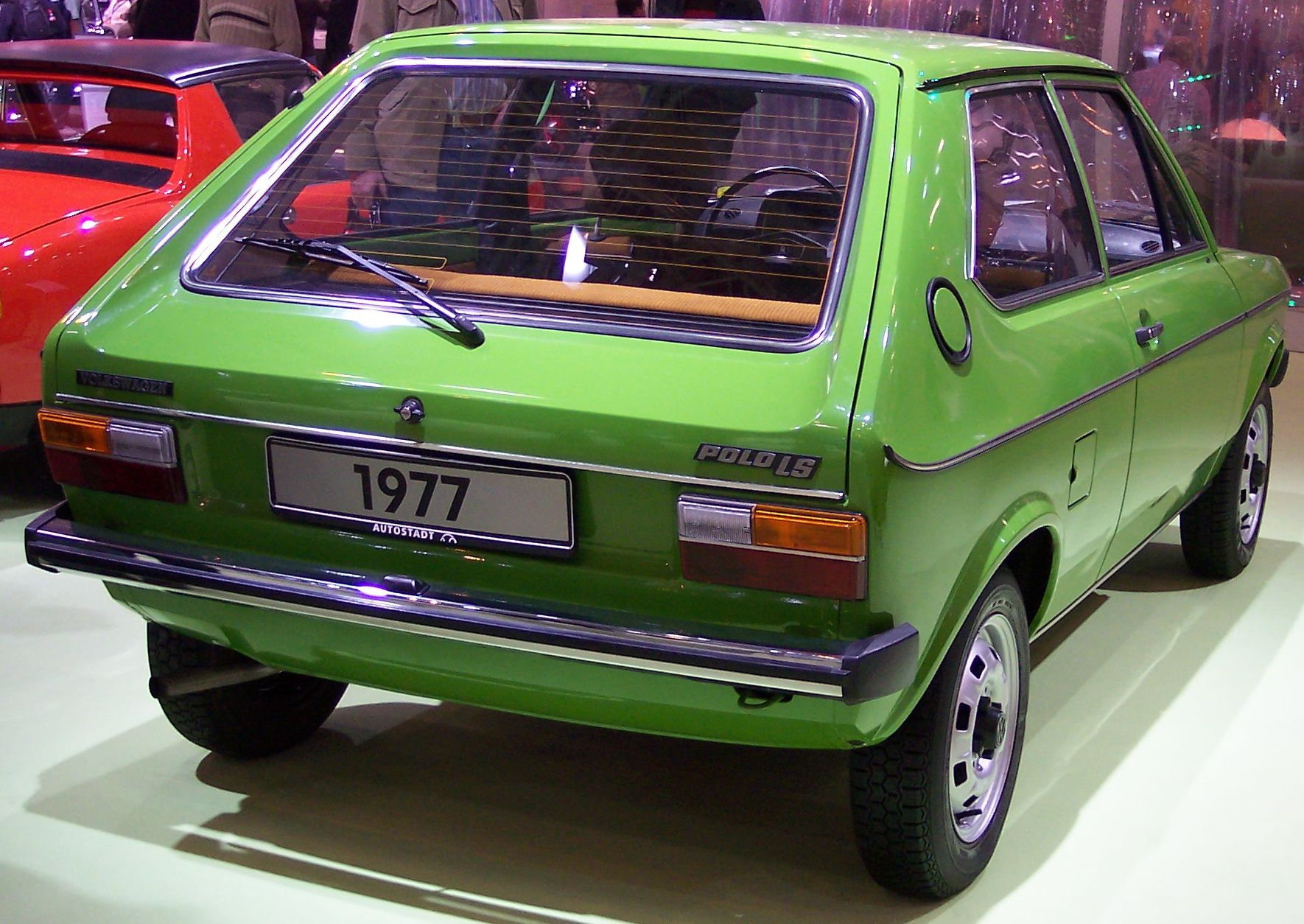
VW Polo Mk1 hátulja
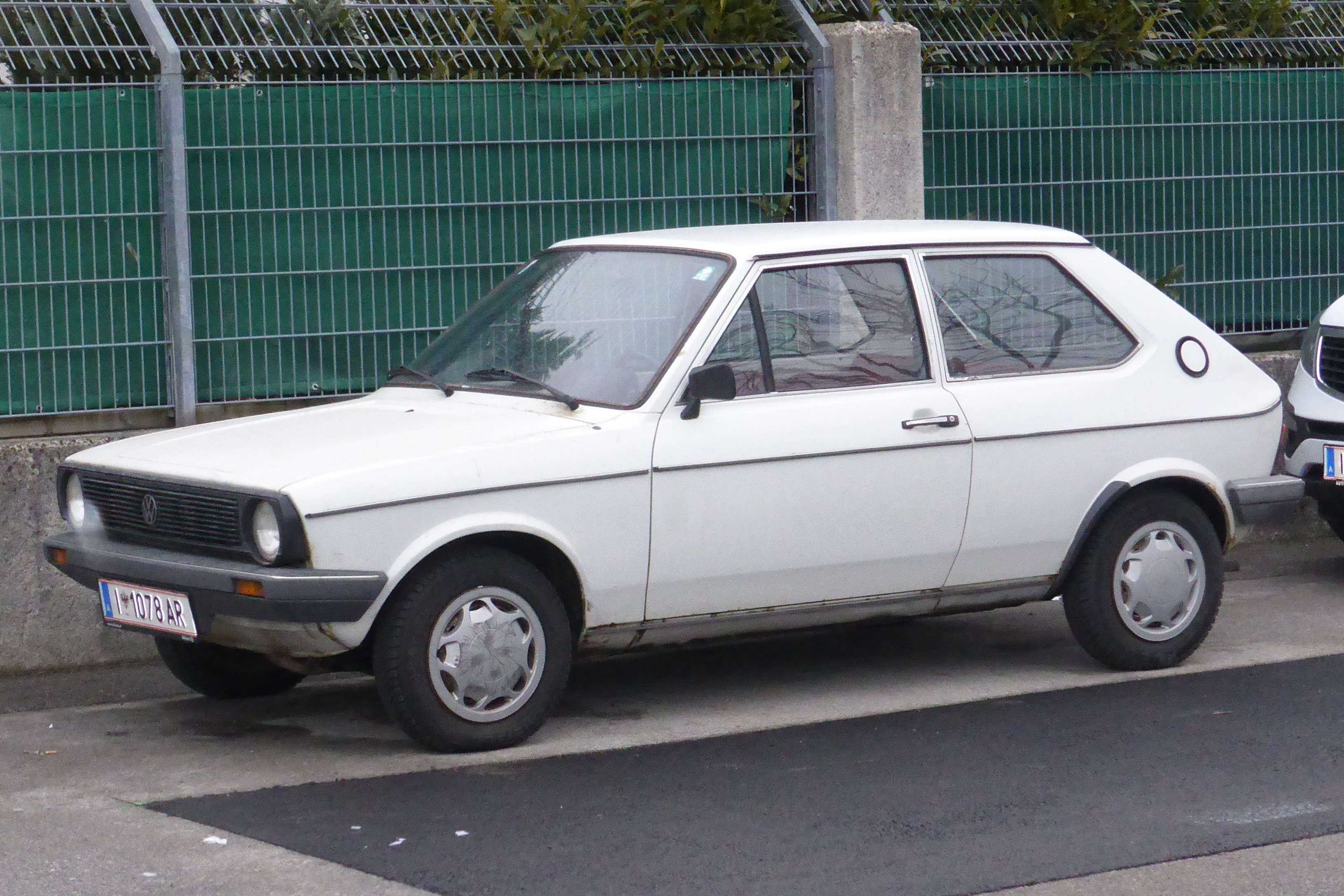
VW Polo Mk1F eleje
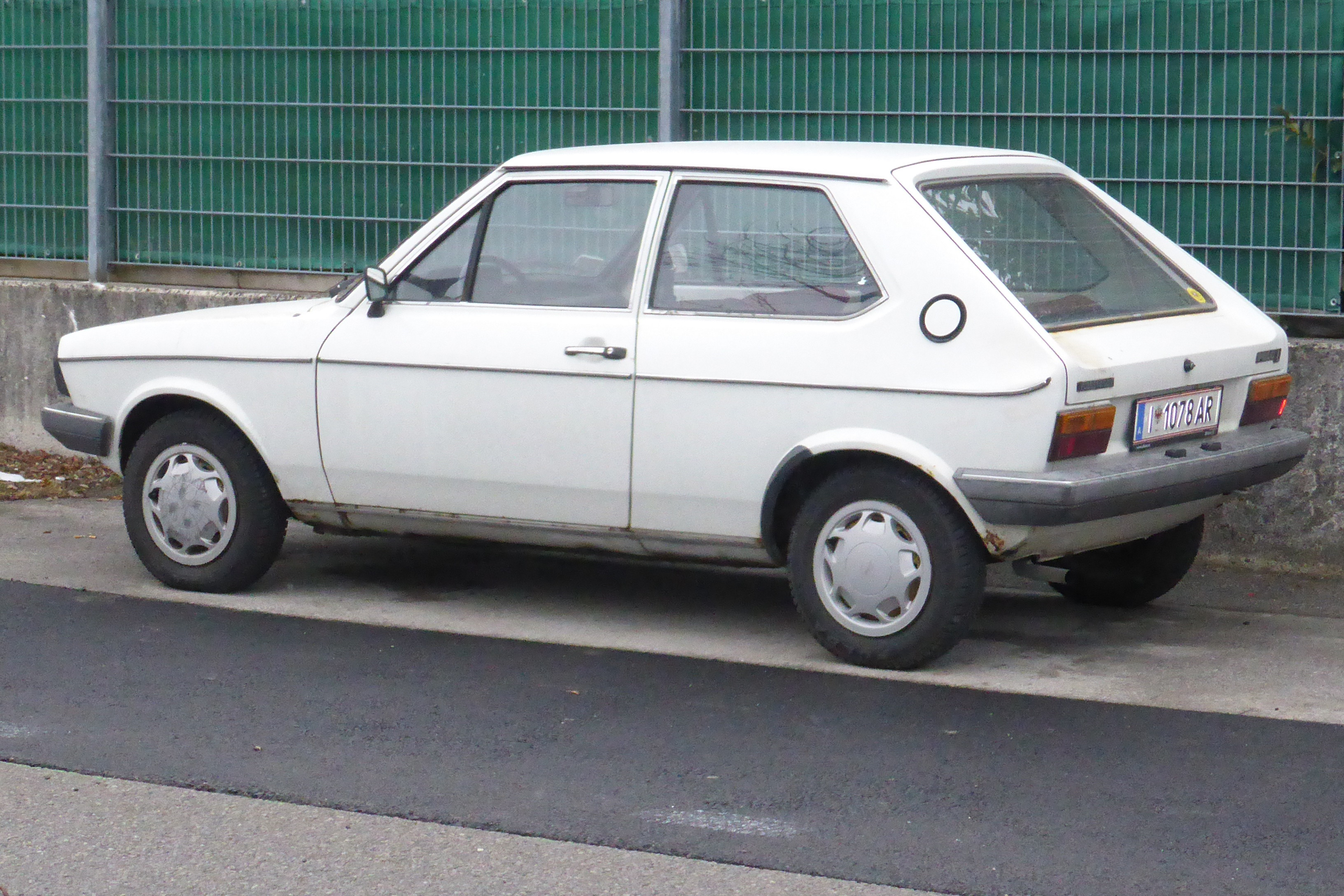
VW Polo Mk1F hátulja

Az első generációs Polo, az Audi 50 átcímkézett változata. 1975-ben mutatkozott be, és 1981 októberéig gyártották. 1979-re 500 000 pólót gyártottak világszerte. Az Audi és a Volkswagen modellek közötti különbségek csekélyek voltak, a Polo olcsóbb és sokkal alapabb felszereltségű volt. A két autót eleinte egymás mellett adták el, viszont az Audi 50 után lecsökkent a kereslet így 1978-ban leállították a gyártását. A Polo a Volkswagen wolfsburgi gyárában készült.
A gyártó tudatta, hogy a Bertone részt vett a Polo és Audi stílusának kialakításában, bár az autó lényegében az Audi házon belüli tervezése volt, és az olasz tervezőstúdió hozzájárulása az alján lévő kör alakú elszívó burkolatra korlátozódott. 1977-ben mutatták be a Derby limuzint, amely a Polo dizájnára épült. C-oszloptól előre megegyezett a ferdehátú Poloval, azonban nagy csomagtérrel rendelkezett.
A Mark 1 Polo és a Derby 1979-ben megújult (nem hivatalos nevén Mark 1F), műanyag lökhárítókkal, eltérő első hűtőráccsal és átdolgozott műszerfallal rendelkezett. A Derby kerek fényszóróit négyszögletesre cserélték, így összhangba került a hasonló, Golf-alapú Jetta limuzinnal.

### Második generáció (1981-1994)
- VW Polo Mk2
- VW Polo Mk2F (facelift változat)
- VW Polo Mk2 GT G40
- VW Polo Mk2F G40

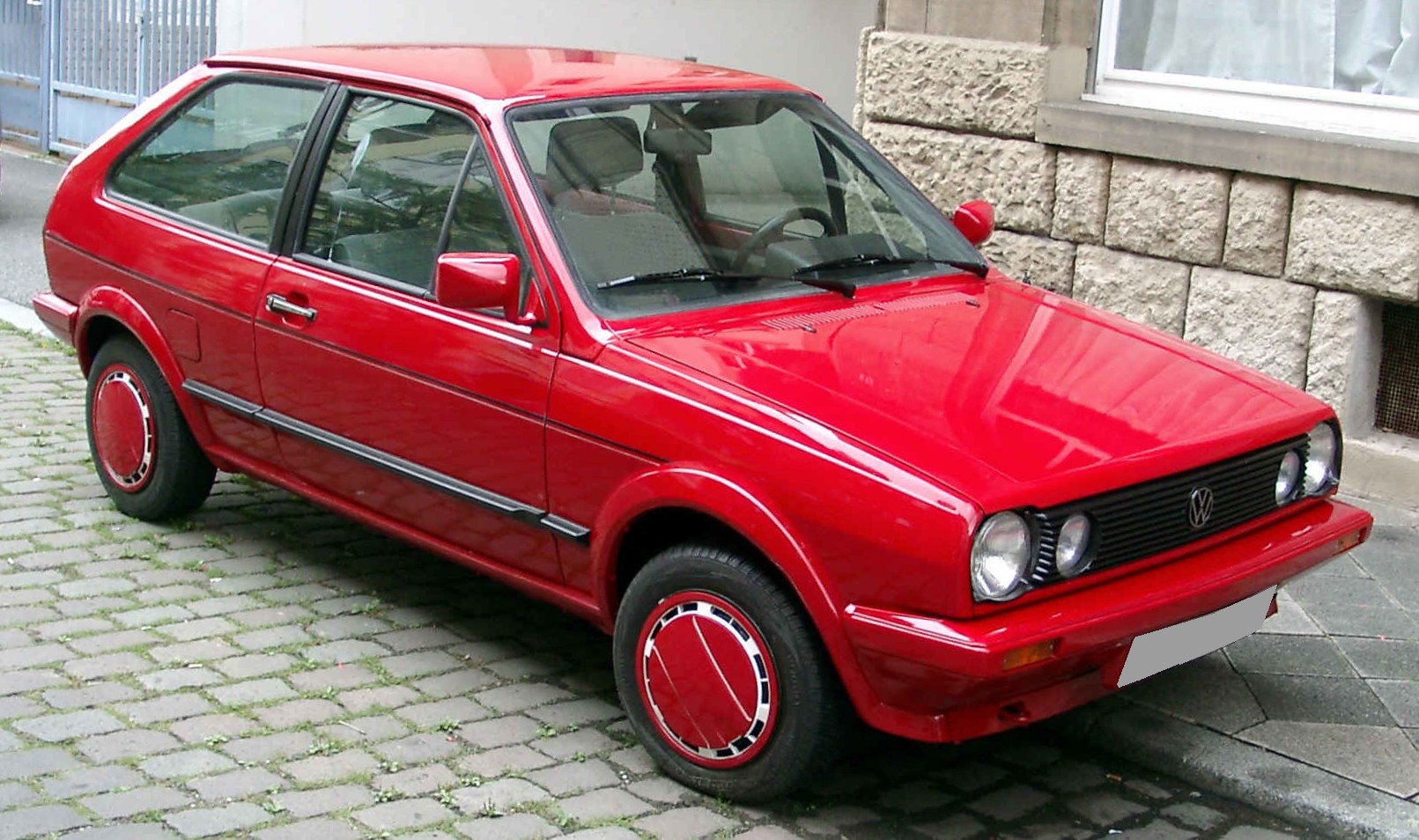
VW Polo Mk2 eleje
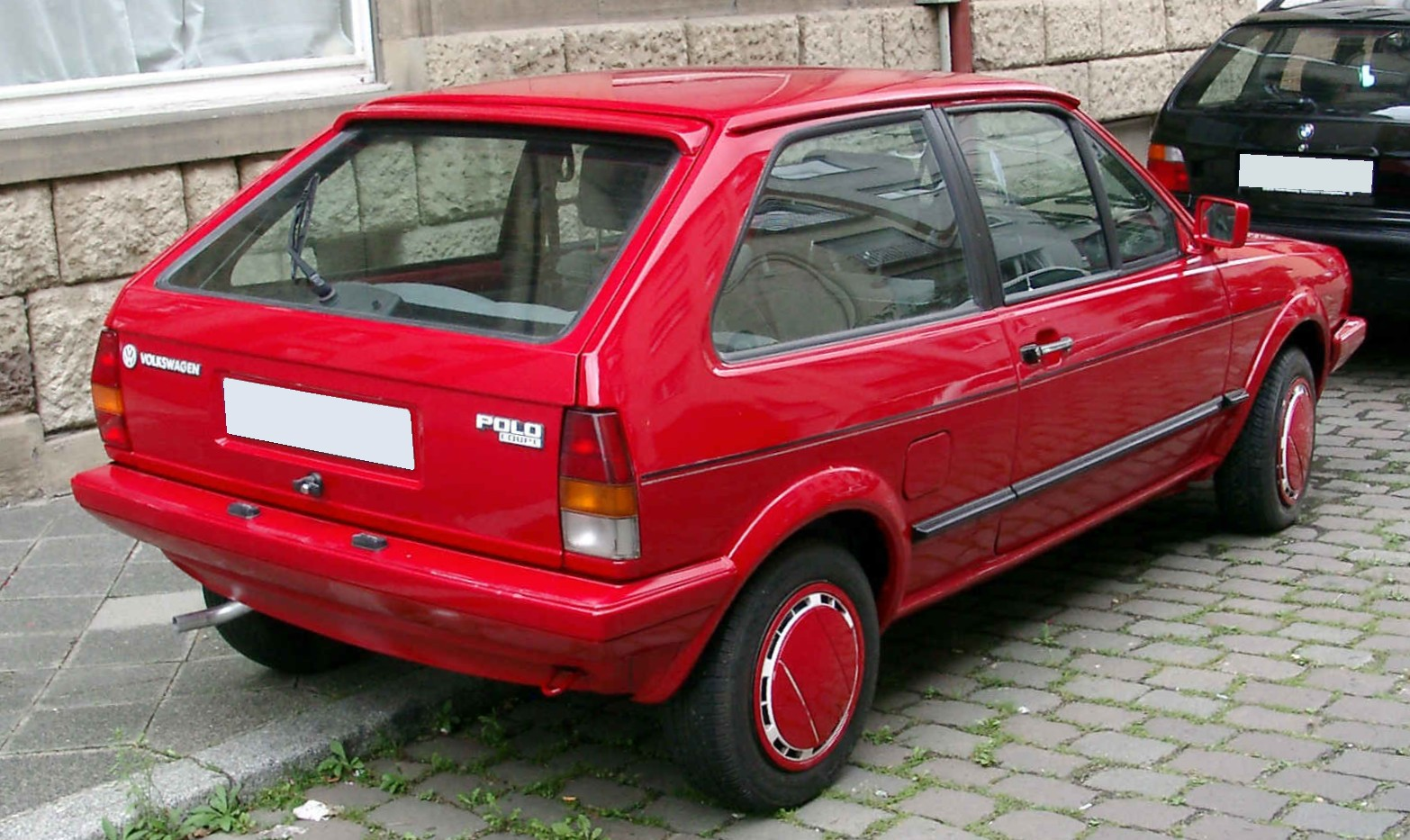
VW Polo Mk2 hátulja
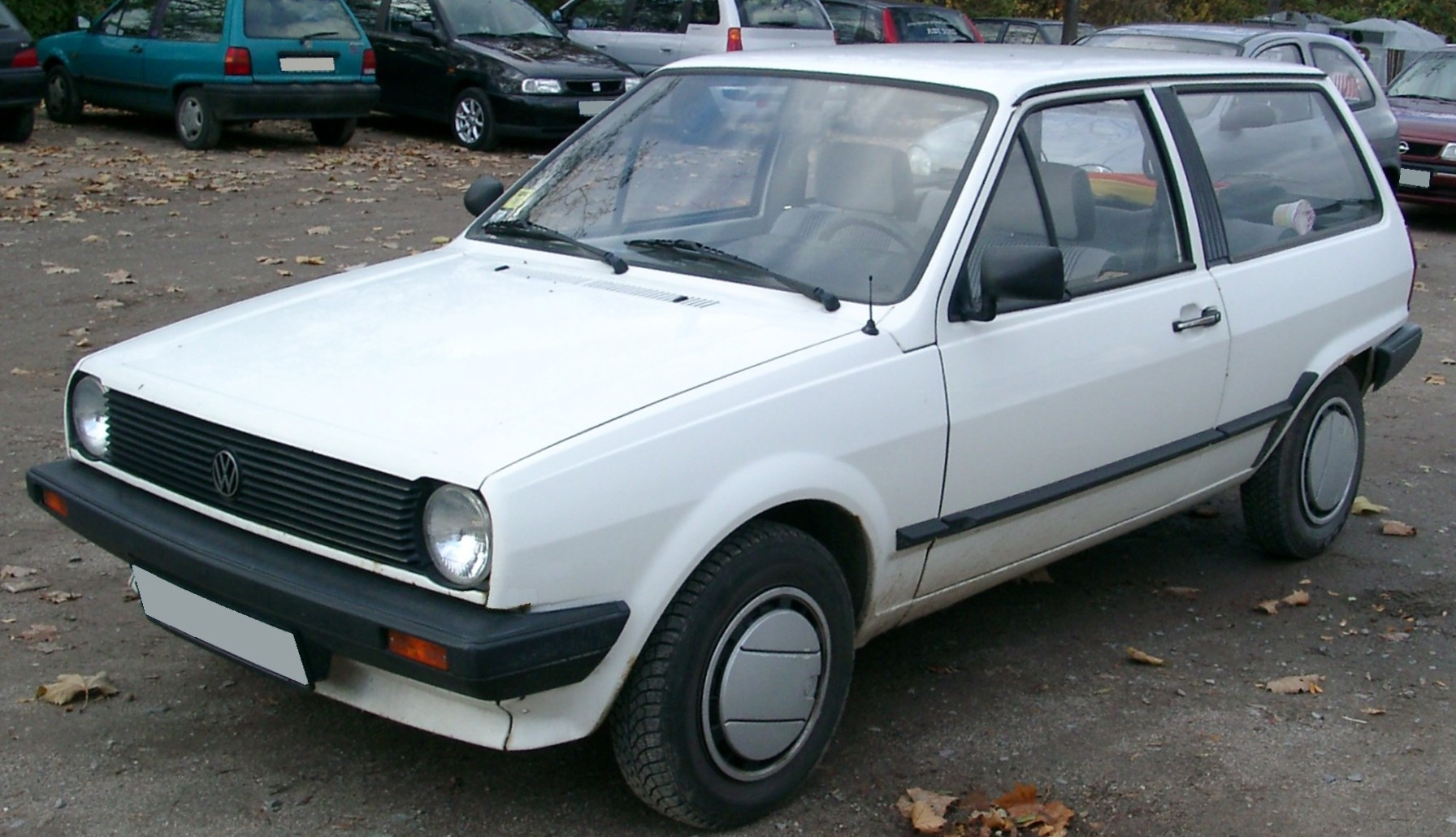
VW Polo Mk2 Hatchback eleje
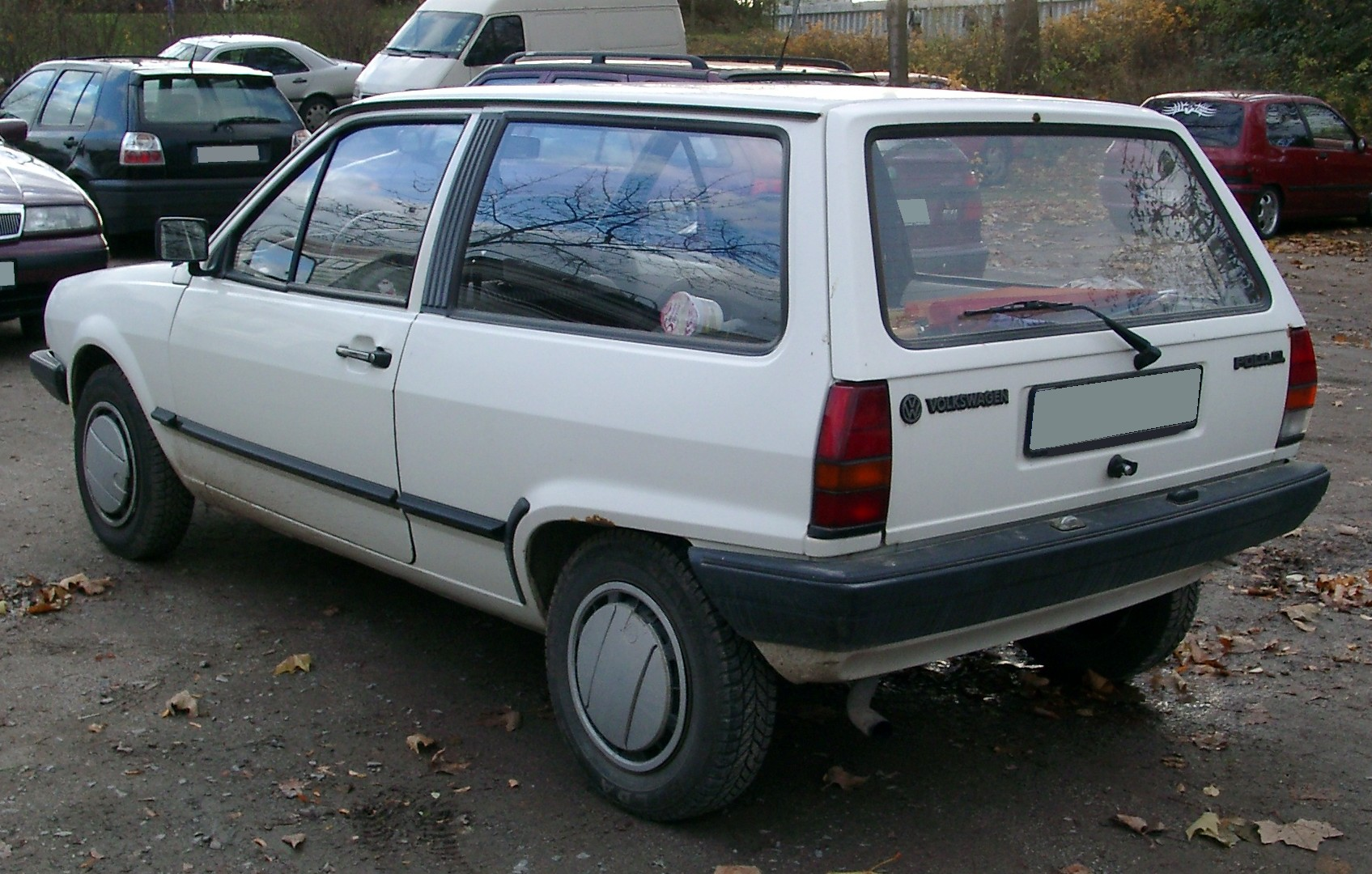
VW Polo Mk2 Hatchback hátulja
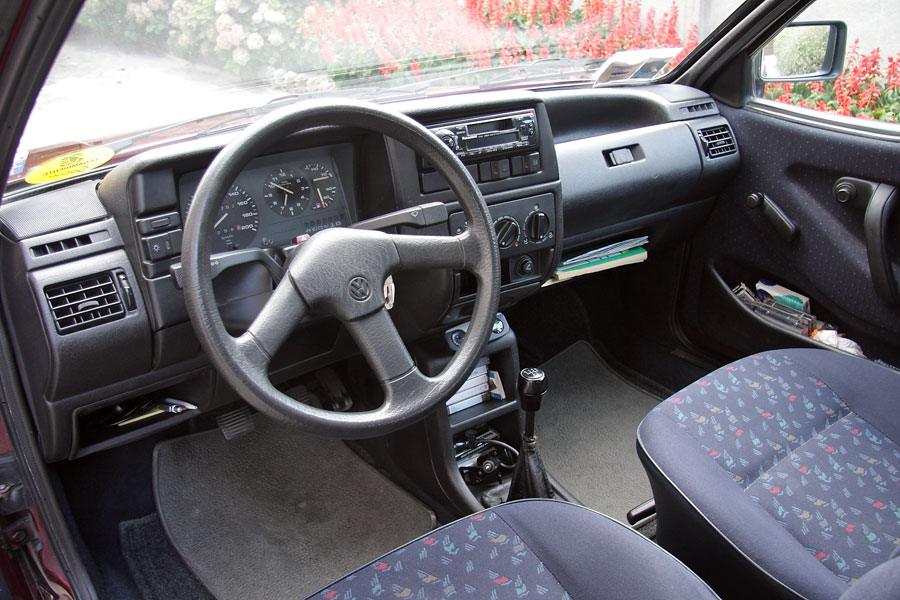
A belseje
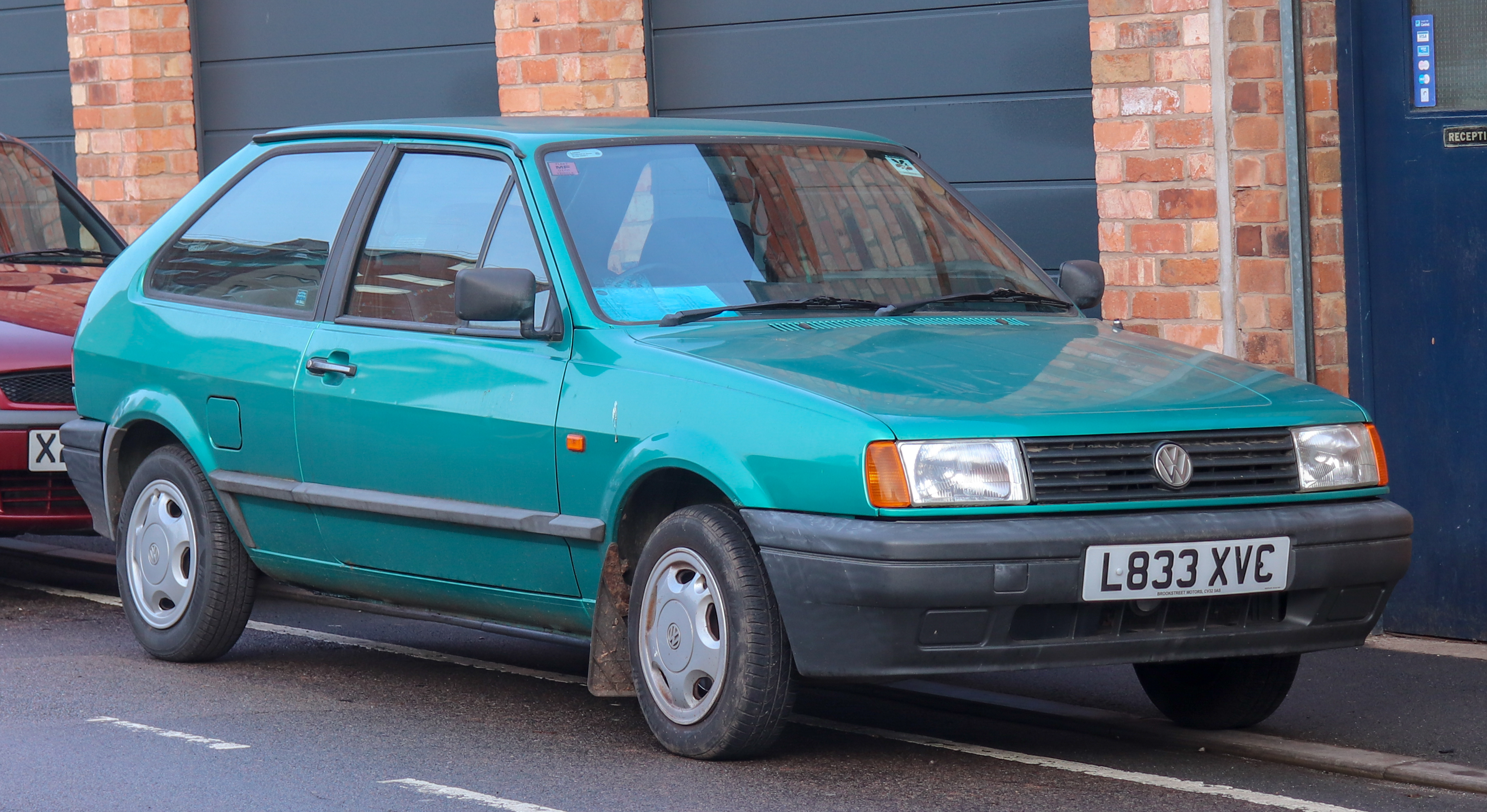
VW Polo Mk2F eleje
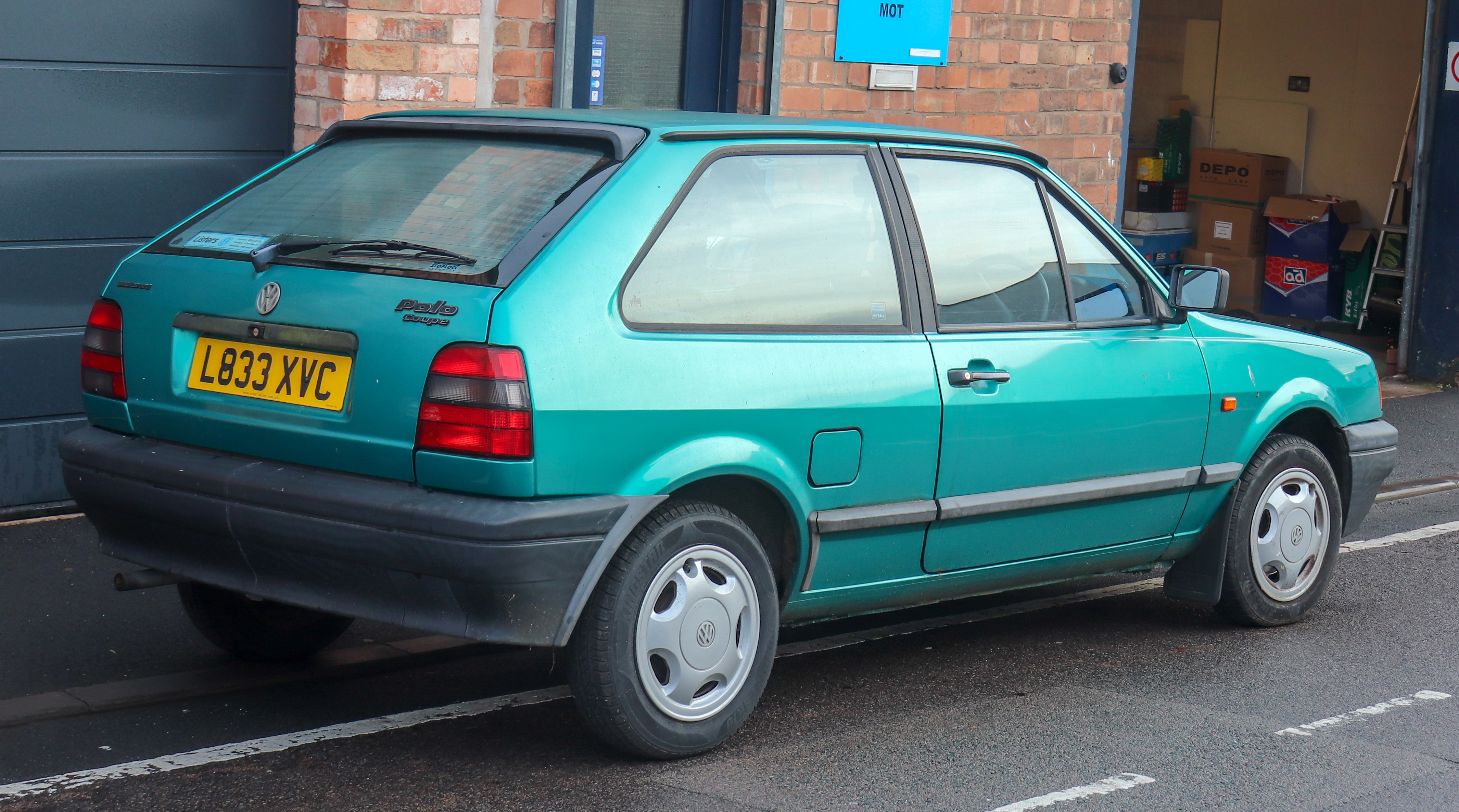
VW Polo Mk2F hátulja
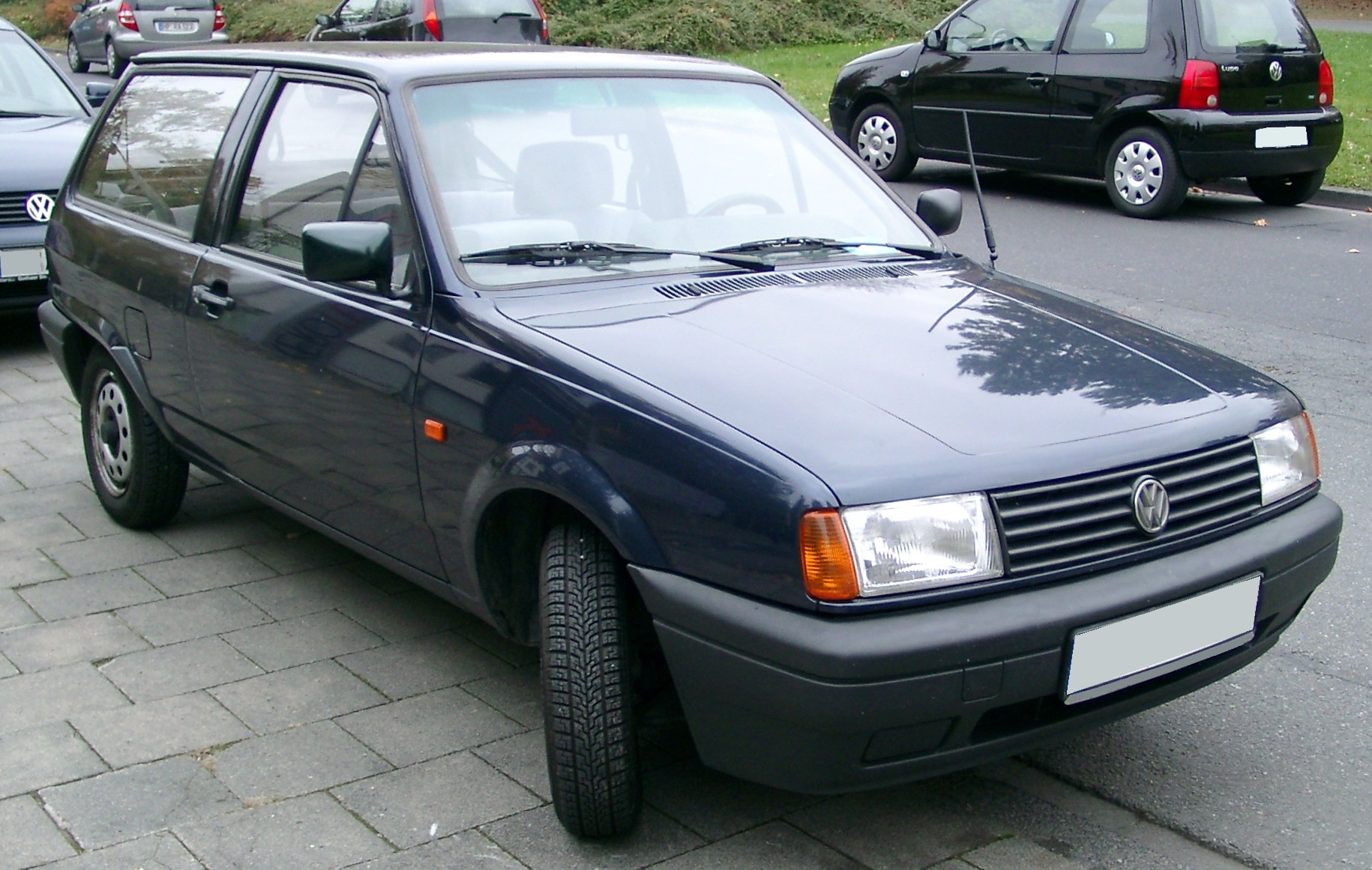
VW Polo Mk2F Hatchback eleje
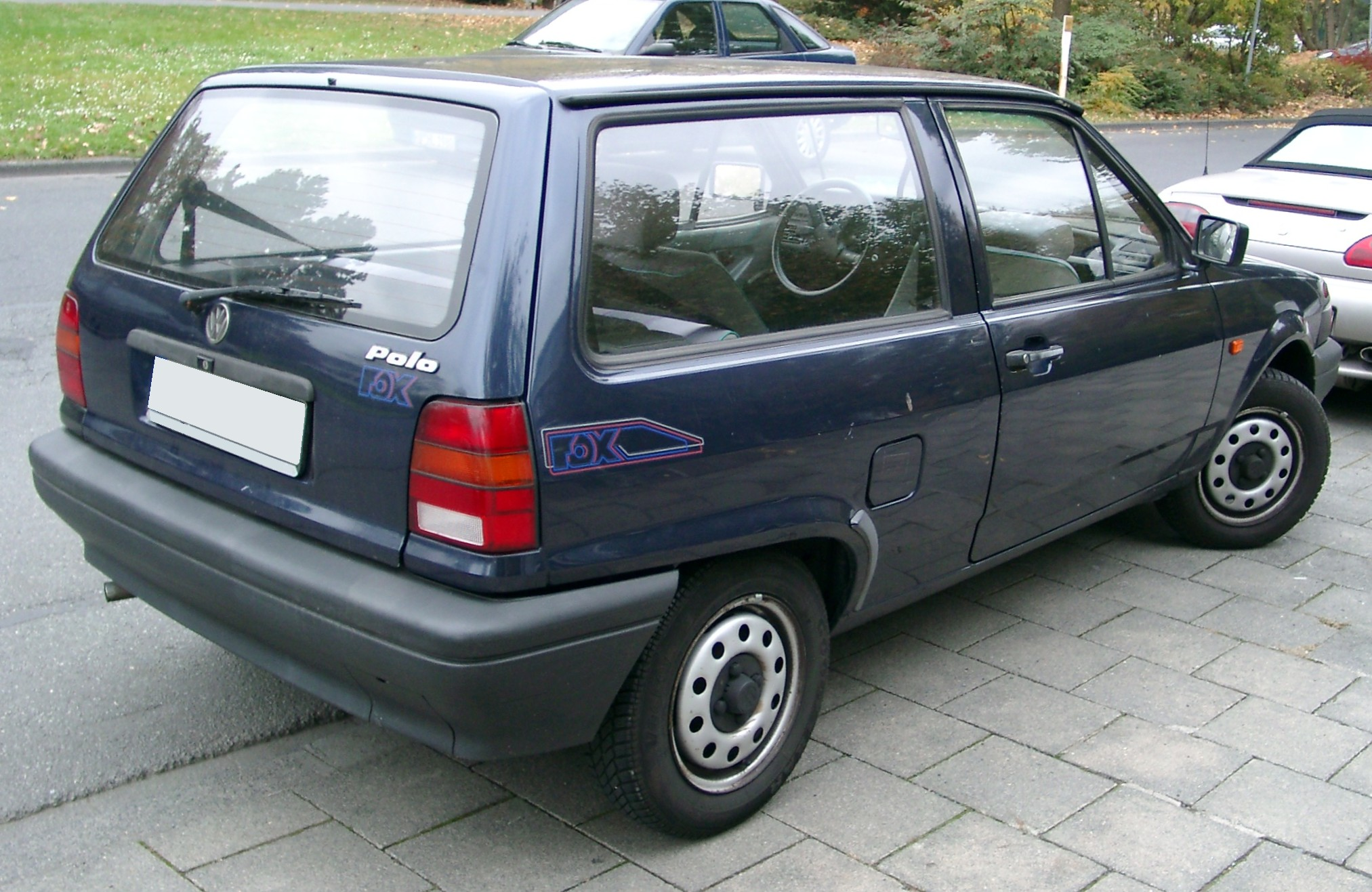
VW Polo Mk2F Hatchback hátulja
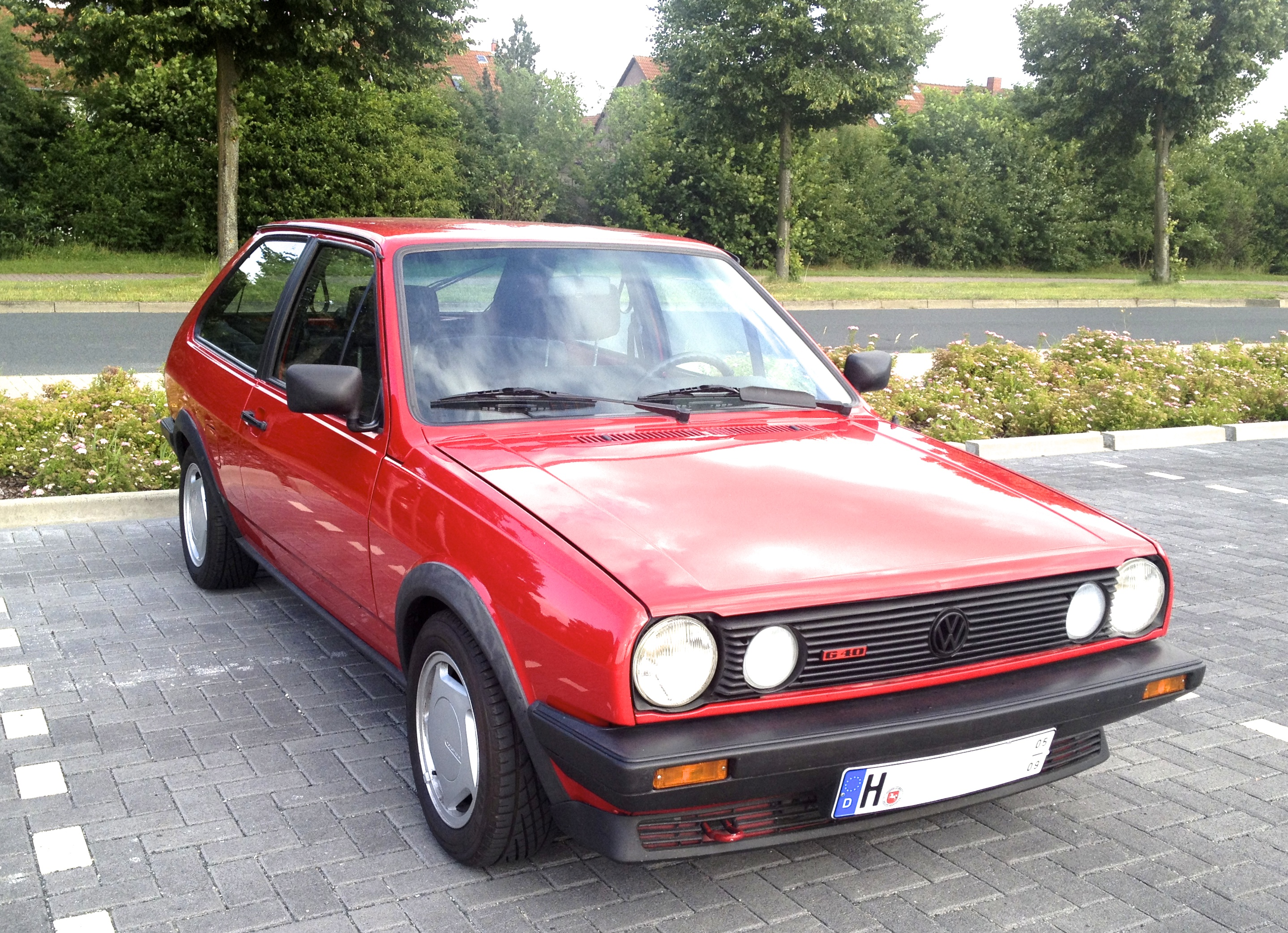
VW Polo Mk2 GT G40 eleje

A Polo Mk2-t (vagy Typ 86C-t) 1981 októberében mutatták be, a fő változás a harmadik karosszéria-típus bevezetése volt meredek (majdnem függőleges) hátsó ablakkal, az eredetihez hasonló változat mellett. Ezt a két karosszériatípust Wagonnak (egyes piacokon) és Coupé-nak hívták, bár valójában mindkettő háromajtós ferdehátú volt, és egyes piacokon a Wagon megjelölést nem használták, és ezt az autót egyszerűen Volkswagen Polo-nak hívták. A limuzin változat a Volkswagen Derby nevet kapta. A termelést az 1980-as évek közepén Spanyolországba is kiterjesztették, miután a Volkswagen átvette a SEAT-ot. 1983-ra elkészült az egymilliomodik, a kétmilliomodikat pedig 1986-ra gyártották le.
A Mark II Facelift (más néven Mark IIF, tévesen "Mark 3" néven is ismert) az MkII nagy horderejű arcfelújítás volt, beleértve a karosszéria újrafestését, melyet 1990 őszén dobtak piacra. Az új megjelenés tartalmazta a négyzet alakú fényszórókat, a megnövelt és átformált hátsó lámpákat, a nagyobb lökhárítókat és az új belső téret. Az új Polo megtartotta a korábbi négyhengeres motorokat, de a porlasztós, 1,0 literes mellett egypontos befecskendezéssel is elérhető volt az üzemanyag-befecskendezéses modell, és az összes motorhoz szériafelszereltségként katalizátor került az európai károsanyag-kibocsátás elleni előírások érdekében. A limuzint csak Spanyolországban gyártották, viszont a gyártás 1992-ben leállt a csalódást keltő eladások miatt.

### Harmadik generáció (1994-2009)
- VW Polo Mk3 hatchback
- VW Polo Mk3 Variant
- VW Polo Mk3 Classic
- VW Polo Mk3F (facelift változat)
- VW Polo Mk3 GTI
- VW Polo Mk3F GTI

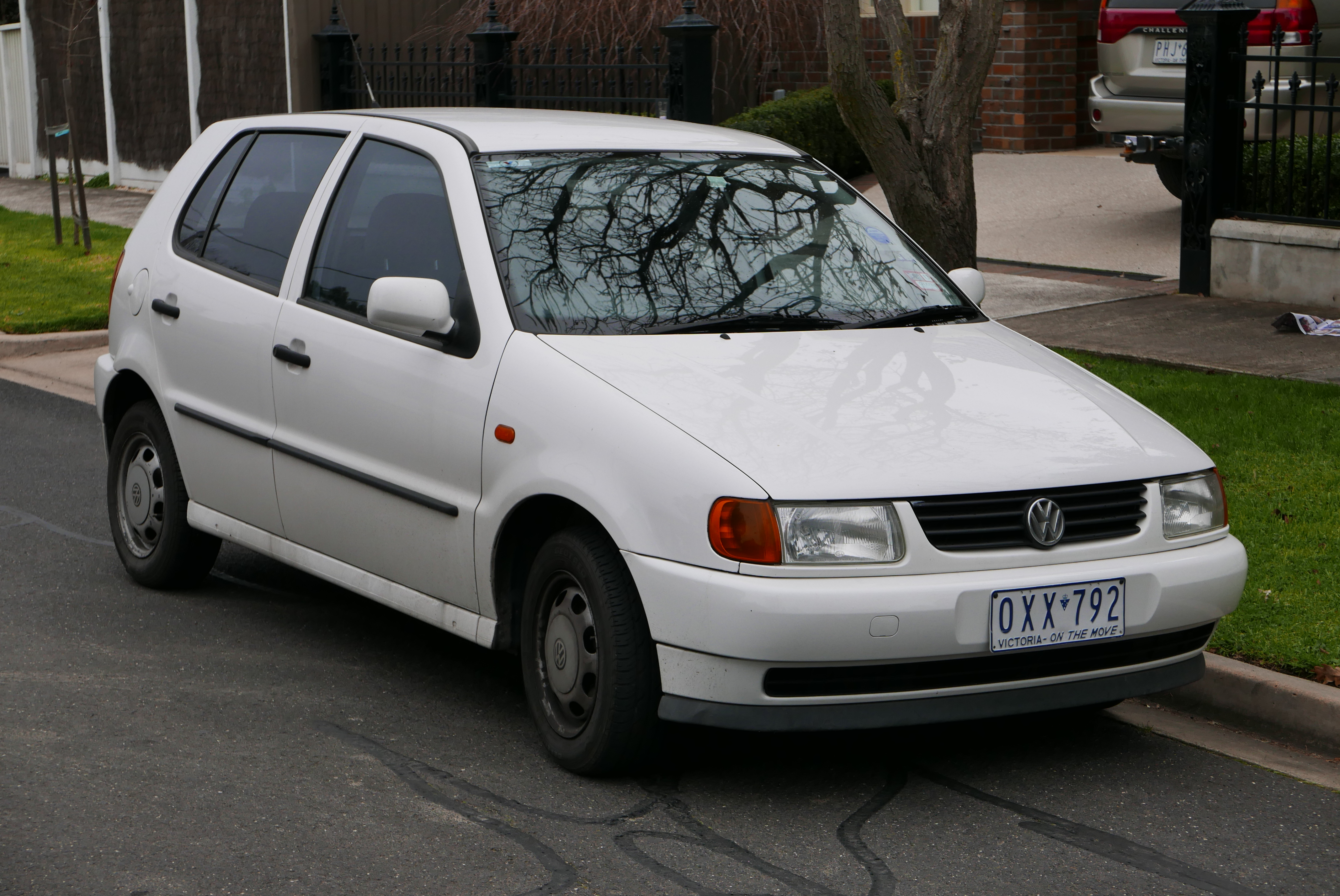
VW Polo Mk3 hatchback eleje
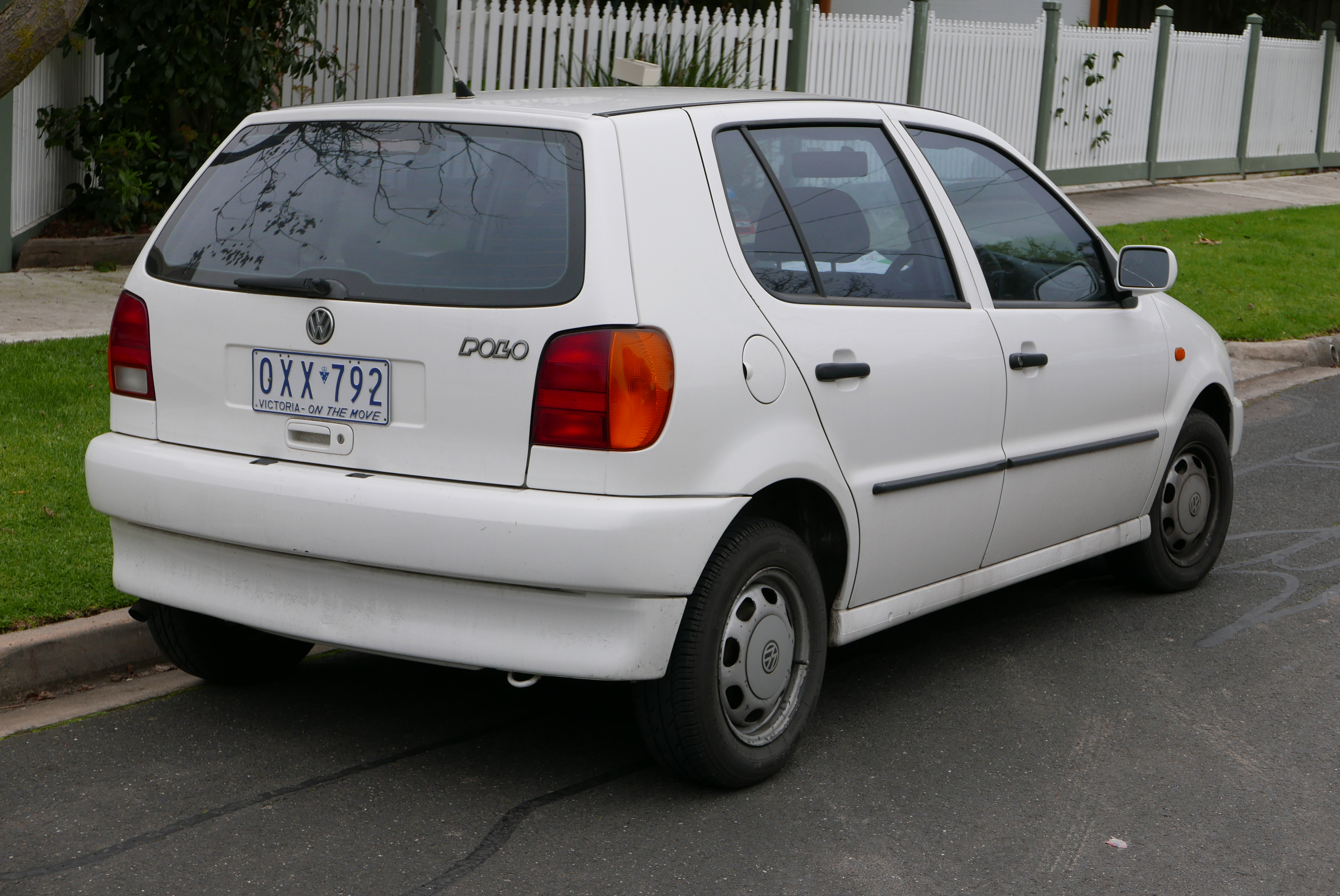
VW Polo Mk3 hatchback hátulja
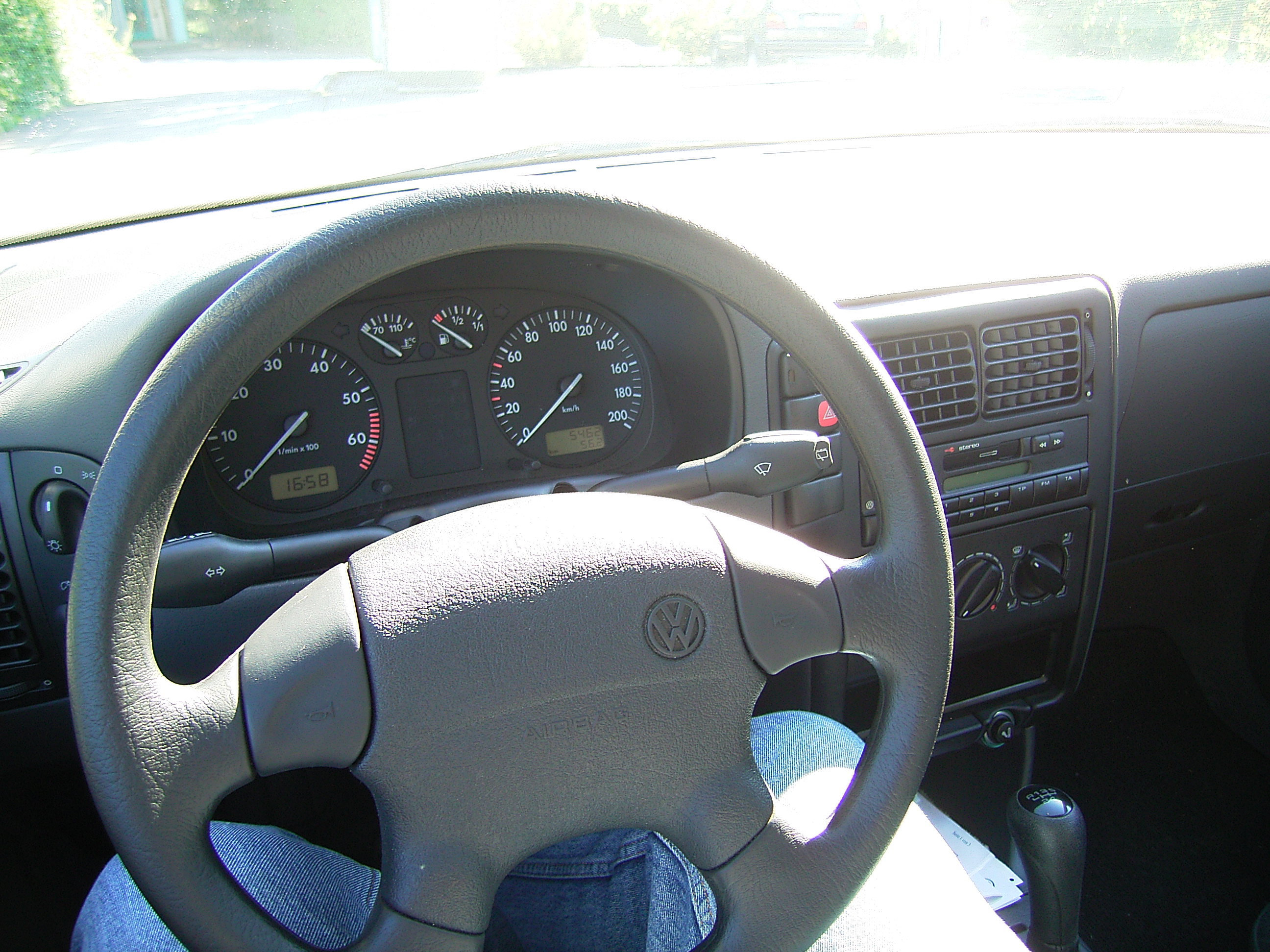
A belseje
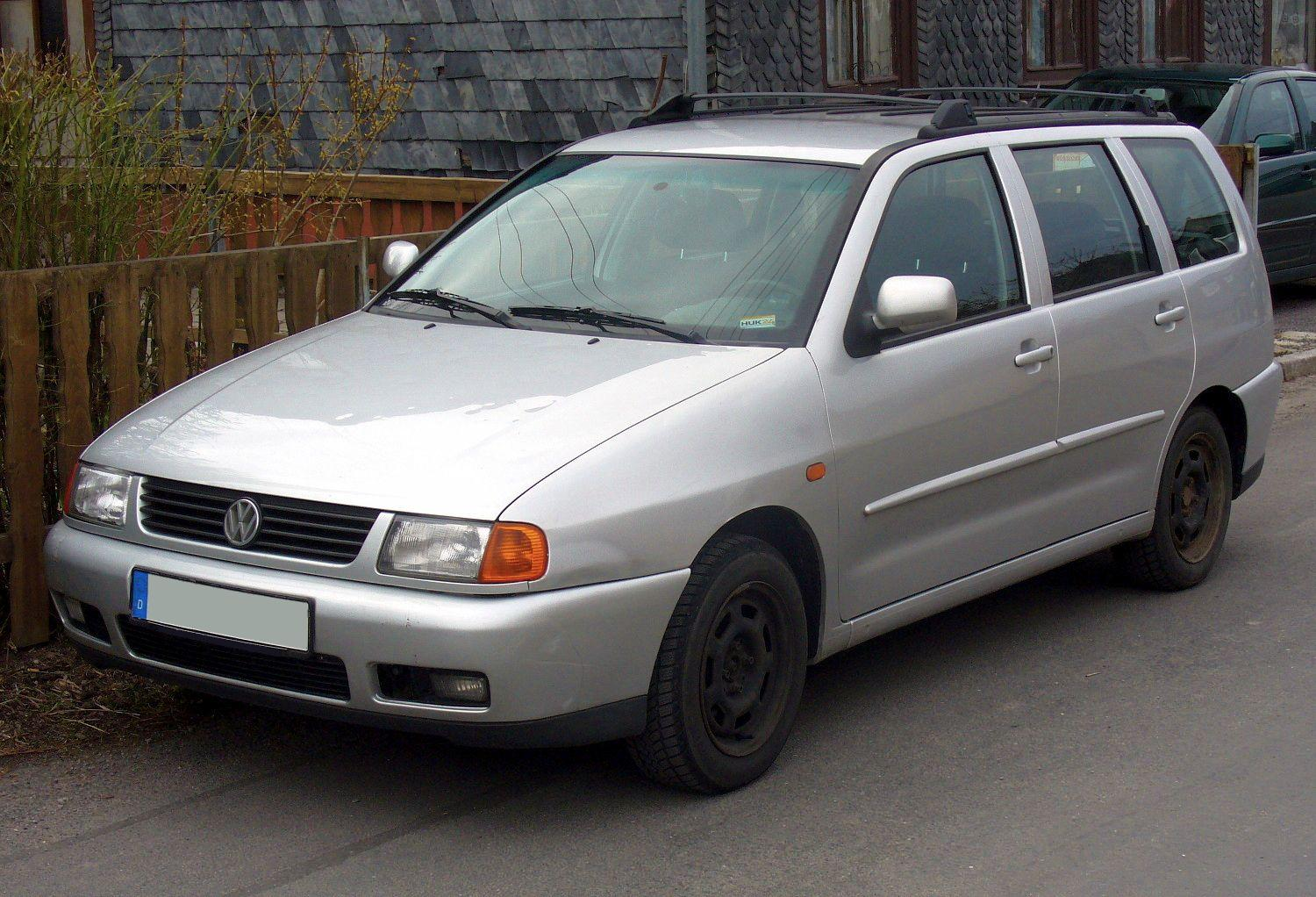
VW Polo Mk3 Variant eleje
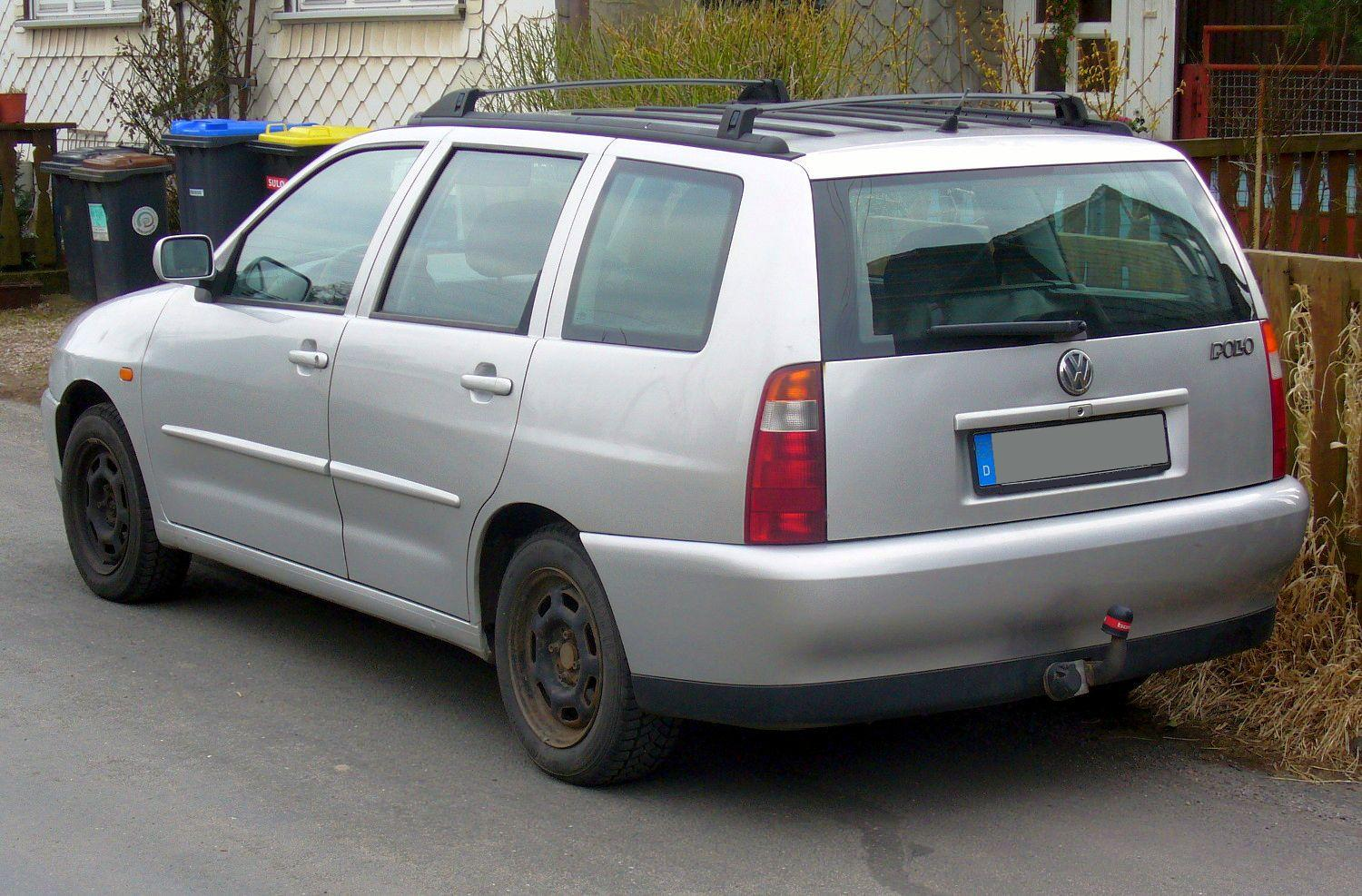
VW Polo Mk3 Variant hátulja
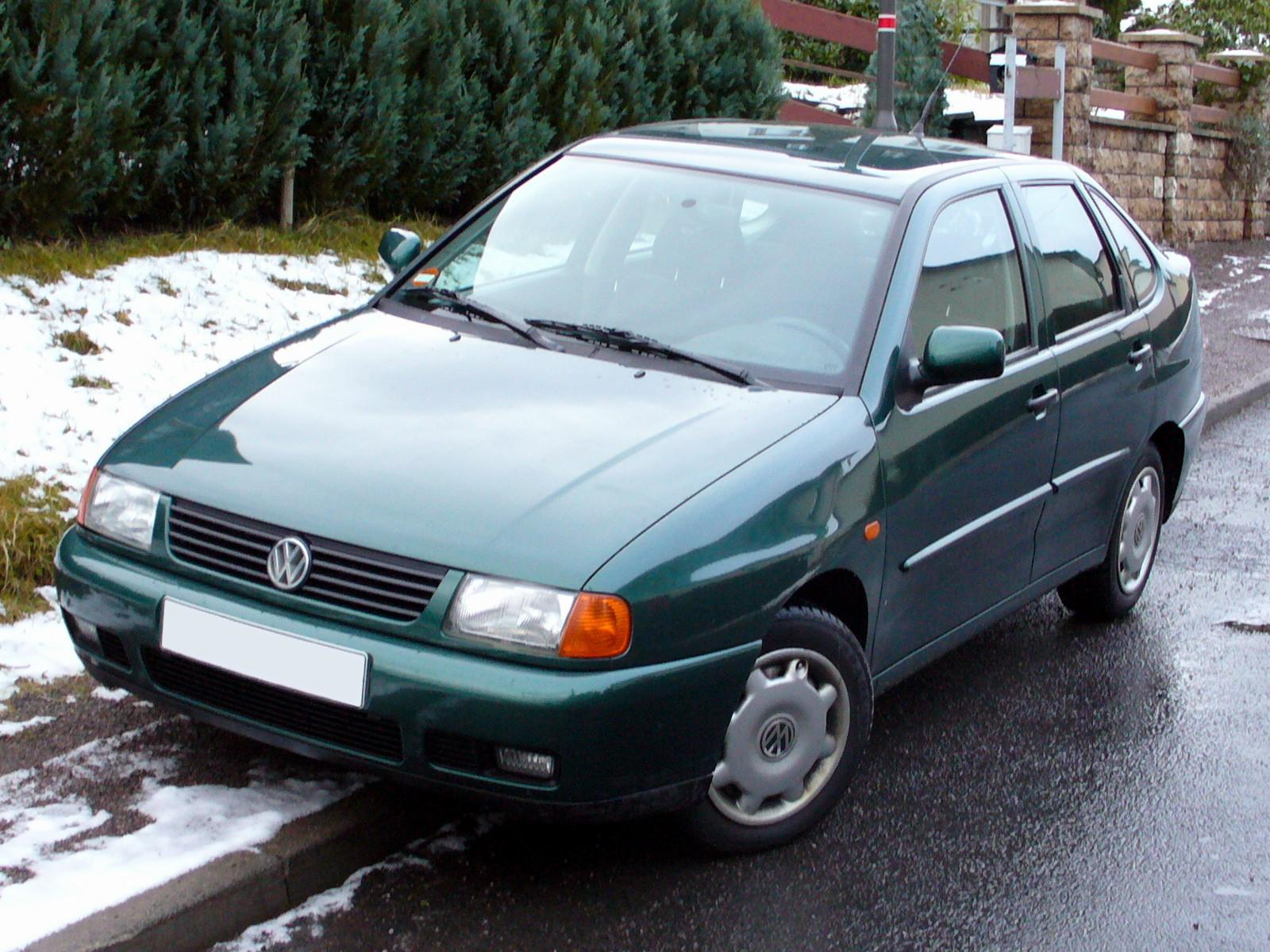
VW Polo Mk3 Classic eleje
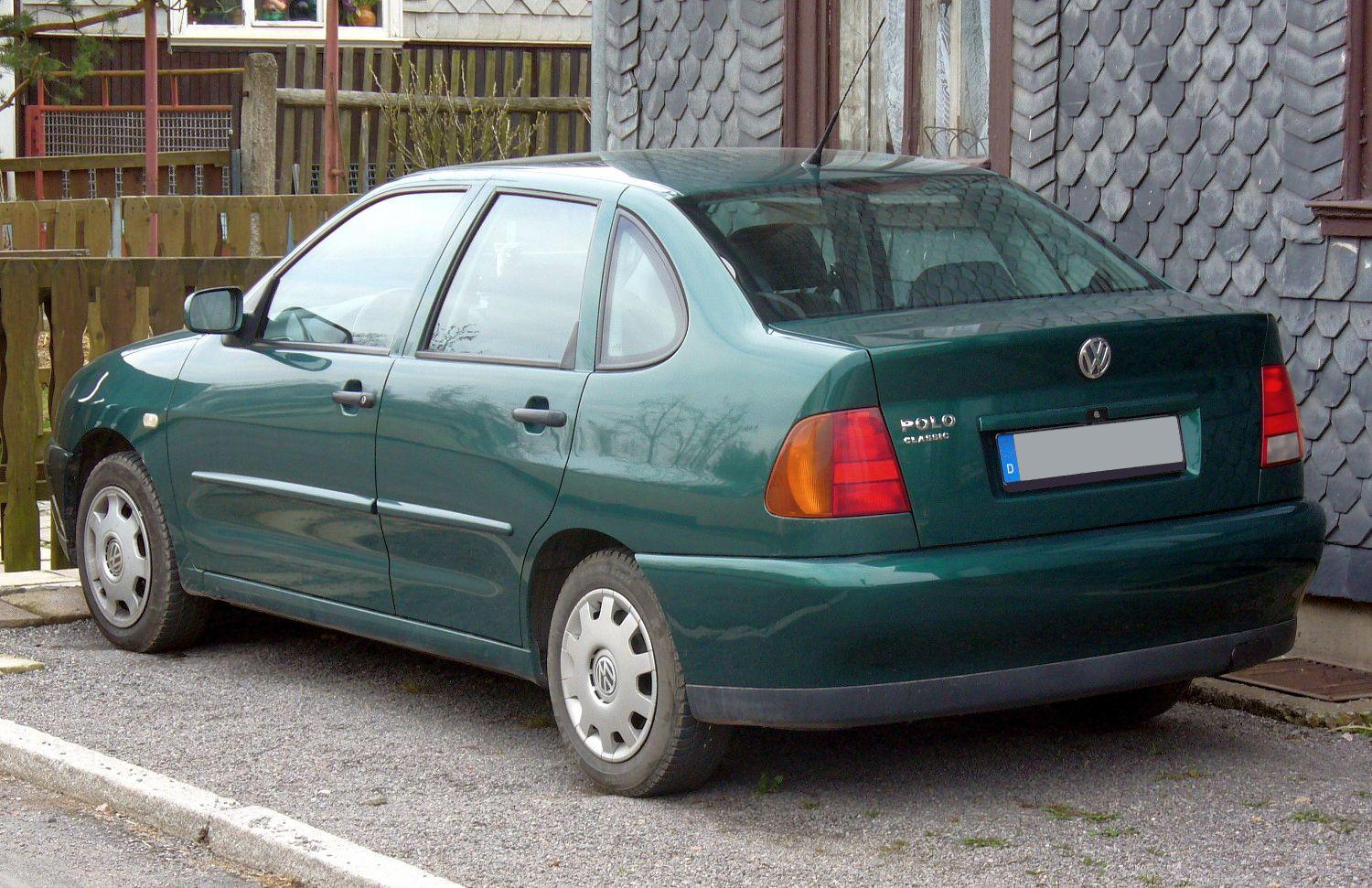
VW Polo Mk3 Classic hátulja
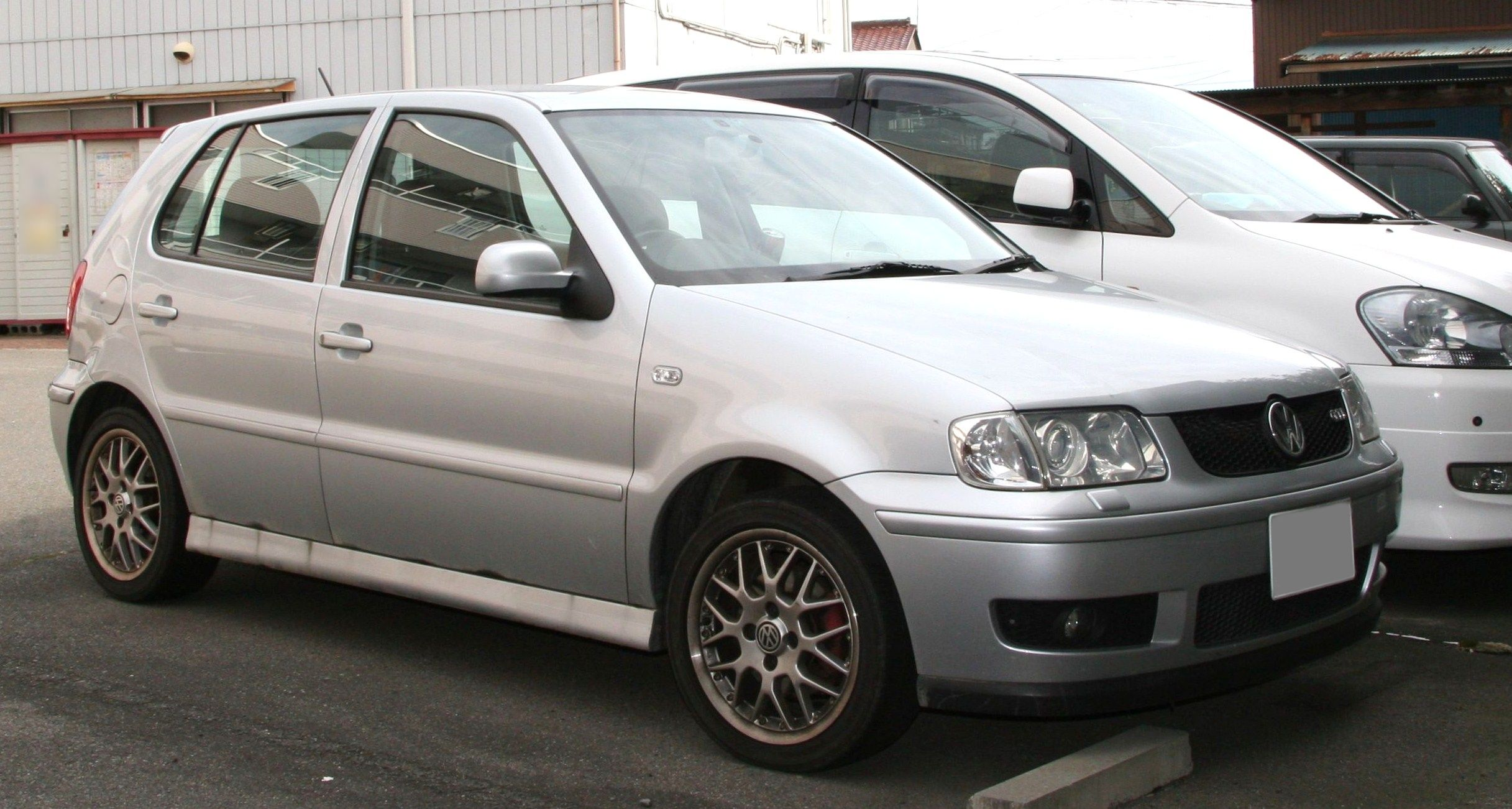
VW Polo Mk3F eleje
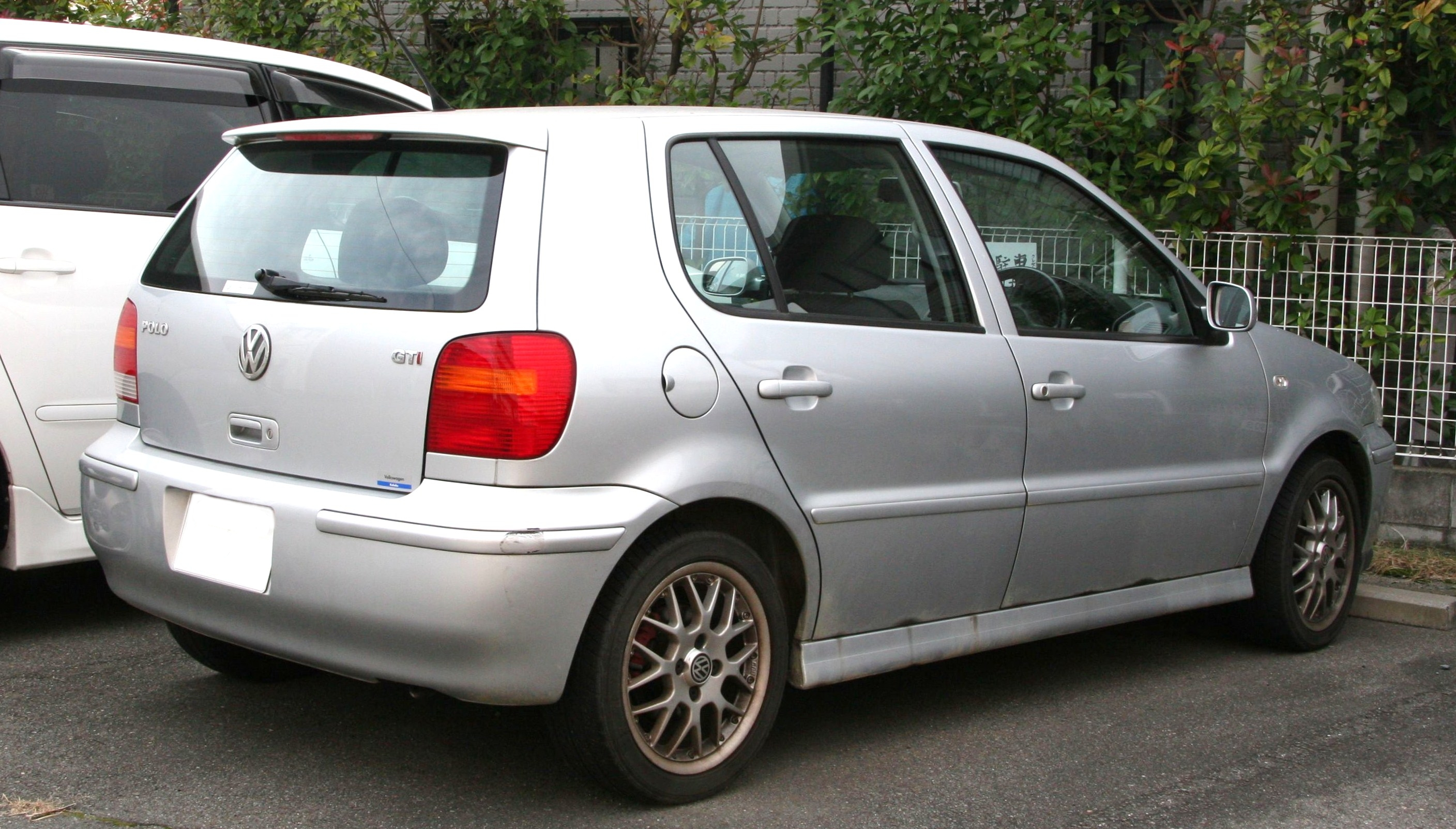
VW Polo Mk3F hátulja
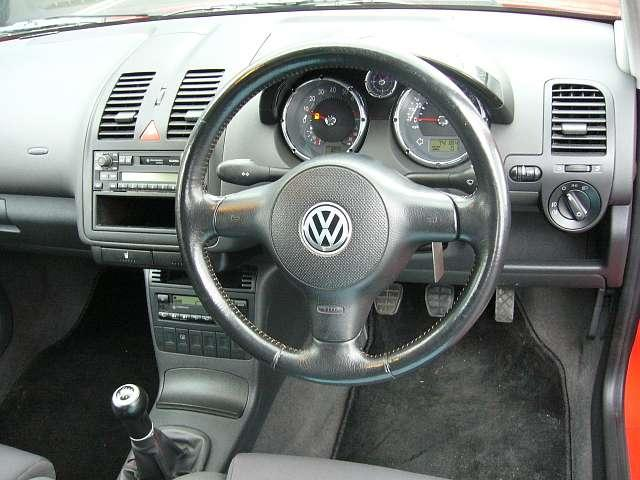
A belseje

A Mark III Polo vagy Typ 6N 1994-ben jelent meg, és teljesen új modell volt (új alvázon). Három- és ötajtós ferdehátú változatban is kapható, utóbbival a VW az utolsó olyan nagy európai gyártó, amely végre ebben az osztályban kínálja a hátsó oldalajtókat. Platformját a SEAT Ibiza Mark 2-vel osztotta meg. Ez a platform valójában a Volkswagen Golf Mk3 padlólemezét használta (a három modell között számos mechanikus alkatrész és a felfüggesztés összes alkatrésze felcserélhető volt). Bár a műszerfal és számos mechanikai alkatrész, köztük a motorok is megosztottak az Ibizával, külsőleg a két autó különbözött, nem voltak közös karosszériaelemek.
Az indulástól kezdve egy vadonatúj 1,0 literes benzinmotorral bővült a kínálat, míg az Mk2-ből egy 1,3 literes benzinmotort vettek át rövid időre. Szintén újdonság volt a kínálatban az 1,4-es (8 vagy 16 szelepes) és az 1,6 literes benzinmotorok, valamint az 1,9 literes dízel (turbófeltöltővel vagy anélkül).
Az 1995-ben debütált Mark III limuzin és kombi változatai lényegében a SEAT Córdoba átcímkézett változatai voltak, melyeket 1994 elején dobtak piacra. A Volkswagen belül Typ 6KV-ként emlegették őket, karosszériaelemeik pedig a SEAT-tal közösek voltak. A Polo ferdehátú modellek néhány kozmetikai változtatással, például új hátsó és első lökhárítókkal és fényszórókkal rendelkeztek. A Volkswagen Caddy 9K furgon is ugyanazt a platformot és front-end stílust használja, mint a 6KV modellek.
A későbbi Volkswagen Lupo és SEAT Arosa városi autók a Typ 6N platform rövidített változatán alapultak, és sok közös alkatrészt tartalmaztak.

### Negyedik generáció (2001-2017)
- VW Polo Mk4
- VW Polo Mk4F (facelift változat)
- VW Polo Mk4 GTI
- VW Polo Mk4 Classic
- VW Polo Fun
- VW CrossPolo
- VW Polo Mk4 BlueMotion

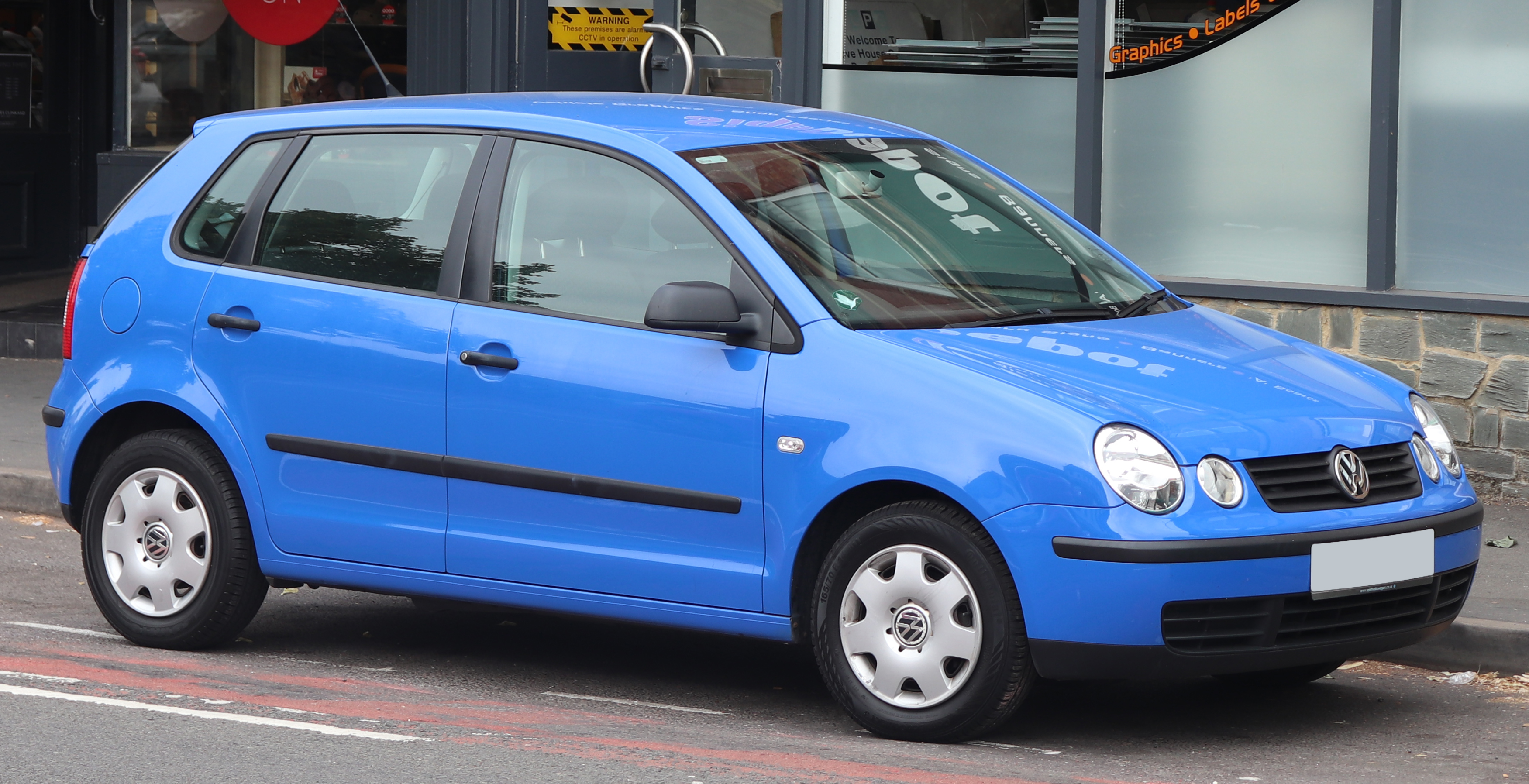
VW Polo Mk4 eleje
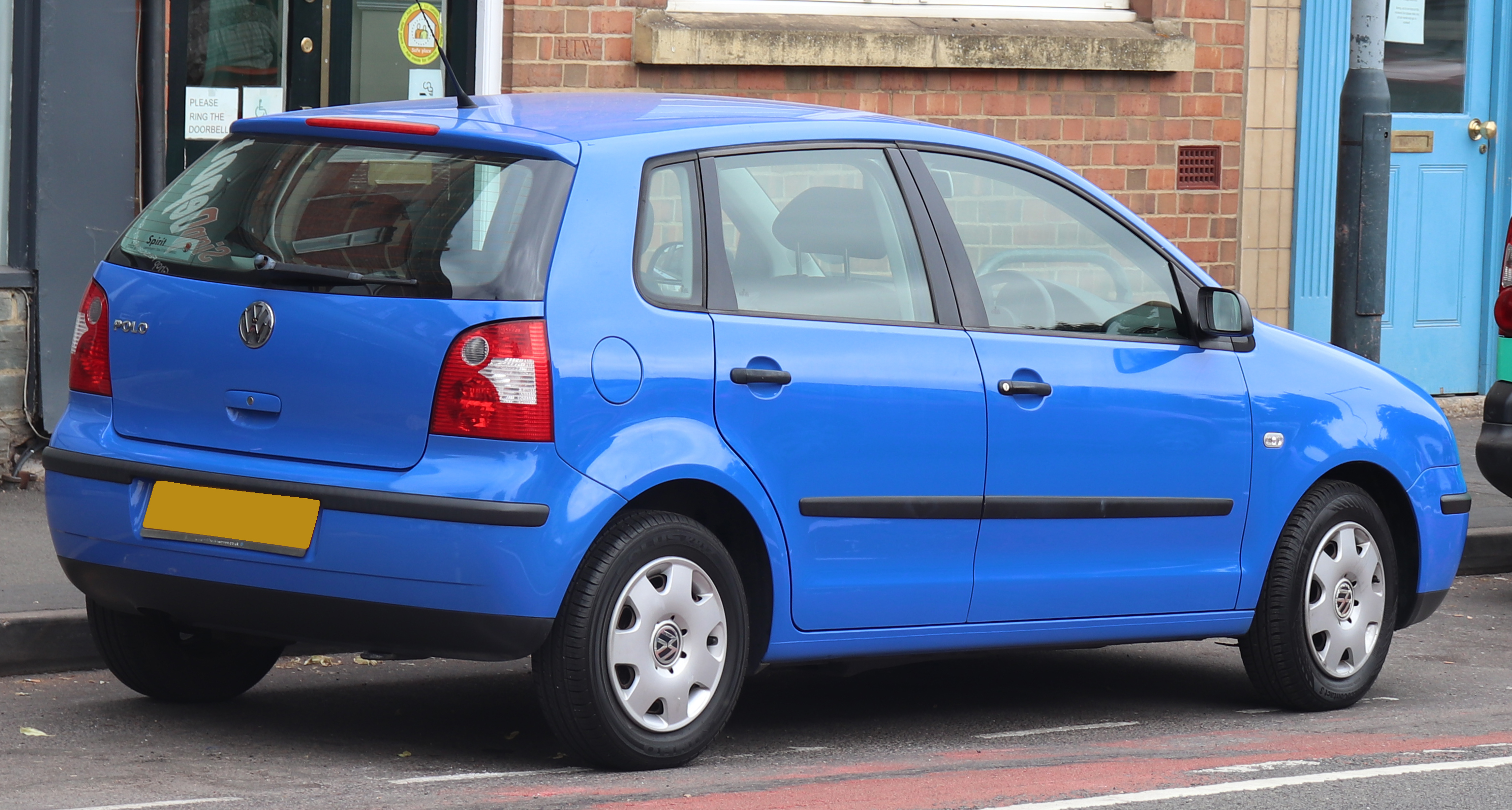
VW Polo Mk4 hátulja
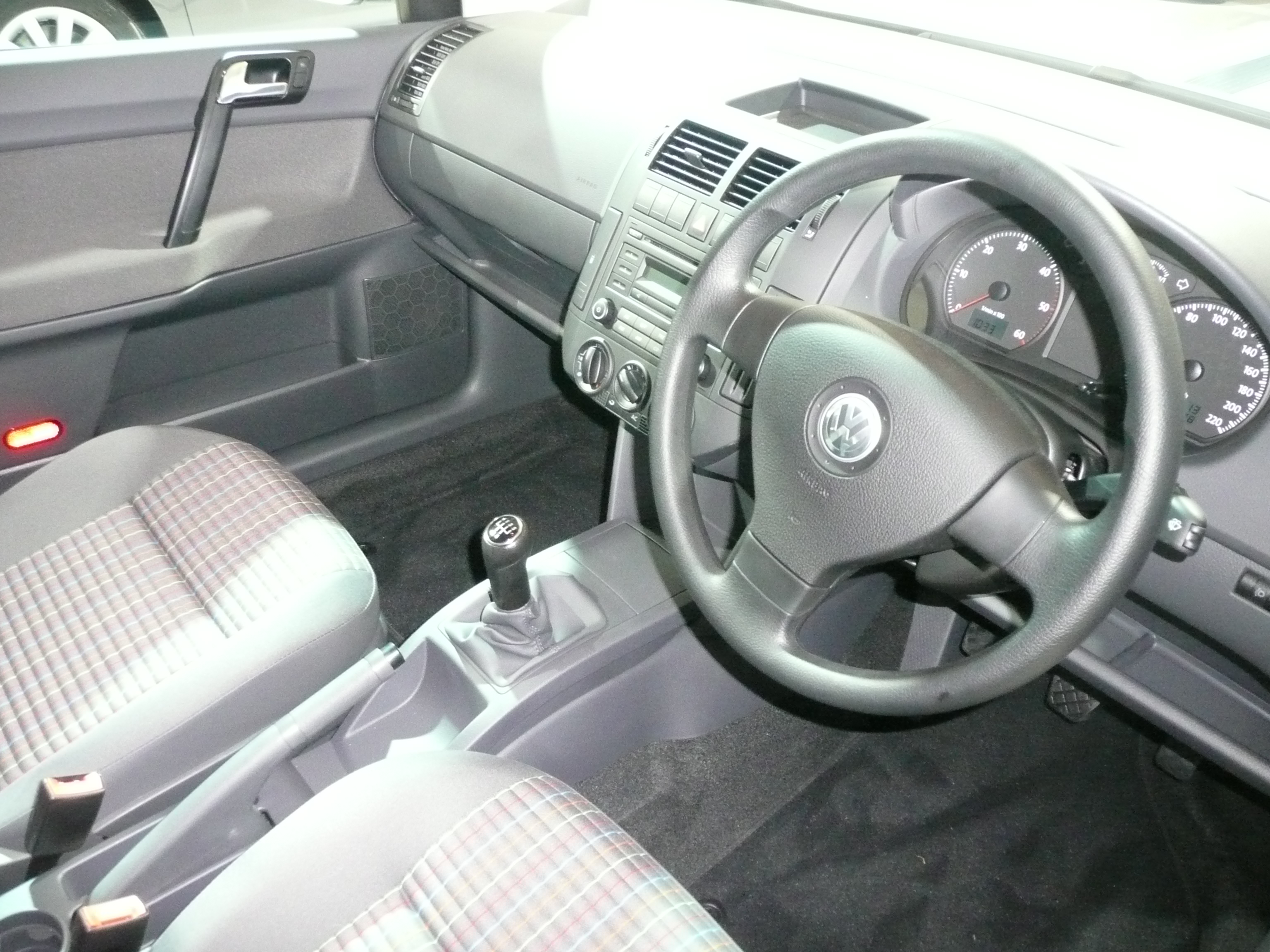
A belseje
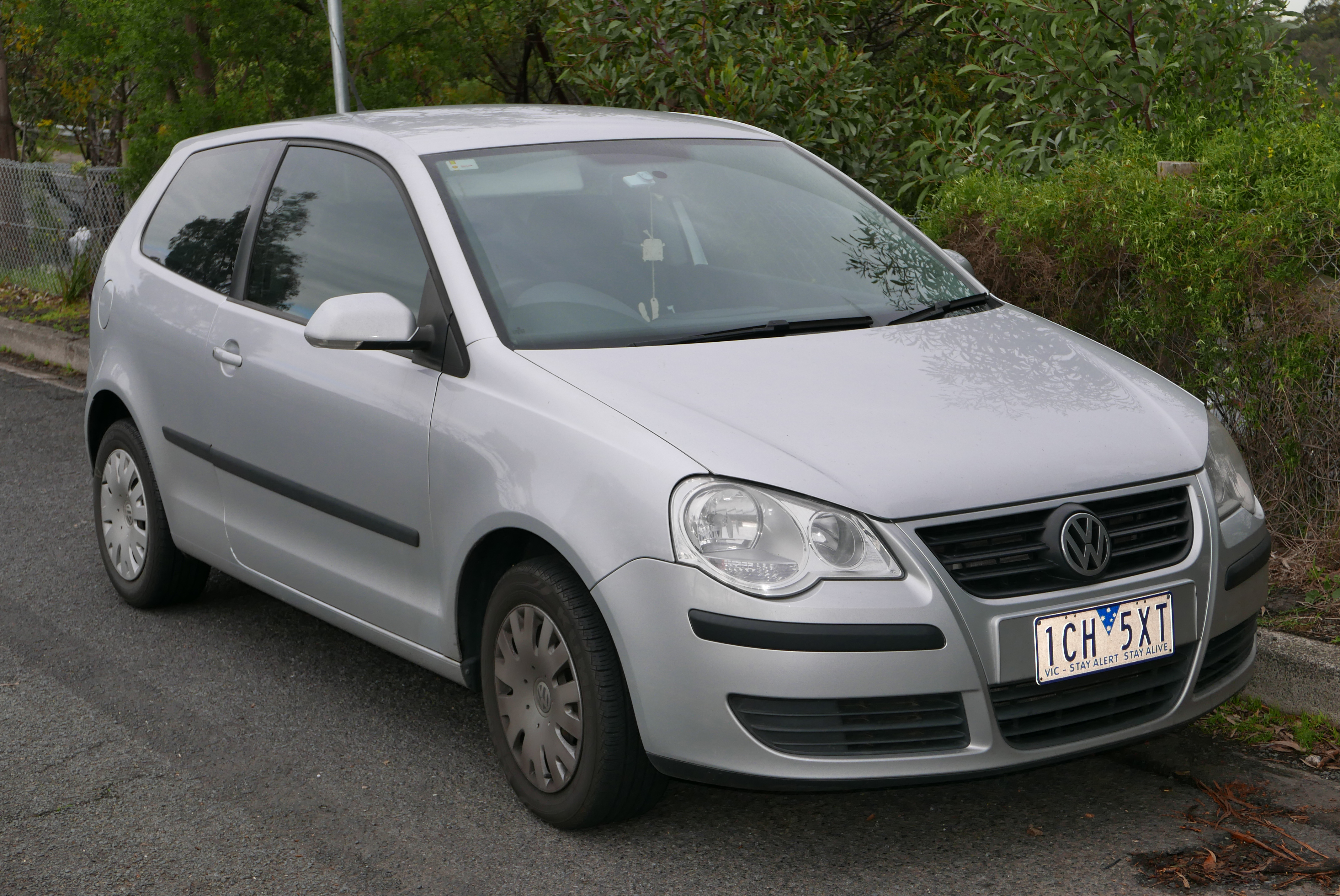
VW Polo Mk4F eleje
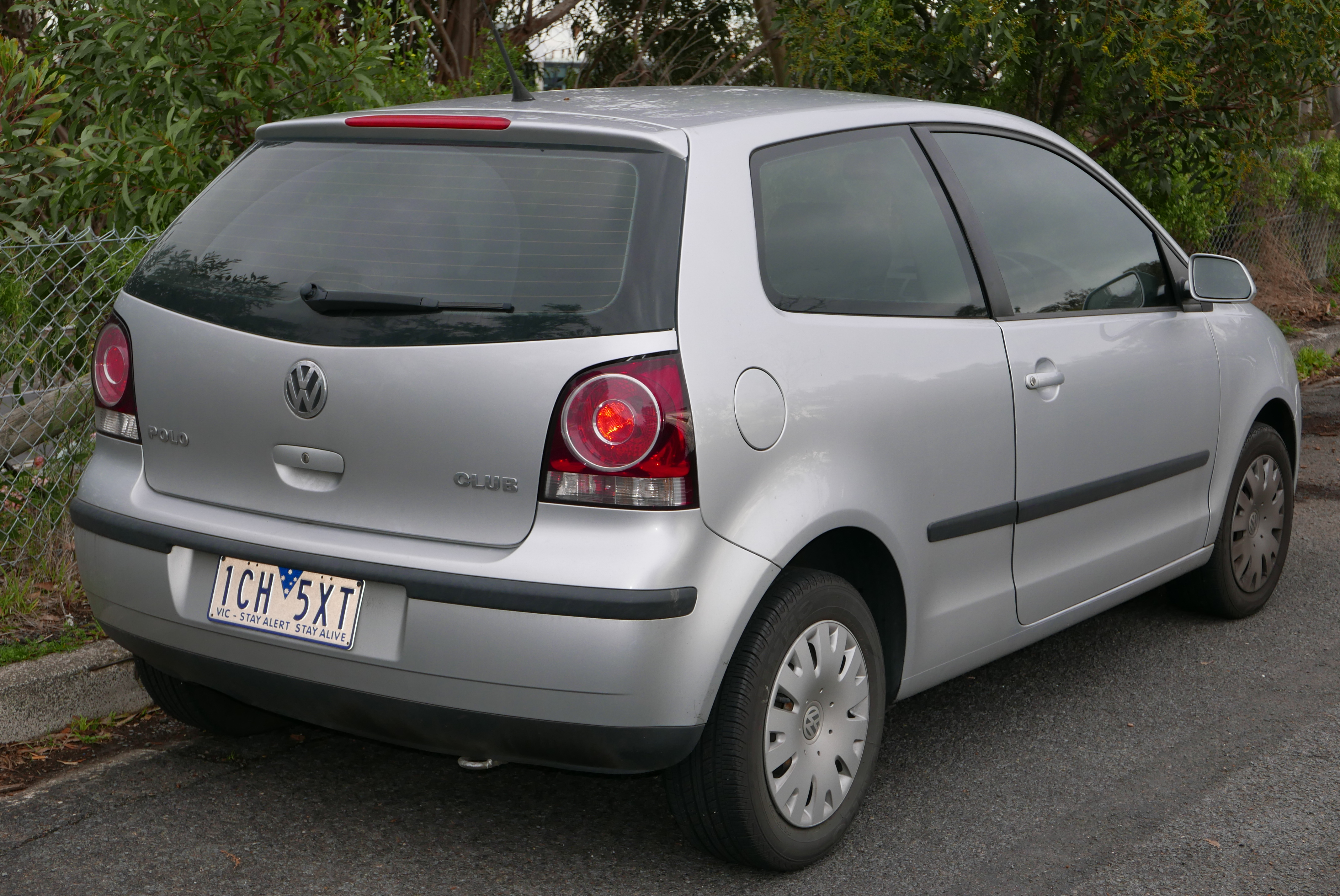
VW Polo Mk4F hátulja
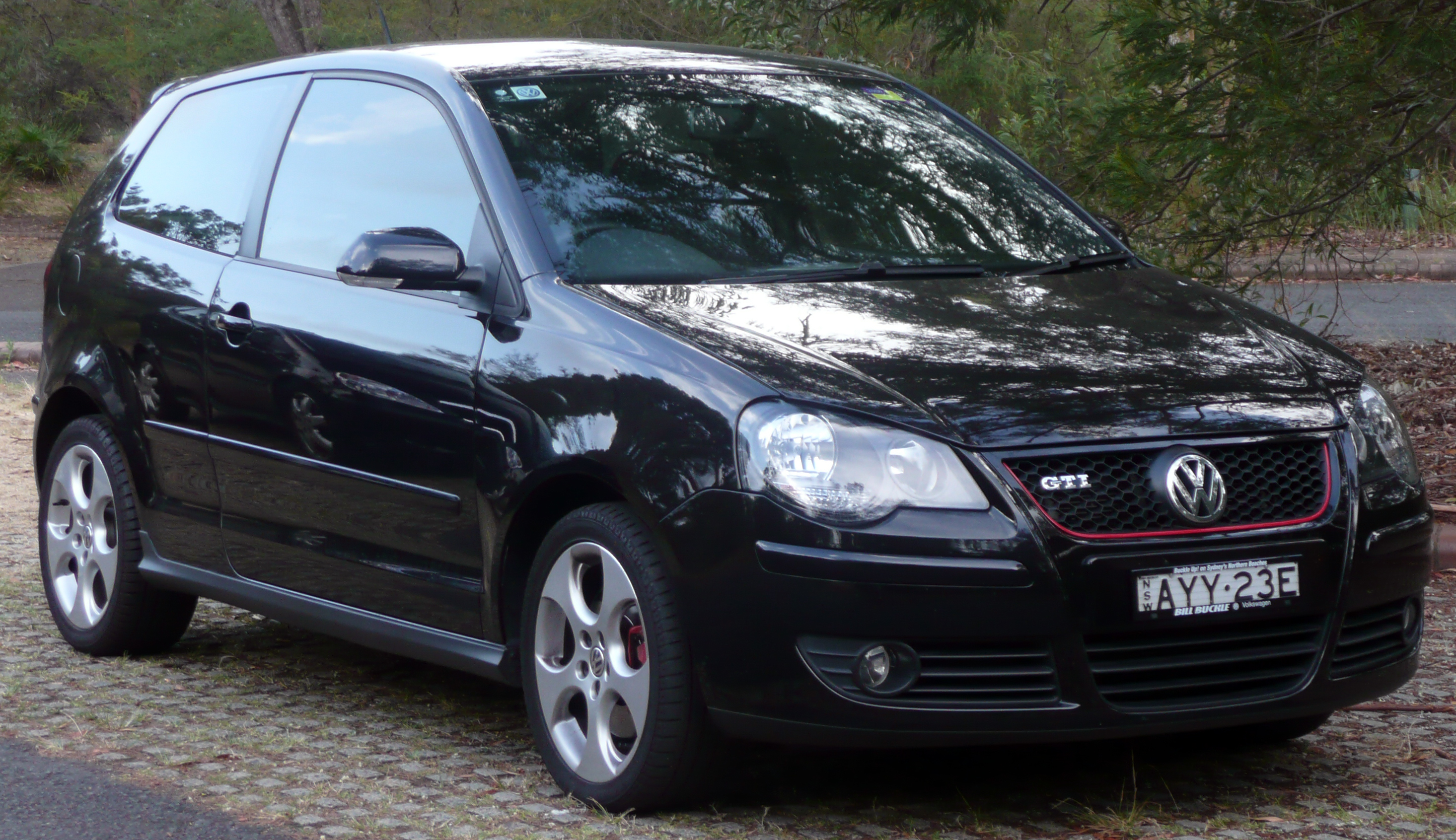
VW Polo Mk4 GTI eleje
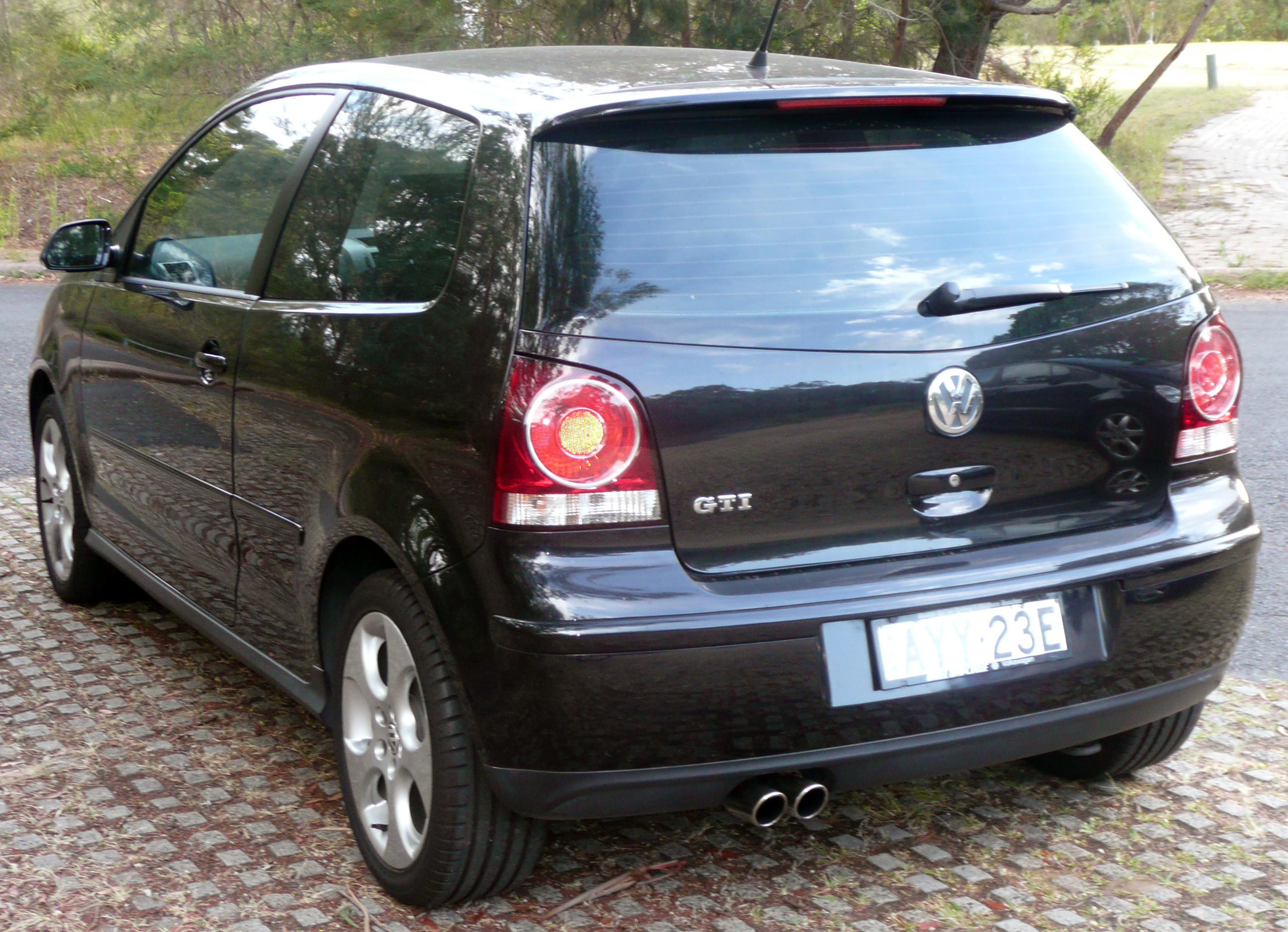
VW Polo Mk4 GTI eleje
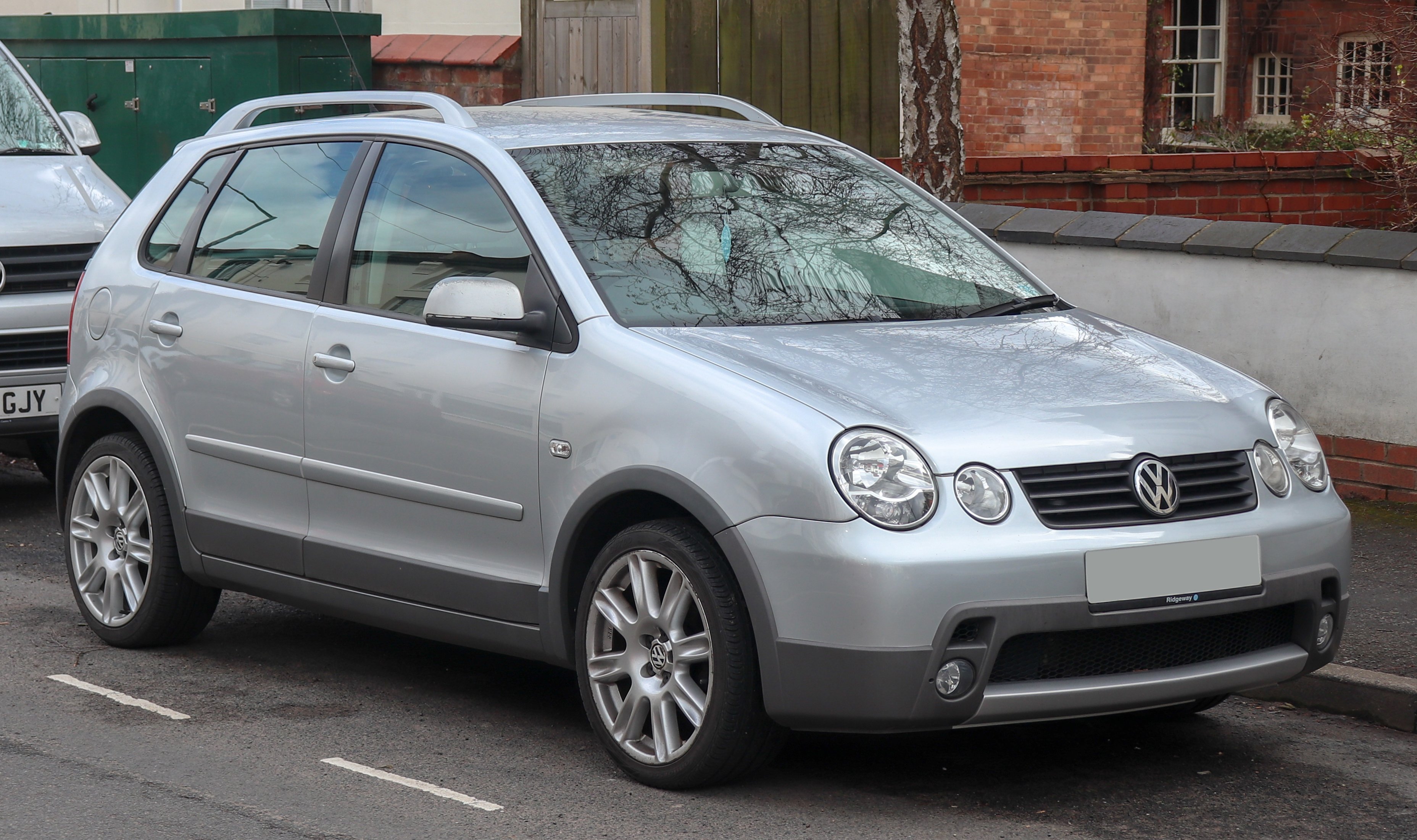
VW Polo Fun eleje
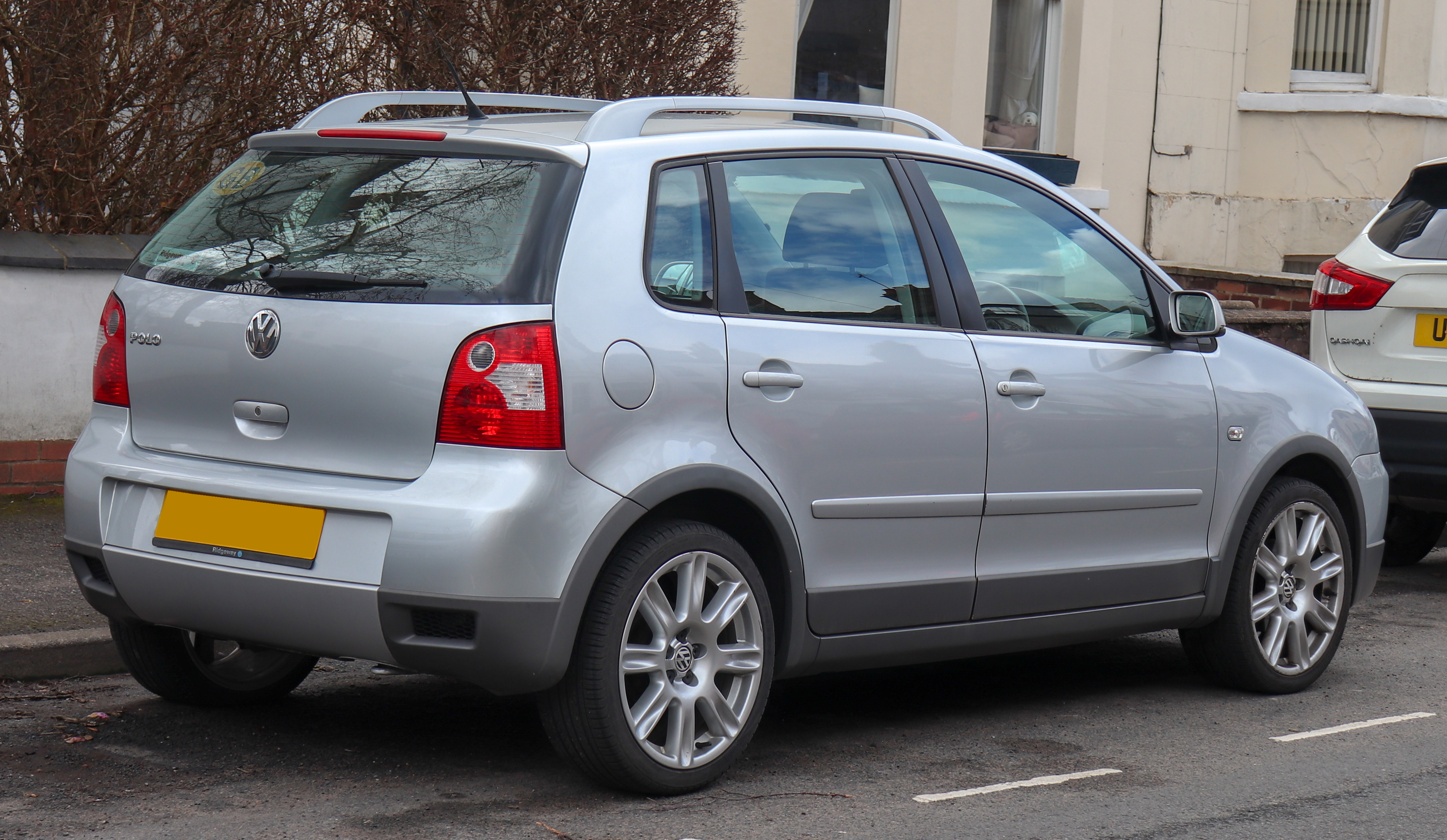
VW Polo Fun hátulja
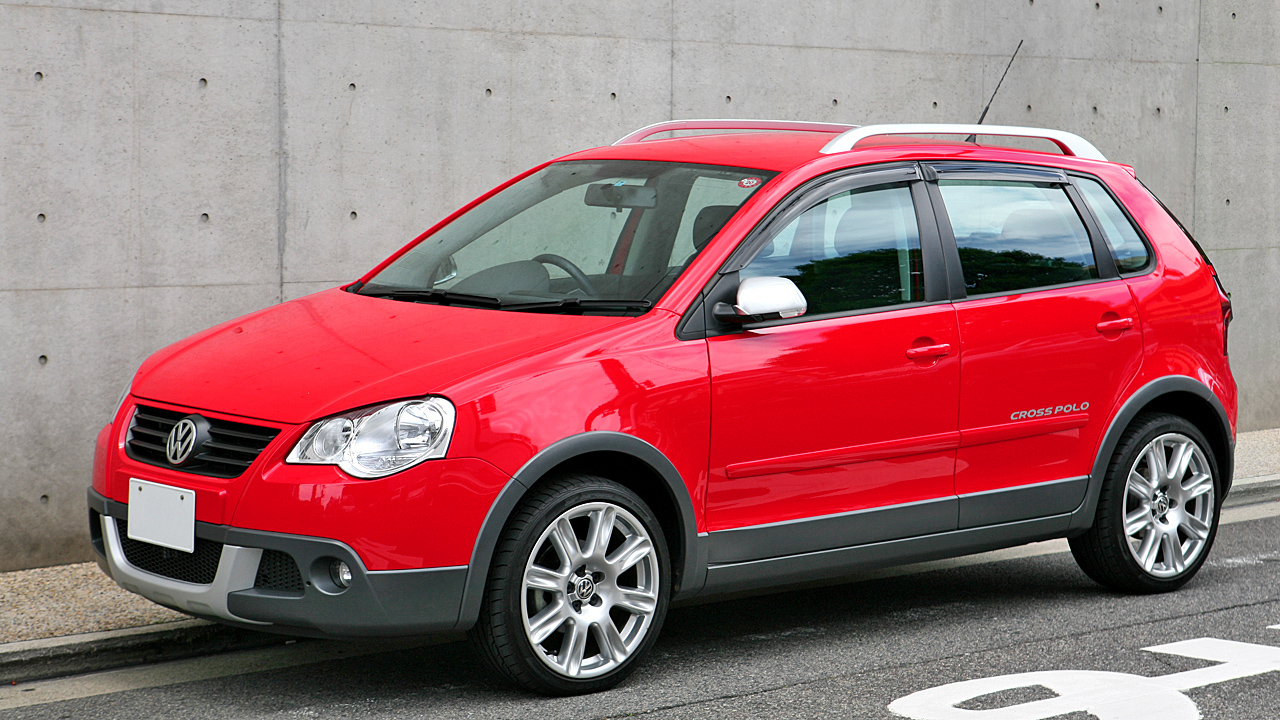
VW CrossPolo eleje
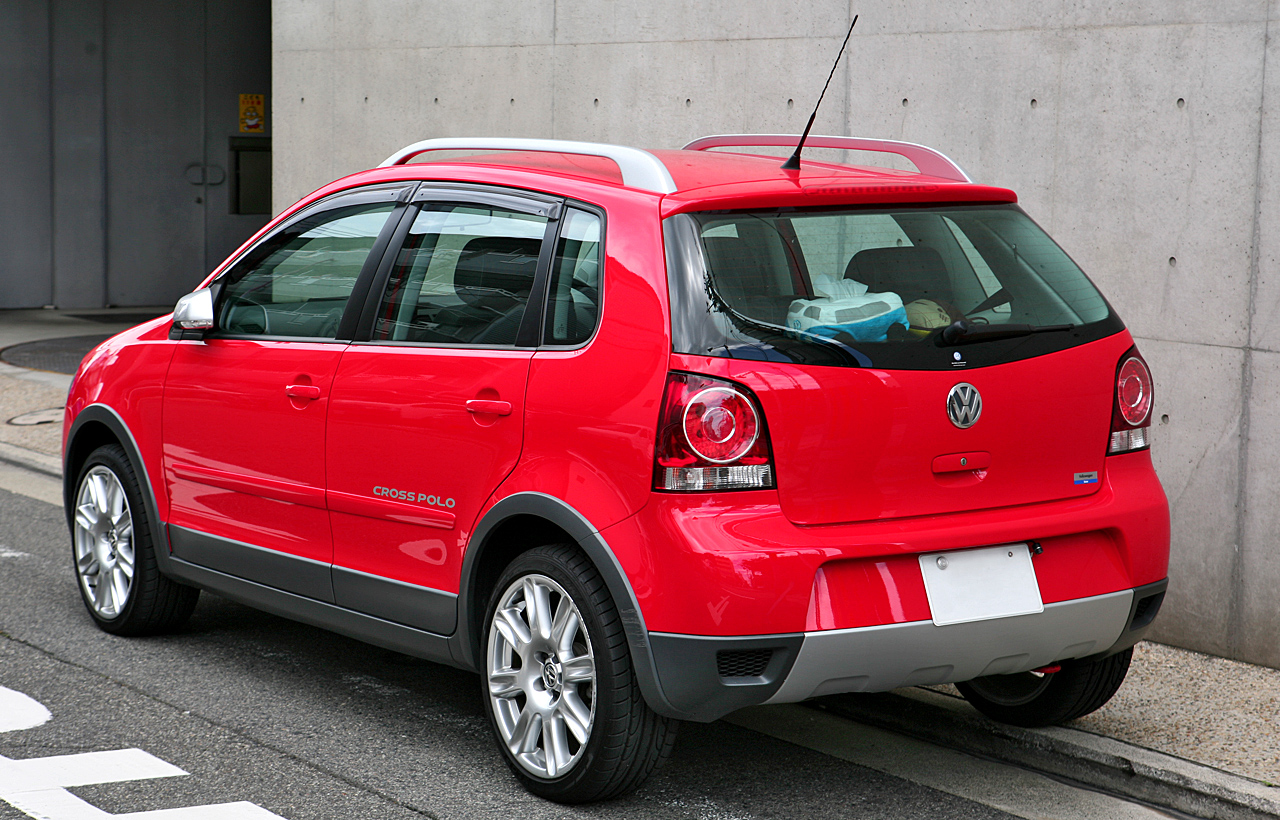
VW CrossPolo hátulja
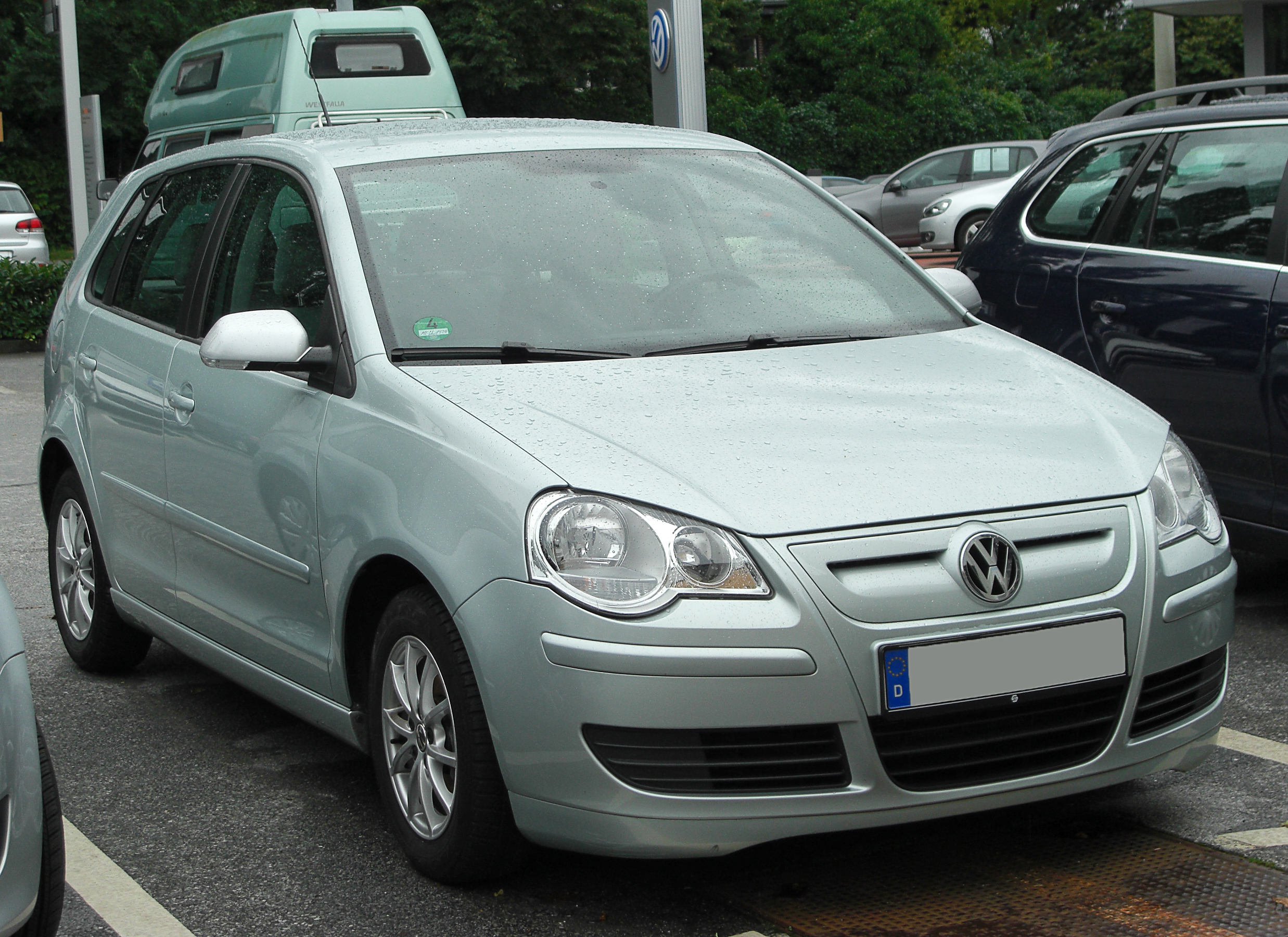
VW Polo Mk4 BlueMotion eleje
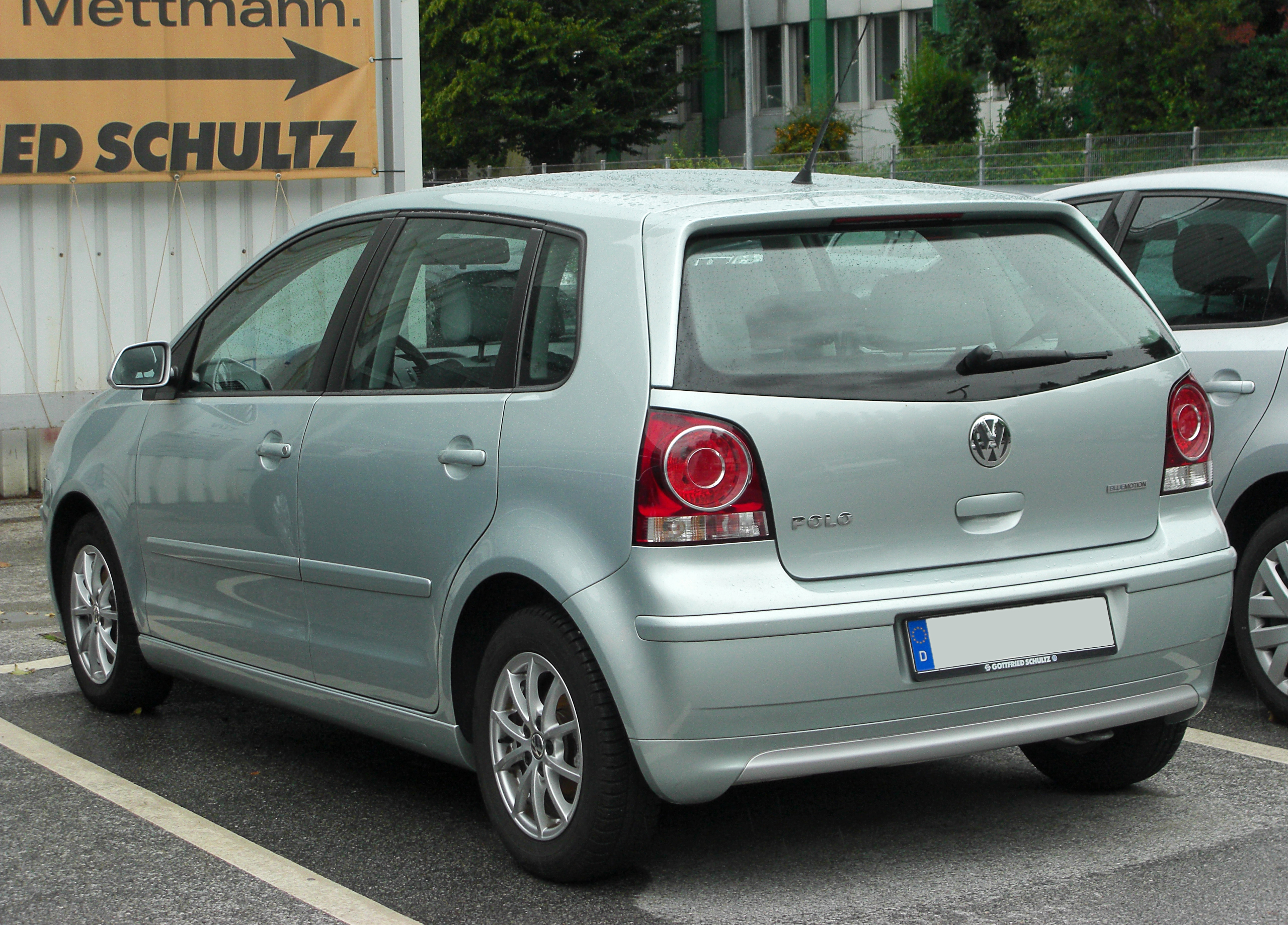
VW Polo Mk4 BlueMotion hátulja
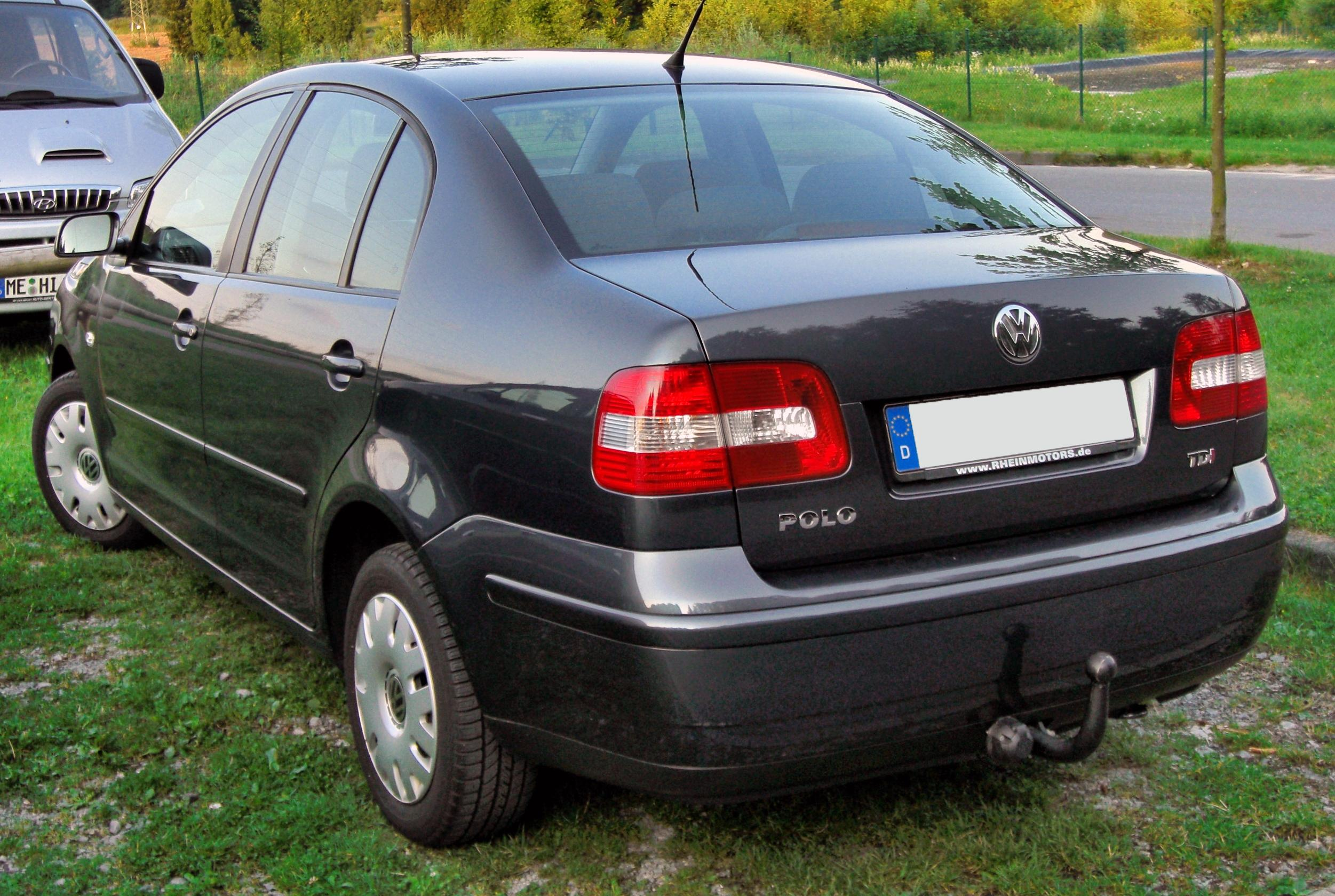
VW Polo Mk4 Classic hátulja
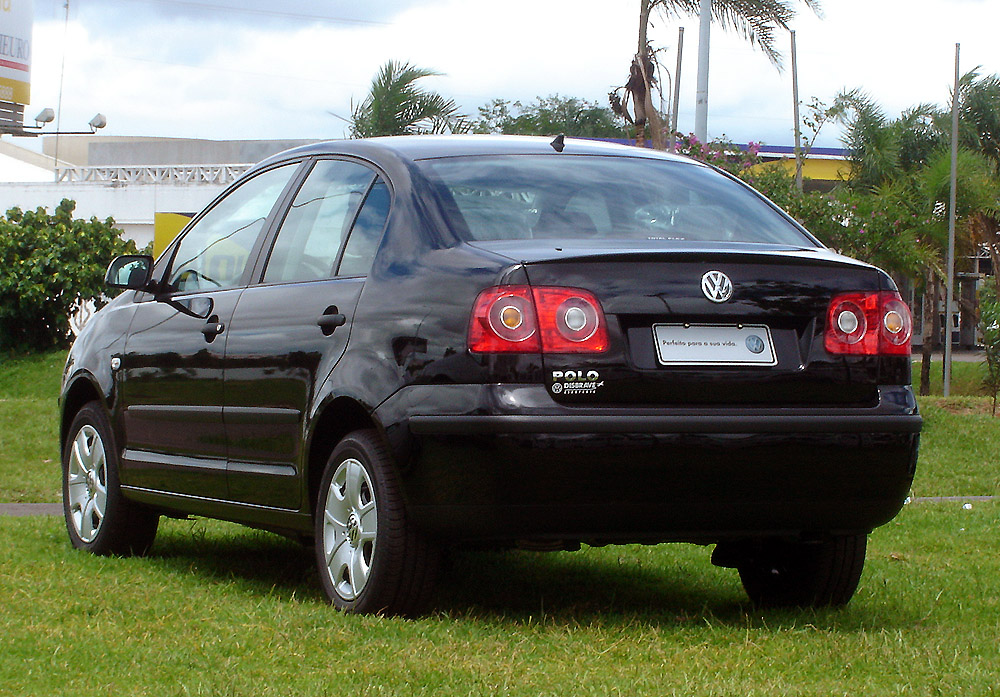
VW Polo Mk4F Classic hátulja

A 2001 szeptemberében bemutatott vadonatúj Mark IV (vagy Typ 9N) modell 2002 elején került forgalomba. Platformján a SEAT Ibiza Mk3, a Škoda Fabia Mk1 és a Škoda Fabia Mk2 közös. Az autó teljesen új a Mark III/F-hez képest, és szerkezetileg a Golf MK4-hez (1J) hasonlít. A hátsó lámpák a B5.5 Passathoz hasonlítanak. Külsőleg a leginkább felismerhető változás a Lupóhoz hasonló két-két kerek fényszórók használata.
A Volkswagen Racing egy Polo S1600-assal versenyzett a 2003-as junior rali-világbajnokságon, és megnyerte a török kört. A Super 1600 első kerekei 165 kW (221 LE)/215 teljesítménnyel rendelkezett. A Polo ezen változata vegyes sikert aratott az Egyesült Királyságban. Meglehetősen jól fogyott (bár nem olyan jól, mint néhány korábbi Polo), de számos nagy horderejű autós magazin, például a Top Gear által végzett ügyfél-elégedettségi felmérés nagyon alacsony értékelést adott a Polo-ra.
A Top Gear 2005-ös felmérése szerint a Polo a harmadik legkevésbé kielégítő szupermini, csak a Fiat Punto és a Rover 25 kapott rosszabb értékelést. Lemaradt a legtöbb döntő riválisa mögött, nevezetesen a Ford Fiesta, a Opel Corsa, a Citroën C3 és a Peugeot 206 mögött.
Az Mk4 Polo limuzin változatát Európán kívüli piacokra gyártották, beleértve a legtöbb latin-amerikai országot, Dél-Afrikát, Kínát és Ausztráliát. Az ausztrál piacra szánt Polo Classic Kínából származik, így ez az első kínai gyártású autó, amelyet jobbkormányos országba exportáltak.

### Ötödik generáció (2009-2022)
- VW Polo Mk5
- VW Polo Mk5F (facelift változat)
- VW Polo Mk5 GTI
- VW Polo Mk5F GTI
- VW Cross Polo
- VW Polo Mk5 Sedan (Vento)

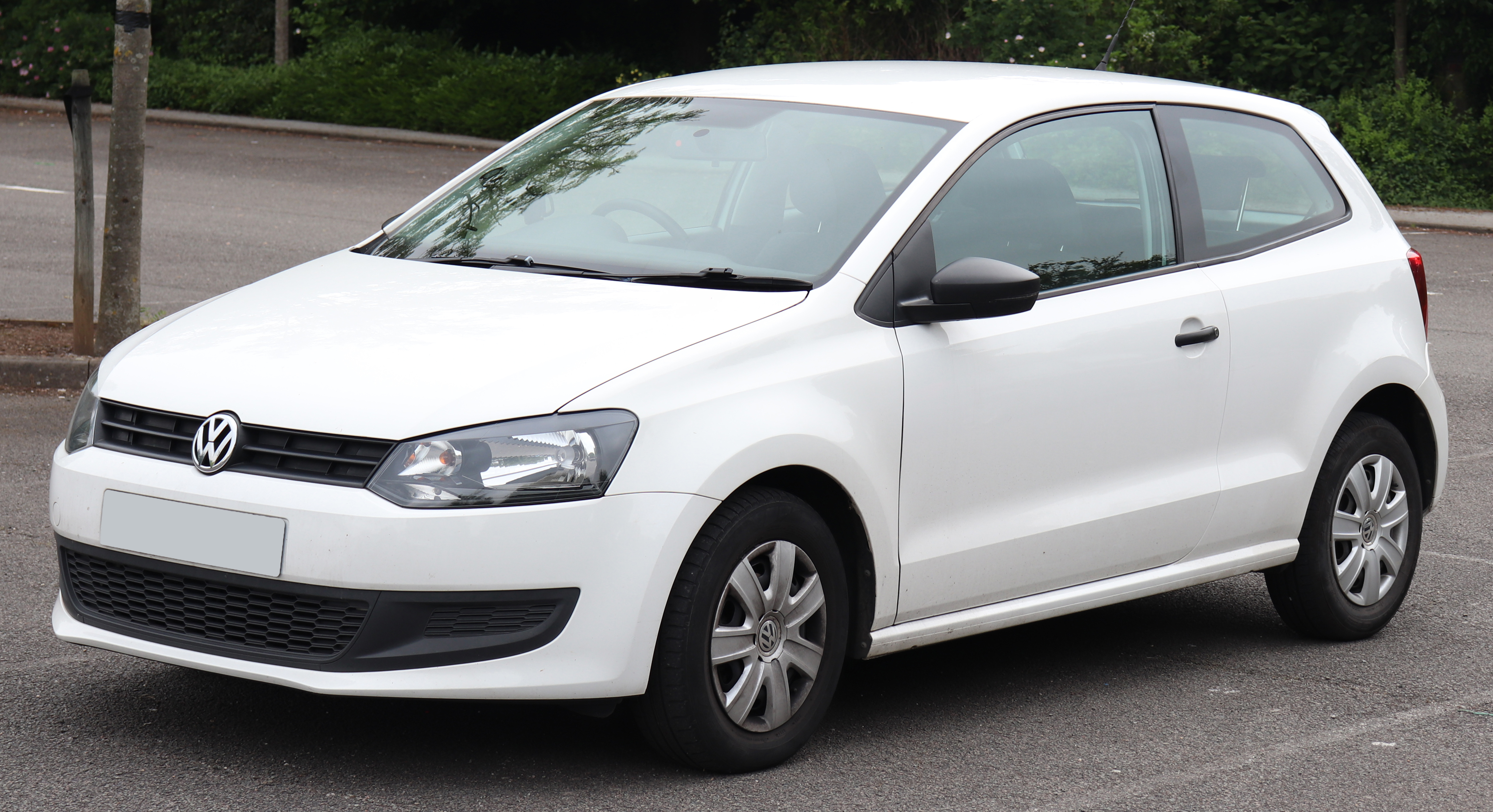
VW Polo Mk5 eleje
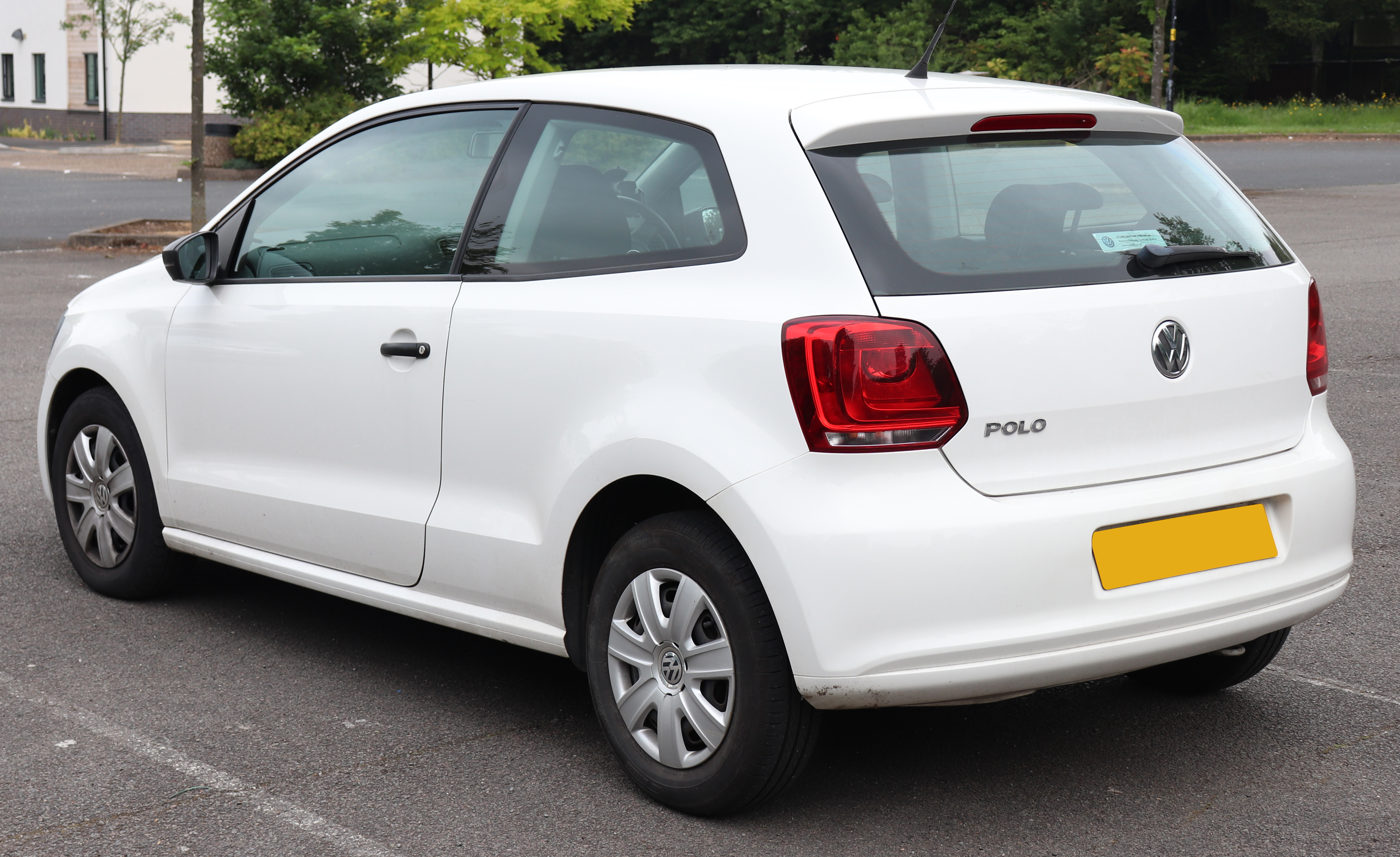
VW Polo Mk5 hátulja
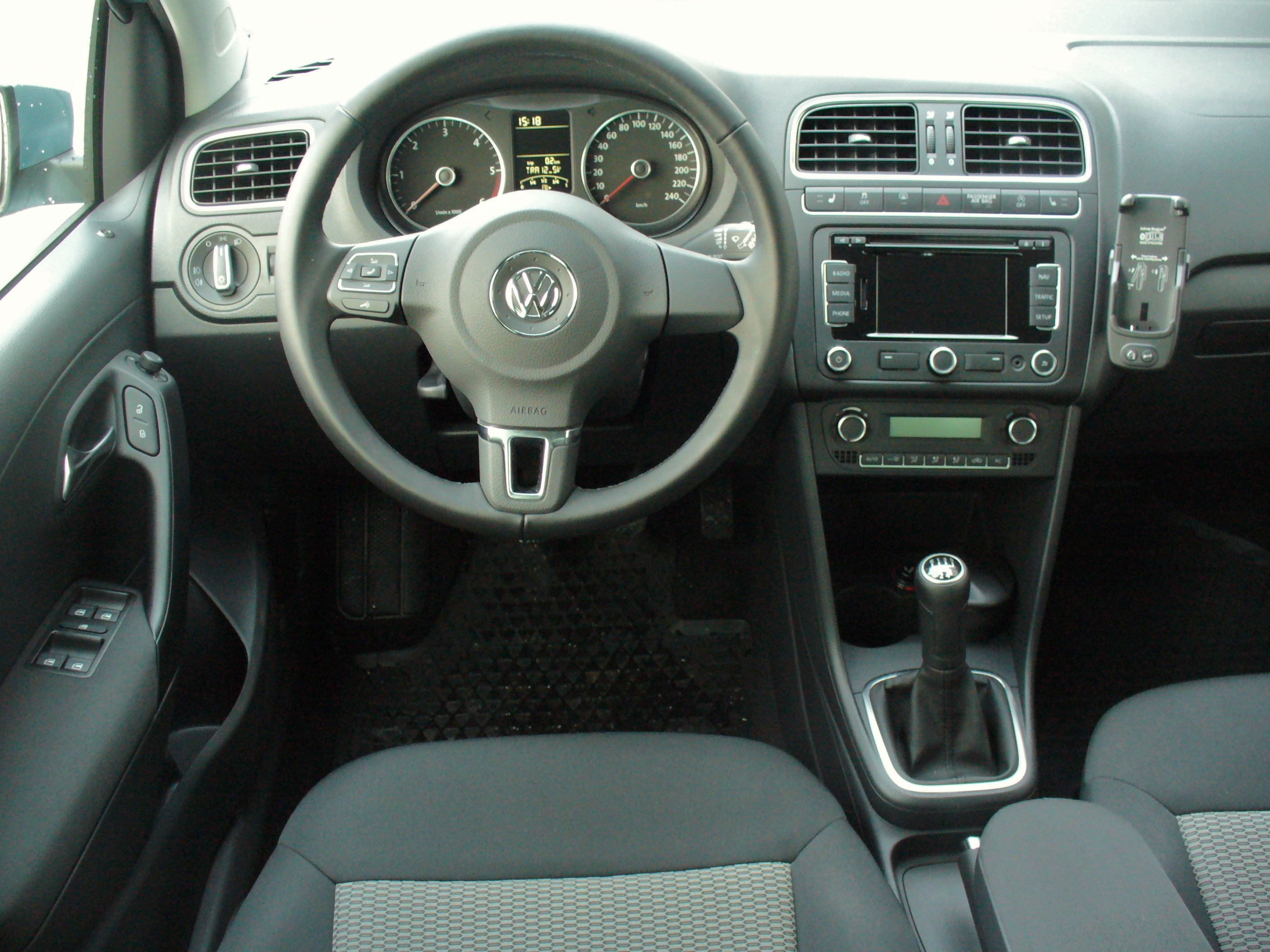
A belseje
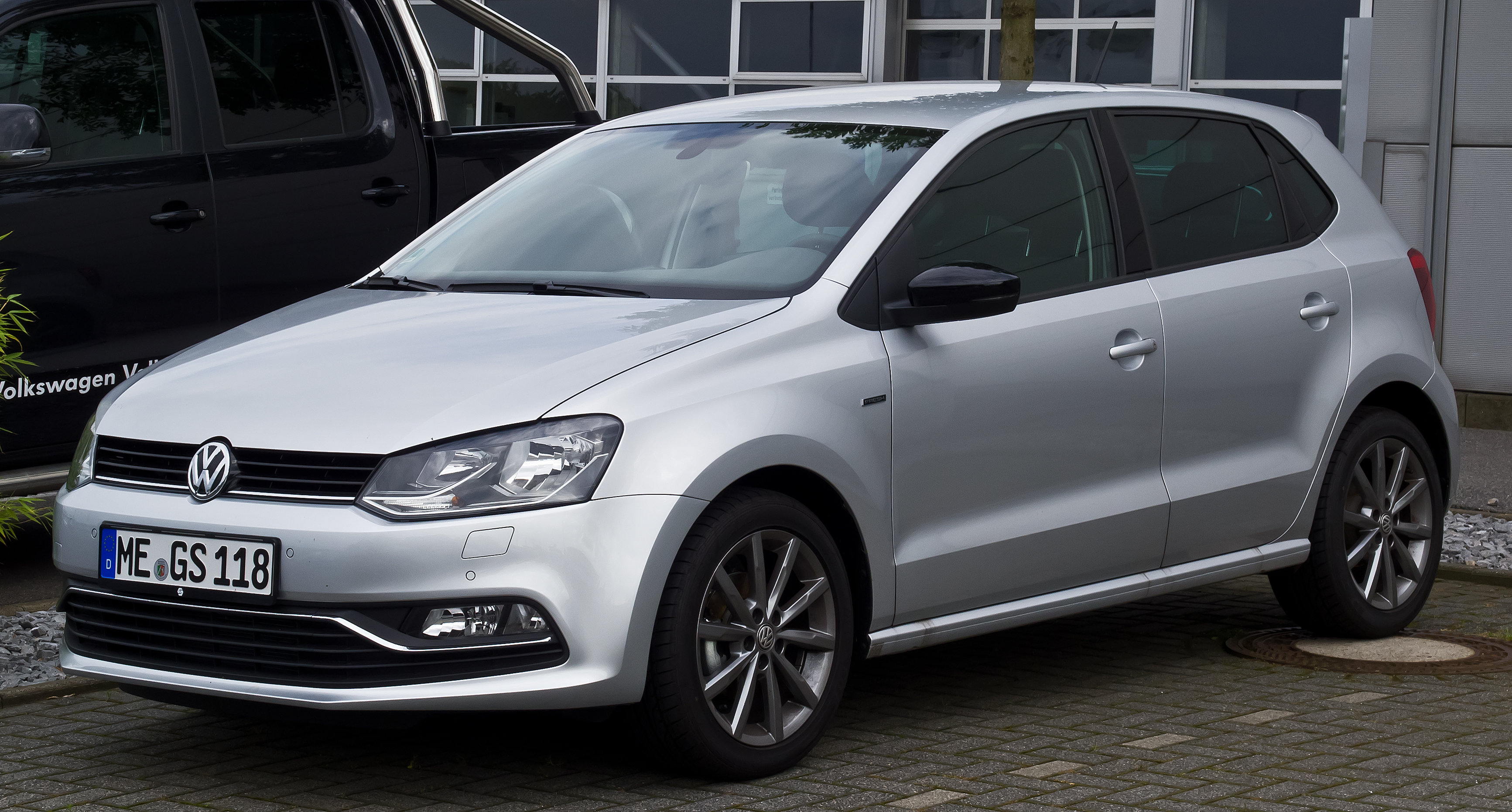
VW Polo Mk5F eleje
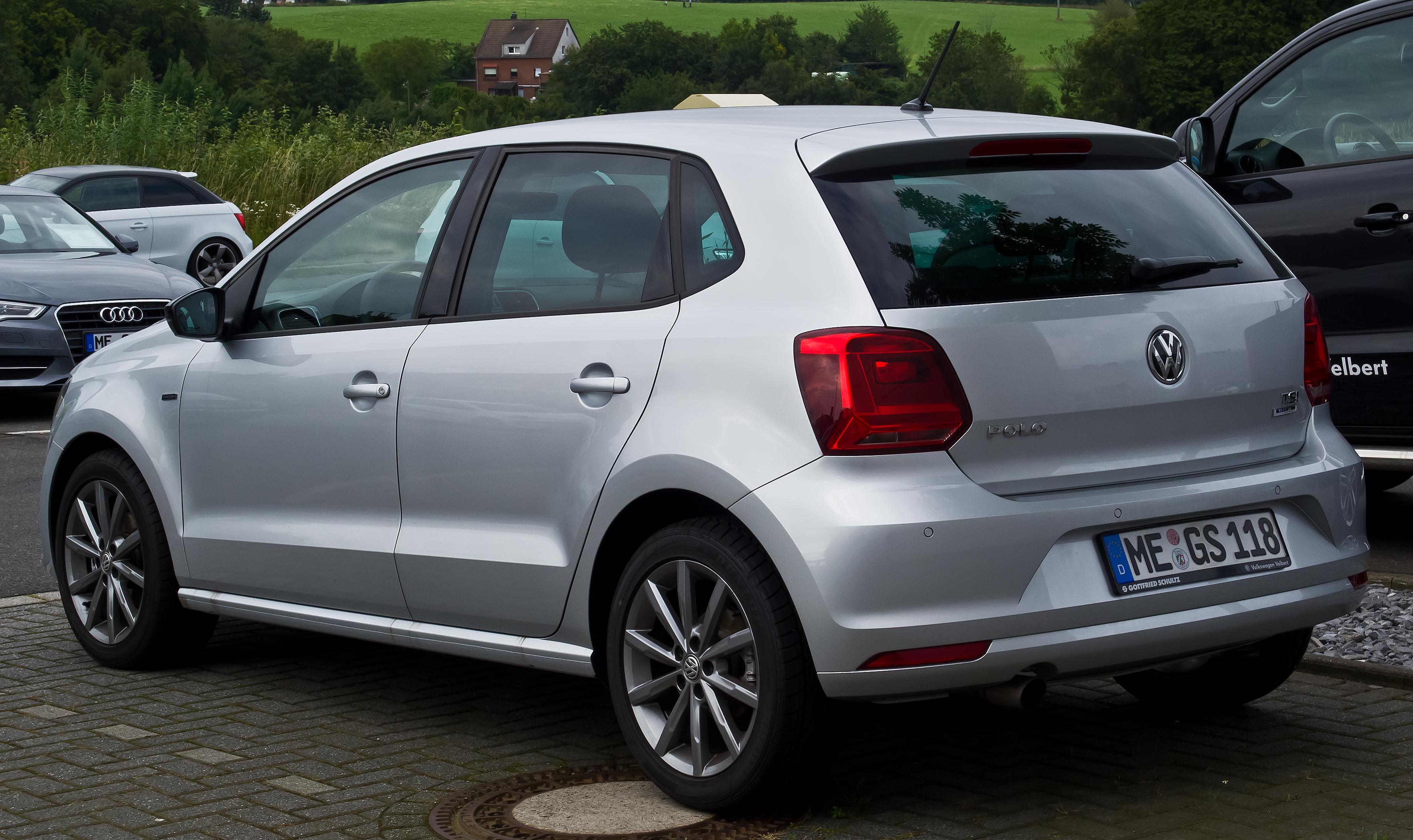
VW Polo Mk5F hátulja
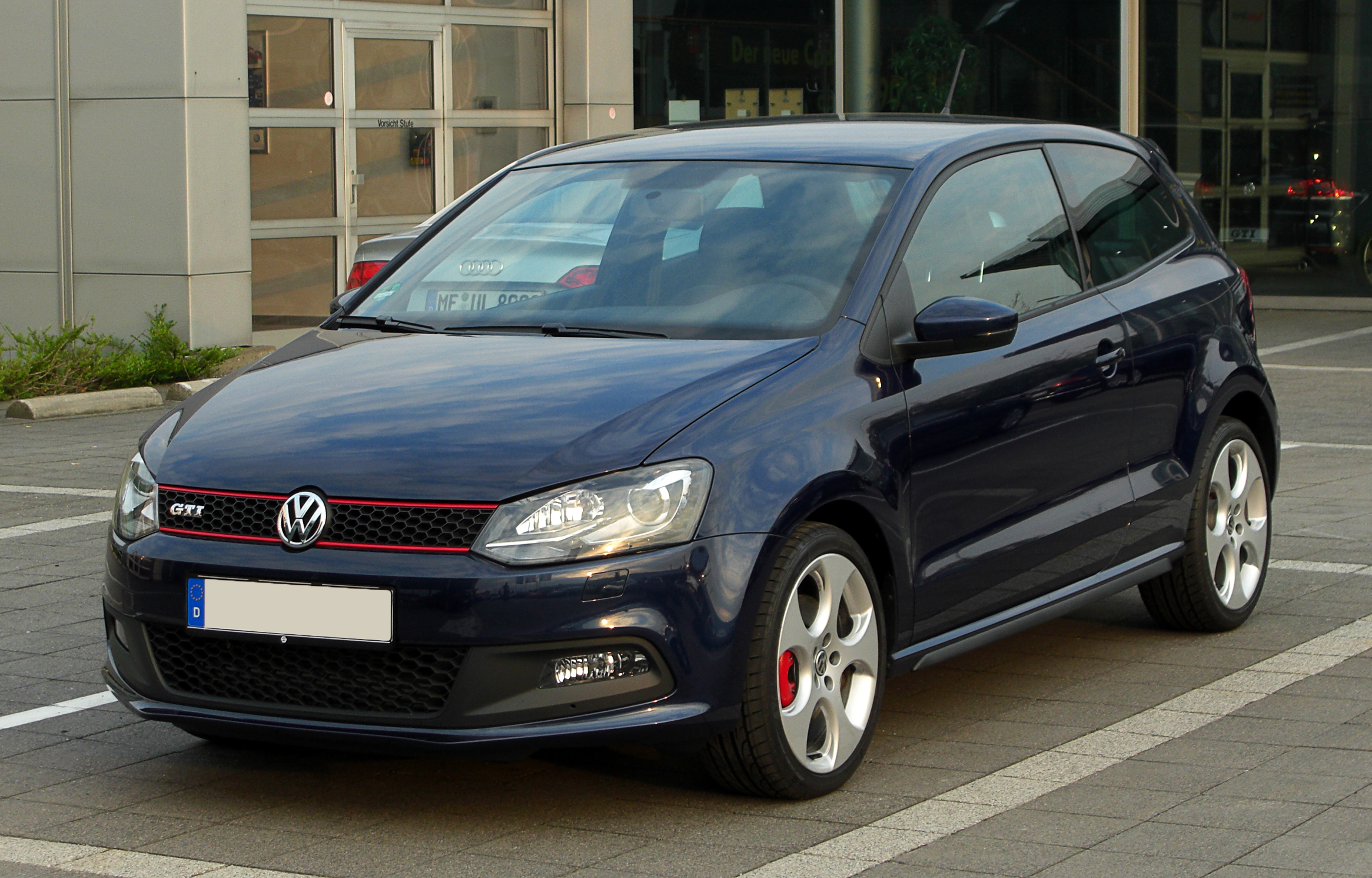
VW Mk5 GTI eleje
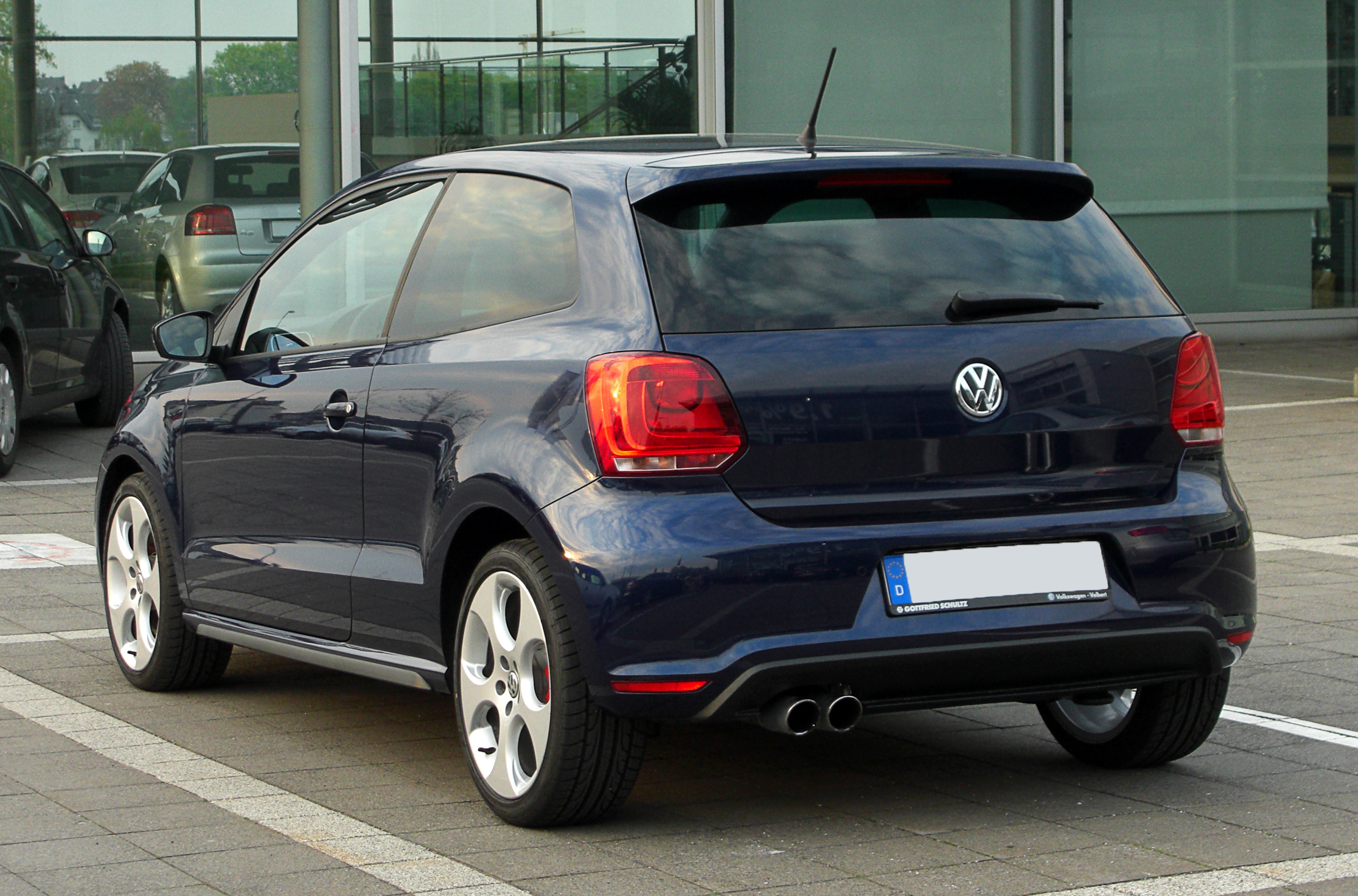
VW Mk5 GTI hátulja
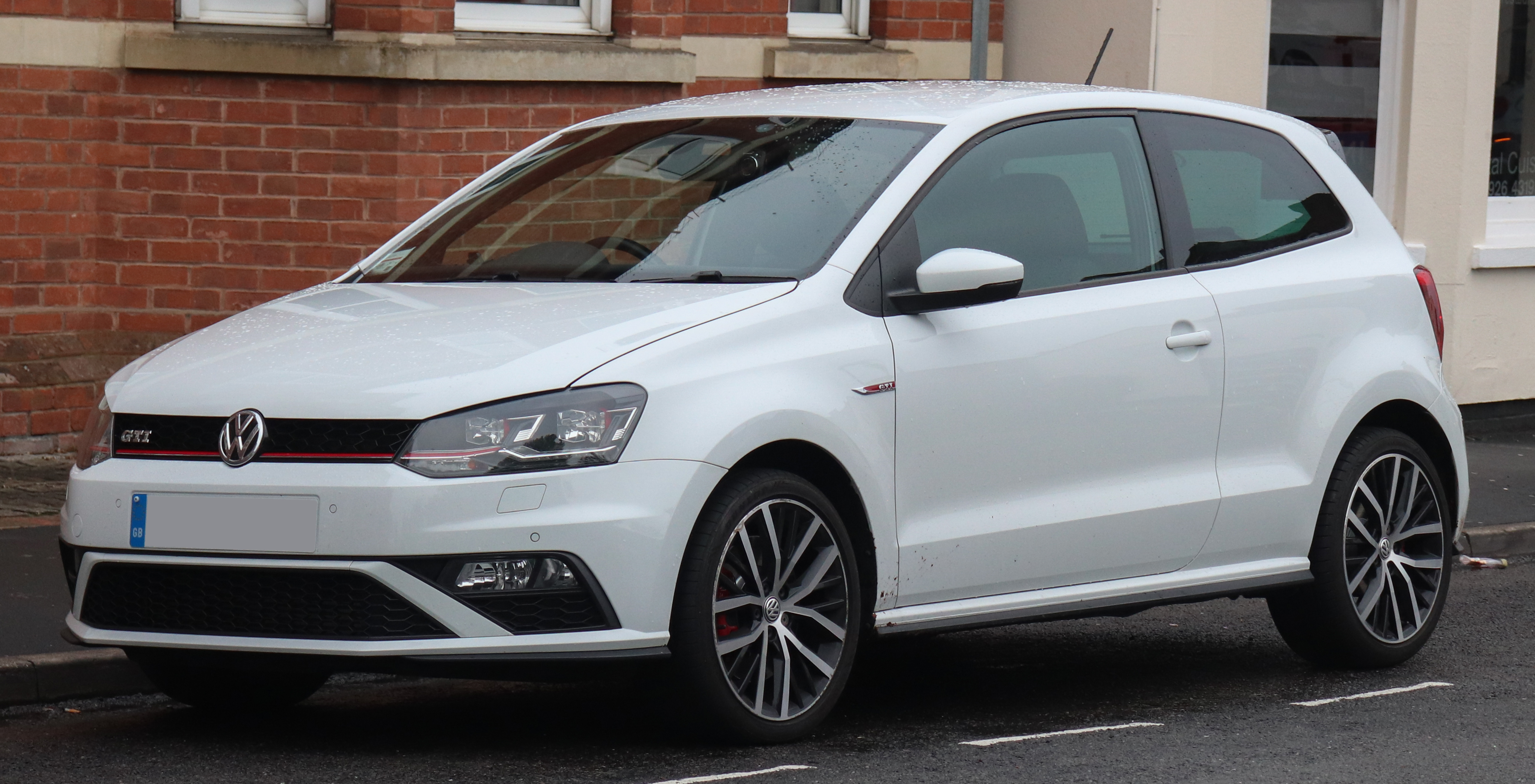
VW Mk5F GTI eleje
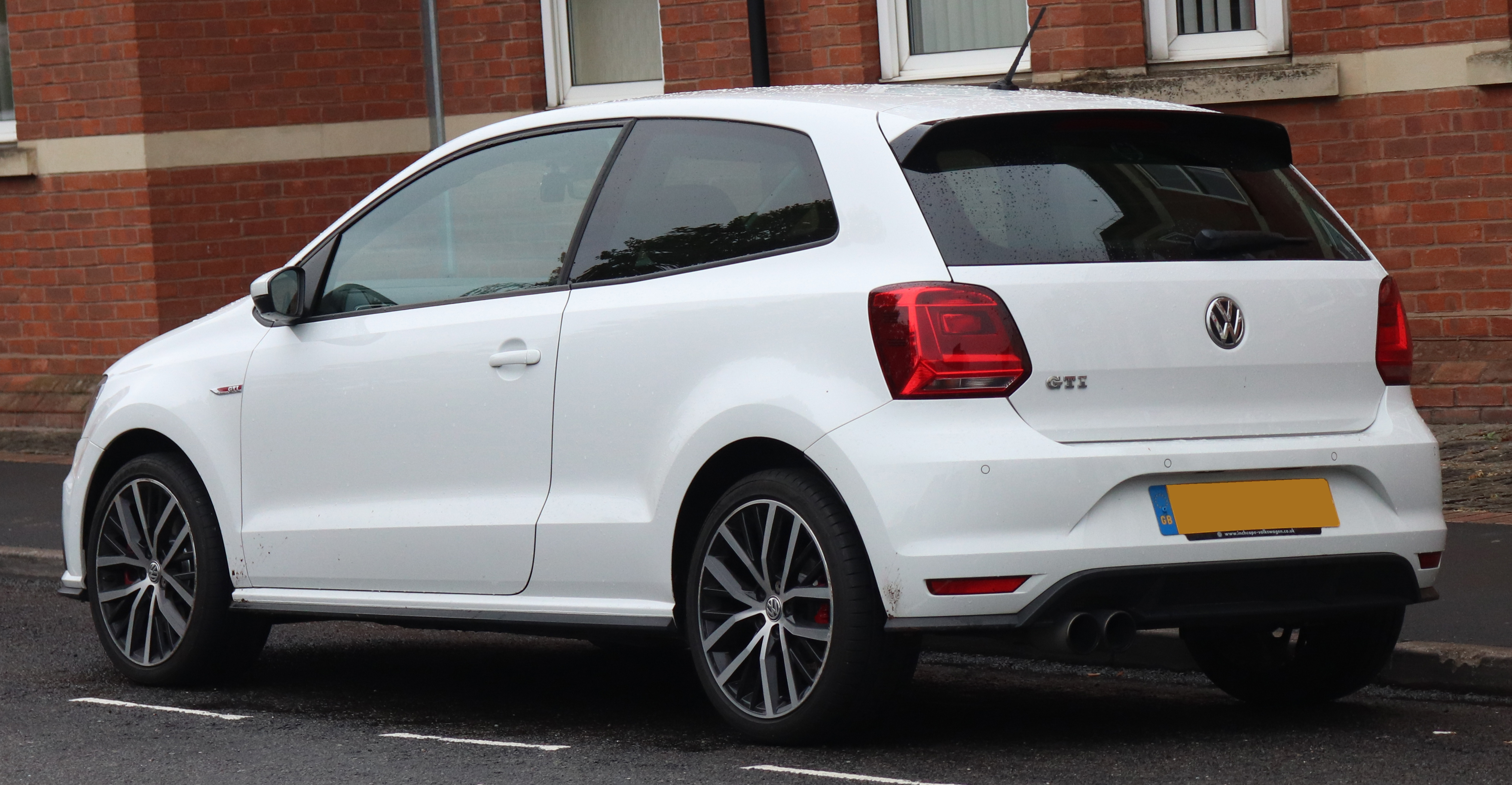
VW Mk5F GTI hátulja
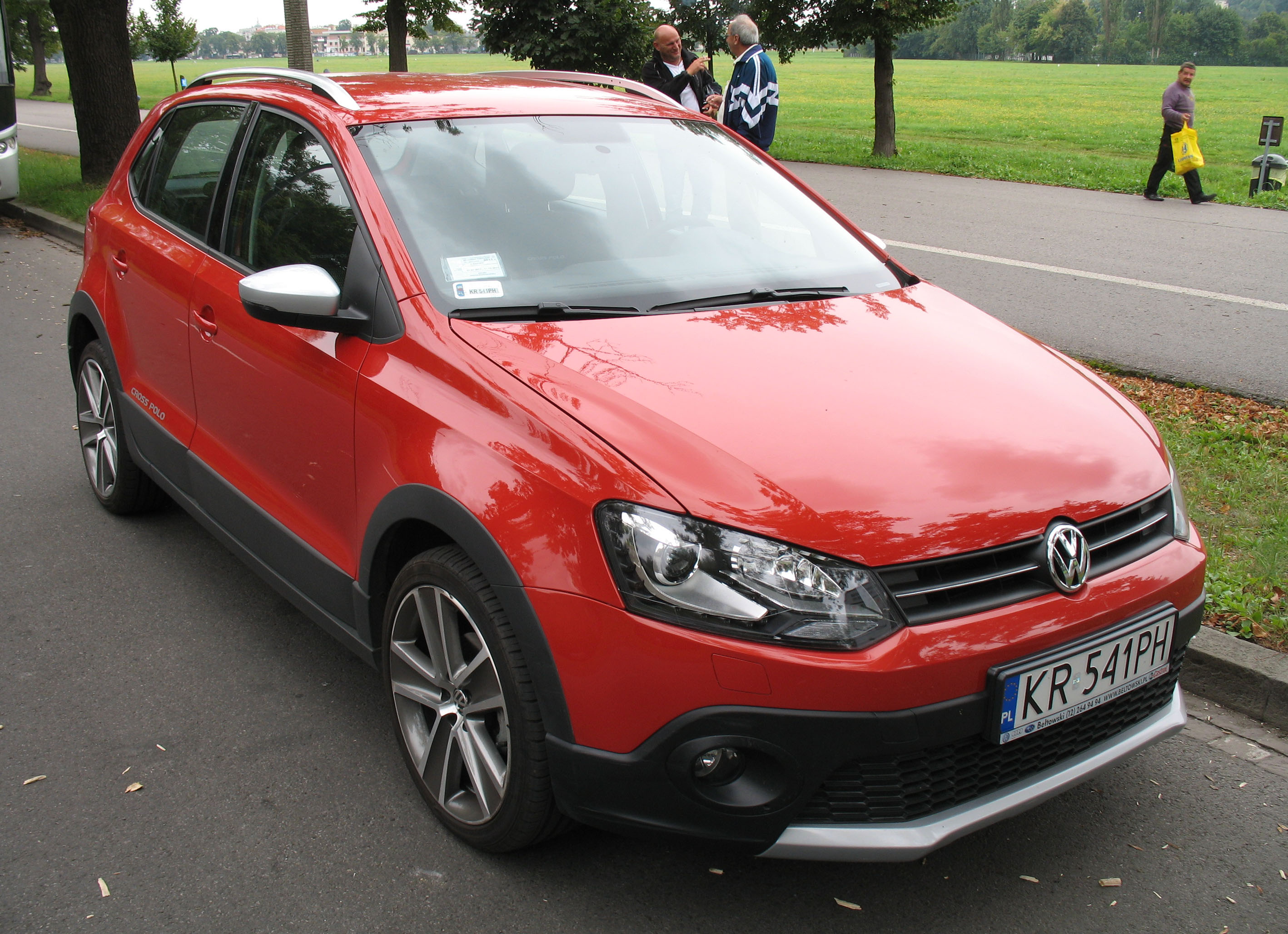
VW Cross Polo eleje
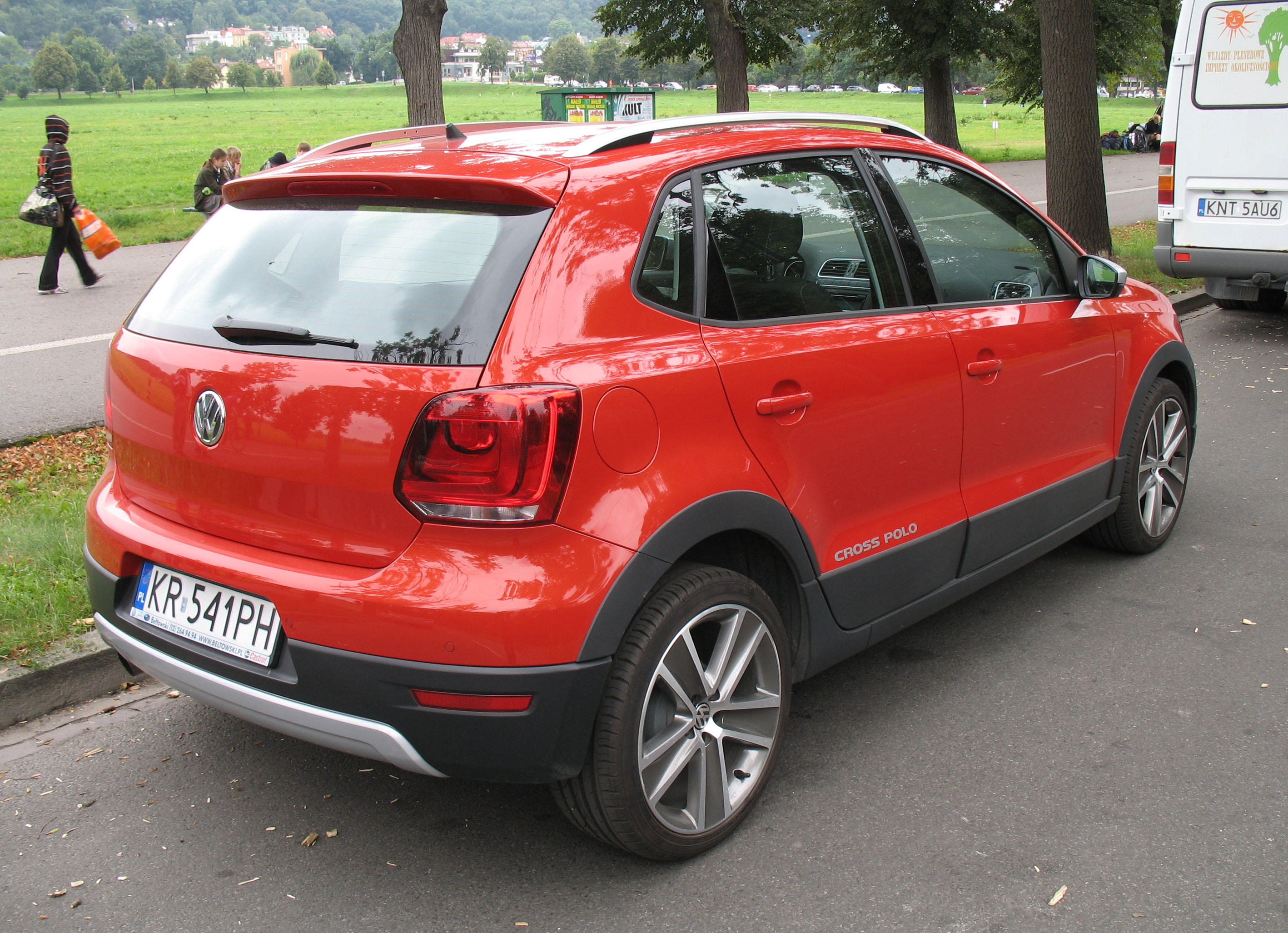
VW Cross Polo hátulja
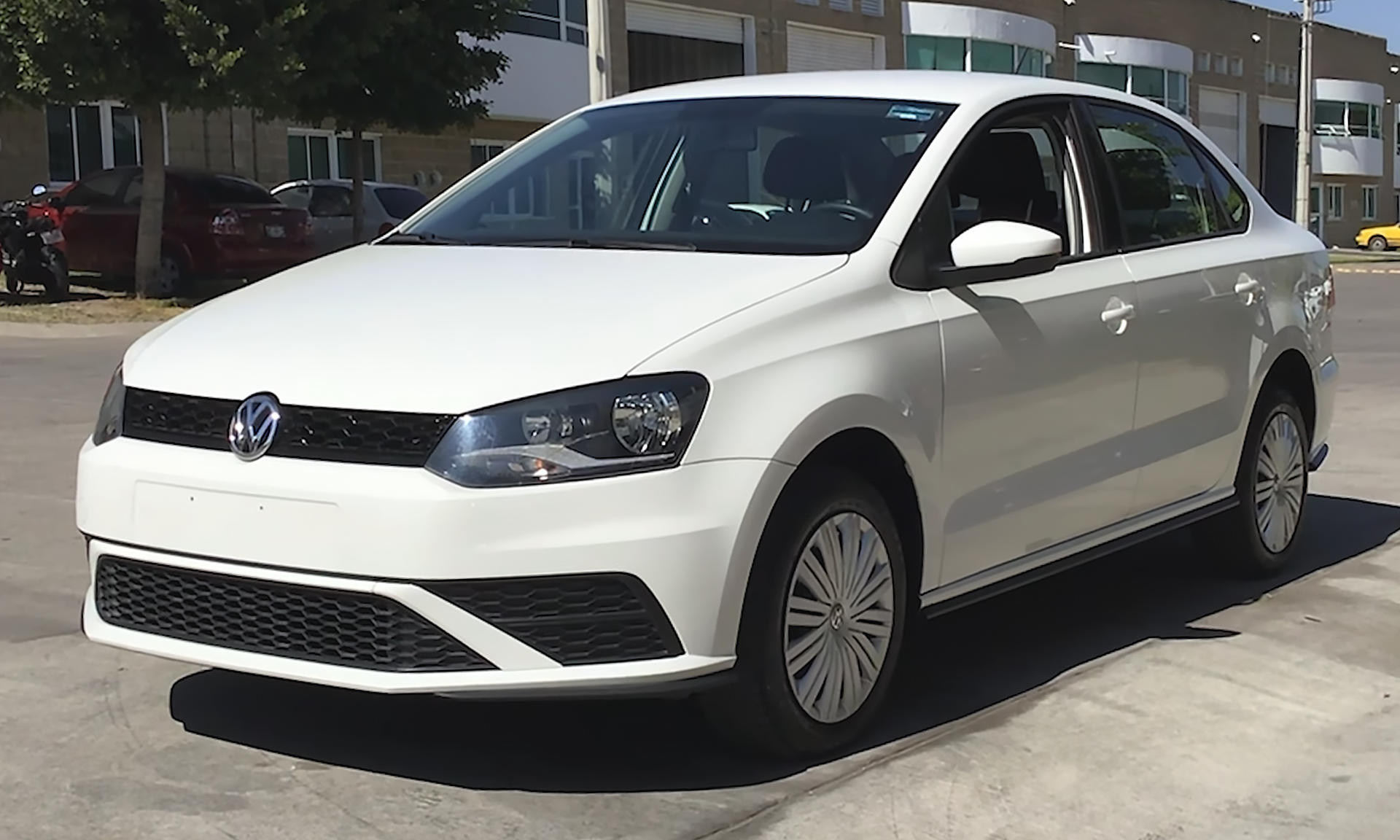
VW Polo Mk5 Sedan eleje
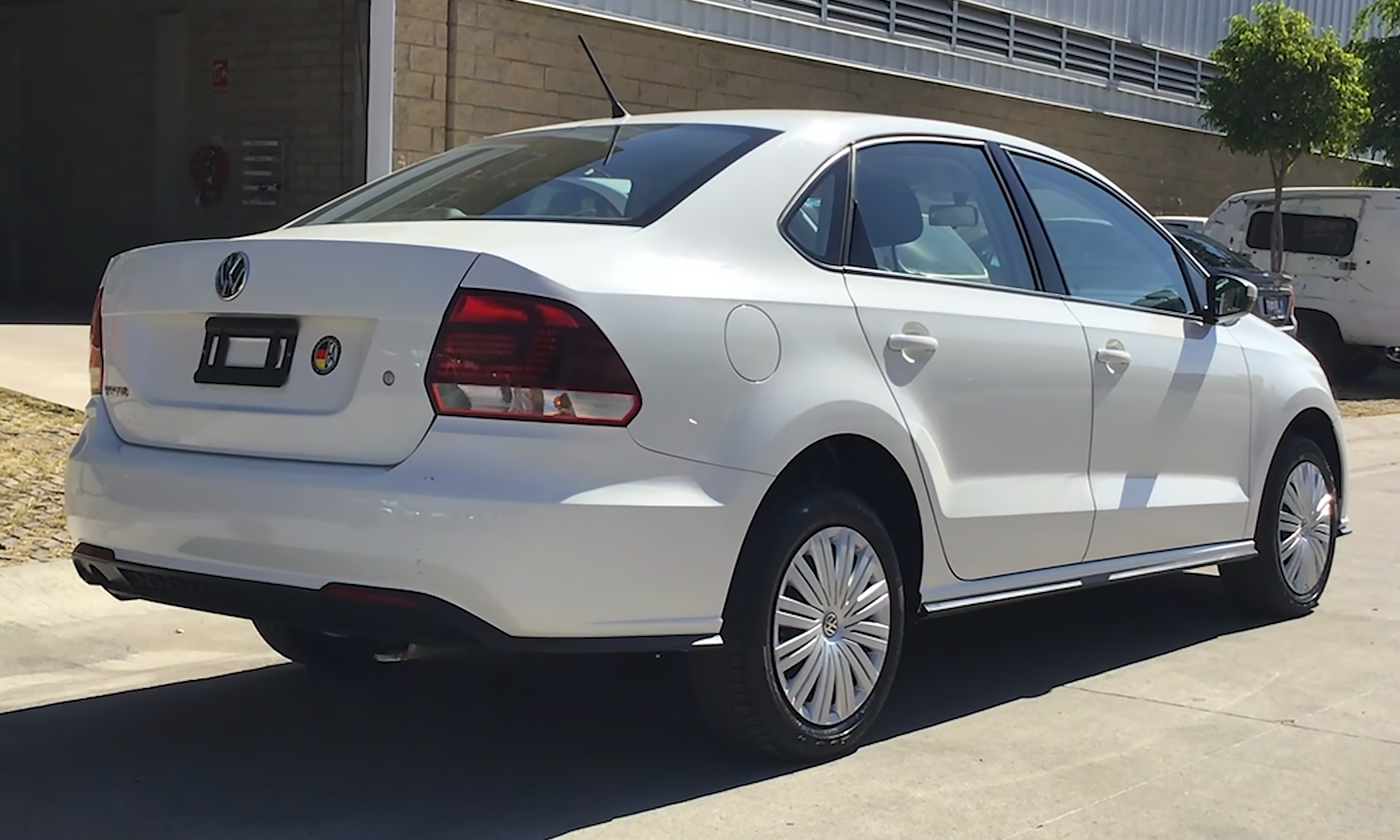
VW Polo Mk5 Sedan hátulja

A Volkswagen 2009 márciusában a Genfi Autószalonon bemutatta az ötödik generációs Polót (belső jelölése Typ 6R). A Polo történetében először választották 2010-ben az Európai Év Autójának. A Polo-t a 2010. áprilisi New York-i Nemzetközi Autószalonon a 2010-es Világ Év Autójának is nyilvánították. A What Car? Az Év Szuperminije 2010, valamint az Év Japán Import Autója díjat is neki adta.
Platformján a SEAT Ibiza Mk4 és az Audi A1 osztozik. A gyártás az Egyesült Királyság piacára 2009 augusztusában kezdődött, az első szállítások 2009 októberében kezdődtek. A Polo Mark V 44 mm-rel hosszabb, 32 mm-rel szélesebb, és 13 mm-rel lejjebb ül az úton, mint az előző generációs Polo. A csomagtartó kapacitása 10 literrel 280 literre nőtt, lehajtott ülésekkel 952 literre. Az autó 7,5%-kal könnyebb elődjénél. A Polo mellkasi légzsákokkal rendelkezik, és ötcsillagos Euro NCAP ütközési besorolást kapott.
2010-ben a Polo Mk5 platformon alapuló sedant fejlesztettek ki Indiában és Oroszországban. Ez a limuzin az országtól függően Vento vagy Polo Sedan néven ismert. Hossza 4384 mm, megnövelt tengelytávja (2552 mm) és hasmagassága (168–170 mm) van, egy benzinmotorja van (1,6 literes, négyhengeres, 105 LE; ötfokozatú kézi vagy hatfokozatú automata sebességváltó) és egy dízelmotor (1,6 literes, turbófeltöltős, négyhengeres közös nyomócsöves, 105 LE; csak ötfokozatú kézi váltó) választható.
Több piacon a Virtus utódja, míg néhány piac, például Mexikó, a pénztárcabarát opció megőrzése érdekében a Virtust kínálta a Vento mellé. Oroszországban a Polo Mk5-ön alapú Polo Sedan utódja a Škoda Rapid.

### Hatodik generáció (2017-)
- VW Mk6
- VW Mk6F
- VW Mk6 GTI
- VW Mk6F GTI
- VW Virtus (sedan)

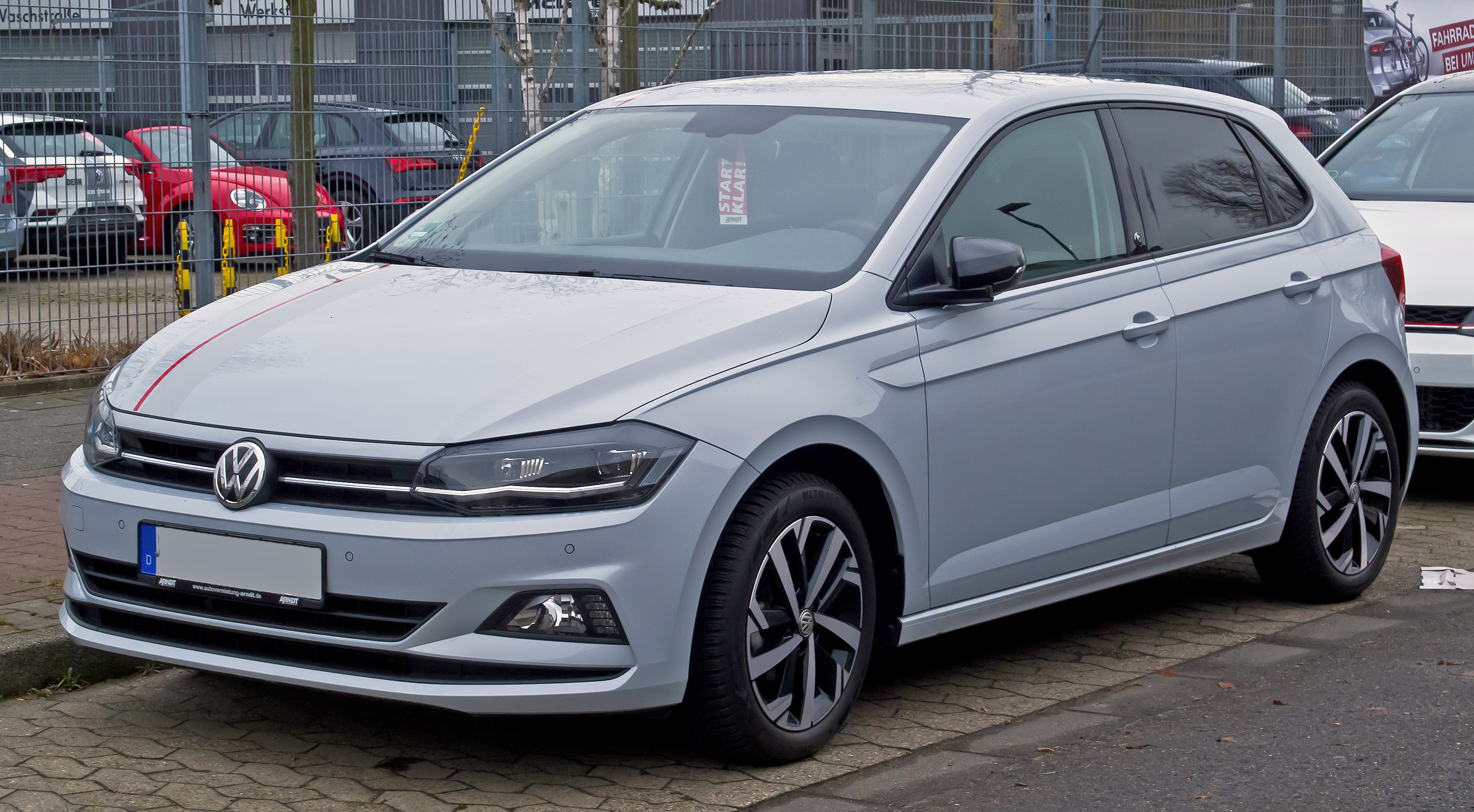
VW Mk6 eleje
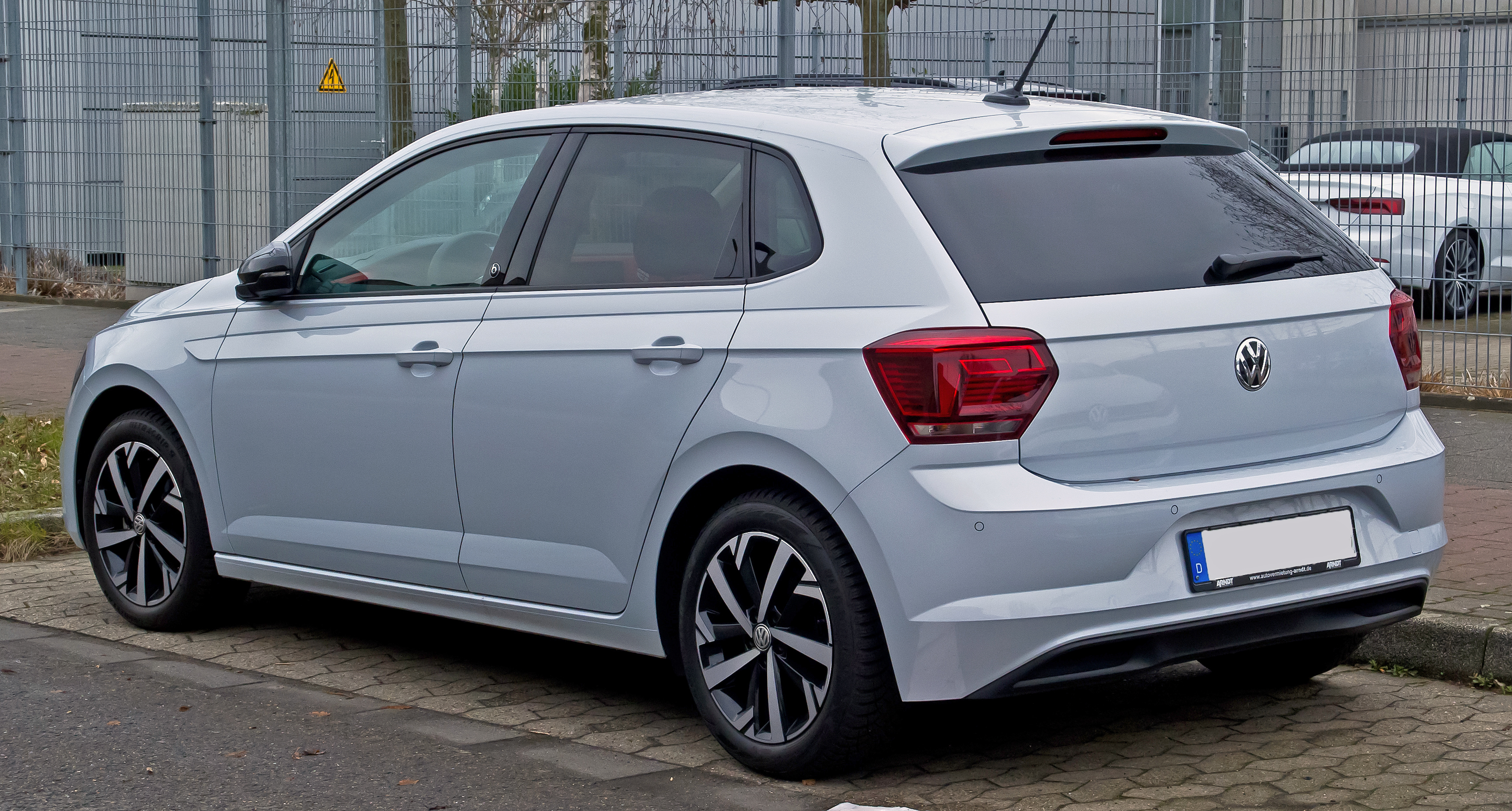
VW Mk6 hátulja
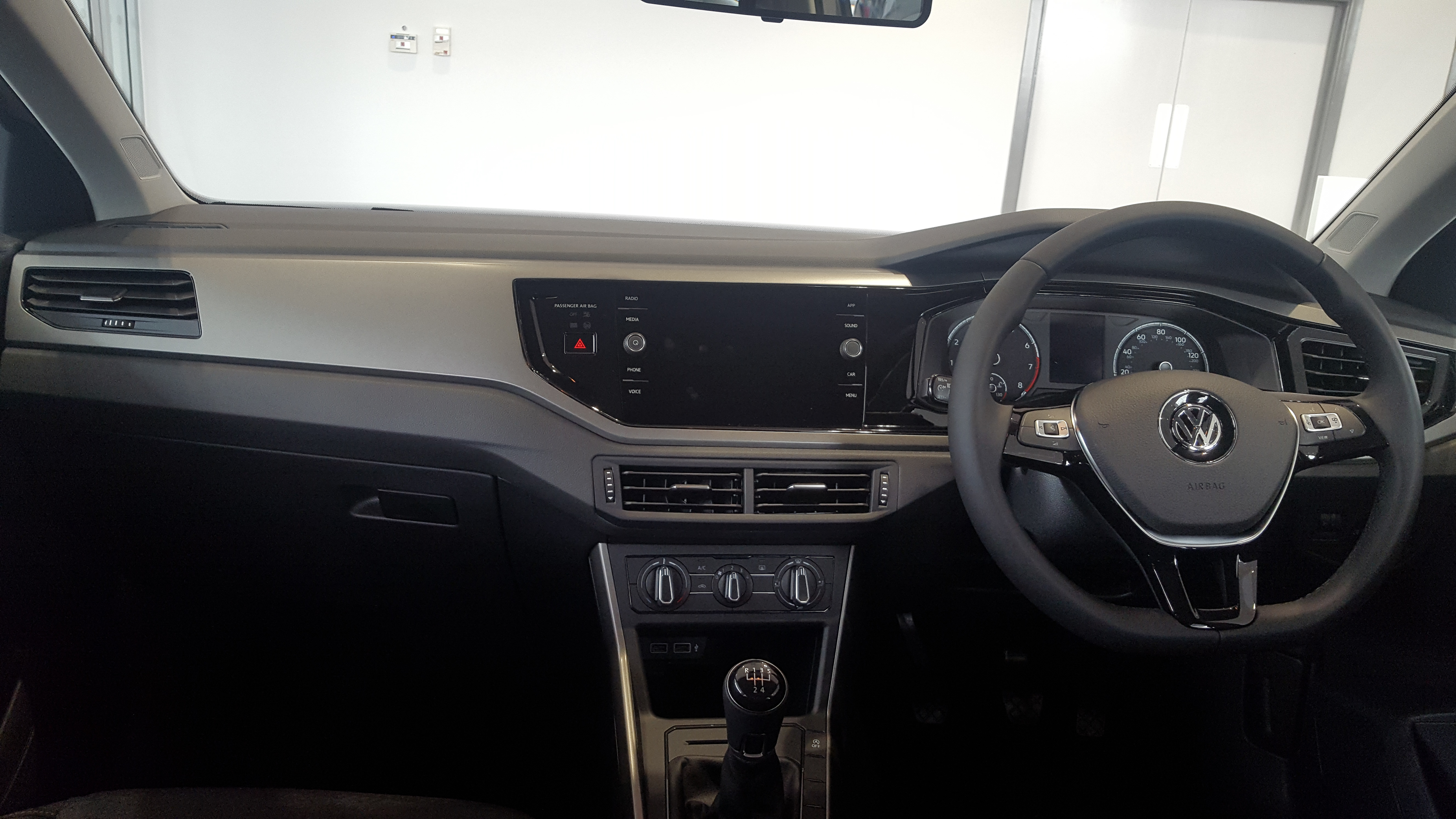
A belseje
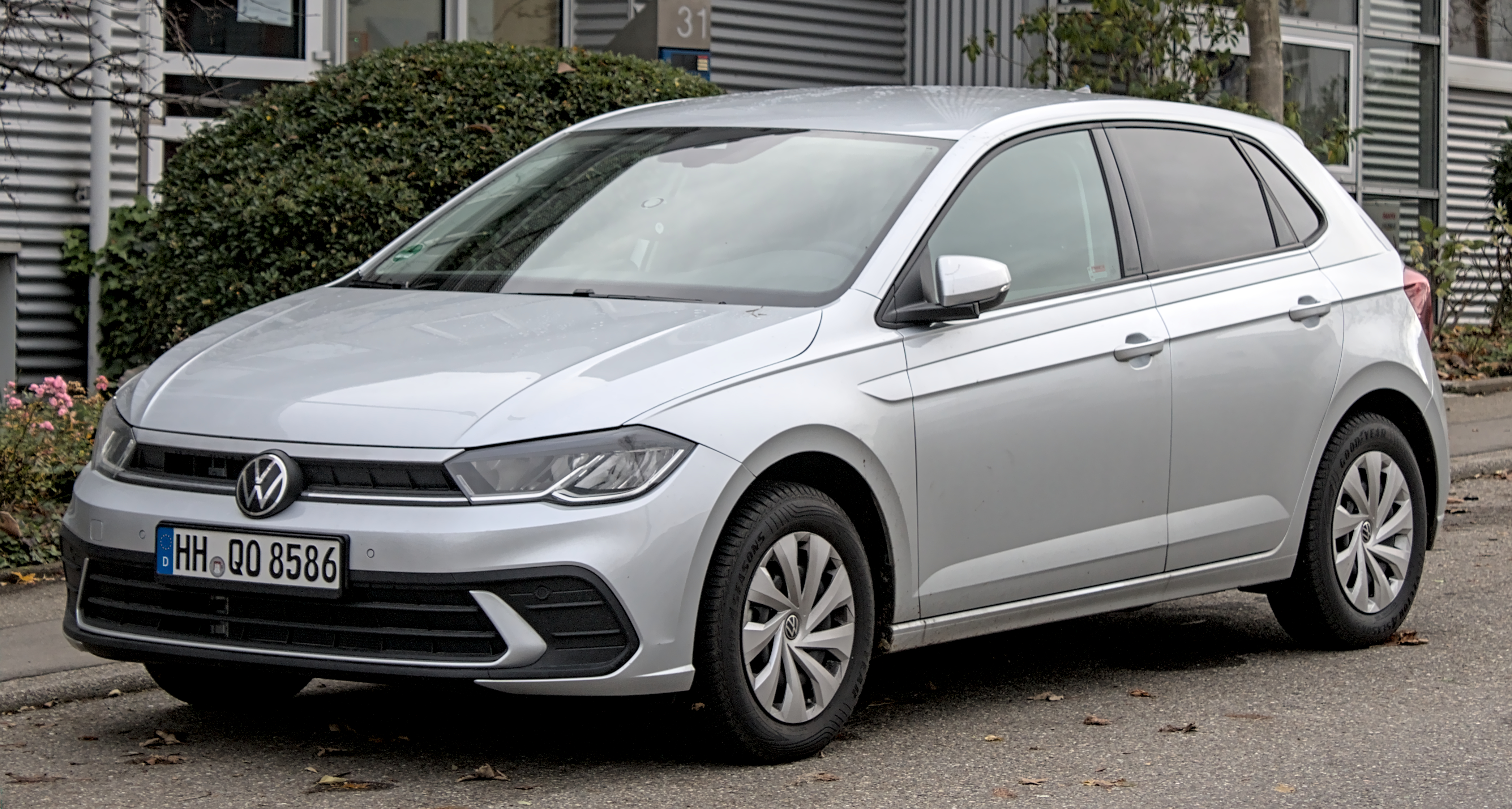
VW Mk6F eleje
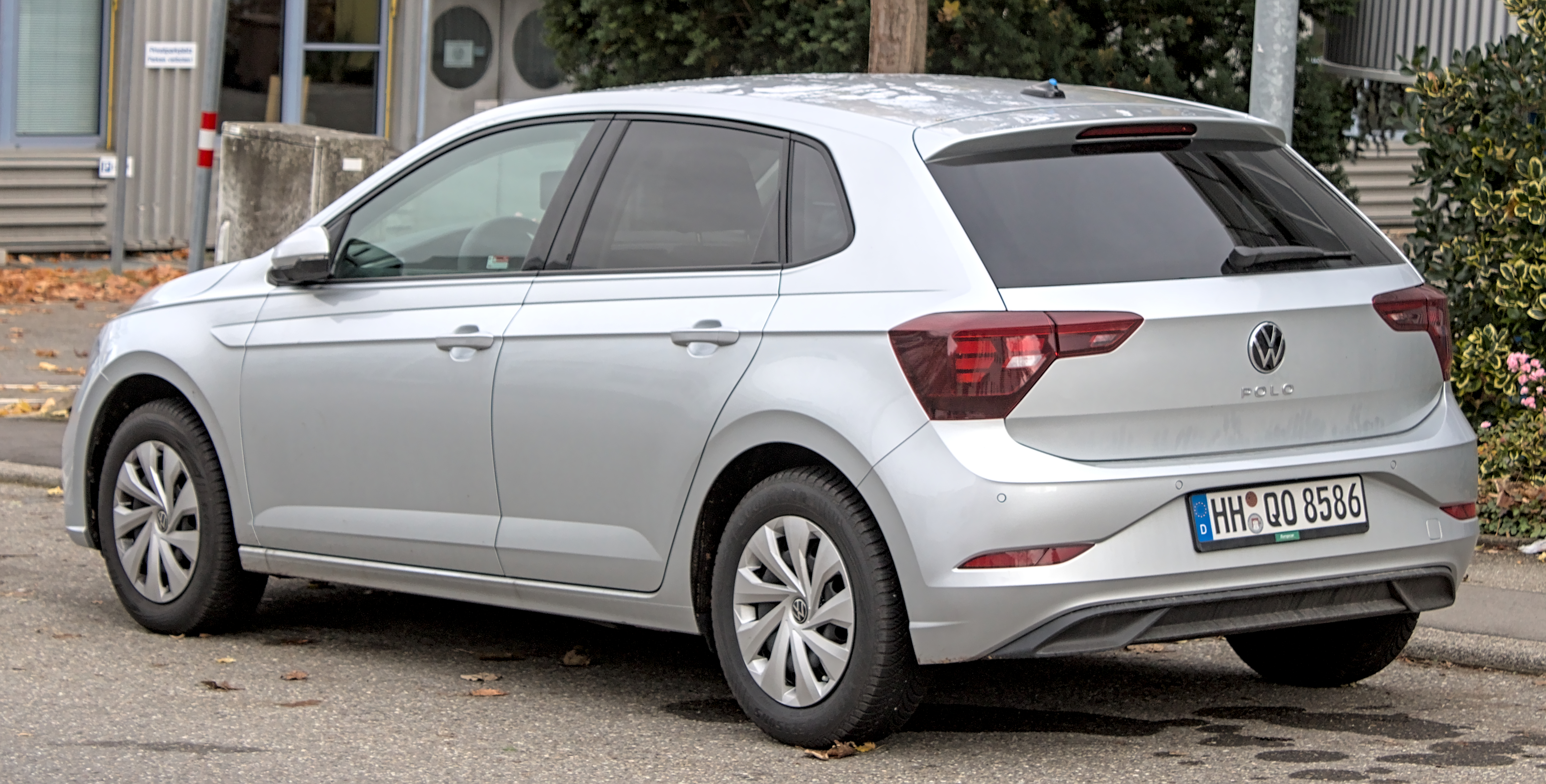
VW Mk6F hátulja
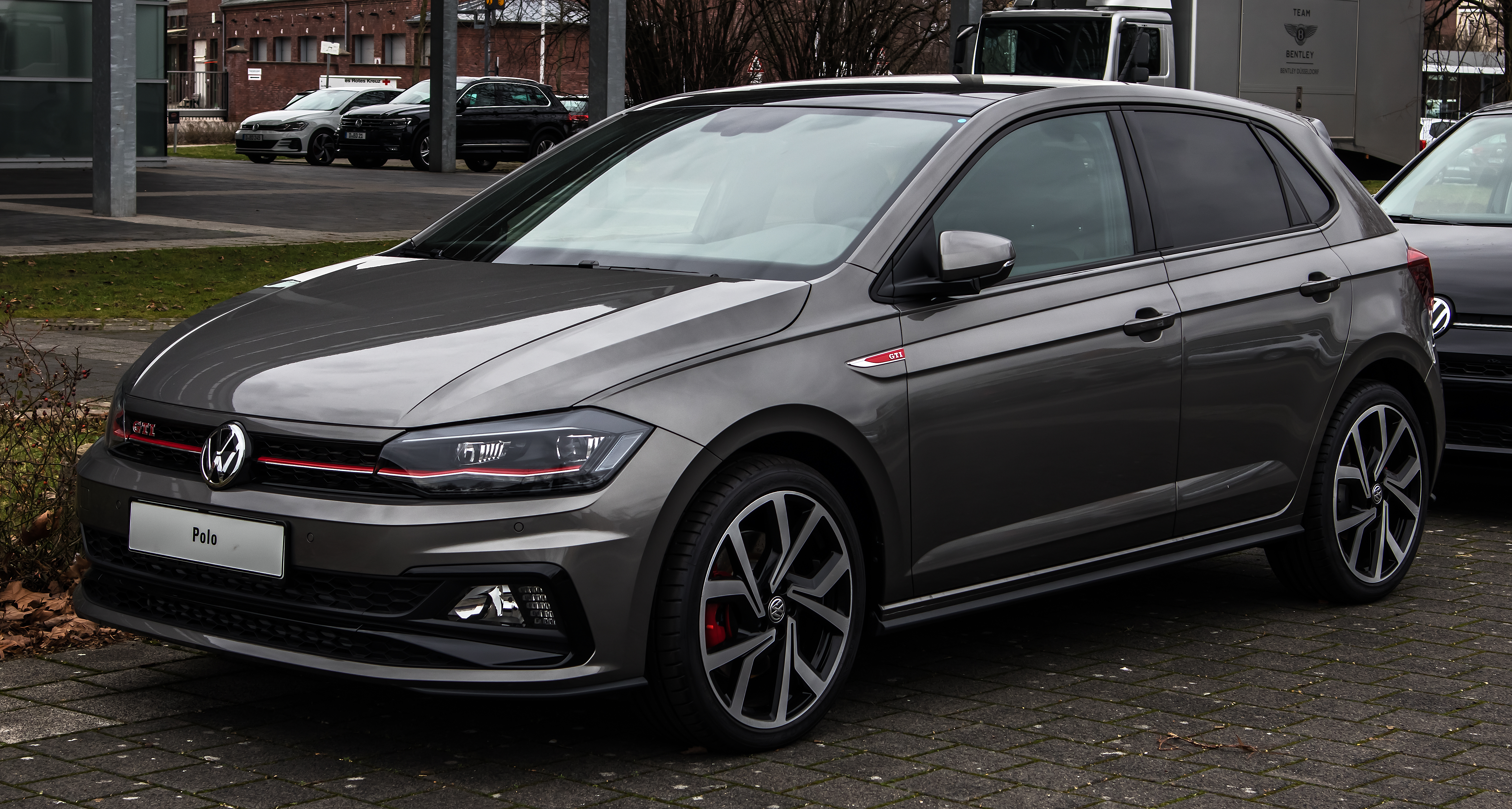
VW Mk6 GTI eleje
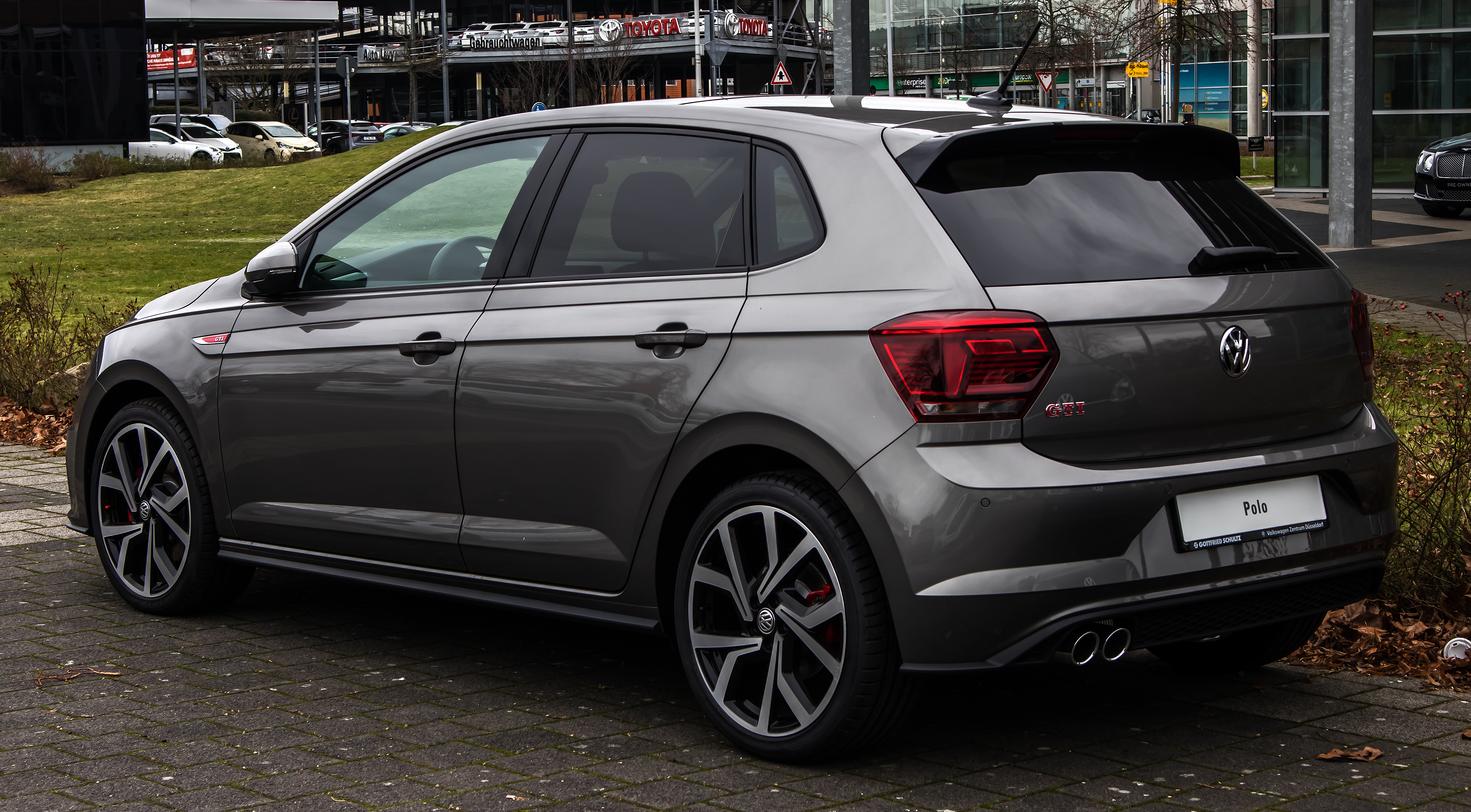
VW Mk6 GTI hátulja
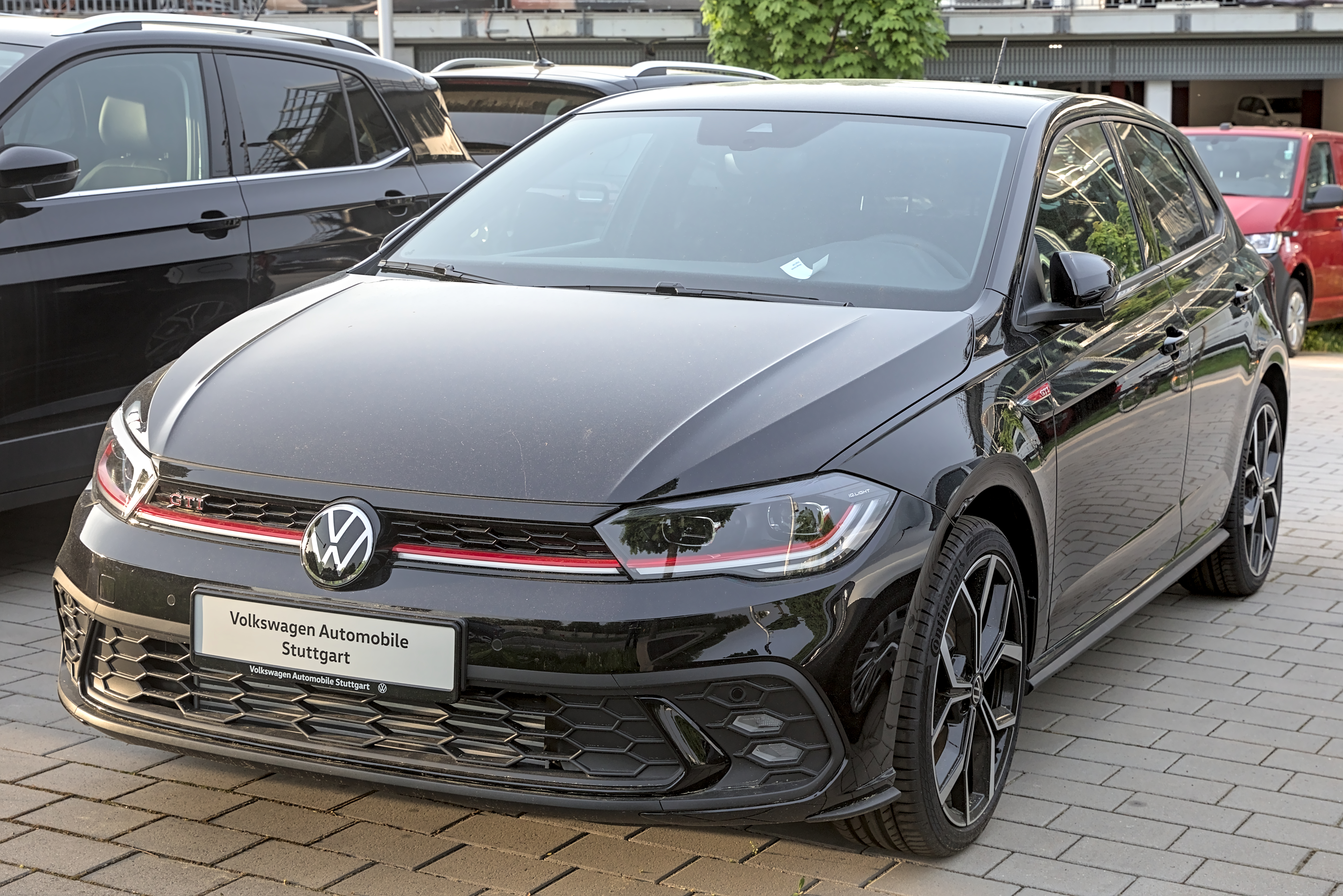
VW Mk6F GTI eleje
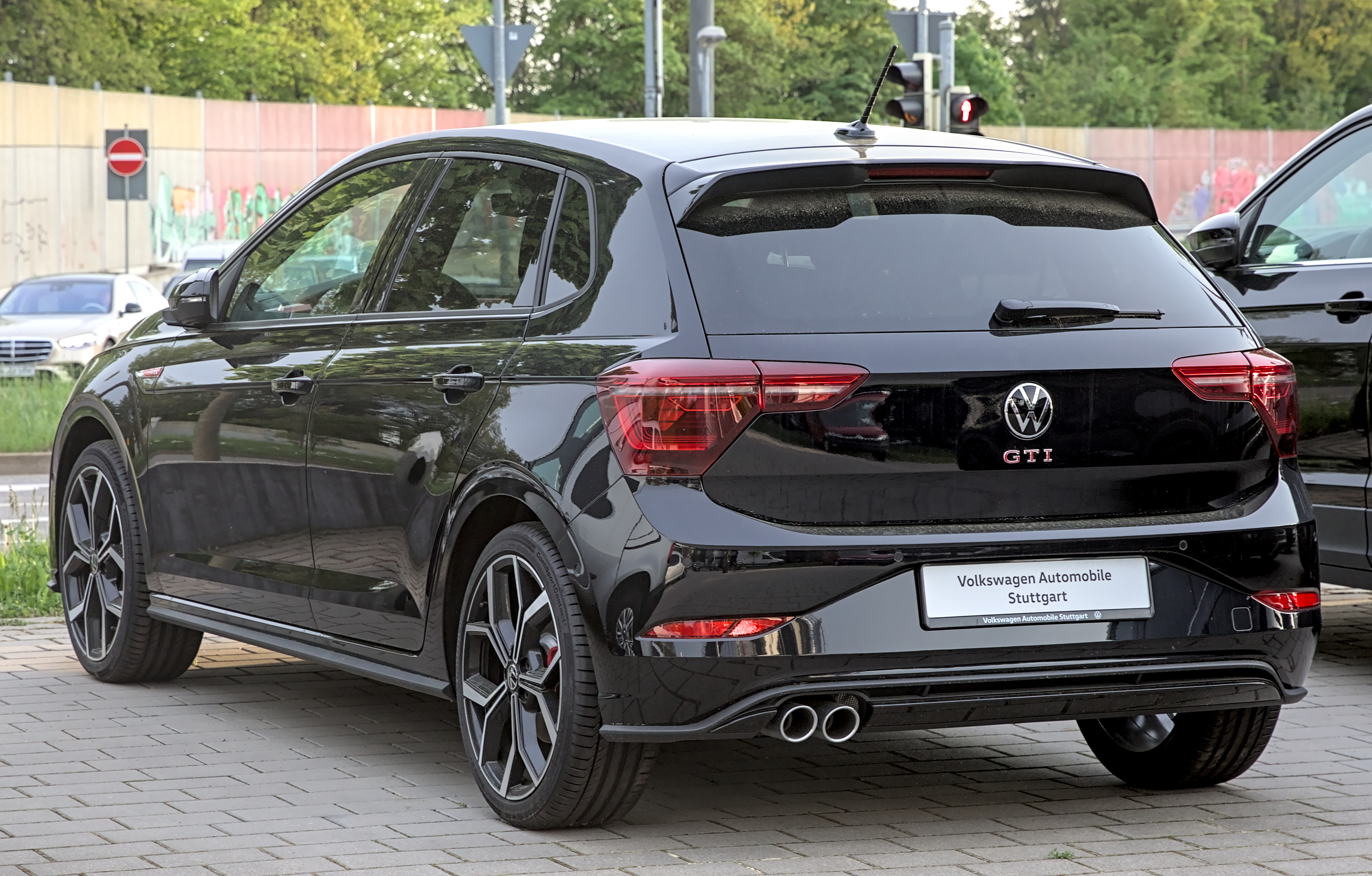
VW Mk6F GTI hátulja
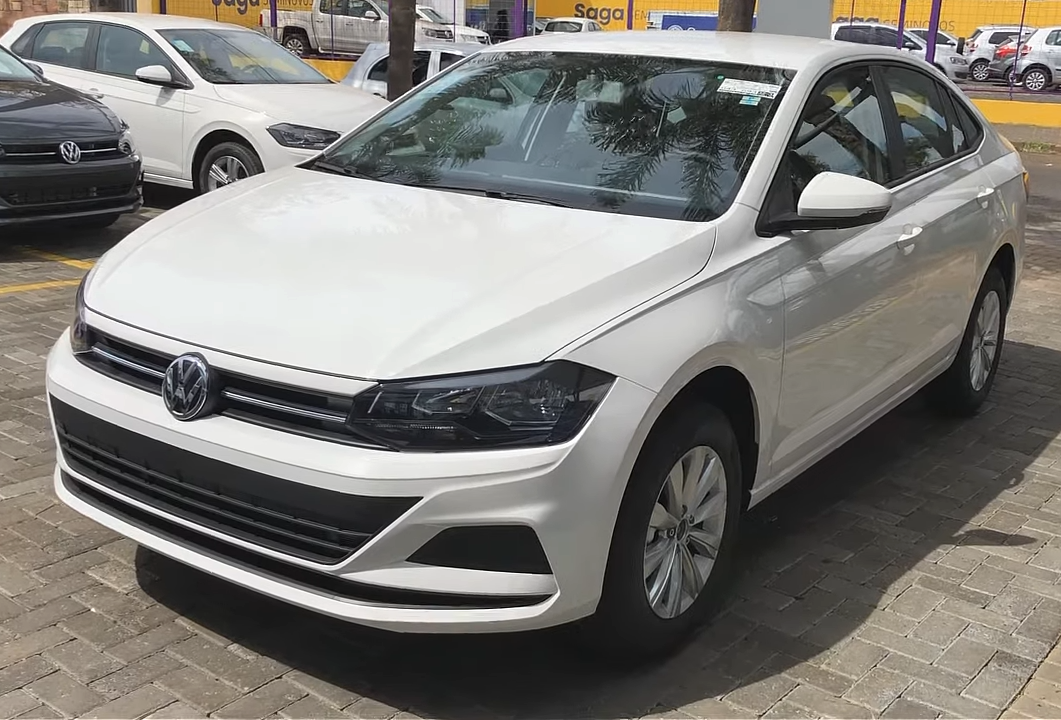
VW Virtus eleje
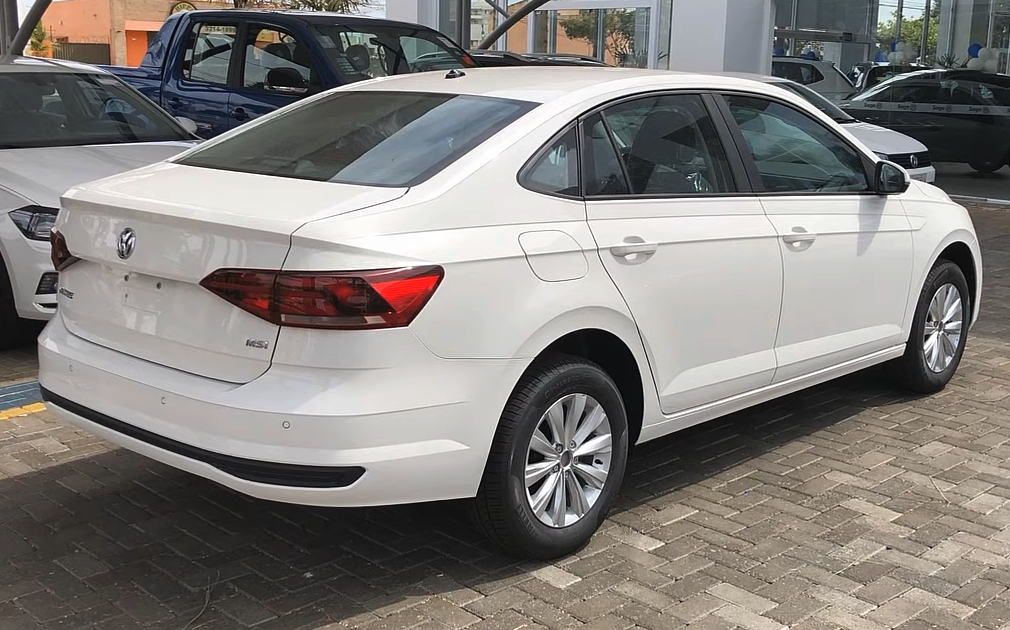
VW Virtus hátulja

A hatodik generációs Polo először 2017. június 16-án mutatkozott be Berlinben, majd 2017 végén került forgalomba. A Volkswagen Group MQB A0 platformjára épülő állítólagos fejlesztéseket hajtottak végre az utastérben, a motorokban és a belső technológiában. Ez az első Polo generáció, amely a költségek csökkentése érdekében nem elérhető 3 ajtós karosszériával.
A csomagtartó körülbelül 25%-kal nőtt, 280-ról 351 literre. Opcionálisan most már az Active Info Digital Display Cockpit második generációs változatával is rendelkezik, amely az első a kategóriájában. Alapfelszereltségként az autó első ütközésérzékelővel, holttér-asszisztenssel és vészleállítással rendelkezik. Az autó állítólag rendkívül személyre szabható, 14 külső színben és 17 műszerfalszínben kapható.
Az összes jobbkormányos piac gyártása a dél-afrikai Uitenhage/Kariega-ban található, emellett a dél-afrikai üzem a Polo GTI egyetlen gyártója is.

## VW Golf
A Volkswagen Golf egy kompakt családi autó (C-szegmens), amelyet a Volkswagen 1974 óta gyárt, és világszerte nyolc generáción keresztül, különböző karosszéria-konfigurációkban és különböző névtáblákon forgalmazzák. mint a Volkswagen Rabbit az Egyesült Államokban és Kanadában (Mk1 és Mk5), és mint a Volkswagen Caribe Mexikóban (Mk1).
Az eredeti Golf Mk1 a léghűtéses, hátsó motoros, hátsókerék-hajtású Volkswagen Beetle első motoros, elsőkerék-hajtású cseréje volt. Történelmileg a Golf a Volkswagen legkelendőbb modellje, és a világ három legkelendőbb modellje között szerepel, 2019-ben több mint 35 millió darabot adtak el belőle.
Kezdetben a legtöbb Golf 3 ajtós ferdehátú formában volt egyedül kapható. További változatok közé tartozik az 5 ajtós ferdehátú, kombi (1993-tól: Variant), kabrió (1979–2002 között: Cabriolet és Cabrio, 2011–jelenleg: Cabriolet) és egy Golf-alapú limuzin, a Volkswagen Jetta, (1992-től: Vento, 1999-2005 között: Bora). A Golf a gazdaságostól a nagy teljesítményű piaci szegmensek felé lépett át.
A Golf 2009-ben a Volkswagen Golf Mk6-tal, 2013-ban pedig a Volkswagen Golf Mk7-tel nyert díjat, köztük a Világ Év Autója-díjat. A Renault Clio és a Opel Astra mellett a Golf egyike annak a három autónak, amely kétszer, 1992-ben és 2013-ban nyerte el az Európa Év Autója díjat. A Volkswagen Golf többször is felkerült az éves Car and Driver 10 Legjobb Autó listára. A Golf Mk7 2015-ben elnyerte az Év Motor Trend Autója díjat, 1985-ben az Mk1 GTI pedig szintén. A Golf Mk4 2001-ben Európa legkelendőbb autója díjat nyerte el.

### Első generáció (1974-1983)
- VW Golf Mk1
- VW Golf Mk1F
- VW Golf Mk1 GTI
- VW Golf LX
- VW Golf Mk1 Diesel
- VW Golf Mk1 Cabrio I
- VW Golf Mk1 Cabrio II
- VW Electro Golf Mk1
- VW Citi Golf
- VW Golf Mk GTD

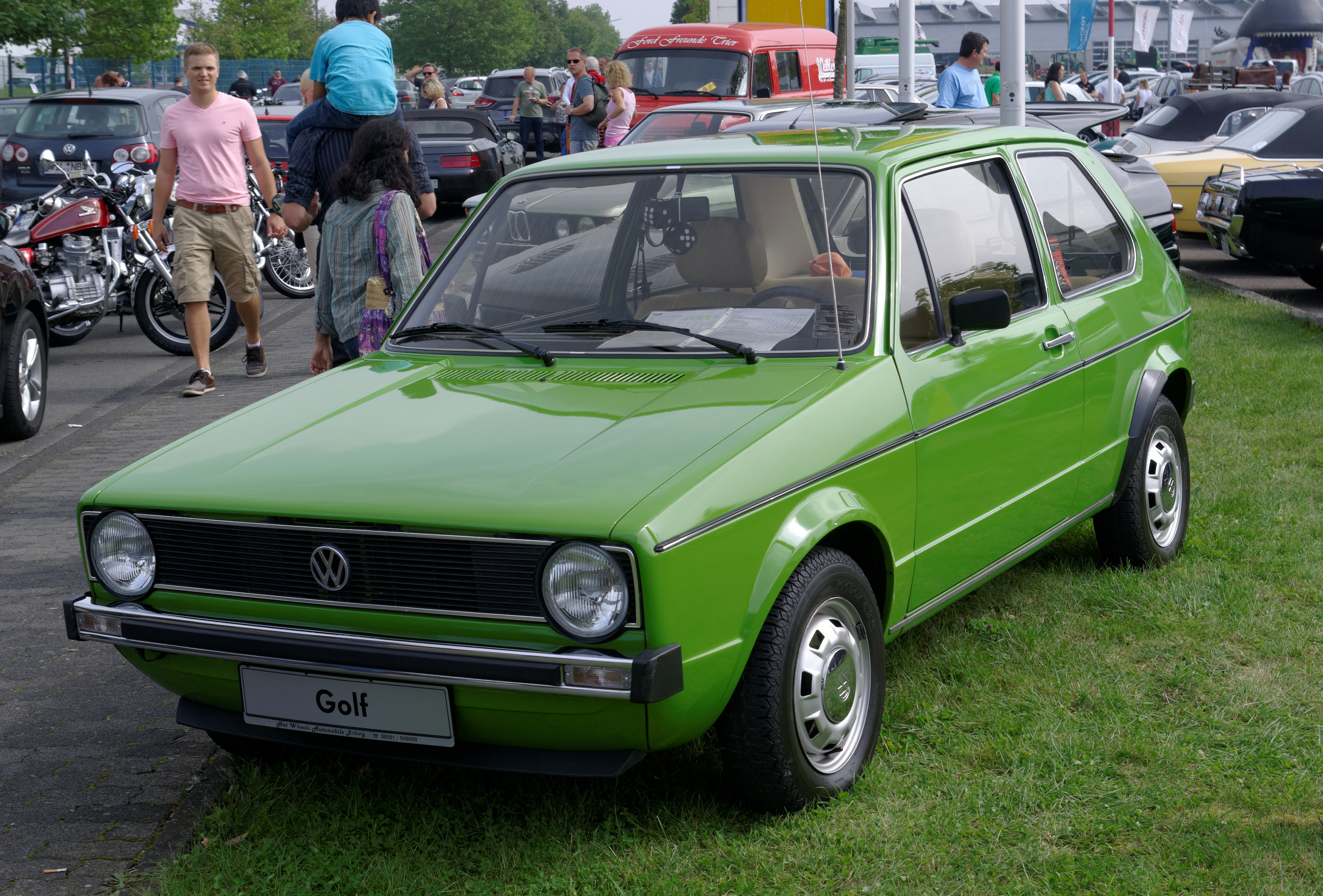
VW Golf Mk1 eleje
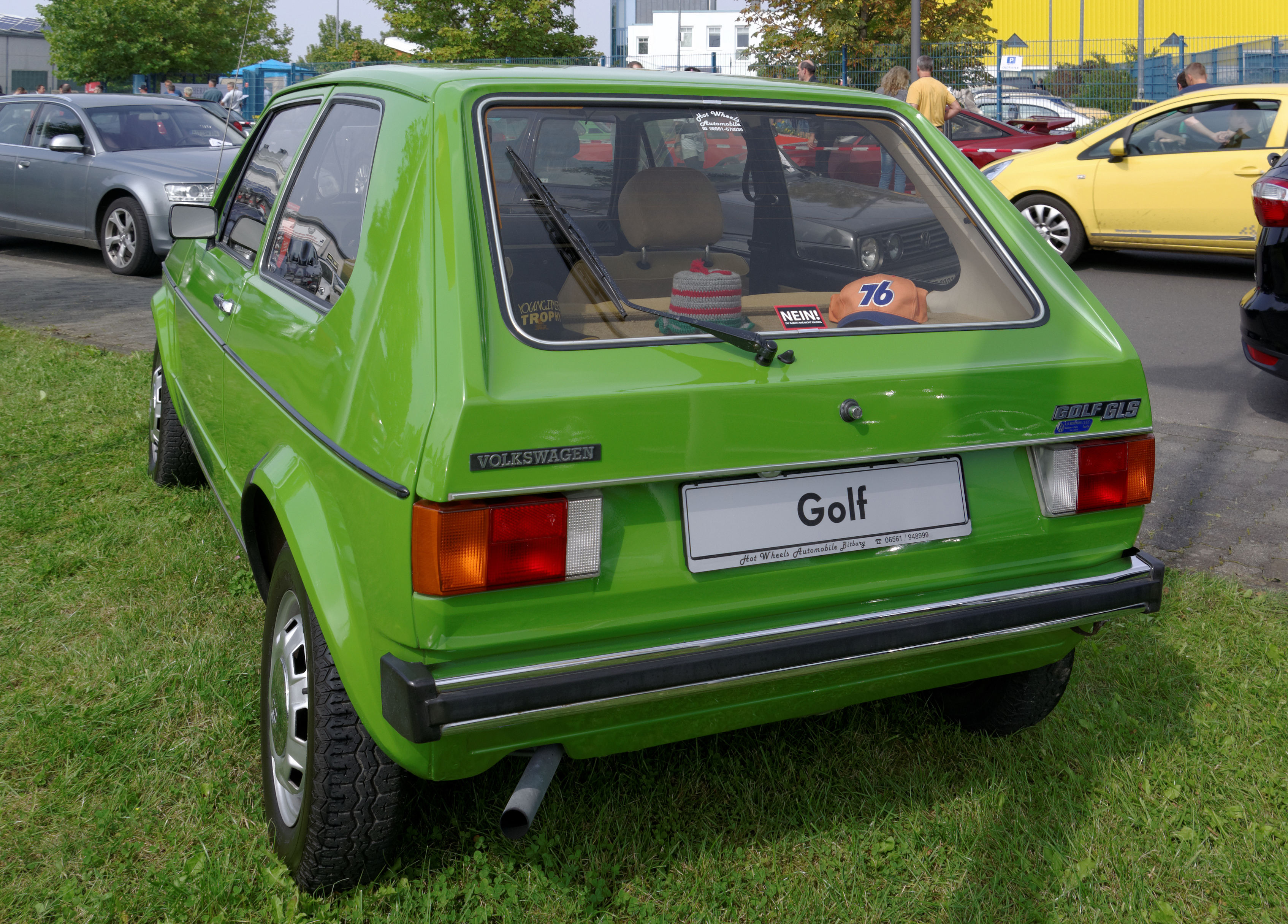
VW Golf Mk1 hátulja
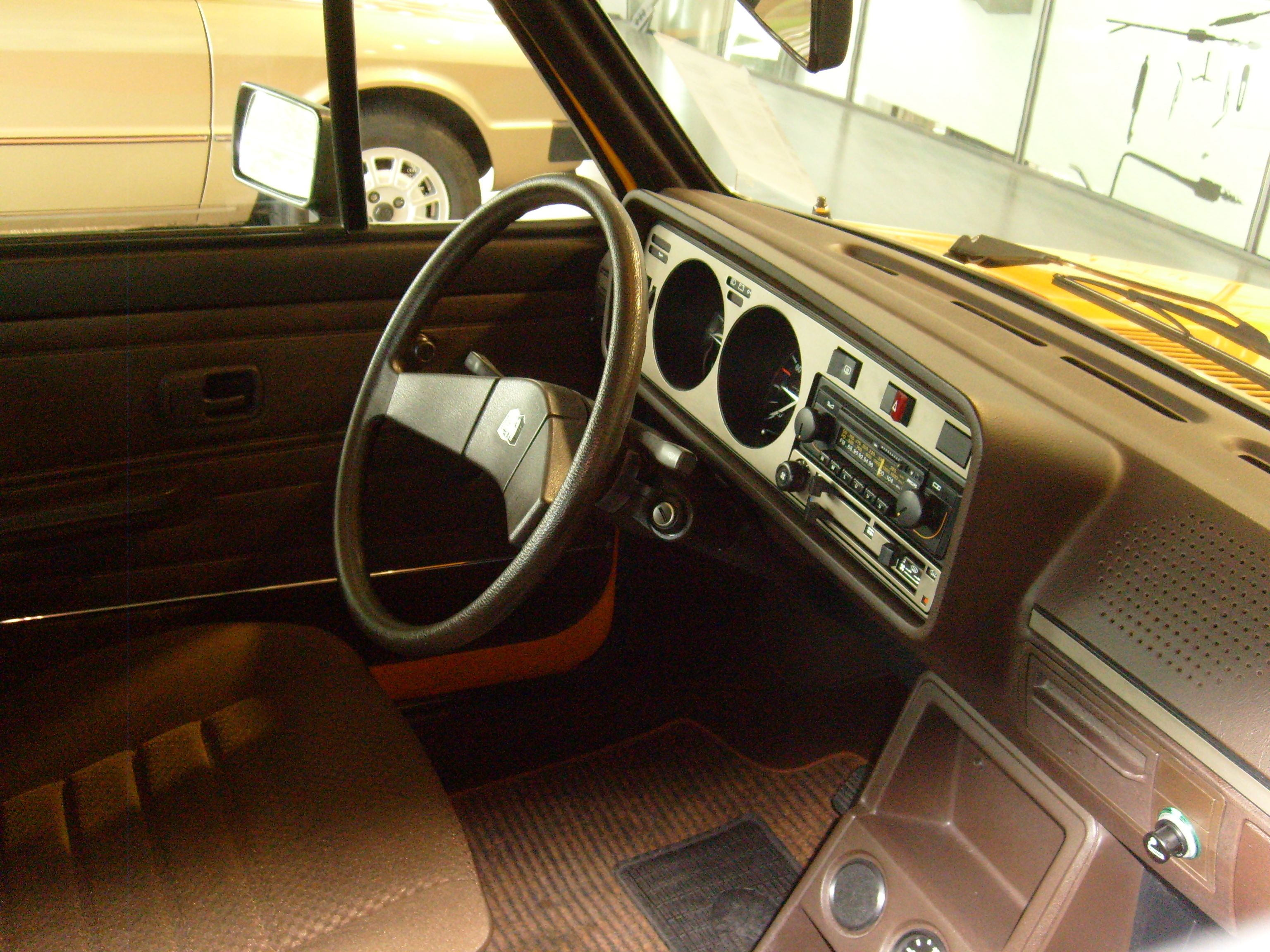
A belseje
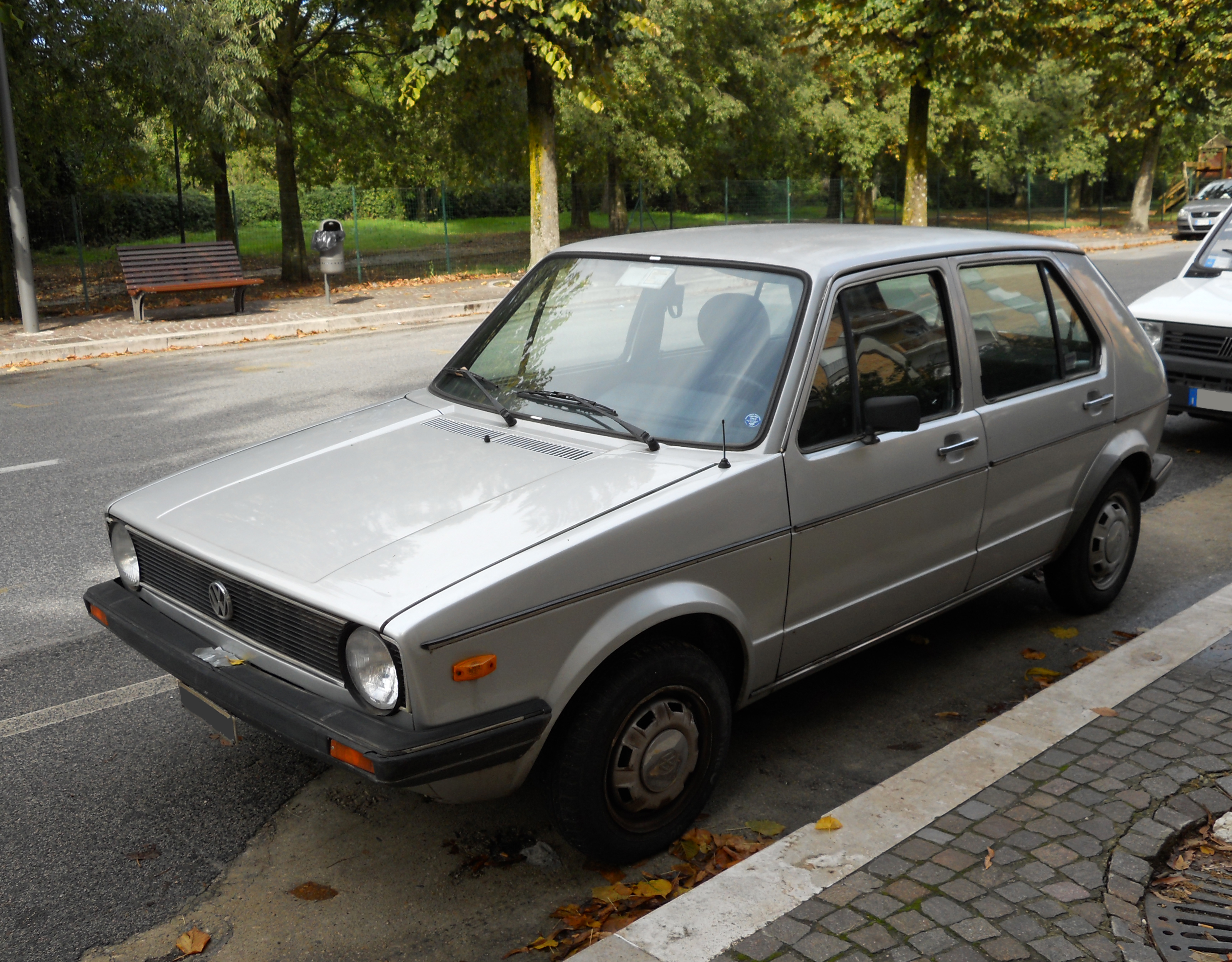
VW Golf Mk1F eleje (első facelift)
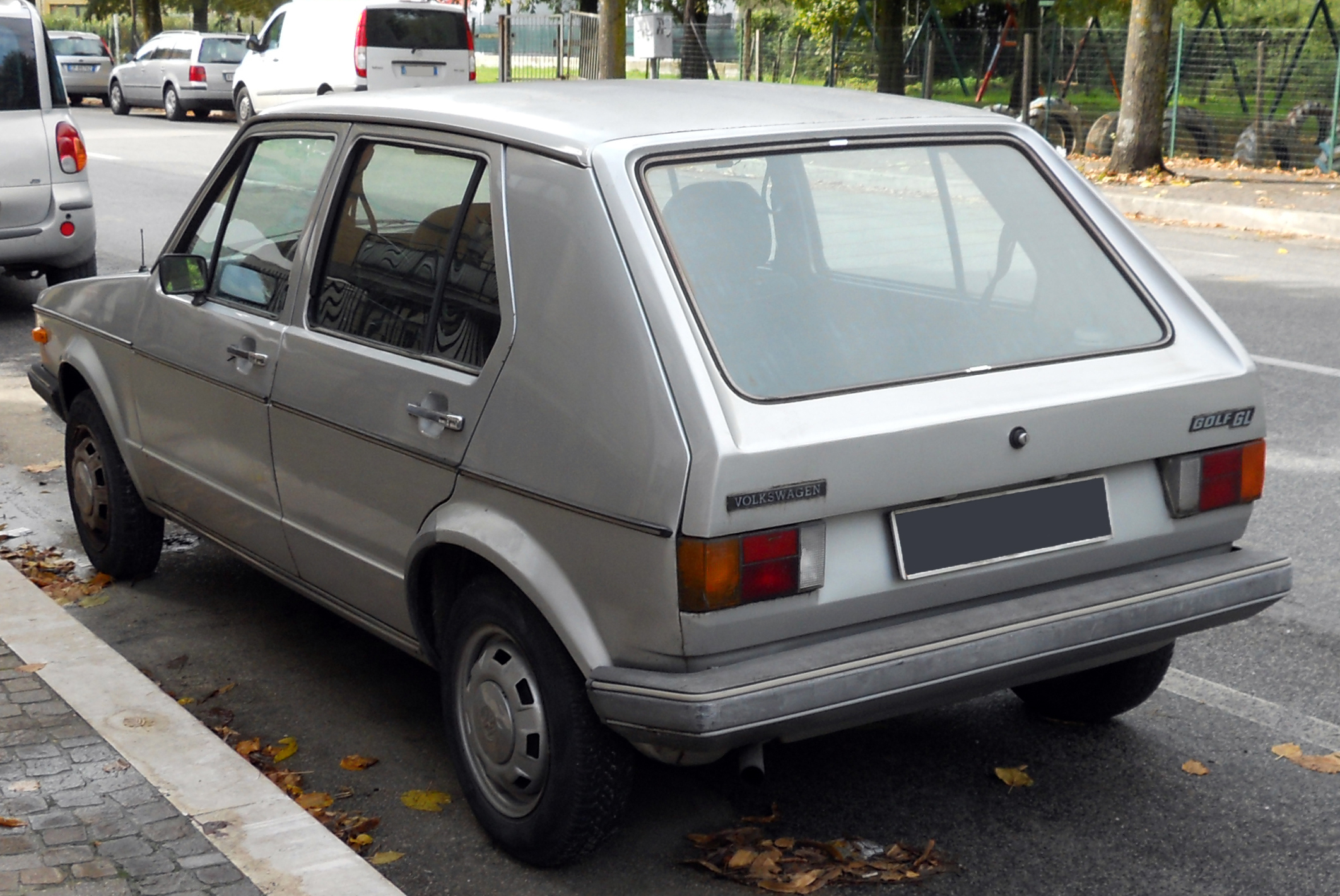
VW Golf Mk1F hátulja (első facelift)
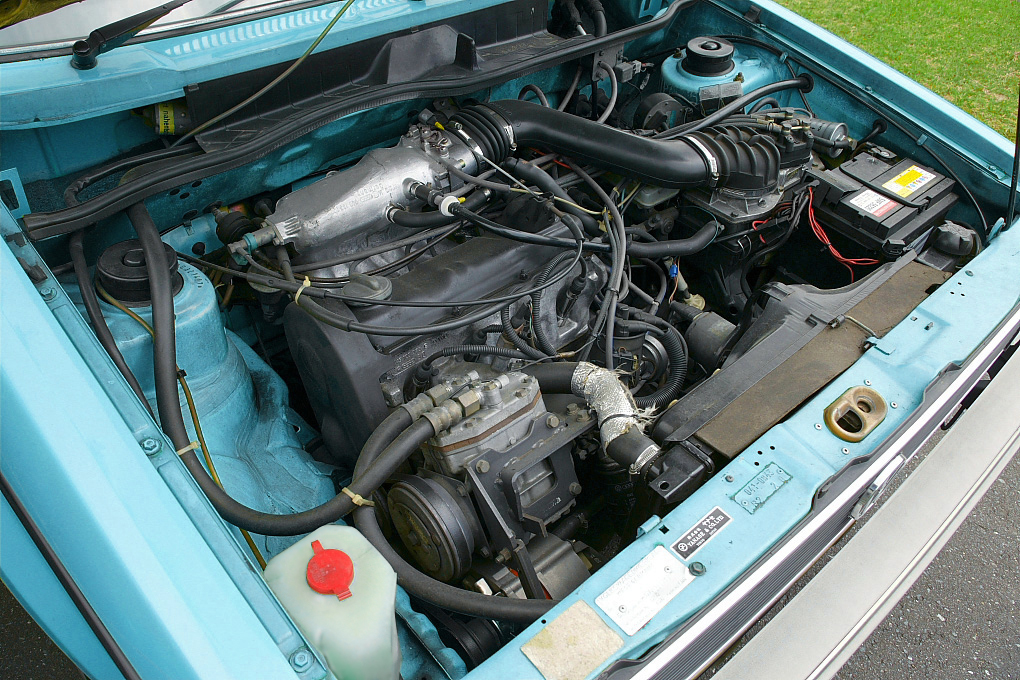
VW Golf EA827 befecskendezéssel és klímakompresszorral
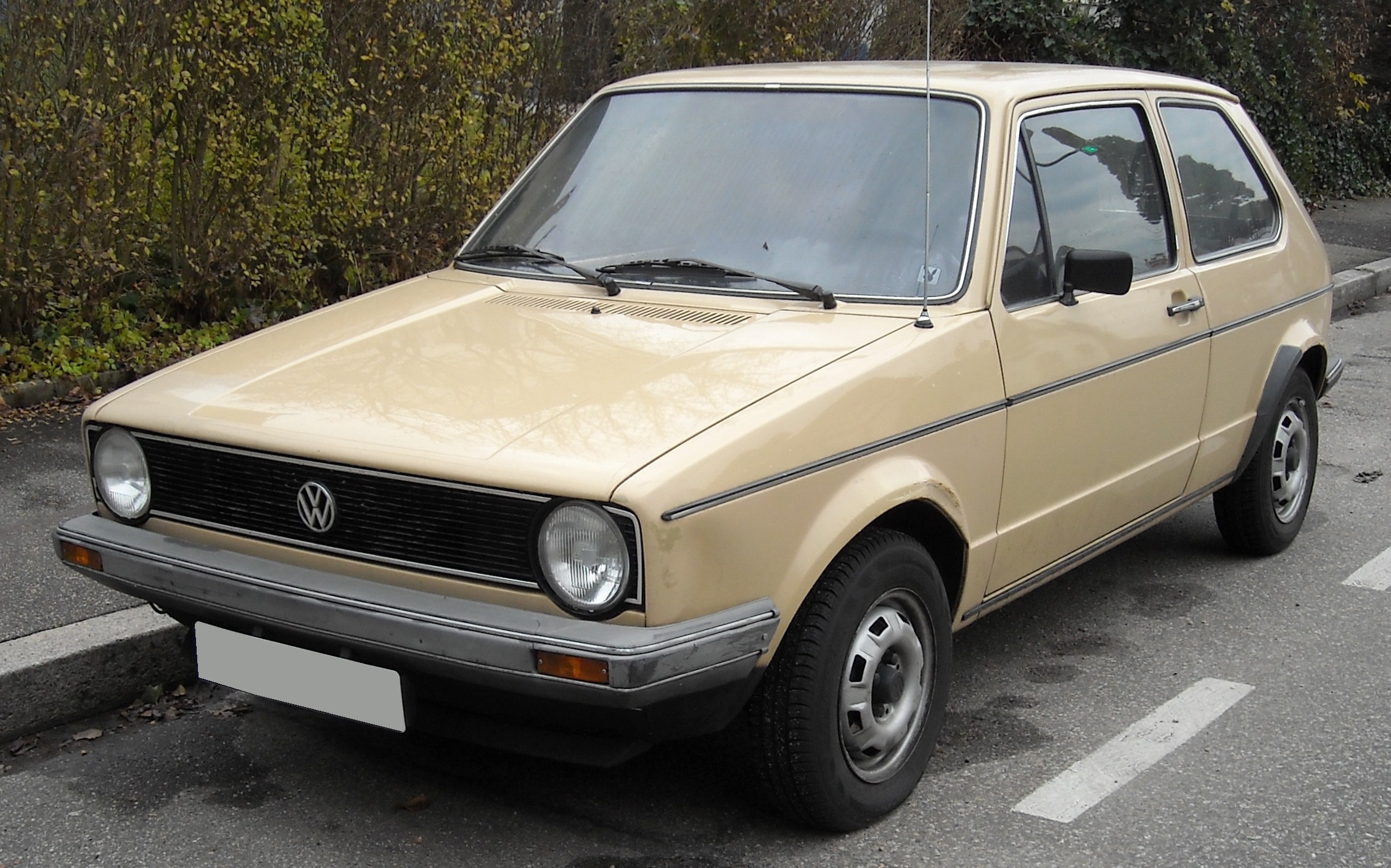
VW Golf Mk1F eleje (második facelift)
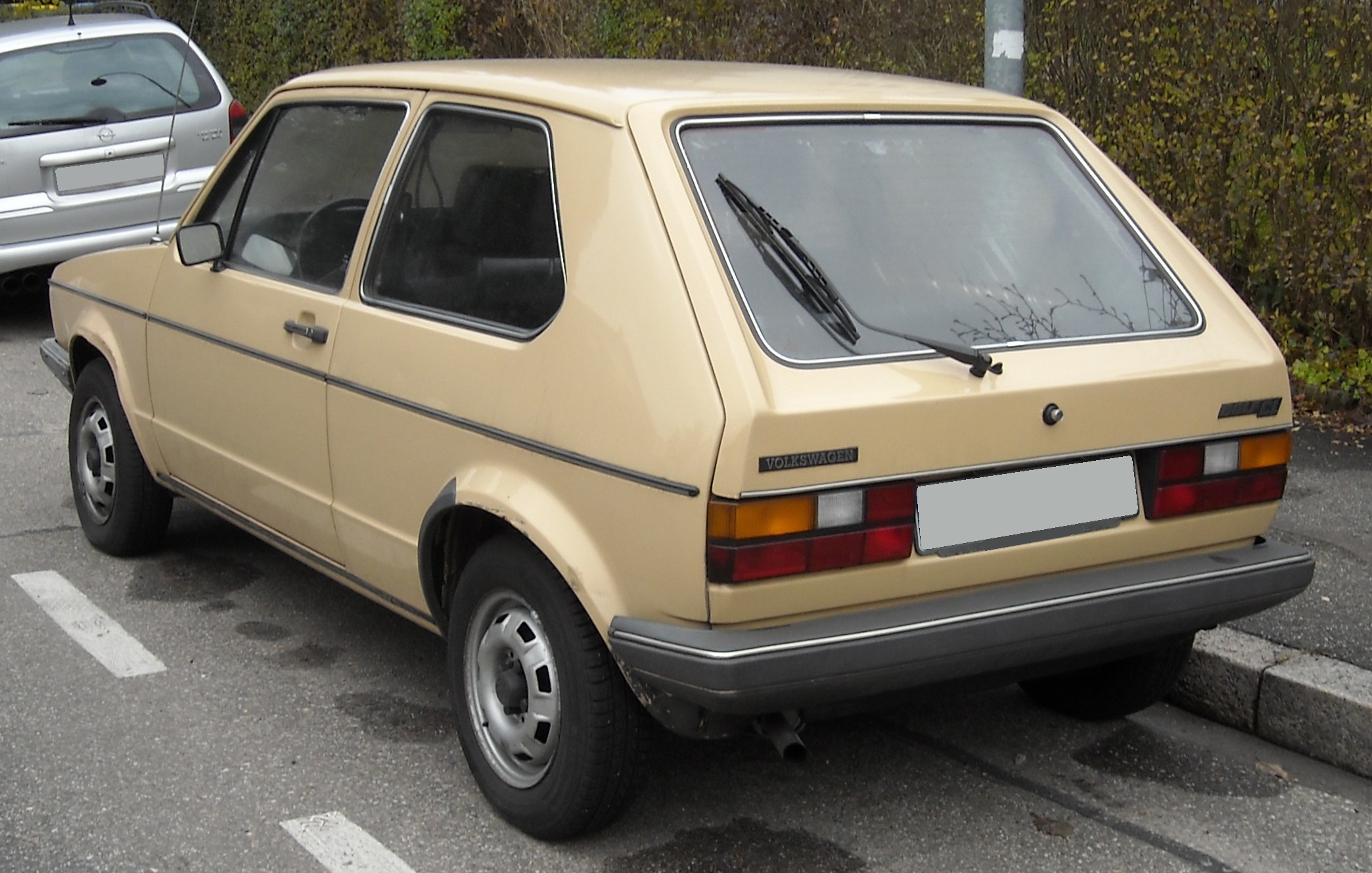
VW Golf Mk1F hátulja (második facelift)
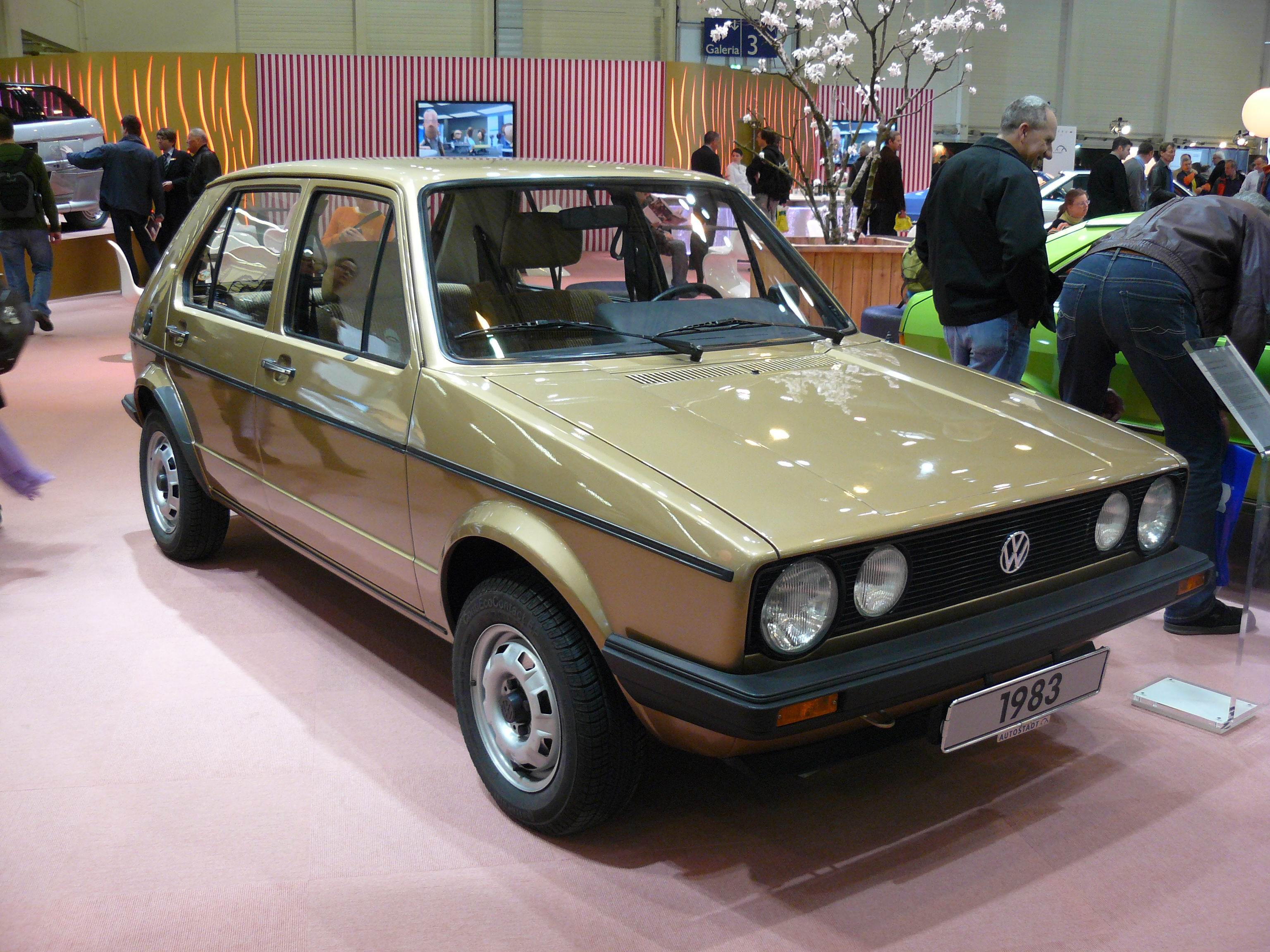
VW Golf LX eleje
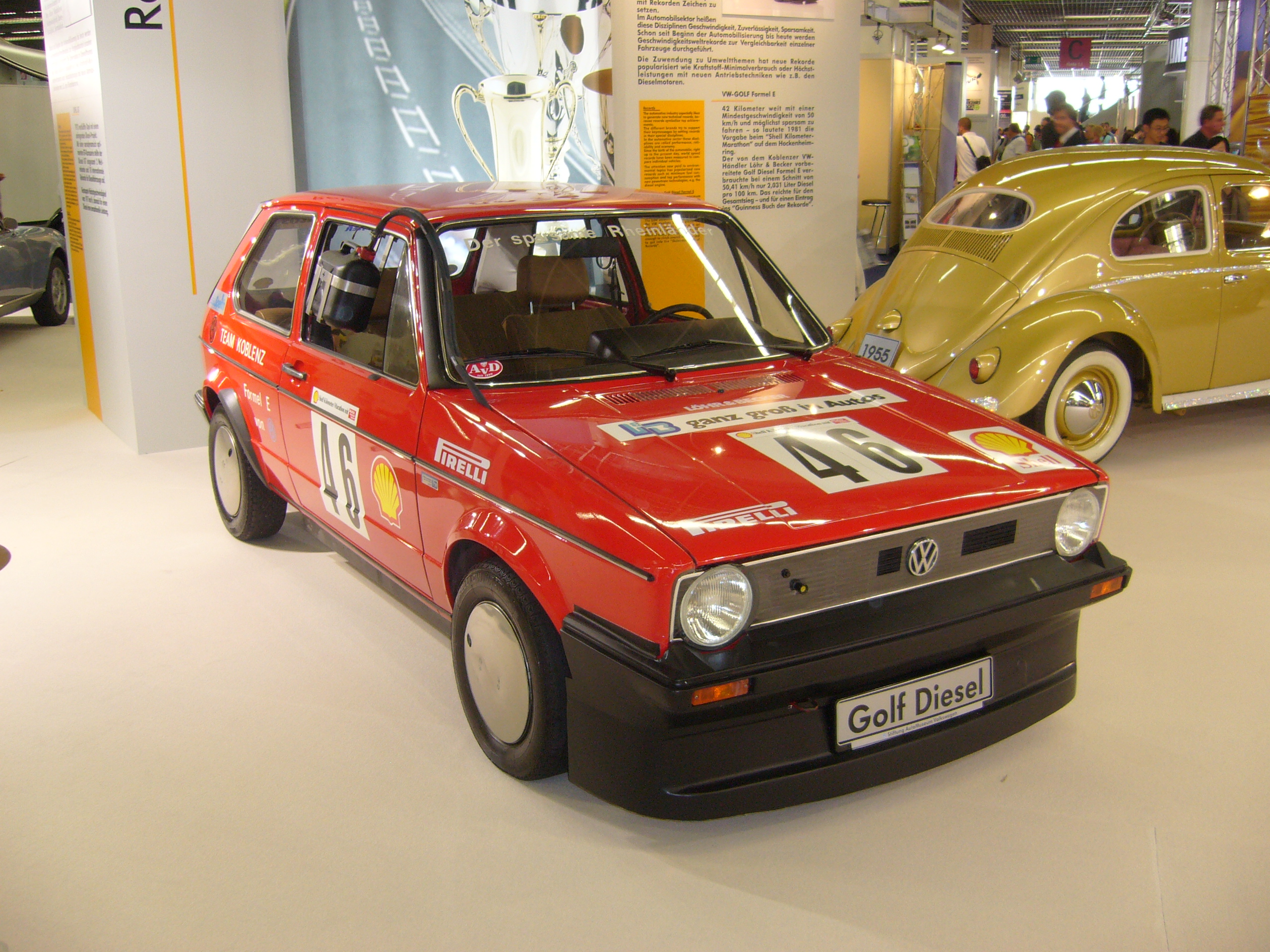
VW Golf Mk1 Diesel
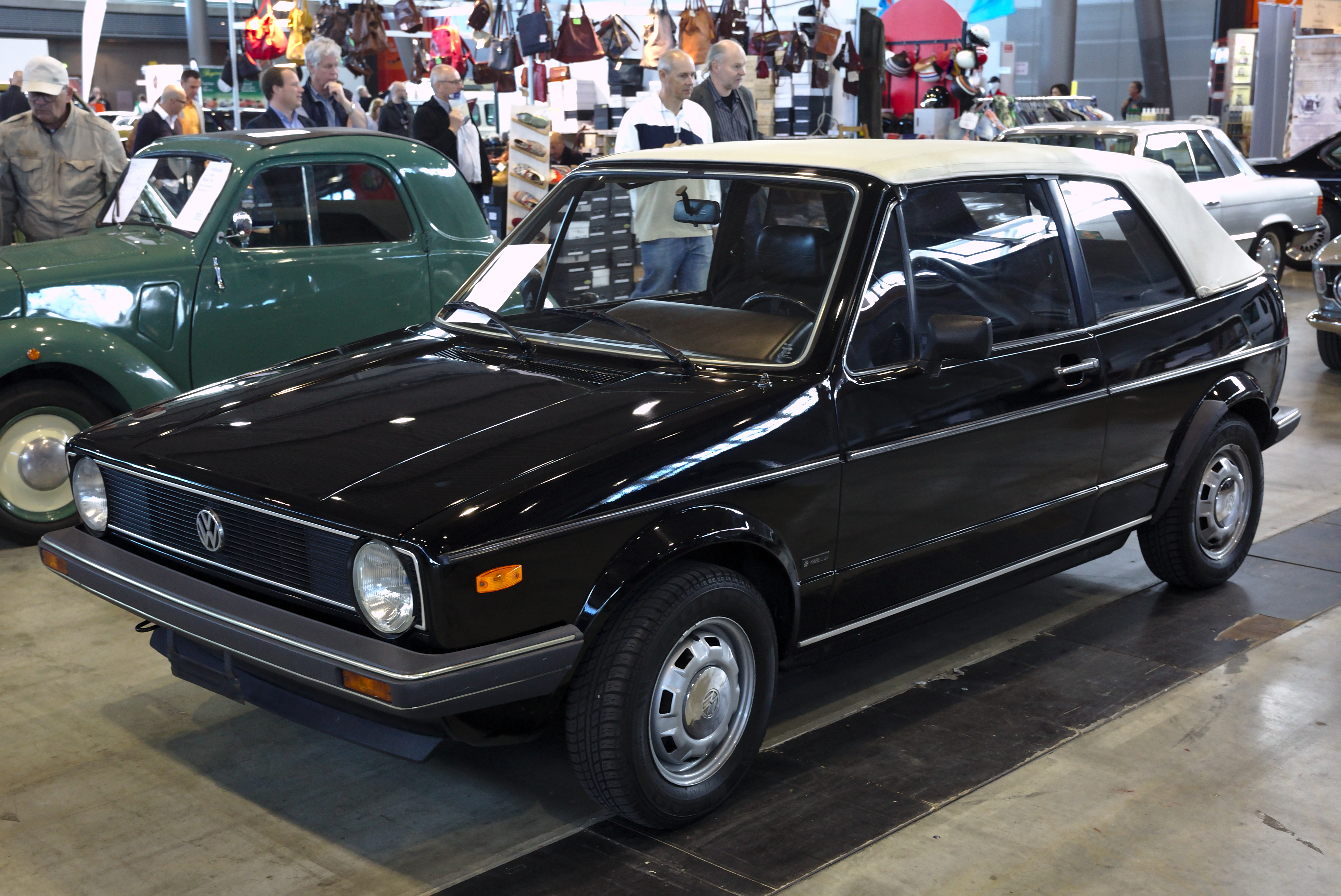
VW Golf Mk1 Cabrio I
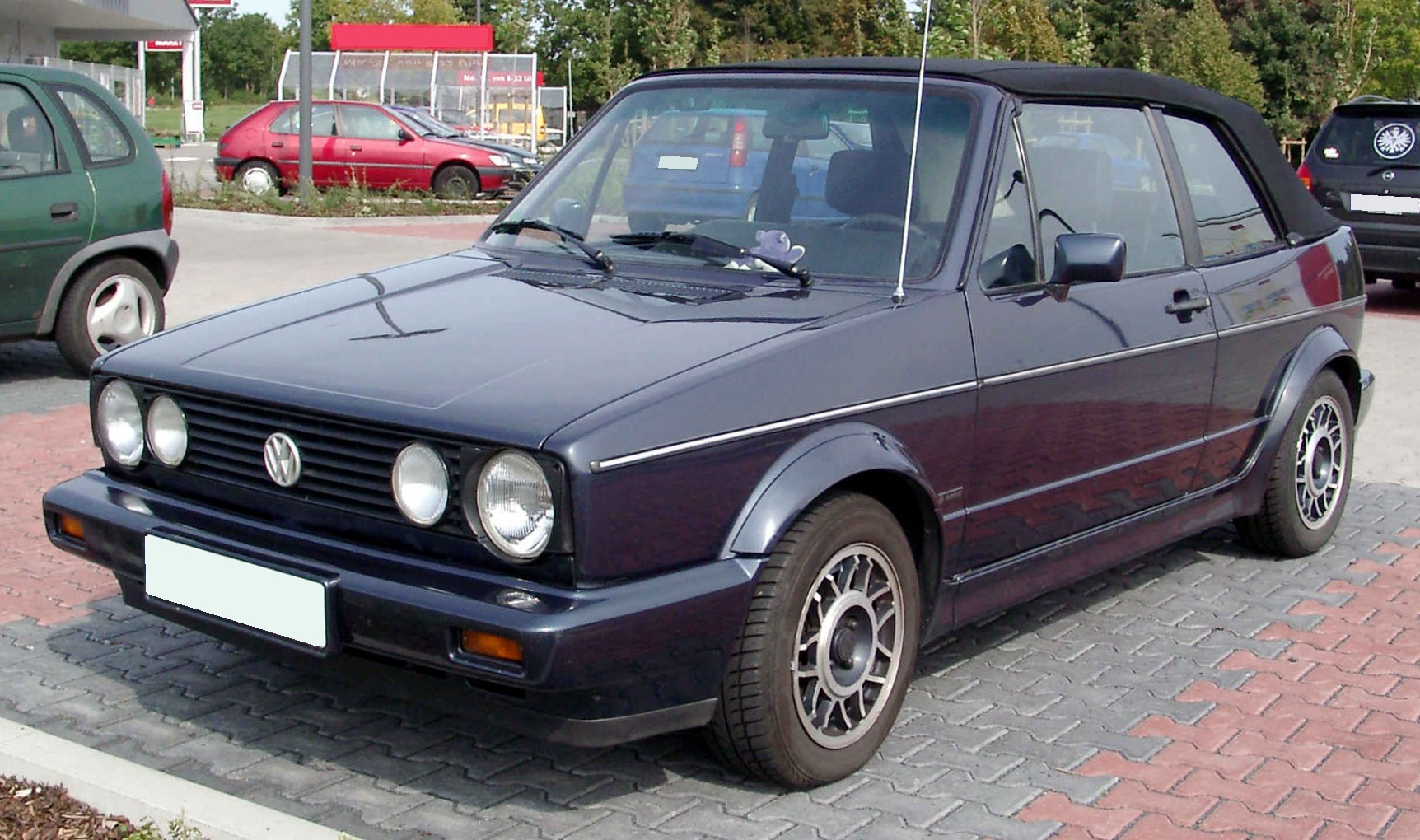
VW Golf Mk1 Cabrio II
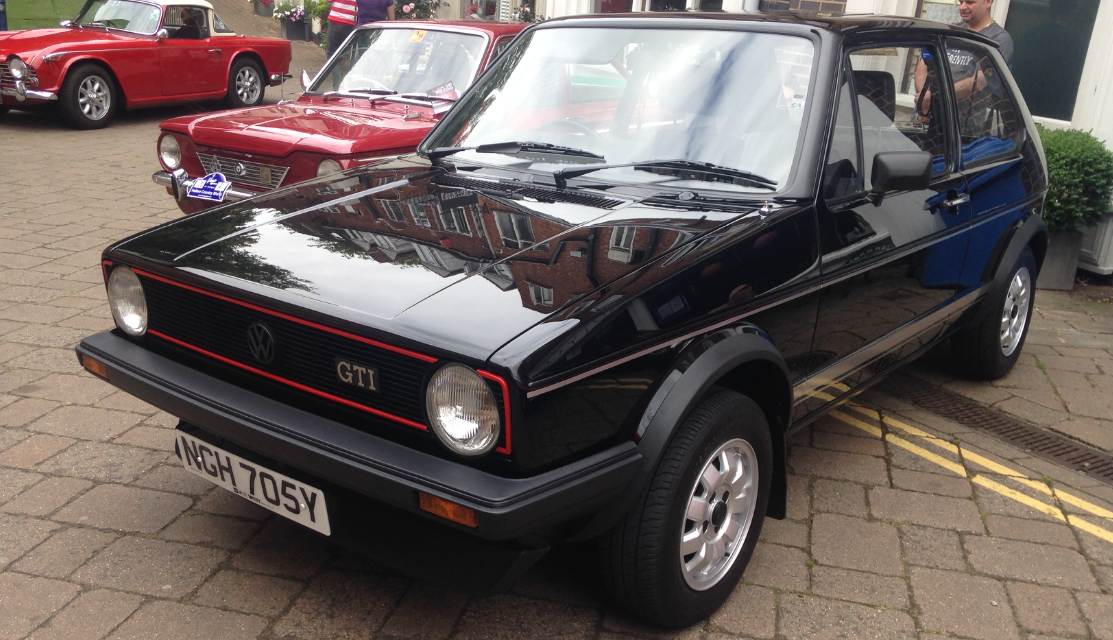
VW Golf Mk1 GTI eleje
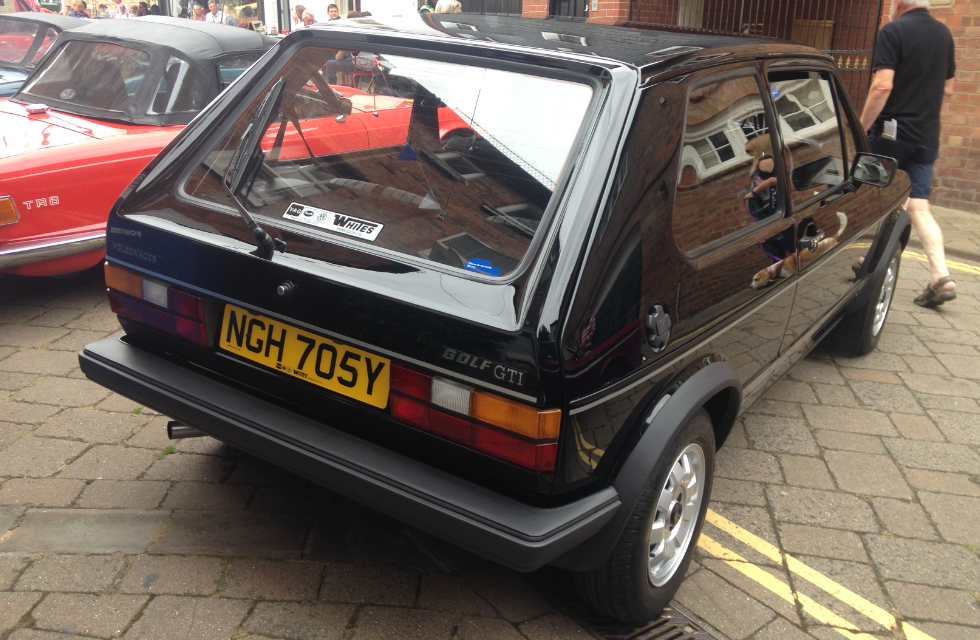
VW Golf Mk1 GTI hátulja
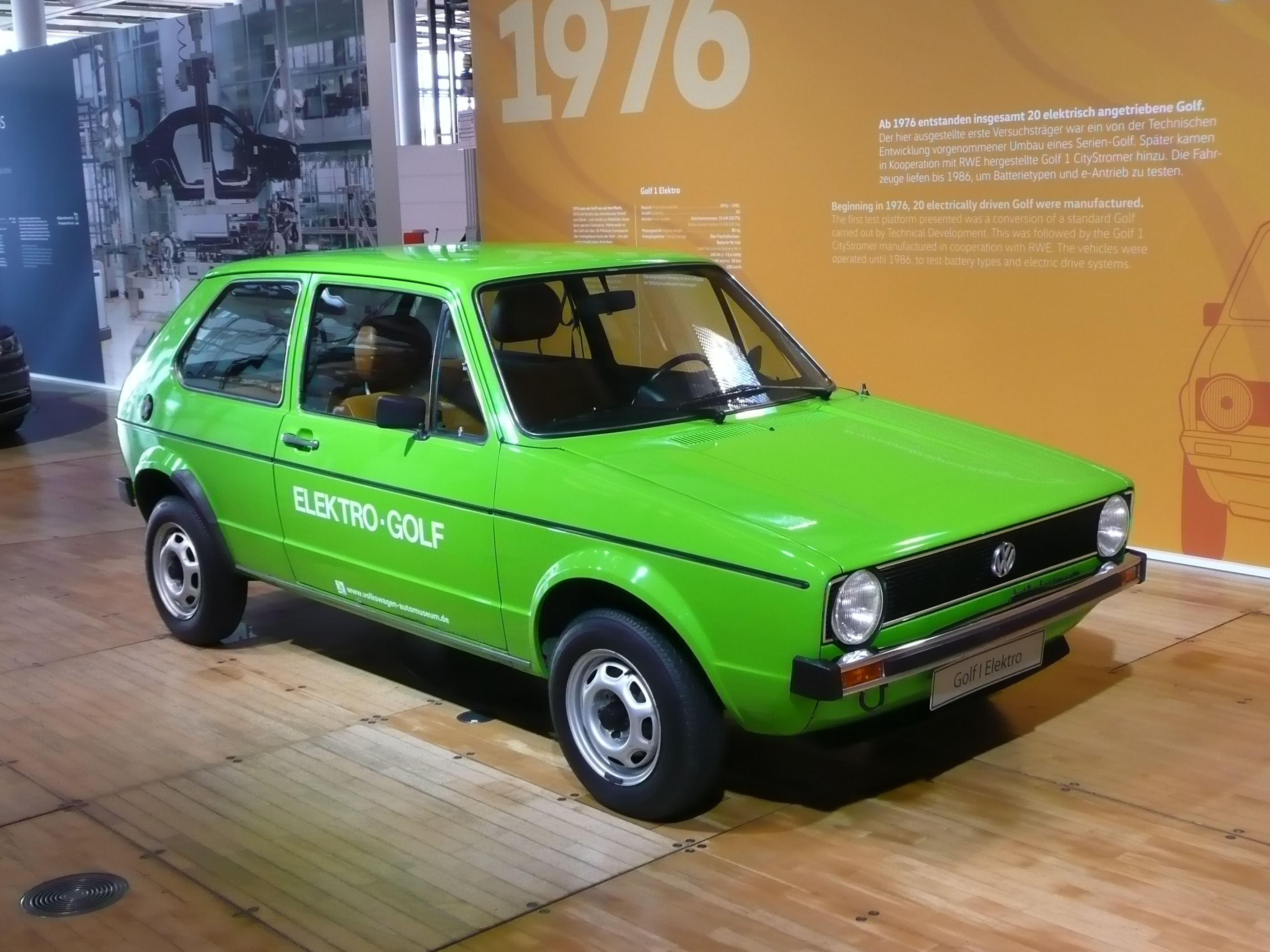
VW Electro Golf Mk1
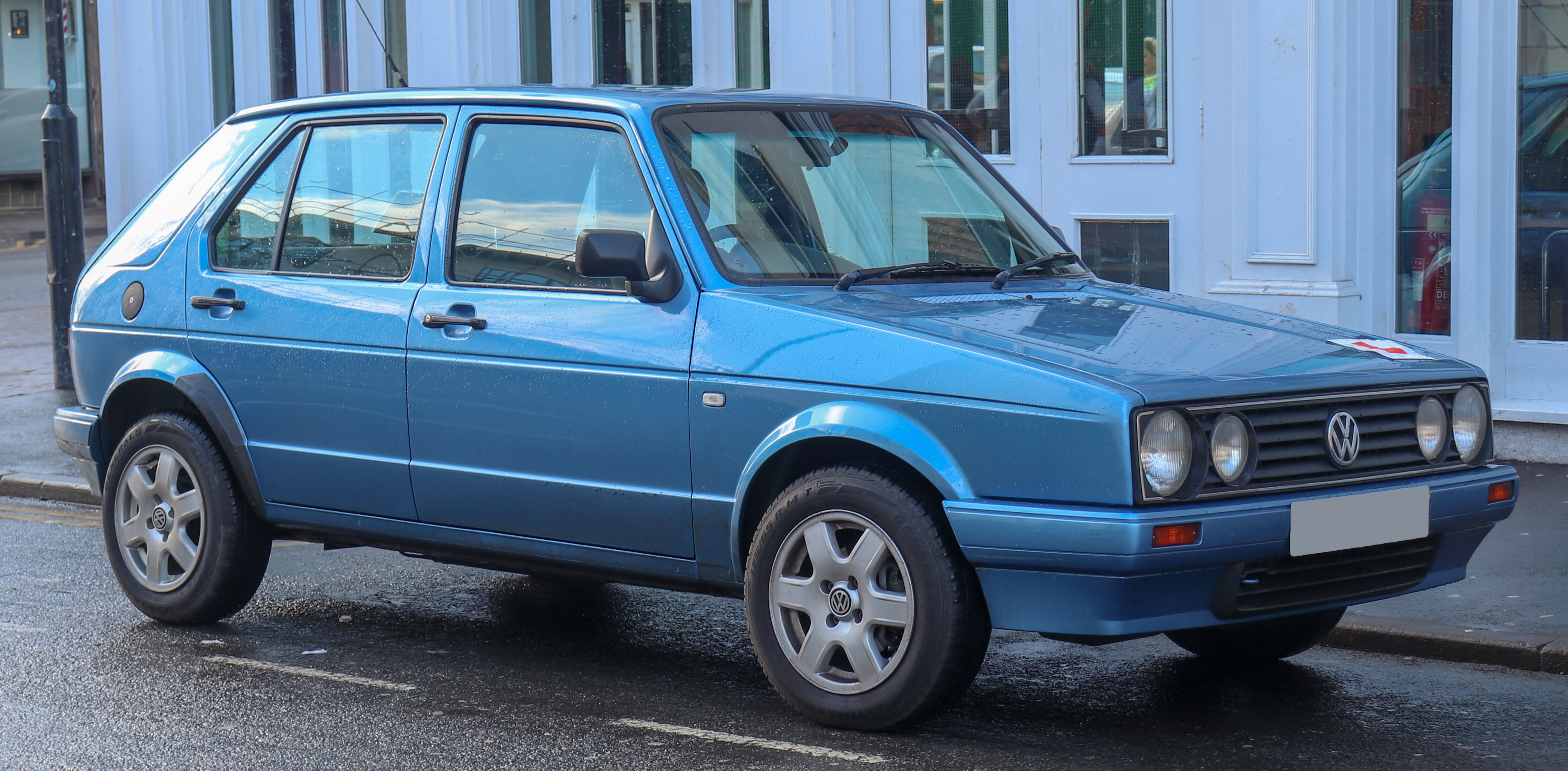
VW Citi Golf eleje
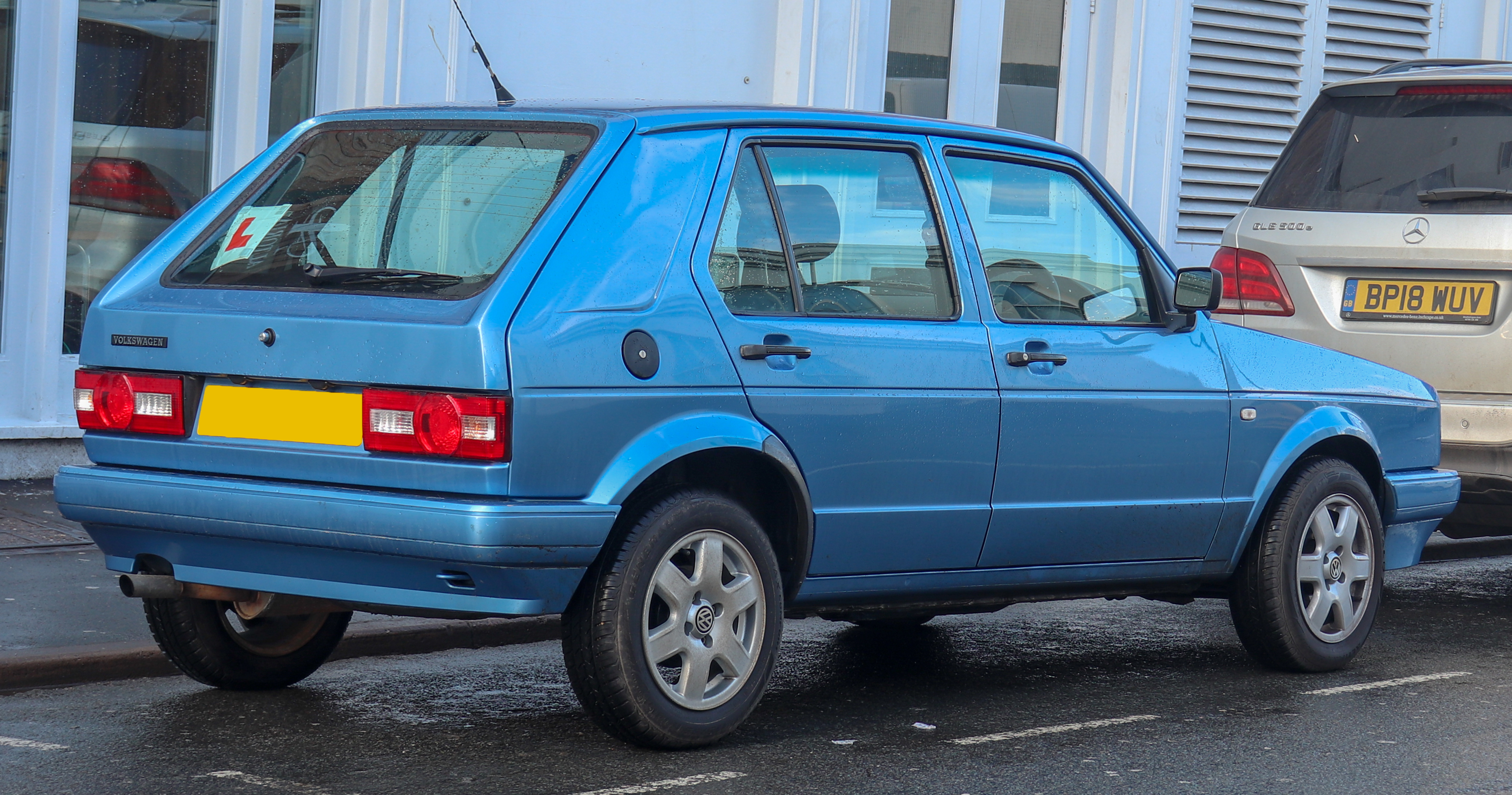
VW Citi Golf hátulja

1974 májusában a Volkswagen bemutatta az első generációs Golfot, mint a Volkswagen Beetle modern elsőkerék-hajtású, nagy hatótávolságú utódját. A későbbi Golf változatok közé tartozott a Golf GTI (1976 júniusában bemutatott 1,6 literes, üzemanyag-befecskendezéses, 180 km/h-s motorral), egy dízelmotoros változat (1976 szeptemberétől), a Jetta limuzin változat (1979 októberétől), a Volkswagen Golf Cabriolet (1980 januárjától 1994-ig) és egy Golf alapú kisteherautó, a Volkswagen Caddy.
A Golf Mk1-et Volkswagen Rabbit néven értékesítették az Egyesült Államokban és Kanadában, Mexikóban pedig Volkswagen Caribe néven. 1984 és 2009 között a Golf Mk1 megújult változatát Citi Golf néven Dél-Afrikában gyártották.
Az autó motorja keresztirányban előre lett szerelve, és az első kerekeket hajtotta. Két Audi motorcsalád motorjait kínálták. Mindkettő vízhűtéses soros négyhengeres négyütemű motorok volt. Mindkettőnek hengerenként két-két szelepe volt, melyeket vezérműszíjjal hajtott felső vezérműtengely működtetett. A korai motorok 2 hordós Zenith karburátort használtak. Az 1,1 literes és 1,3 literes motorok az eredeti EA111 sorozatból származtak. Ebben a motorban a szelepeket lengőkarok működtették. Az EA111-et 20°-os előredöntéssel szerelték fel. Az 1,5 literes, 1,6 literes és 1,8 literes motorok az EA827 családból származtak. Ebben a motorban a szelepeket serleges szelepemelők működtették. Az EA827-eket 15°-os hátradöntéssel szerelték fel.
Az autó eredetileg két fajta sebességváltóval volt elérhető; egy négysebességes kézi és egy háromsebességes automata. Az ötfokozatú manuális 1979-ben vált elérhetővé.
Az első felfüggesztés MacPherson rugóstagokból és spirális tekercsrugókból állt, alsó lengőkarokkal és dőlésgátlóval. A hátsó rész félig független volt, kettős függőkarokkal, amelyeket a csavargerenda hátsó felfüggesztésen és teleszkópos lengéscsillapítókon lévő tekercsrugók kötöttek össze.

### Második generáció (1983-1992)
- VW Golf Mk2 (C, CL, GL, GLX)
- VW Golf Mk2 GTI 16V
- VW Golf Mk2 GTD
- VW Golf Syncro
- VW Golf Limited
- VW Golf Country
- VW Golf Mk2 citySTROMer
- VW Rally Golf

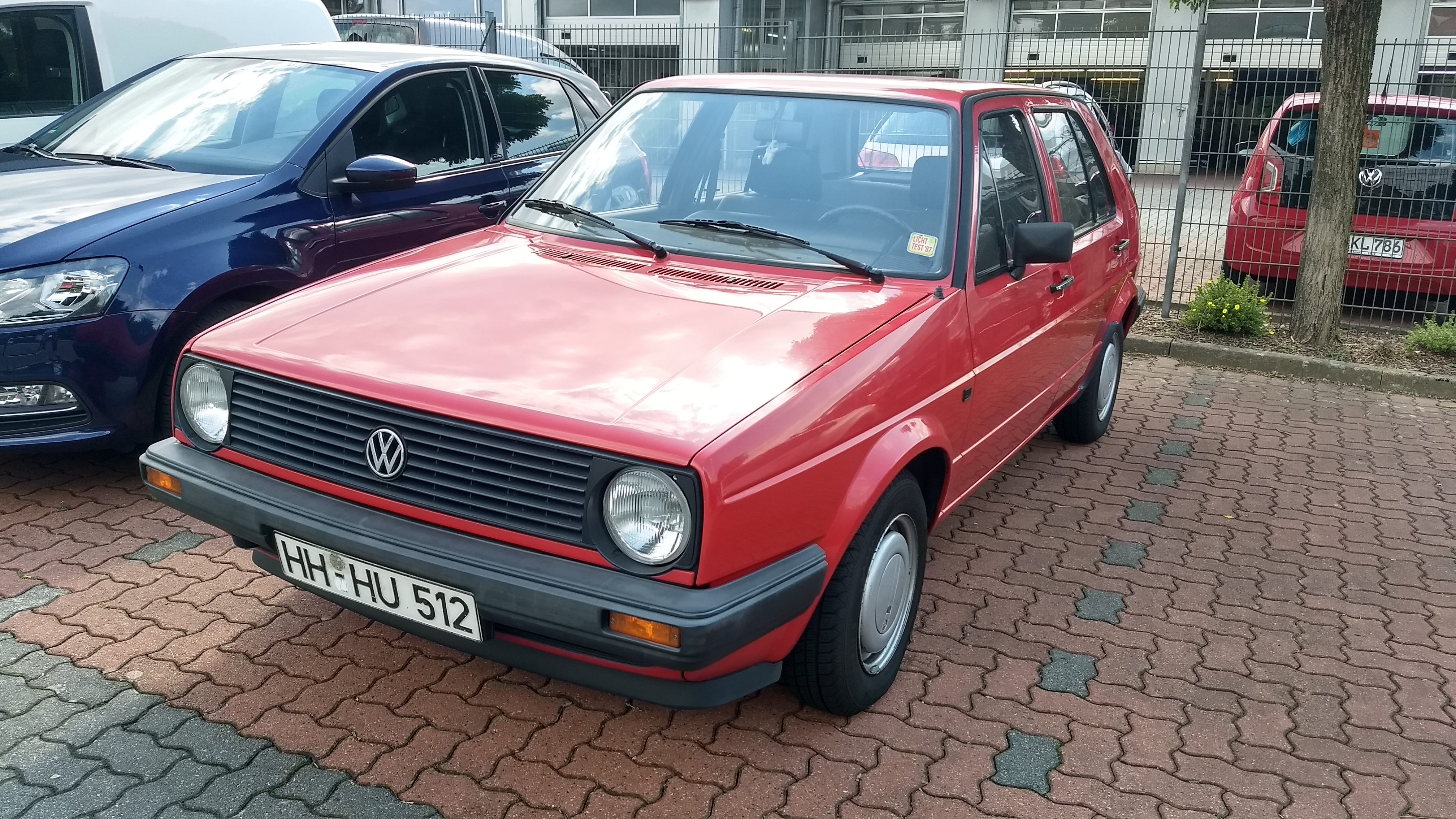
VW Golf Mk2 (C) eleje
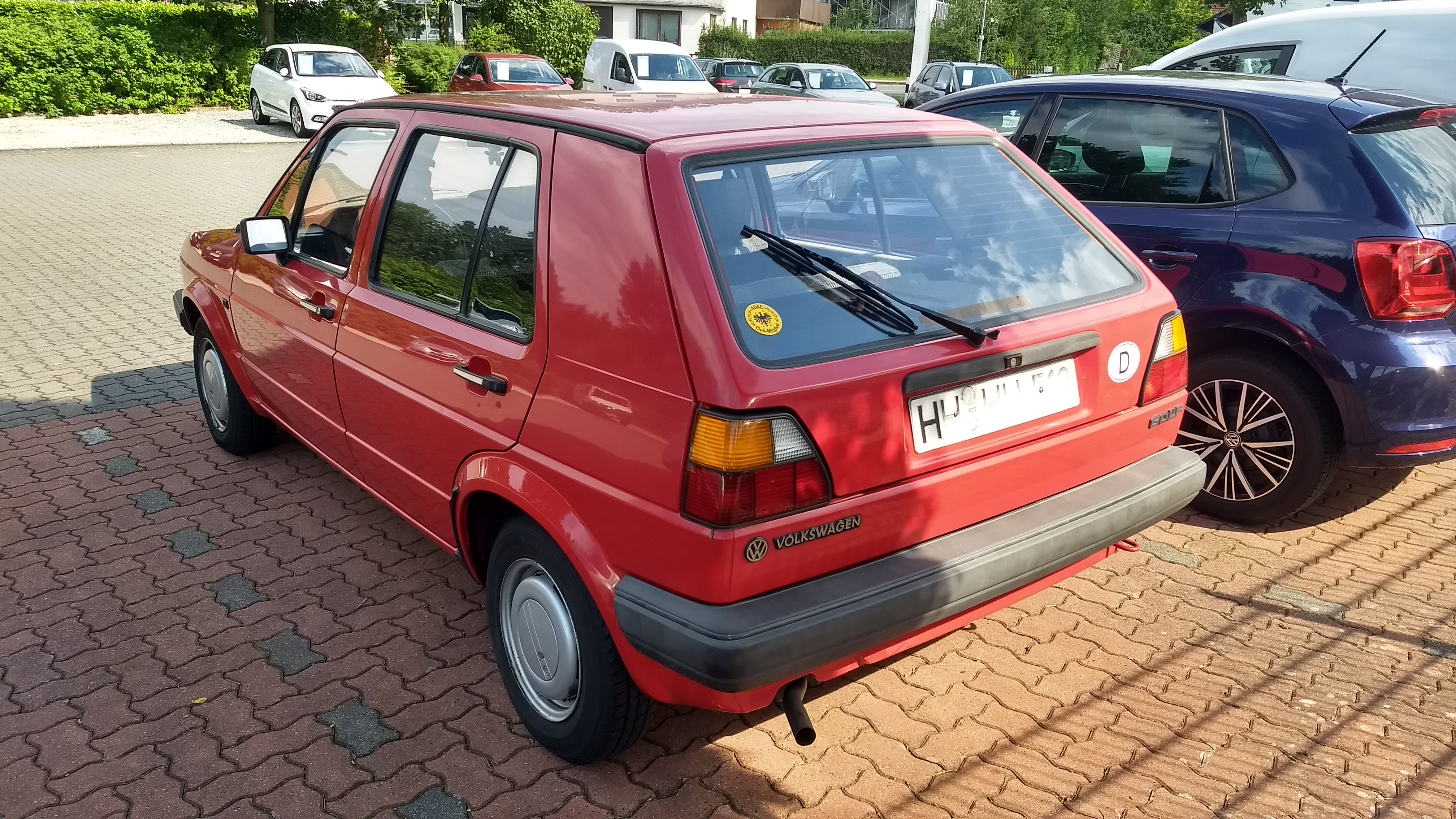
VW Golf Mk2 (C) hátulja
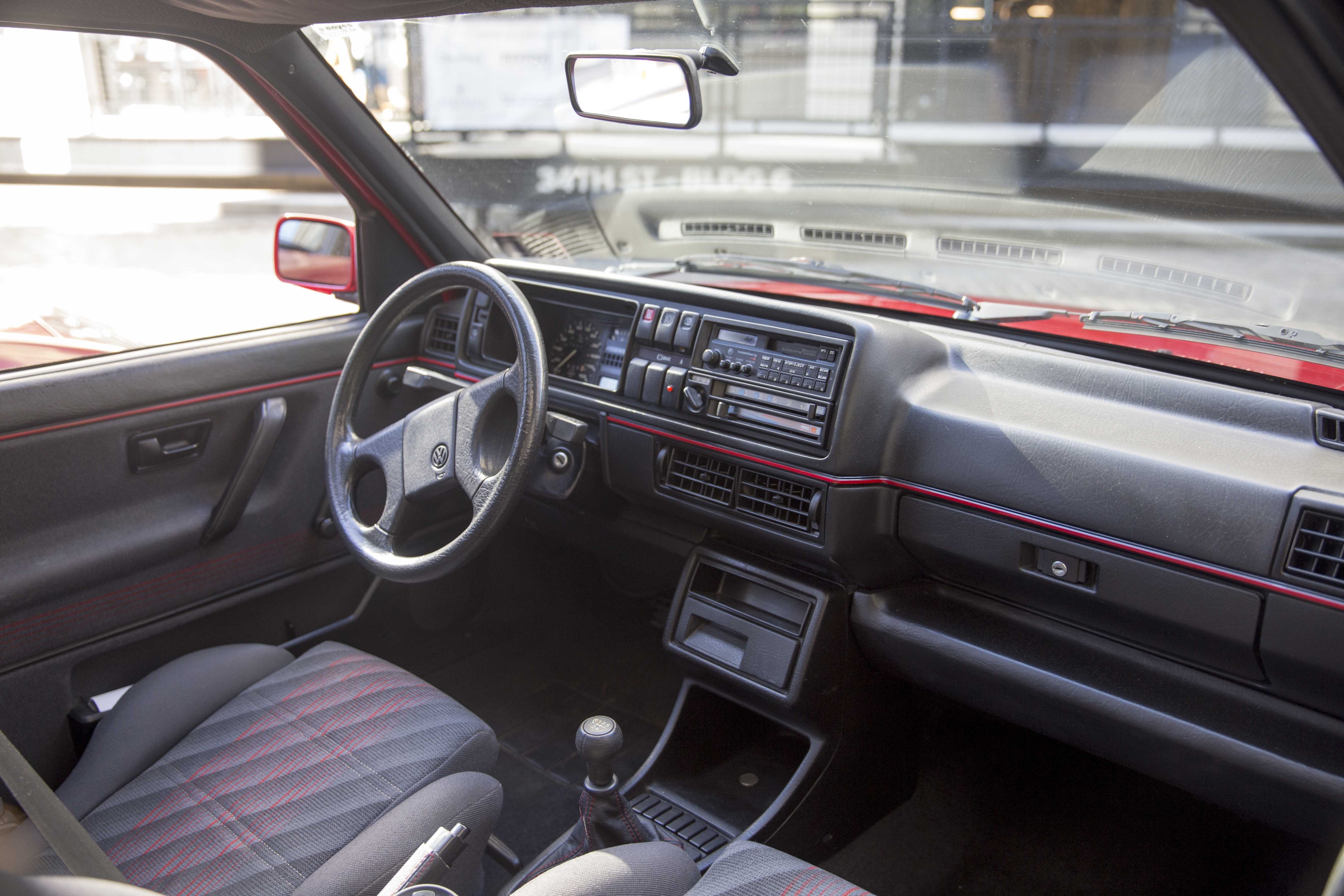
A belseje
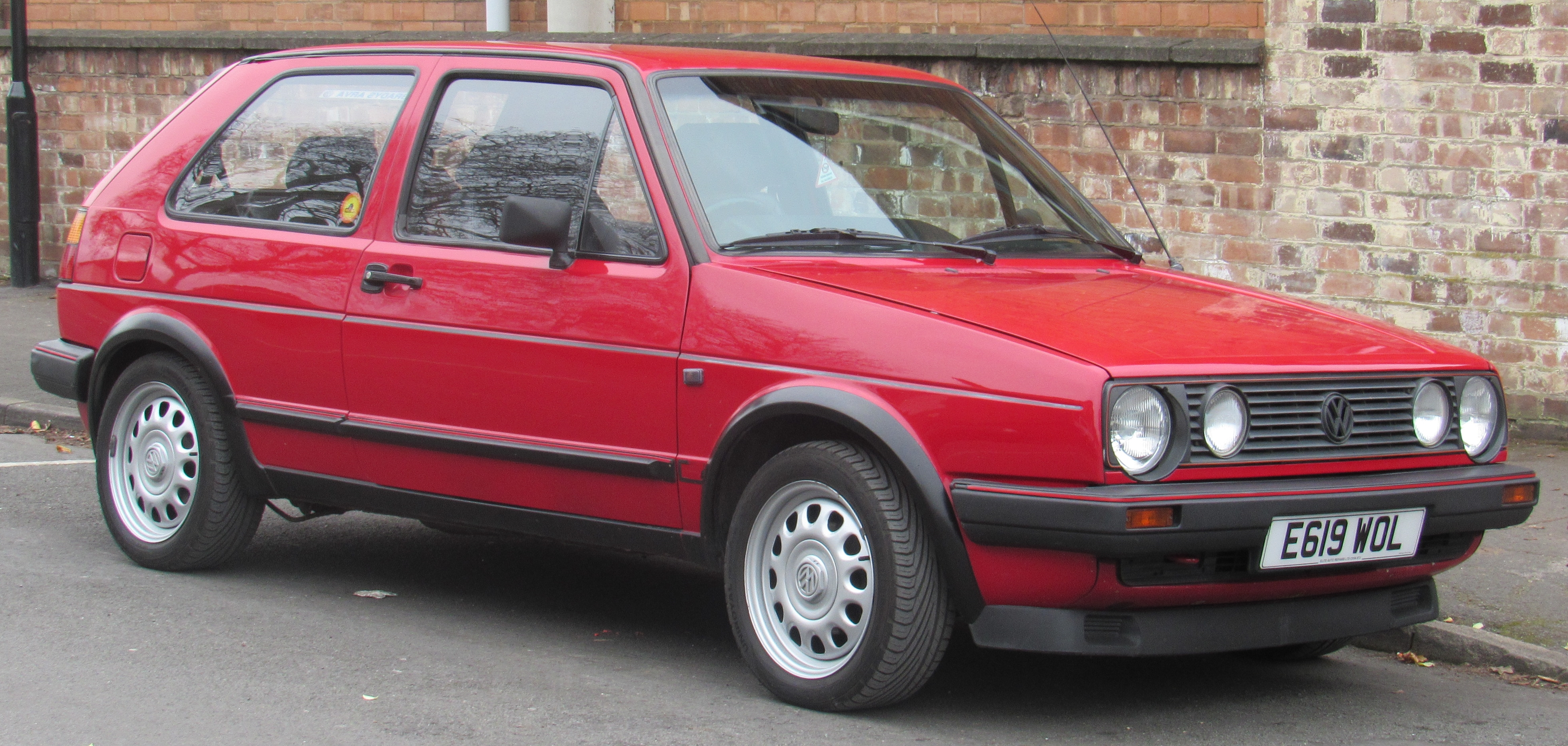
VW Golf Mk2 GTI eleje
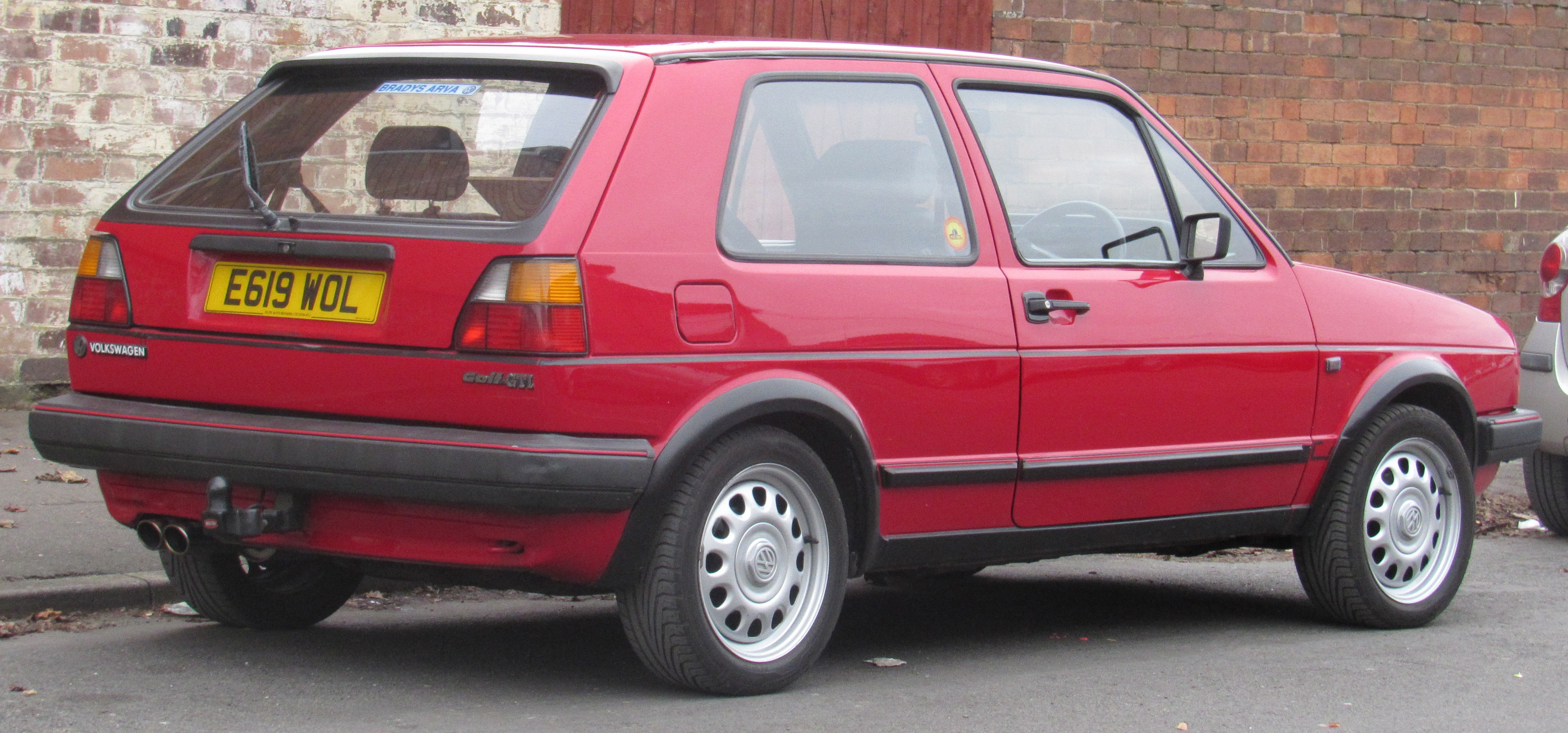
VW Golf Mk2 GTI hátulja
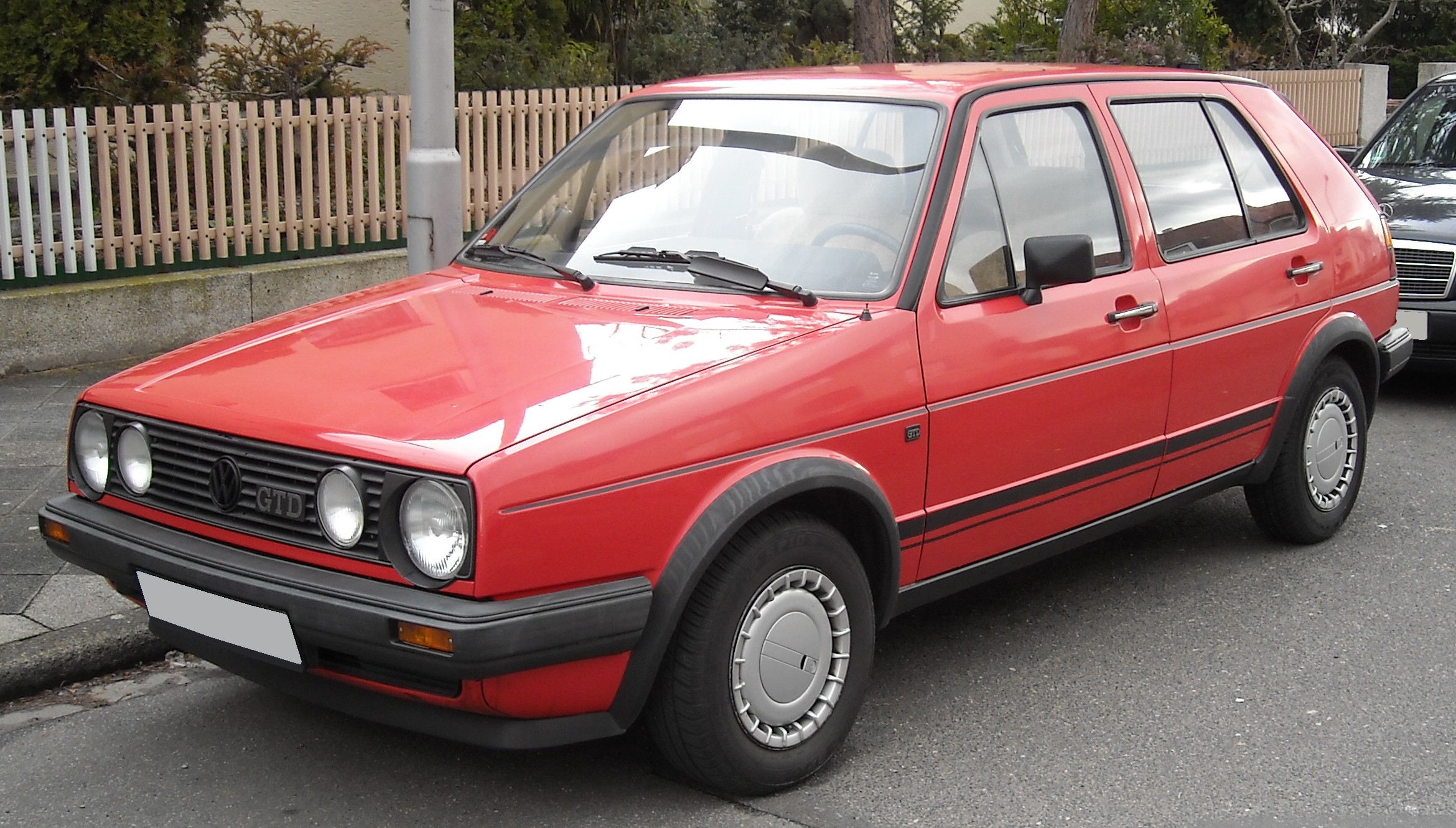
VW Golf Mk2 GTD eleje
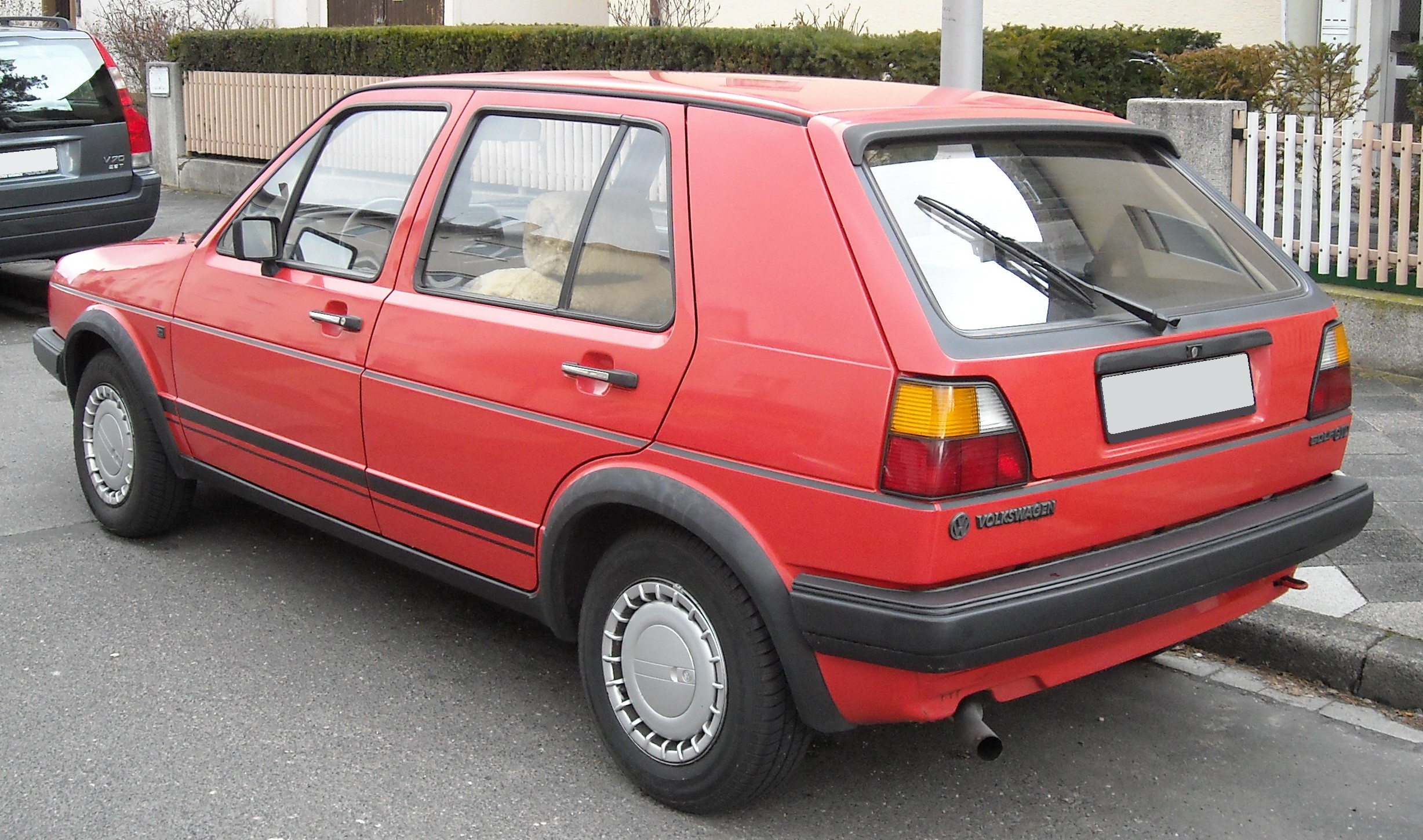
VW Golf Mk2 GTD hátulja
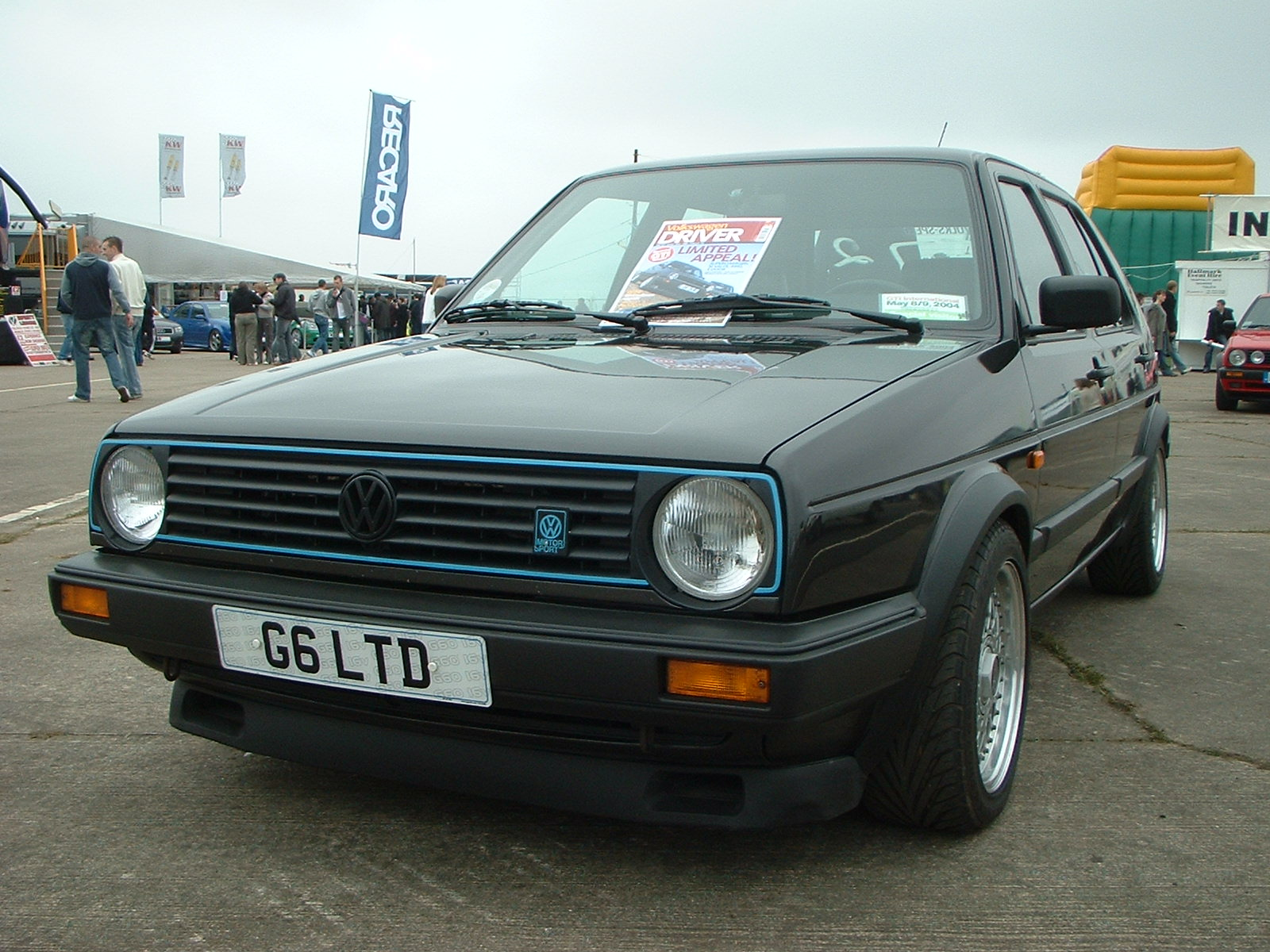
VW Golf Limited
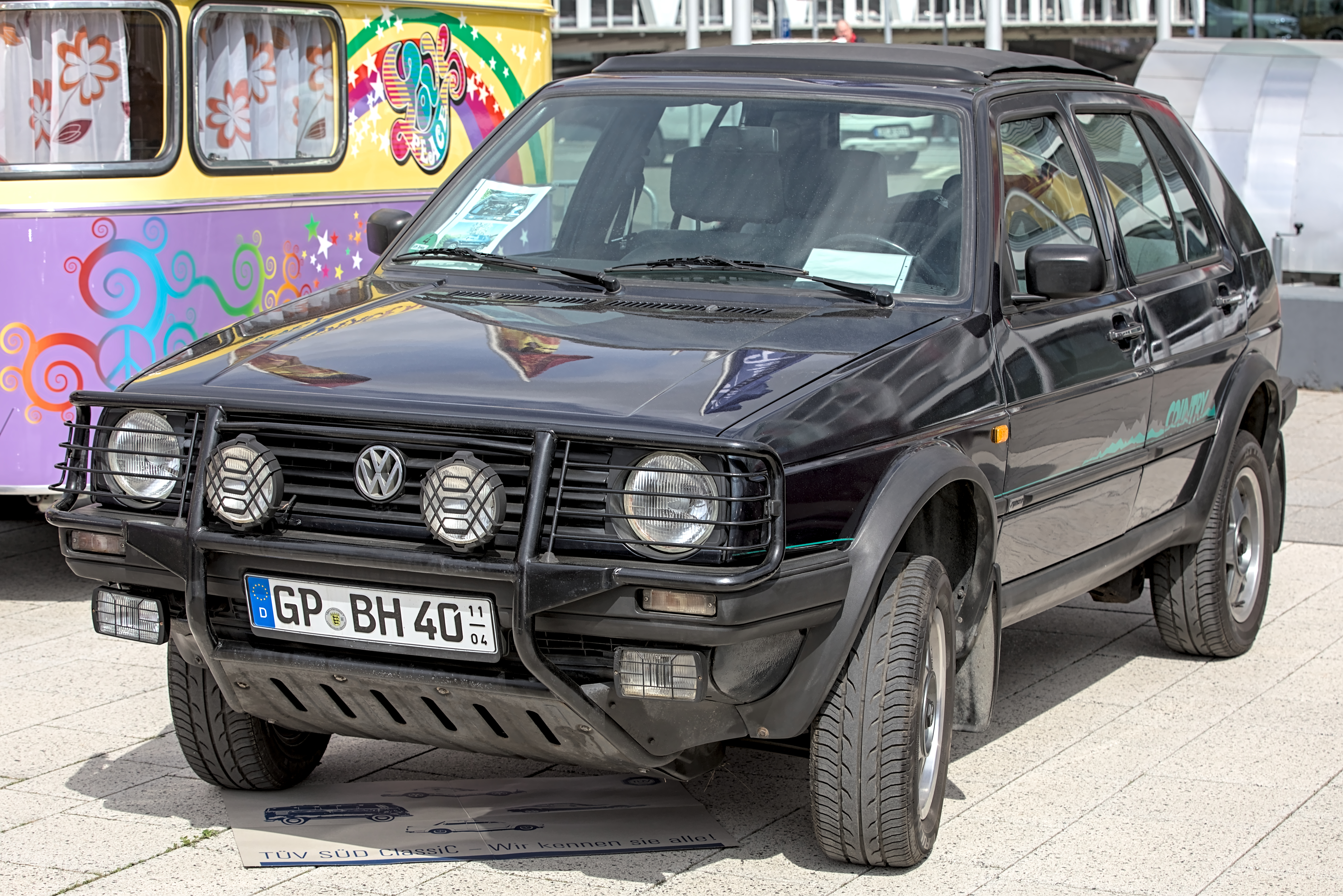
VW Golf Country eleje
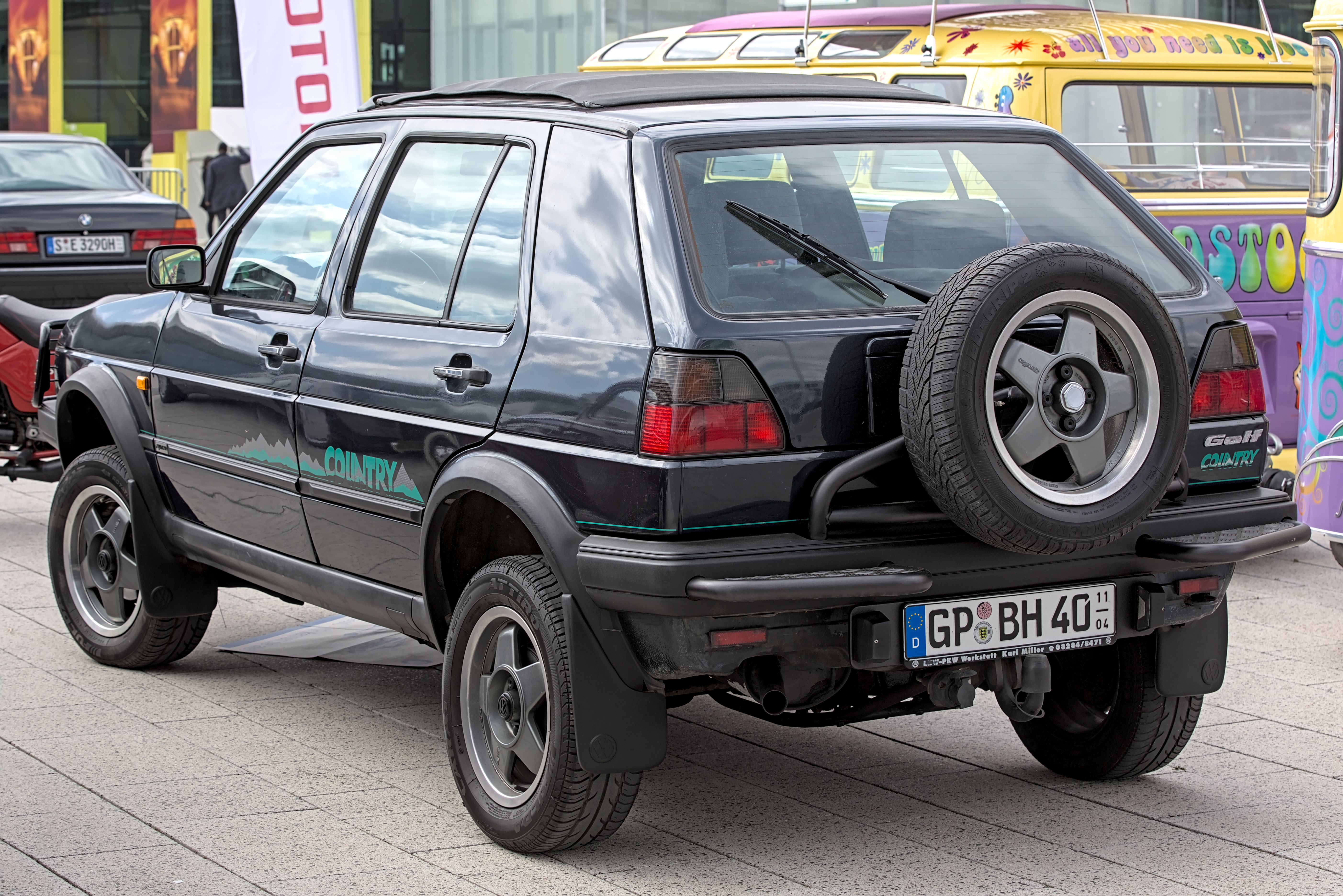
VW Golf Country hátulja
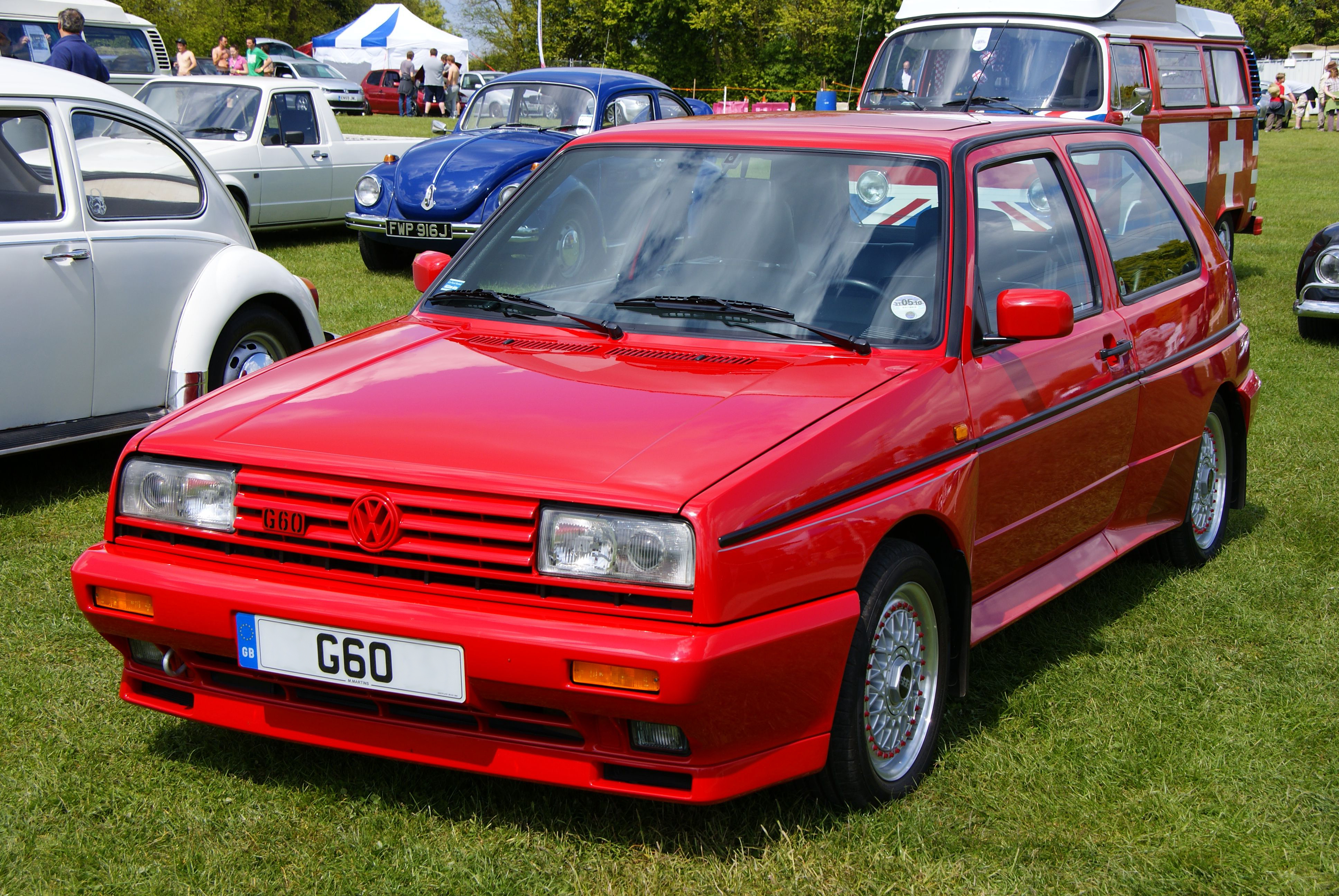
VW Rallye Golf eleje
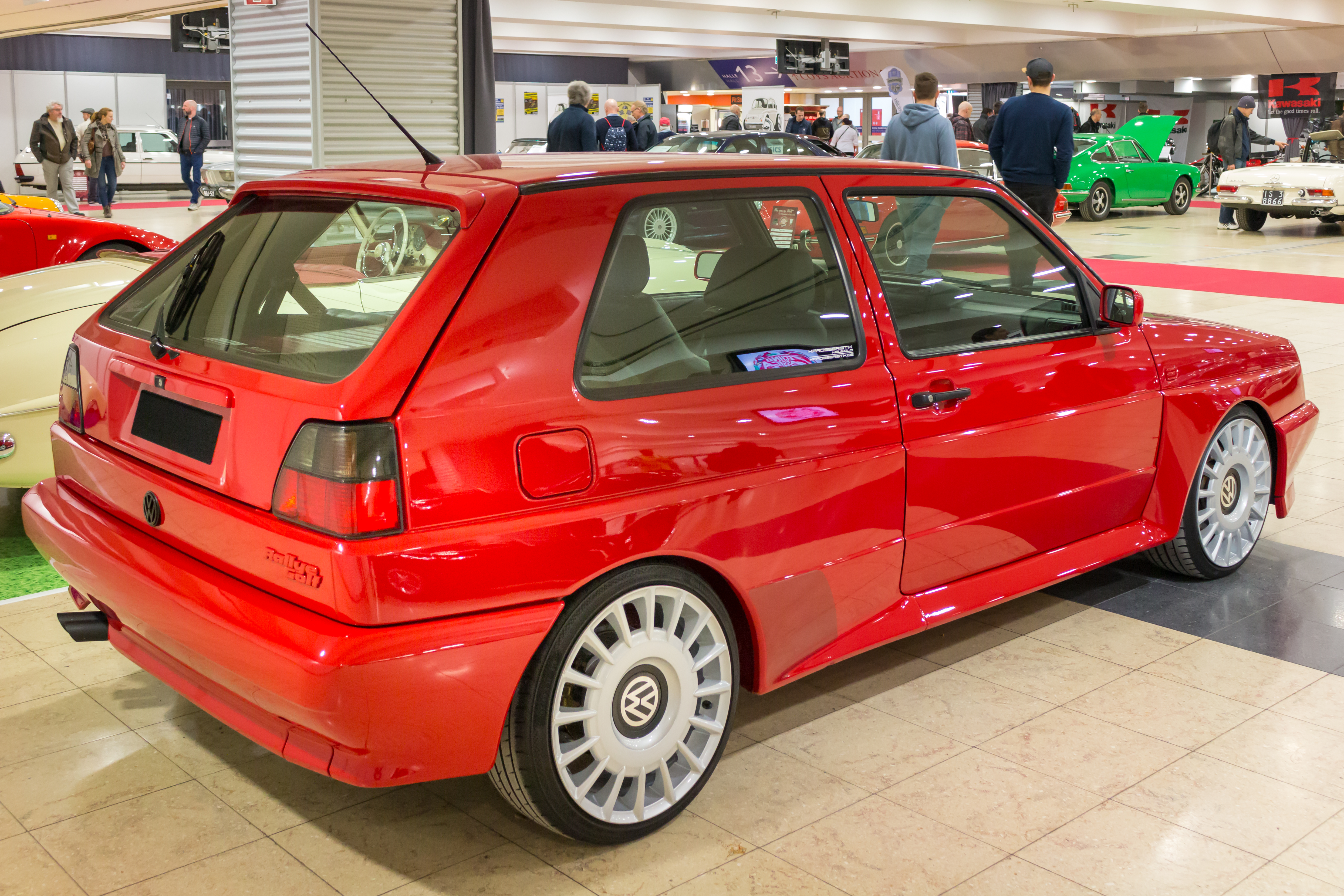
VW Rallye Golf hátulja

1983 szeptemberében mutatkozott be a második generációs Golf (Mk2), mely kissé nagyobb tengelytávval rendelkezik, a külső és a belső méretek tekintetében, miközben – lekerekítettebb formában – megtartotta az Mk1 összképet.  Az Mk2 GTI megjelenése óta egy 1,8 literes, 8 szelepes üzemanyag-befecskendezéses motort tartalmazott, 1985-ben pedig egy 16 szelepes változatot mutattak be, amely több mint 220 km/h-s sebességre képes.
1985-ben megjelentek az első négykerék-meghajtású Golfok (Golf Syncro), ugyanazzal a Syncro négykerék-meghajtással, amelyet a kompresszoros G60-as modelleknél alkalmaztak, és 1989-ben, a kontinentális Európában kizárólag 120 kW (161 LE; 163 LE) teljesítménnyel és blokkolásgátló fékekkel (ABS).
Az Mk2-alapú második generációs Jetta-t 1984 januárjában mutatták be. Nem volt Mk2-alapú kabriómodell; ehelyett az Mk1 Cabriolet az Mk2 teljes gyártási ciklusa alatt folytatódott.

### Harmadik generáció (1991-1998)
- VW Golf Mk3
- VW Golf Mk3 Variant
- VW Golf Mk3 Cabriolet
- VW Golf Mk3 CitySTROMer
- VW Golf Mk3 GTI
- VW Golf A59
- VW Golf Mk3 TDI
- VW Golf Mk3 VR6
- VW Golf Mk3 SDI

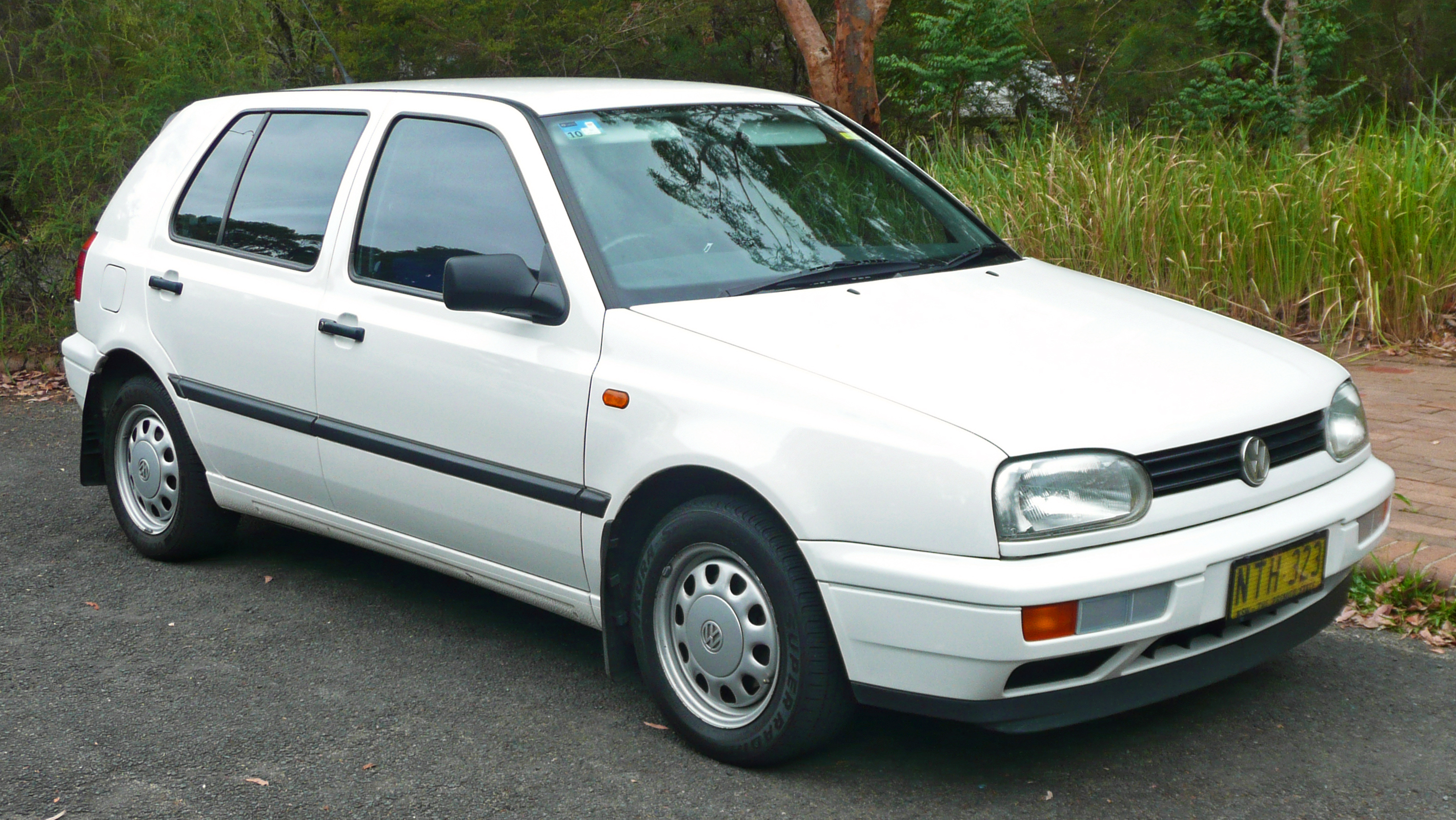
VW Golf Mk3 eleje
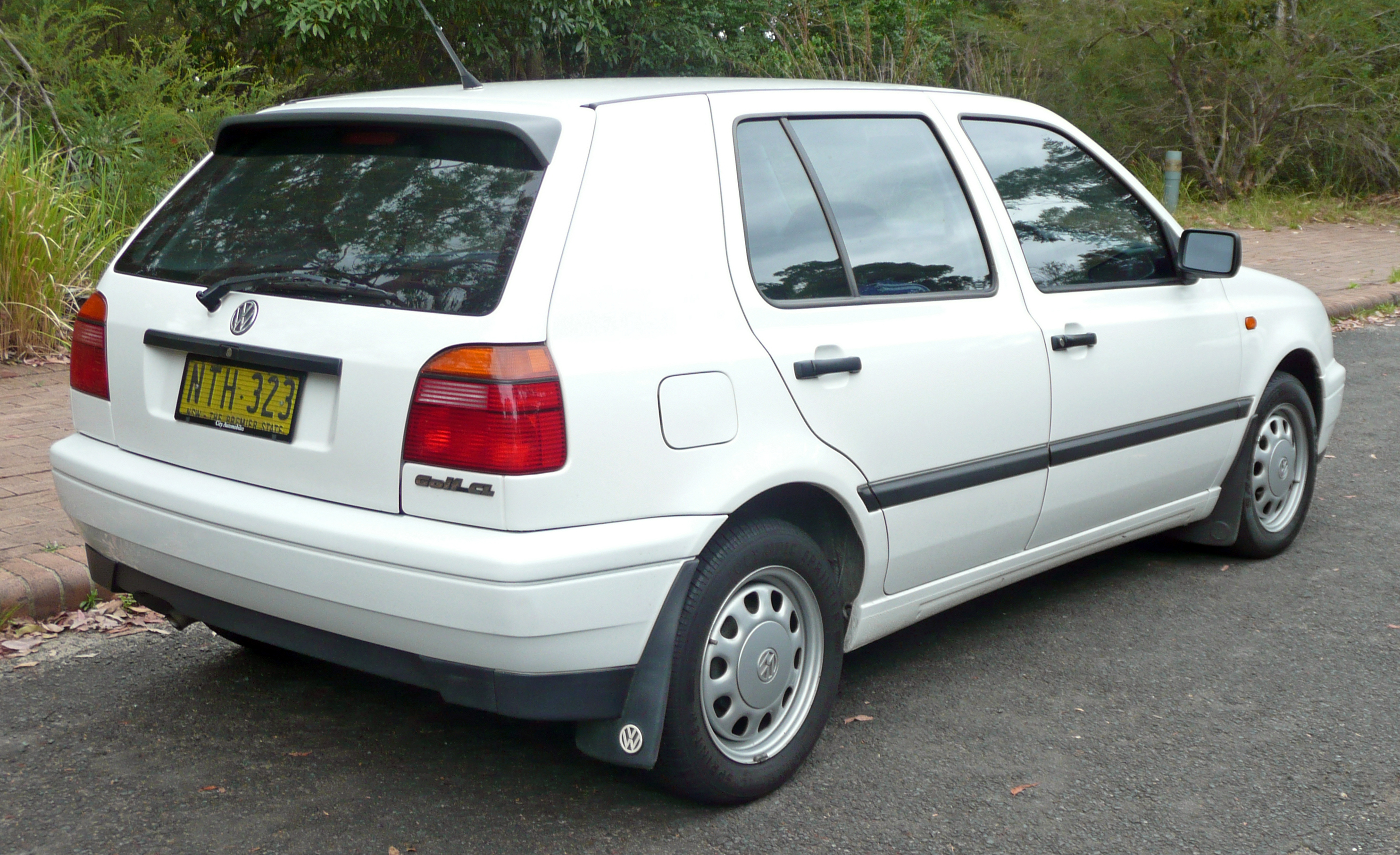
VW Golf Mk3 hátulja
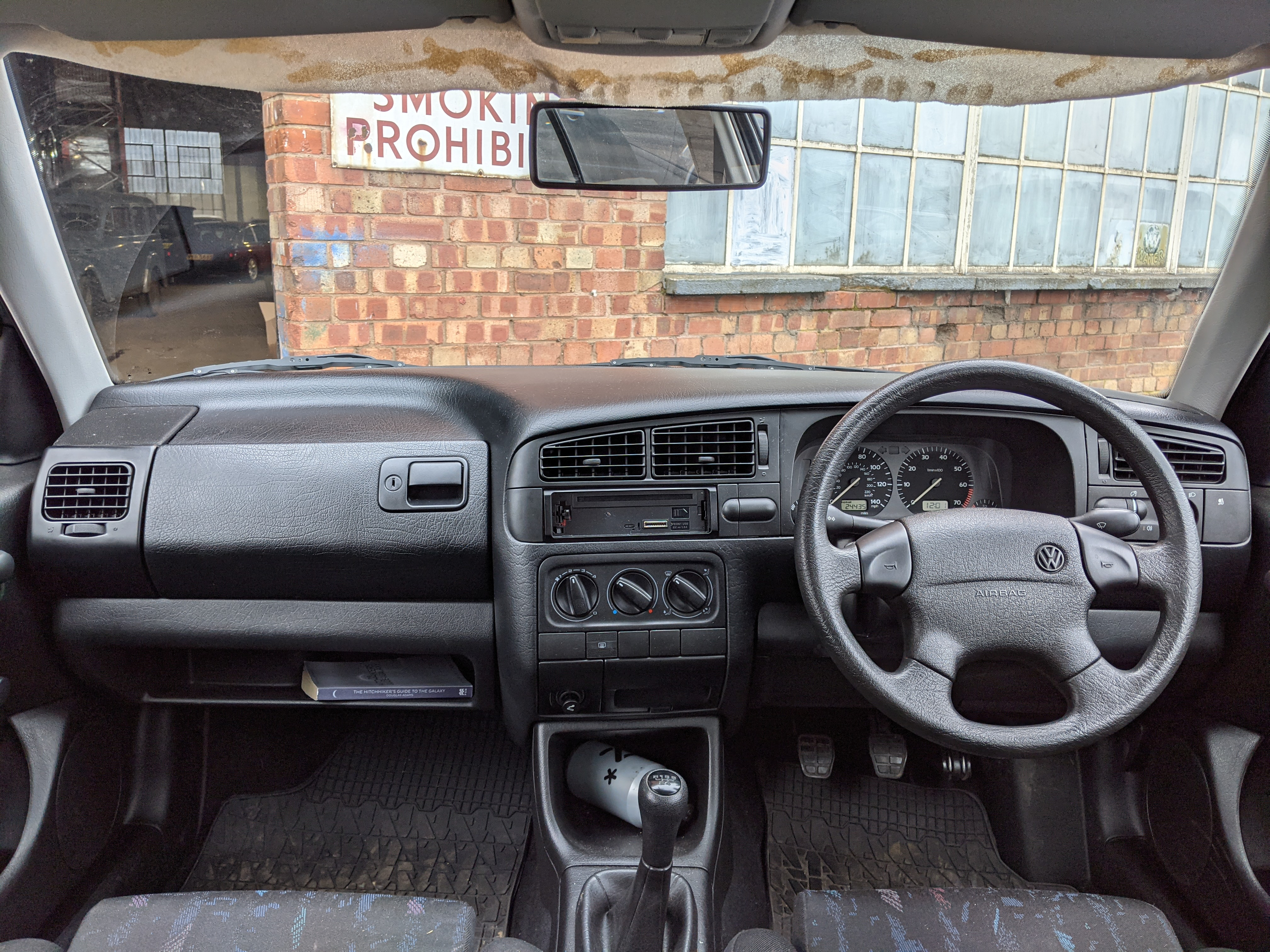
A belseje
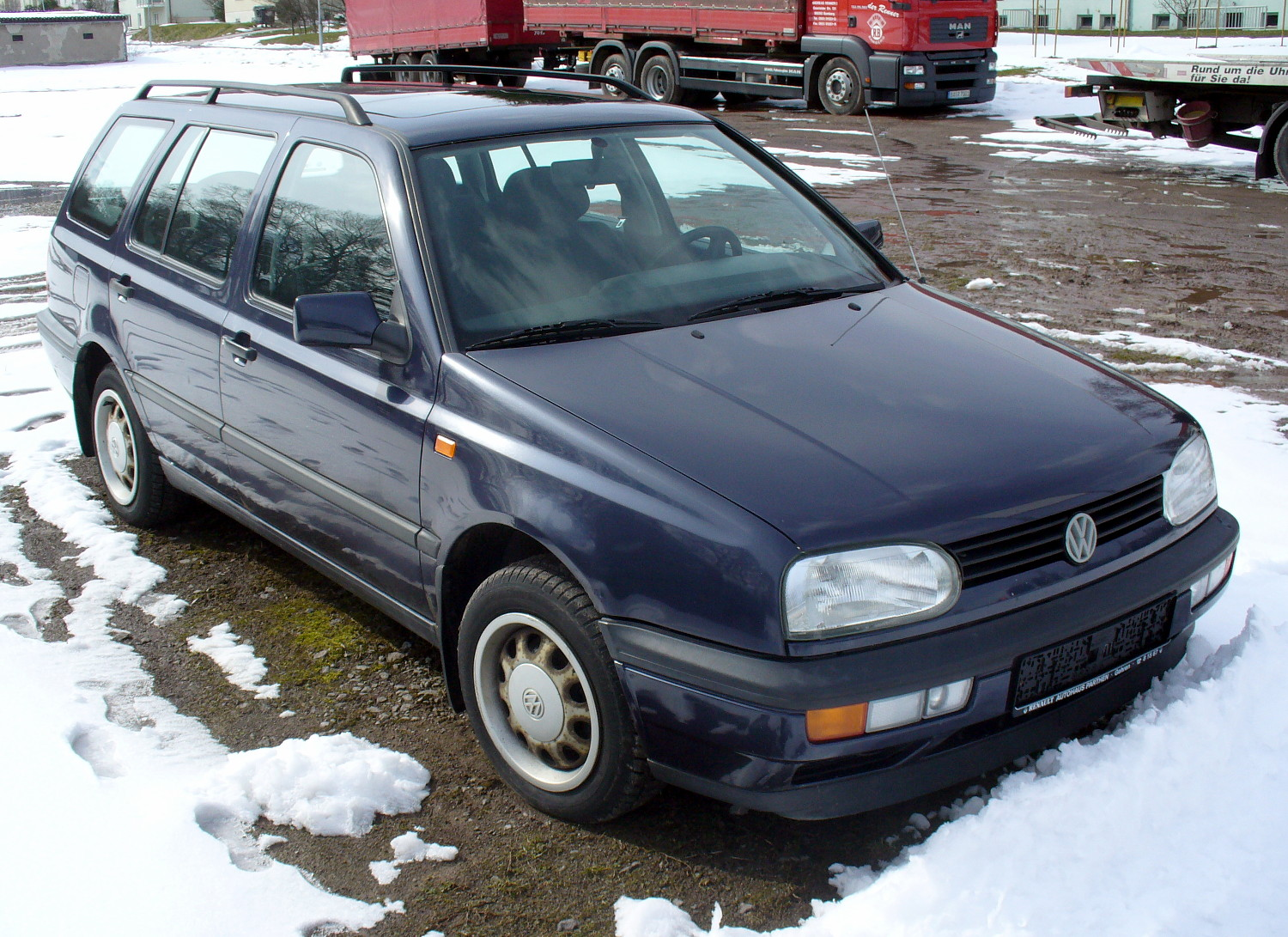
VW Golf Mk3 Variant eleje
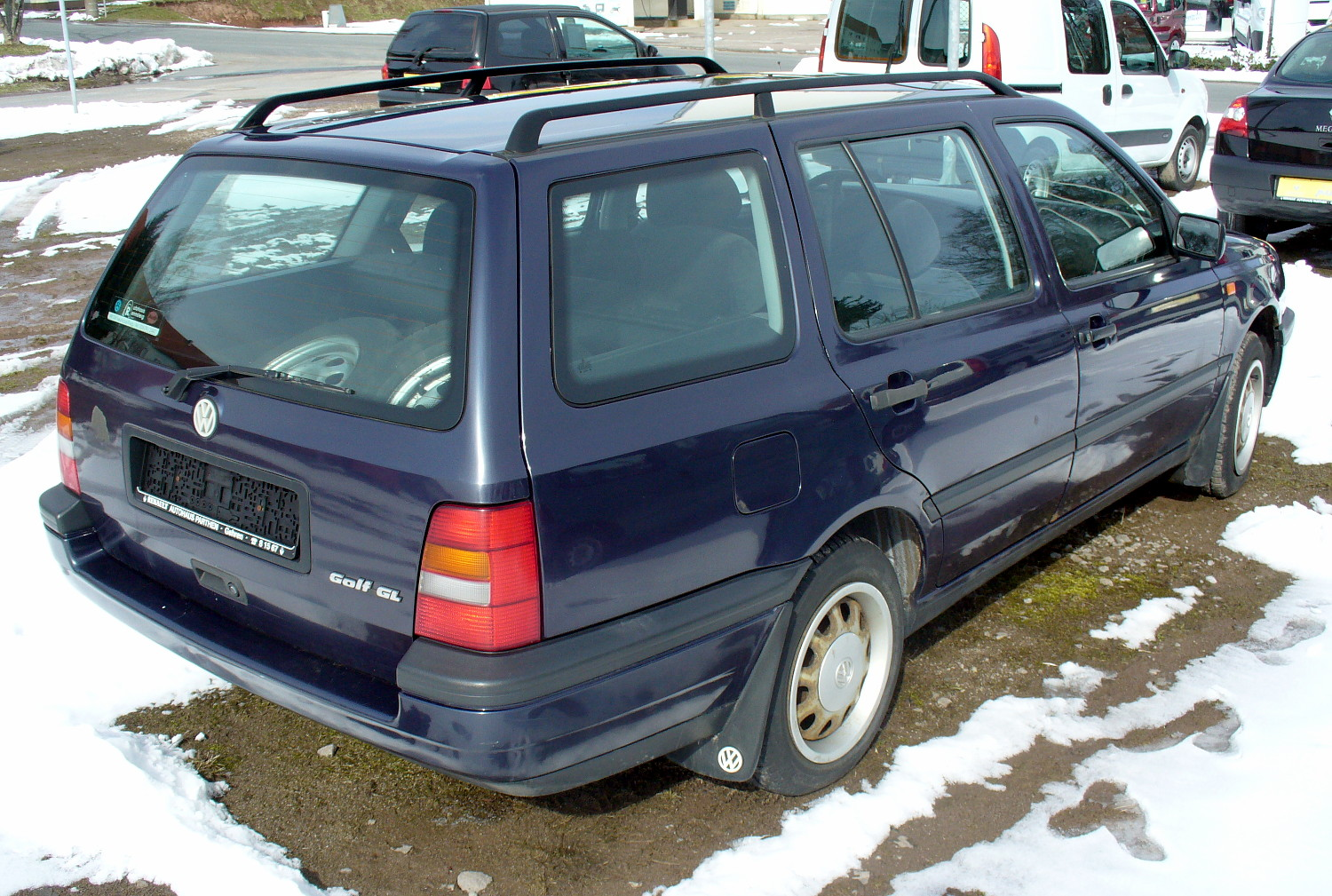
VW Golf Mk3 Variant hátulja
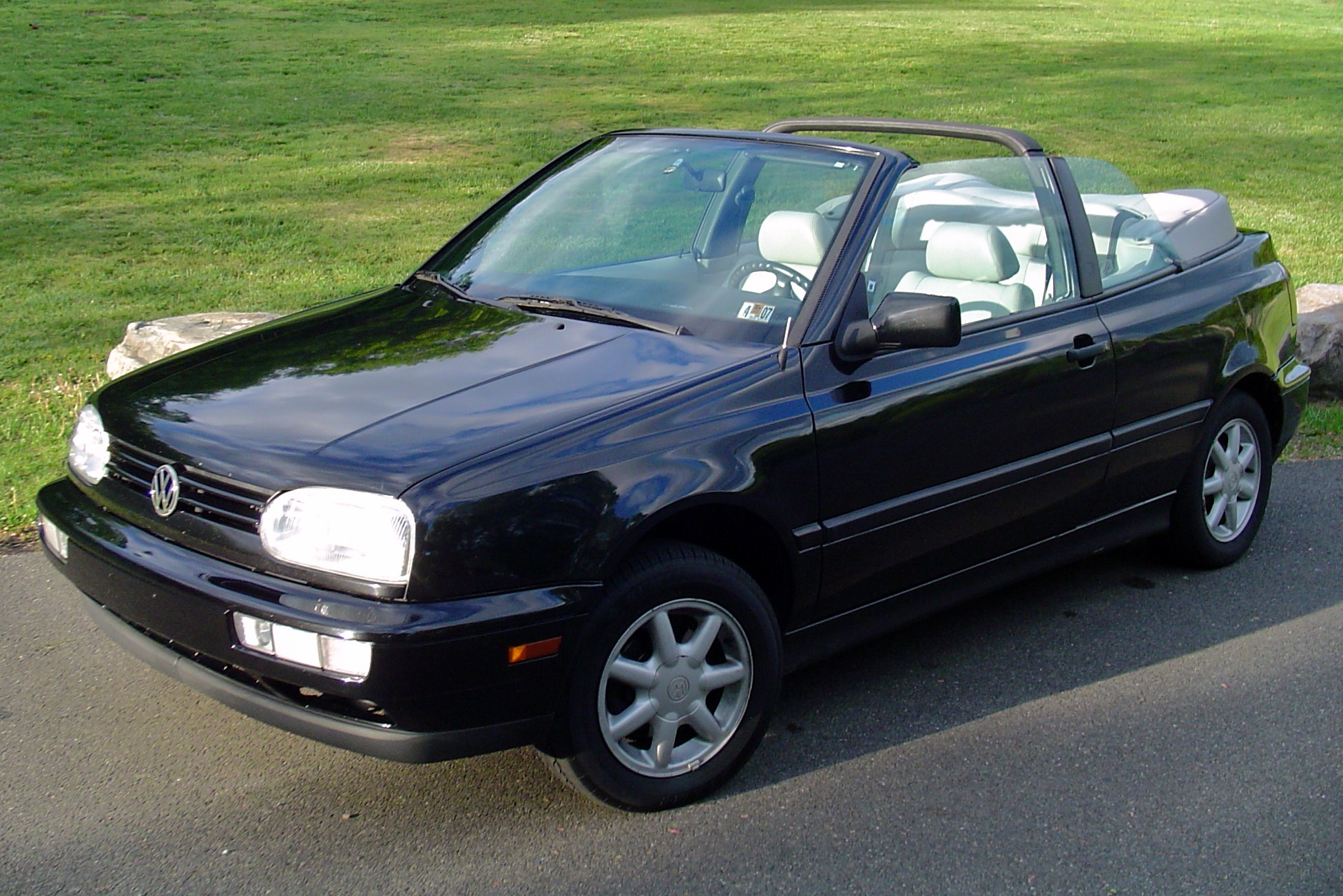
VW Golf Mk3 Cabriolet eleje
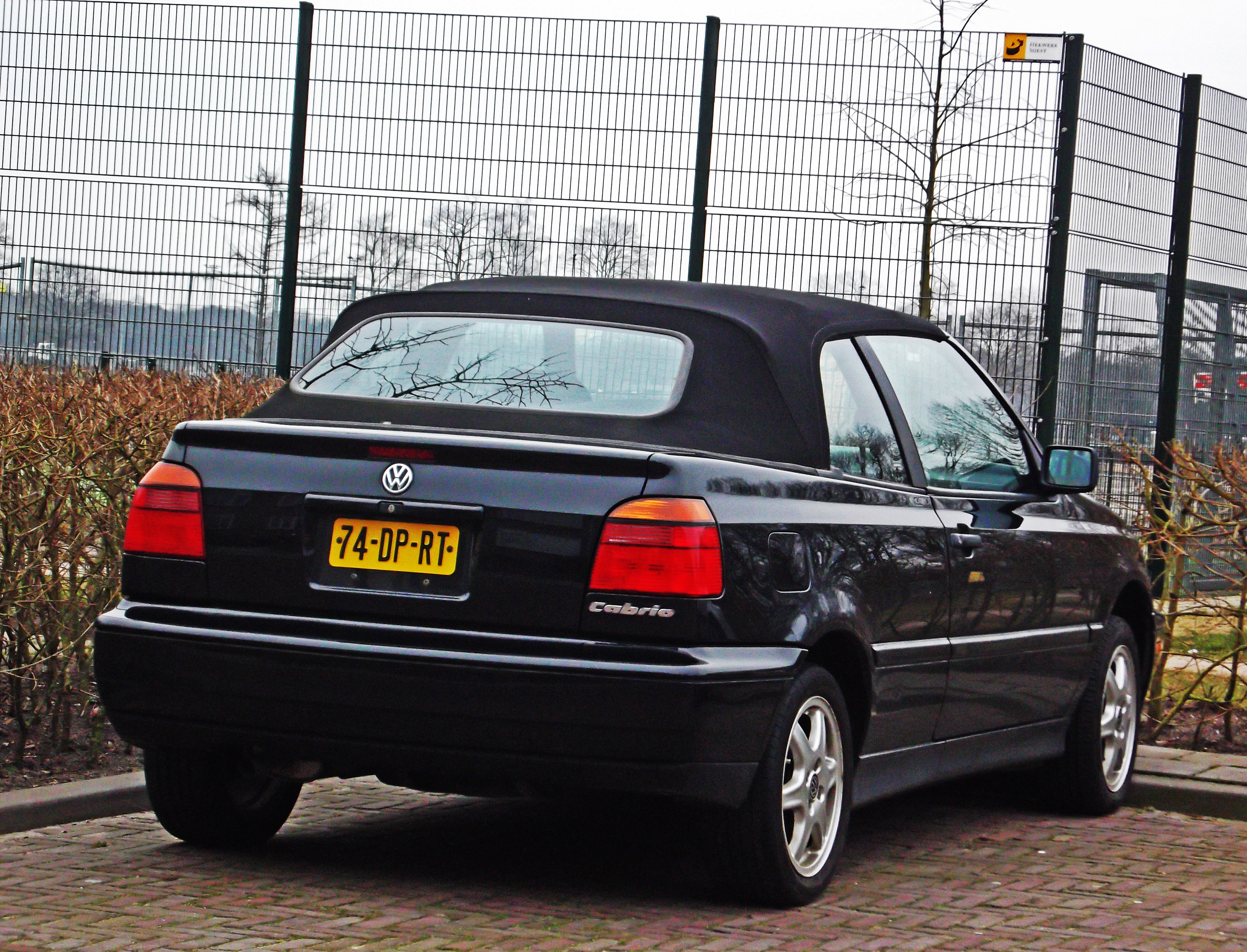
VW Golf Mk3 Cabriolet hátulja
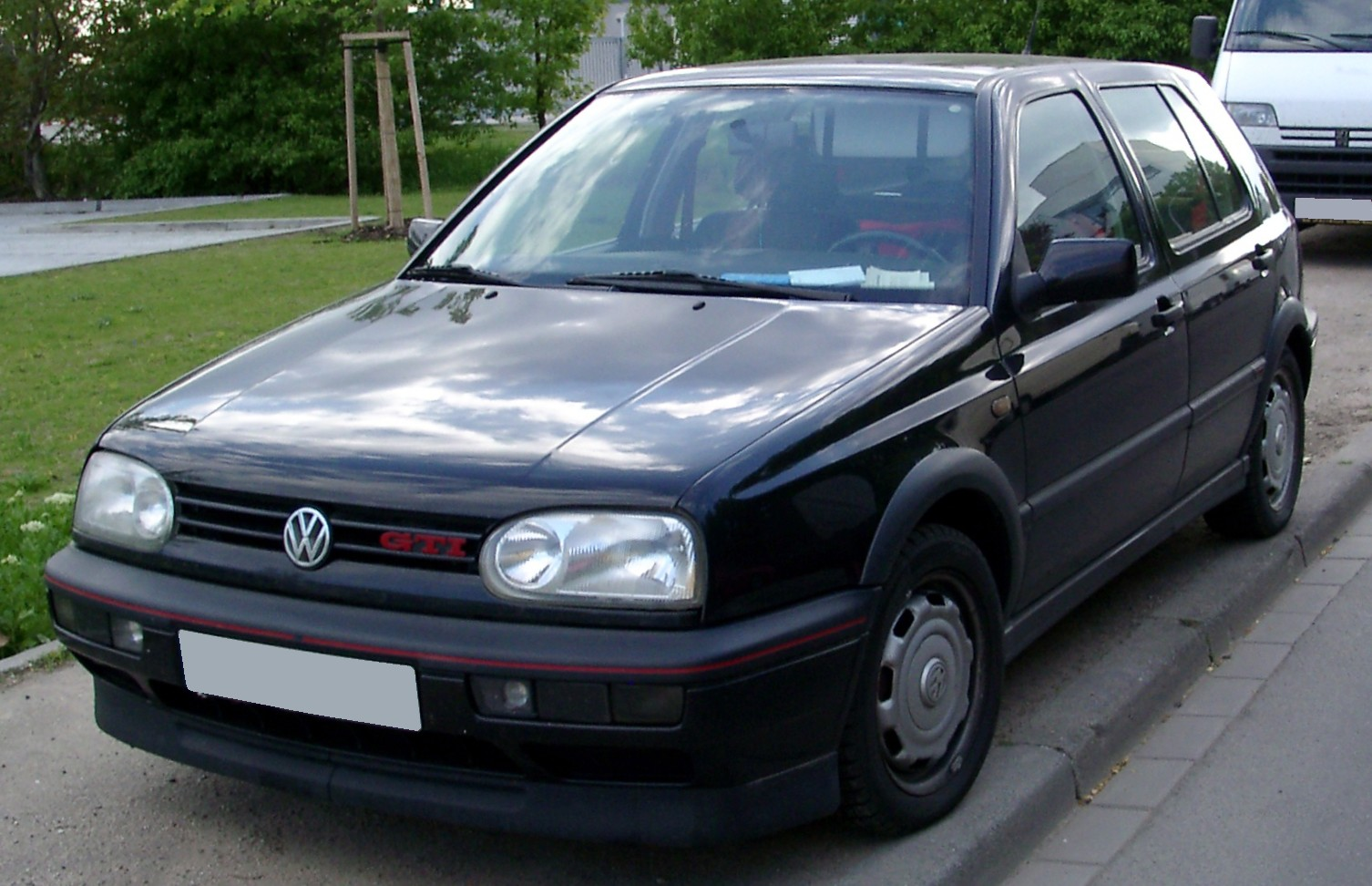
VW Golf Mk3 GTI eleje
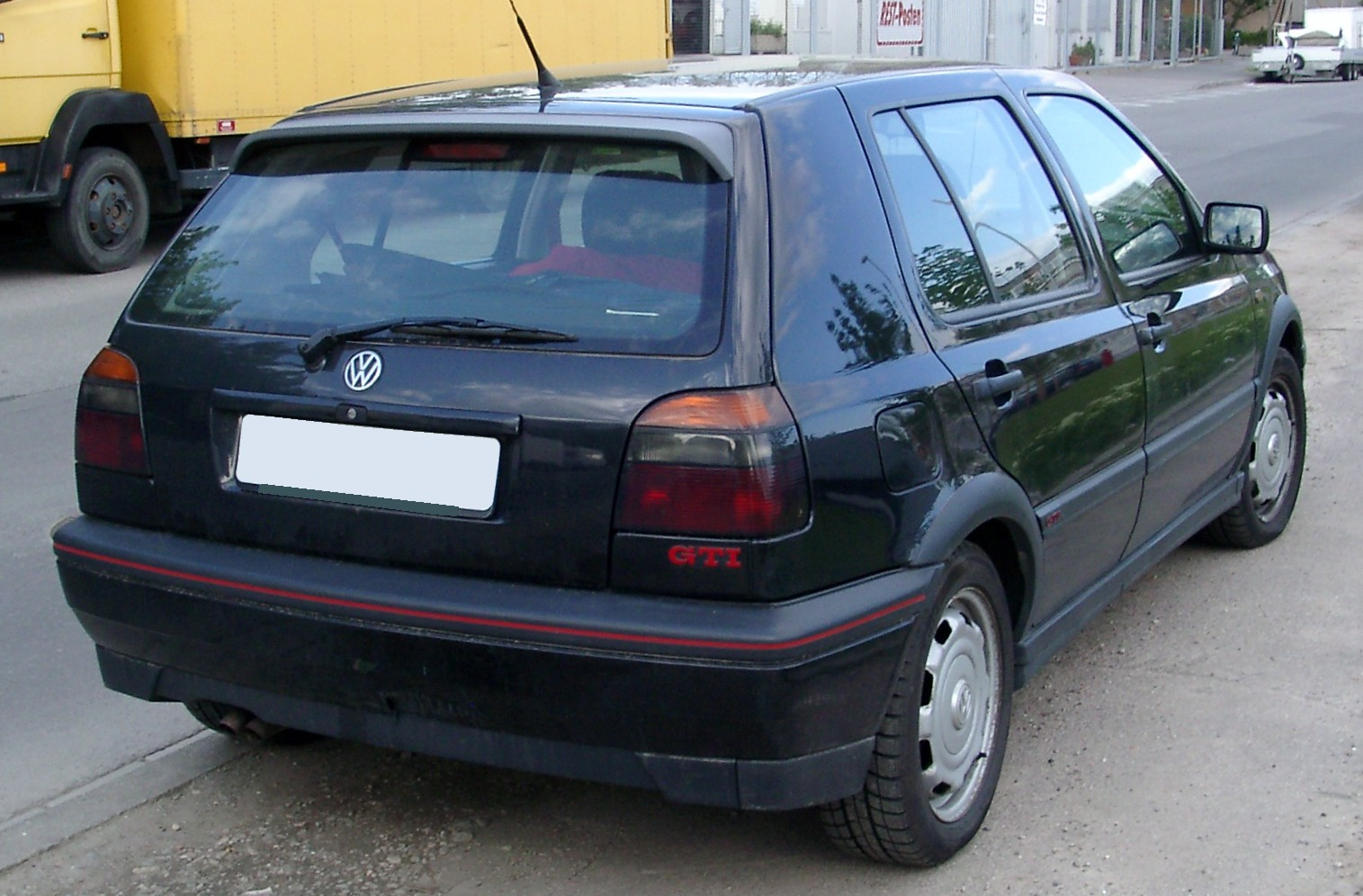
VW Golf Mk3 GTI hátulja

A harmadik generációs Golf (Mk3) 1991 augusztusában debütált a hazai piacon, és ismét kismértékben nőtt közvetlen elődjéhez képest, miközben tengelytávja változatlan maradt.
Az új motorok között szerepelt az első turbófeltöltős közvetlen befecskendezéses (TD) dízelmotor egy Golfban, valamint egy keskeny szögű, 2,8 literes VR6-os motor. Az Egyesült Államok Környezetvédelmi Ügynöksége (EPA) szerint becsült üzemanyag-fogyasztása 9,0 l/100 km városban és 7,4 l/100 km autópályán, 420 km-t képes megtenni tankolásonként városban és 584 km-t autópályán. 1993 szeptemberében csatlakozott a sorhoz egy Golf kombi (Golf Variant), bár a legtöbb piac csak 1994 elején kapta meg ezt a modellt. Ezzel egy időben egy teljesen új, Mk3-ból származó kabriót is bemutattak, amely a 13 éves Mk1-alapú változatot egy Mk3 Golf platformon alapulóra cserélte. Az Mk3 Golf Cabrio Mk4-stílusú arculatváltást kapott. 1999 végén, és 2002-ig folytatódott gyártása.
A VW Vento (vagy Észak-Amerikában Jetta) névre keresztelt bevágásos változatot 1992 januárjában mutatták be. 1992-ben ez volt az Európai Év Autója, megelőzve az új Citroën ZX-et és a General Motors új Opel Astra modelljét.
Az Mk3-at 1999-ig árulták az Egyesült Államokban, Kanadában és Dél-Amerika egyes részein, Mexikóban is "Mi" néven speciális kiadásként (alapvetően egy Golf CL 4 ajtós, hozzáadott klímával, speciális belsővel, eredeti felszereléssel ( OEM) feketére színezett hátsó féklámpákkal és blokkolásgátló fékekkel (ABS), de gyárilag beszerelt rádió nélkül). A "Mi"-ben az "i" piros színű, ami azt jelzi, hogy többpontos üzemanyag-befecskendezést szereltek fel, és az 1,8 literes motort 2,0 literesre frissítették. Fűtött üléseket kínáltak minden burkolaton.

### Negyedik generáció (1997-2006)
- VW Golf Mk4
- VW Golf Mk3.5 Cabriolet
- VW Golf Mk4 Variant
- VW Golf Mk4 GTI
- VW Golf V6 4Motion
- VW Golf Mk4 R32
- VW Golf VR6 Syncro

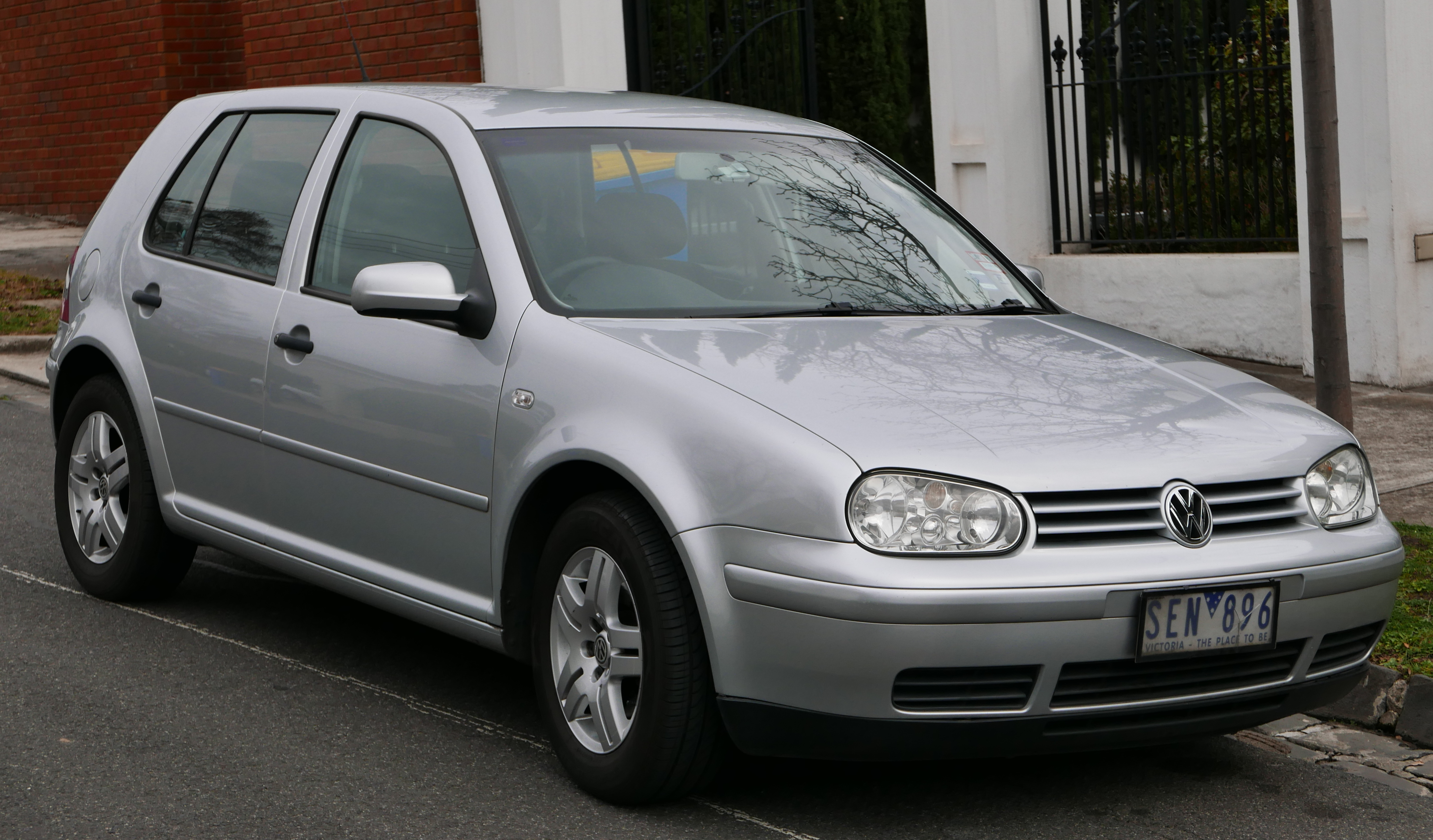
VW Golf Mk4 eleje
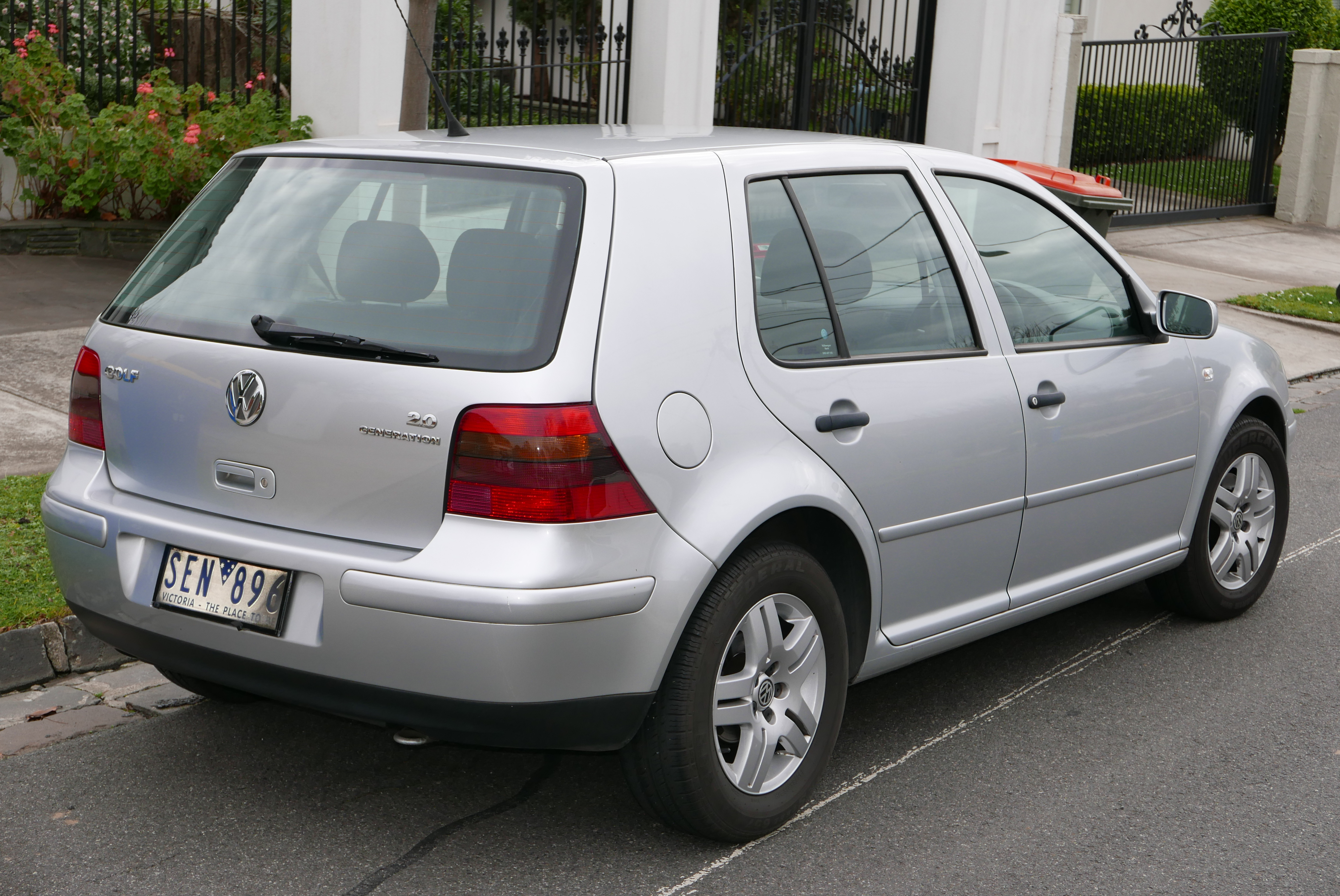
VW Golf Mk4 hátulja
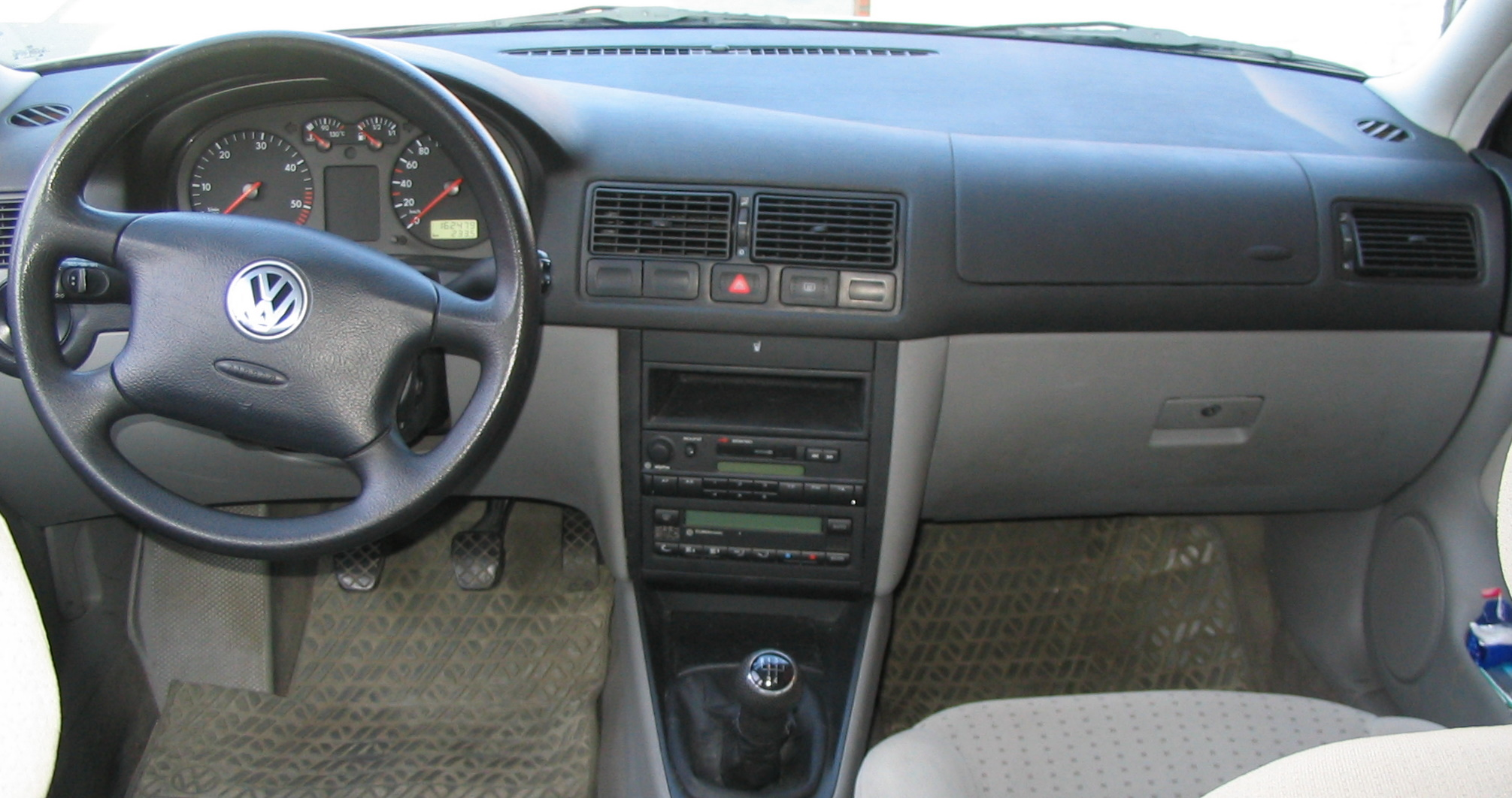
A belseje
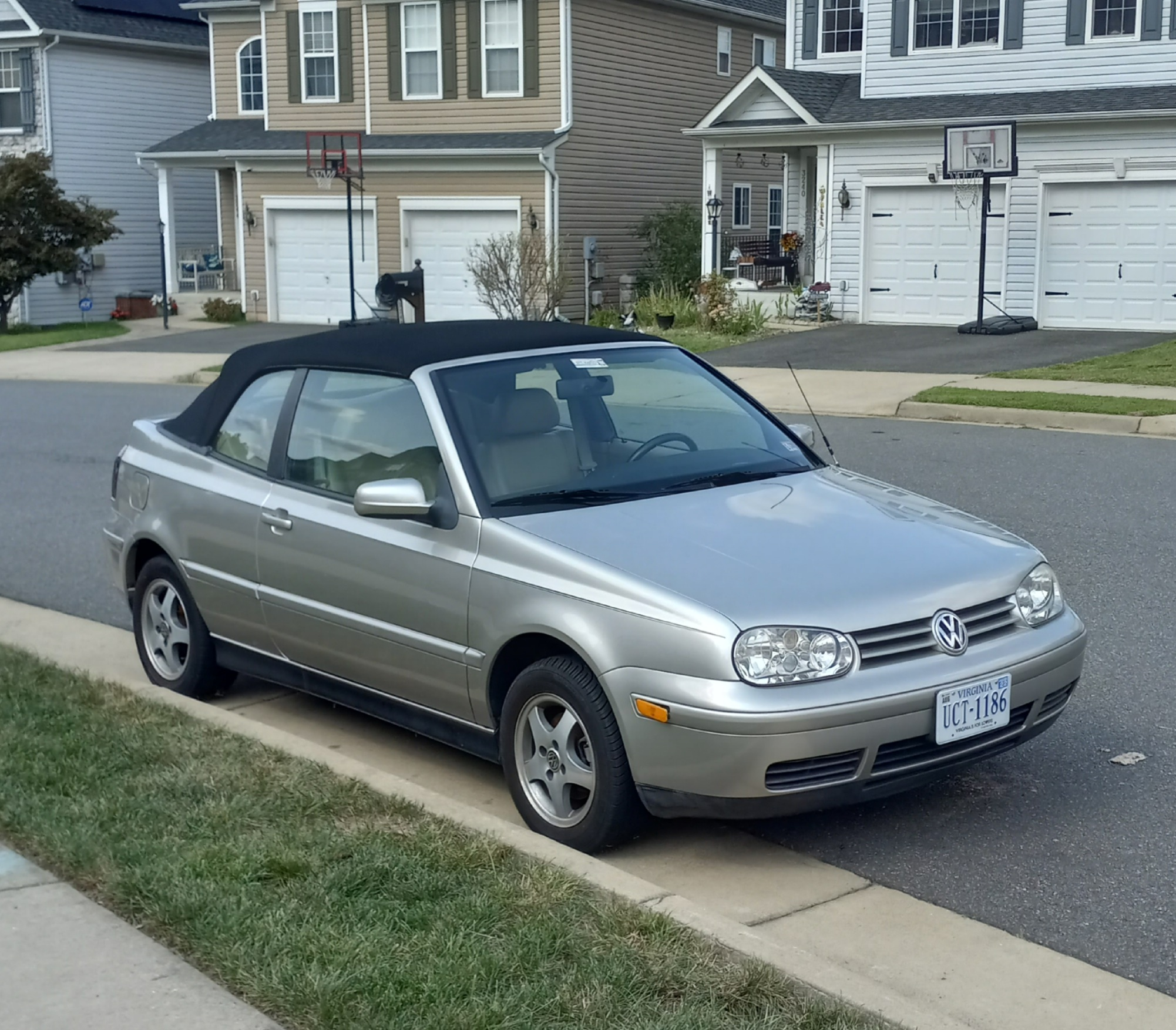
VW Golf Mk3.5 Cabriolet eleje
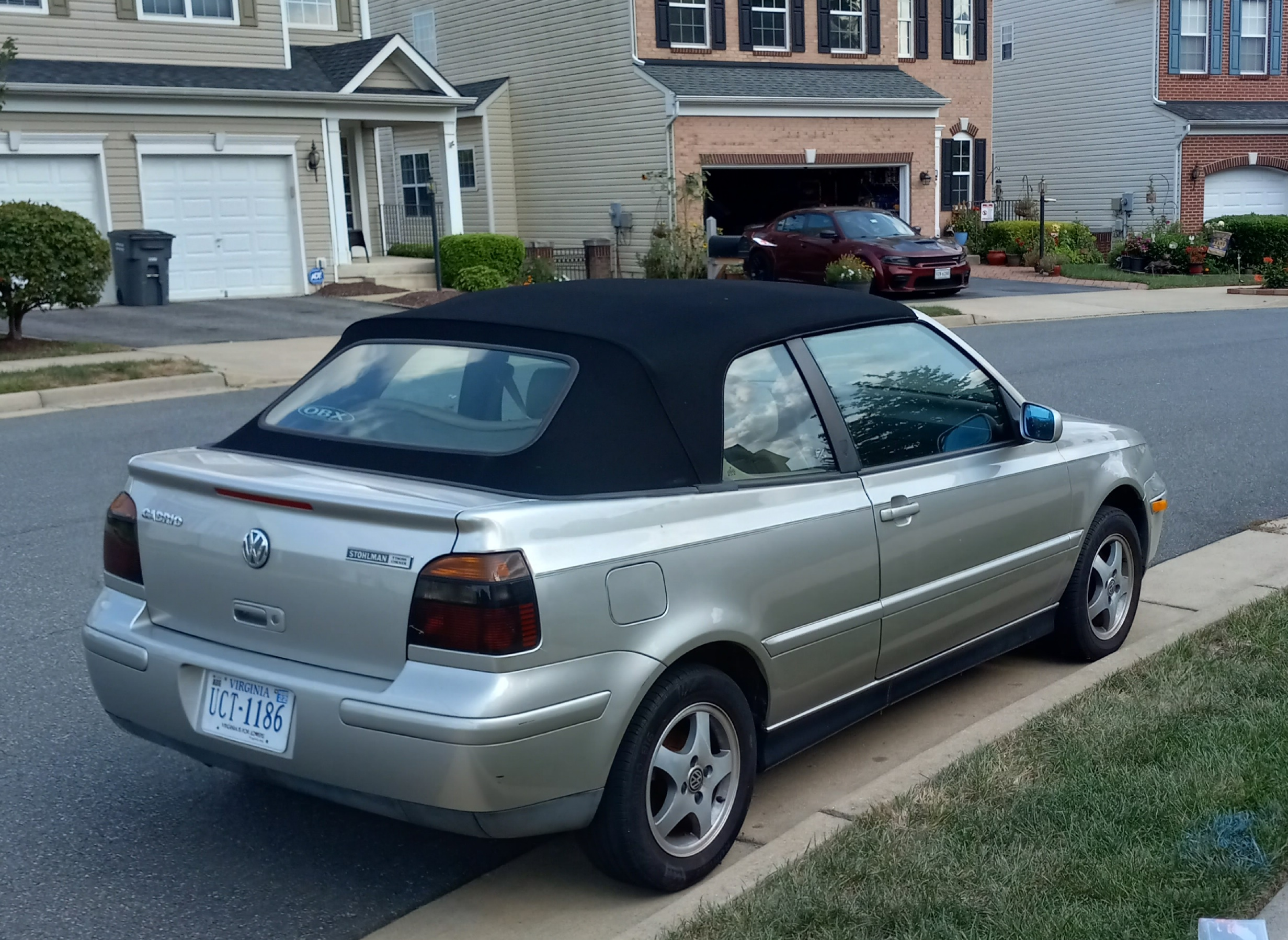
VW Golf Mk3.5 Cabriolet hátulja
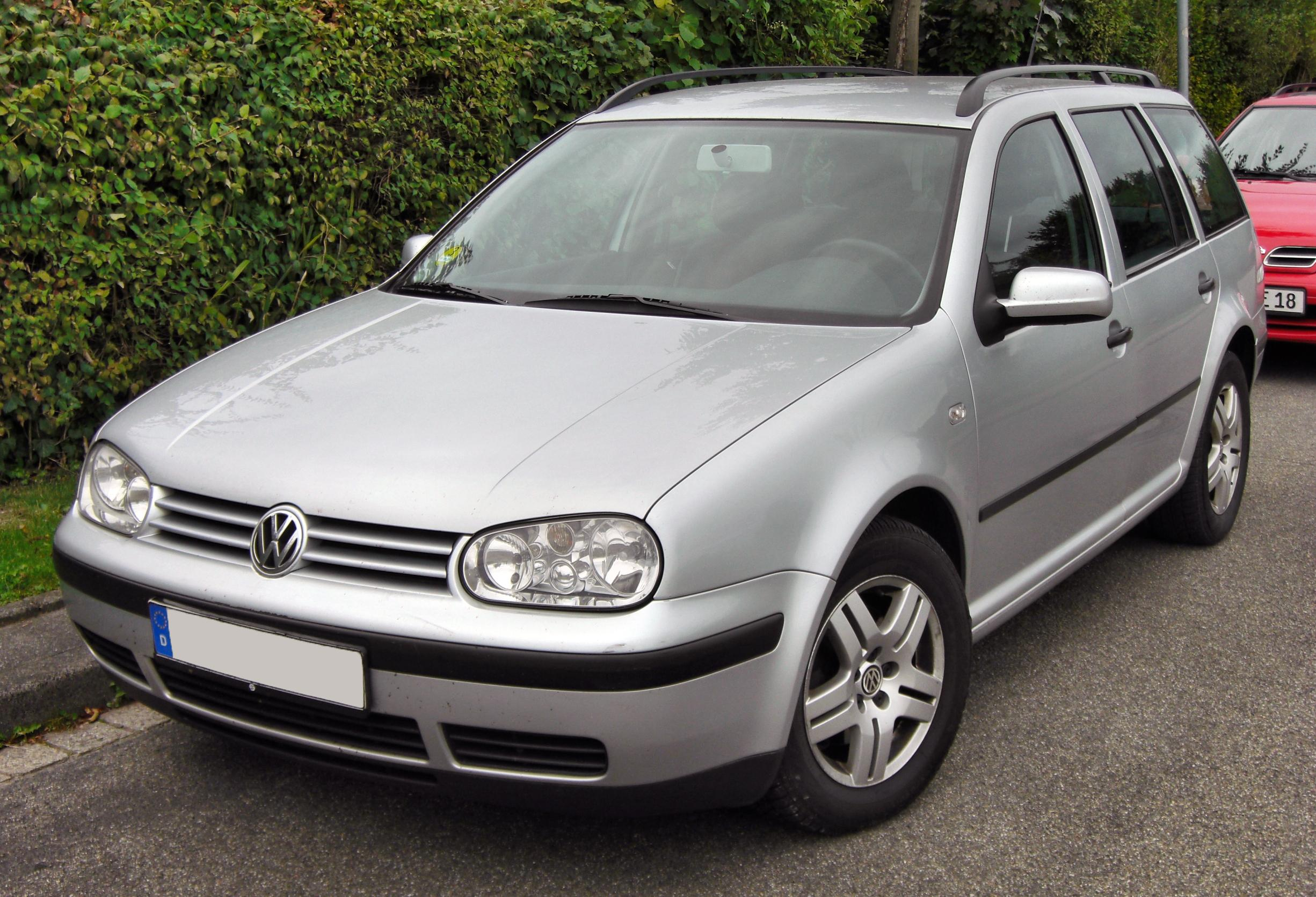
VW Golf Mk4 Variant eleje
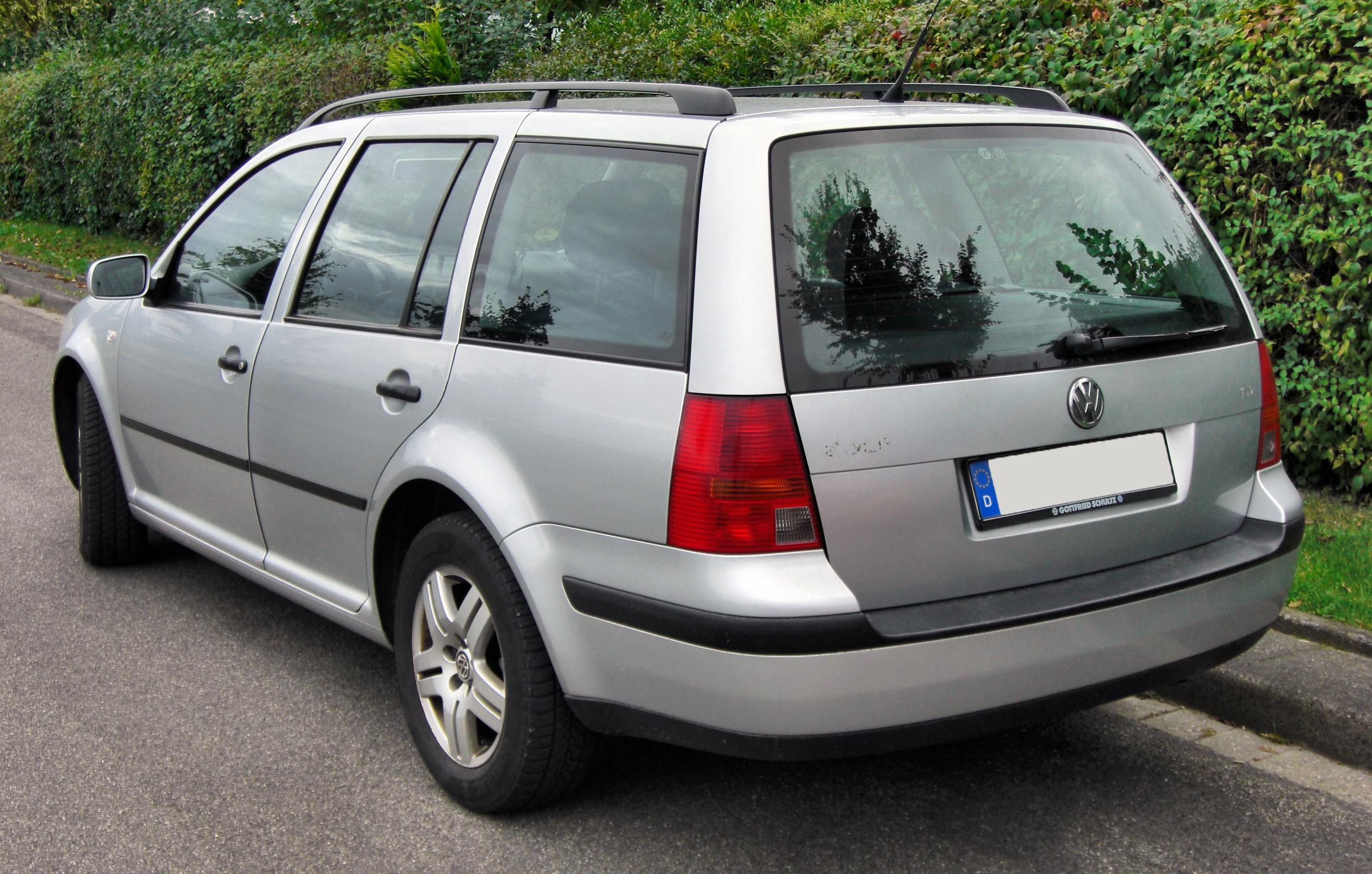
VW Golf Mk4 Variant hátulja
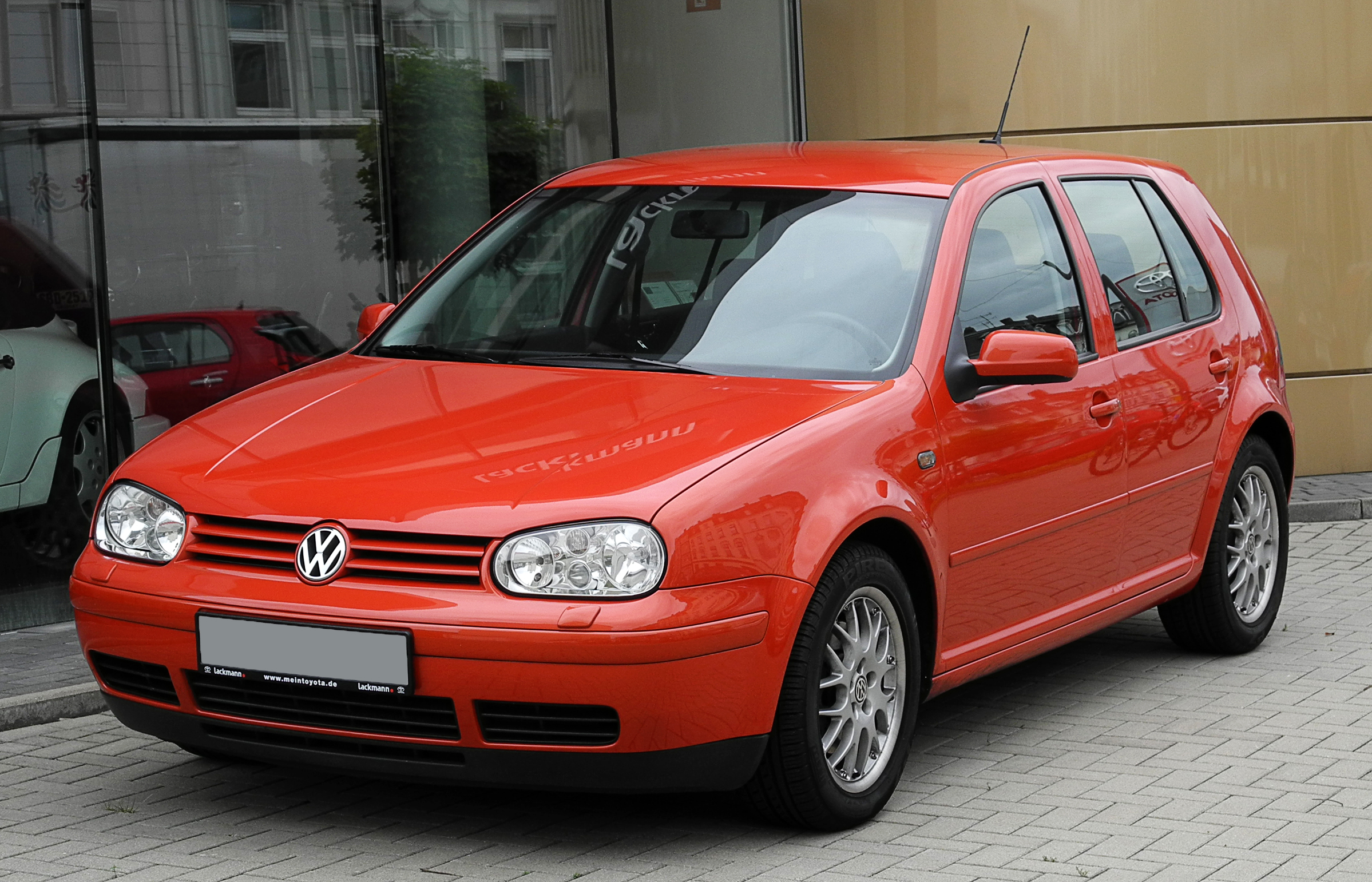
VW Golf Mk4 GTI eleje
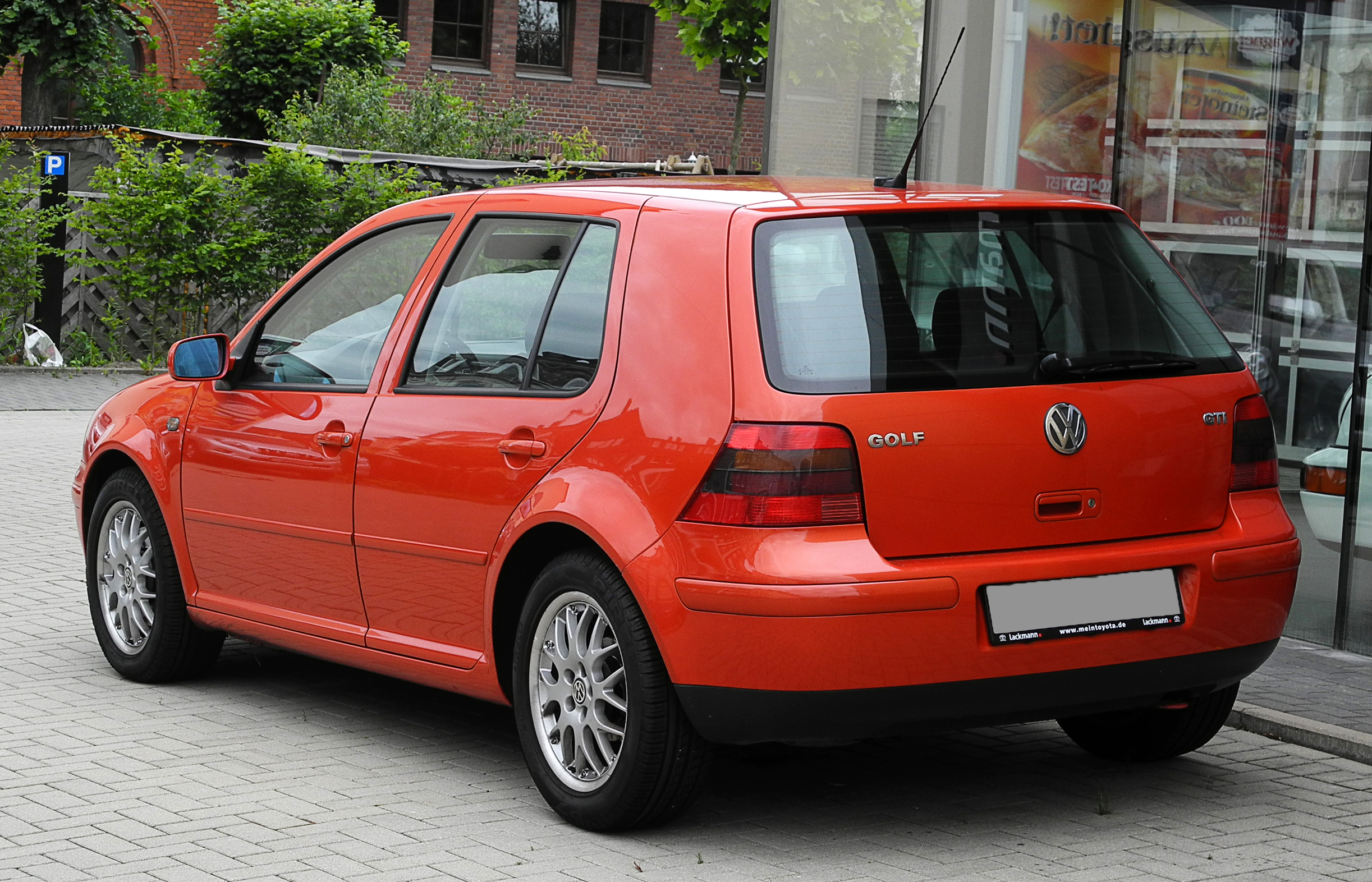
VW Golf Mk4 GTI hátulja
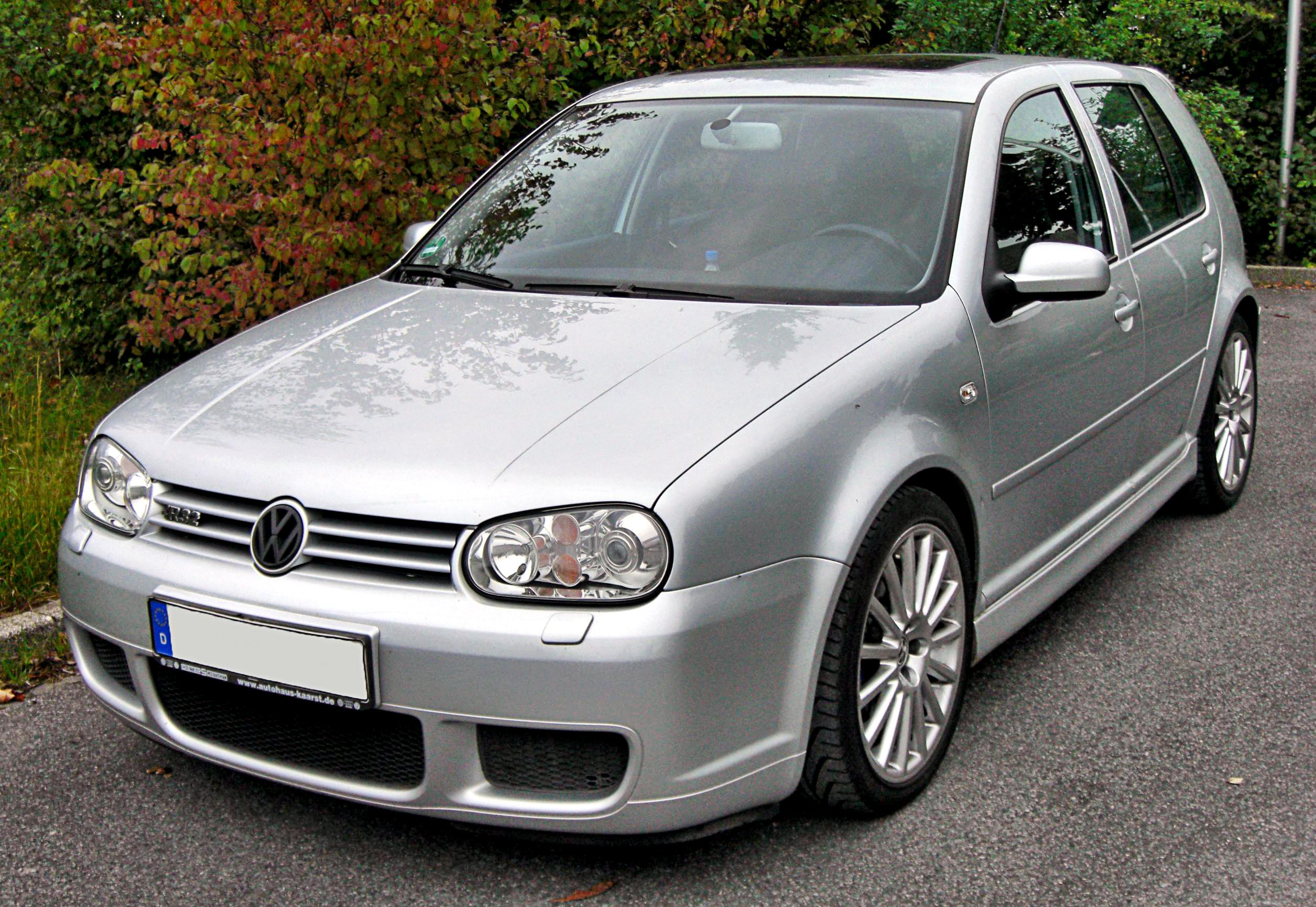
VW Golf Mk4 R32 eleje
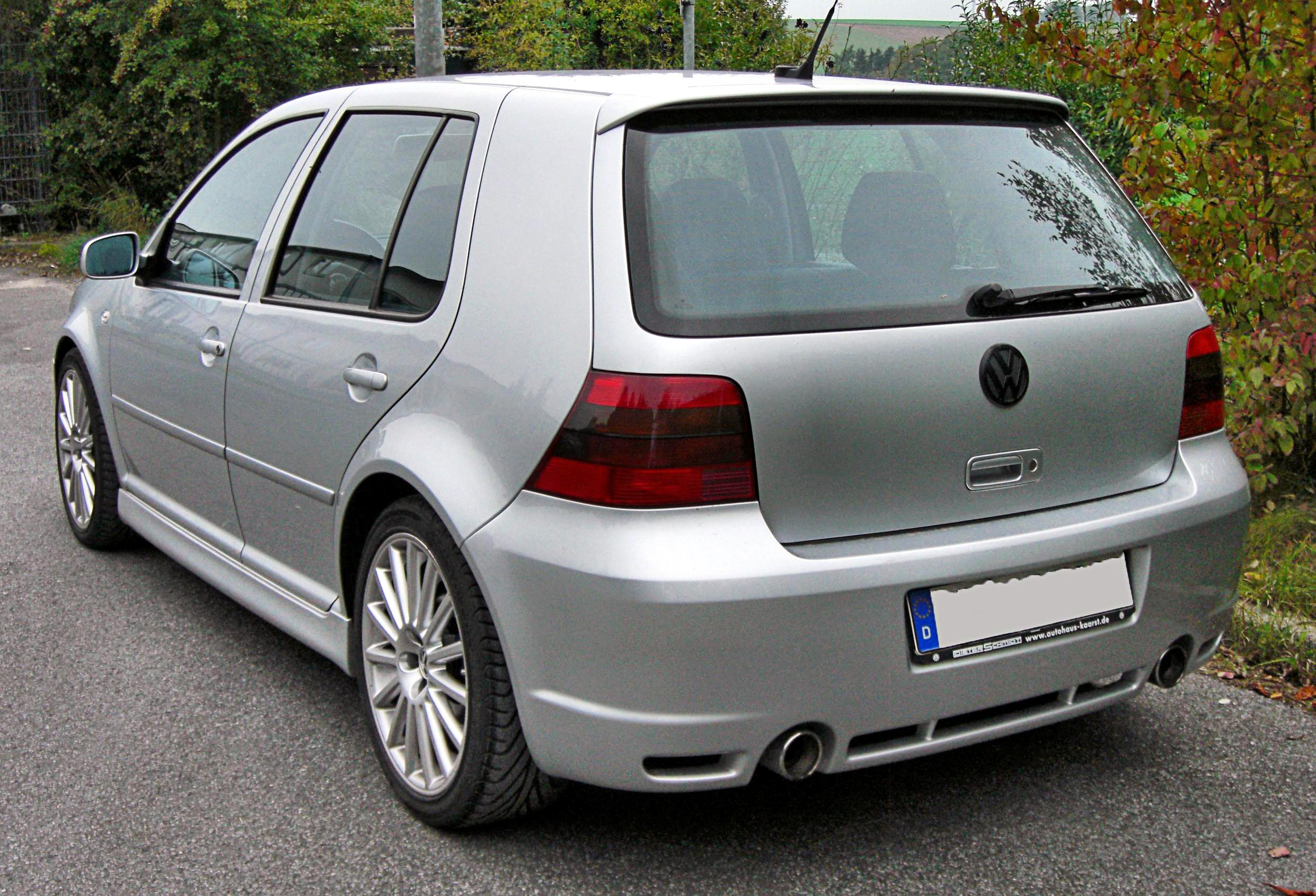
VW Golf Mk4 R32 hátulja

A Volkswagen Golf Mk4 egy kompakt autó, a Volkswagen Golf negyedik generációja és a Volkswagen Golf Mk3 utódja. Először 1997 augusztusában mutatták be, majd 1998 augusztusában egy rovátkolt változat (Európában: VW Bora vagy Észak-Amerikában: VW Jetta), majd 1999 márciusában egy új Golf Variant (kombi) következett. A legkelendőbb autó lett Európában 2001-ben (bár 2002-ben a Peugeot 206 mögött a második helyre csúszott vissza). Nem volt Mk4-ből származó Cabriolet, bár az Mk3 Cabriolet 1999 végén megújult, mely a Mark IV modellekhez hasonló lökhárítókból, rácsból és fényszórókból állt.
Az Mk4 szándékos kísérlet volt arra, hogy a Volkswagen Golf sorozatot magas színvonalú belső térrel és magasabb felszereltségi szinttel még feljebb vigye.
2003-ban a Volkswagen Golf Mk5 váltotta fel az európai piacokon, a gyártás azonban Dél-Amerikában, Mexikóban és Kínában folytatódott a fejlődő piacok számára 2014-ig. Az egy évvel korábban piacra dobott nagyobb Passathoz hasonlóan az Mk4 Golf is részt vett a Volkswagen azon stratégiájában, hogy termékeit felfelé mozdítsák elő, hogy betömjék a szakadékot a hagyományos gazdaságos autók és a prémium autók között, a SEAT és a Škoda, a VW csoport két másik márkája pedig készen állt arra, hogy betöltse az új Golf alatti űrt. Valójában a Golf minősége hasonló volt az Audi A3-hoz, amely az első ilyen padlólemezre épülő autó volt, amikor egy évvel korábban piacra dobták, de lényegesen többe került, mint a legtöbb versenytársa.

### Ötödik generáció (2003-2010)
- VW Golf Mk5
- VW Golf Mk5 Variant
- VW Golf Plus
- VW CrossGolf
- VW Golf Mk5 GT
- VW Golf Mk5 GTI
- VW Golf Mk5 R32
- VW Golf Mk5 GTI W12-650

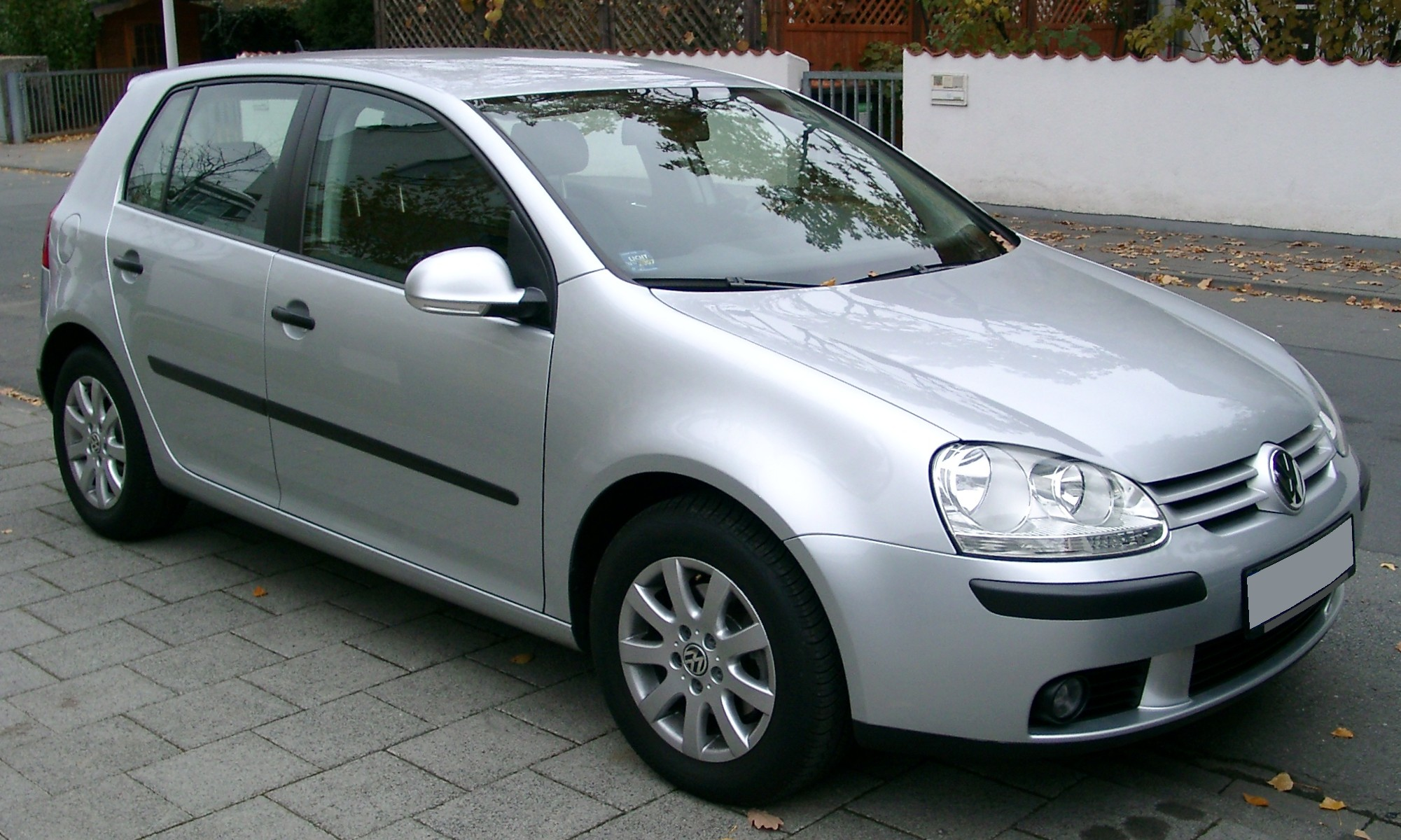
VW Golf Mk5 eleje
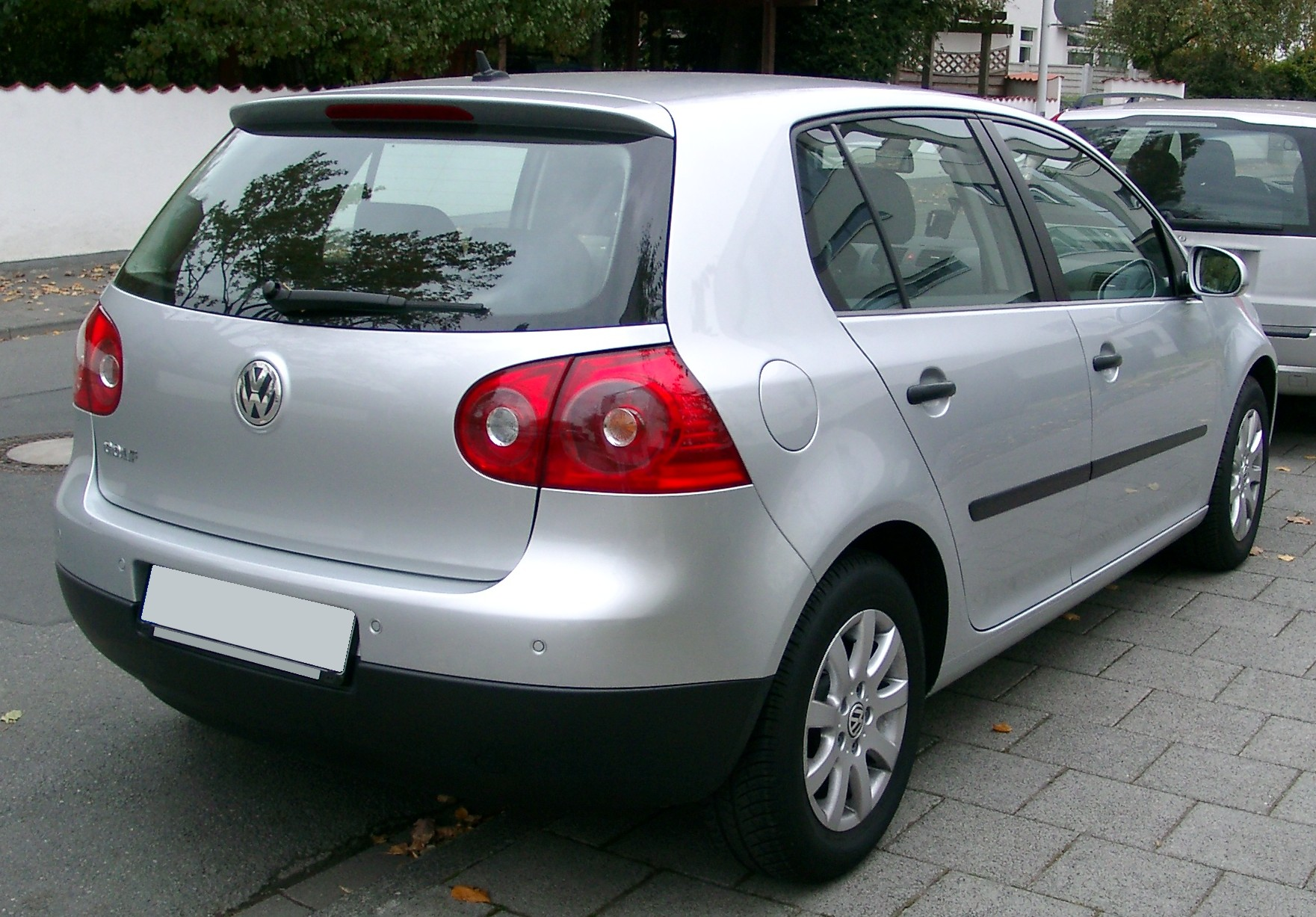
VW Golf Mk5 hátulja
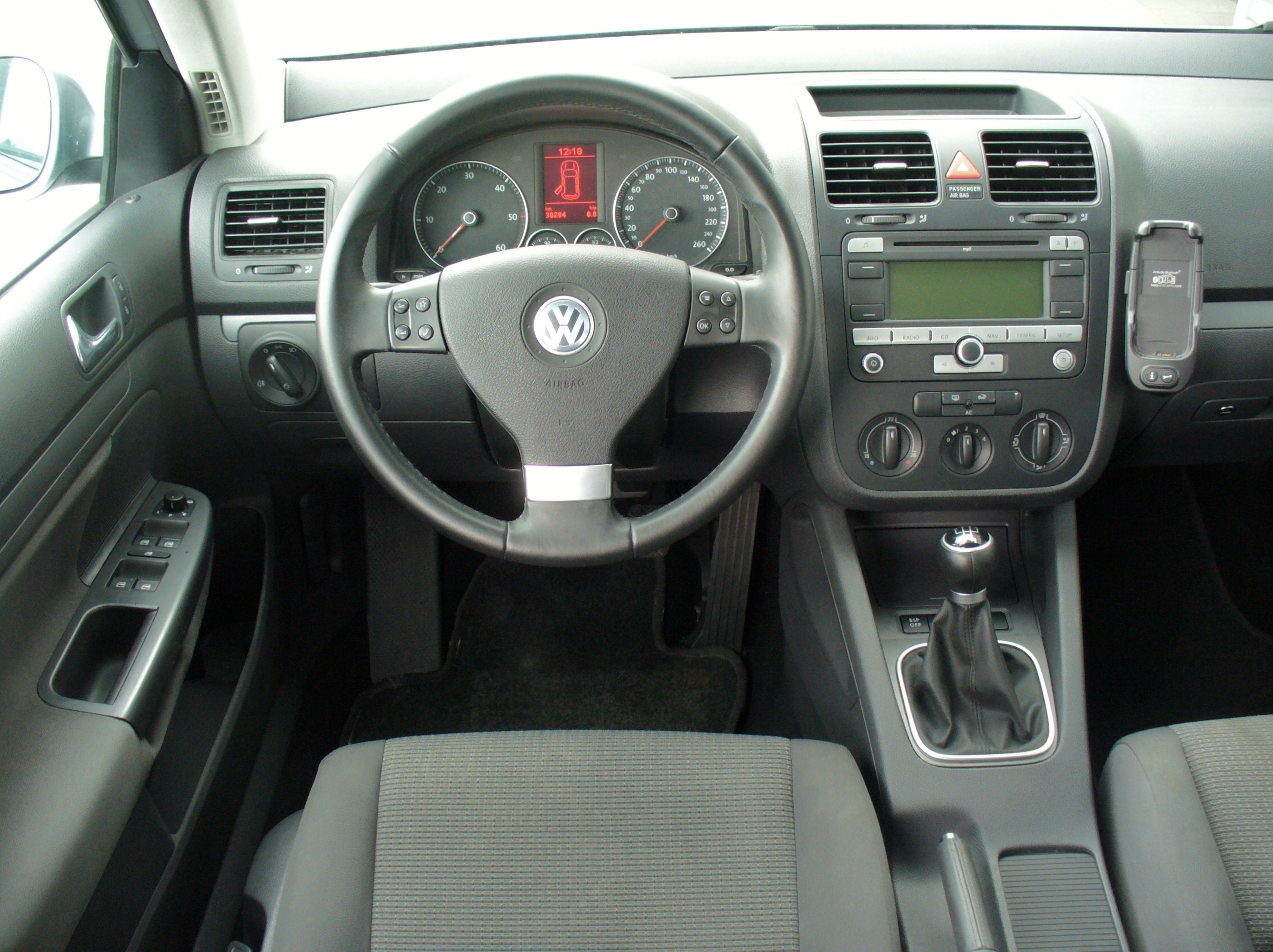
A belseje
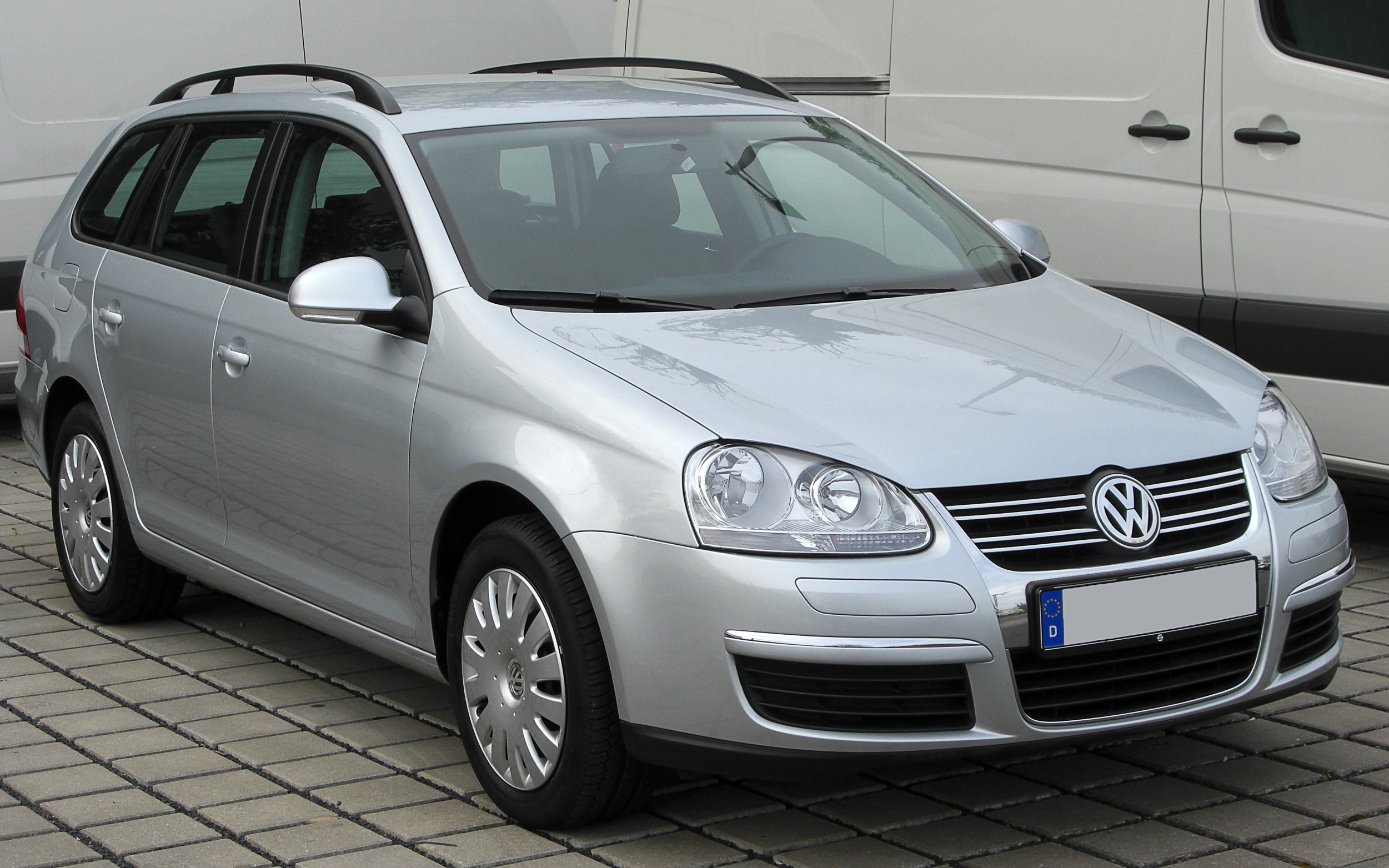
VW Golf Mk5 Variant eleje
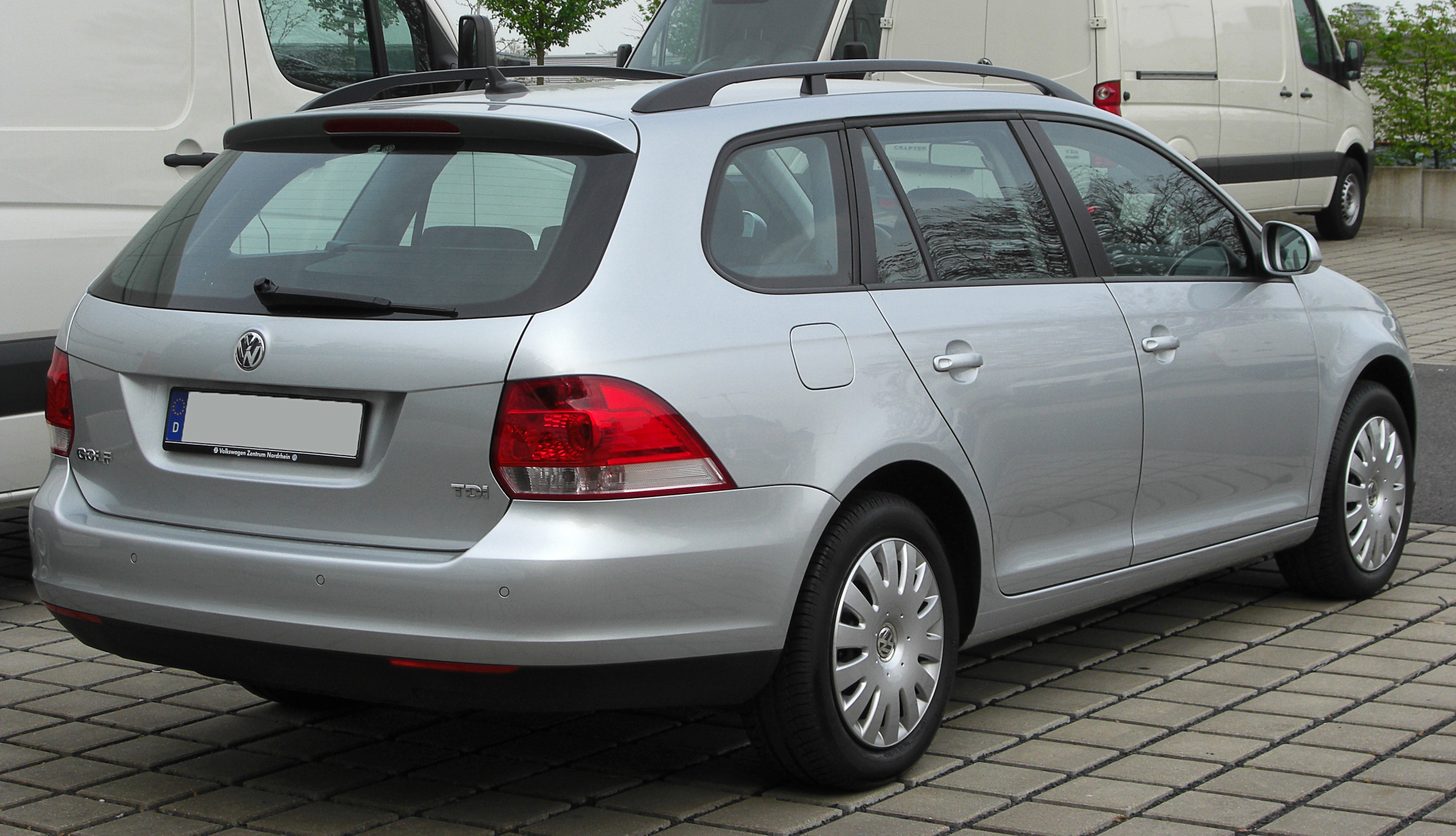
VW Golf Mk5 Variant hátulja
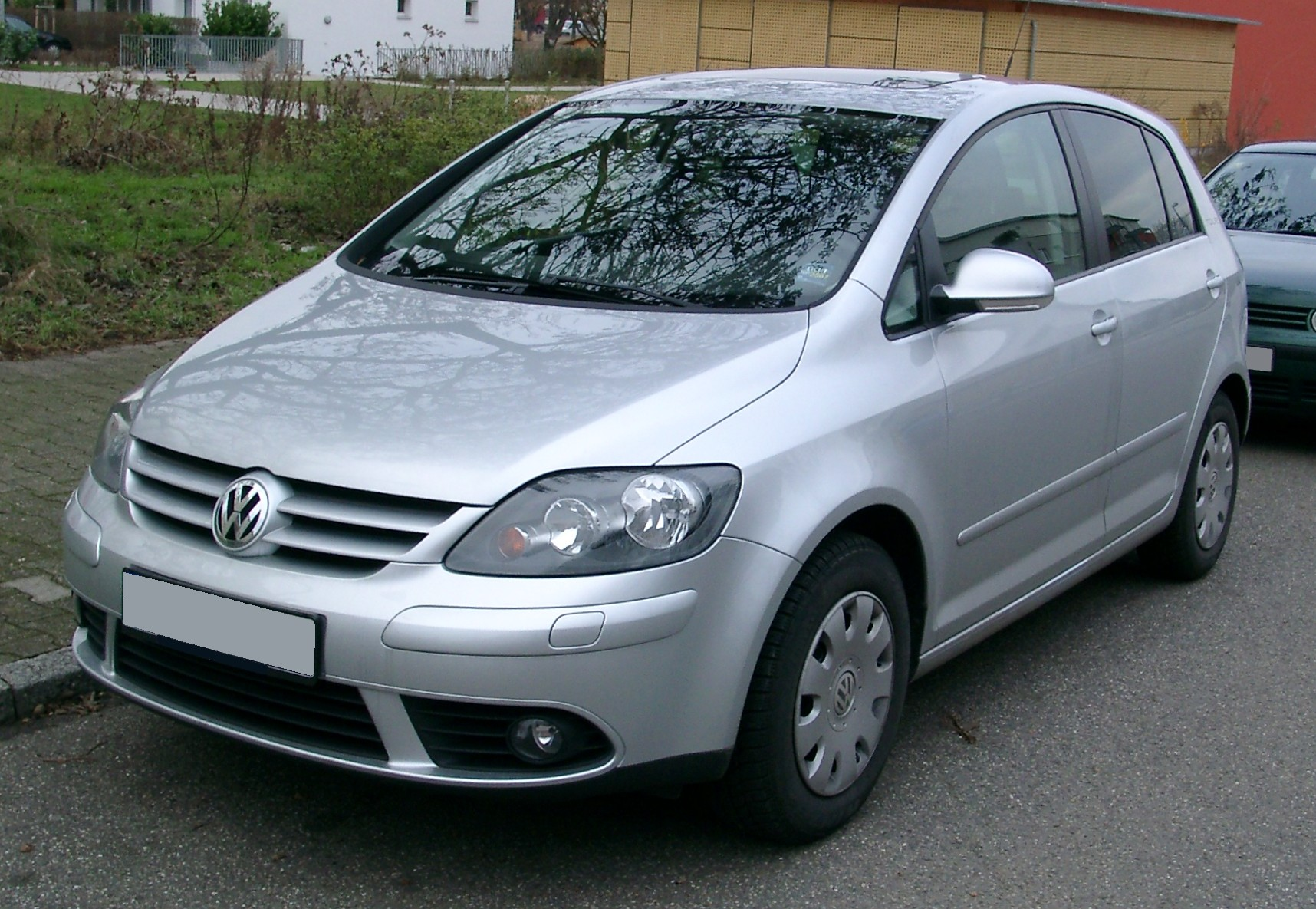
VW Golf Plus Pre-Facelift eleje
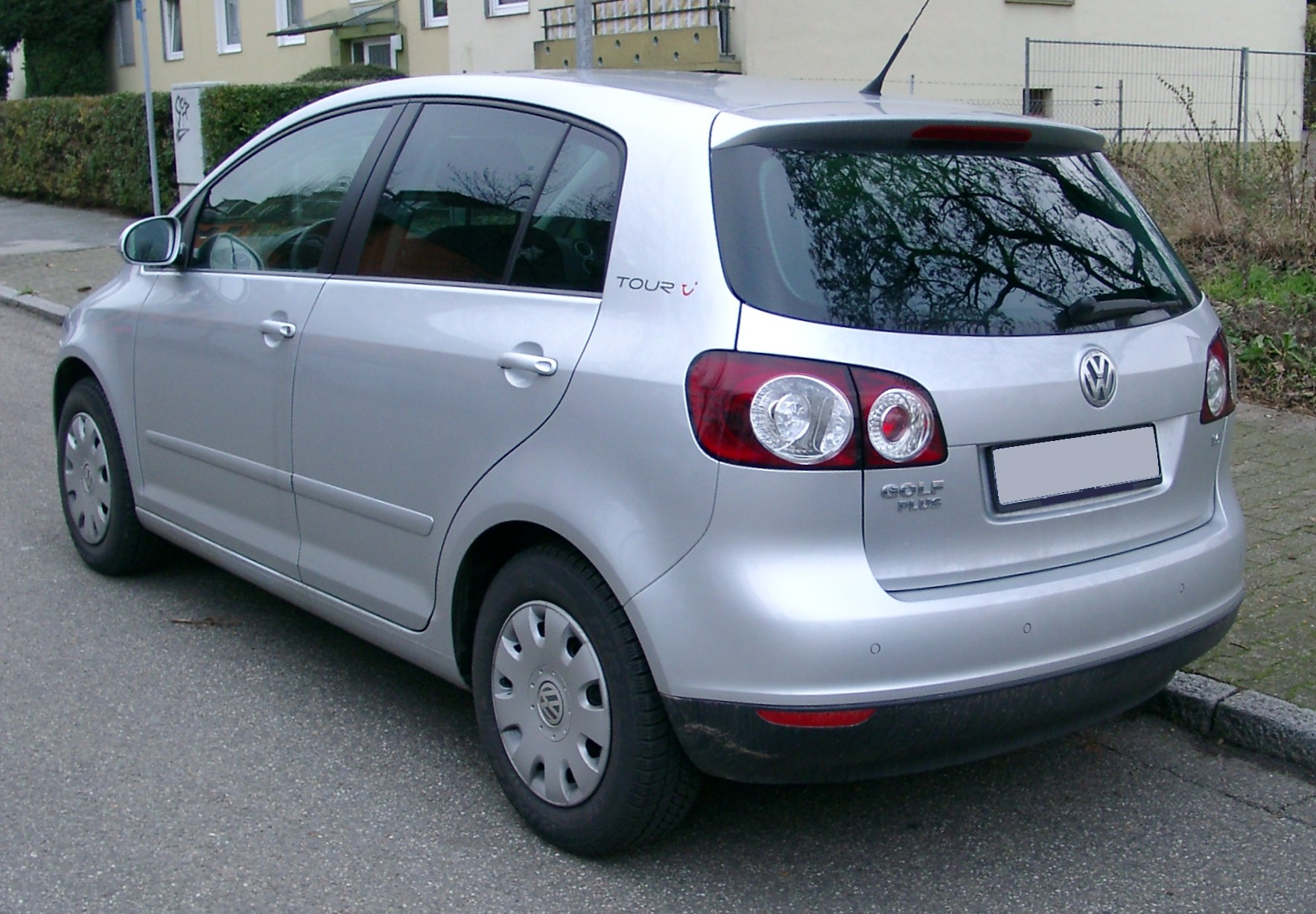
VW Golf Plus Pre-Facelift hátulja
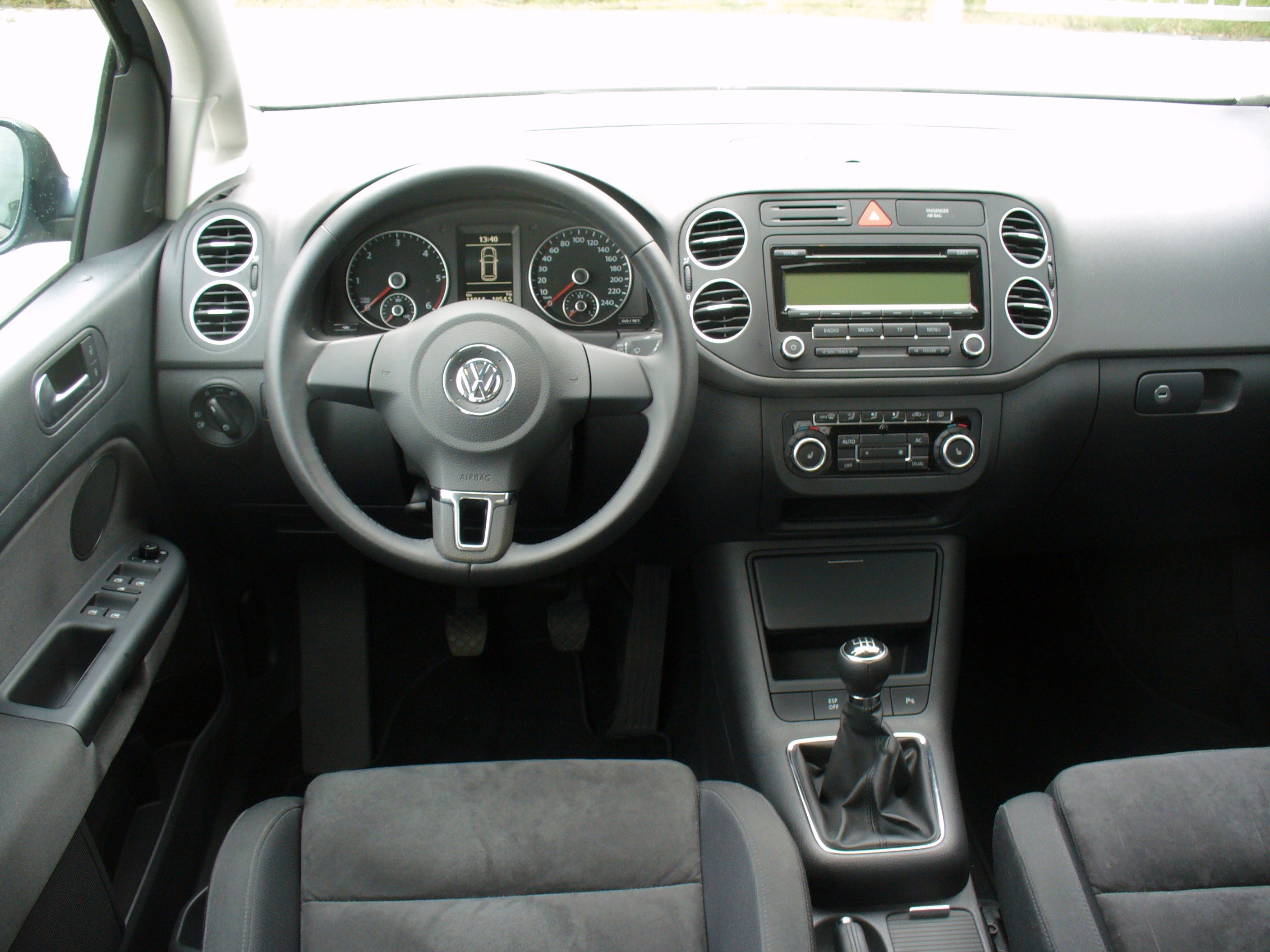
A belseje
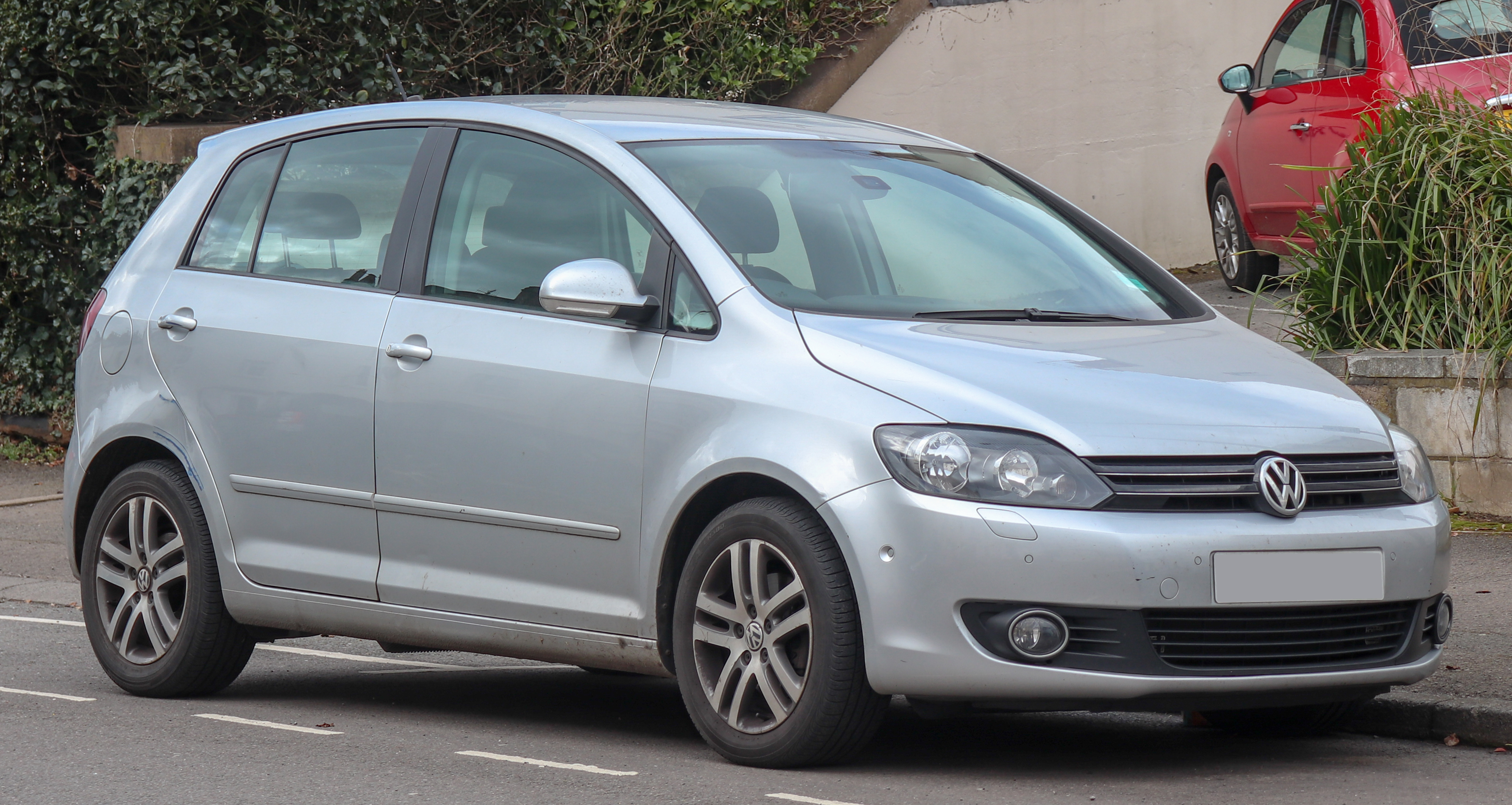
VW Golf Plus Post-Facelift eleje
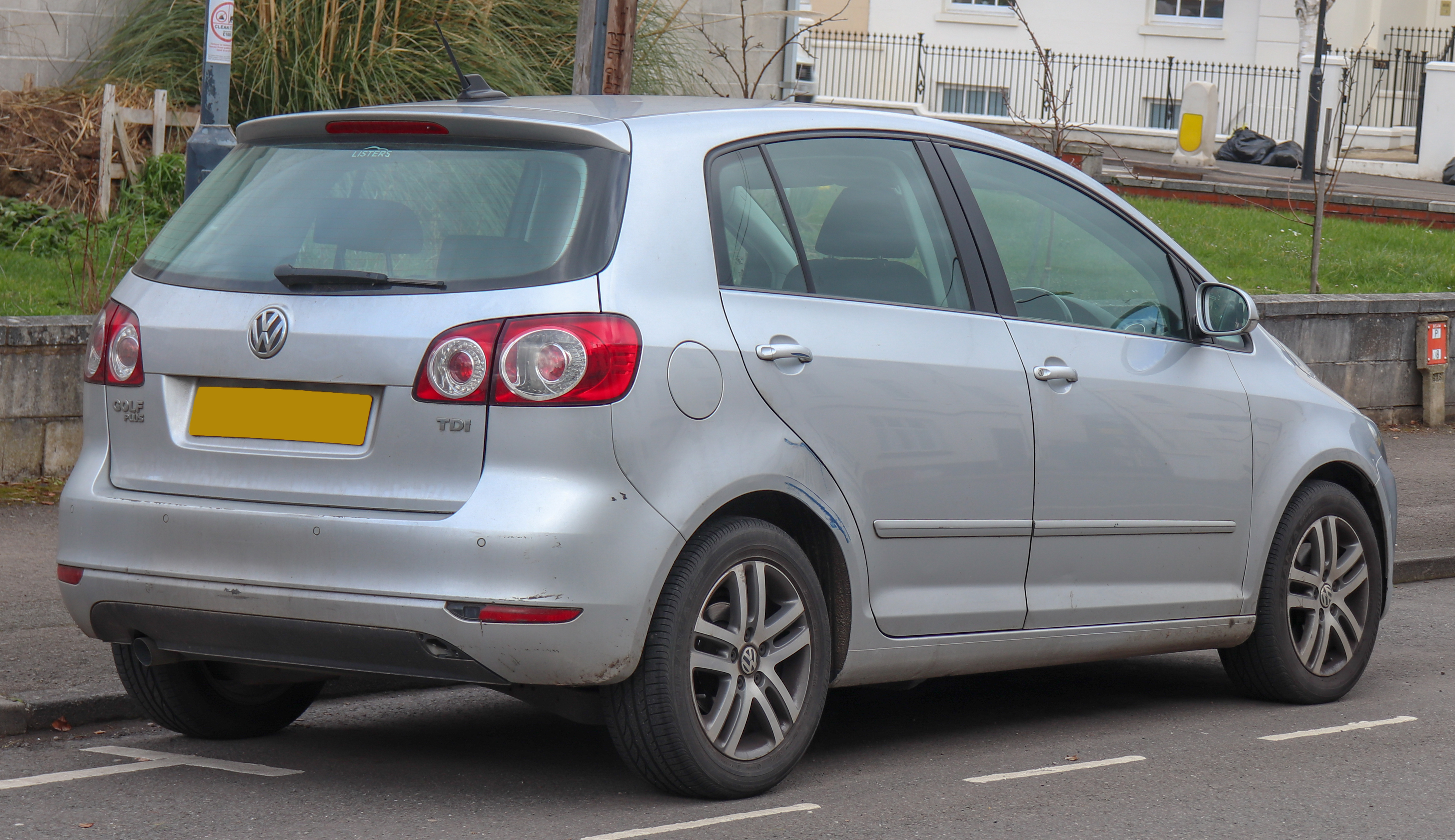
VW Golf Plus Post-Facelift hátulja
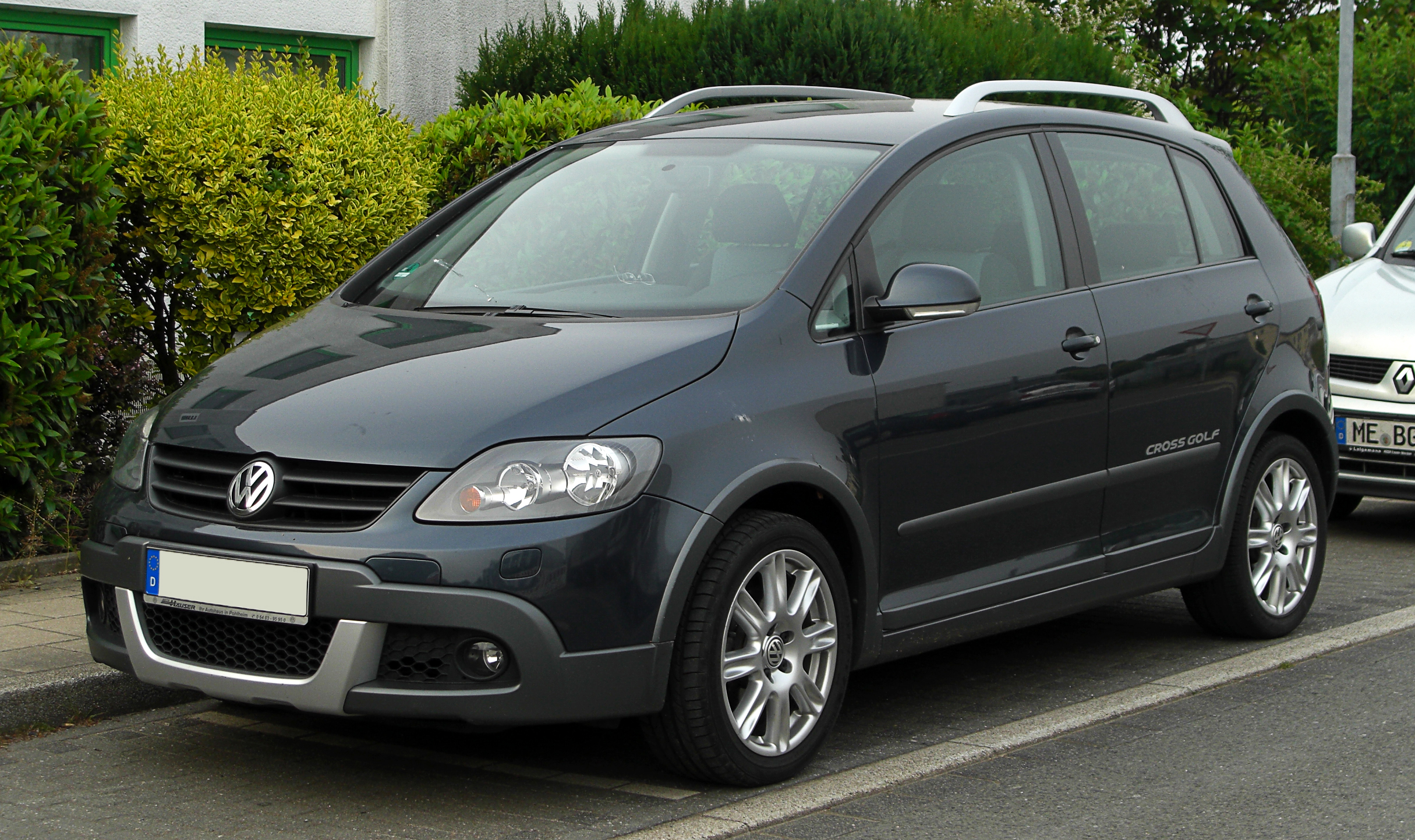
VW CrossGolf Pre-Facelift eleje
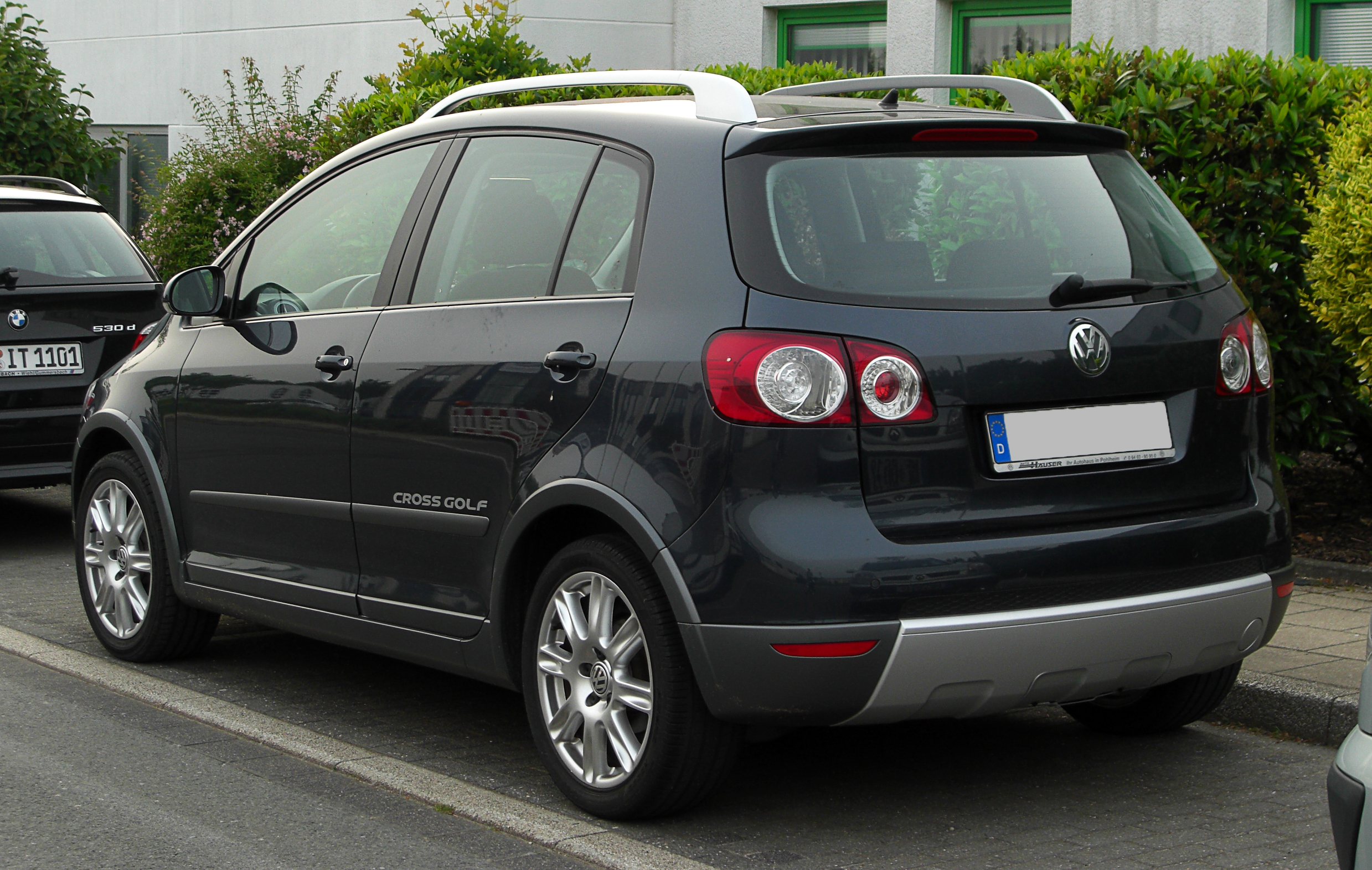
VW CrossGolf Pre-Facelift hátulja
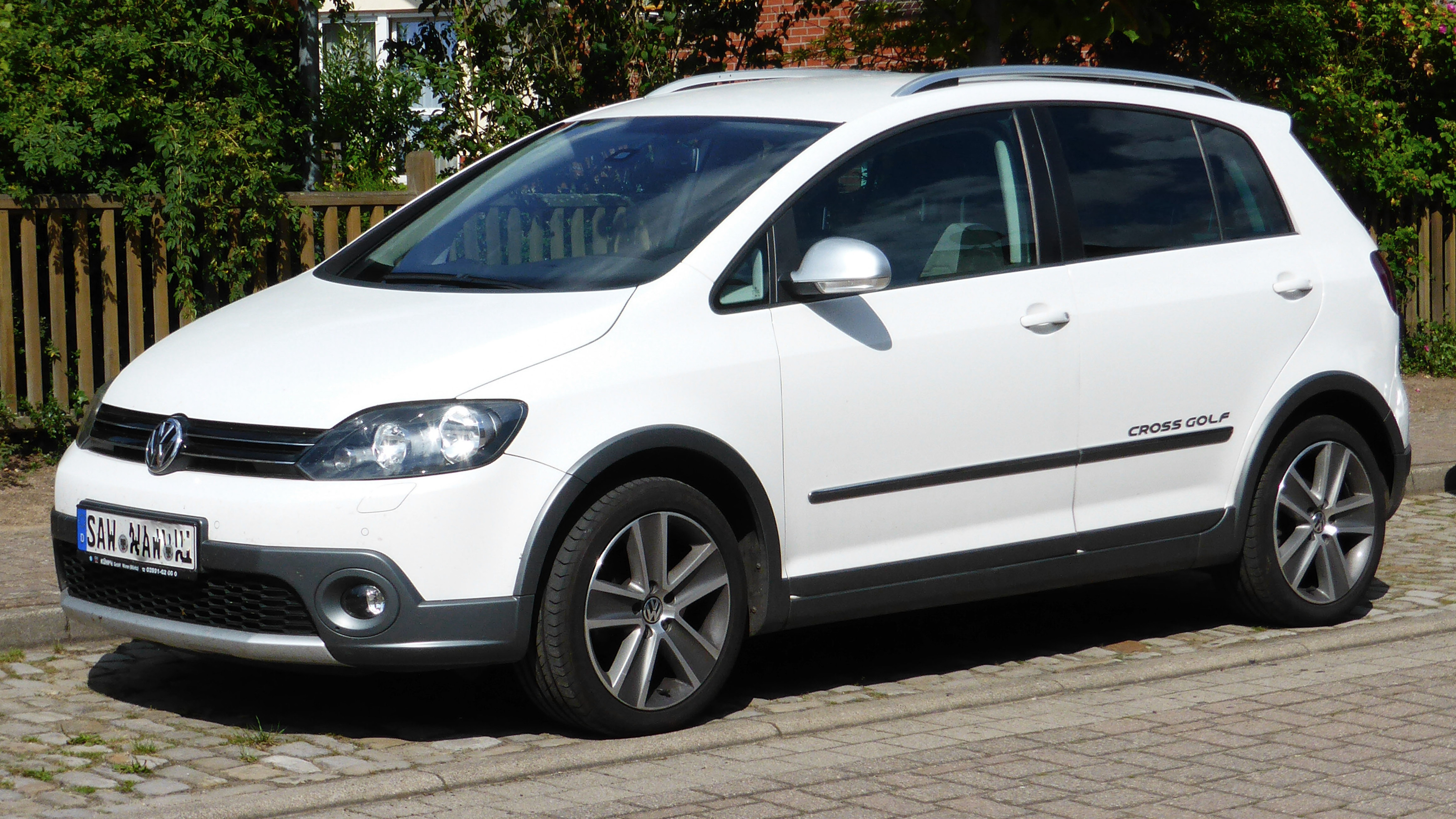
VW CrossGolf Post-Facelift eleje
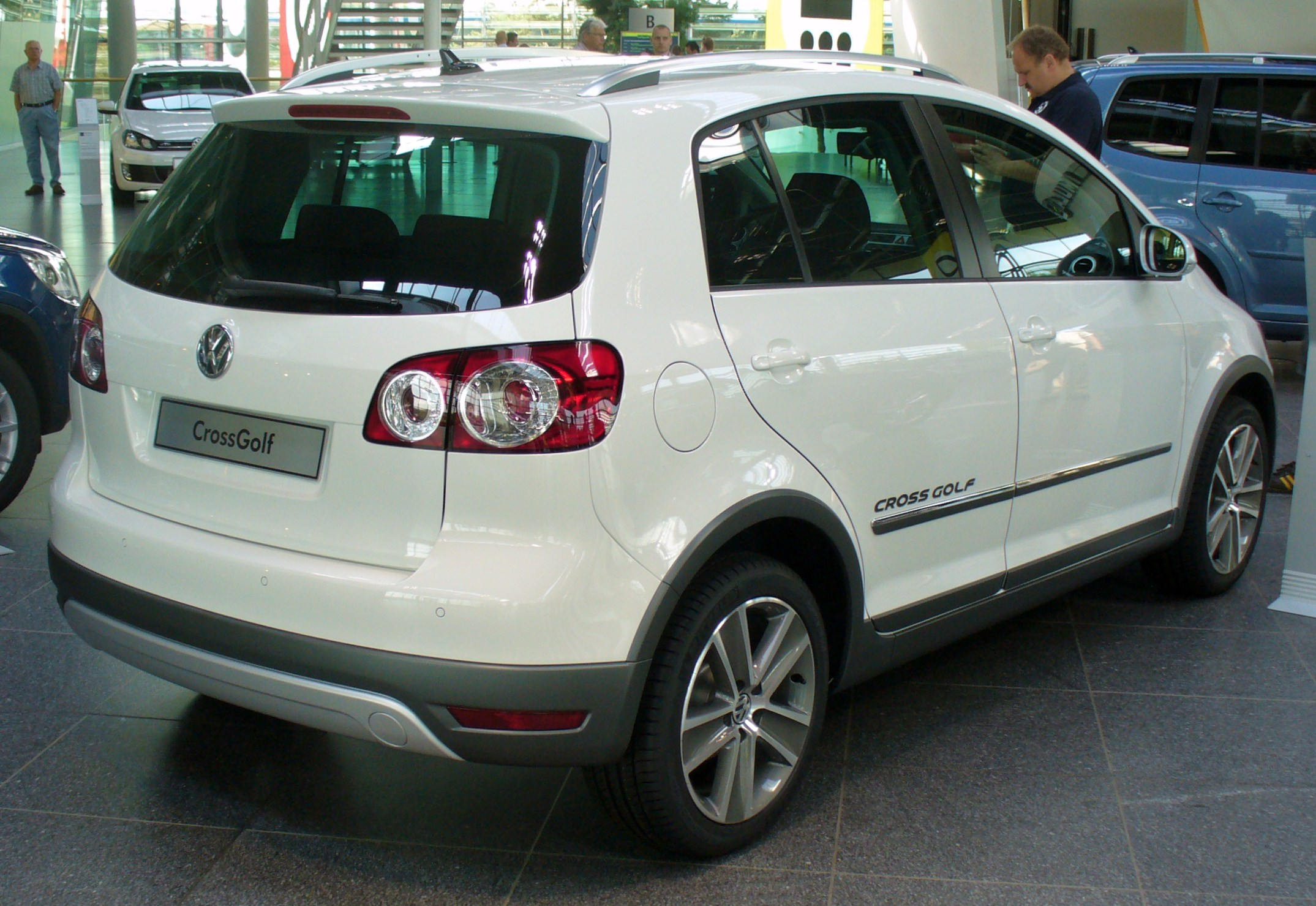
VW CrossGolf Post-Facelift hátulja
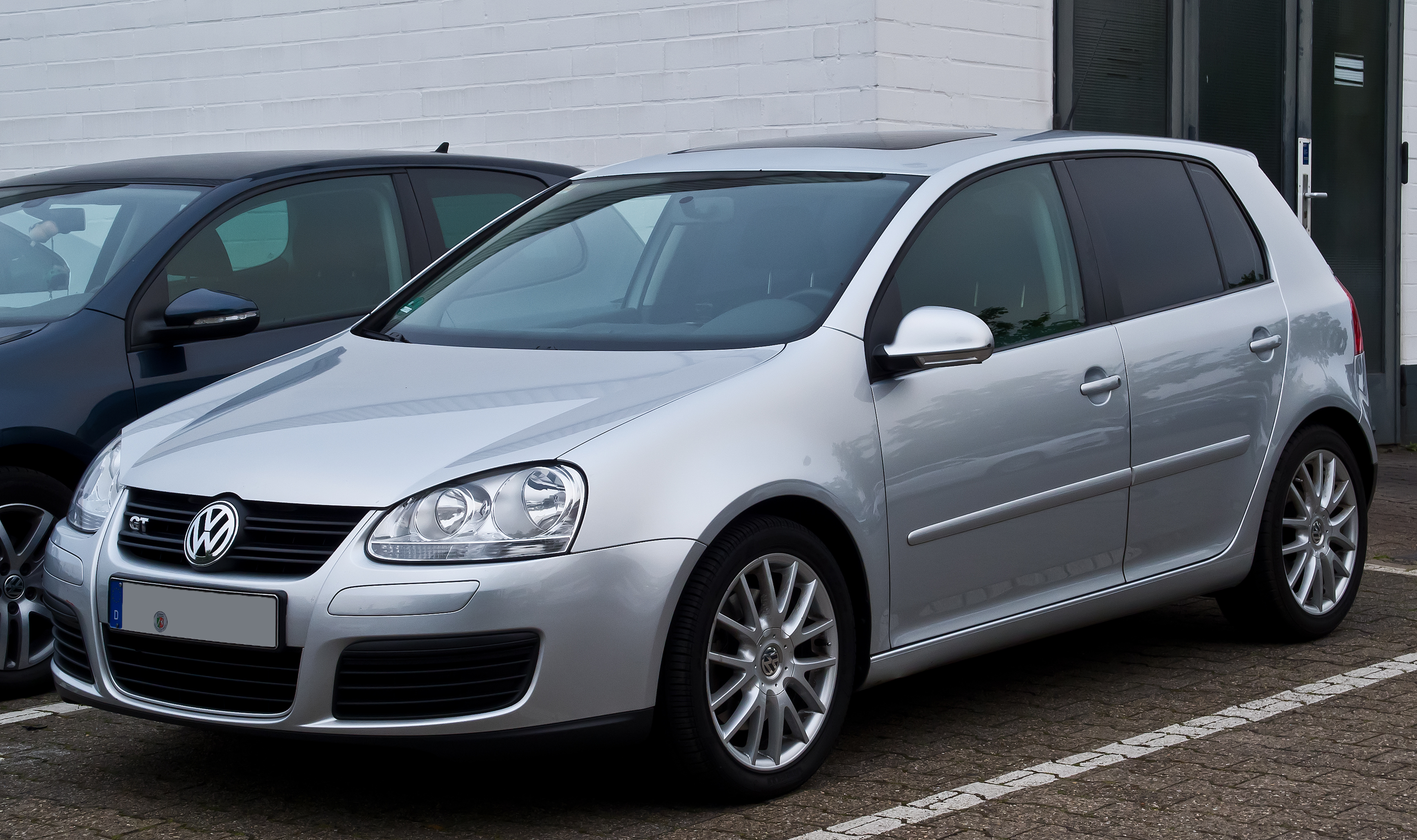
VW Golf Mk5 GT eleje
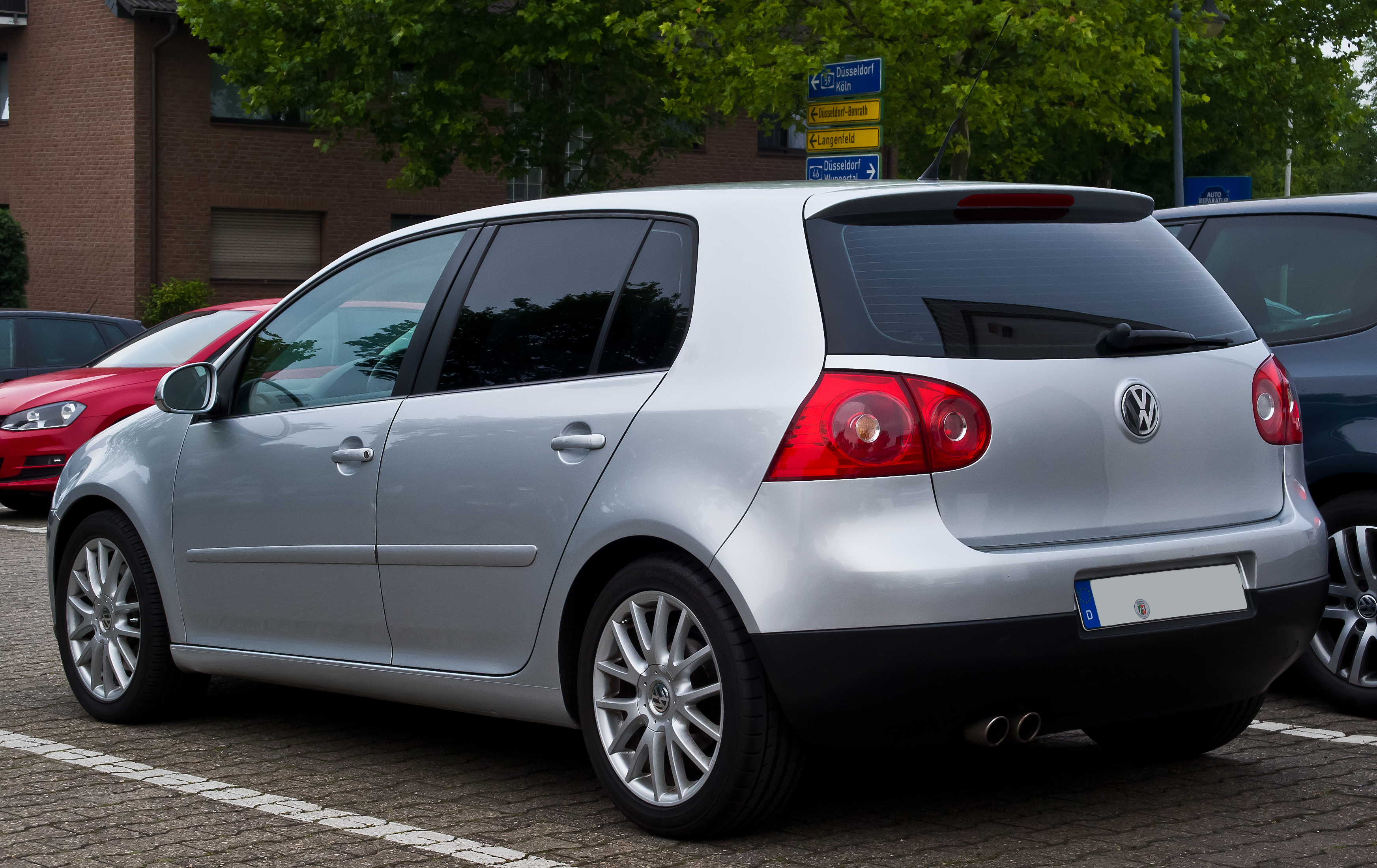
VW Golf Mk5 GT hátulja
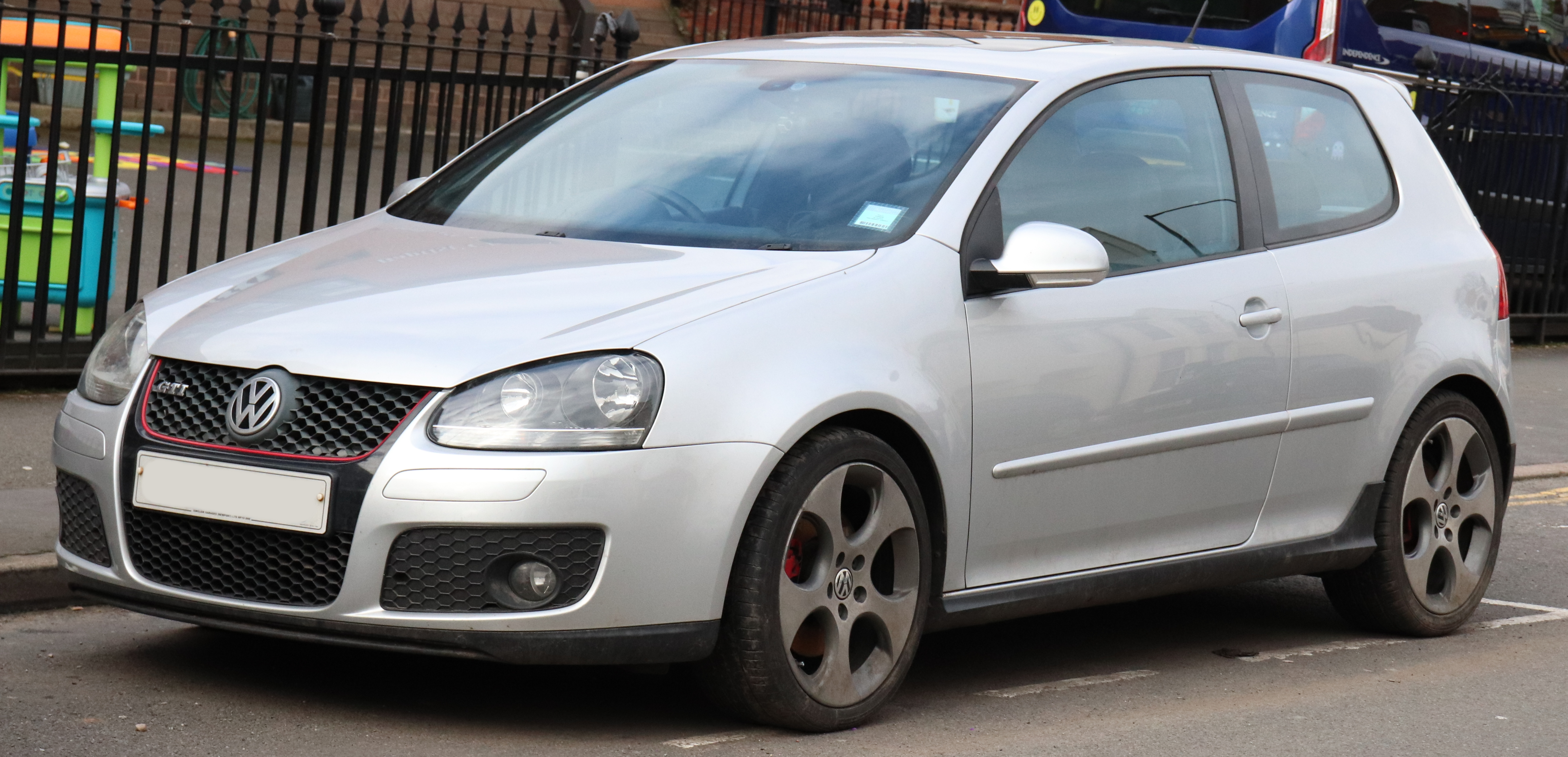
VW Golf Mk5 GTI eleje
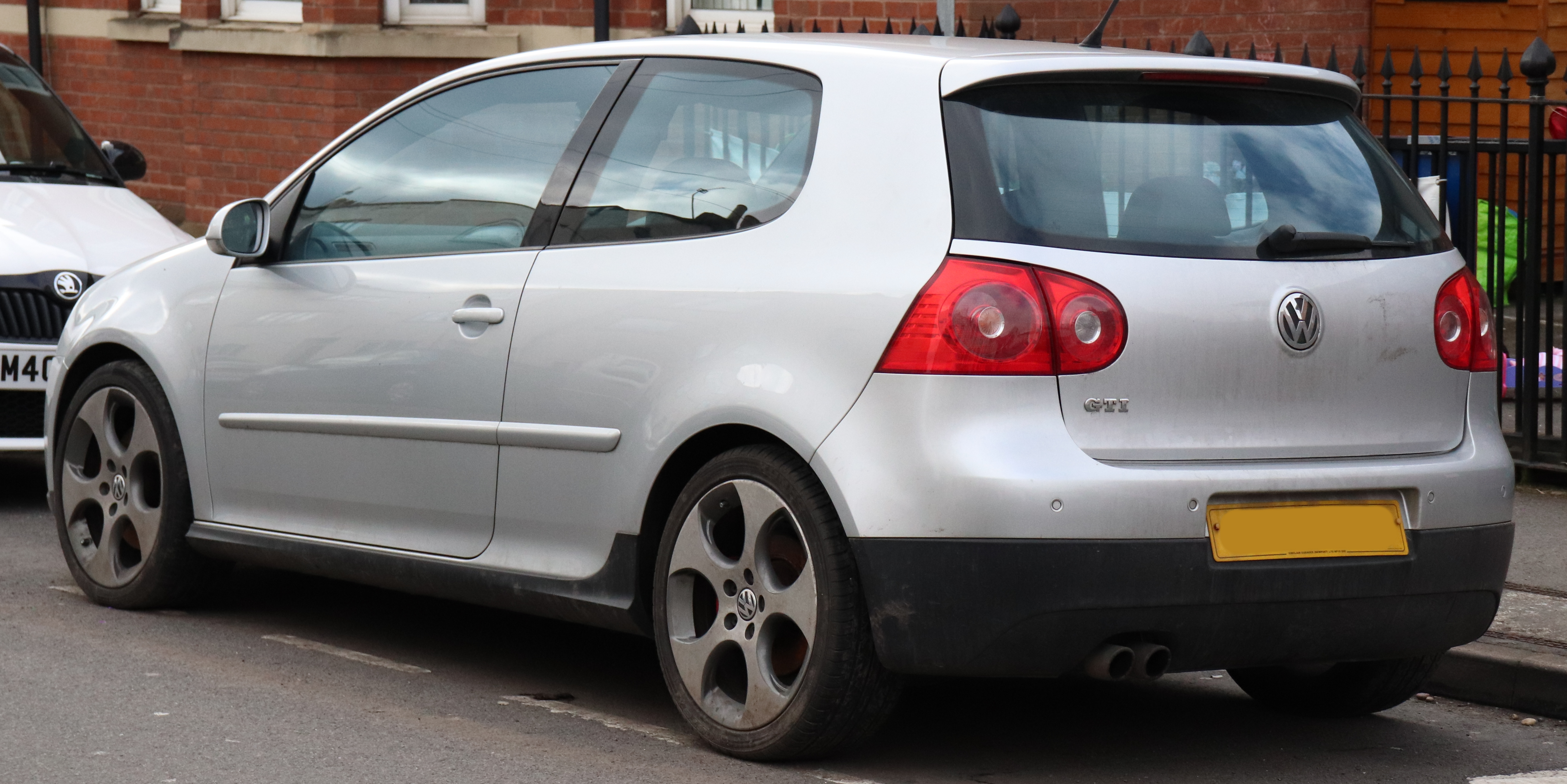
VW Golf Mk5 GTI hátulja
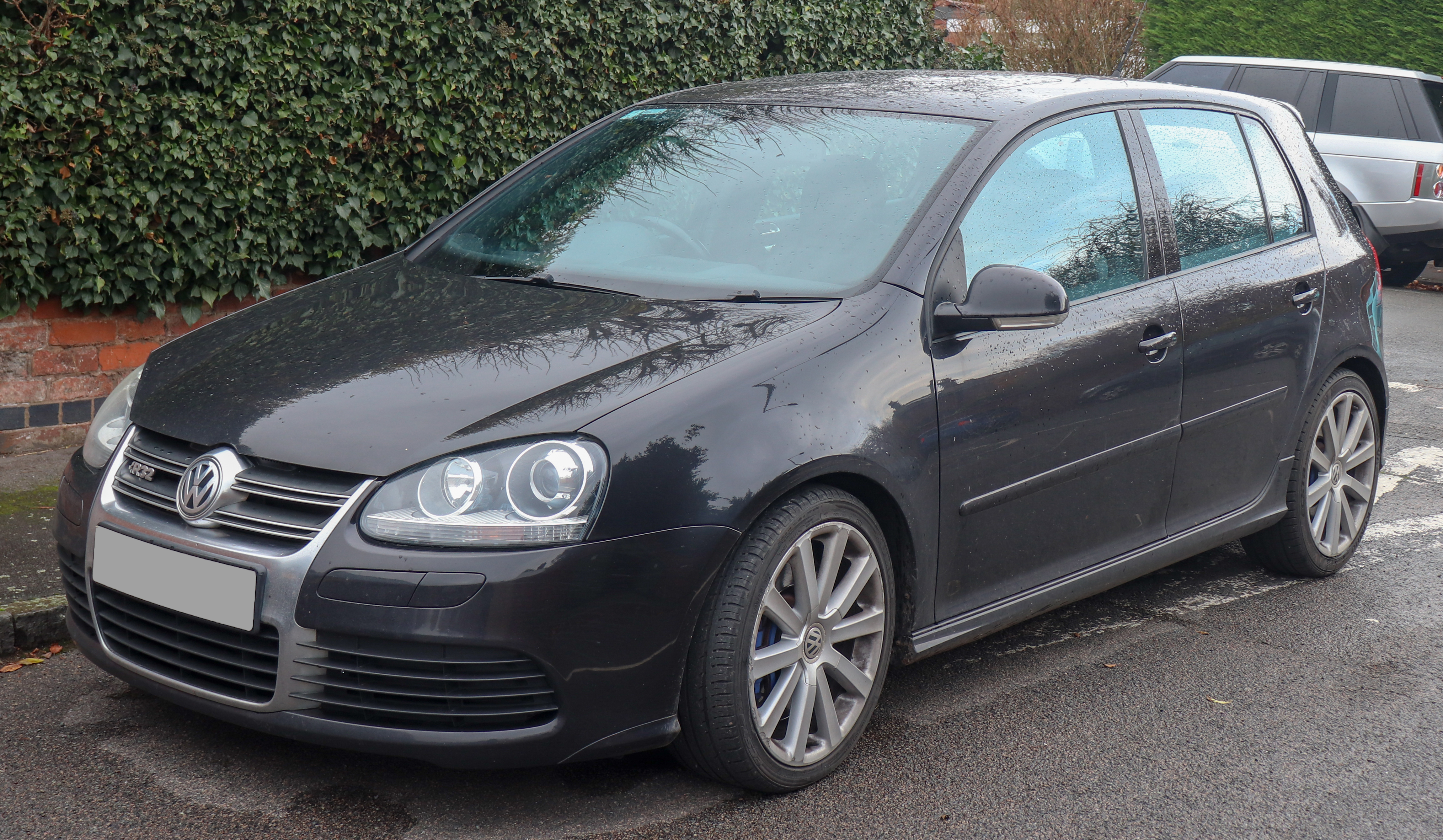
VW Golf Mk5 R32 eleje
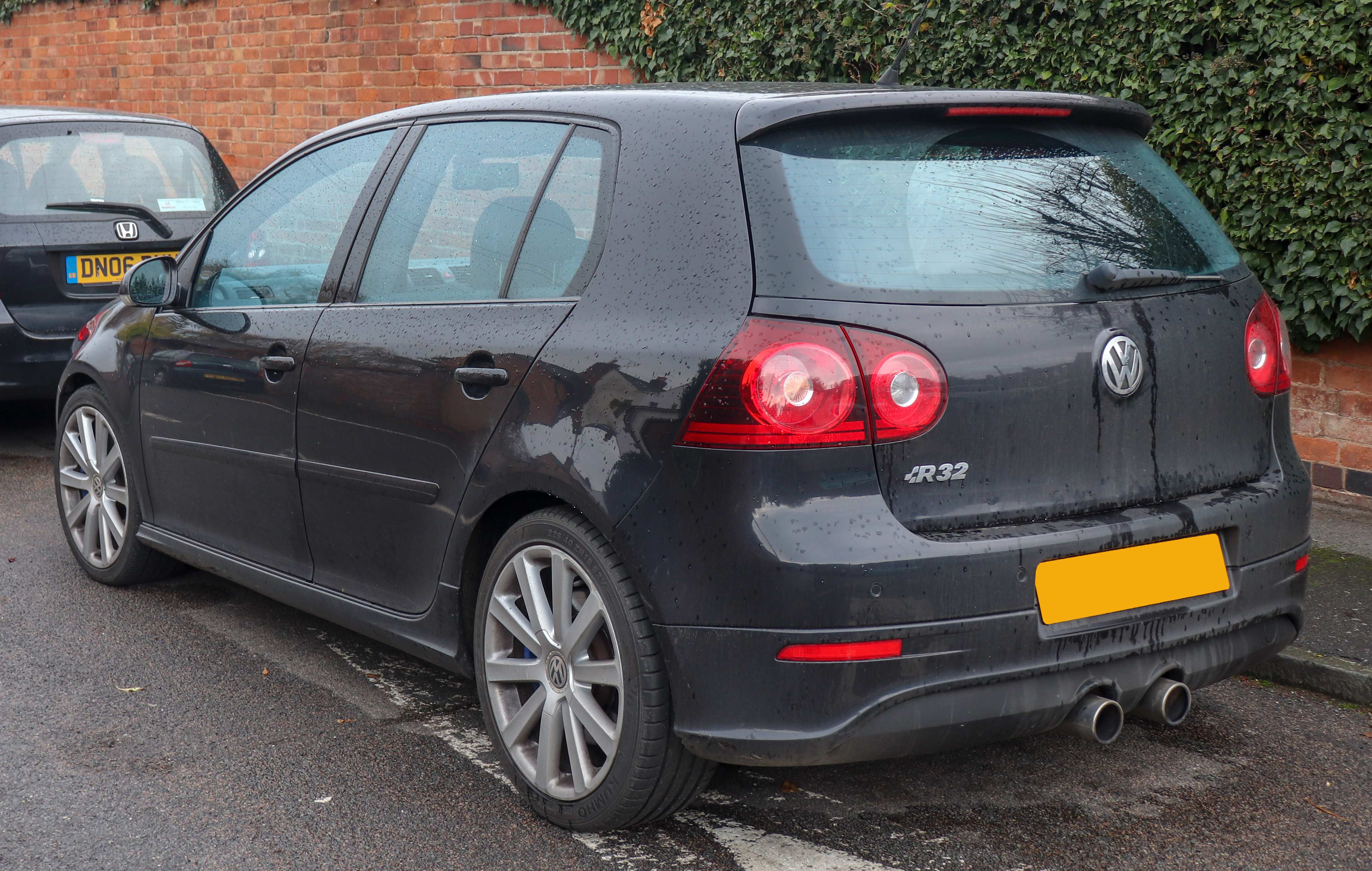
VW Golf Mk5 R32 hátulja
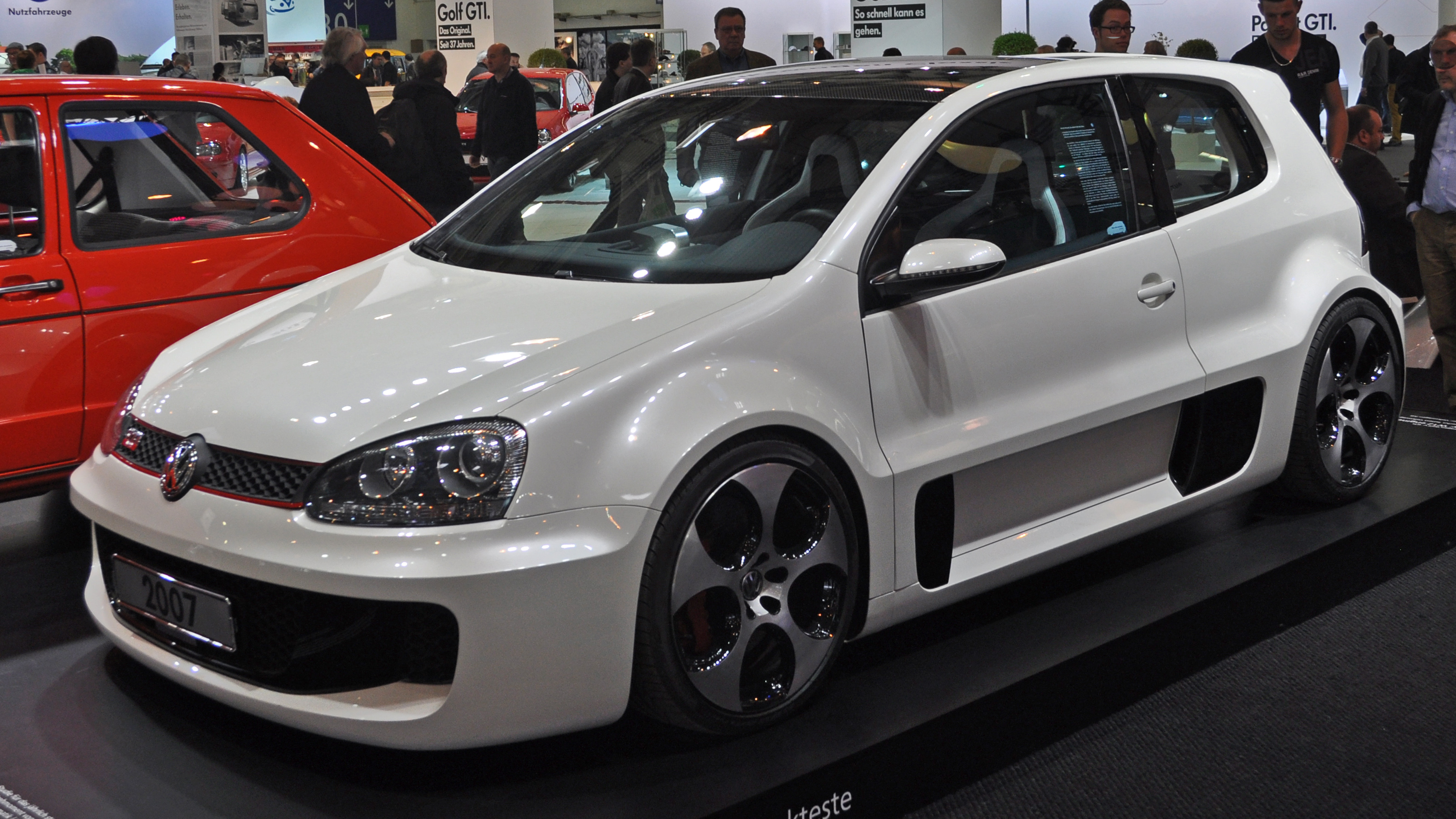
VW Golf Mk5 GTI W12-650 eleje
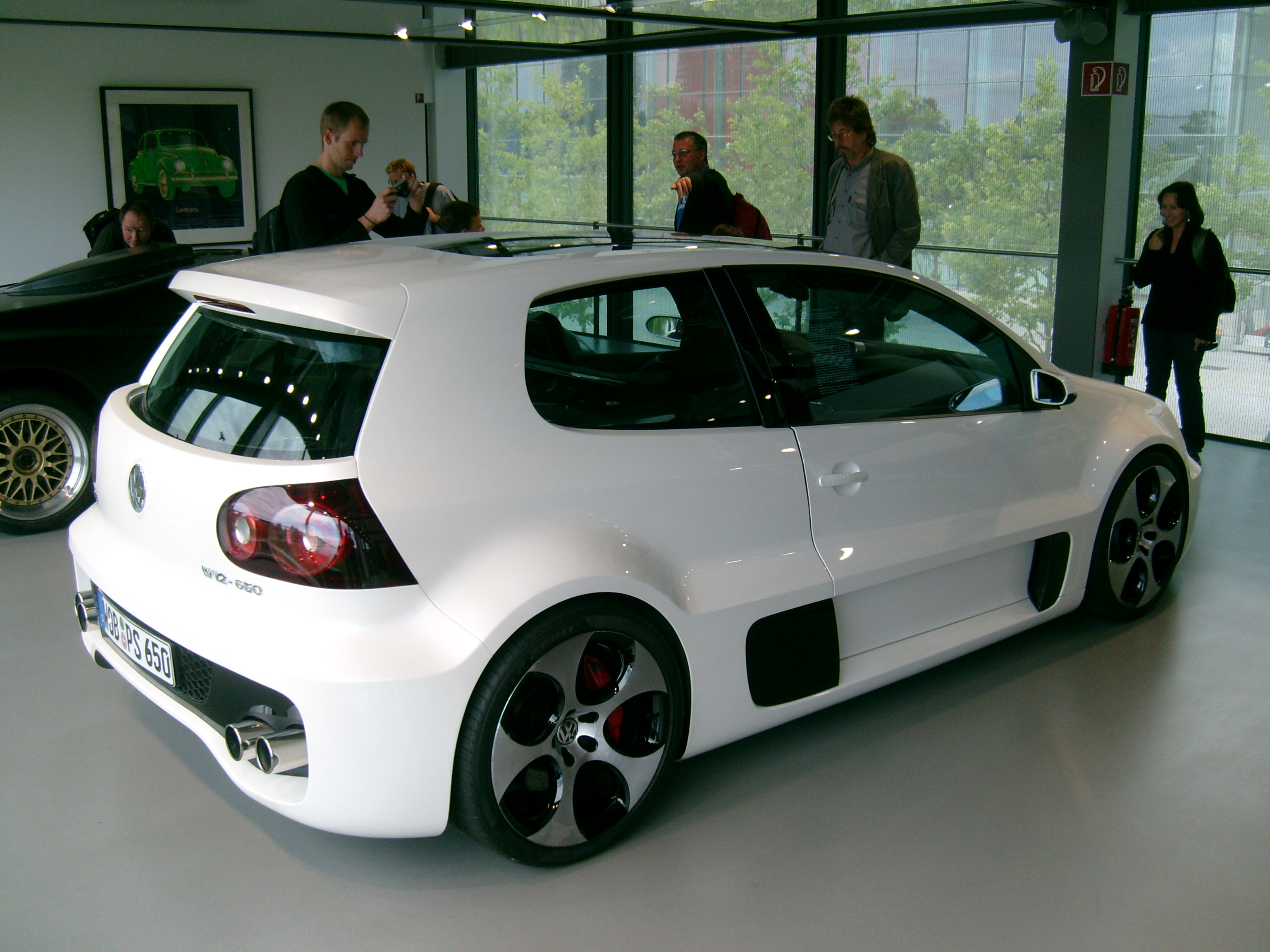
VW Golf Mk5 GTI W12-650 hátulja

A Golf Mk5 Európában 2003 őszén mutatkozott be, az ötödik Golf-generáció. Az észak-amerikai alapmodellt egy 2,5 literes öthengeres motor hajtja, amely 2006-ban és 2007-ben 112 kW (150 LE; 152 LE) teljesítményt nyújtott, de a későbbi modellekben 127 kW-ra (170 LE; 173 LE) emelték. A GTI változatot a 2,0 literes FSI motor turbófeltöltős változata hajtja, 147 kW (197 LE; 200 LE) teljesítménnyel.
A limuzin/szedán változatot, amelyet a Volkswagen ismét Jetta néven forgalmaznak, Németországban, Dél-Afrikában és Mexikóban szerelik össze. Bizonyos piacokon, köztük az európai piacokon és Mexikóban Bora néven forgalmazzák. 2007-ben egy új Golf Variant követte. Az autó eleje megegyezik, azzal a különbséggel, hogy a GLI szedán, míg a GTI ferdehátú.
Az Mk5 későbbi modelljei bemutatták az 1,4 literes TSI turbófeltöltős, elsőkerék-hajtású benzinmotort. Az Mk5-ön felülvizsgálták a felfüggesztést és az alváz hangolását, és megnövelték a csomagtér térfogatát, ami kisebb méretnövekedésnek felel meg a korábbi modellhez képest. Rakománytérfogata nagyjából 20 literrel nagyobb.
A csere, az Mk6 a korábban bejelentett 2009-ről Európában 2008 őszére került, közvetlenül a 2008. szeptemberi Párizsi Autószalonon történt hivatalos bemutató után.

### Hatodik generáció (2008-2013)
- VW Golf Mk6
- VW Golf Mk6 Cabrio
- VW Golf Mk6 Variant
- VW Golf Mk6 R
- VW Golf Mk6 GTI
- VW Golf Mk6 GTD

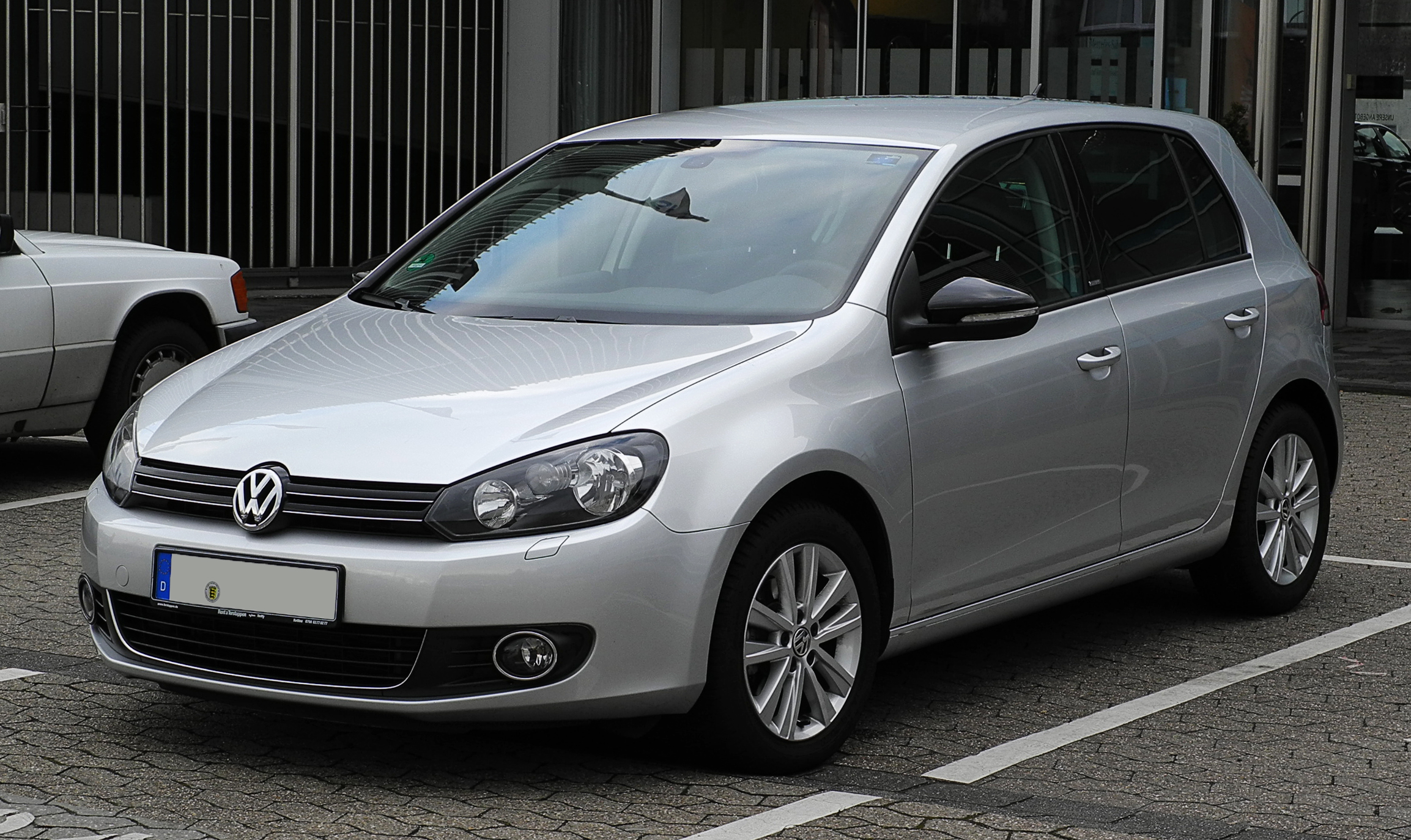
VW Golf Mk6 eleje
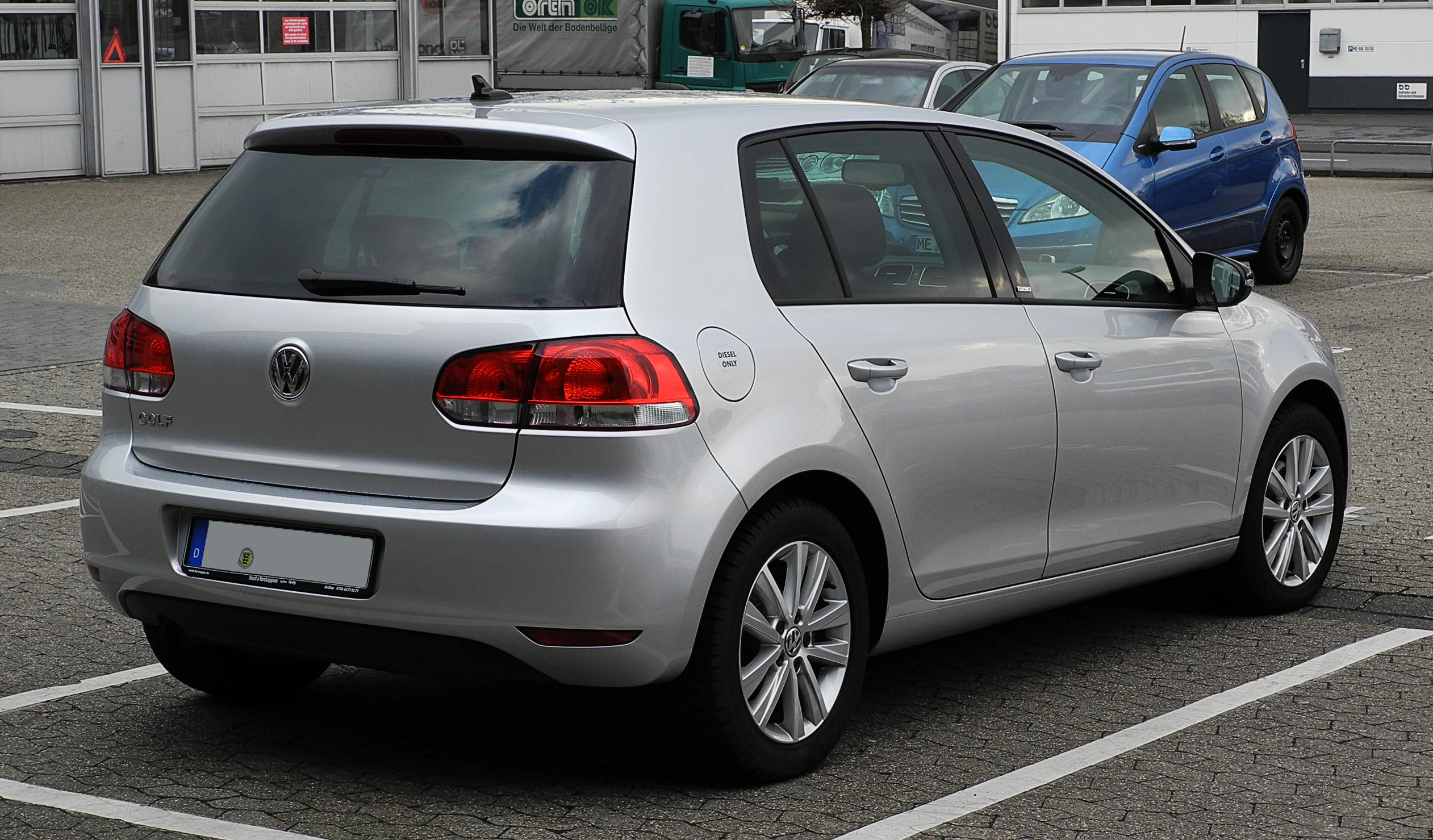
VW Golf Mk6 hátulja
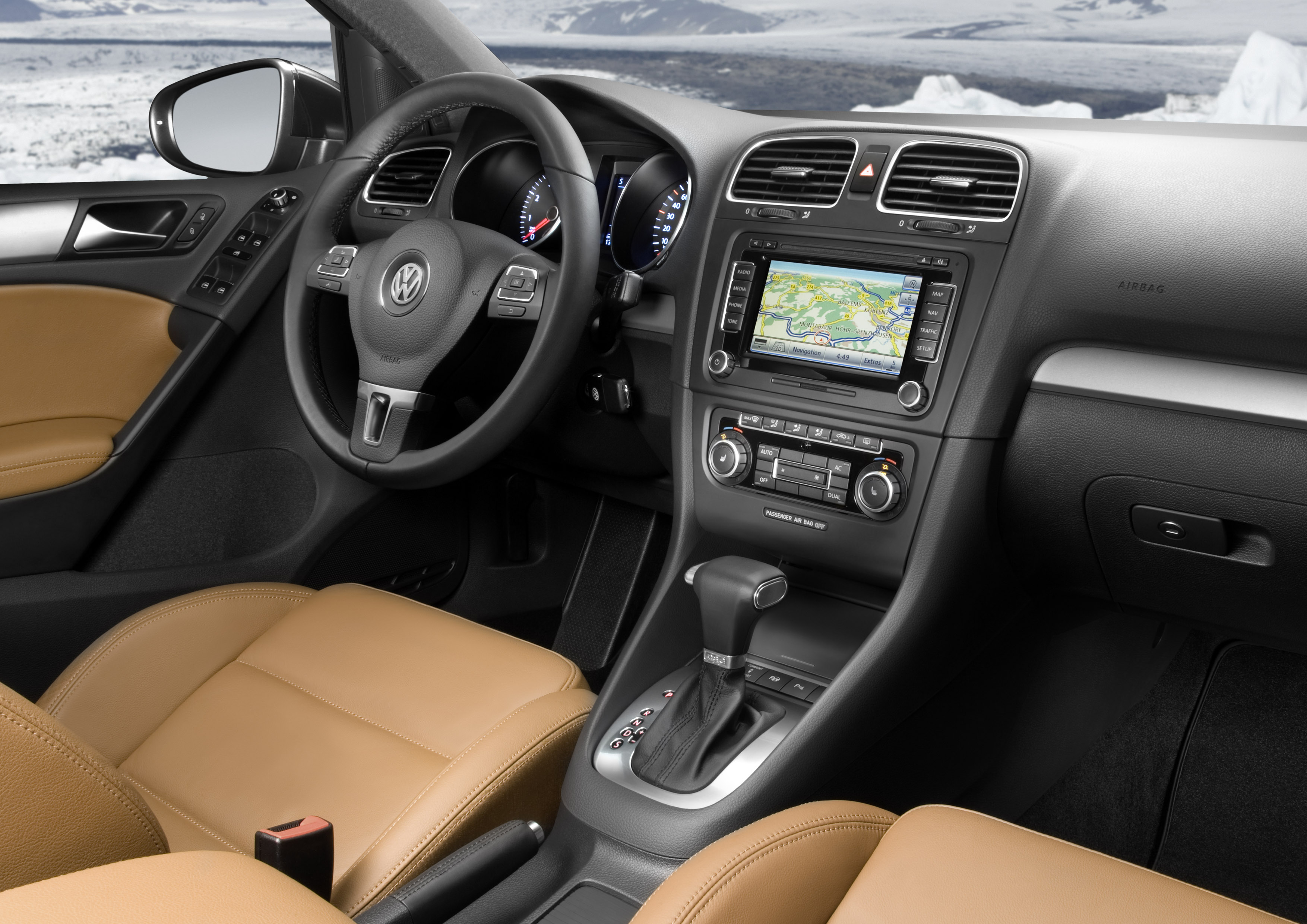
A belseje
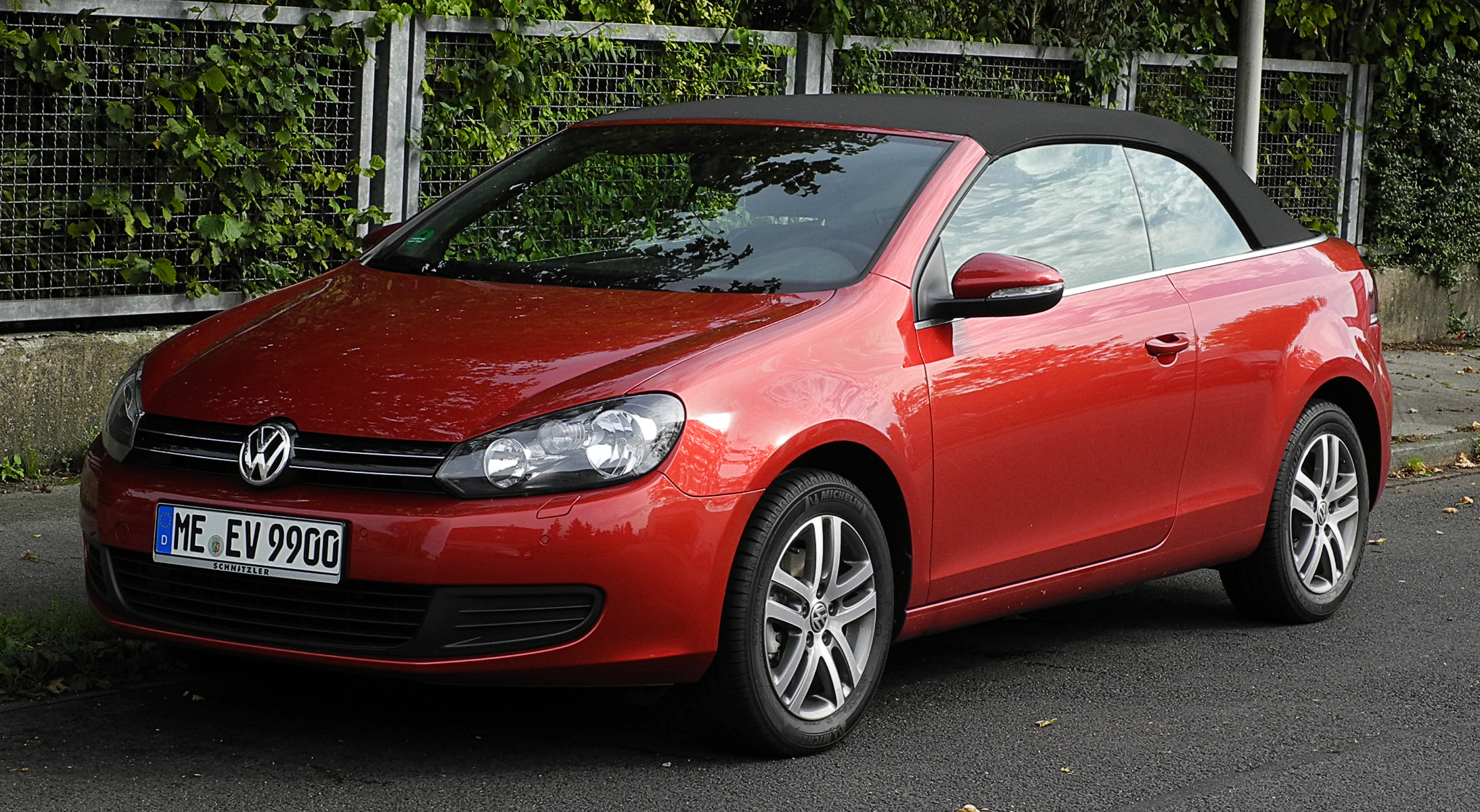
VW Golf Mk6 Cabrio eleje
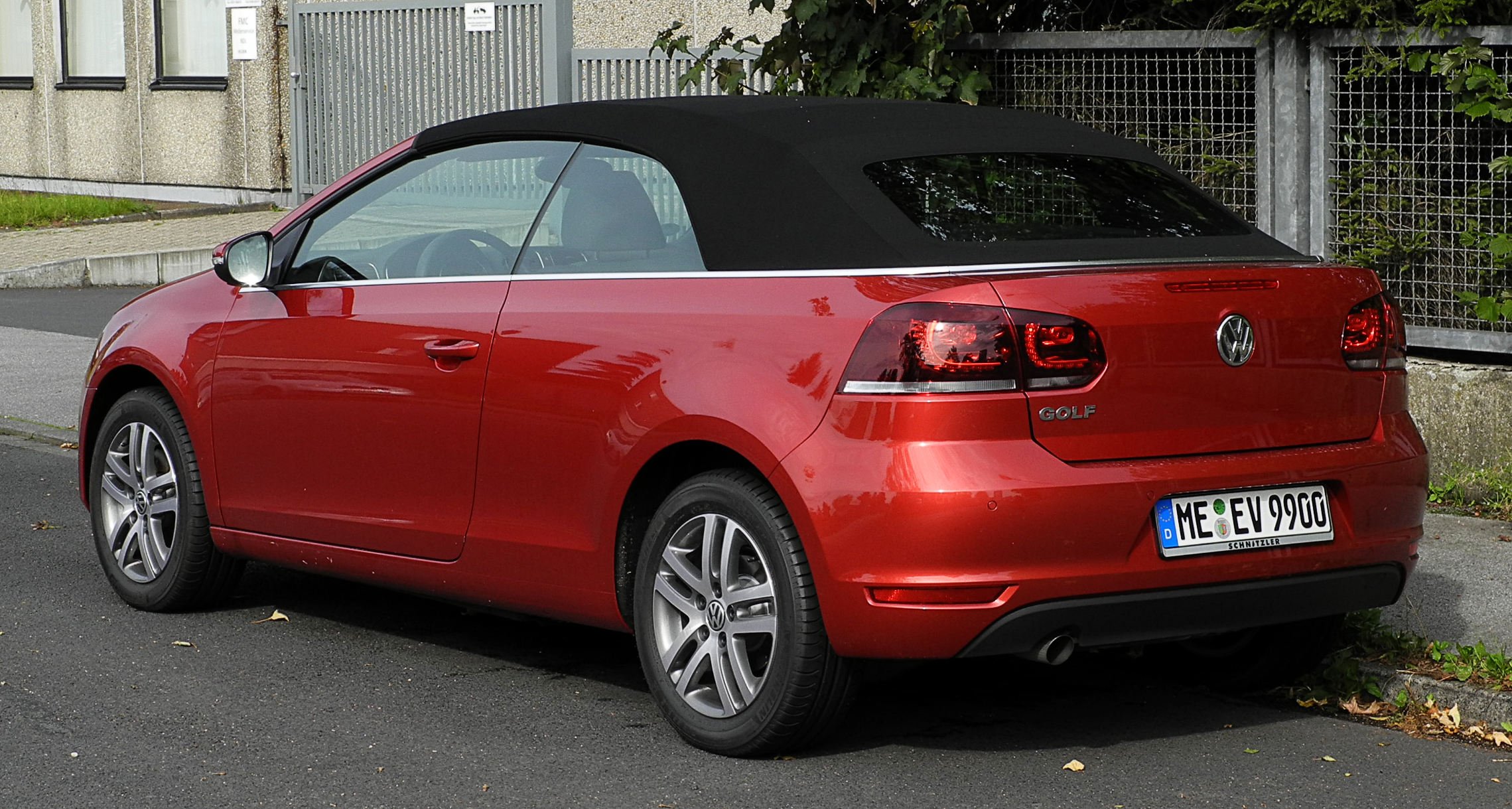
VW Golf Mk6 Cabrio hátulja
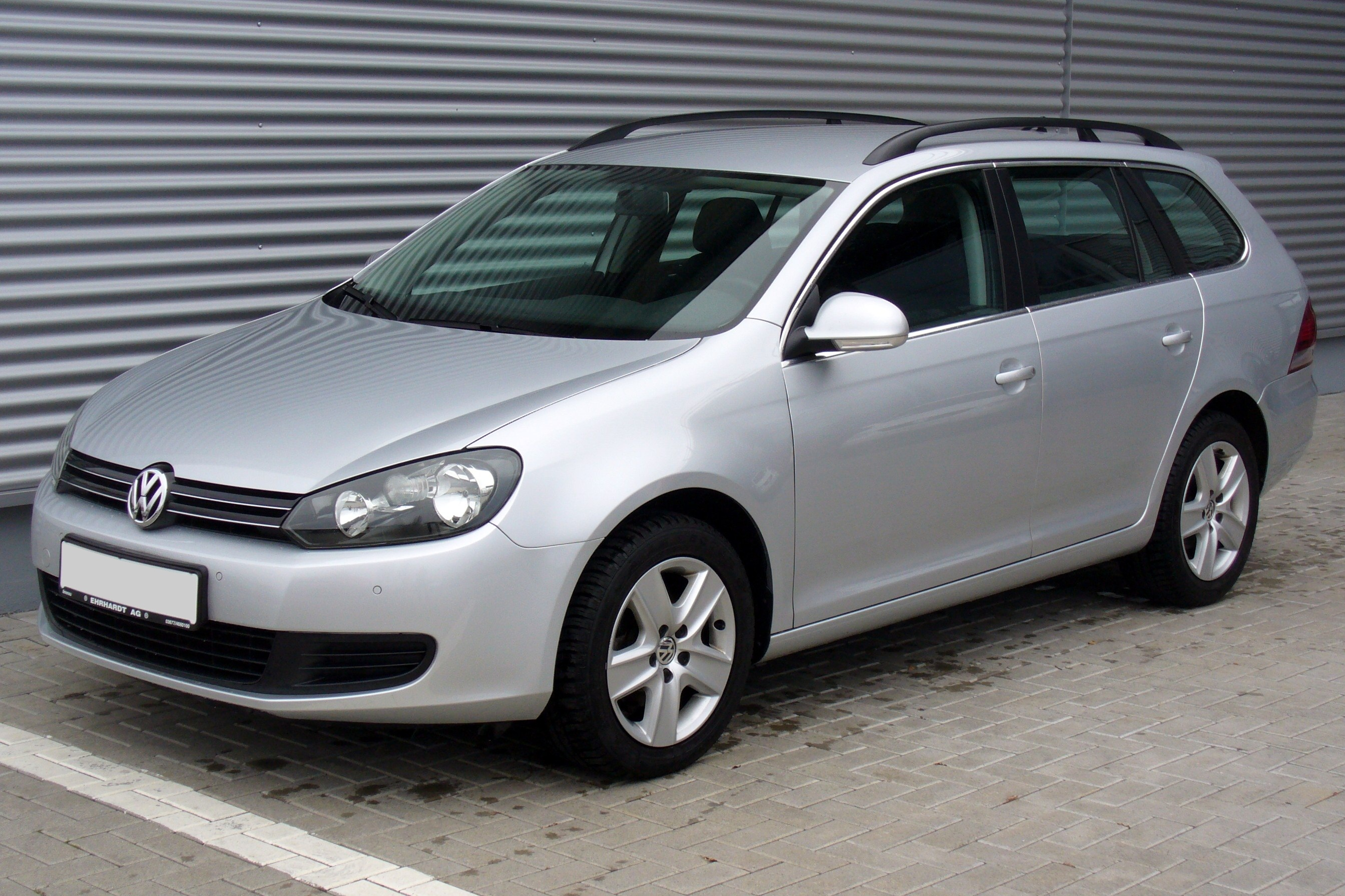
VW Golf Mk6 Variant eleje
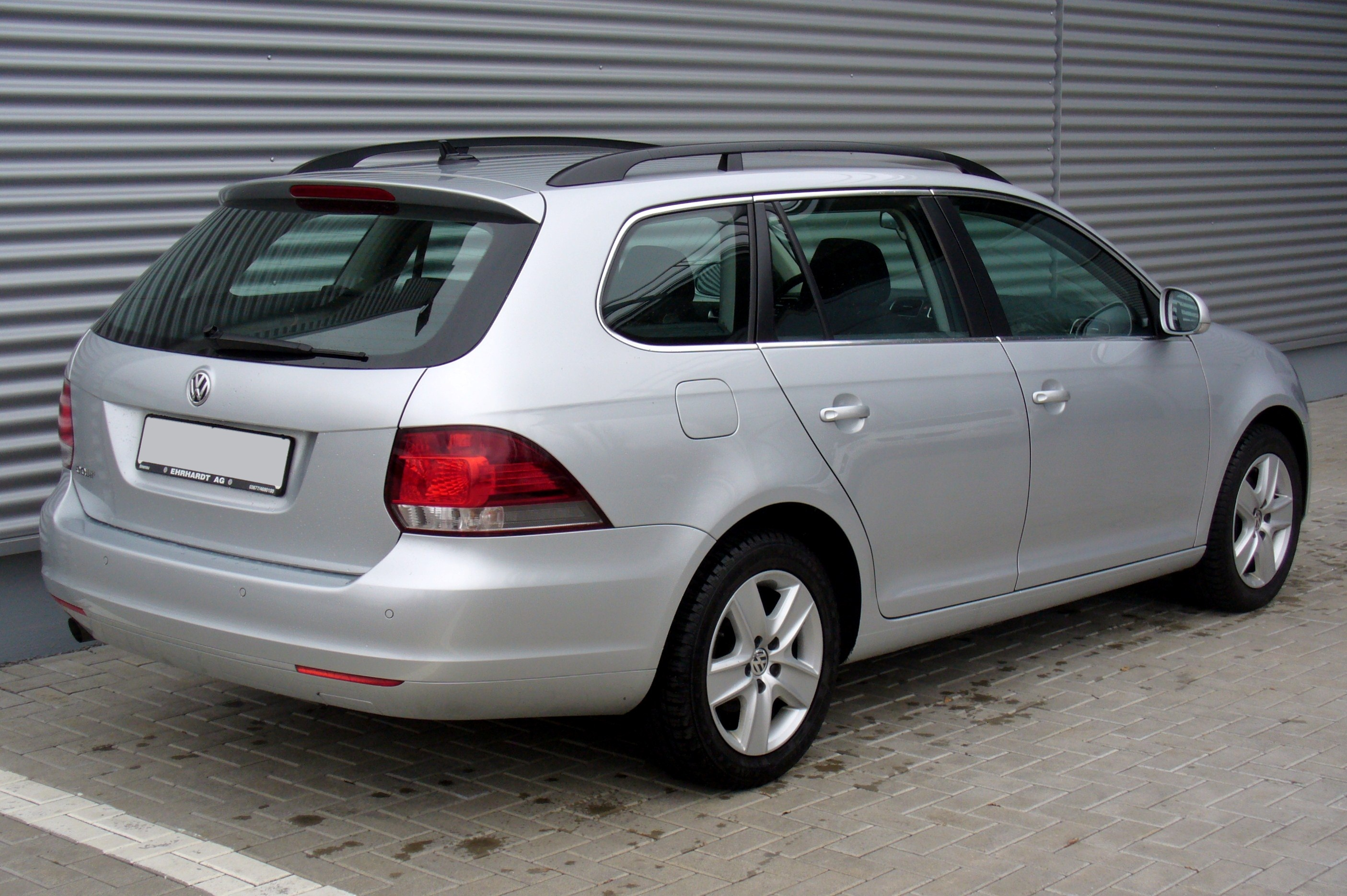
VW Golf Mk6 Variant hátulja
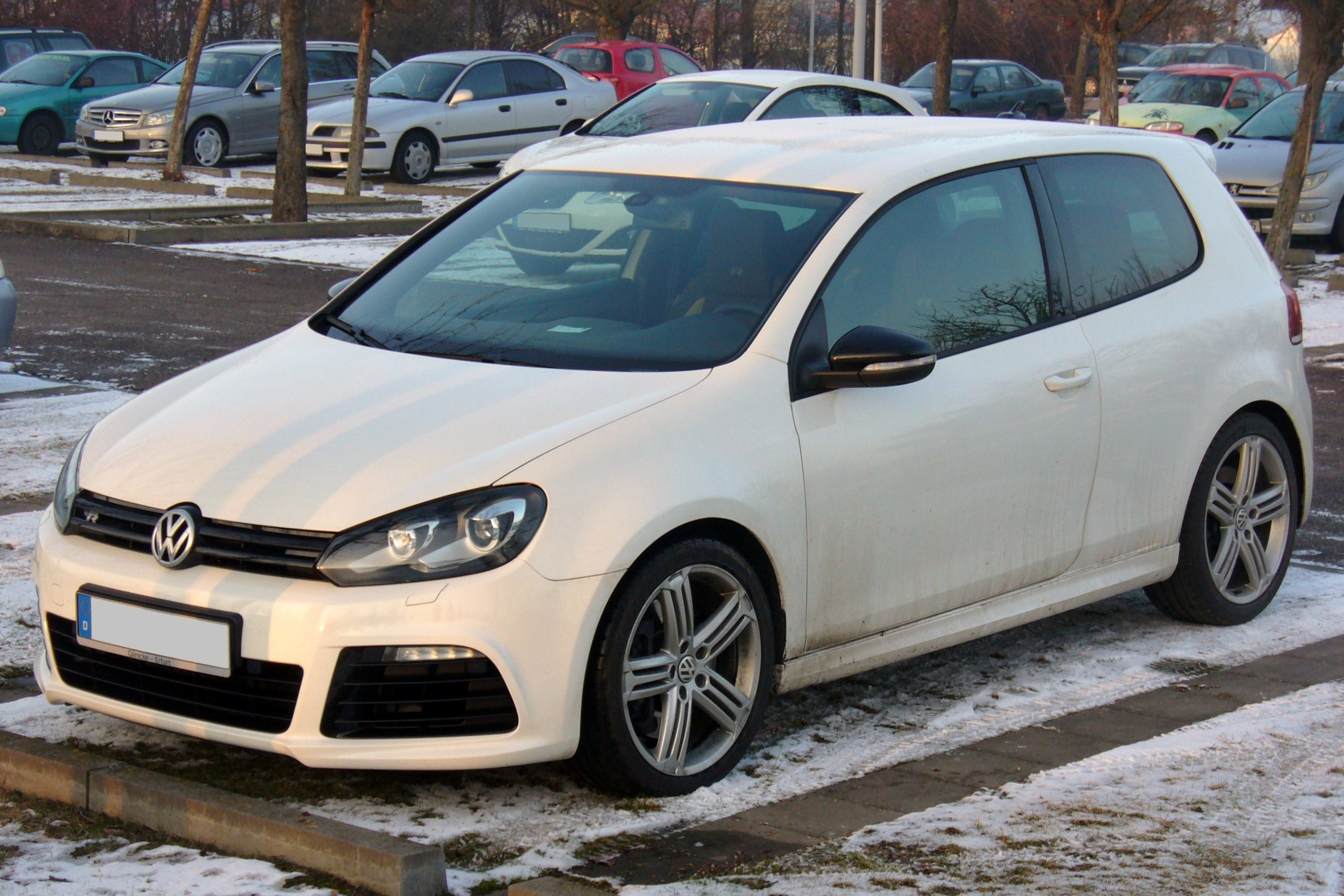
VW Golf Mk6 R eleje
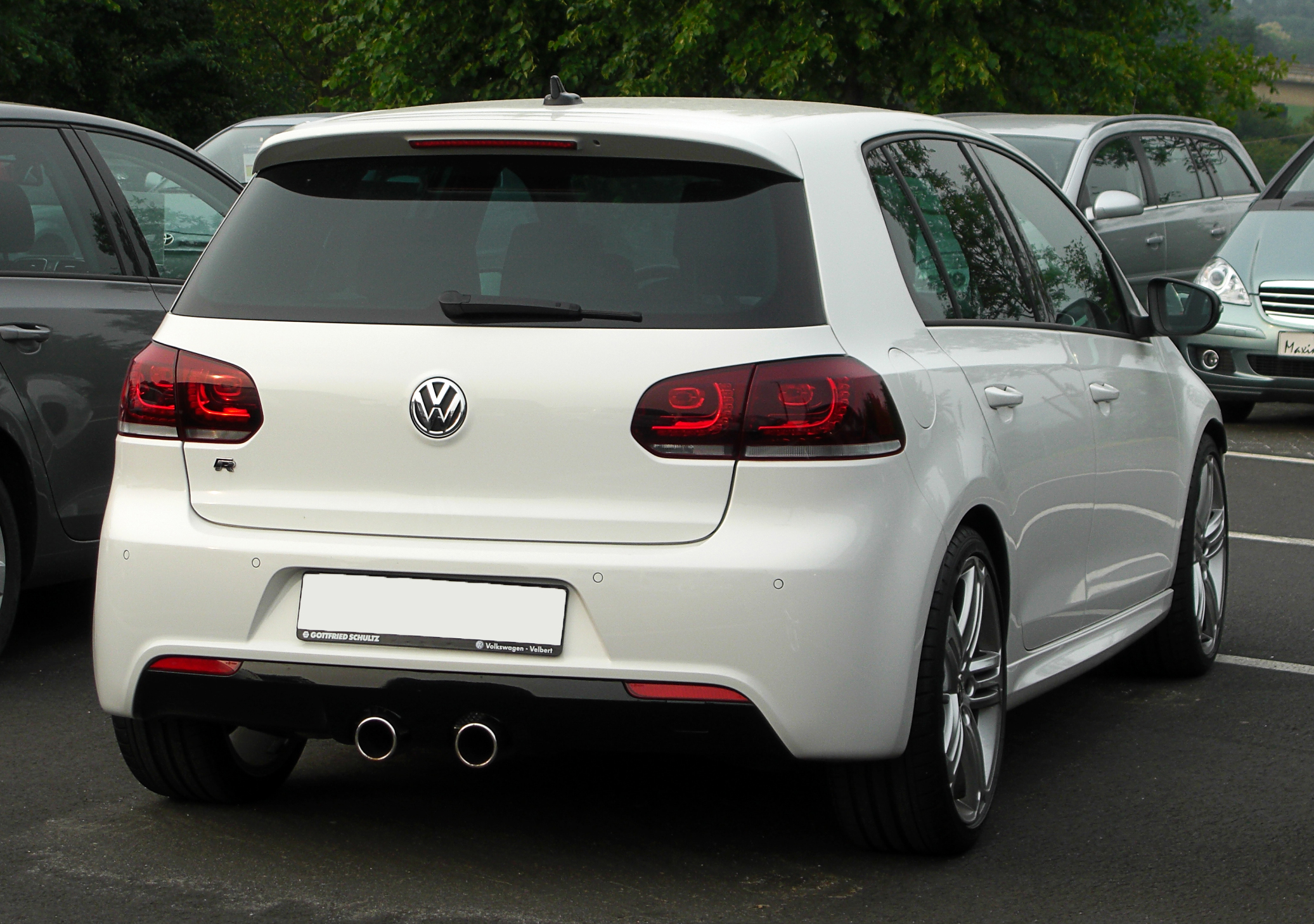
VW Golf Mk6 R hátulja
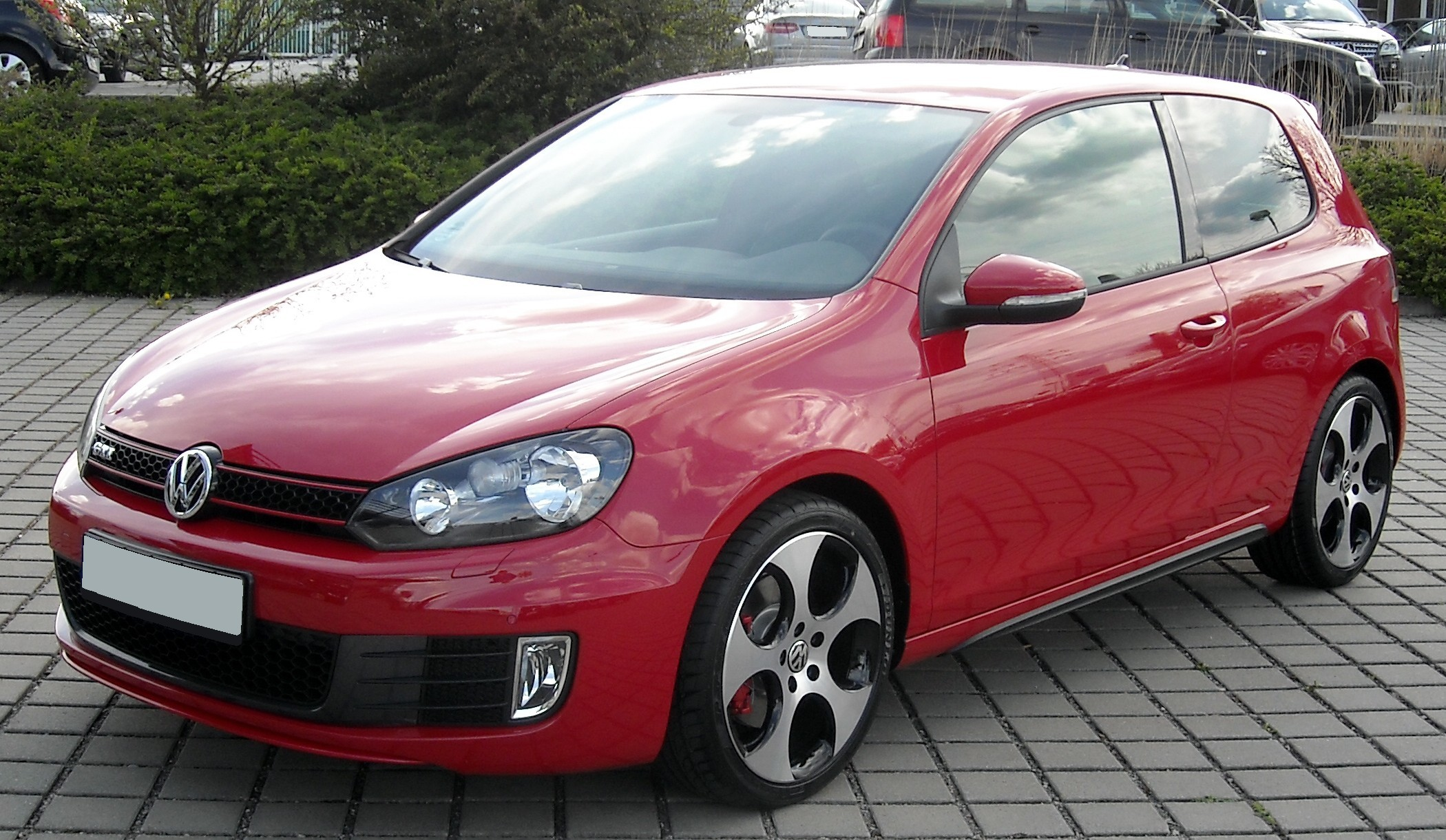
VW Golf Mk6 GTI eleje
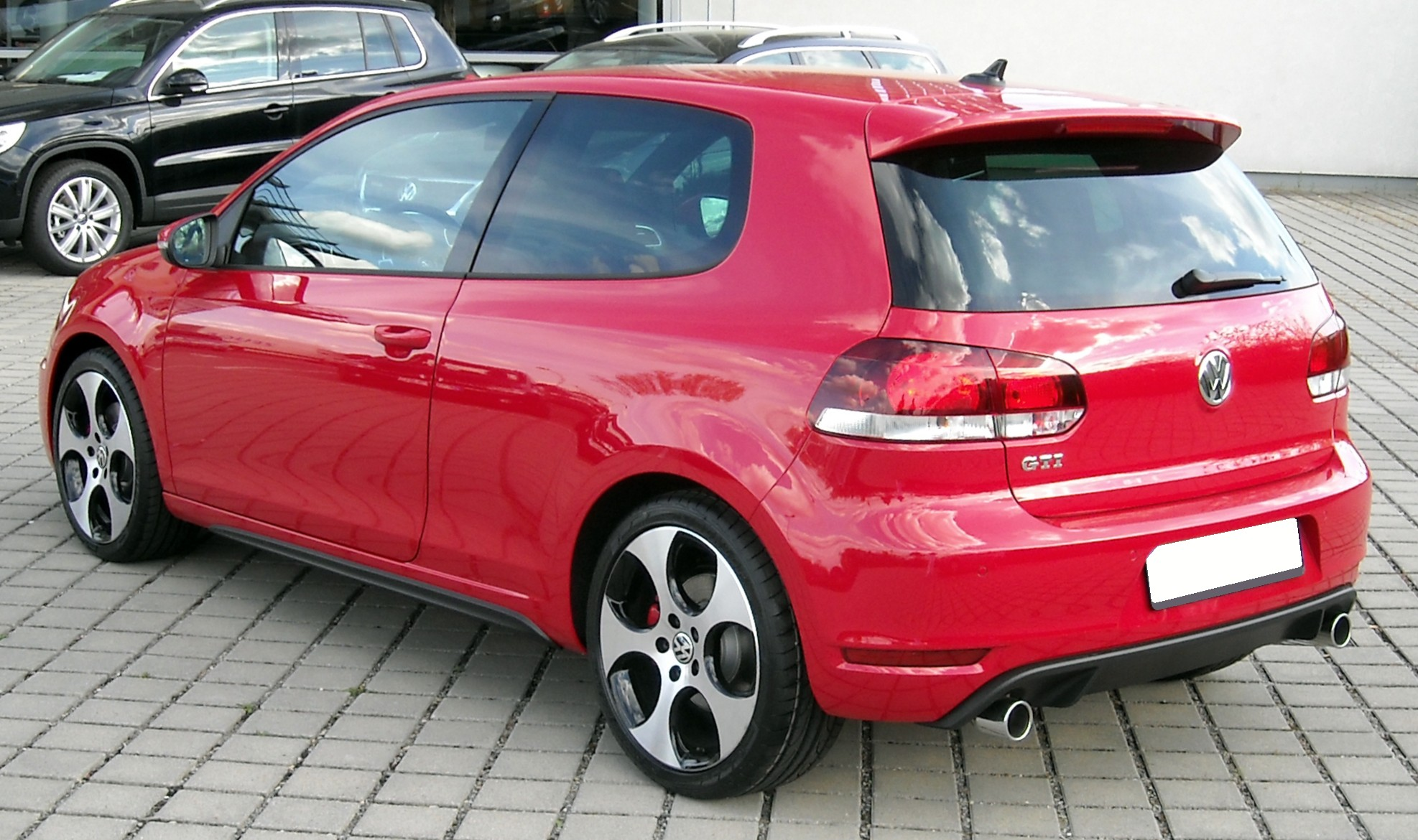
VW Golf Mk6 GTI hátulja
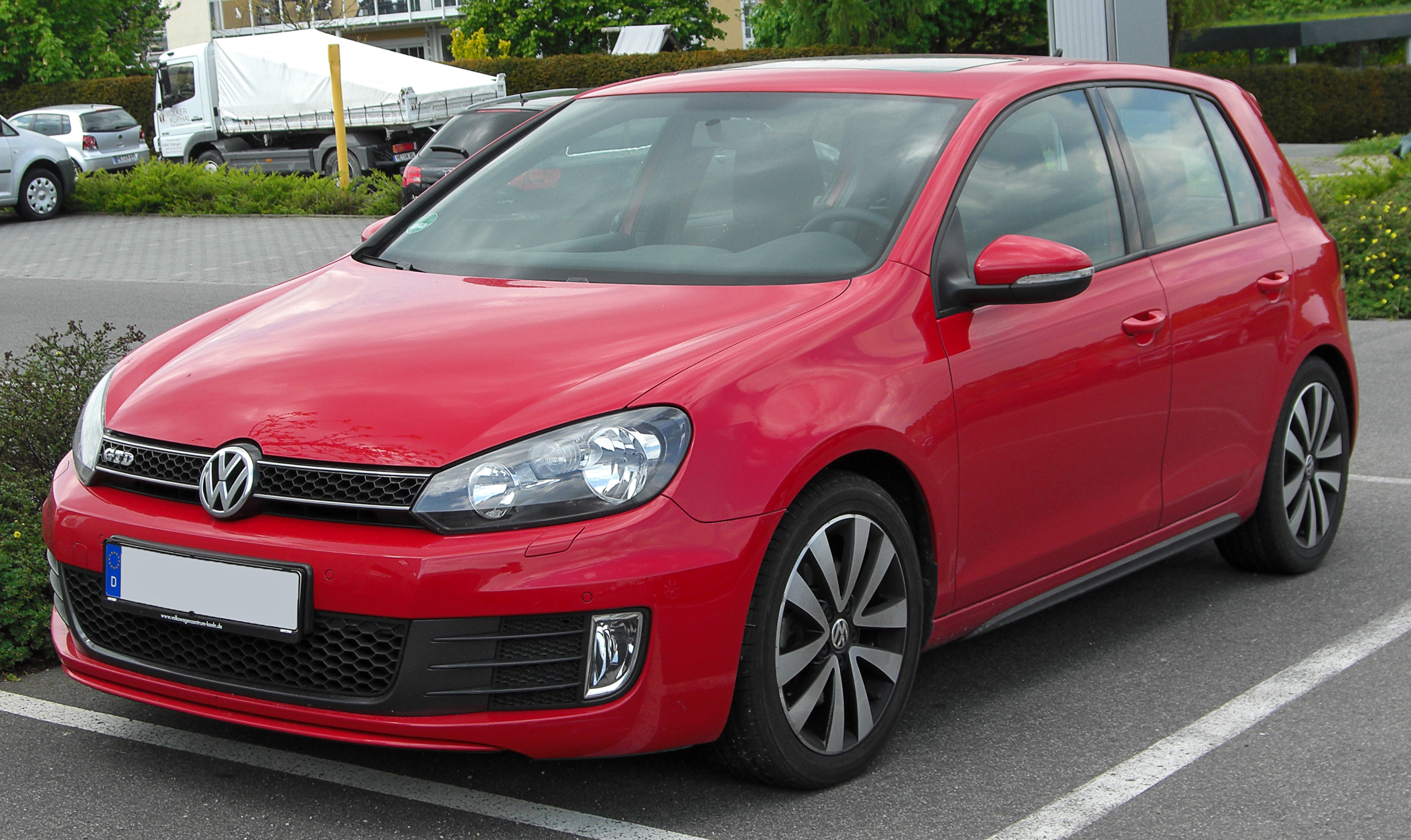
VW Golf Mk6 GTD eleje
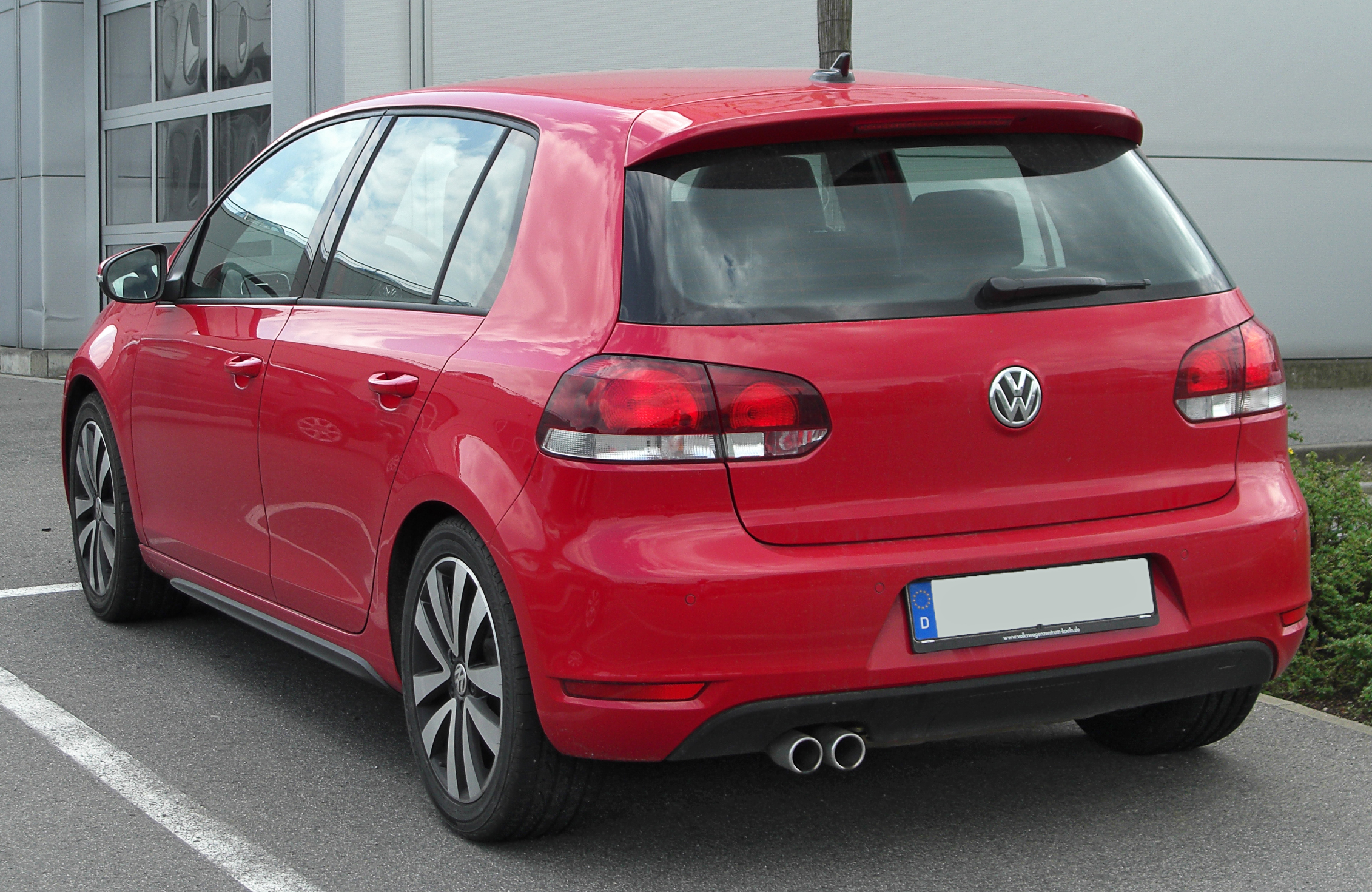
VW Golf Mk6 GTD hátulja

A Volkswagen a Golf Mk6-ot a Golf Mk5 meglévő PQ35 platformjára alapozta a VW, a 2008-as Párizsi Autószalonon debütált.
Az Mk6 Golfot a Volkswagen vezető tervezője, Walter de'Silva tervezte. A dizájn állítólag aerodinamikusabb, javítja az üzemanyag-hatékonyságot, és csendesebb, mint elődje. Az Mk5 Golf Mk4-hez képest rontott belső berendezési minőségével kapcsolatos bírálatokat kapott, melyet követően a Volkswagen úgy döntött, hogy átalakítja azt, hogy megfeleljen az Mk4 Golf minőségének, miközben megőrizte az Mk5-höz hasonló felhasználóbarát jelleget. Az autó megépítése is olcsóbb, mint elődje; A Volkswagen azt állítja, hogy ennek következtében ezeket a megtakarításokat az ügyfelekre tudja majd hárítani.
Az Mk6 Jetta 2010 közepén jelent meg Mexikóban, és 2011 végén már az összes piacon elérhető volt. A közös nyomócsöves befecskendezési technológiát használó turbófeltöltéses közvetlen befecskendezéses dízelmotorok váltották fel a régóta fennálló Pumpe Düse (PD) Unit Injector rendszert. A Golf újdonsága az opcionális Volkswagen Adaptive Chassis Control, amely lehetővé teszi a vezető számára, hogy válasszon a „normál”, „komfort” és „sport” üzemmódok között. Ezek változtatják a felfüggesztést, a kormányzást és a gázpedált, ennek megfelelően viselkedik.
Az Mk6 Golf 5- és 6-fokozatú kézi sebességváltóval, valamint 6- vagy 7-sebességes automatikus sebességváltóval (DSG) (kettős tengelykapcsolóval) rendelhető. A GTI változat 157 kW (211 LE; 213 LE) turbófeltöltésű soros 4 hengeres TSI benzinmotorral, míg a Golf R 191 kW (256 LE; 260 LE) turbófeltöltős soros TFSI 4 motorral van felszerelve. Mindhárom motorhoz DSG duplakuplungos, 6 sebességes automata vagy 6 sebességes kézi sebességváltó párosítható 3 vagy 5 ajtós konfigurációban.

### Hetedik generáció (2013-2020)
- VW Golf Mk7
- VW Golf Mk7 Variant
- VW Golf Mk7 Alltrack
- VW e-Golf
- VW Golf R
- VW Golf R-Line
- VW Golf Mk7 GTE
- VW Golf Mk7 GTD
- VW Golf Mk7 TGI
- VW Golf Mk7 TDI
- VW Golf Mk7 TSI
- VW Golf Mk7 GTI
- VW Golf Mk7 GTI Clubsport
- VW Golf Mk7 GTI Clubsport S
- VW Golf Sportsvan

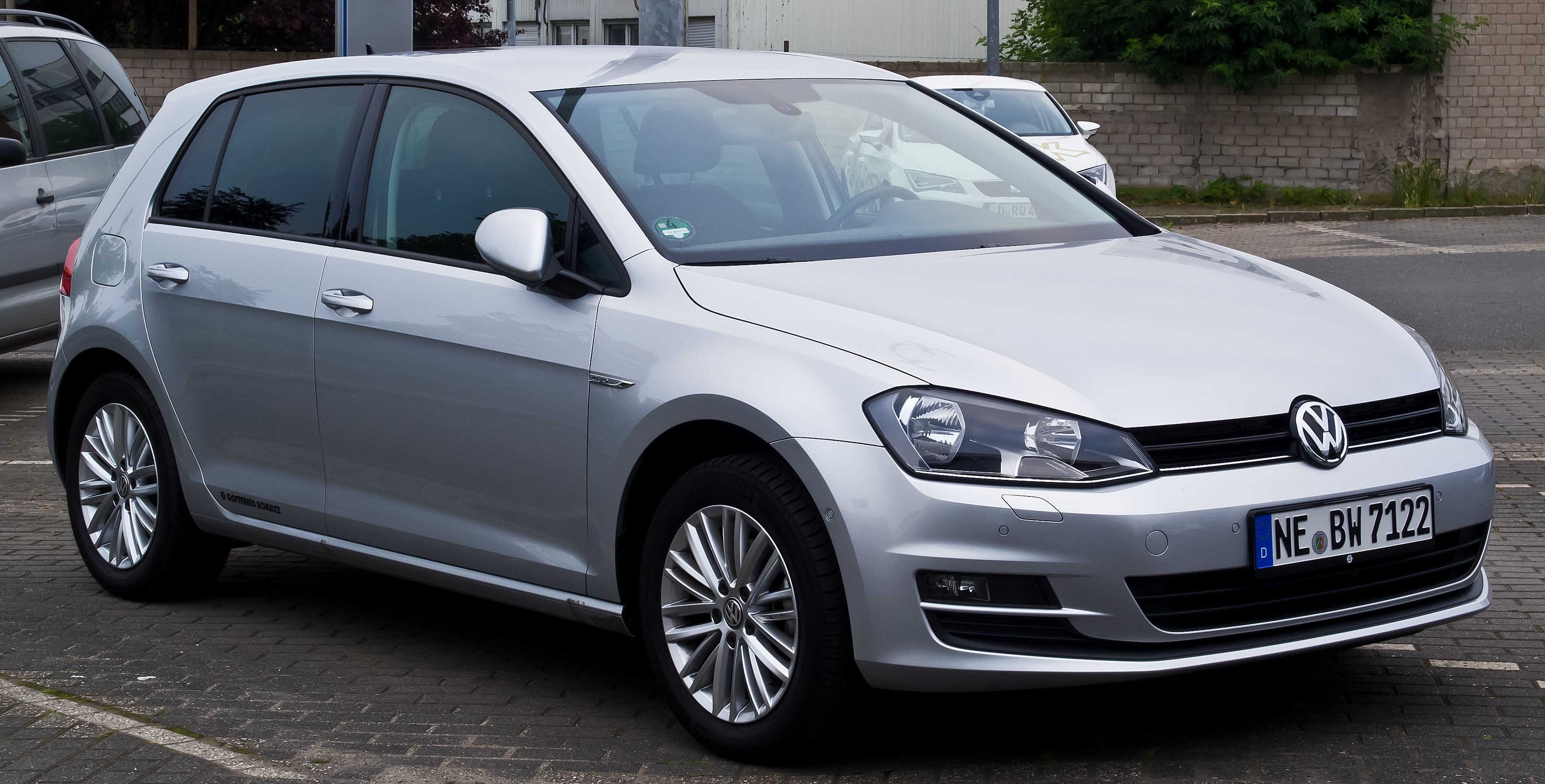
VW Golf Mk7 eleje
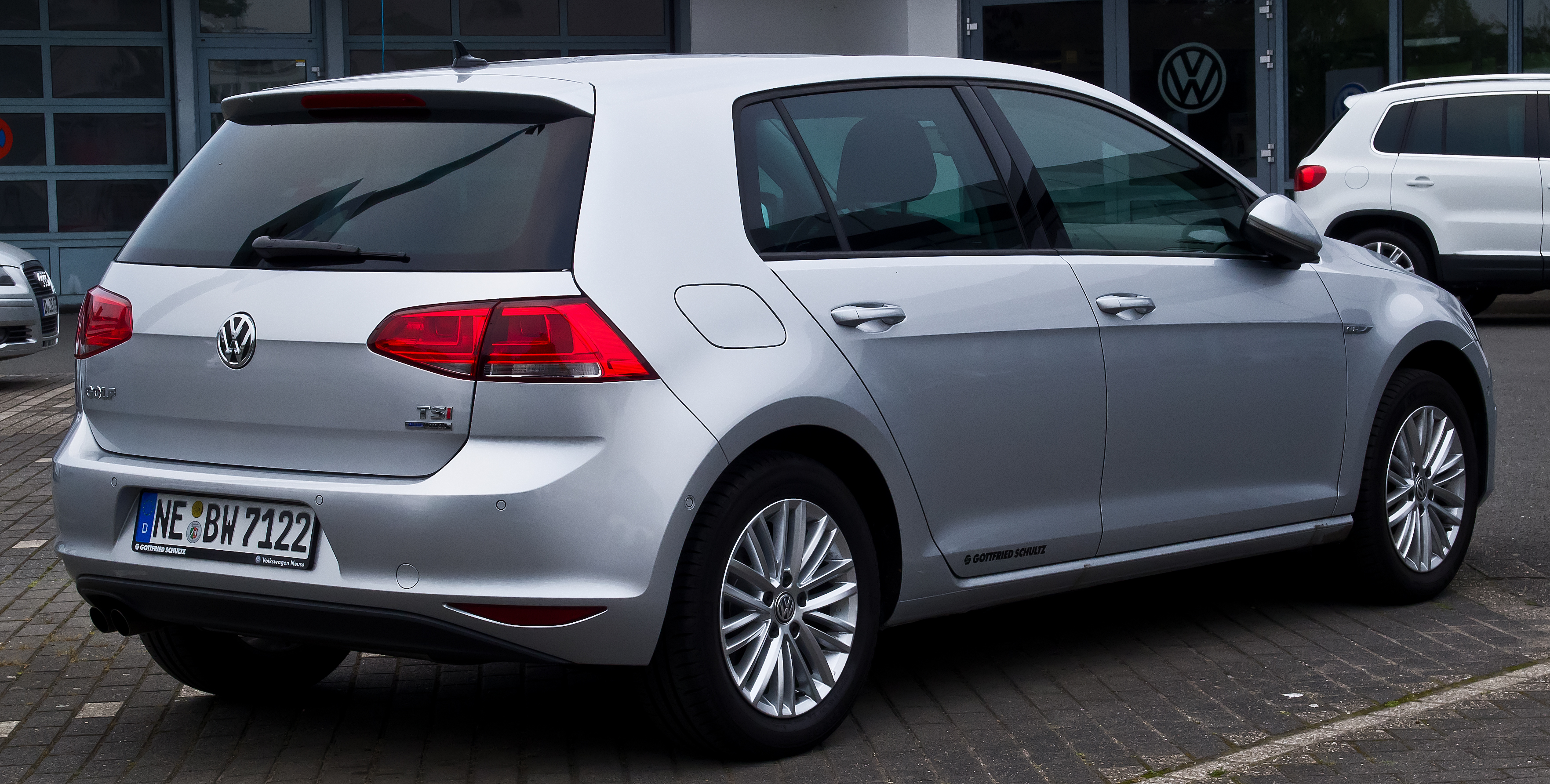
VW Golf Mk7 hátulja
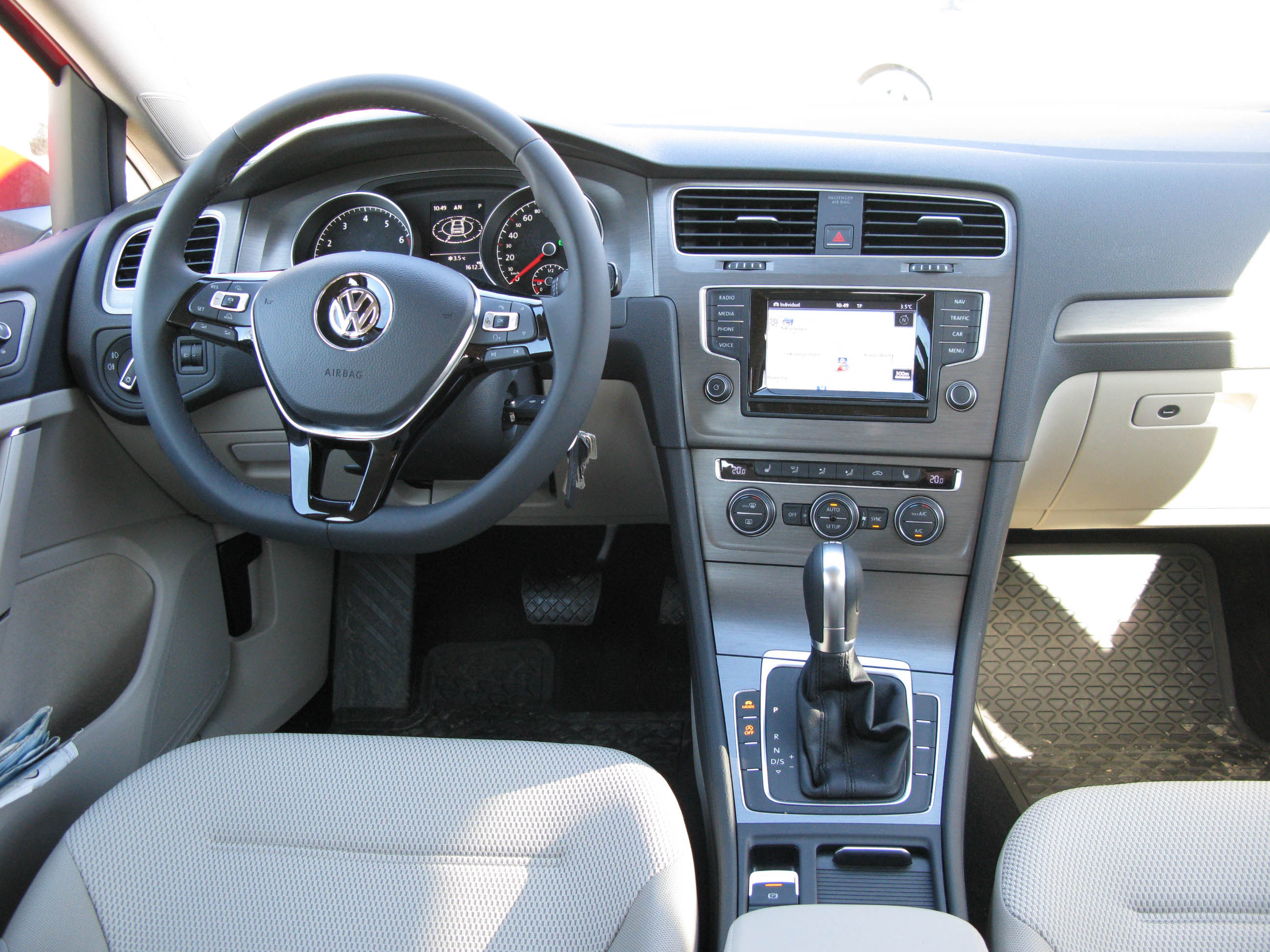
A belseje
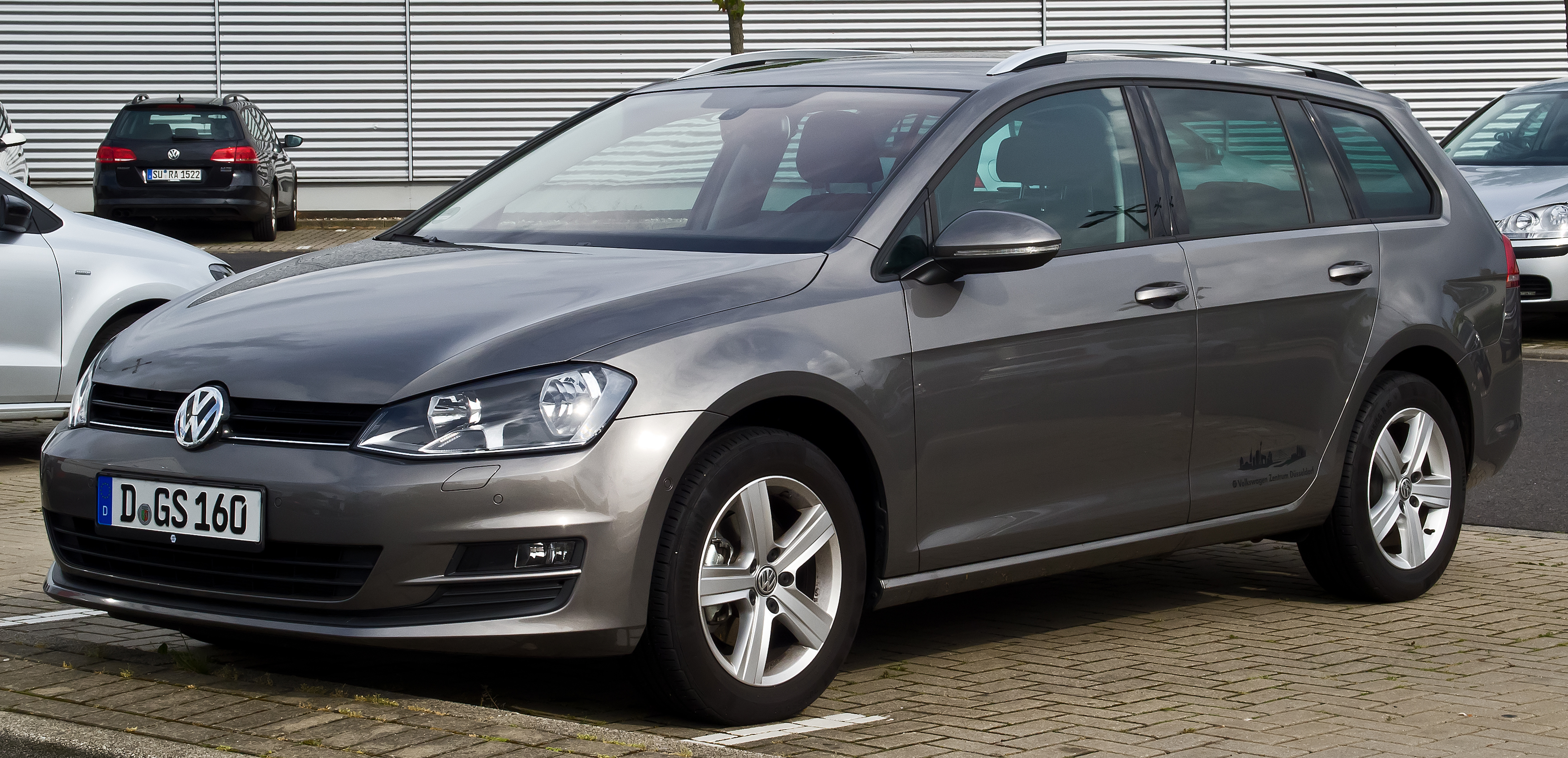
VW Golf Mk7 Variant eleje
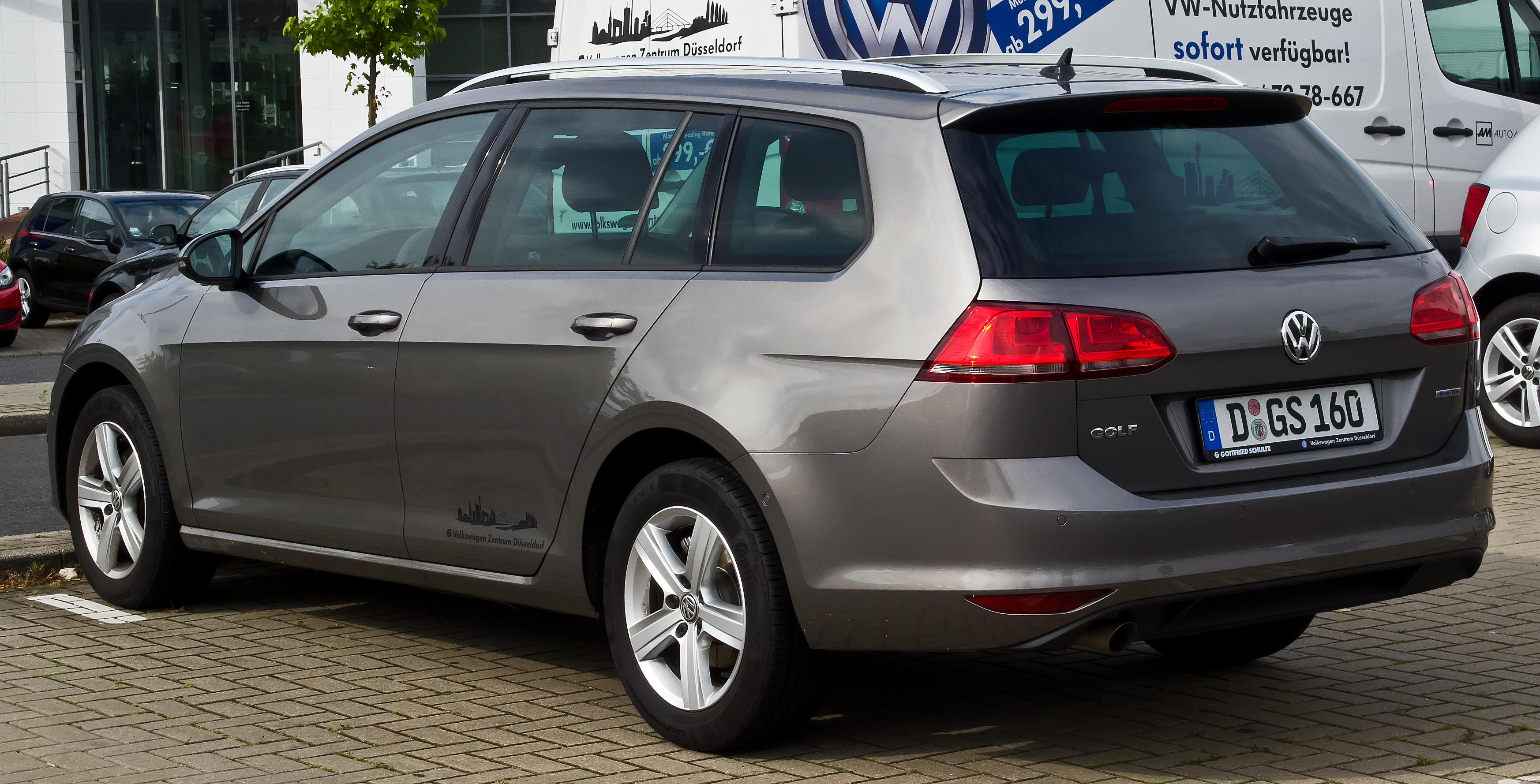
VW Golf Mk7 Variant hátulja
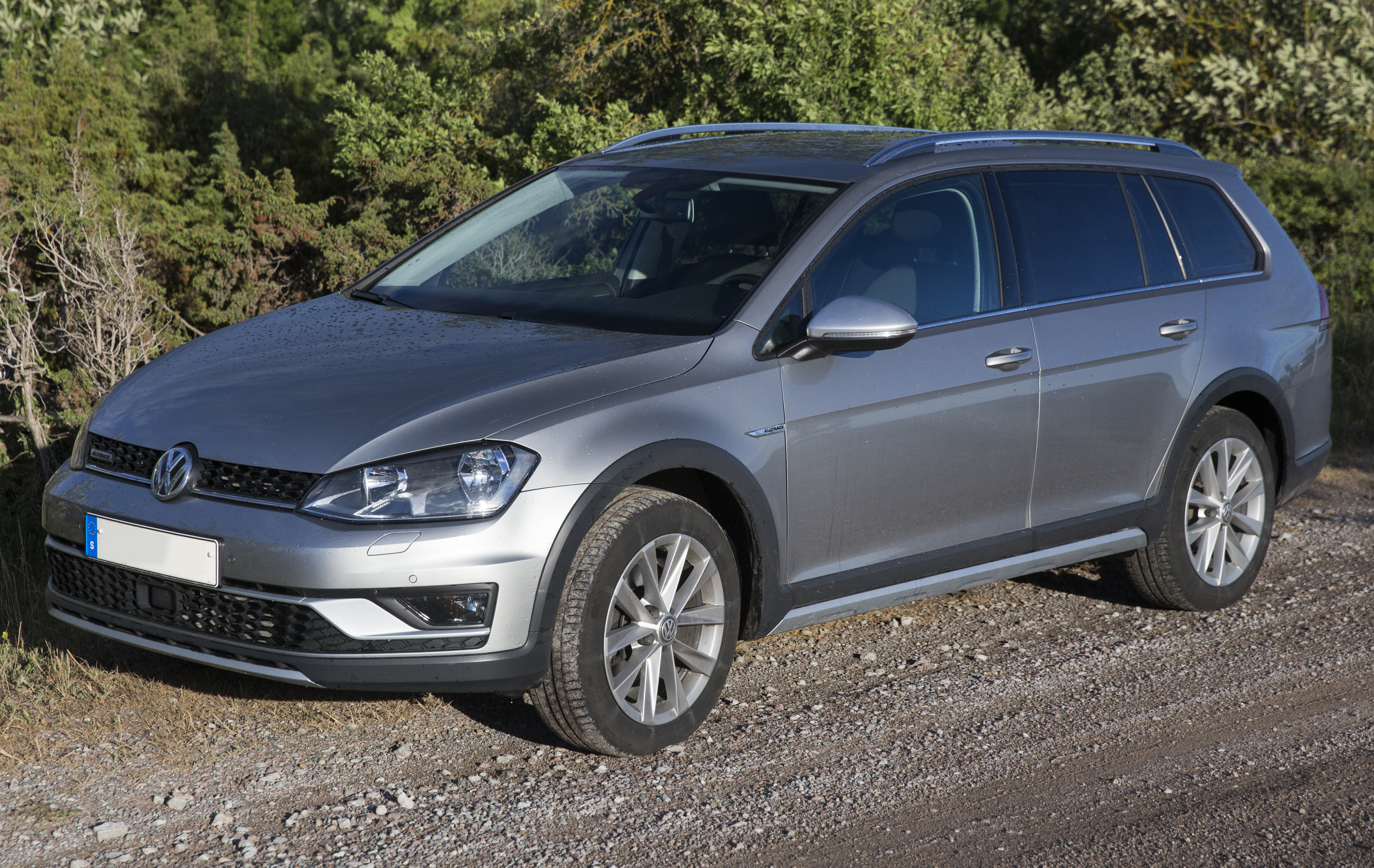
VW Golf Mk7 Alltrack eleje
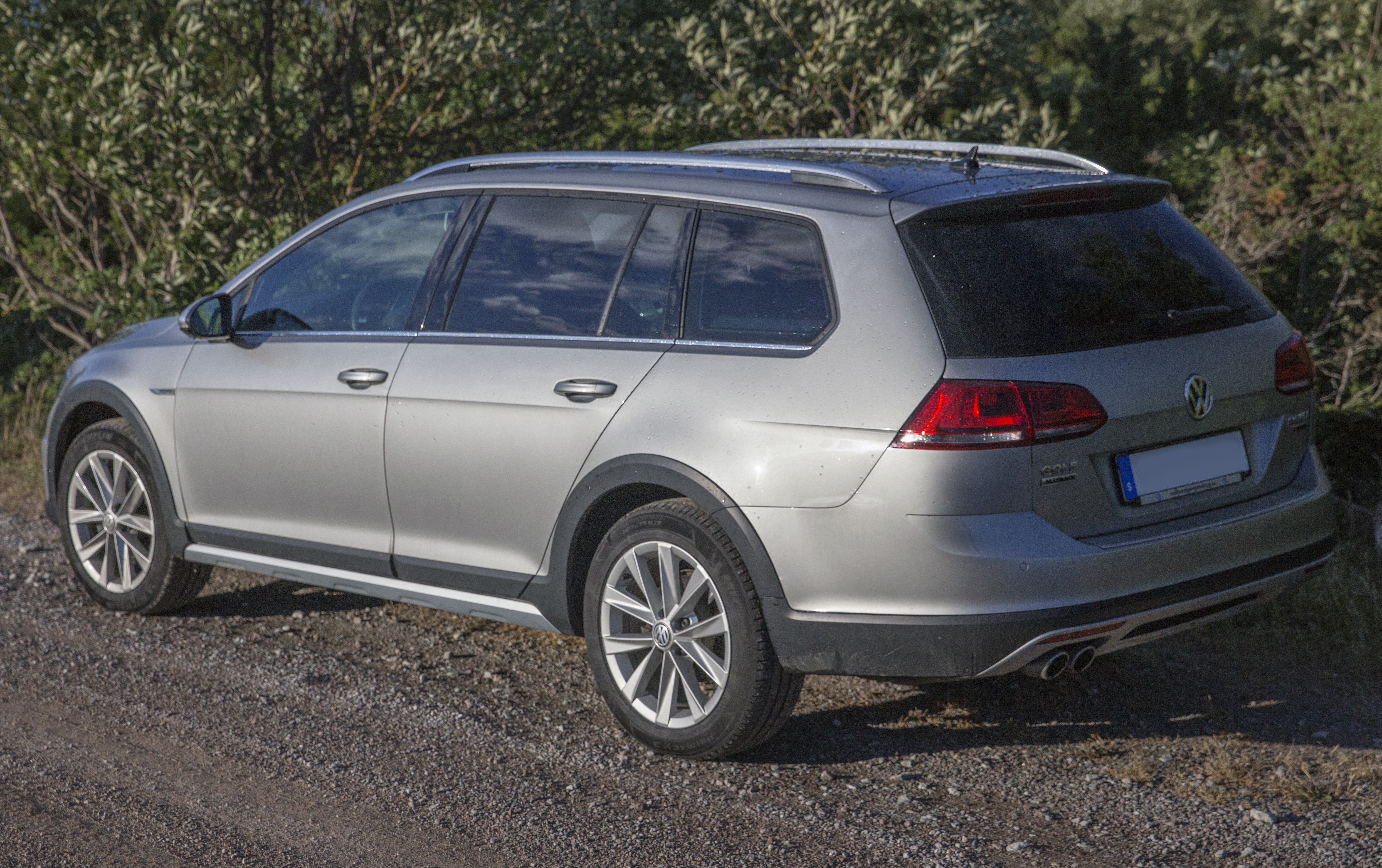
VW Golf Mk7 Alltrack hátulja
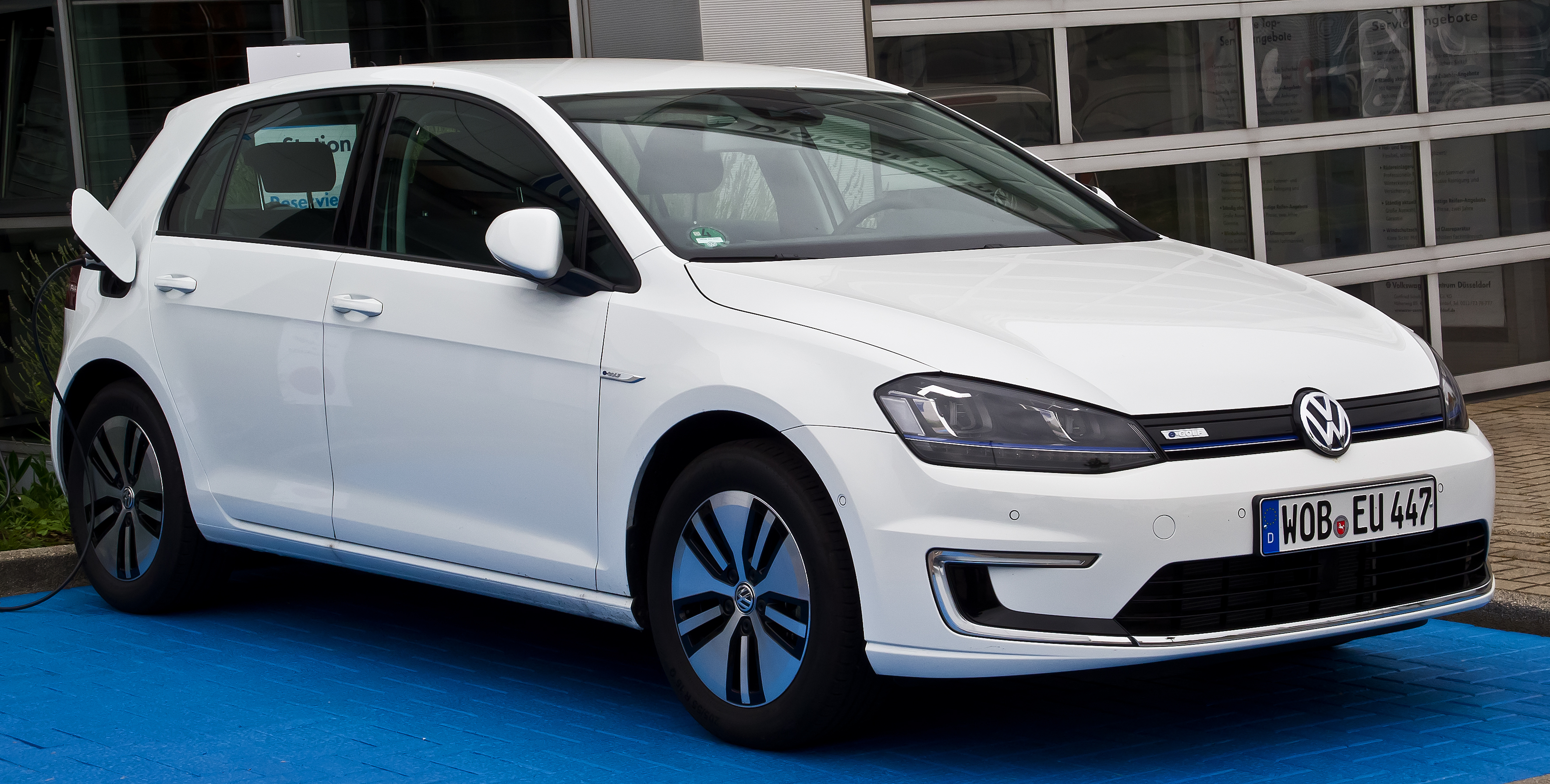
VW e-Golf eleje
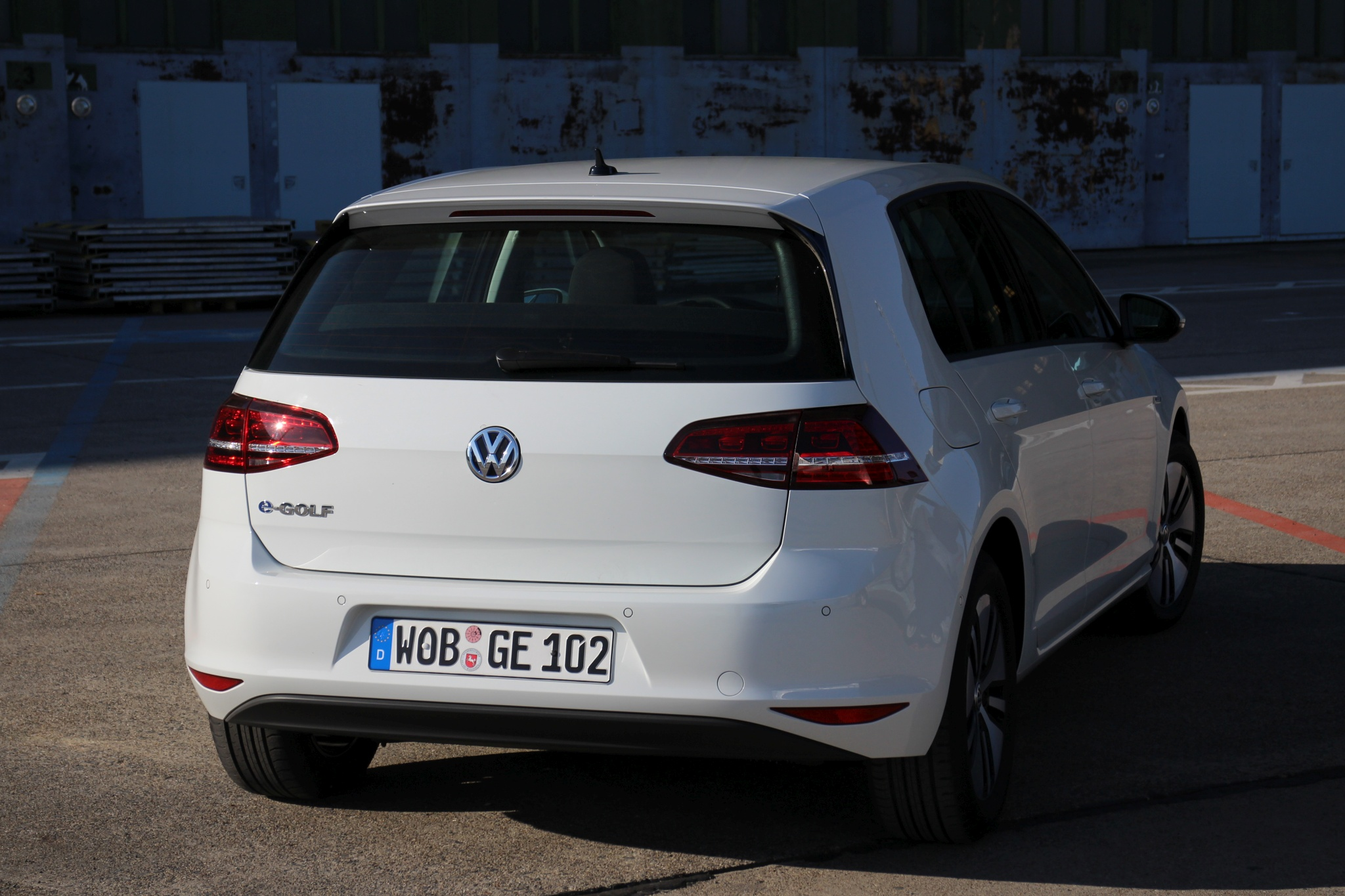
VW e-Golf hátulja
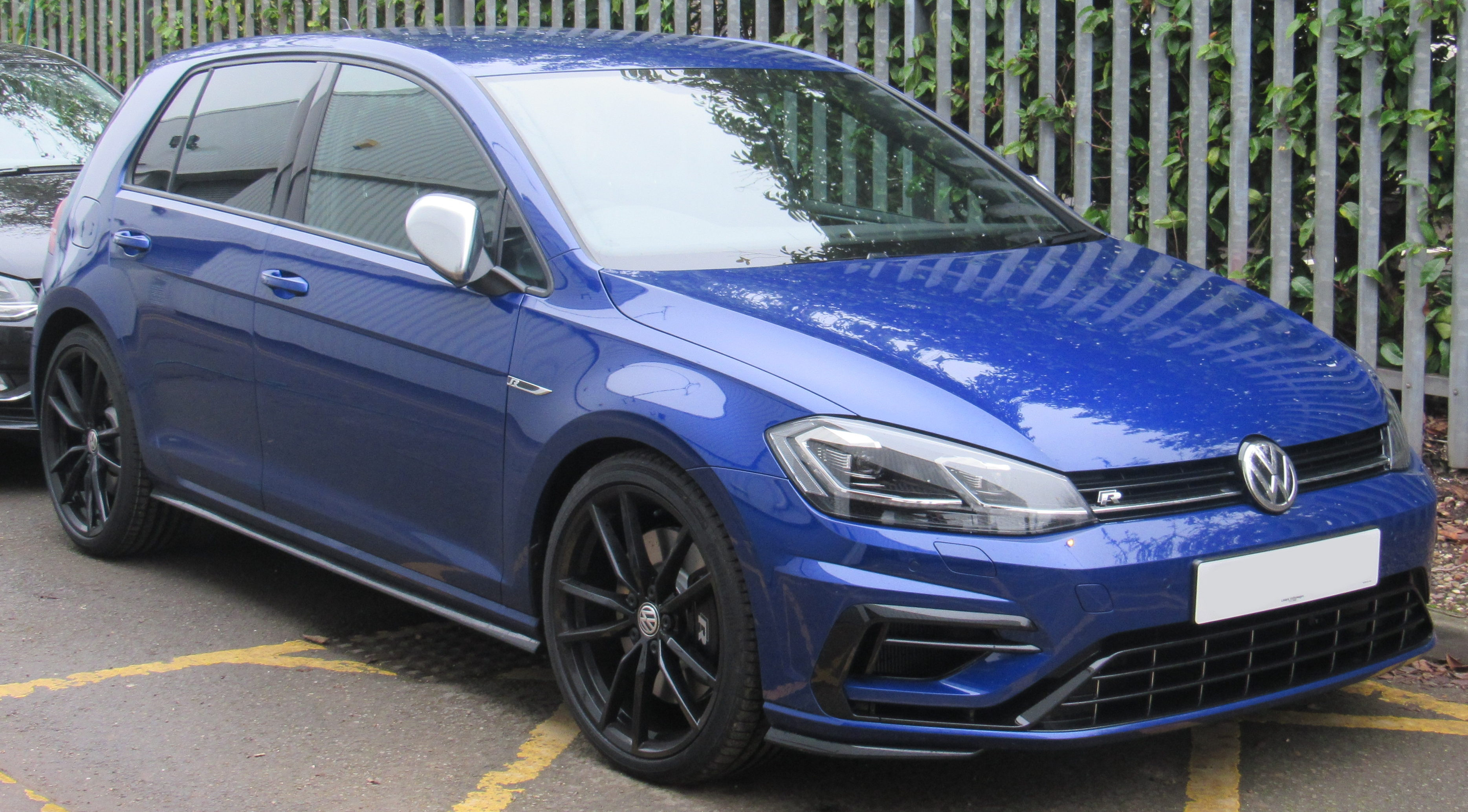
VW Golf R eleje
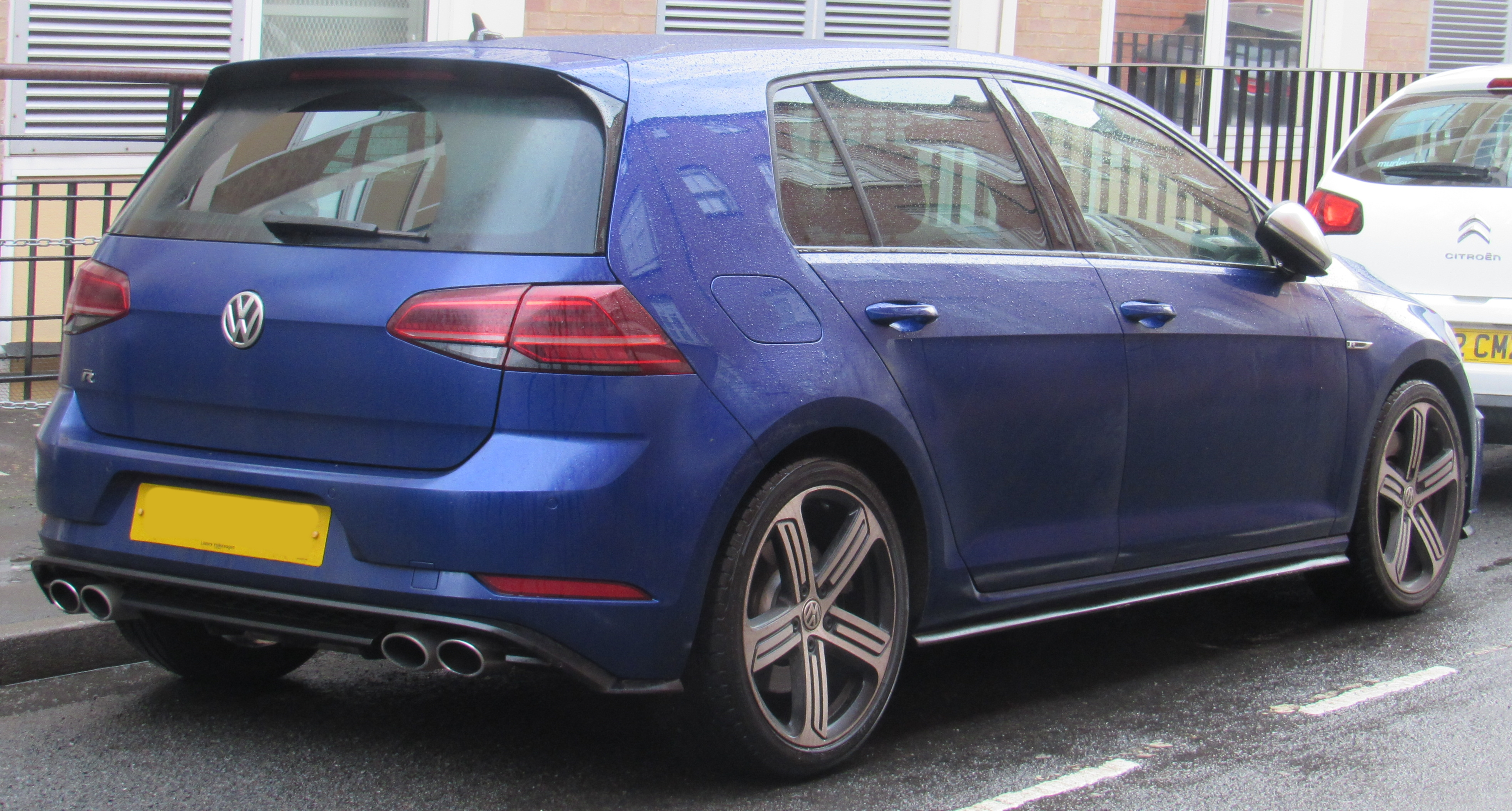
VW Golf R hátulja
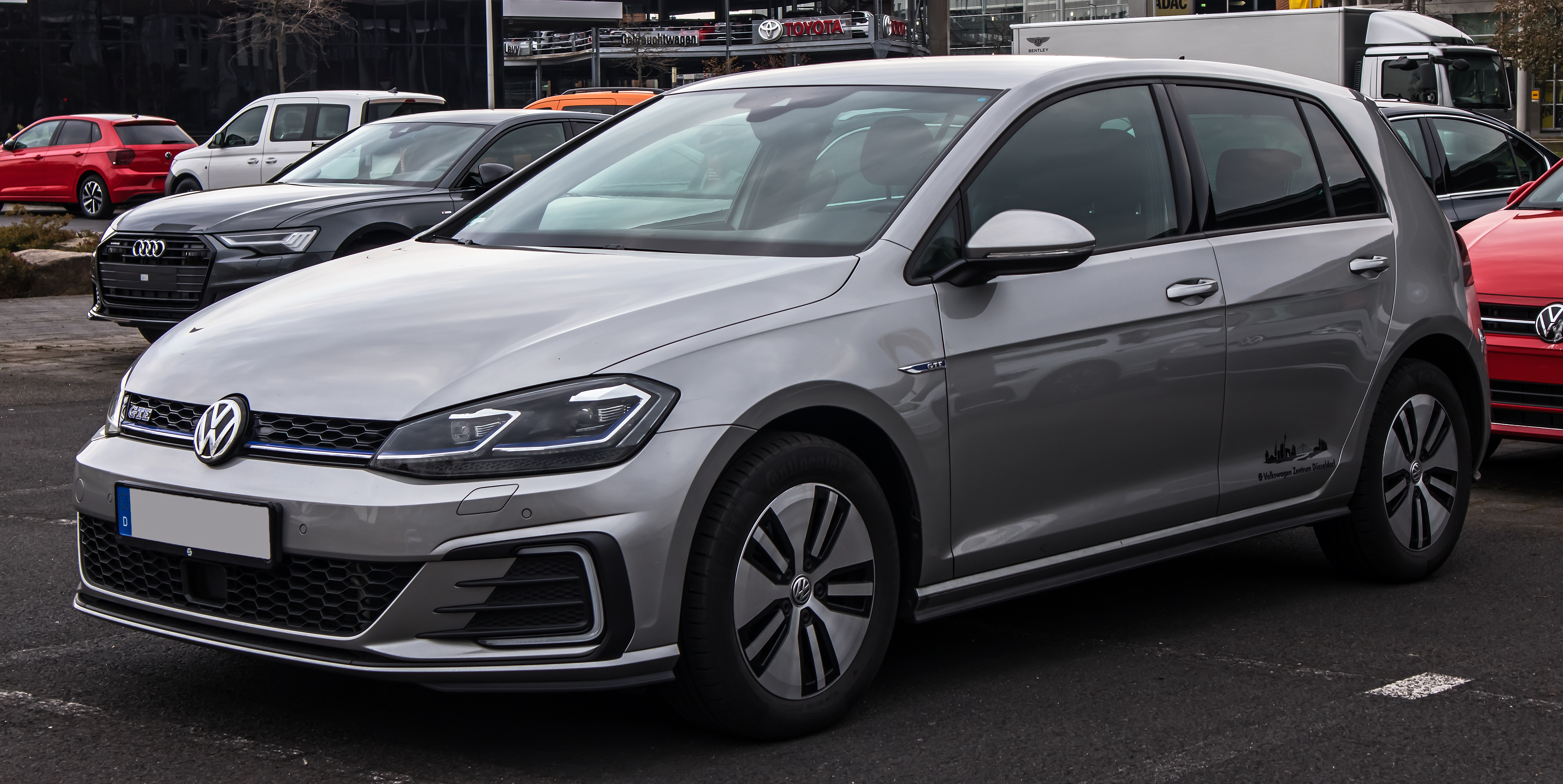
VW Golf Mk7 GTE eleje
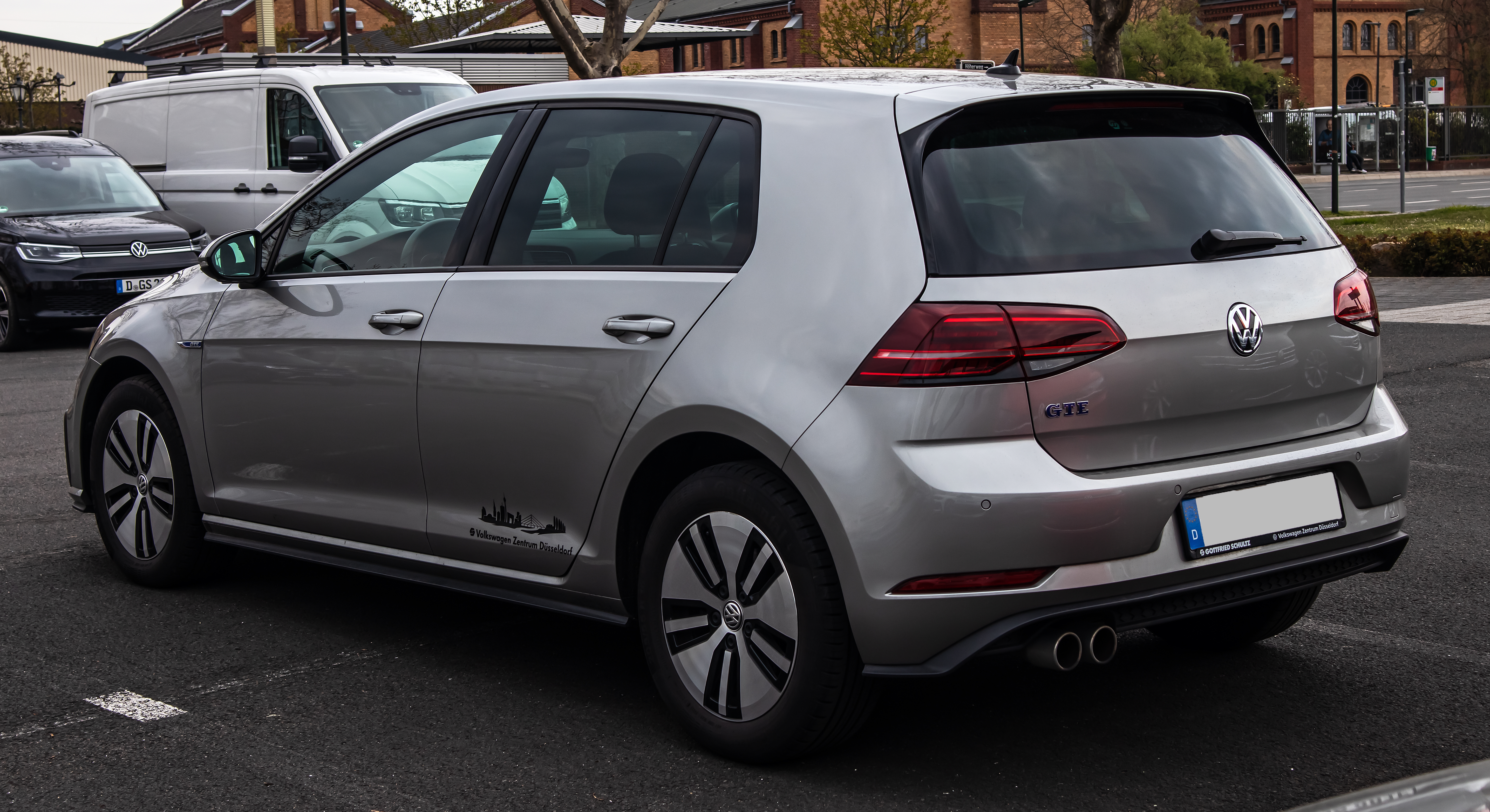
VW Golf Mk7 GTE hátulja
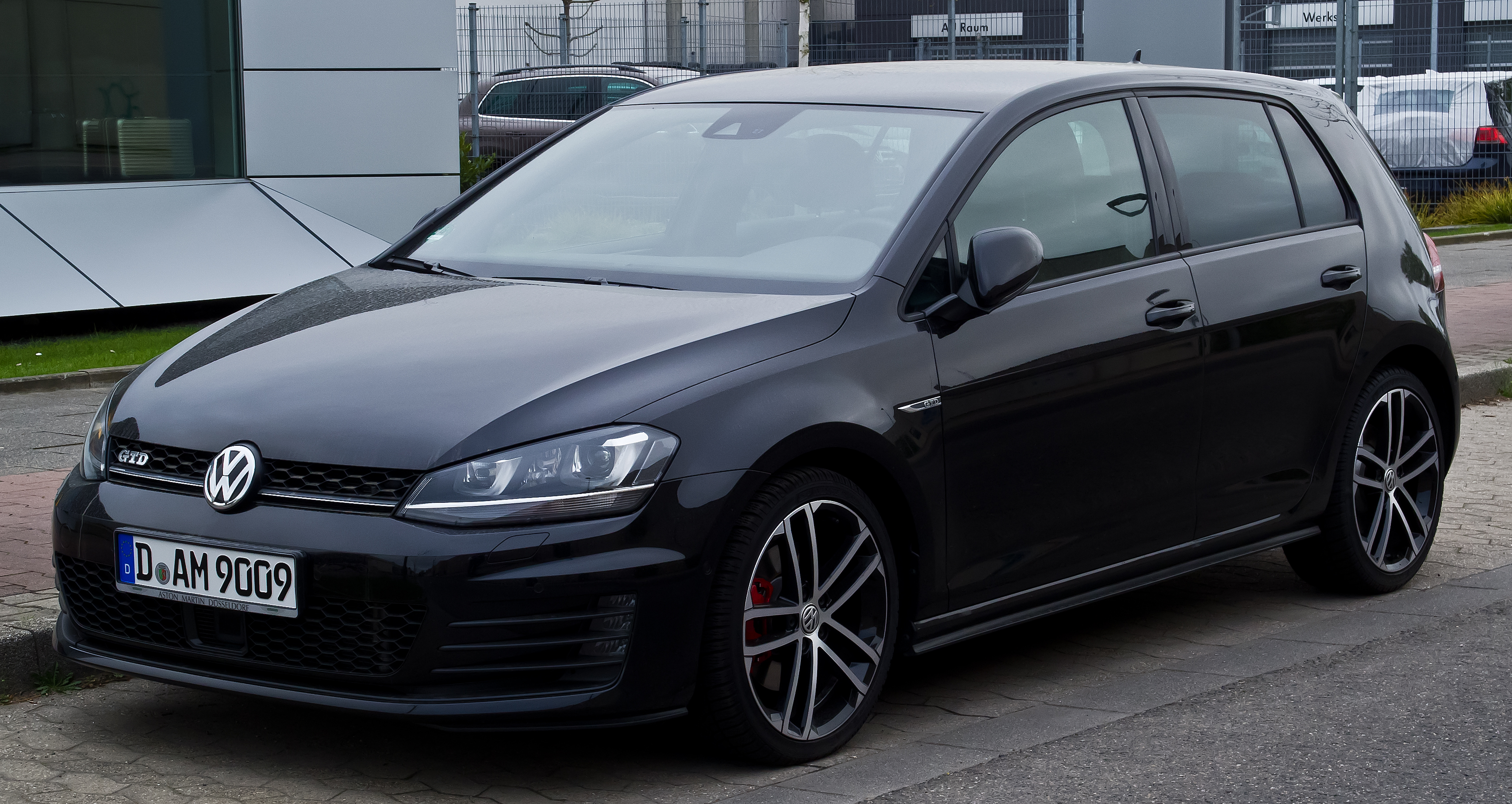
VW Golf Mk7 GTD eleje
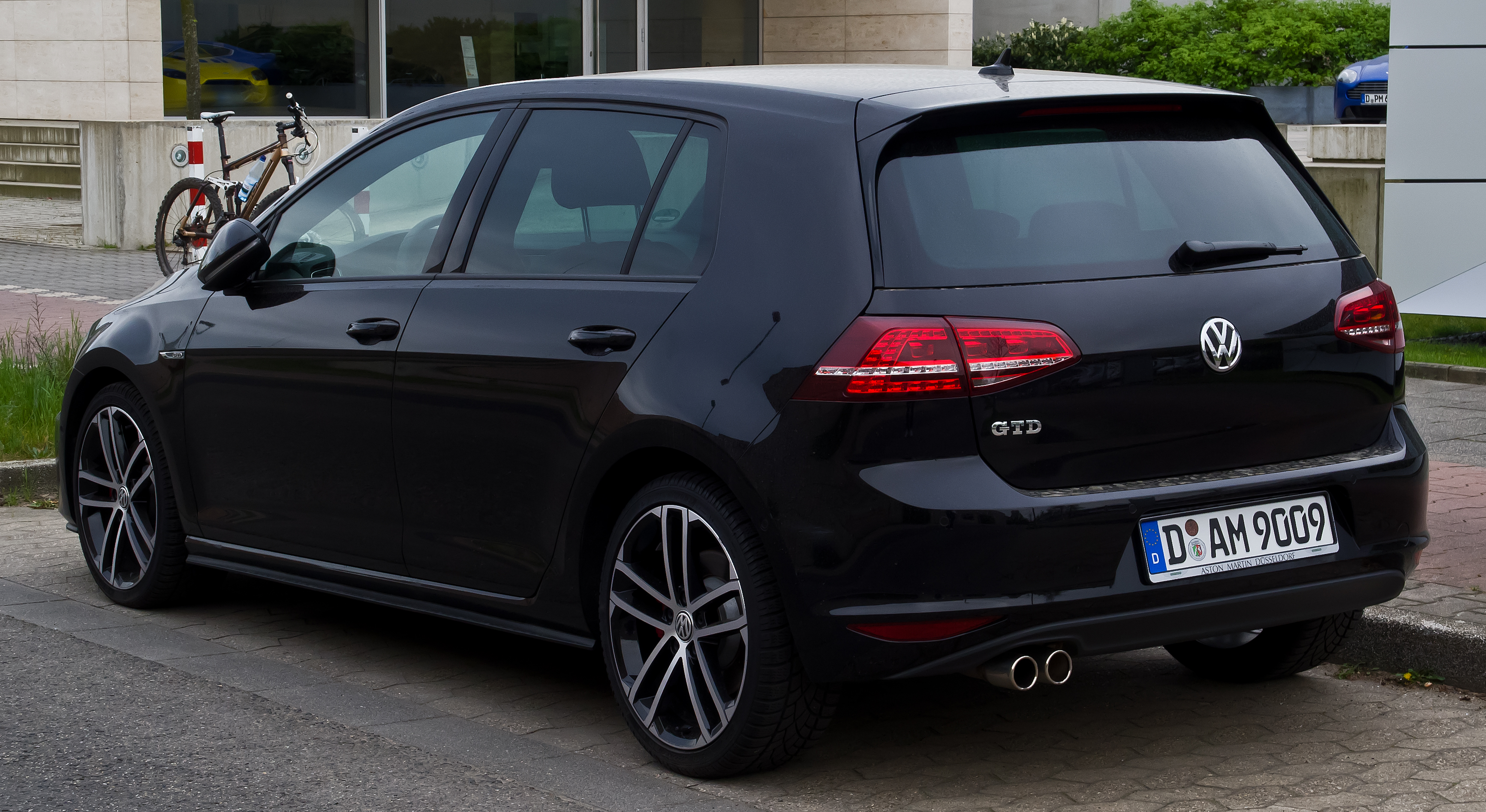
VW Golf Mk7 GTD hátulja
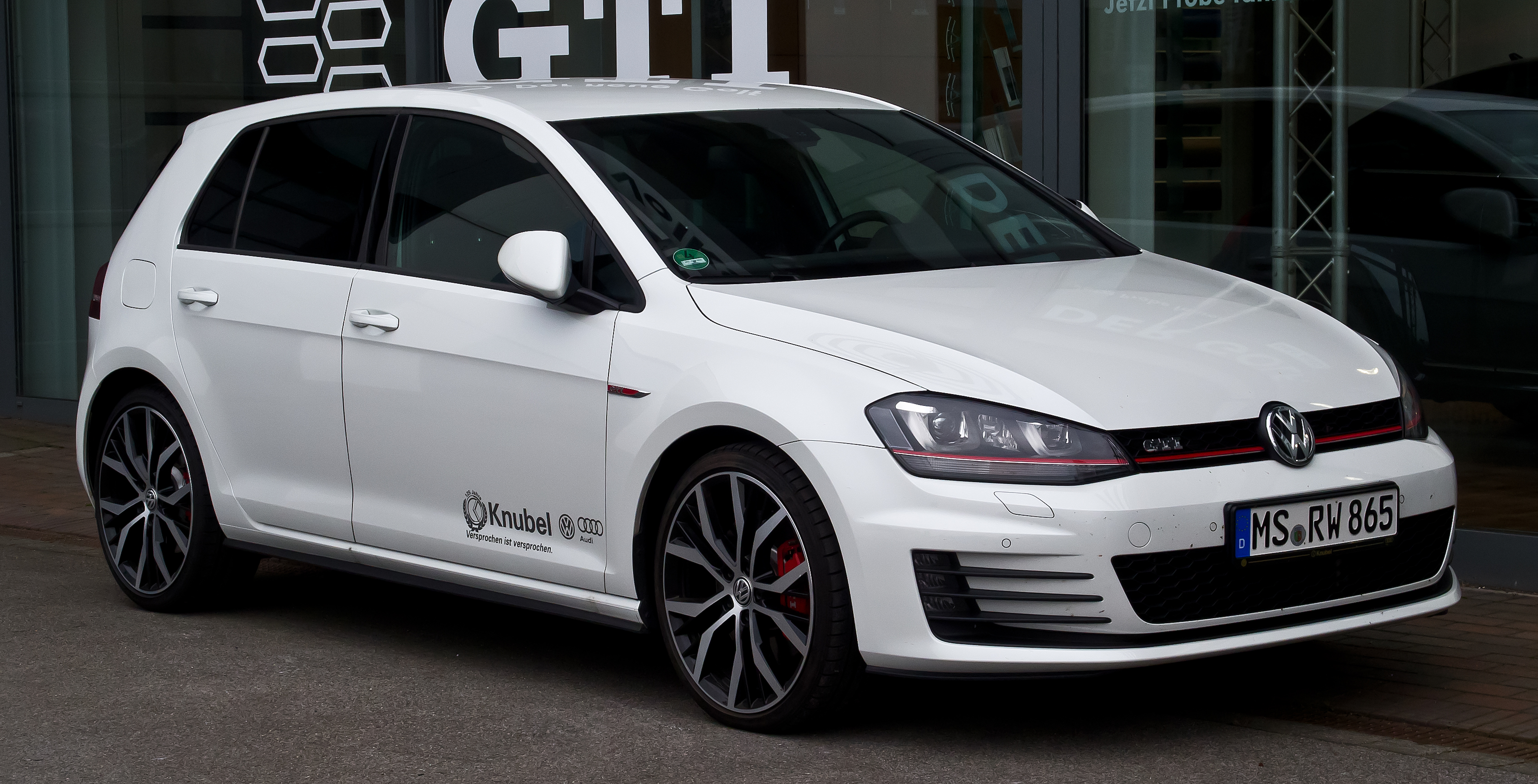
VW Golf Mk7 GTI eleje
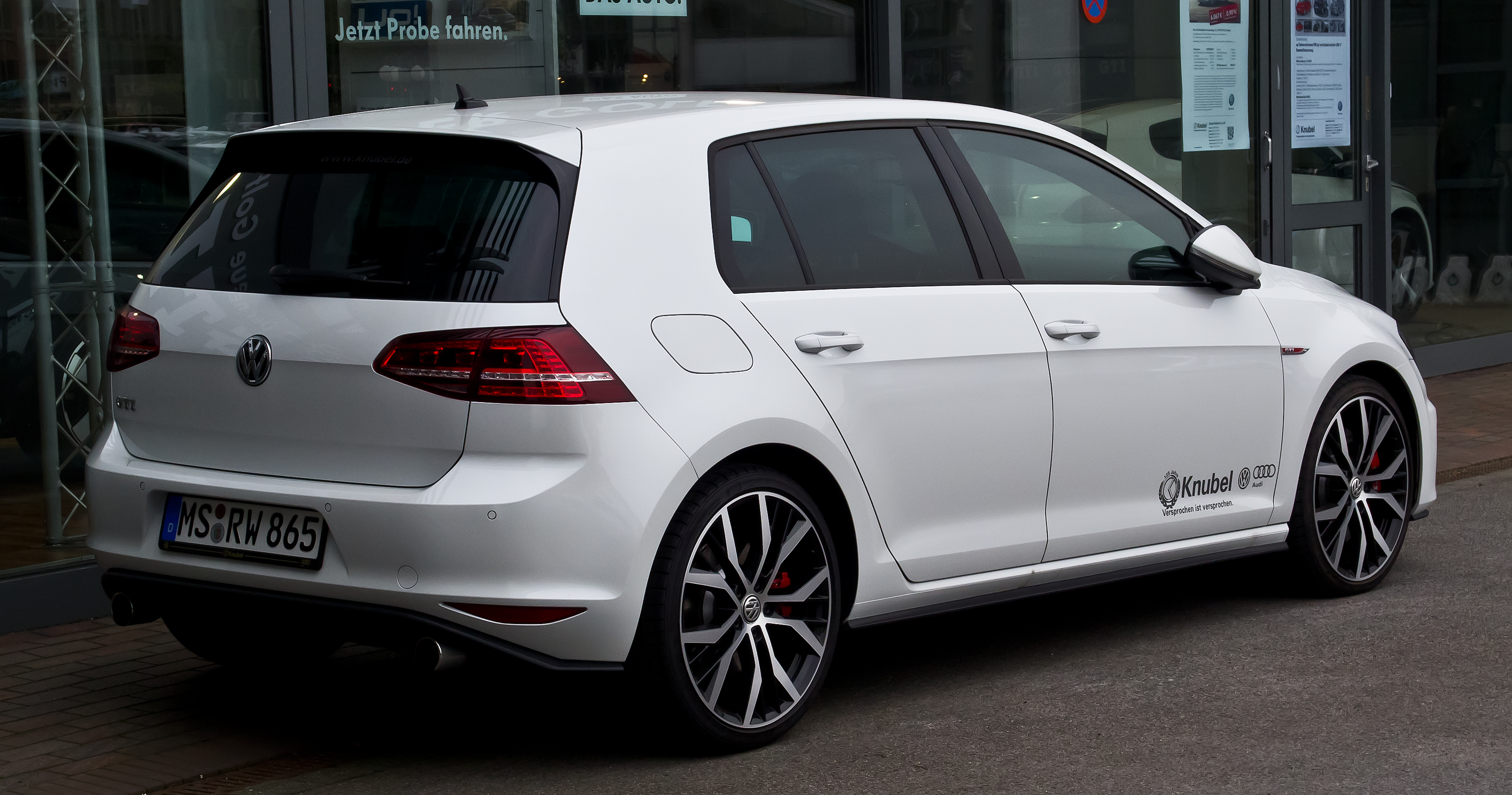
VW Golf Mk7 GTI hátulja
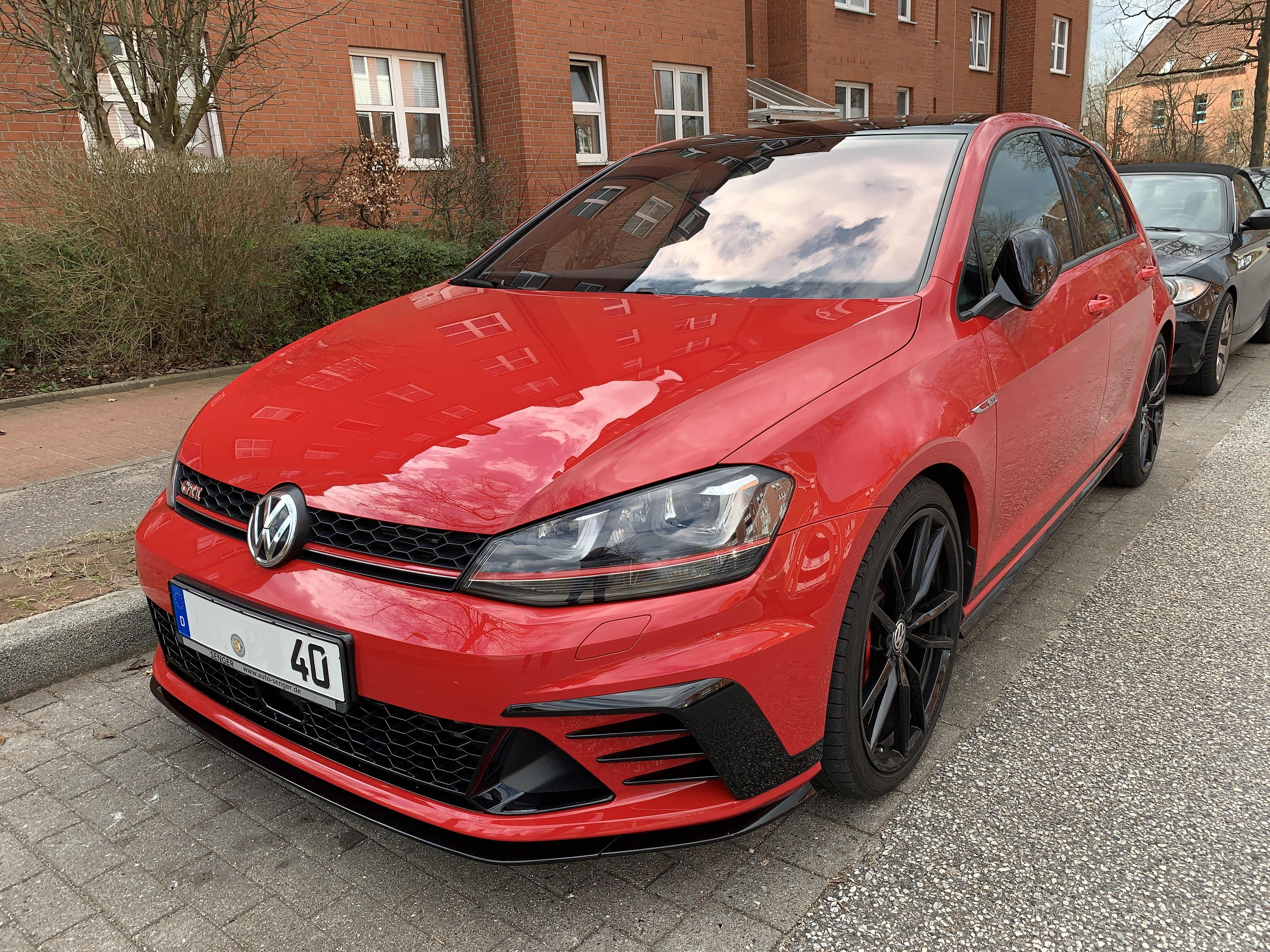
VW Golf Mk7 GTI Clubsport
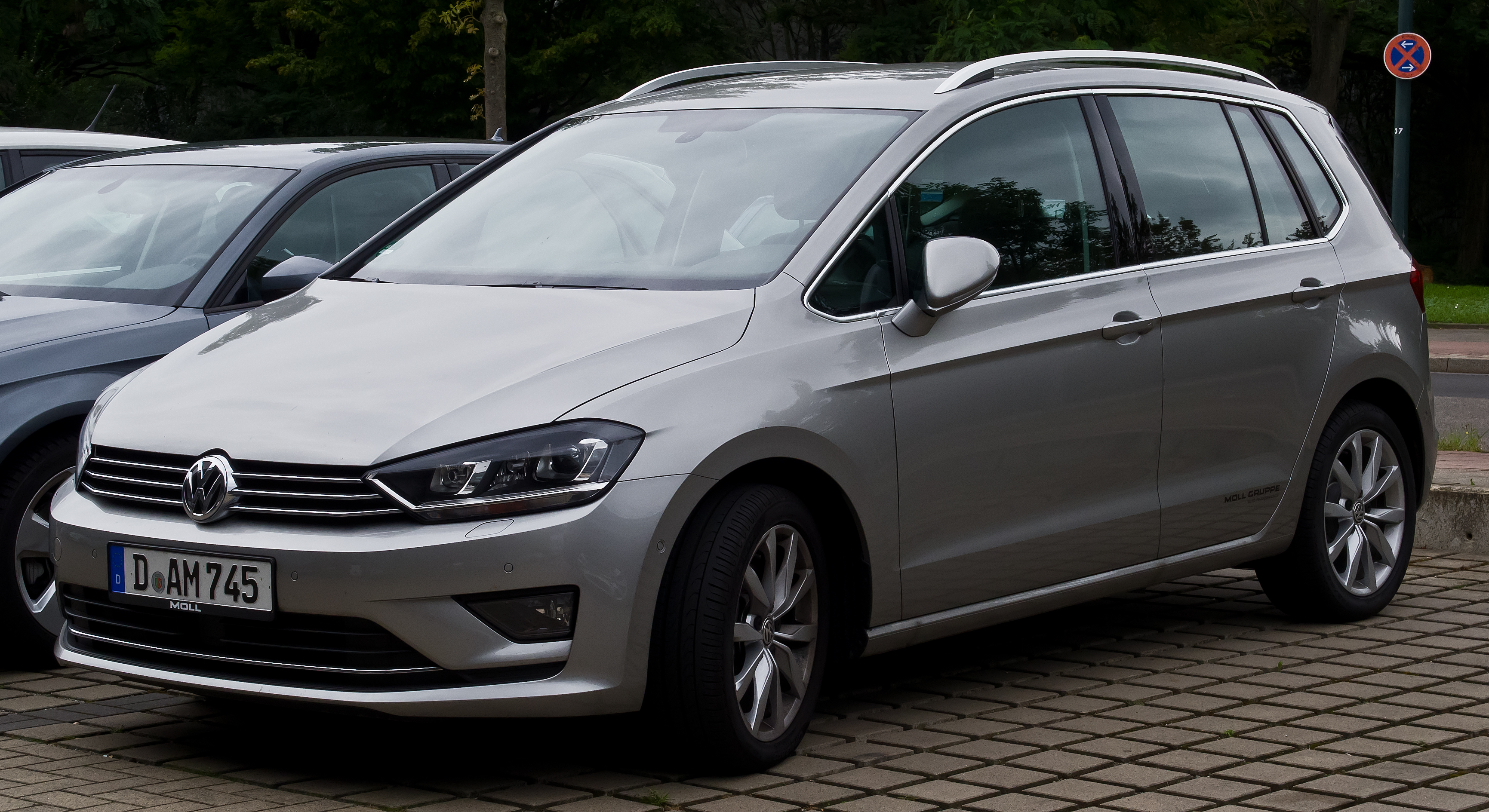
VW Golf Sportsvan Pre-Facelift eleje
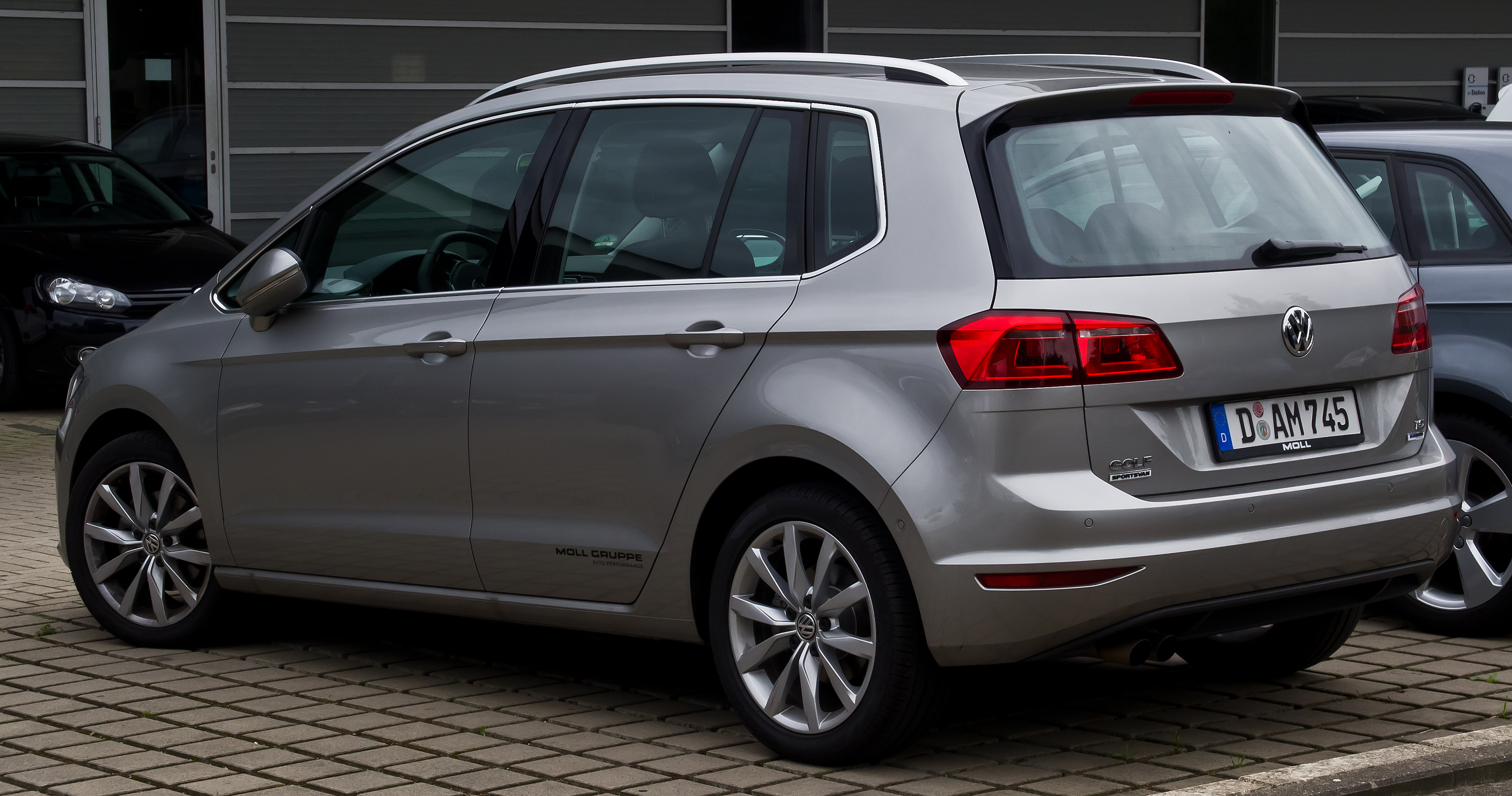
VW Golf Sportsvan Pre-Facelift hátulja
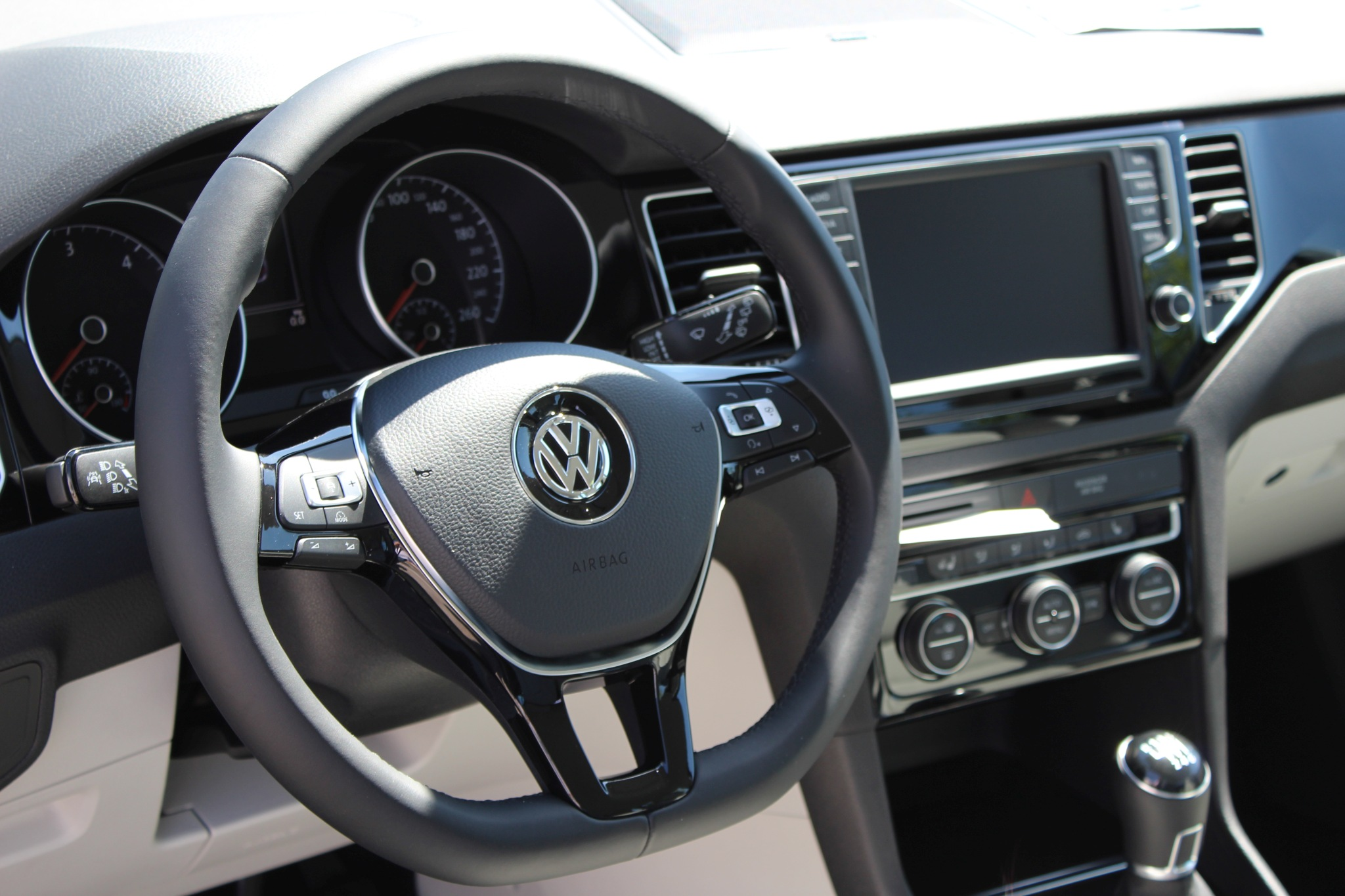
A belseje
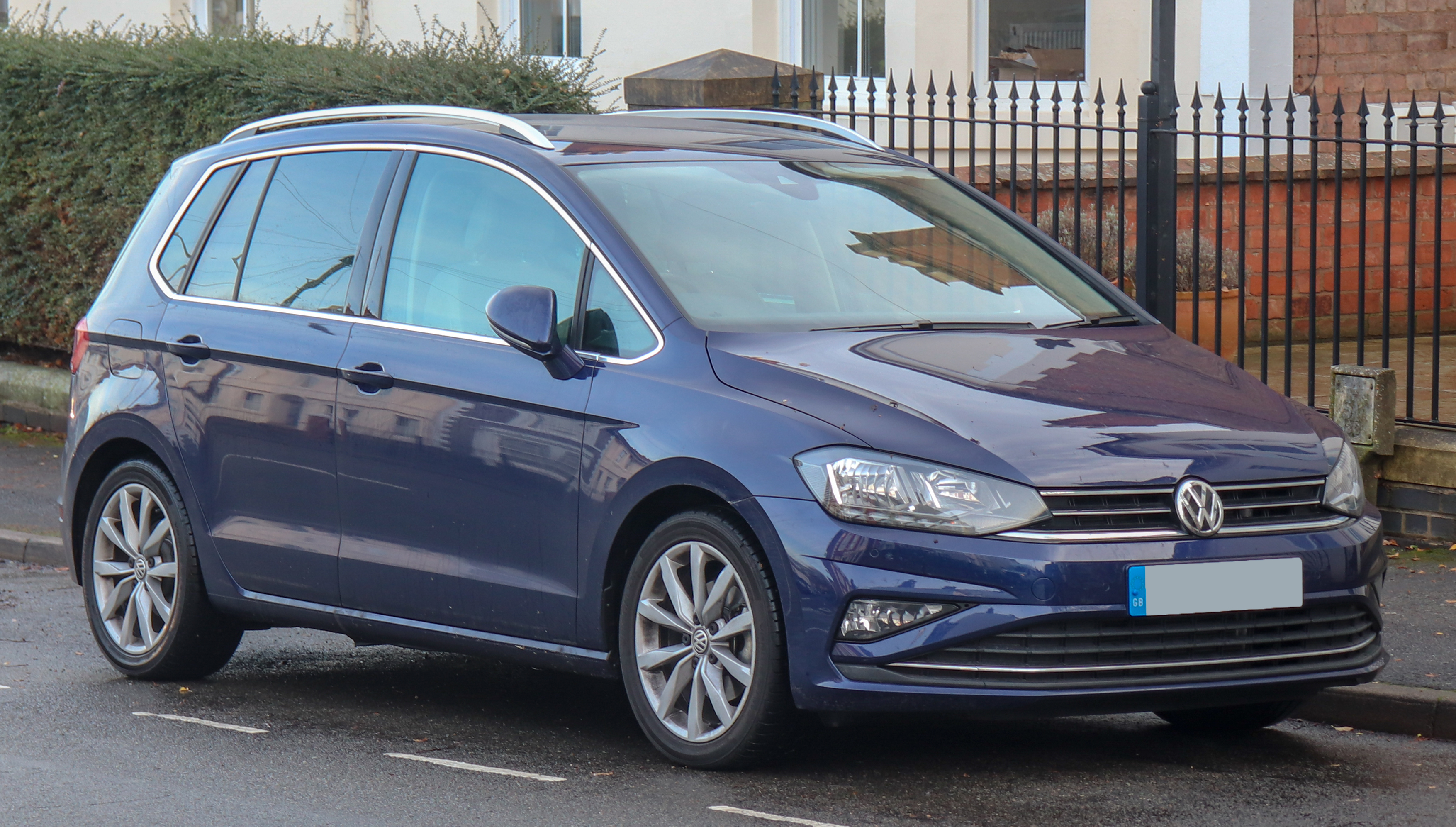
VW Golf Sportsvan Post-Facelift eleje
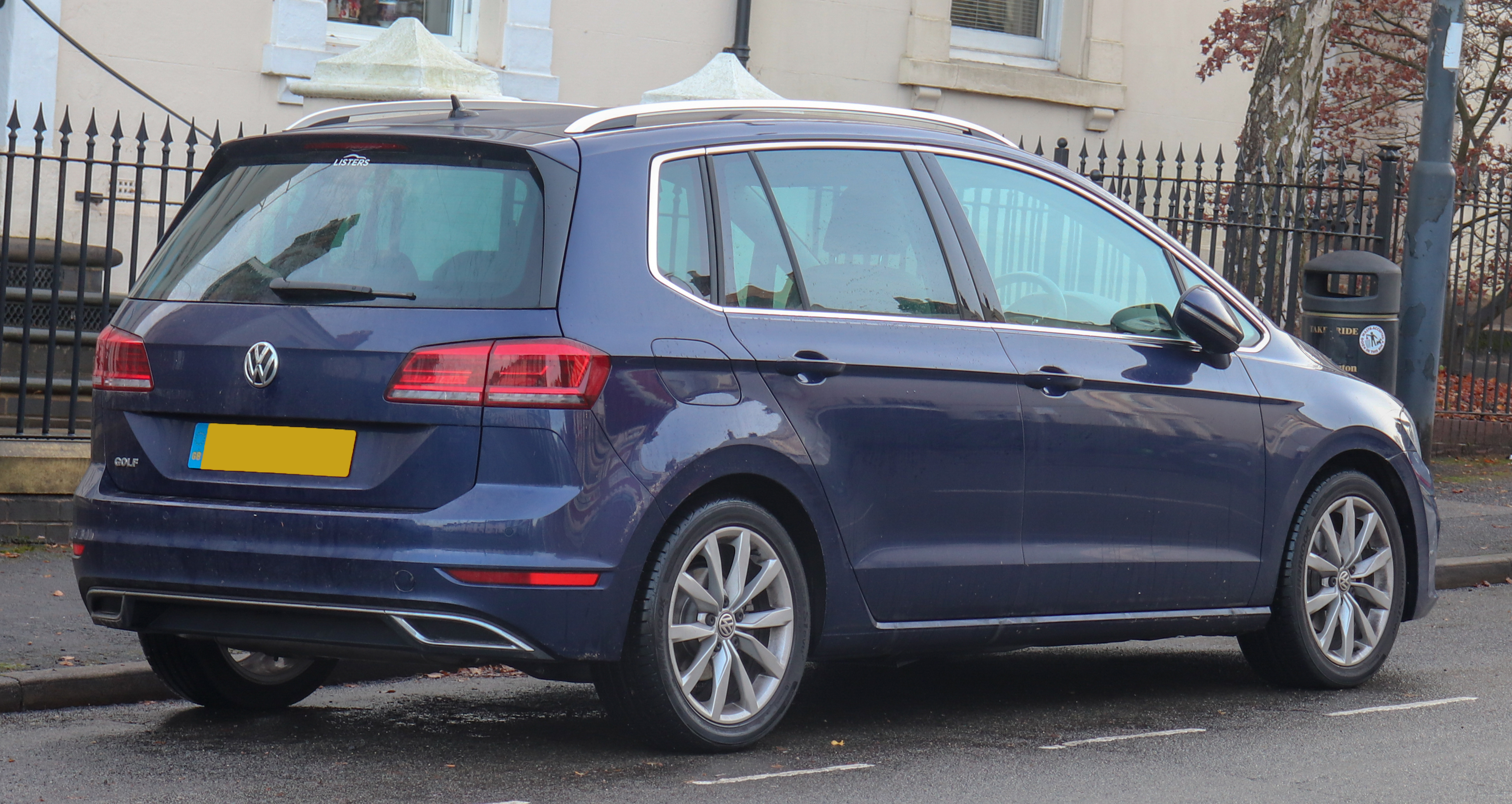
VW Golf Sportsvan Post-Facelift hátulja

A hetedik generációs Golf 2012 szeptemberében debütált a Párizsi Autószalonon.
A Golf VII (Typ 5G) az új MQB platformot használja, melyet a harmadik generációs Audi A3-mal, a SEAT Leónnal és a Škoda Octaviával osztottak meg. Valamivel nagyobb, mint az Mk6, miközben a motorválasztástól függően körülbelül 100 kg-mal könnyebb lett. A GTI egy 154 kW-os (207 LE; 209 LE) turbófeltöltős, 2,0 literes négyhengeres motort kínál a rendelkezésre álló teljesítménycsomaggal, amely 162 kW-ra (217 LE; 220 LE) növelte a teljesítményt. A Golf R 218 kW-os (292 LE; 296 LE) turbófeltöltős, 2,0 literes négyhengeres motorja volt Haldex Traction összkerékhajtással.
A GTI Clubsport névre keresztelt változata 2016-ban jelent meg, 195 kW (261 LE; 265 LE) teljesítménnyel. A Clubsport egyik változata, a Clubsport S tartotta a Nürburgring környékén a leggyorsabb elsőkerék-hajtású autó rekordját egészen addig, ameddig a 2017-es Honda Civic Type-R ismét megszerezte a rekordot.
A Golf R-Line minden releváns hajtásrendszerben elérhető volt: a Golf TSI, beleértve a GTI-t is, mely benzinmotoros; A Golf TDI dízel (Turbo Direct Injection), beleértve a GTD-t is, mely dízelmotoros; a Golf TGI sűrített földgázzal működött; az e-Golfot elektromos árammal működtették; a Golf GTE pedig plug-in hibrid volt. A moduláris keresztirányú mátrix összeszerelő készlet használata lehetővé tette a Volkswagen gyáraiban benzin-, dízel-, földgáz-, elektromos és hibridhajtású Golf modellek gyártását.
2016 novemberében a Volkswagen bemutatta a Golf mellett a 3 ajtós ferdehátú, 5 ajtós ferdehátú, 5 ajtós kombi, GTI és GTE megújult változatát. Ezekkel a modellekkel egy új, gazdaságos motor jelent meg: az 1,5 literes TSI EVO, amely 97 kW (130 LE; 132 LE) vagy 110 kW (148 LE; 150 LE) teljesítményt adott, és felváltotta az 1,4 literes TSI-t. A frissített GTI változat alapkivitelben 230 LE-t (korábban 220 LE) vagy 247 LE-t az opcionális teljesítménycsomagban (korábban 230 LE) tartalmazott. A belső technológiát tekintve a Golf az Audi modelljeihez hasonló, „virtuális pilótafülke” néven ismert, 12,3 hüvelykes TFT-kijelzővel, teljes LED-es lámpákkal.
A sorozat legerősebb Golfja a Golf R volt. A 3 vagy 5 ajtós ferdehátú kivitelben az 1984 köbcentis (2,0 l; 121,1 cu in) turbófeltöltős EA888 benzines FSI négysoros motor új fejlesztésű változata hajtja.

### Nyolcadik generáció (2019-)
- VW Golf Mk8
- VW Golf Mk8 Variant
- VW Golf Mk8 R
- VW Golf Mk8 R Line
- VW Golf Mk8 GTE
- VW Golf Mk8 GTD
- VW Golf Mk8 GTI
- VW Golf Mk8 GTI Clubsport
- VW Golf Mk8 TSI
- VW Golf Mk8 TDI
- VW Golf Mk8 TGI
- VW Golf Mk8 ID.3

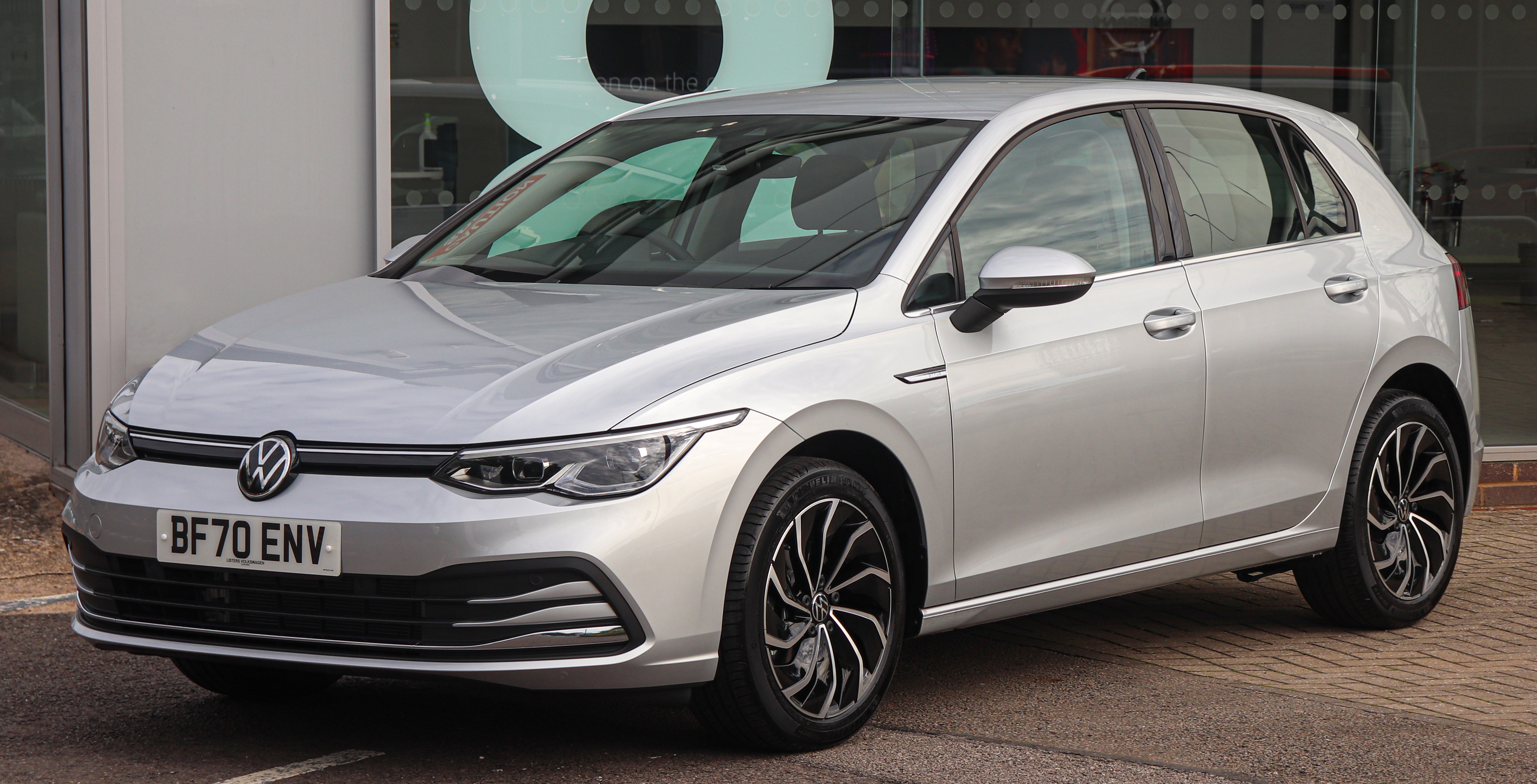
VW Golf Mk8 eleje
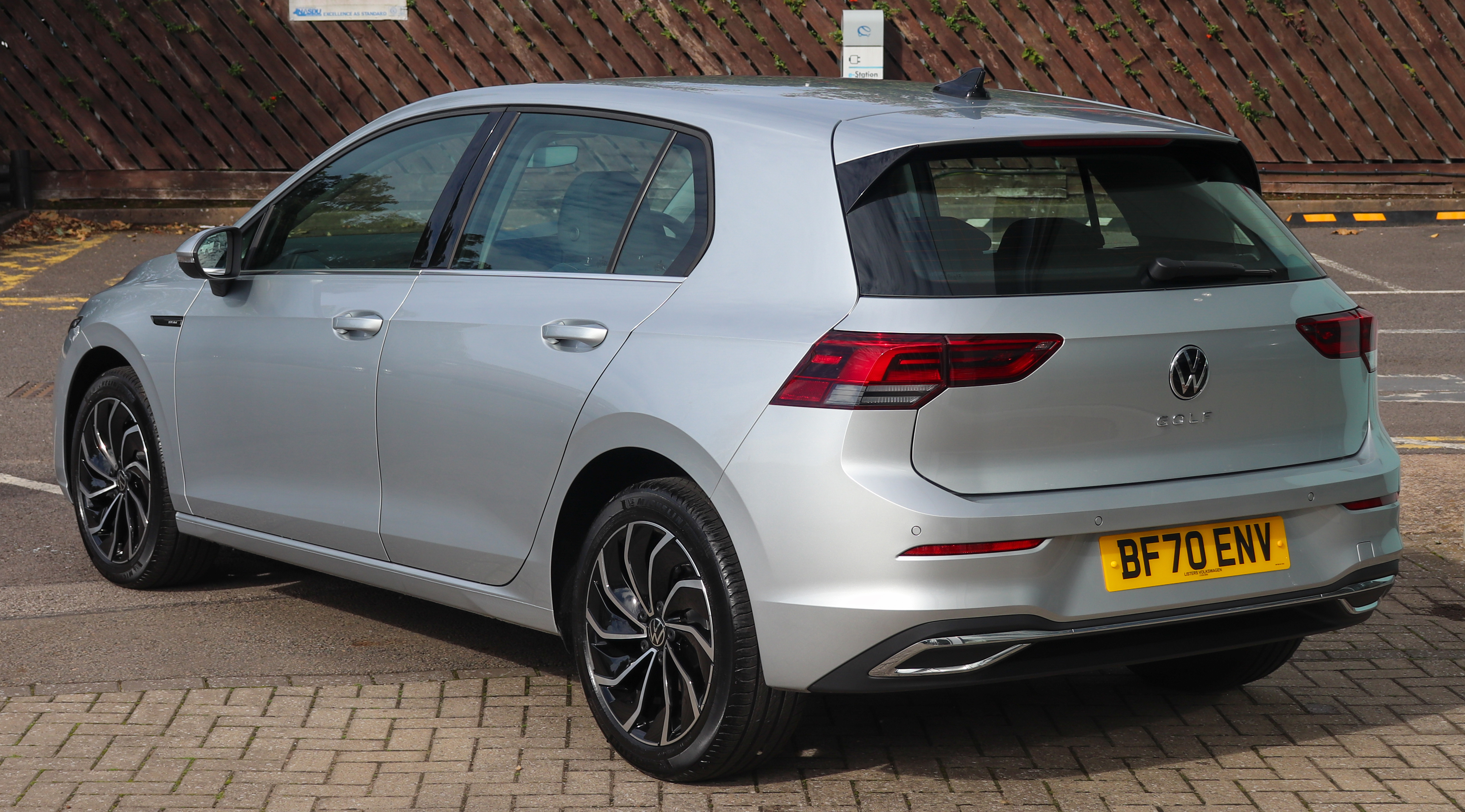
VW Golf Mk8 hátulja
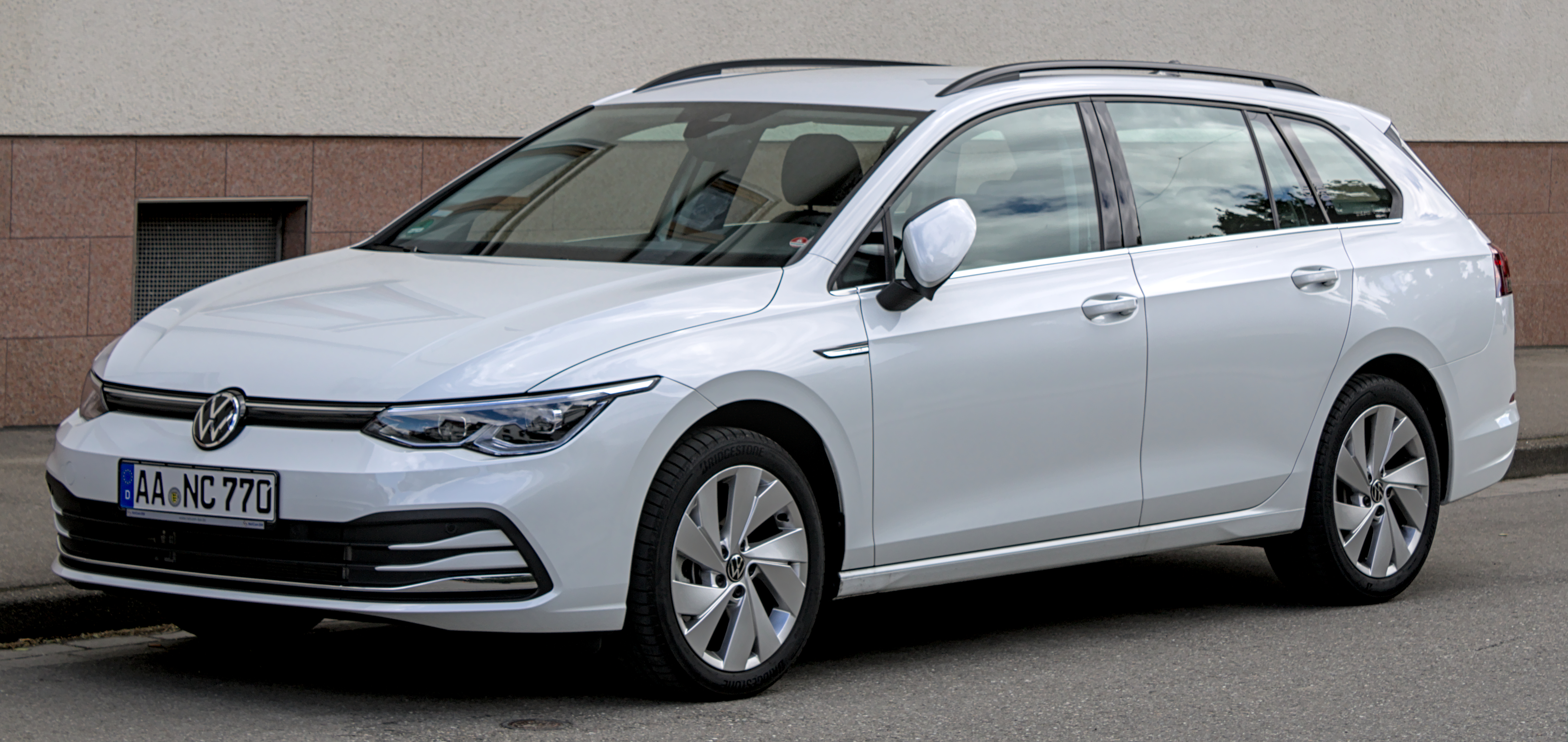
VW Golf Mk8 Variant eleje
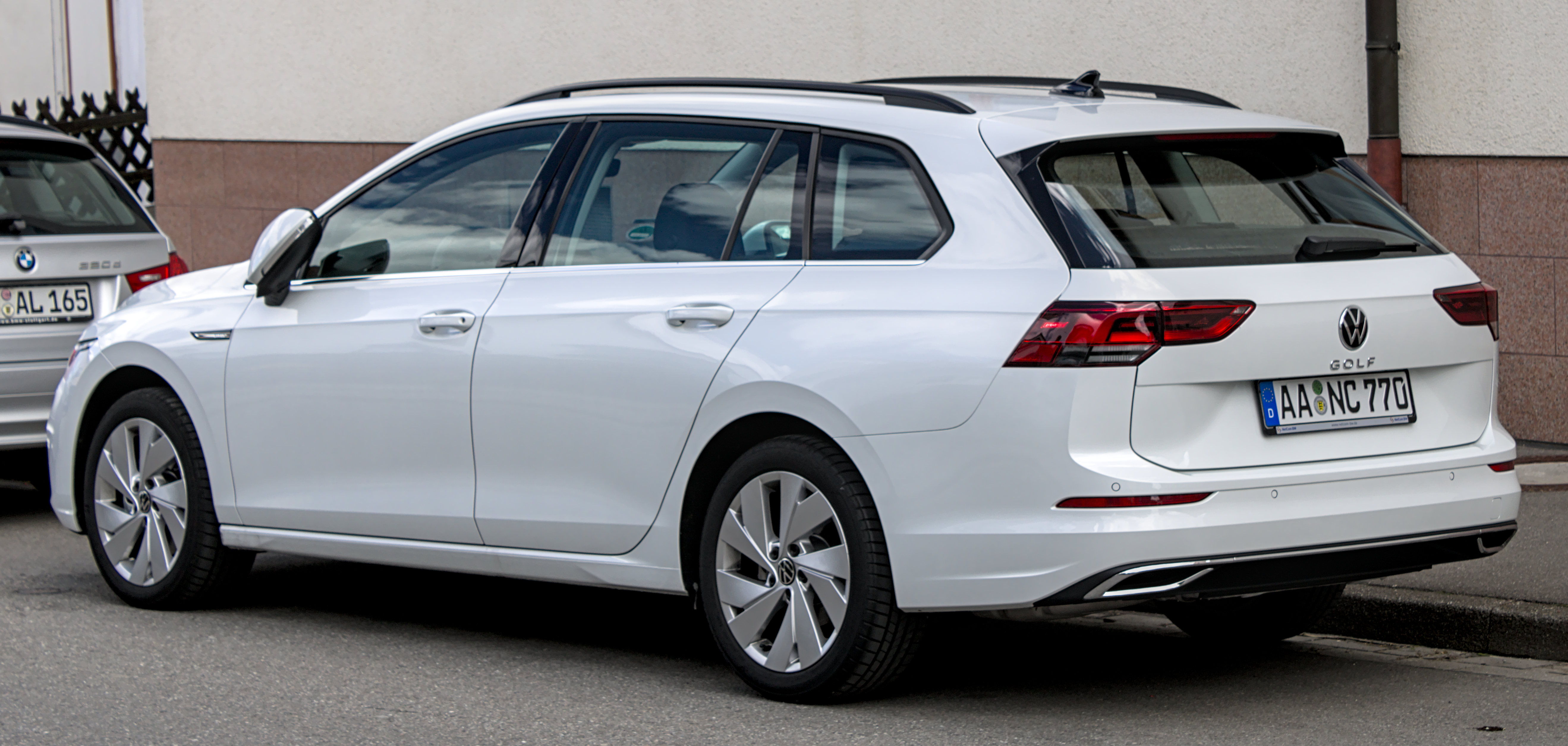
VW Golf Mk8 Variant hátulja
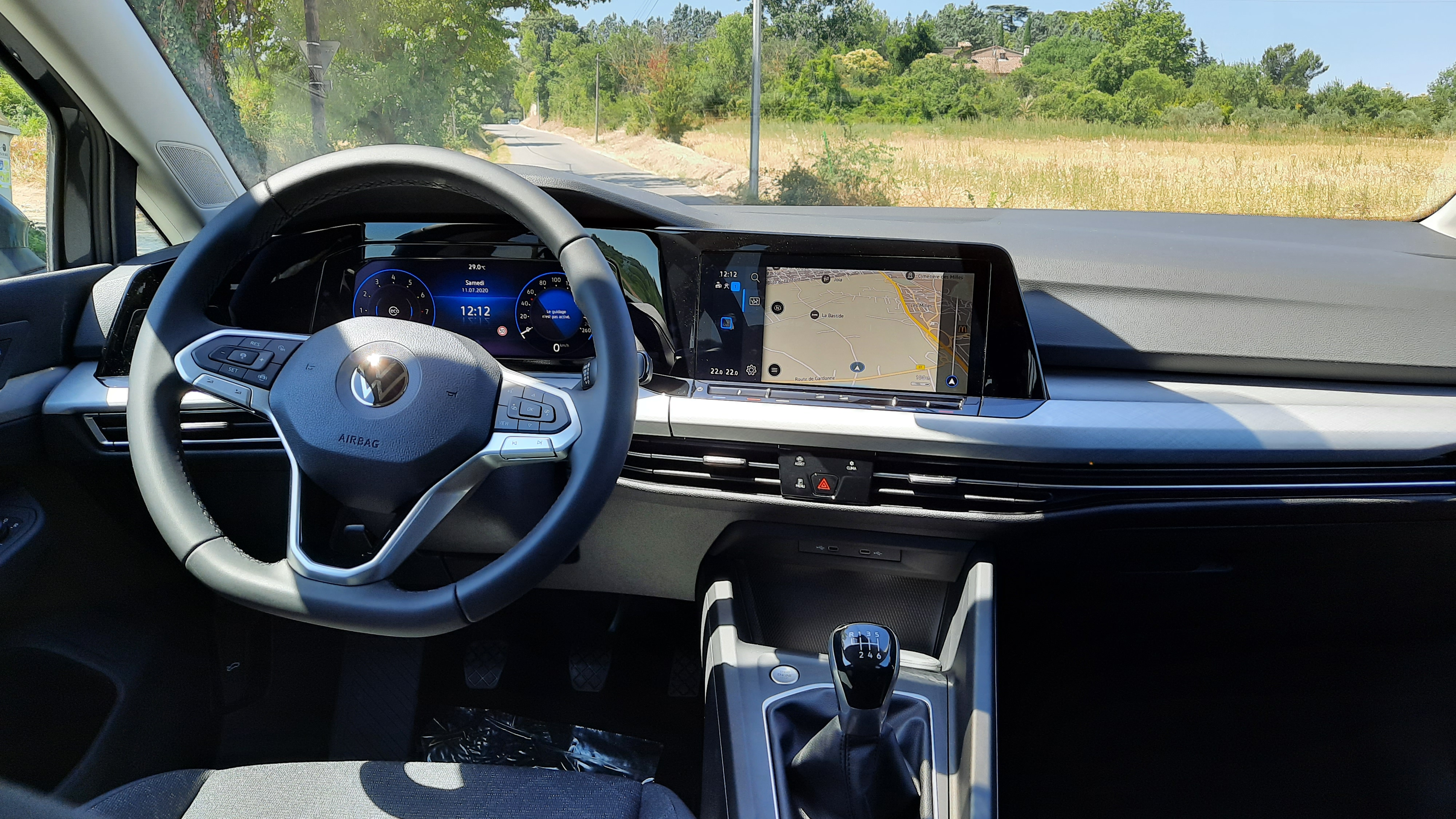
A belseje
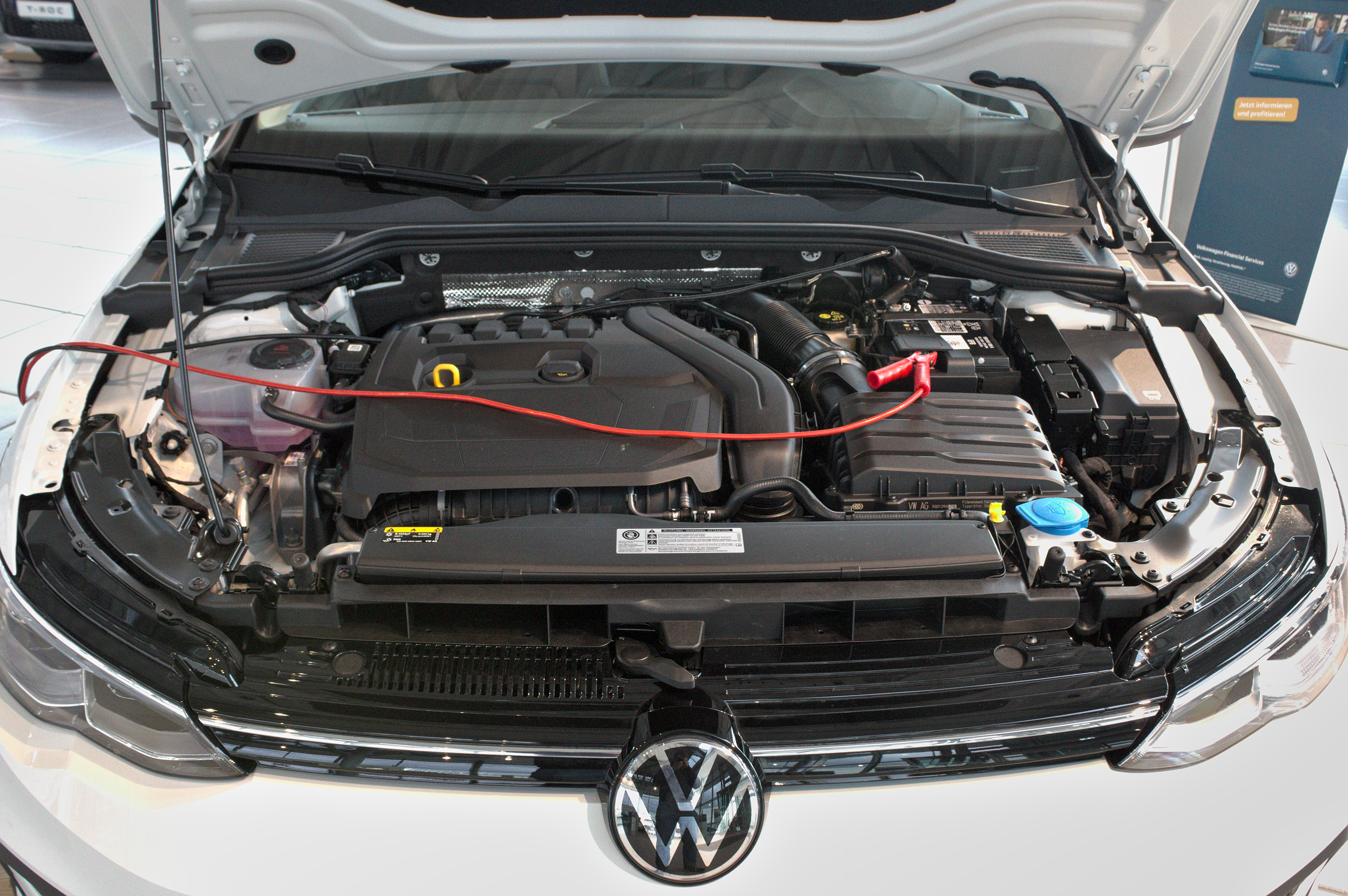
A motortér
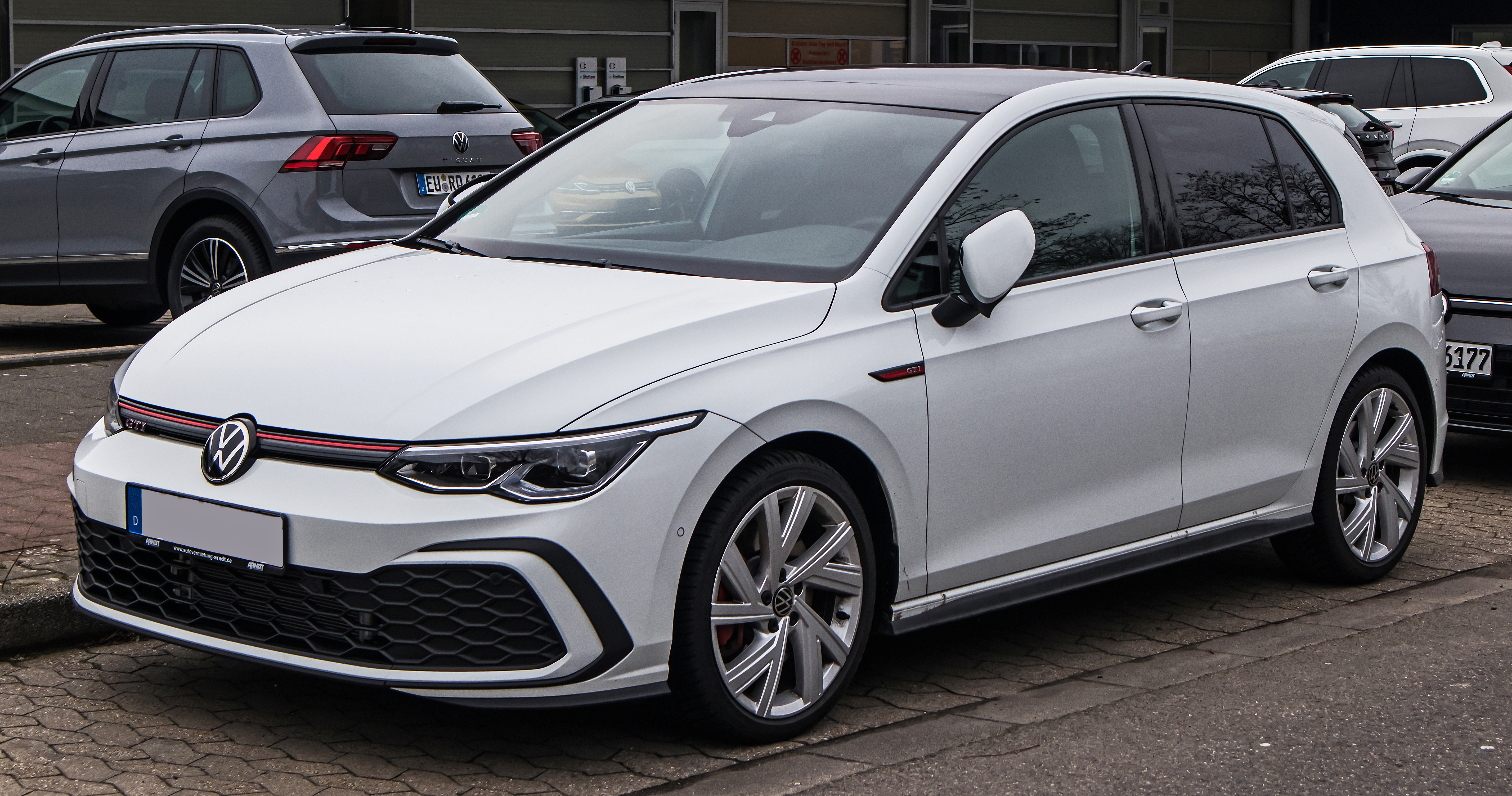
VW Golf Mk6 GTI eleje
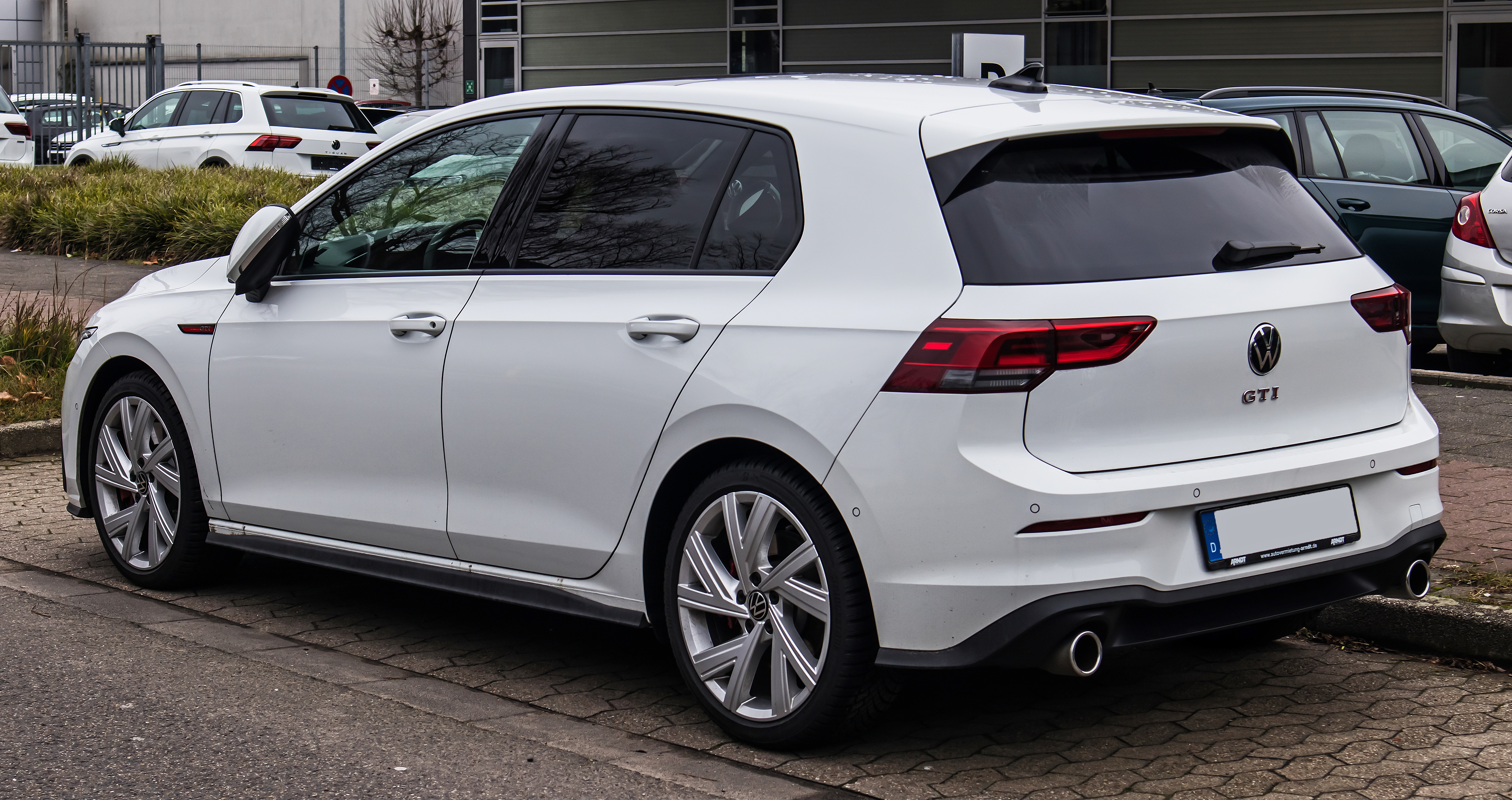
VW Golf Mk6 GTI hátulja
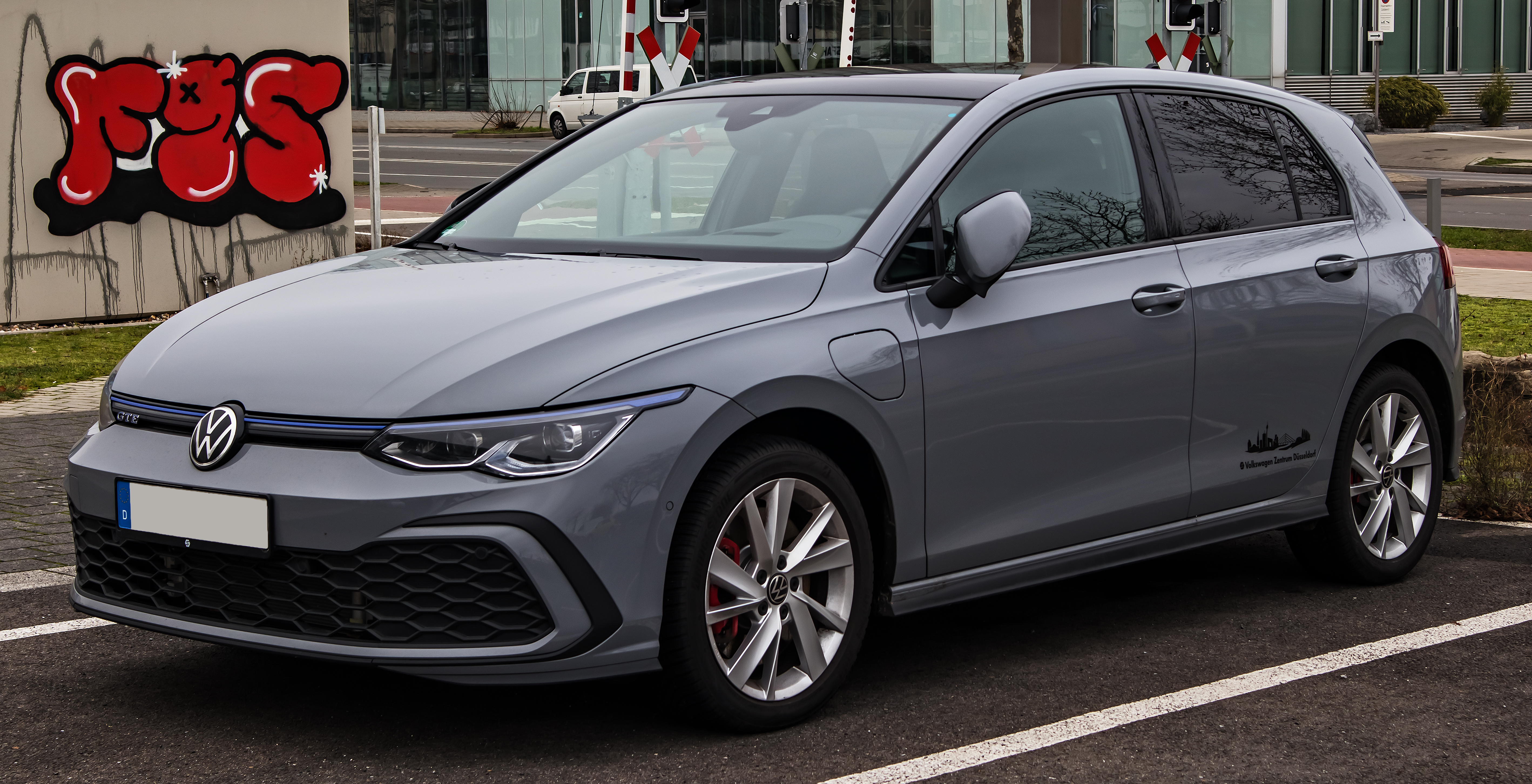
VW Golf Mk8 GTE eleje
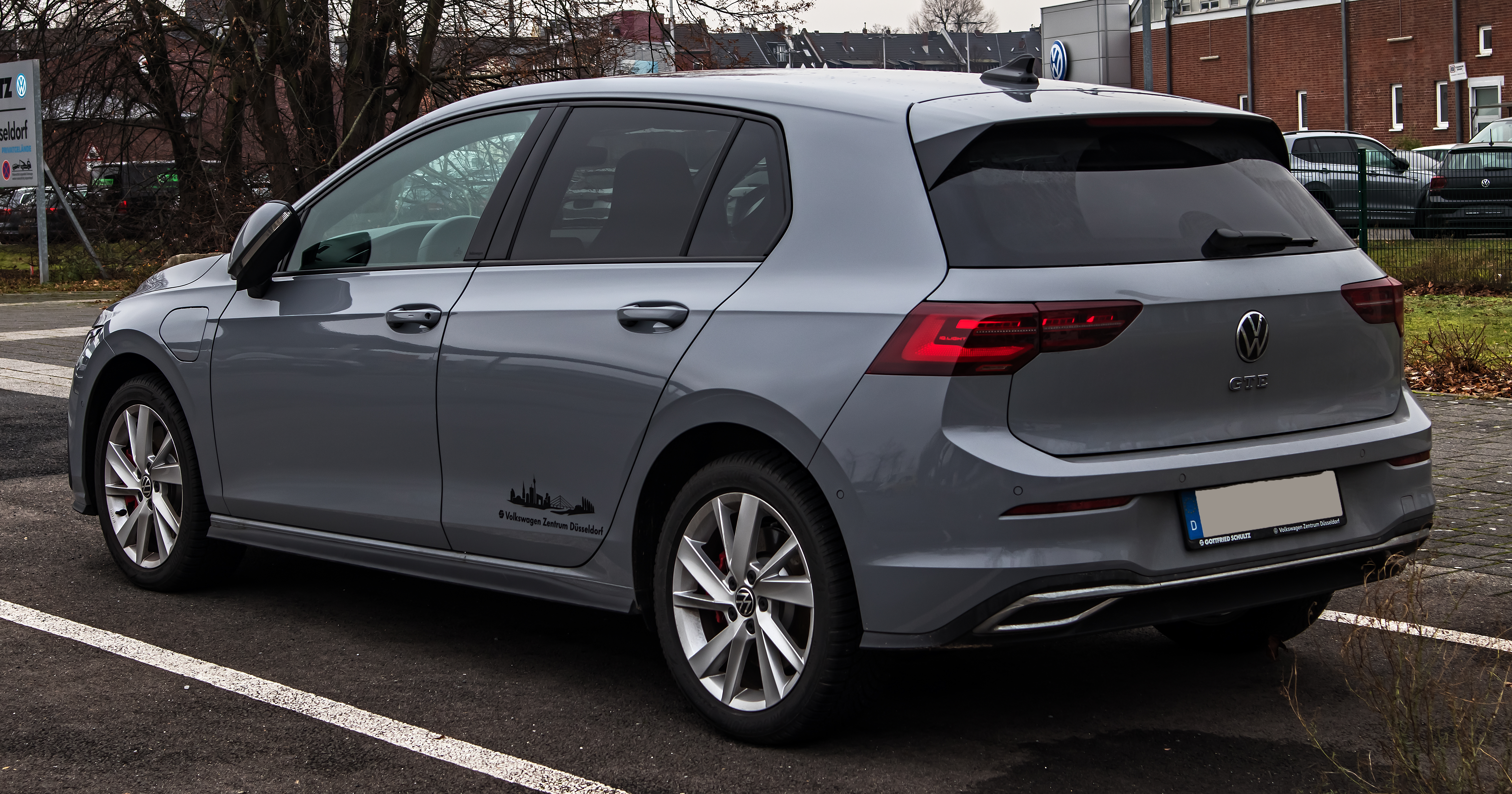
VW Golf Mk8 GTE hátulja
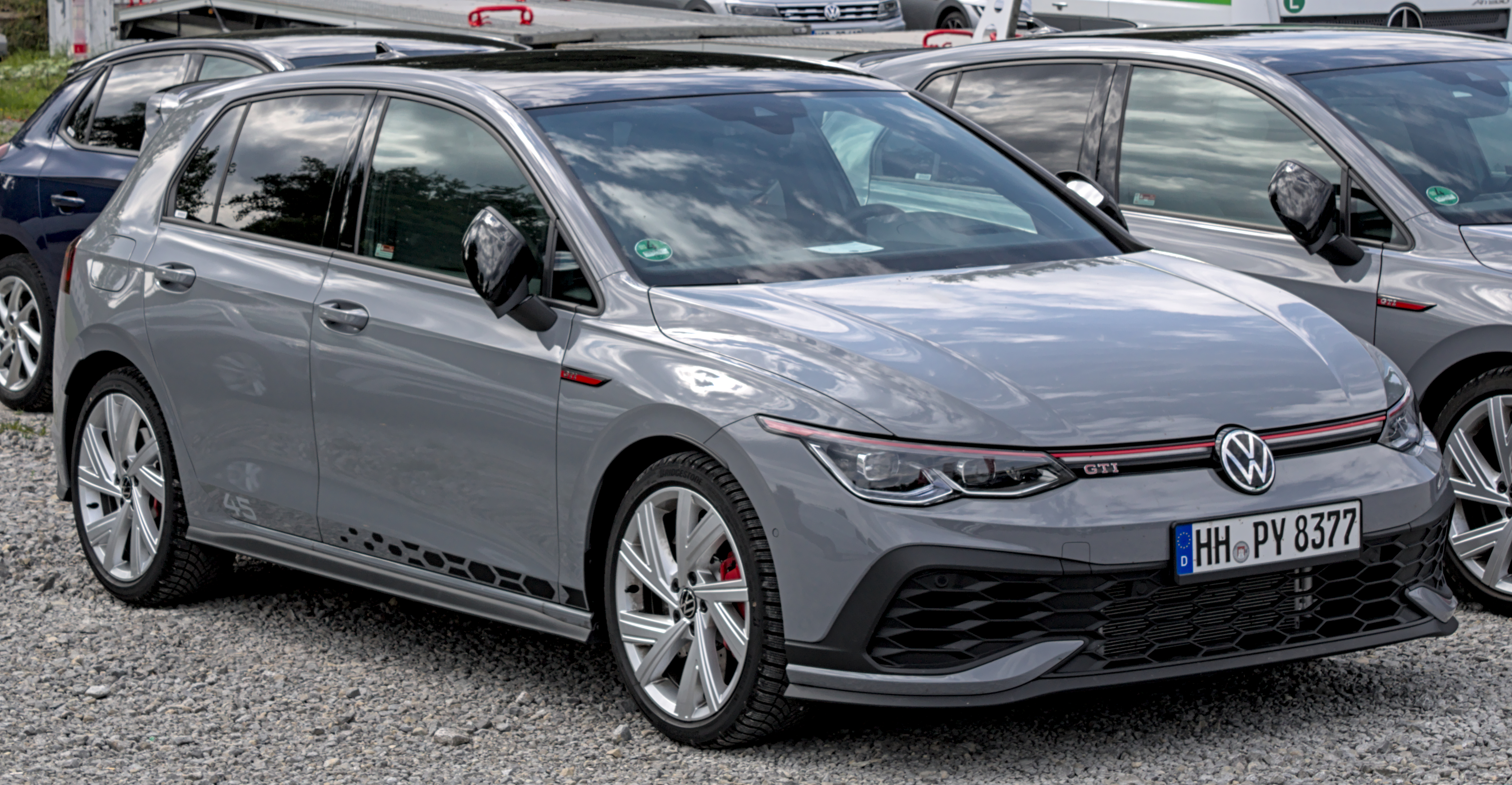
VW Golf Mk8 GTI Clubsport eleje
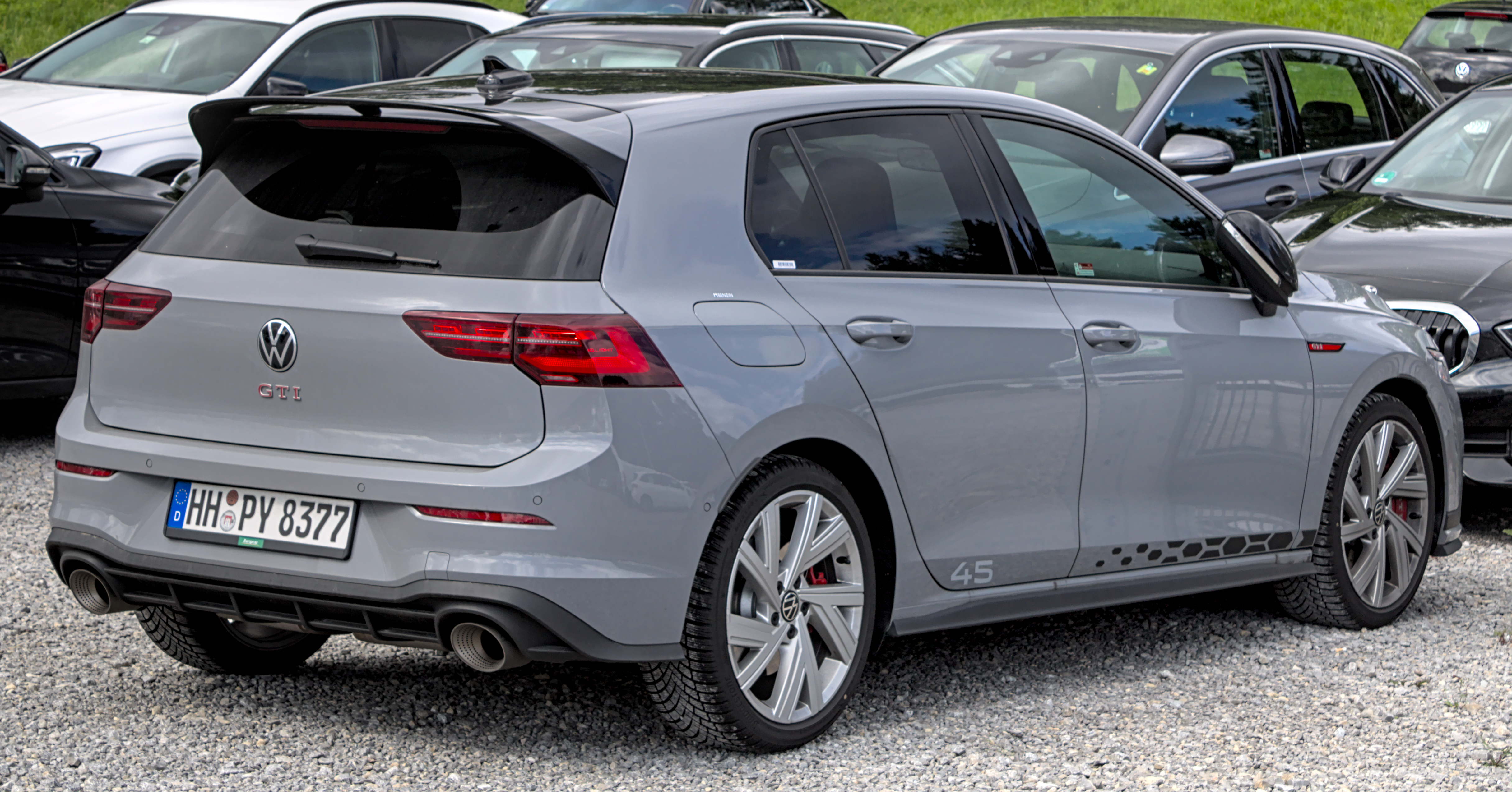
VW Golf Mk8 GTI Clubsport hátulja

Az Mk8 Golfot 2019. október 24-én mutatták be Wolfsburgban.
Az MQB platform frissített változatán fut, a motorválasztéka kompakt benzines, dízel és hibrid hajtásláncokból áll. A piacra dobáskor az ötajtós ferdehátú volt az egyetlen elérhető modell, a háromajtós ferdehátú pedig a gyenge eladások miatt megszűnt. A Golf VIII belseje egy teljesen digitális vezetői kijelzővel és digitális kezelőpanellel jelentős átalaításon esett át. Az összes Mk8 fejlett biztonsági funkciókkal rendelkezik, mint például az utazási asszisztens és a Car2X, amelyek közül az utóbbi az első, amelyet a sorozatgyártású Volkswagen modelleken használnak.
Az erőátviteli opciók most három eTSI mild-hibrid és két eHybrid plug-in hibrid motorral rendelkeznek a meglévő TSI benzin, TDI dízel és TGI sűrített földgáz opciók mellett. Minden 130 LE-ig teljesítő TSI-motor hatékony TSI Miller égési folyamattal és változó turbófeltöltő-geometriájú turbófeltöltővel, az 1,5 literes motorok pedig ideiglenes aktív hengerkezeléssel rendelkeznek. Az eTSI modellek 12 V-os járműelektromos rendszert és 48 V-os szíjindító generátort használnak, amelyet 48 V-os lítium-ion akkumulátor hajt, míg az eHybrid modellek 13 kWh-s lítium-ion akkumulátorral rendelkeznek, amely képes EV üzemmódban működni. A TDI modellek új, iker adagolású SCR rendszert használnak, amely kettős AdBlue szelektív katalitikus redukcióval rendelkezik, amely akár 80%-kal csökkenti a nitrogén-oxid-kibocsátást az Mk7-hez képest. A teljesítménymodellek a GTE-ből, GTI-ből, GTD-ből és Golf R-ből állnak. A GTE és GTI 180 kW (240 LE; 240 LE), a GTD 147 kW (197 LE; 200 LE), míg az R 235 kW ( 315 LE; 320 LE). Az Mk7-en korábban kínált e-Golfot felváltotta az ID.3.

## VW Passat
A Volkswagen Passat a Volkswagen által 1973 óta gyártott és forgalmazott nagy családi autók sorozata, amely immár nyolcadik generációval rendelkezik. Különféleképpen forgalmazták Dasher, Santana, Quantum, Magotan, Corsar és Carat néven. A Passat egymást követő generációi a Volkswagen belső jelöléseit B1, B2 stb használják.
A Passat "négyajtós kupé" változata 2008-ban jelent meg az észak-amerikai piacon Passat CC néven, amelyet aztán átkereszteltek Volkswagen CC-re.
2011 januárjában a Volkswagen debütált egy másik Passat-modellel (belső jelöléssel: Volkswagen New Midsize Sedan vagy NMS), amelyet a Volkswagen chattanoogai összeszerelő üzemében gyártottak. A SAIC-Volkswagen a Passat NMS-t is a nankingi gyárában gyártotta. A Passat NMS-t Észak-Amerikában, Dél-Koreában, Kínában és a Közel-Keleten értékesítik. A különálló B8 Passat modell 2014-ben indult Európában, az MQB platformon.
2019-ben a Passat NMS programot két részre osztották, mivel az észak-amerikait tovább gyártották egy régebbi platformon, míg a kínai Passat áttért az MQB platformra, ami azt jelenti, hogy a Volkswagen jelenleg három Passat modellt forgalmaz világszerte. Az észak-amerikai Passatot a 2022-es modellévre fokozatosan kivonták.

### Első generáció (1973-1981)
- VW Passat B1
- VW Passat B1 Variant
- VW Passat B1 GTI

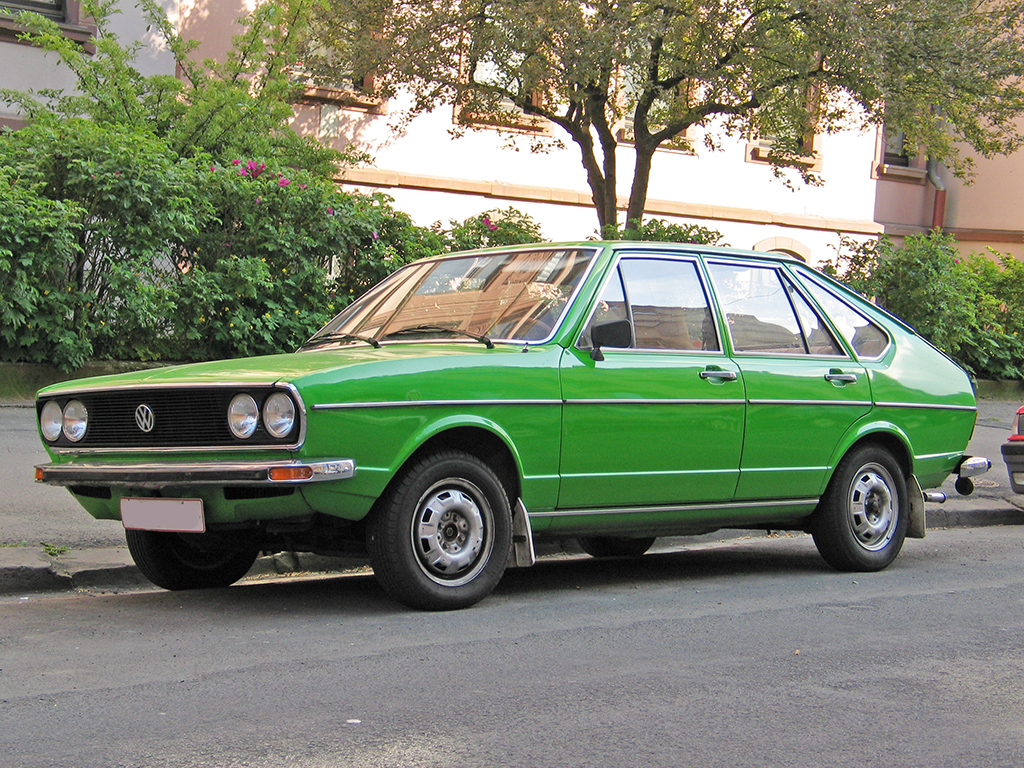
VW Passat B1 eleje
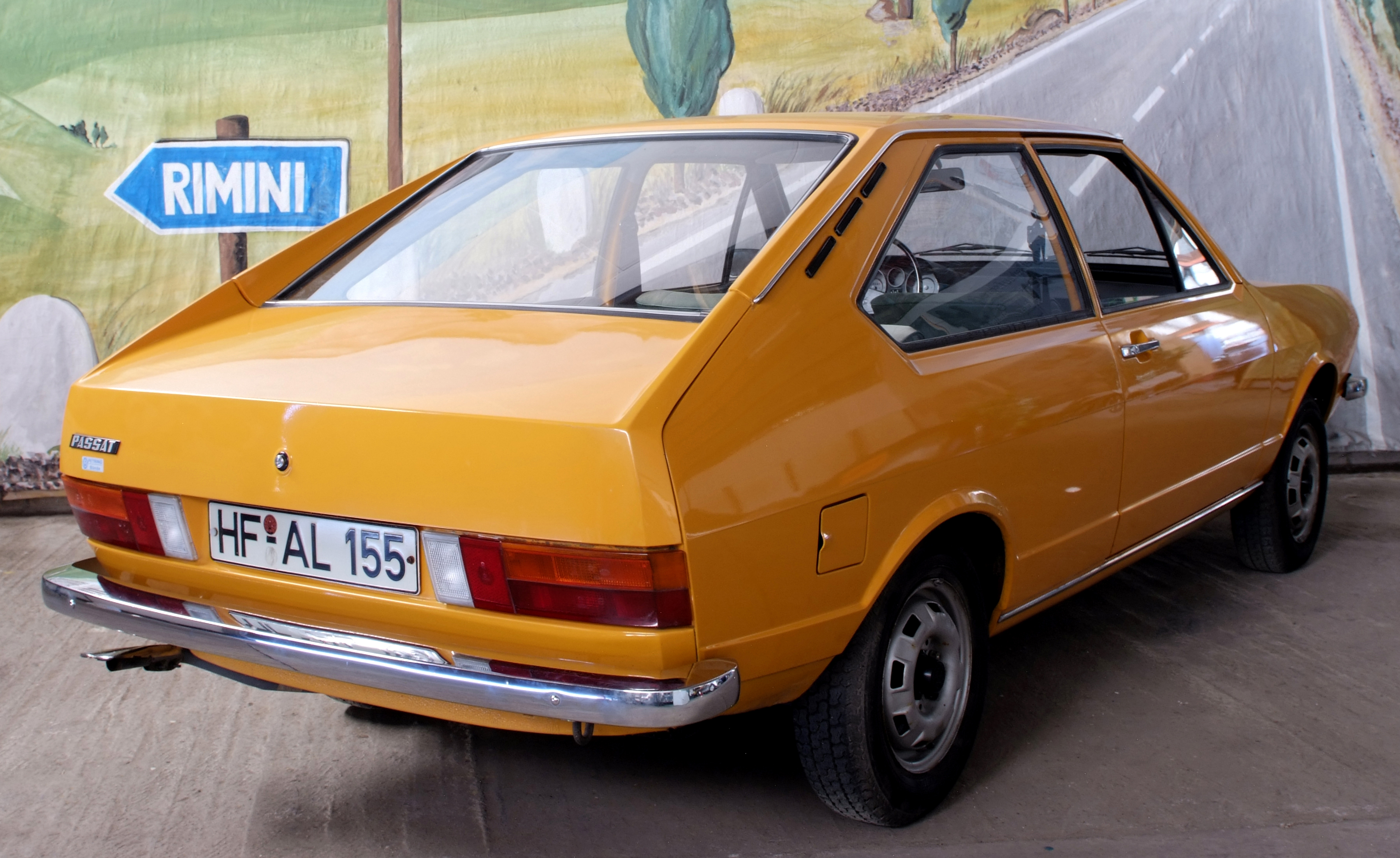
VW Passat B1 hátulja
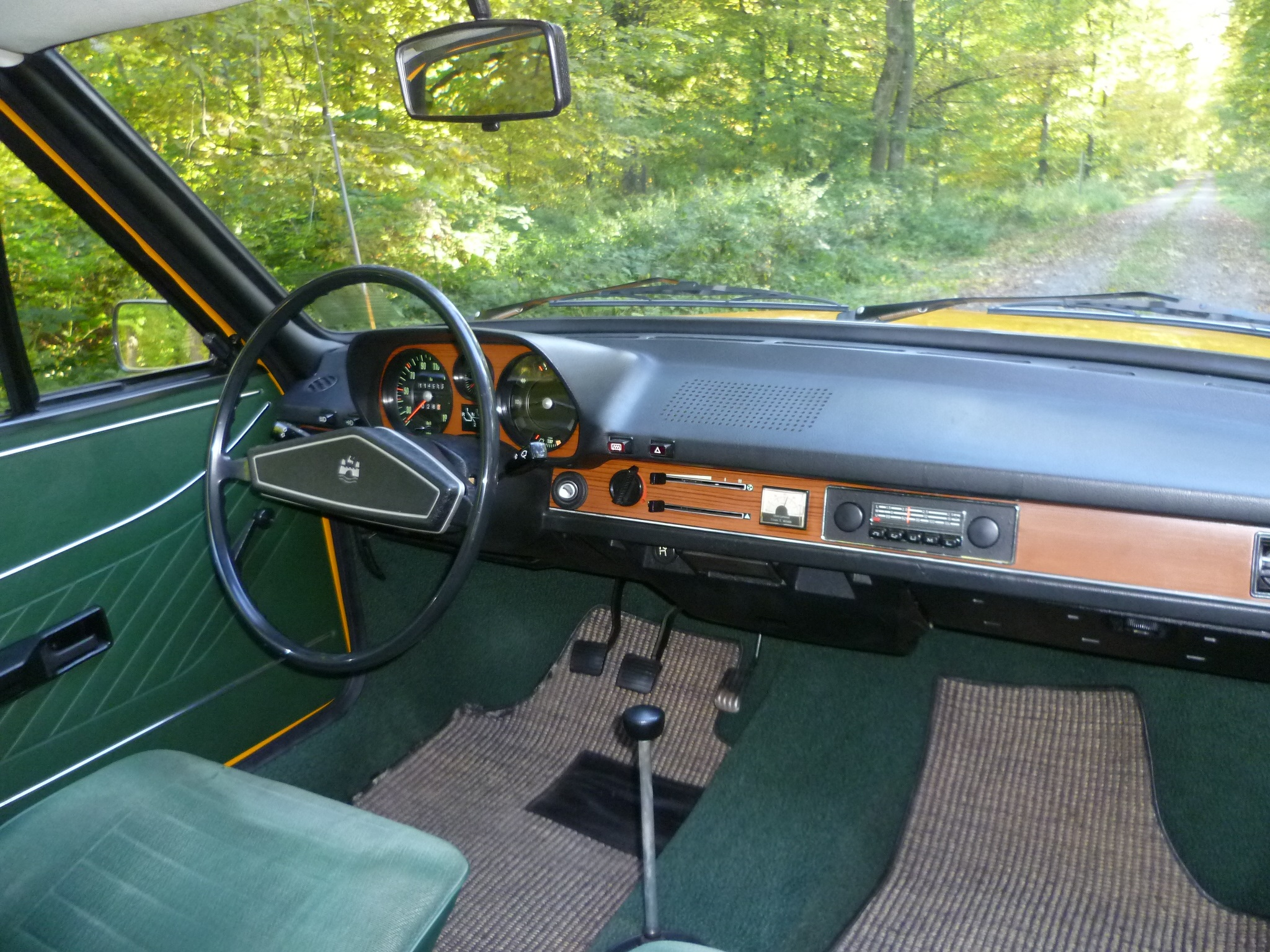
A belseje
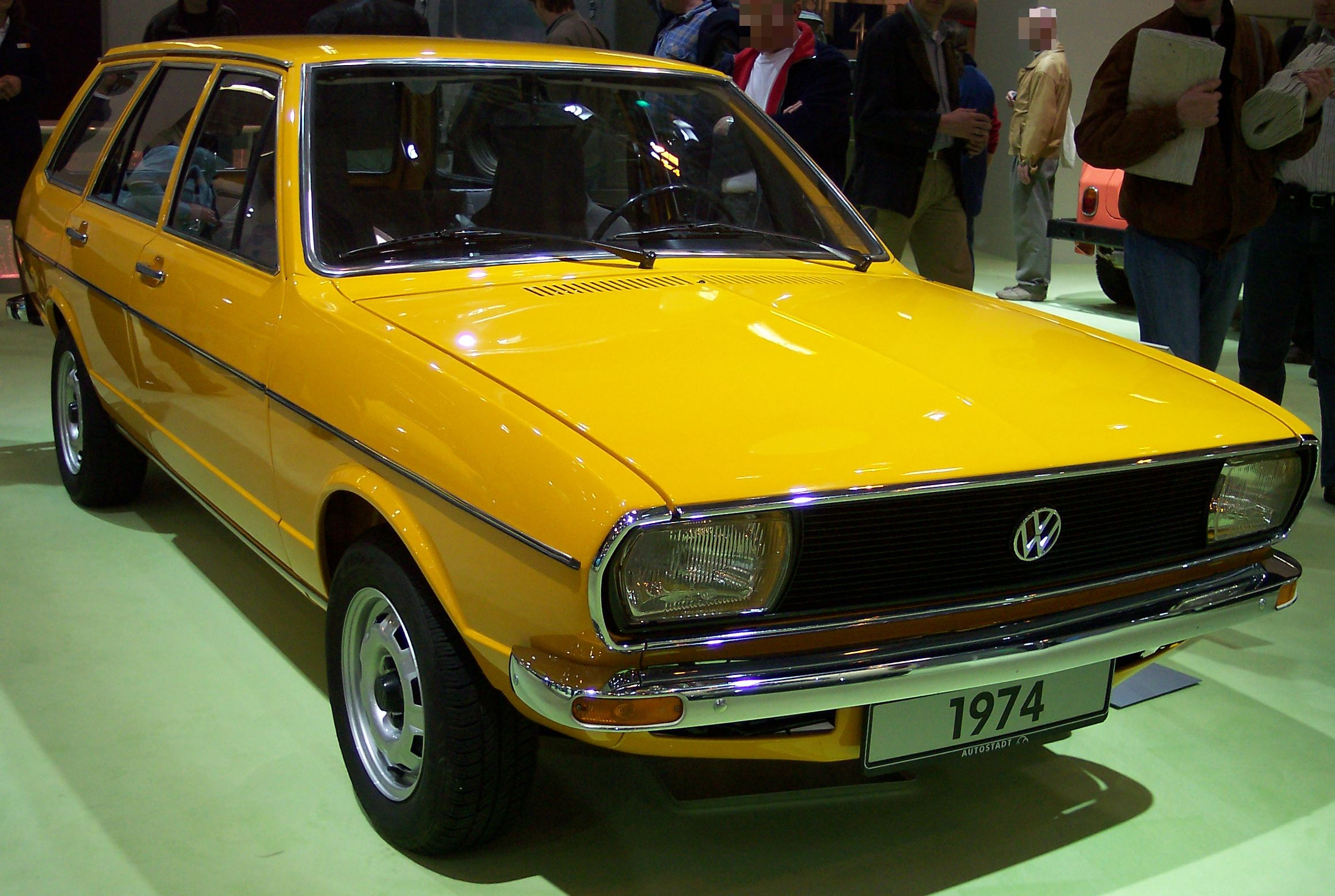
VW Passat B1 Variant eleje
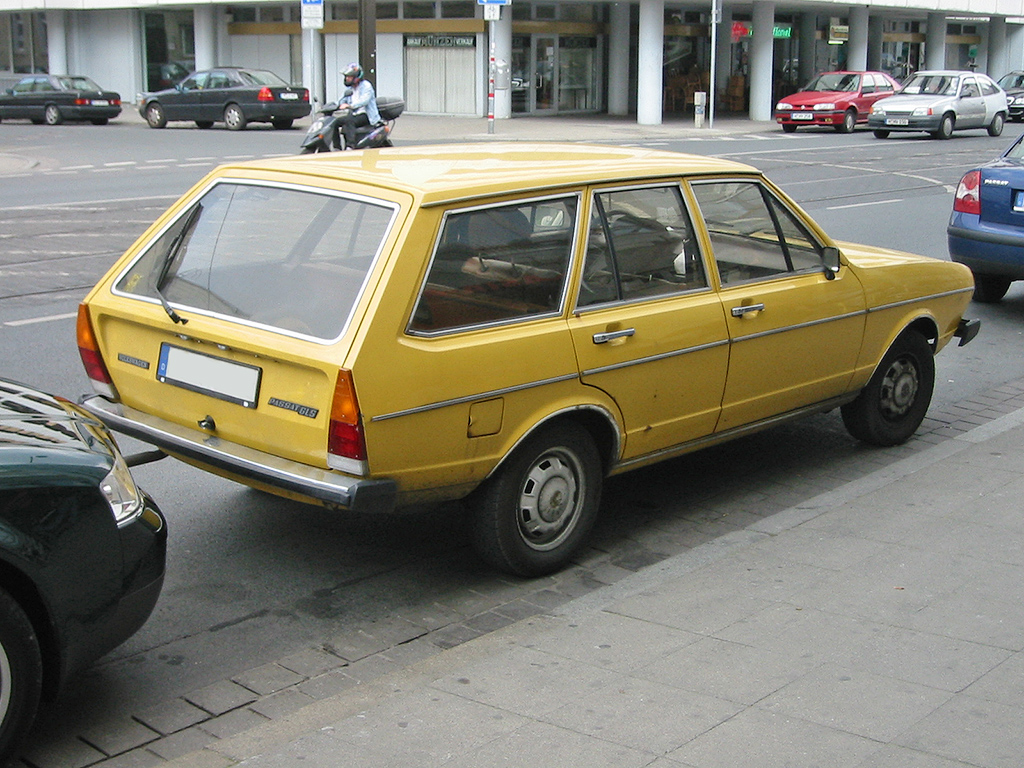
VW Passat B1 Variant hátulja
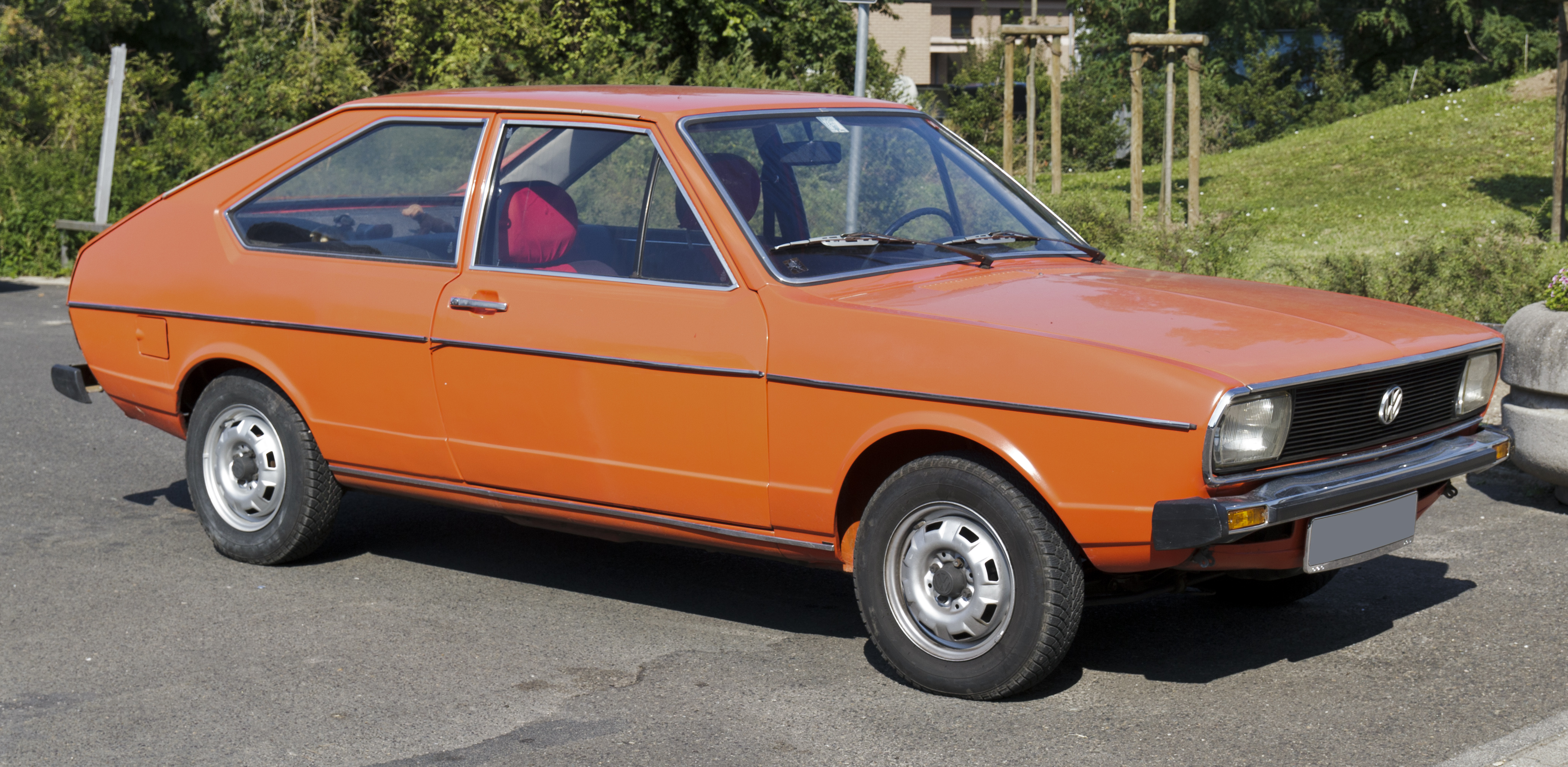
VW Passat B1 Facelift eleje
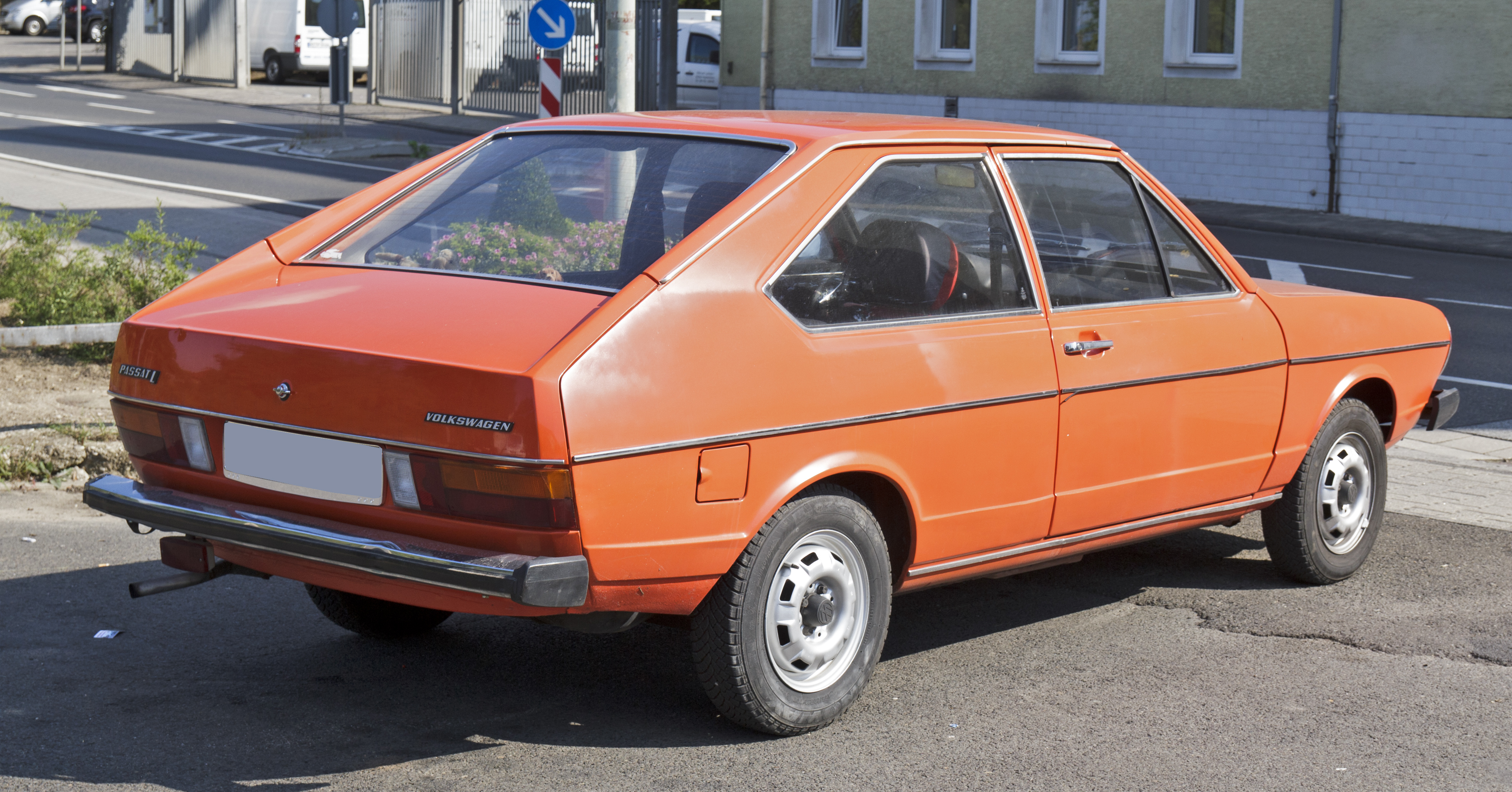
VW Passat B1 Facelift hátulja
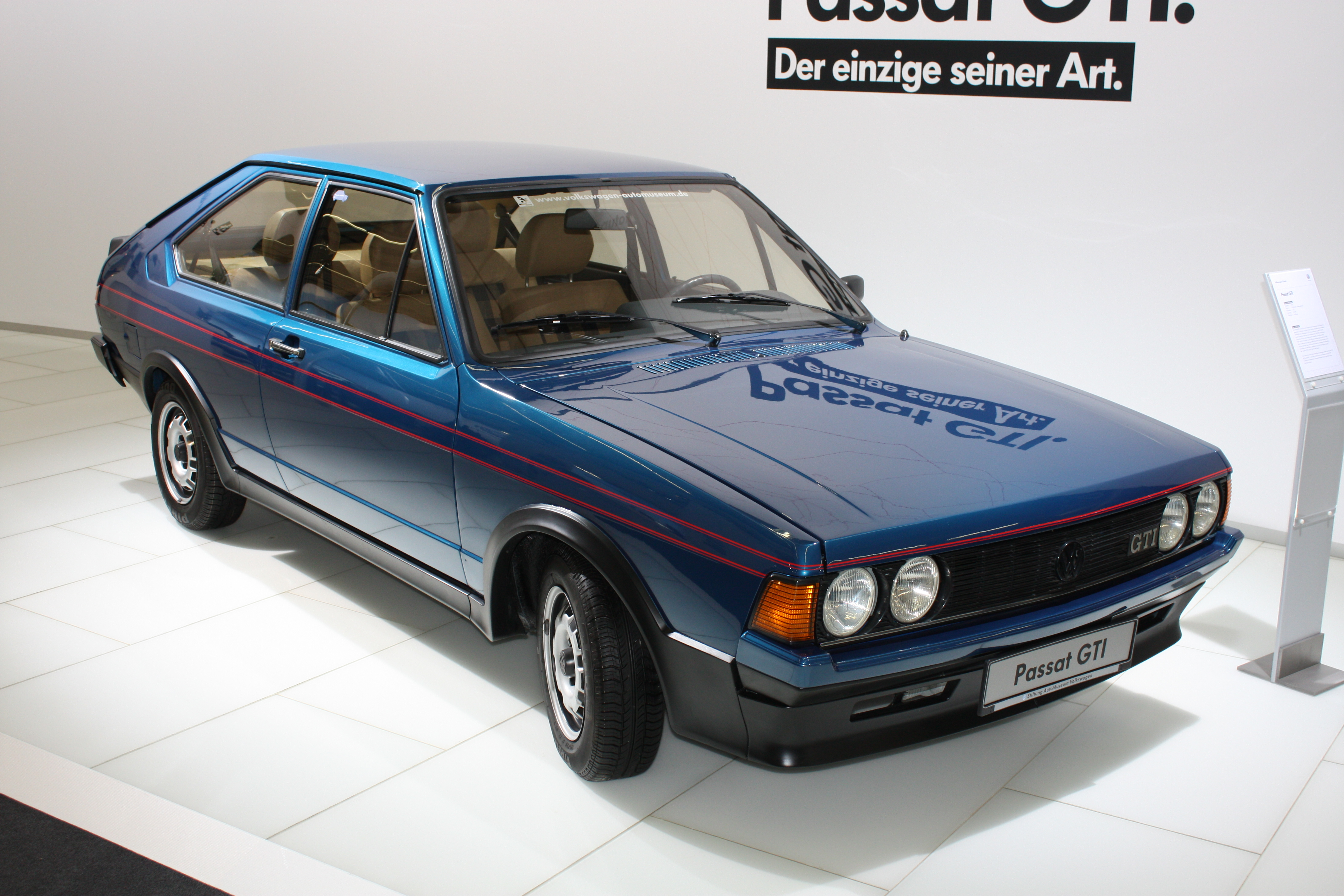
VW Passat B1 GTI eleje
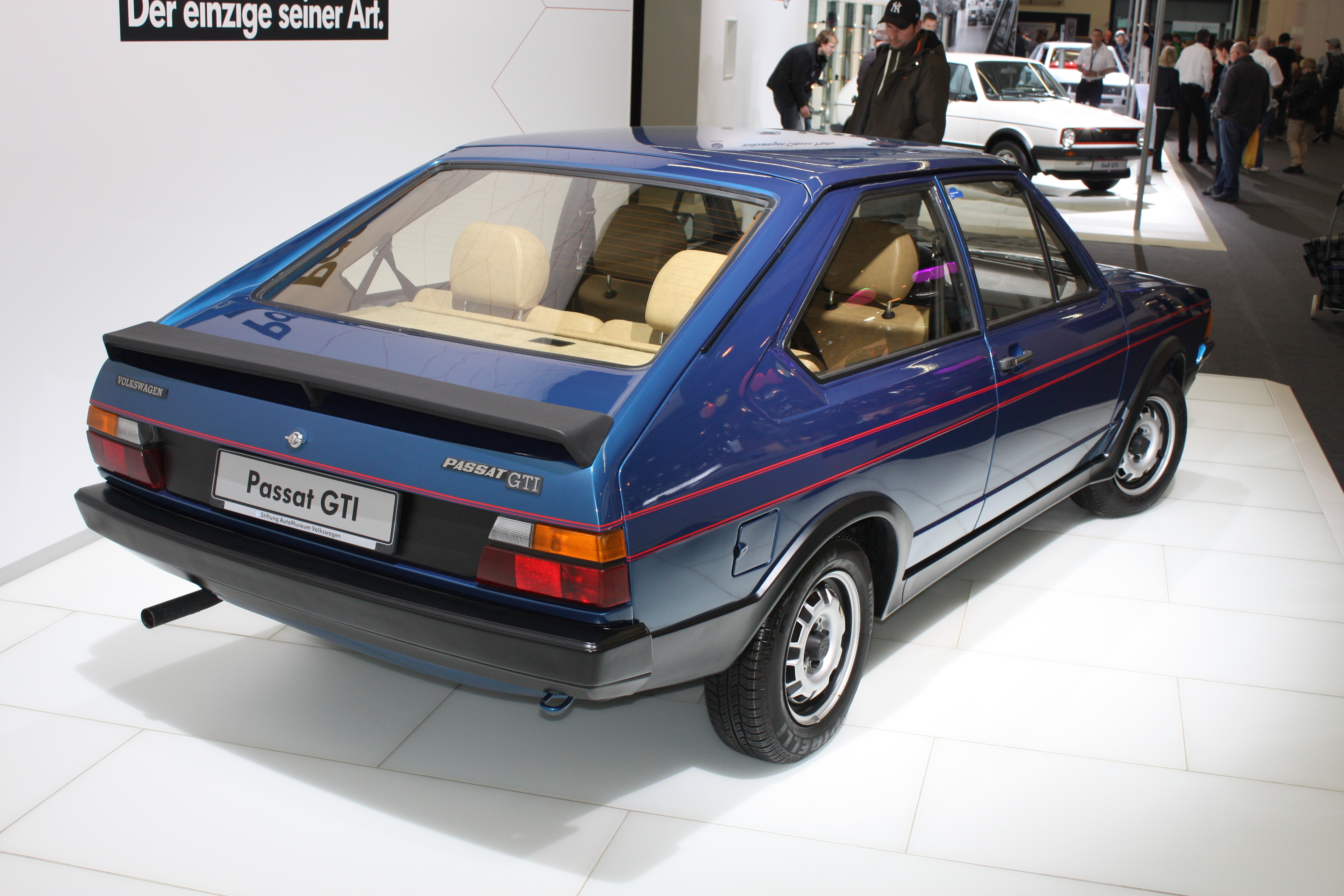
VW Passat B1 GTI hátulja

Az első generációs Passat 1973-ban került piacra két- és négyajtós szedán, valamint három- és ötajtós változatban. Külsőleg mind a négyen megosztották Giorgetto Giugiaro stílusát. Az első generációs Passat az egy évvel korábban bemutatott, mechanikailag azonos Audi 80 szedán gyorshátú változata volt. 1974-ben mutatták be az ötajtós kombit, amelyet az észak-amerikai piacokon Audi Fox néven árultak. Európában a Passatot a specifikációtól függően két téglalap alakú, két kerek 7 hüvelykes vagy négy kerek 5,5 hüvelykes fényszóróval szerelték fel. A Passat akkoriban az egyik legmodernebb európai családi autó volt, és az elöregedő Volkswagen Type 3 és Type 4 helyettesítésére szánták. A méretéhez hasonló európai autók egyedüliként a Renault 16 és Austin Maxi voltak.
A Passat eredetileg négyhengeres OHC 1,3 literes (55 LE (40 kW; 54 LE)) és 1,5 literes (75 LE (55 kW; 74 LE)/85 LE (63 kW; 84 LE)) benzinmotort tartalmazott. az Audi 80-ban is használják – hosszirányban elsőkerék-hajtással szerelve, az Audi hagyományai szerint, akár négysebességes kézi sebességváltóval, akár háromfokozatú automatával. MacPherson rugós első felfüggesztése volt, hátul tömör tengely/tekercsrugós elrendezéssel.
Az 1,5 literes SOHC-t 1975 augusztusában 1,6 literesre bővítették, változatlan névleges teljesítmény mellett és valamivel magasabb nyomatékkal. 1978 júliusában megjelent a Passat Diesel a VW Golf 1,5 literes dízelével (50 LE (37 kW; 49 LE)), majd 1979 februárjában a Passat GLI, az 1,6 literes üzemanyag-befecskendezéses változatával.
A sorozat 1977-ben megújult (1978-ban Európán kívül), átdolgozott belsővel és külsővel, áthelyezett jelzőfényekkel és modelltől függően négy kerek vagy két téglalap alakú fényszóróval.
Észak-Amerikában az autót Volkswagen Dasher néven forgalmazták. Az egyetlen elérhető motor egy 1,5 literes soros négyes karburátor volt, 75 LE (56 kW) (vagy 70 LE (52 kW) 1975-ben), amelyet az 1976-os modellévtől egy Bosch üzemanyag-befecskendezéses, 1,6 literes négyes, 78 LE (58) váltott fel. kW). Az észak-amerikai autókat egyetlen DOT szabványú fényszóróval szerelték fel.

### Második generáció (1981-1988)
- VW Passat B2
- VW Passat B2 Variant

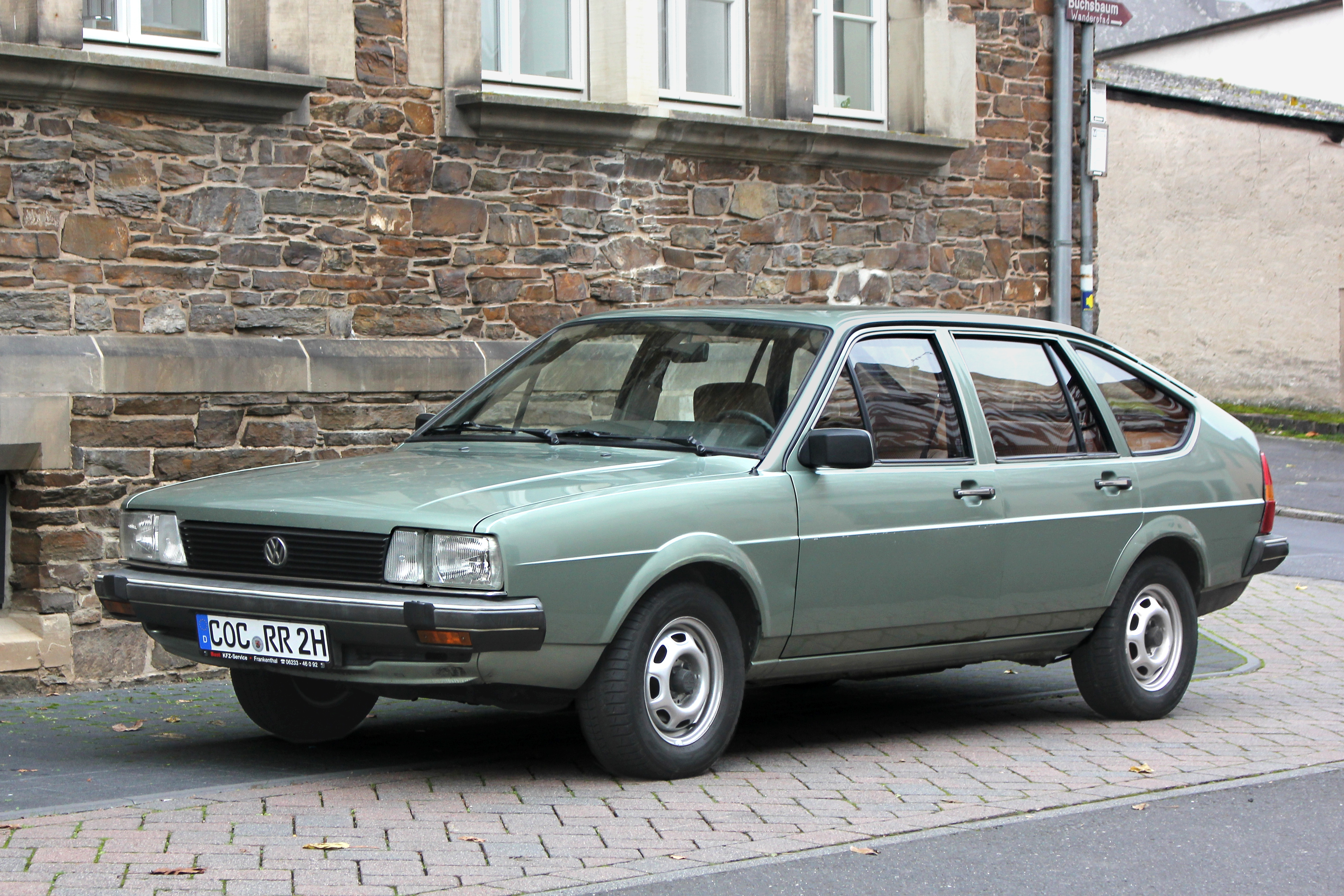
VW Passat B2 eleje
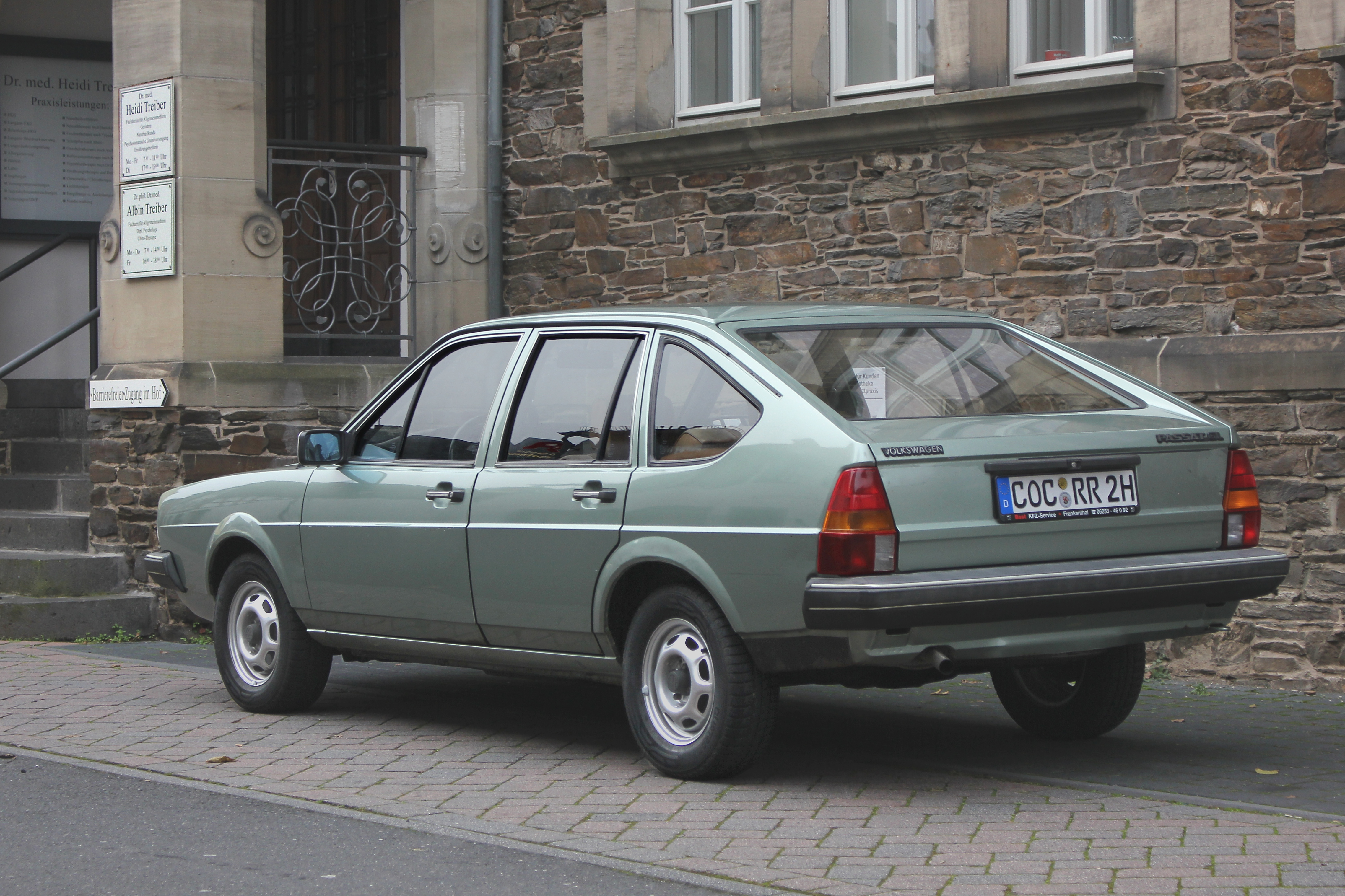
VW Passat B2 hátulja
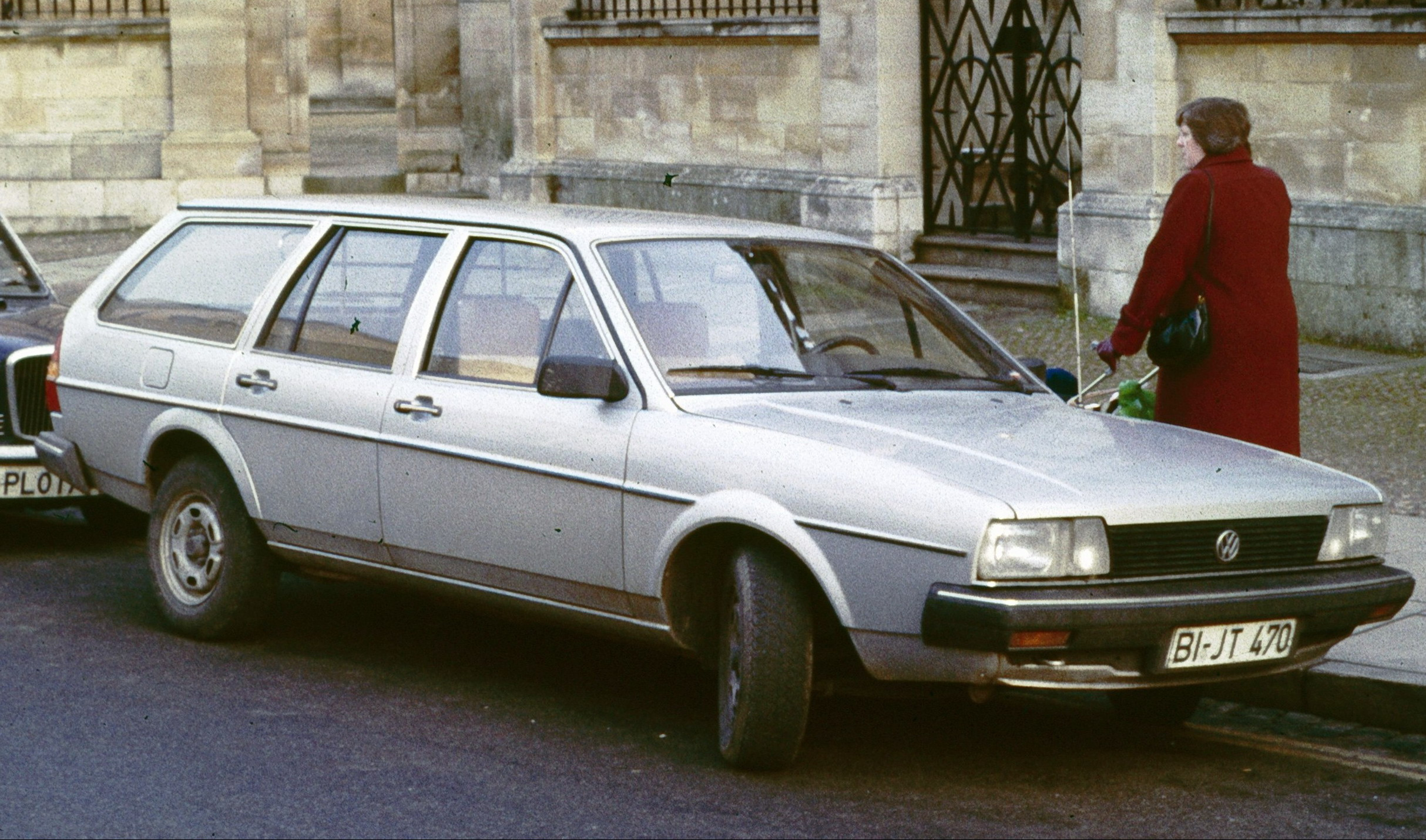
VW Passat B2 Variant eleje
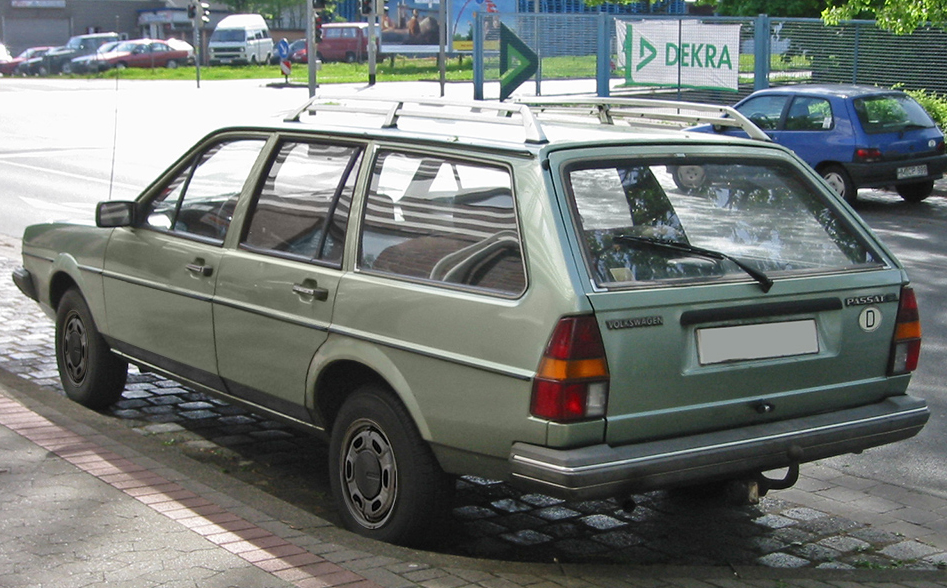
VW Passat B2 Variant hátulja
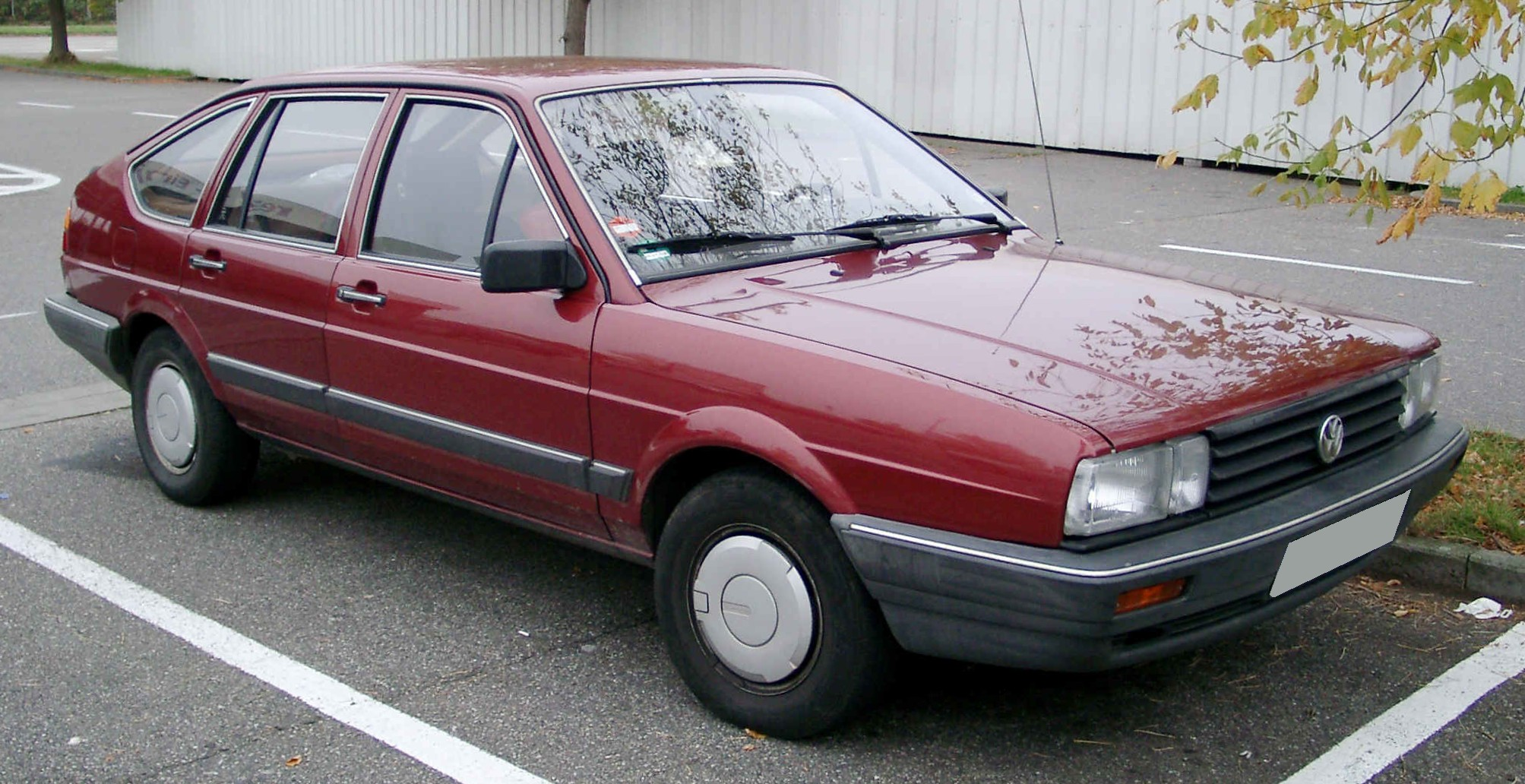
VW Passat B2 Facelift eleje
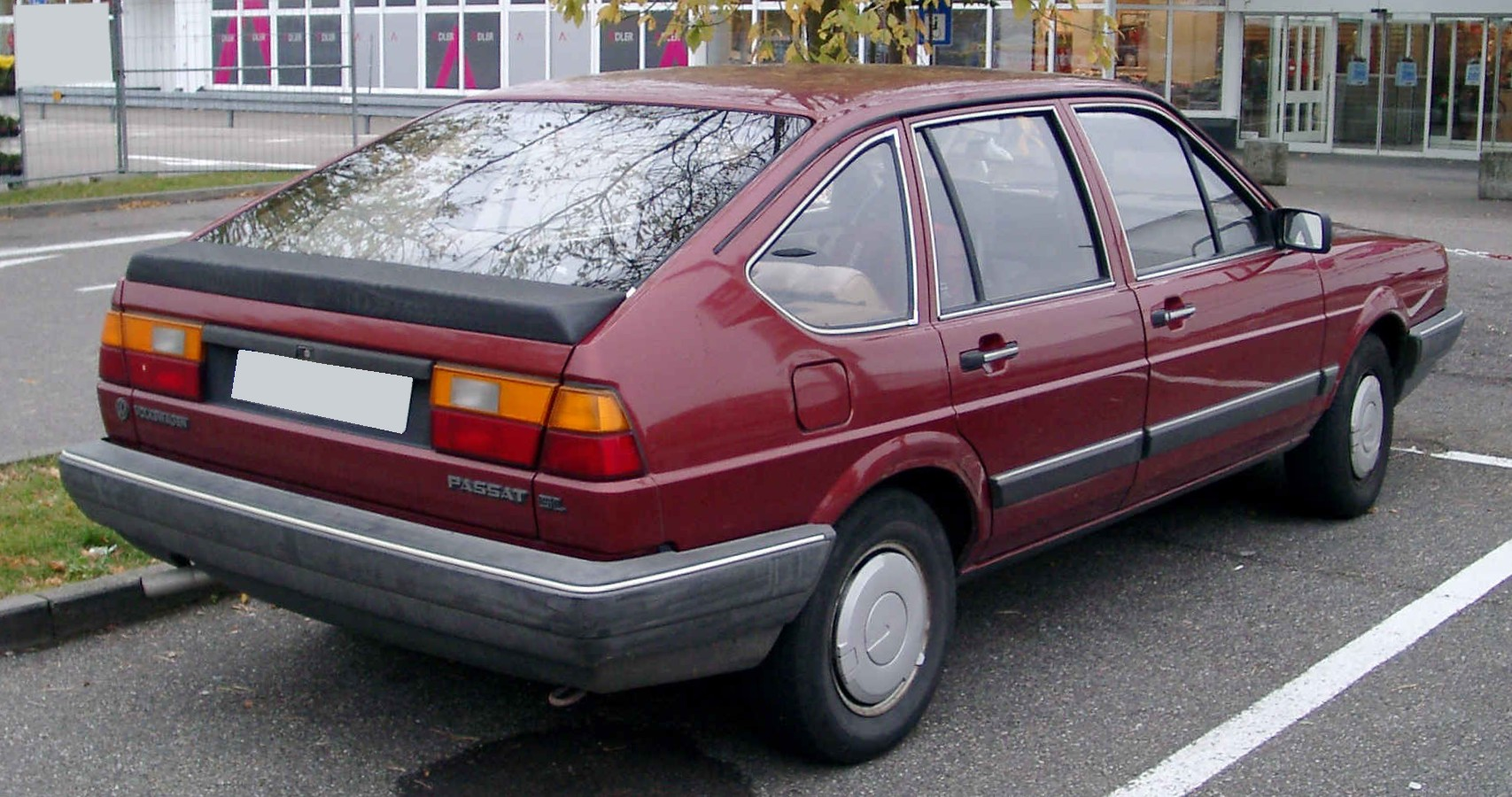
VW Passat B2 Facelift hátulja
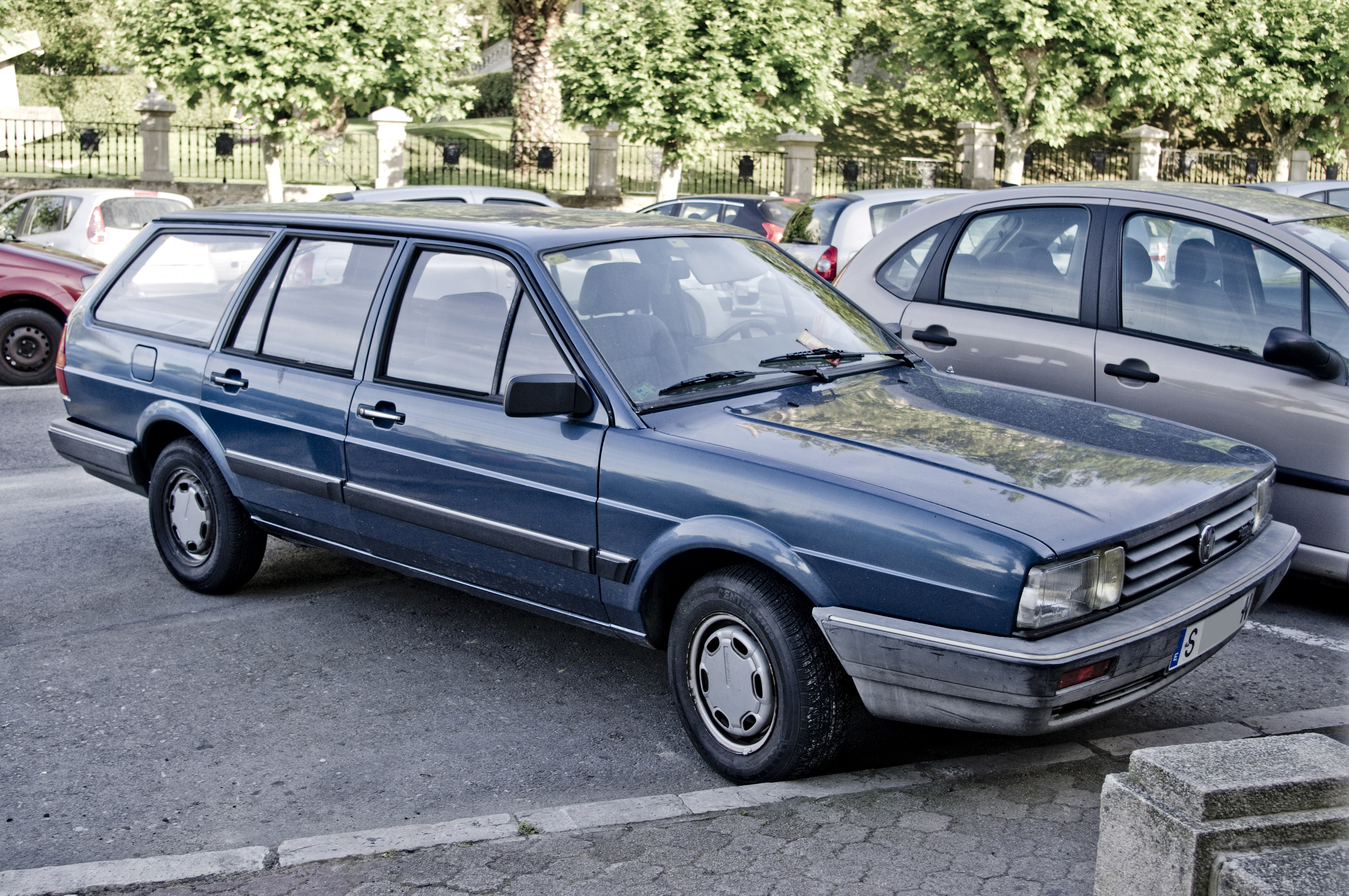
VW Passat B2 Variant Facelift eleje
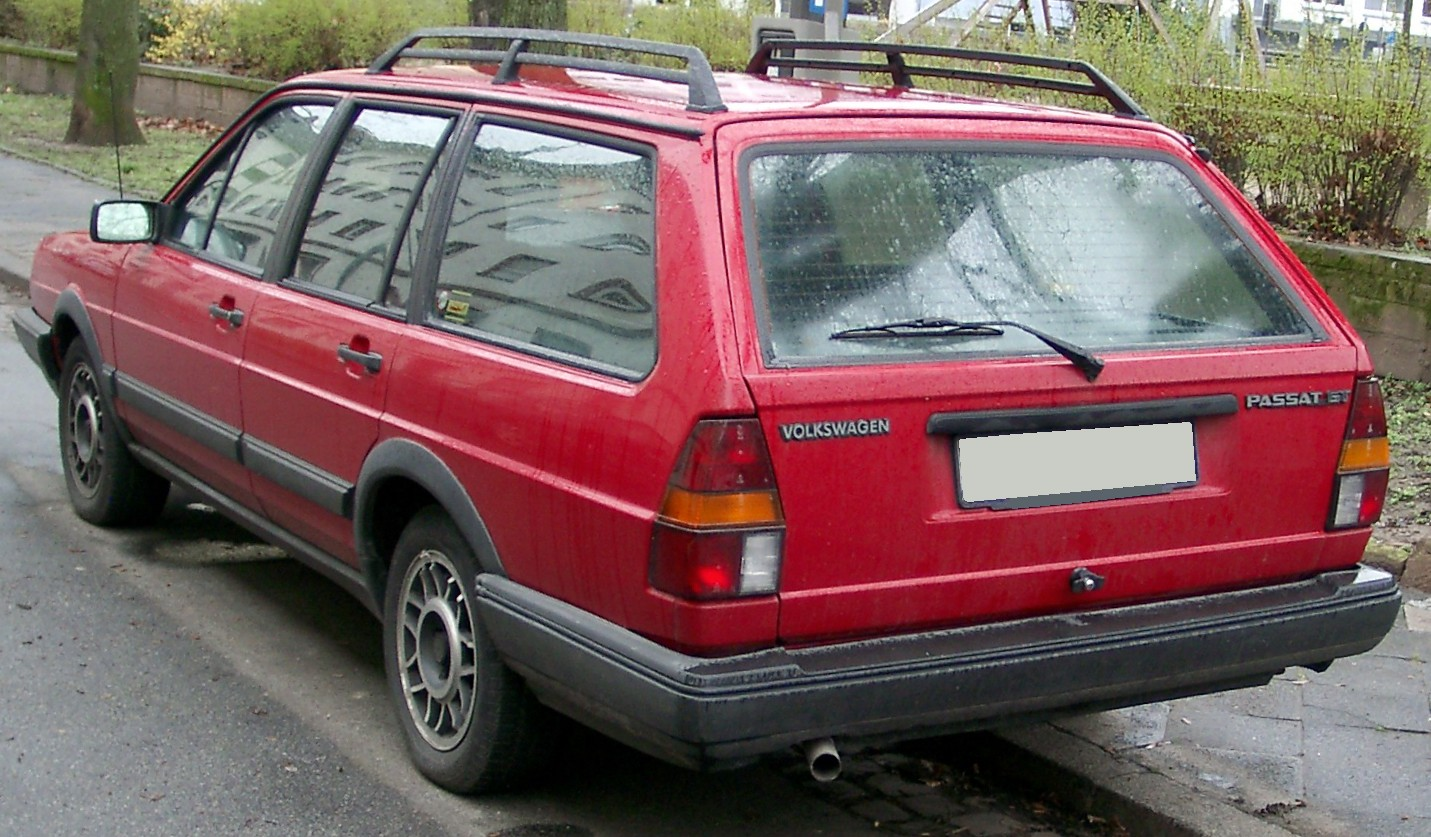
VW Passat B2 Variant Facelift hátulja

A Passat második generációja 1981-ben jelent meg. A B2 névre keresztelt platform ismét az Audi 80 megfelelő változatára épült, amelyet 1978-ban dobtak piacra. A B2 Passat valamivel hosszabb volt elődjénél, a B1-esnél. Az Egyesült Államokban a Passat/Santanát Volkswagen Quantum néven árulták, háromajtós ferdehátú, négyajtós szedán és kombi modellben is. A négykerék-meghajtású kombi változatot 1984 októberében mutatták be, kezdetben csak az erősebb öthengeres motorral.
A Passat-ot Kínában, Mexikóban, Dél-Amerikában és Dél-Afrikában is gyártották és forgalmazták. Az előző generációhoz hasonlóan a B2 Passat is elsősorban négyhengeres benzin- és dízelmotorokkal került forgalomba. Elődjétől eltérően azonban a csúcsváltozatok öthengeres, 1,9–2,2 literes Audi vagy VW motorokat kaptak. Az 5 hengeres változatot Quantum GL-5 néven értékesítették az Egyesült Államokban. A Passat a négy- és ötfokozatú kézi és háromfokozatú automata váltó mellett 4+E sebességváltóval is elérhető volt. Ennek a „Formel E”-nek is nevezett jármű különösen hosszú felső fokozattal rendelkezett, amely szabadonfutó mechanizmussal kombinálva jobb gázteljesítményt biztosított. Egyes piacokon automatikus leállítás/indítás is elérhető volt. A Passat Variant Syncroban használt négykerék-meghajtás az Audi 80 mechanikáján osztozott, és nem a Volkswagen Golf Syncro-én.

### Harmadik generáció (1988-1993)
- VW Passat B3
- VW Passat B3 Variant

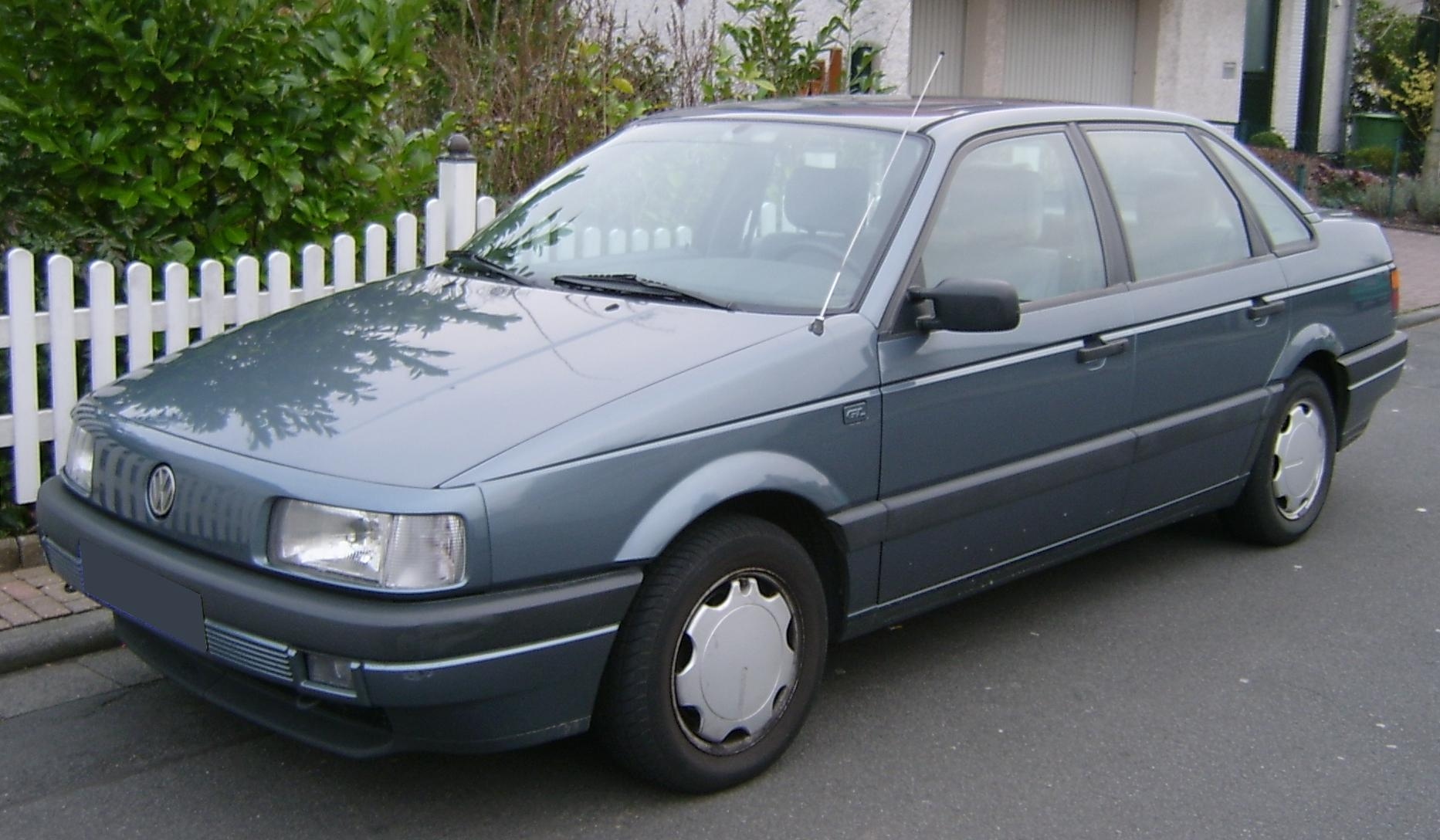
VW Passat B3 eleje
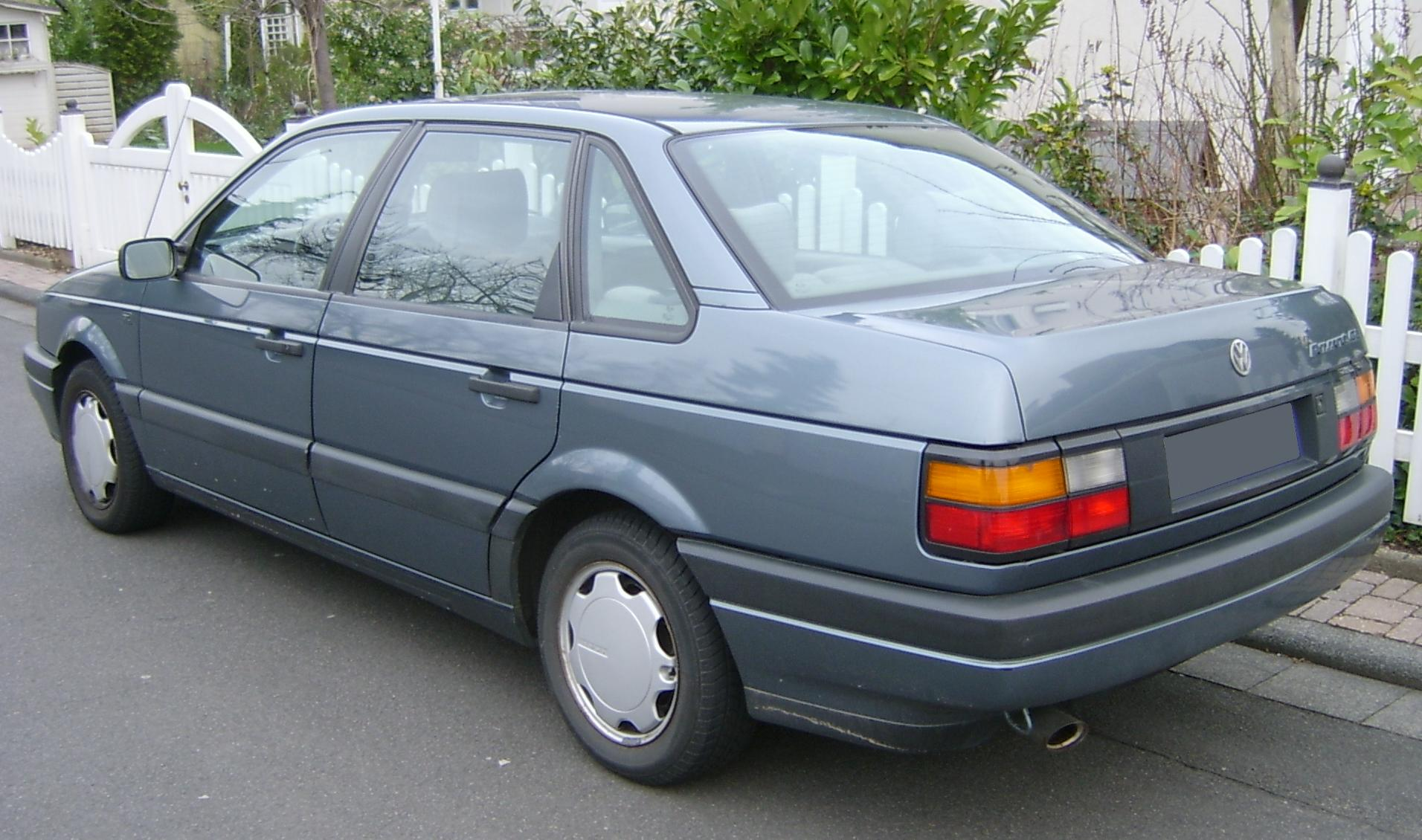
VW Passat B3 hátulja
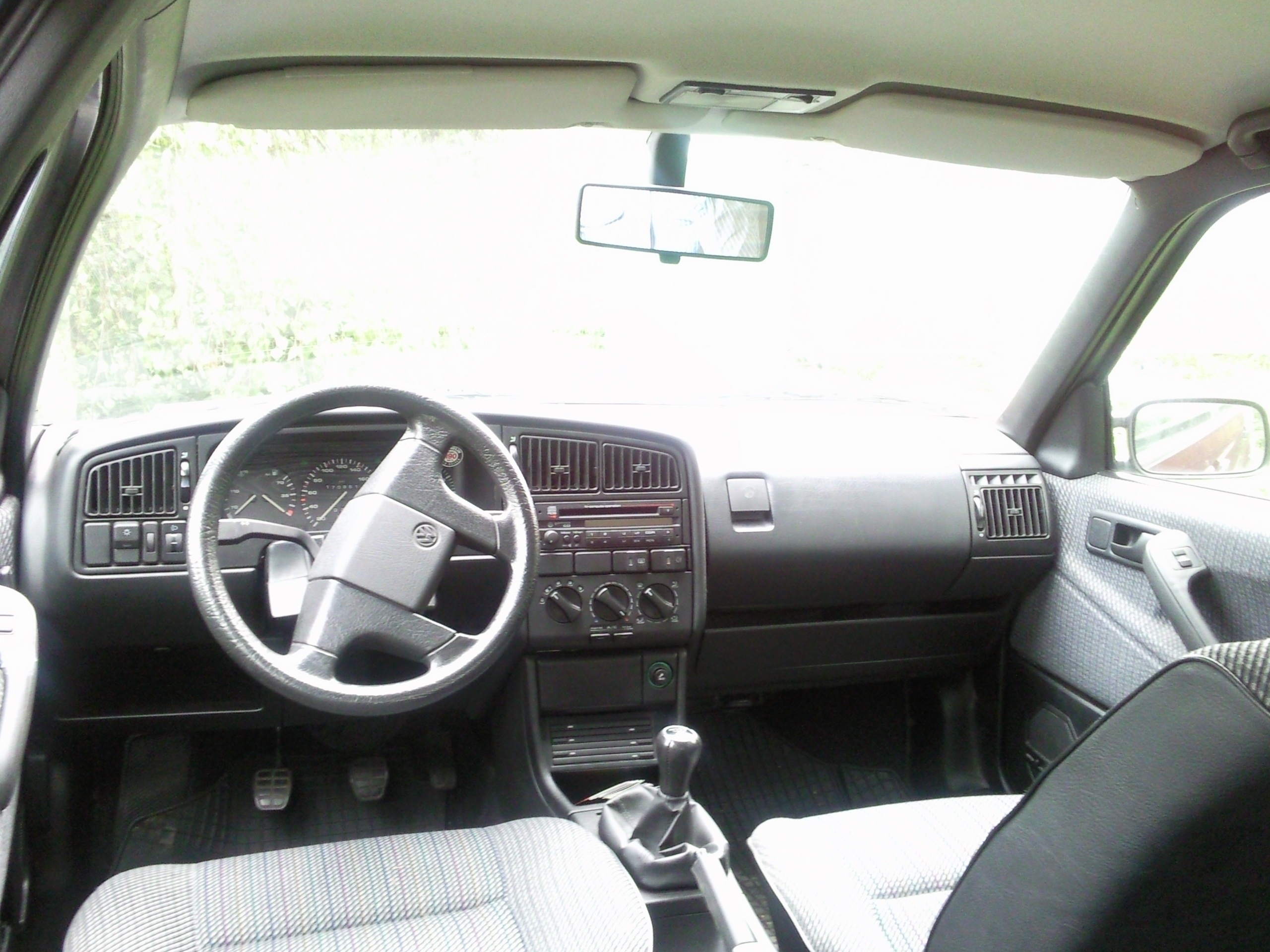
A belseje
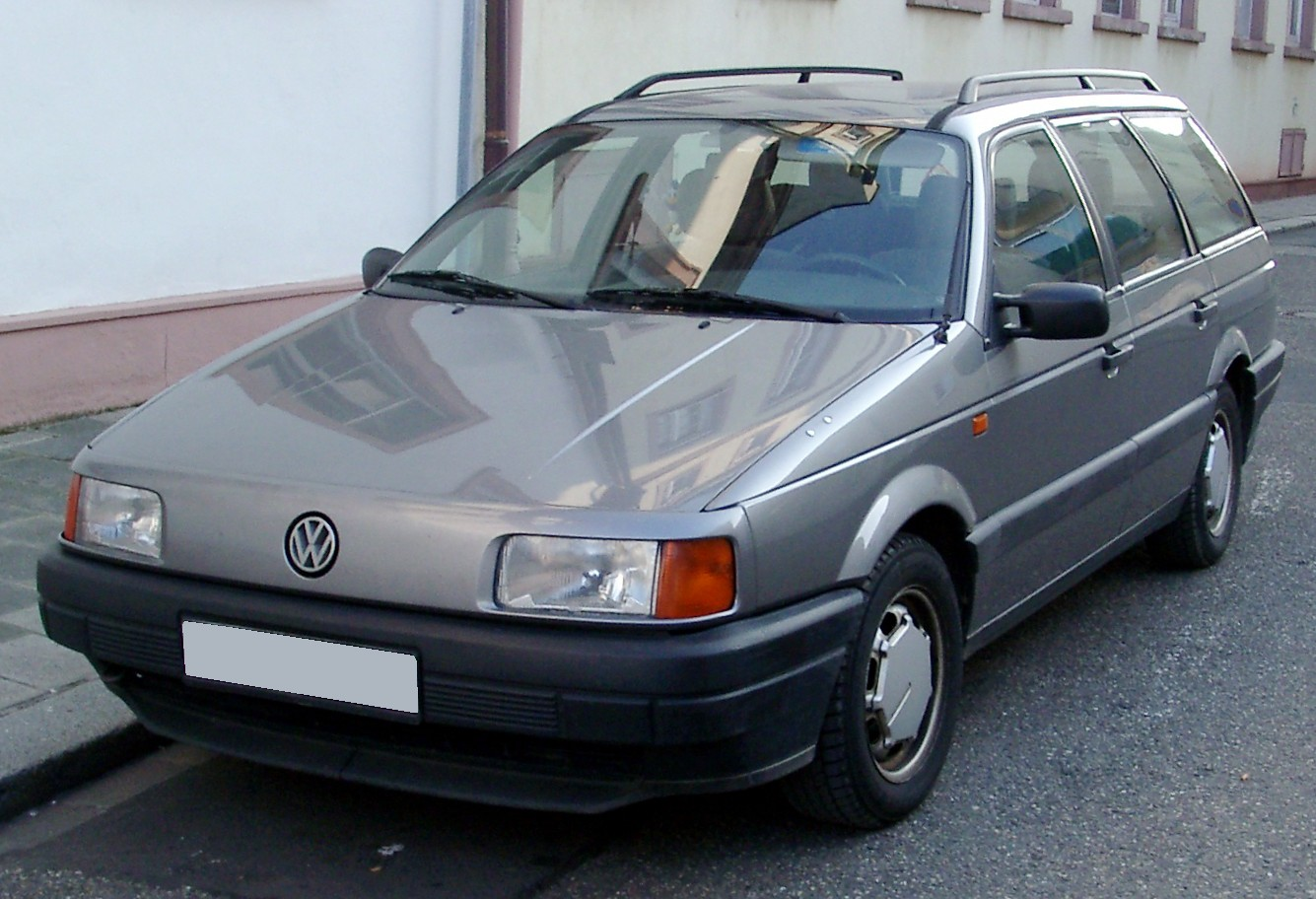
VW Passat B3 Variant eleje
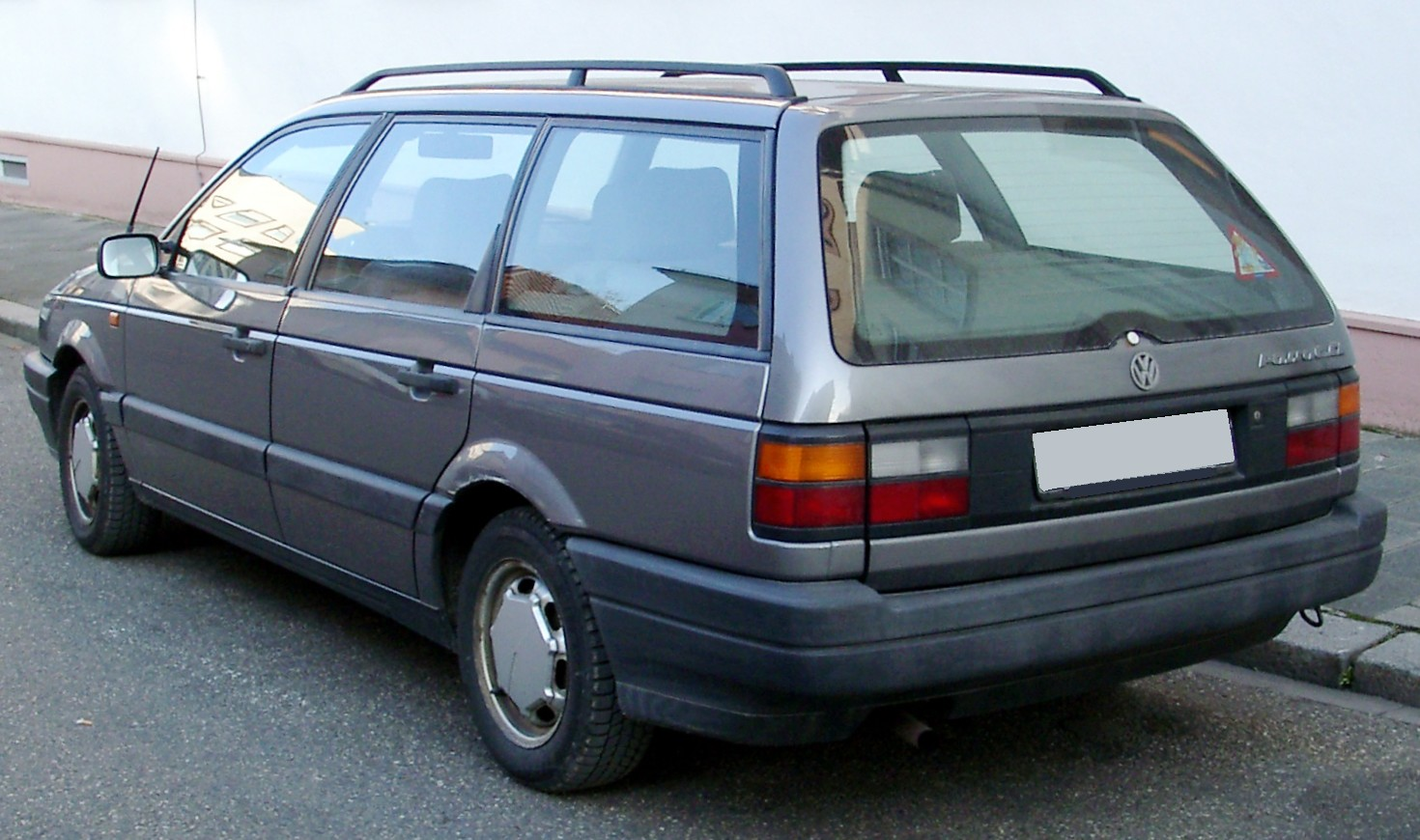
VW Passat B3 Variant hátulja
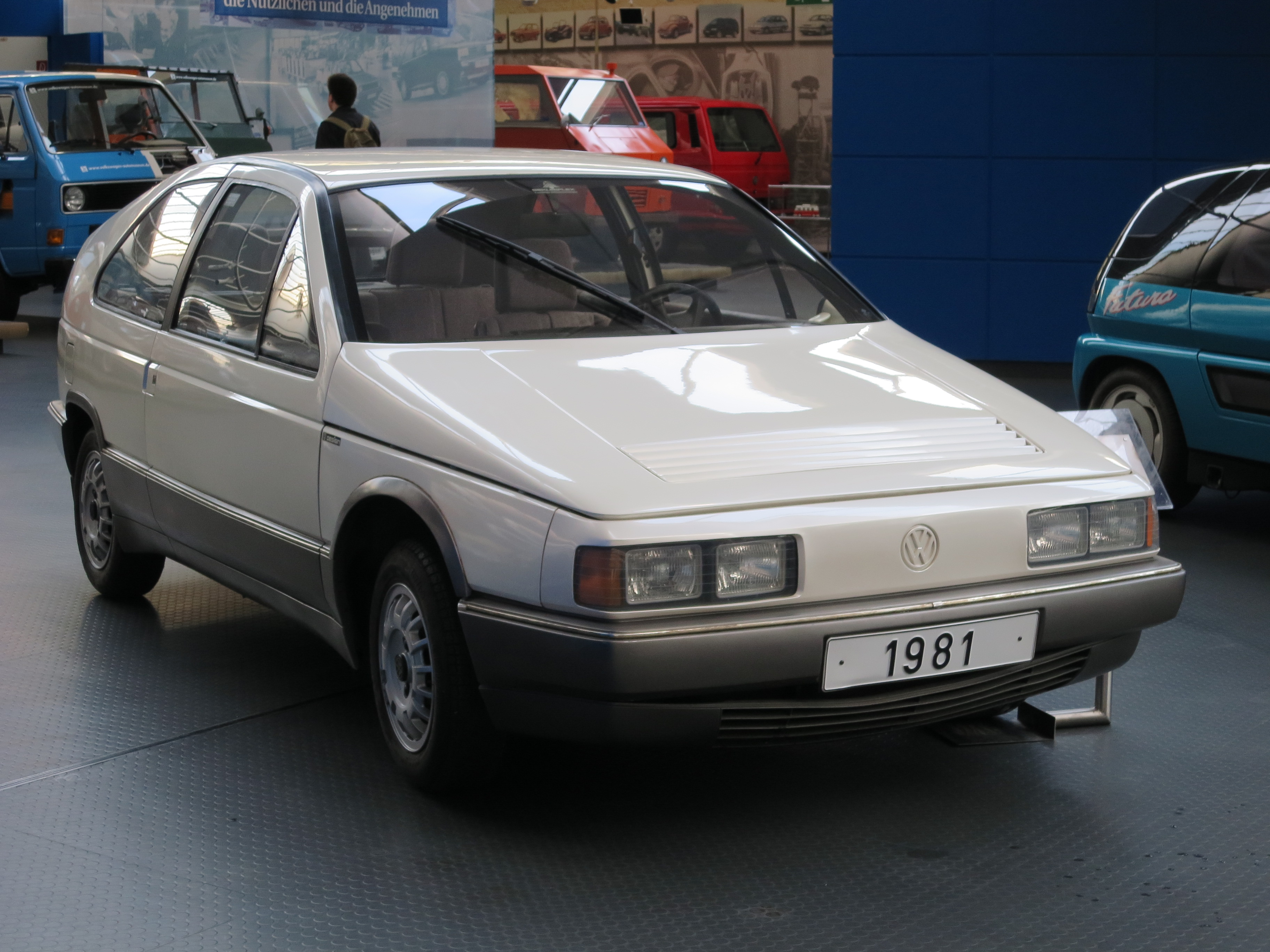
Volkswagen Auto 2000 prototype eleje
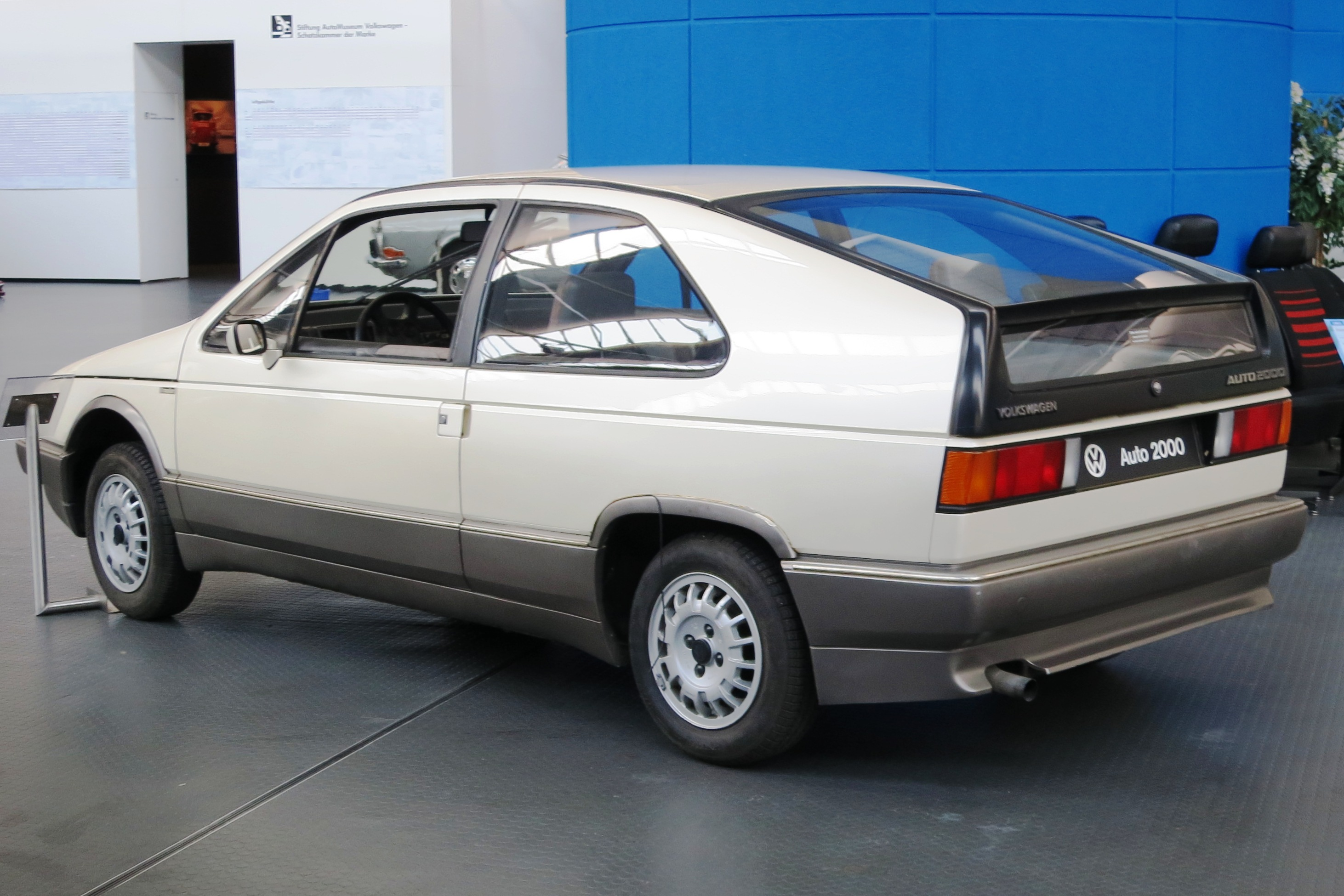
Volkswagen Auto 2000 prototype hátulja

A harmadik generációs Passat 1988 márciusában mutatkozott be Európában, 1990-ben Észak-Amerikában és 1995-ben Dél-Amerikában. A hűtőrács hiánya miatt az autó eleje a régebbi, hátsó motoros Volkswagenekre, például a 411-re emlékeztet. A stílust az 1981-es aerodinamikai (cd 0,25) Auto 2000 koncepcióautóból fejlesztették ki.
Abban az időben ez volt az első keresztirányú motorelrendezésű Passat, amely Volkswagen által tervezett platformra épült, nem pedig egy Audi limuzinjáéra. Az autót, bár a Volkswagen platformnómenklatúrájában B3-as jelöléssel látták el, nagyrészt a kisebb Golf modellnél használt A platformon alapult, de minden irányban megnyúlt, ezért nem volt kapcsolata a két évvel korábban piacra dobott B3-as sorozatú Audi 80-al. Sok alkatrész közvetlenül meg van osztva ezen járművek között. Ezt a Passat-generációt négyajtós limuzinként vagy ötajtós kombiként árulták. Minden piacon Passat néven forgalmazták; Észak-Amerikában ez volt az első.
Az üzemanyag-befecskendezéses benzinmotorok jobb teljesítményt és kifinomultságot adtak, mint a korábban használt karburátoregységek. Ezeket keresztirányban szerelték fel, és a padlólemezt úgy tervezték, hogy elfogadja a Volkswagen „Syncro” négykerék-hajtási rendszerét.

### Negyedik generáció (1993-1997)
- VW Passat B4
- VW Passat B4 Variant

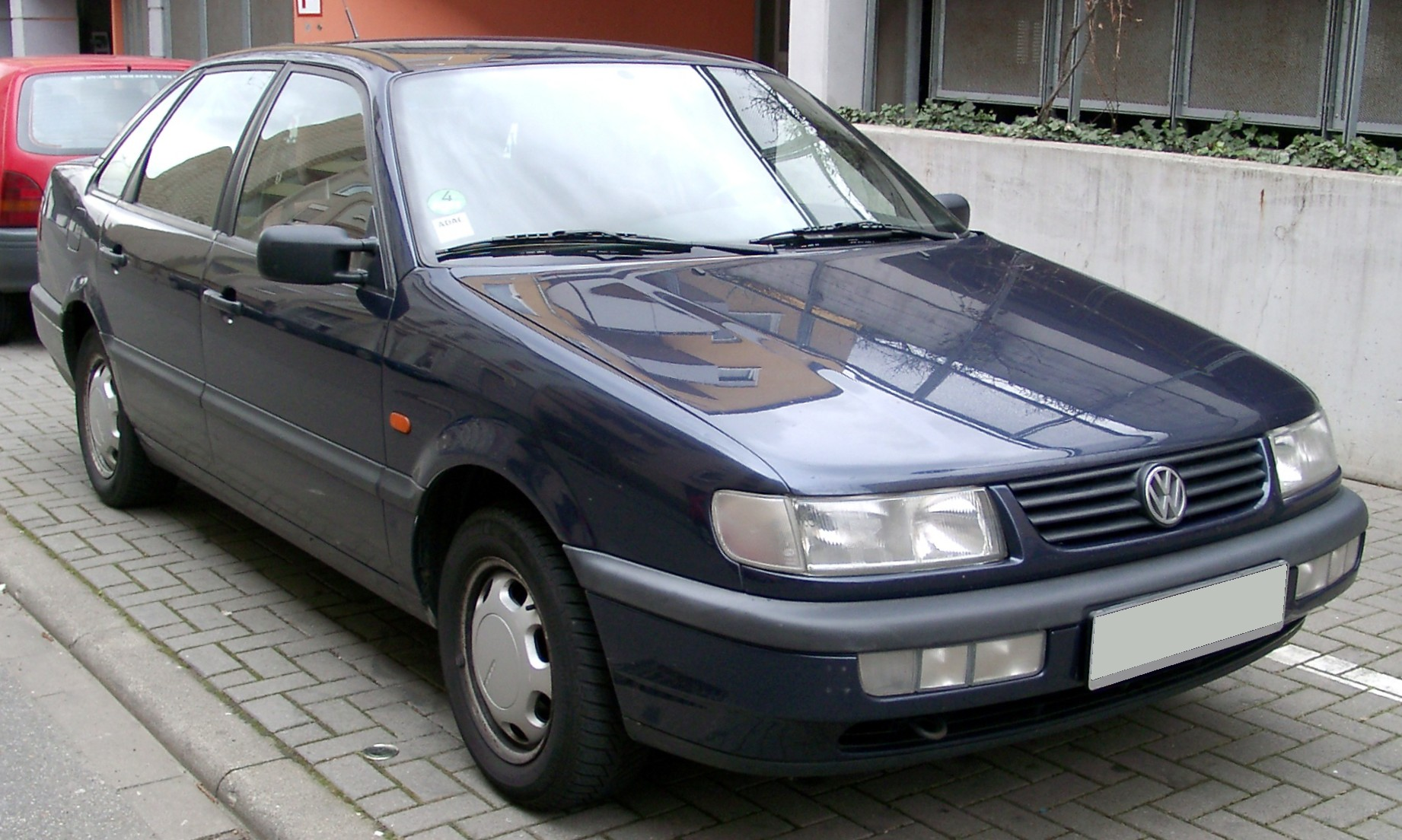
VW Passat B4 eleje
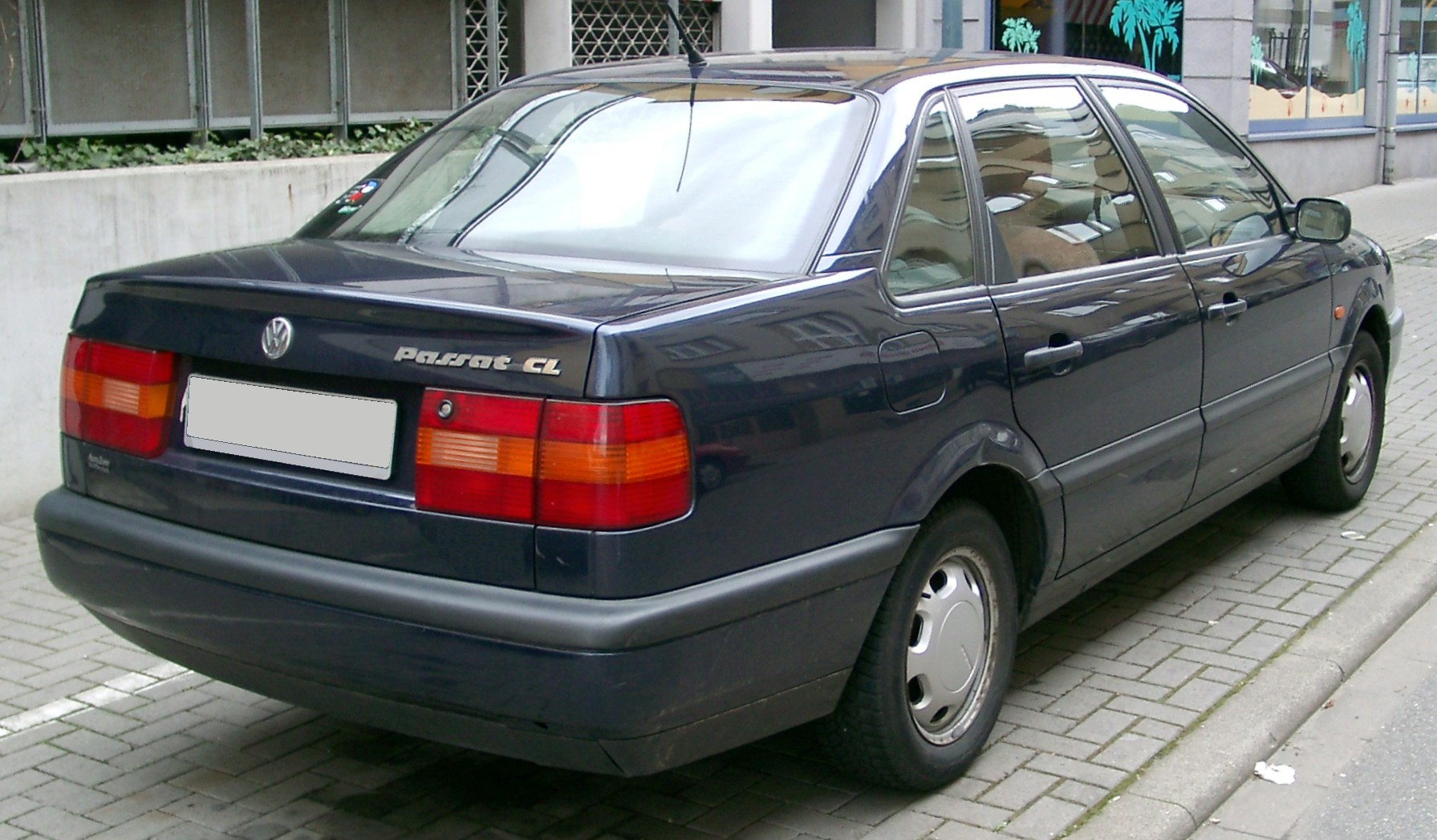
VW Passat B4 hátulja
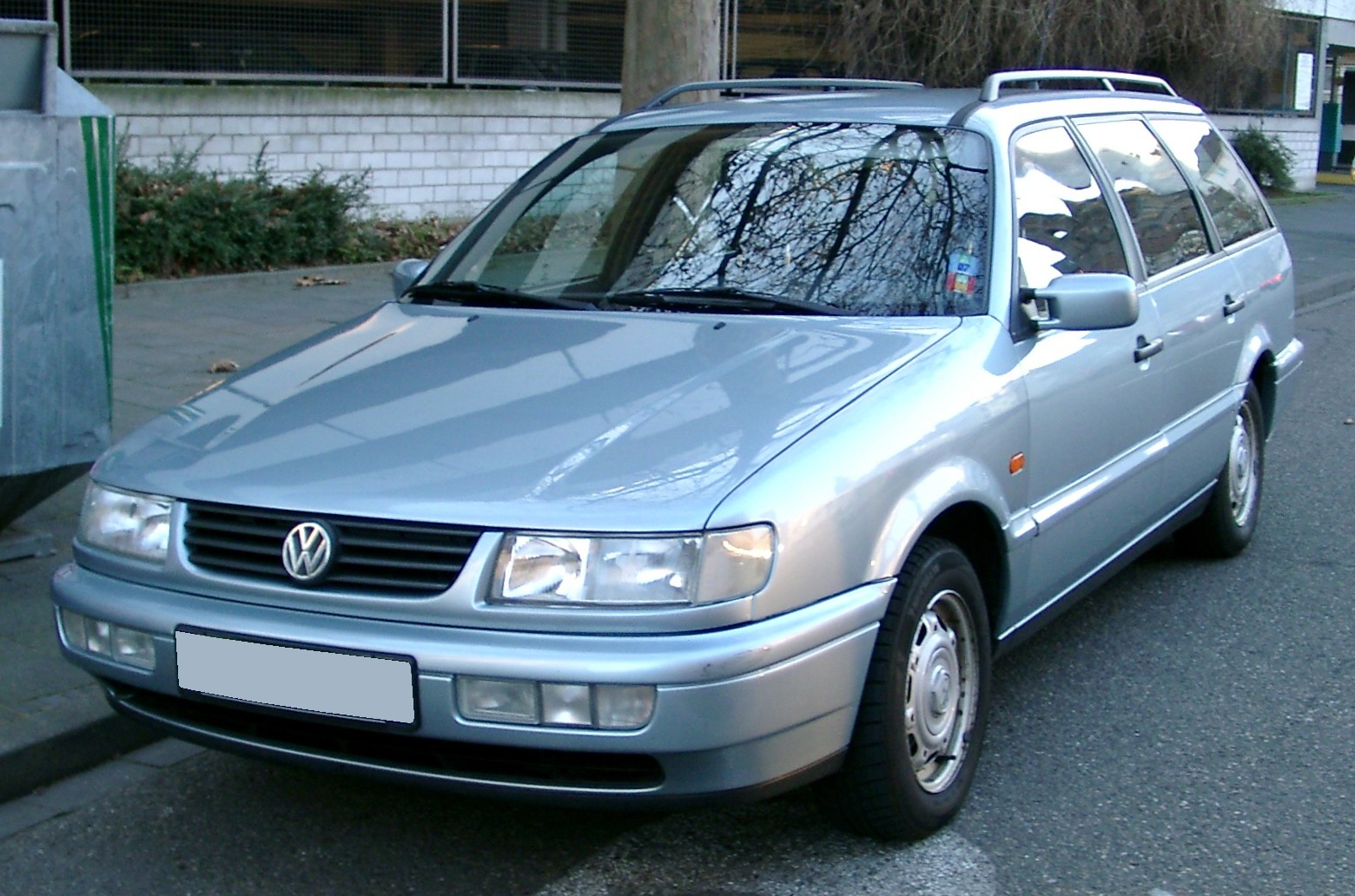
VW Passat B4 Variant eleje
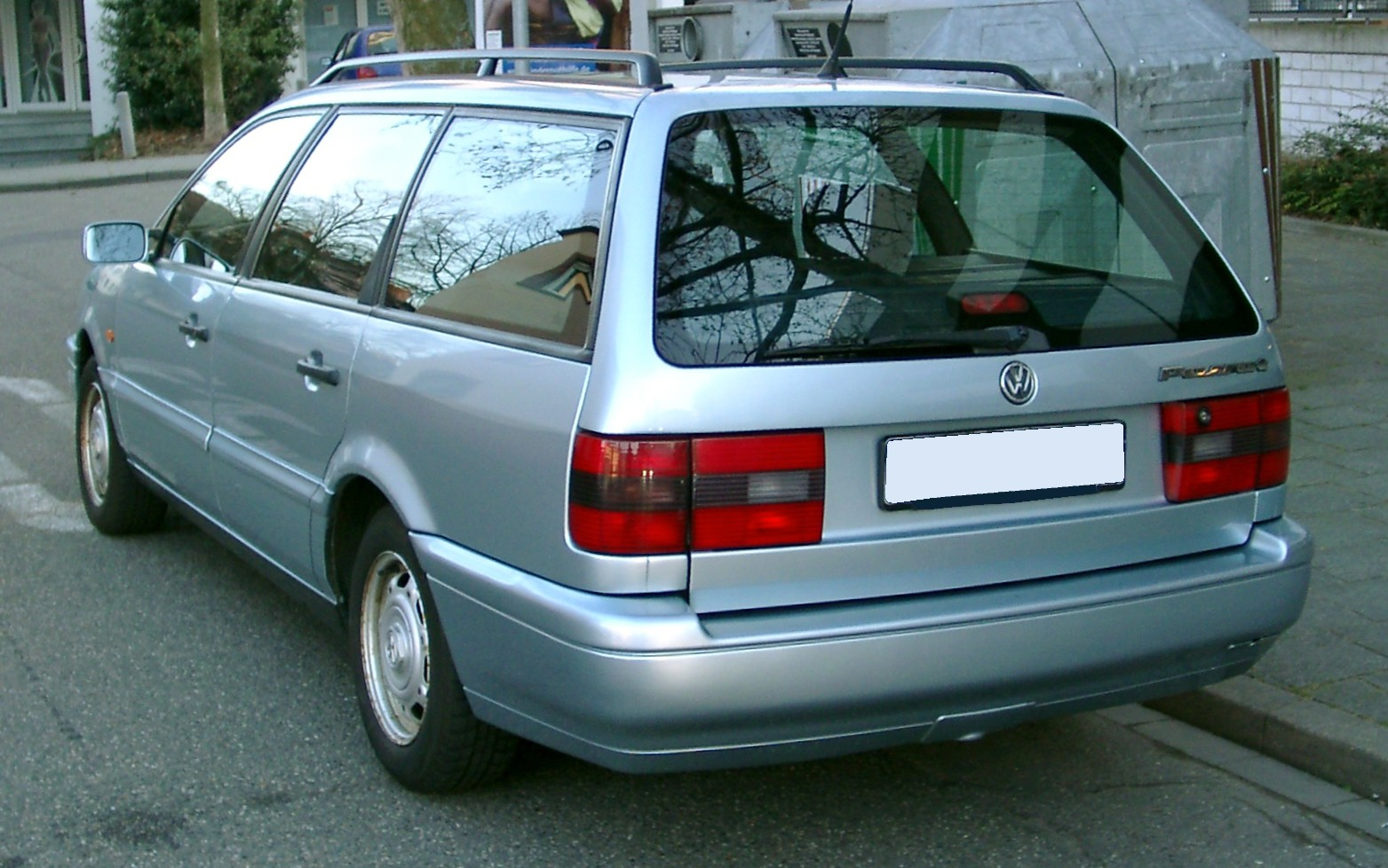
VW Passat B4 Variant hátulja

A B3 Passatot 1993-ban alaposan átalakították, és annak ellenére, hogy B4-nek nevezték, nem volt teljesen új kinézetű. Az arculatfelújítás a tető és az üvegház kivételével a külső karosszériaelemeket módosították, a legnyilvánvalóbb külső változás pedig a hűtőrács újbóli bevezetése volt, ezzel illeszkedett a korszak többi azonos generációs Volkswagen modelljéhez, mint például az Mk3 Golfhoz és a Jettához. A belső teret enyhén frissítették, és olyan biztonsági berendezéseket tettek bele, mint a kettős első légzsák és a biztonsági öv-övfeszítők, ugyanakkor a műszerfal alapkialakítása változatlan maradt. A hűtőrácsot azért vezették be, hogy agresszívebb megjelenést kölcsönözzön az elsőnek, mivel az előző modell túlságosan „passzívnak” hatott.
Az autó turbófeltöltős közvetlen befecskendezéses (TDI) dízelmotorral volt elérhető – soros négyhengeres, 1,9 literes turbódízellel, amely 66 kW (90 LE; 89 LE) teljesítményt ad 3750 fordulat/perc mellett és 210 N⋅m (155 lbf⋅ft) nyomatékot 1900 ford./percnél.

### Ötödik generáció (1997-2005)
- VW Passat B5
- VW Passat B5 Variant
- VW Passat B5.5
- VW Passat B5.5 Variant
- VW Passat W8

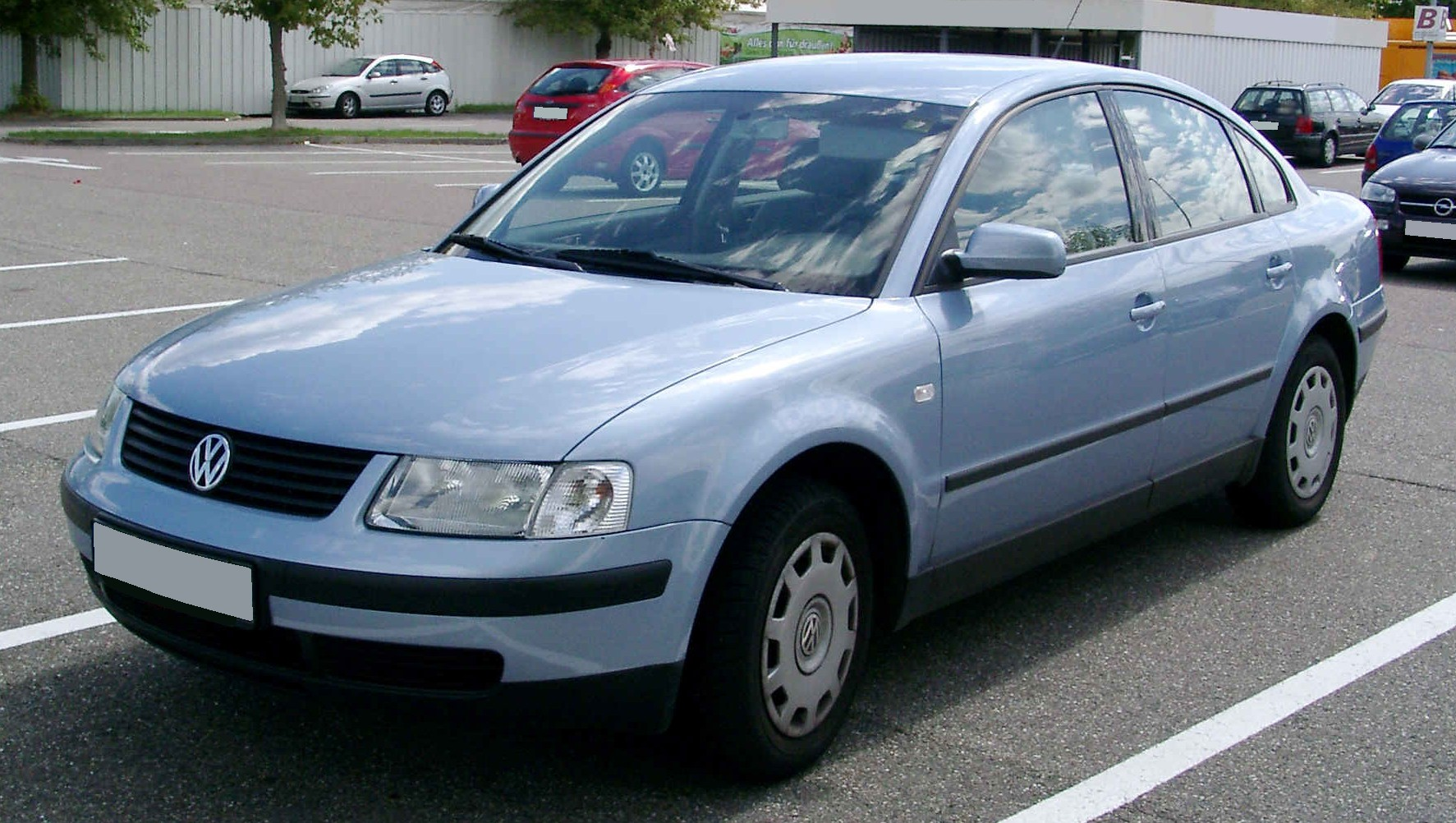
VW Passat B5 eleje
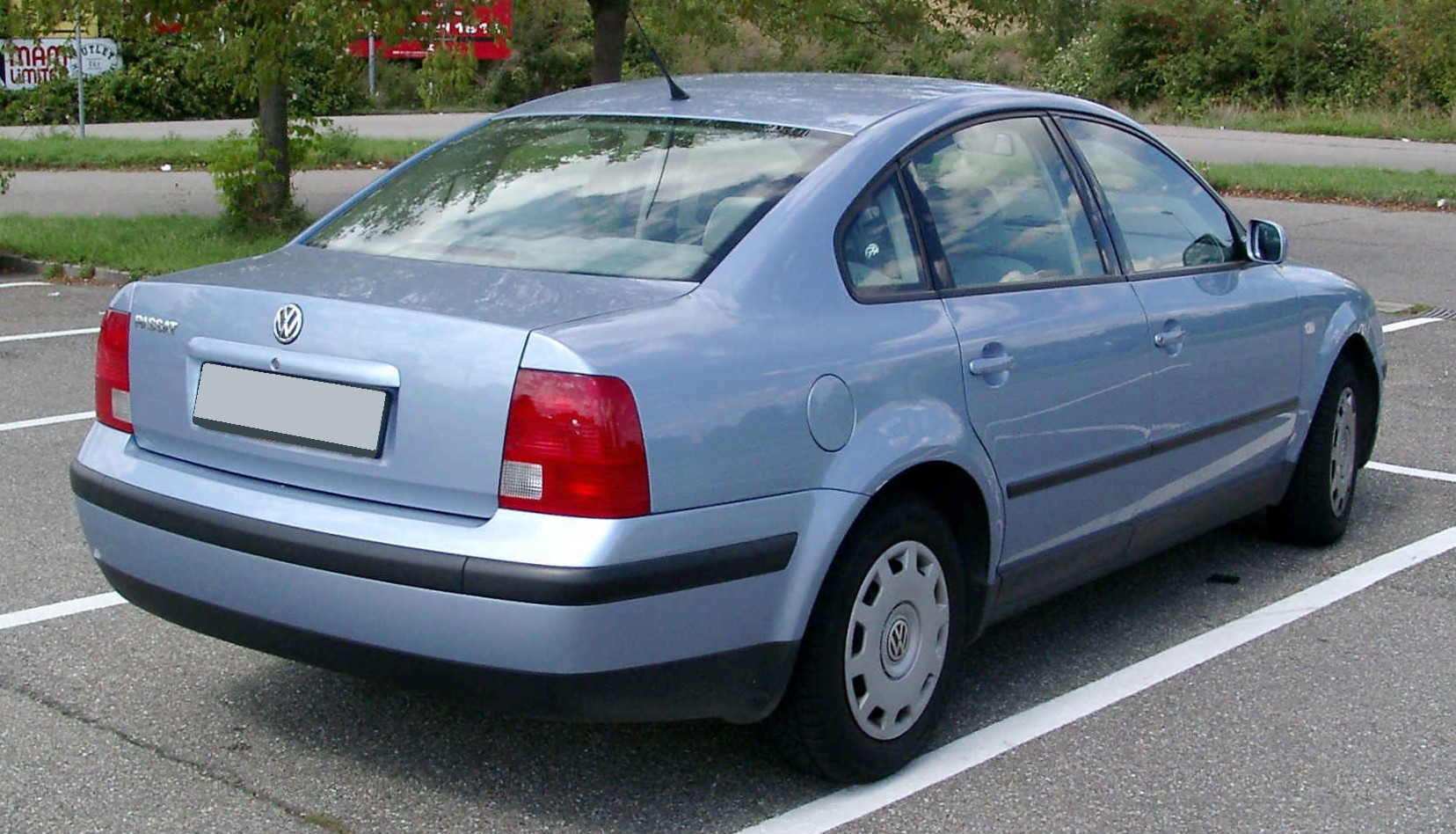
VW Passat B5 hátulja
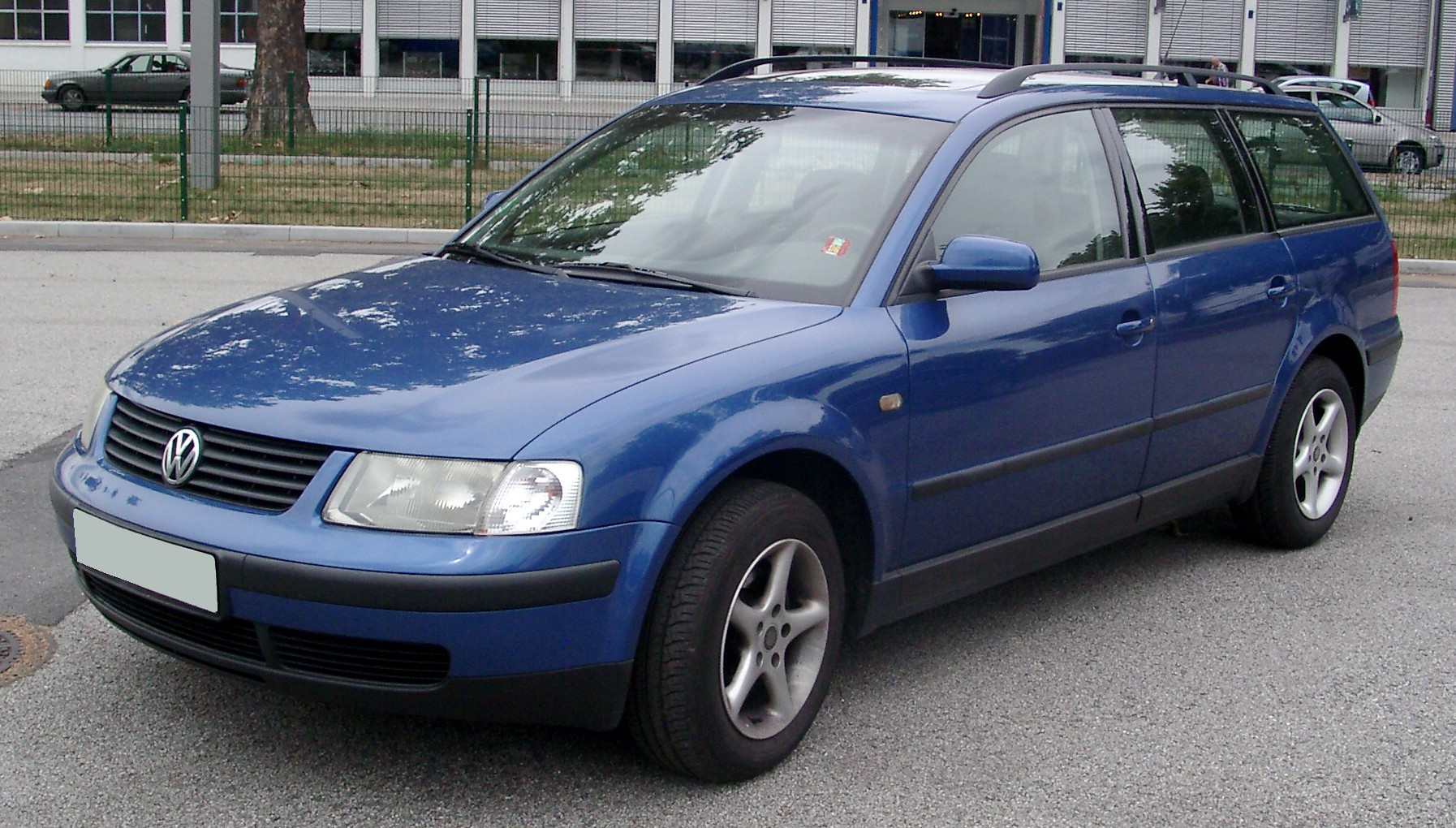
VW Passat B5 Variant eleje
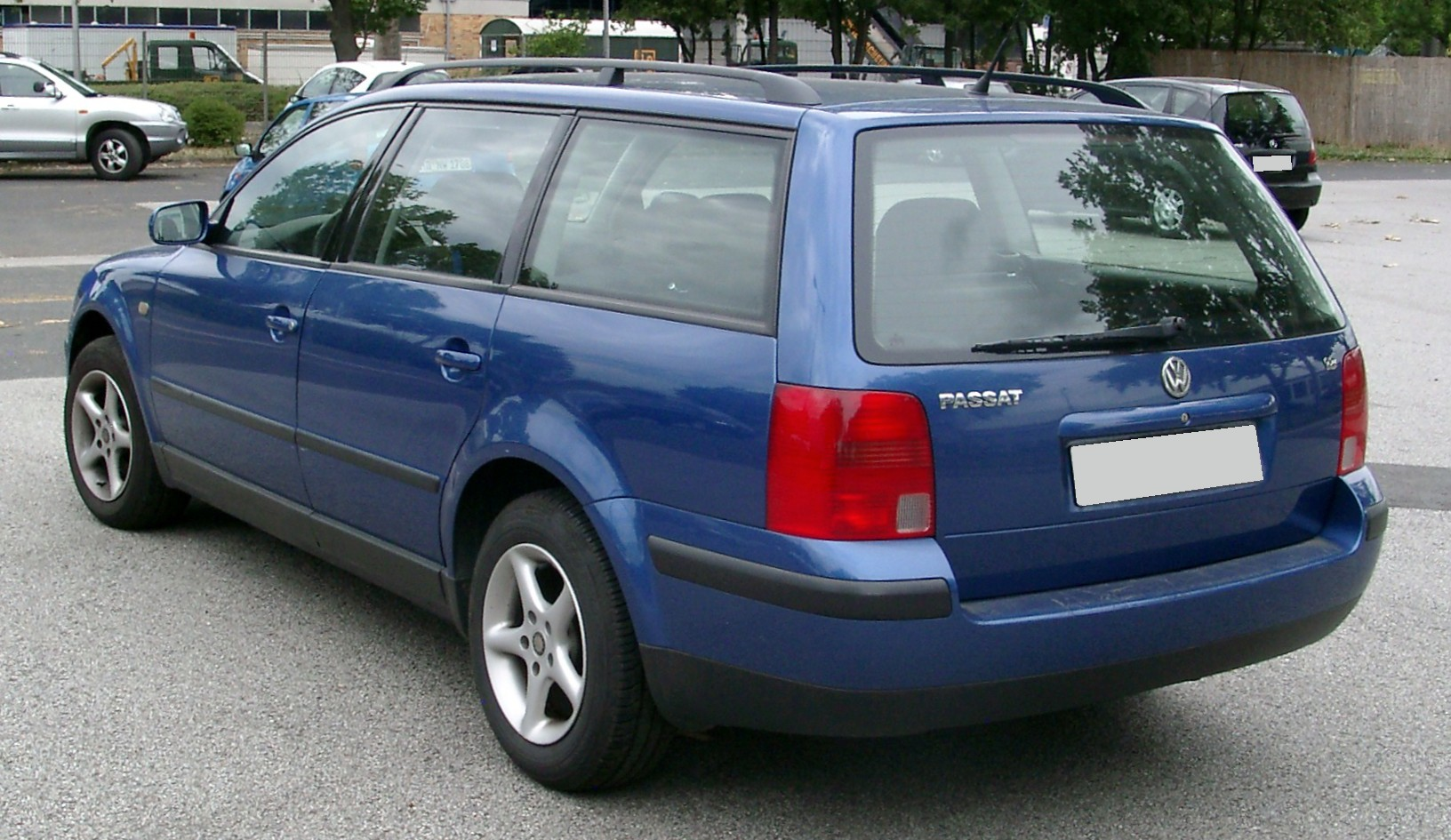
VW Passat B5 Variant hátulja
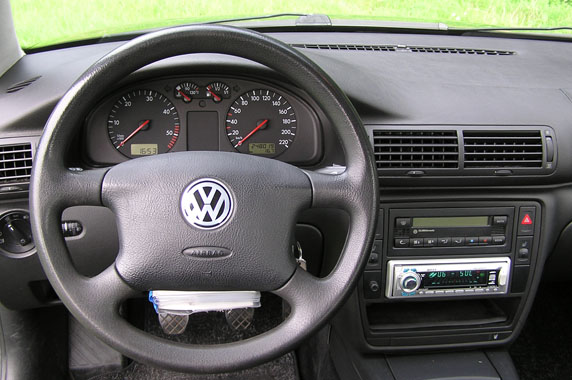
A belseje
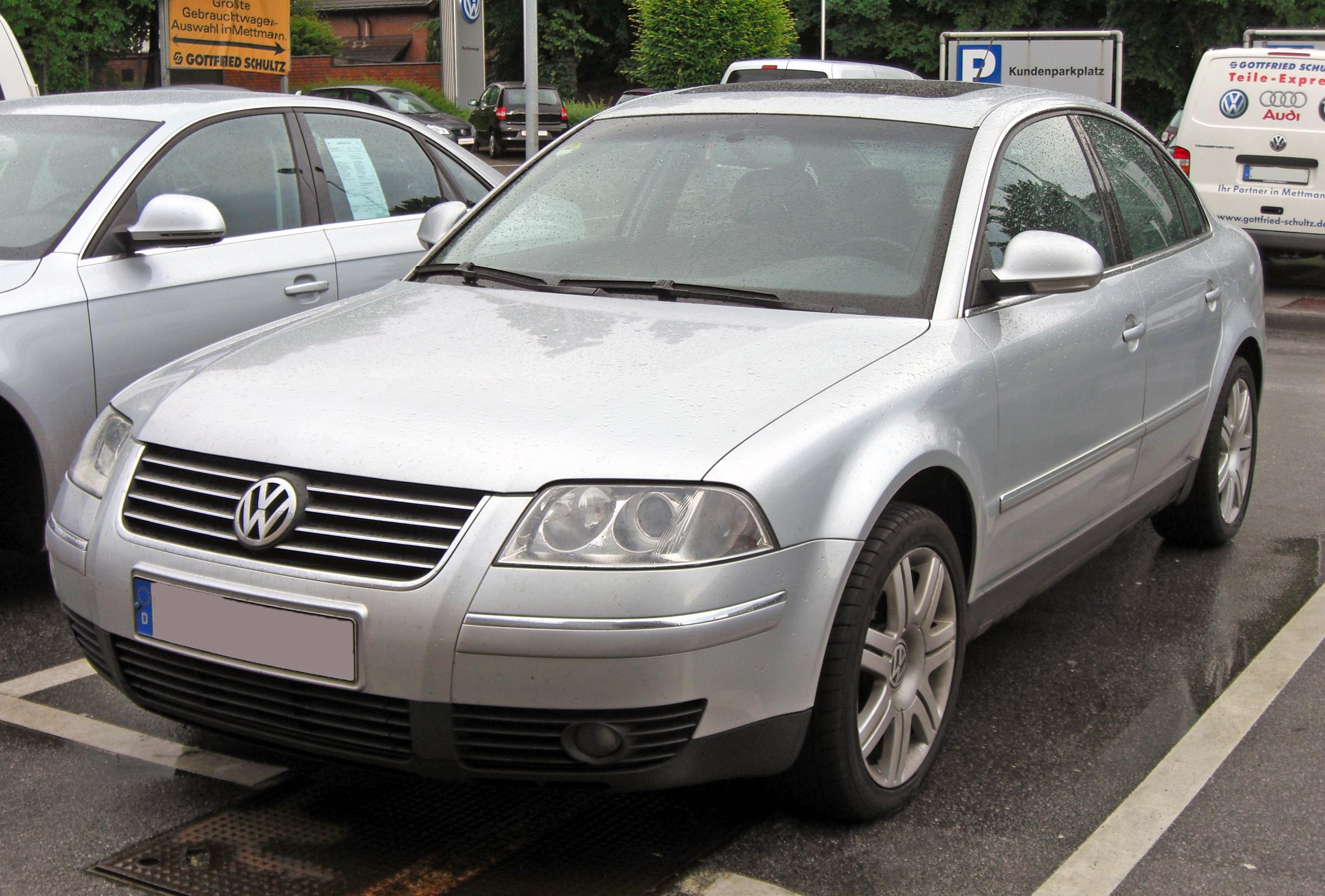
VW Passat B5.5 eleje
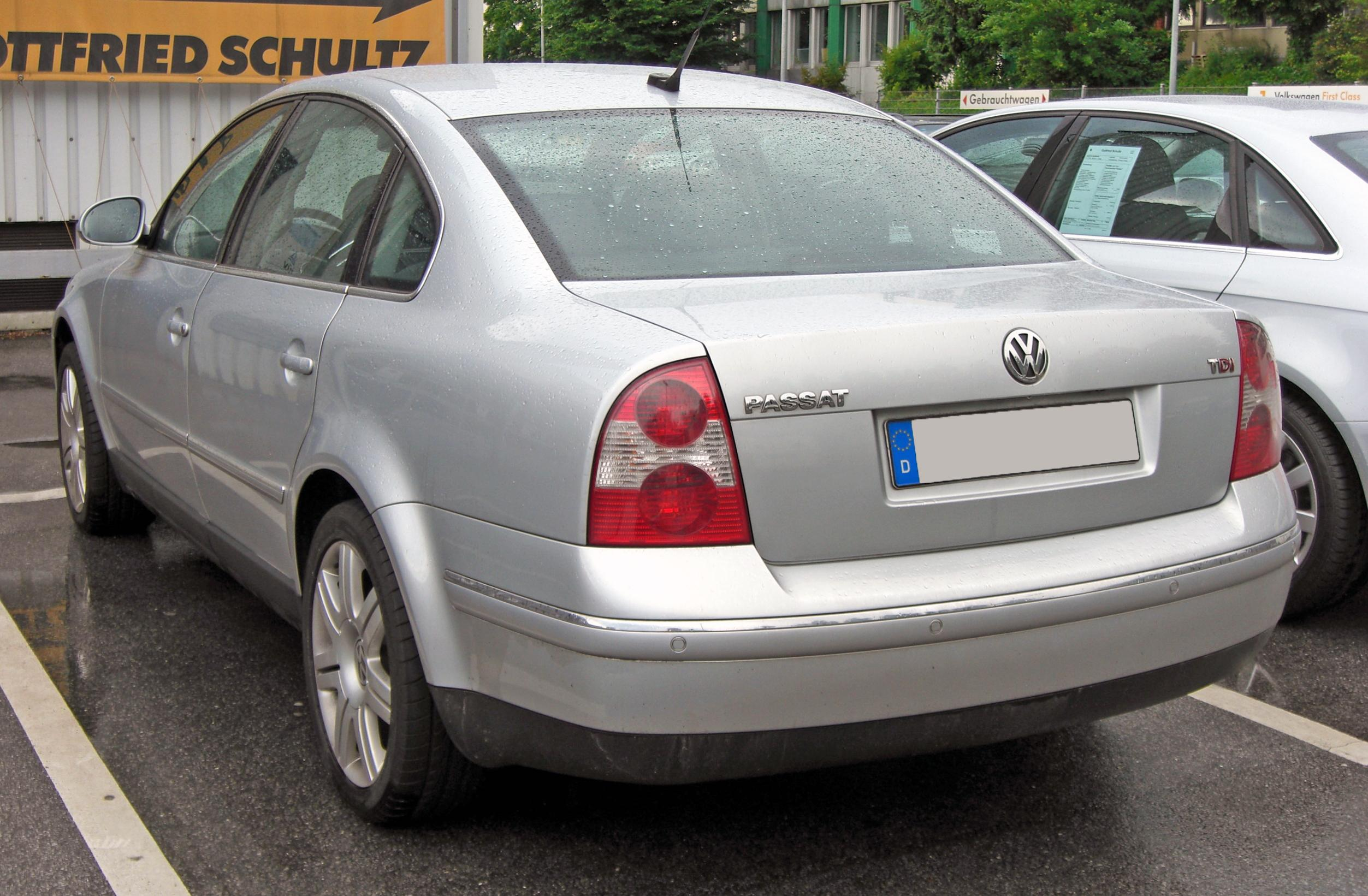
VW Passat B5.5 hátulja
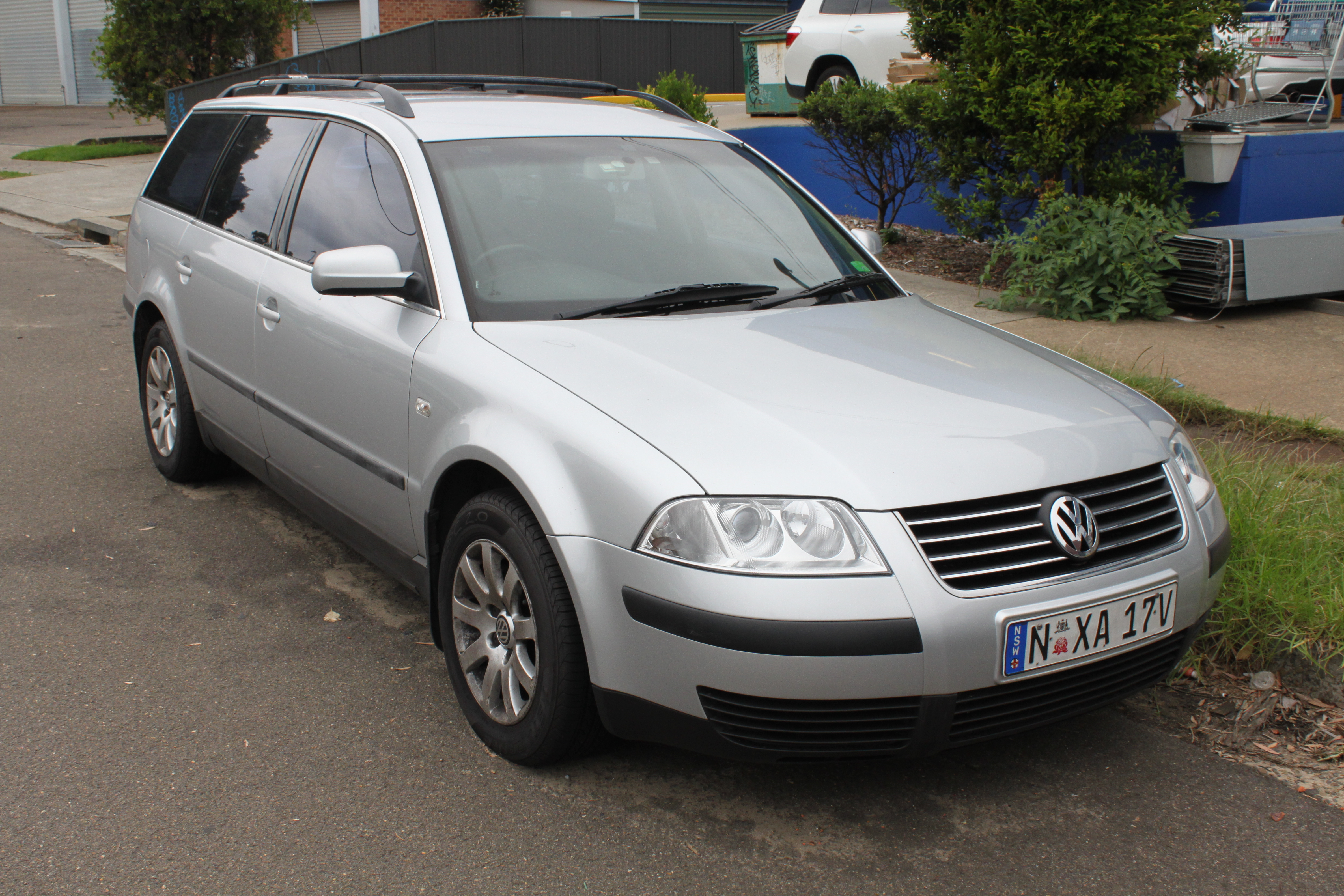
VW Passat B5.5 Variant eleje
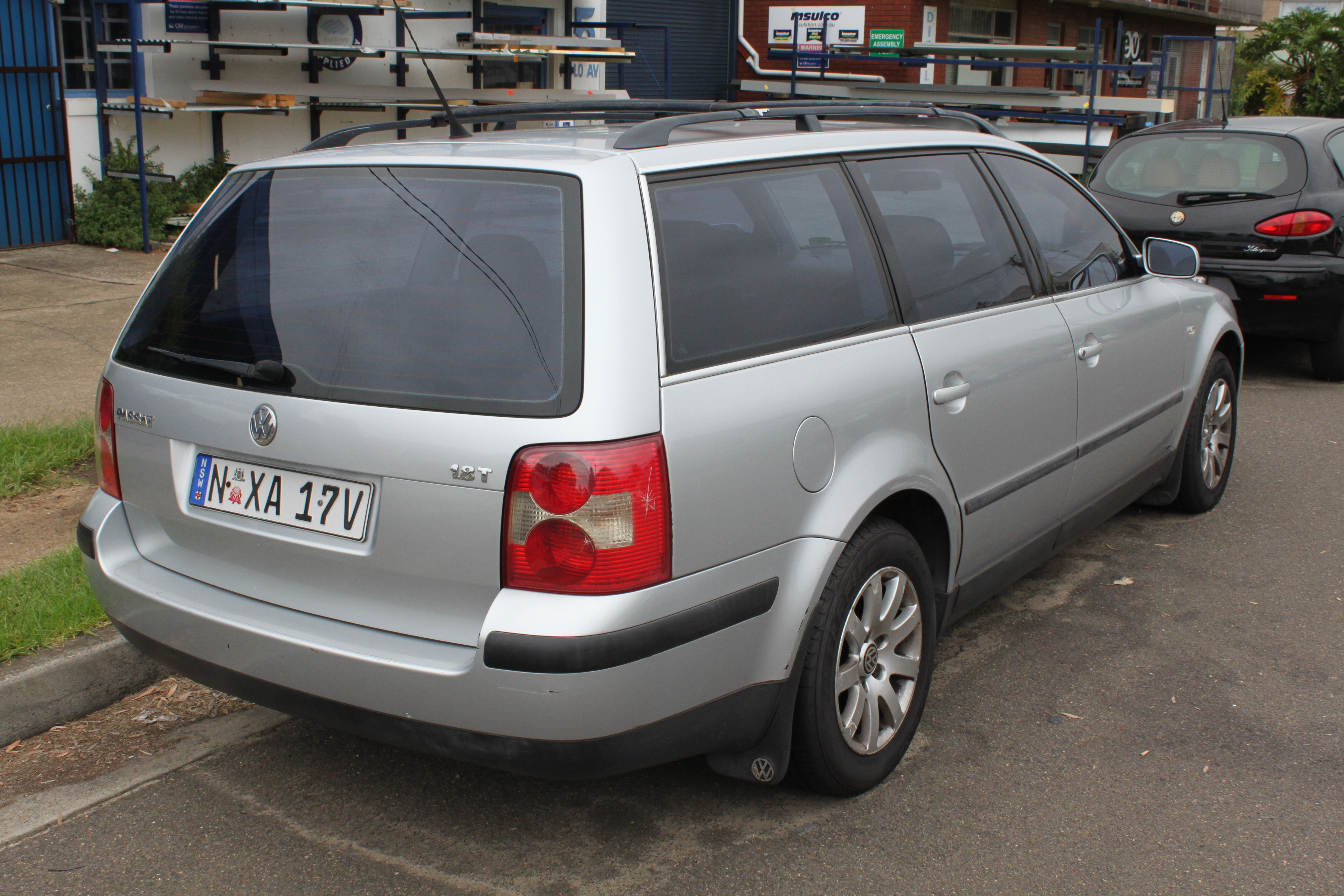
VW Passat B5.5 Variant hátulja
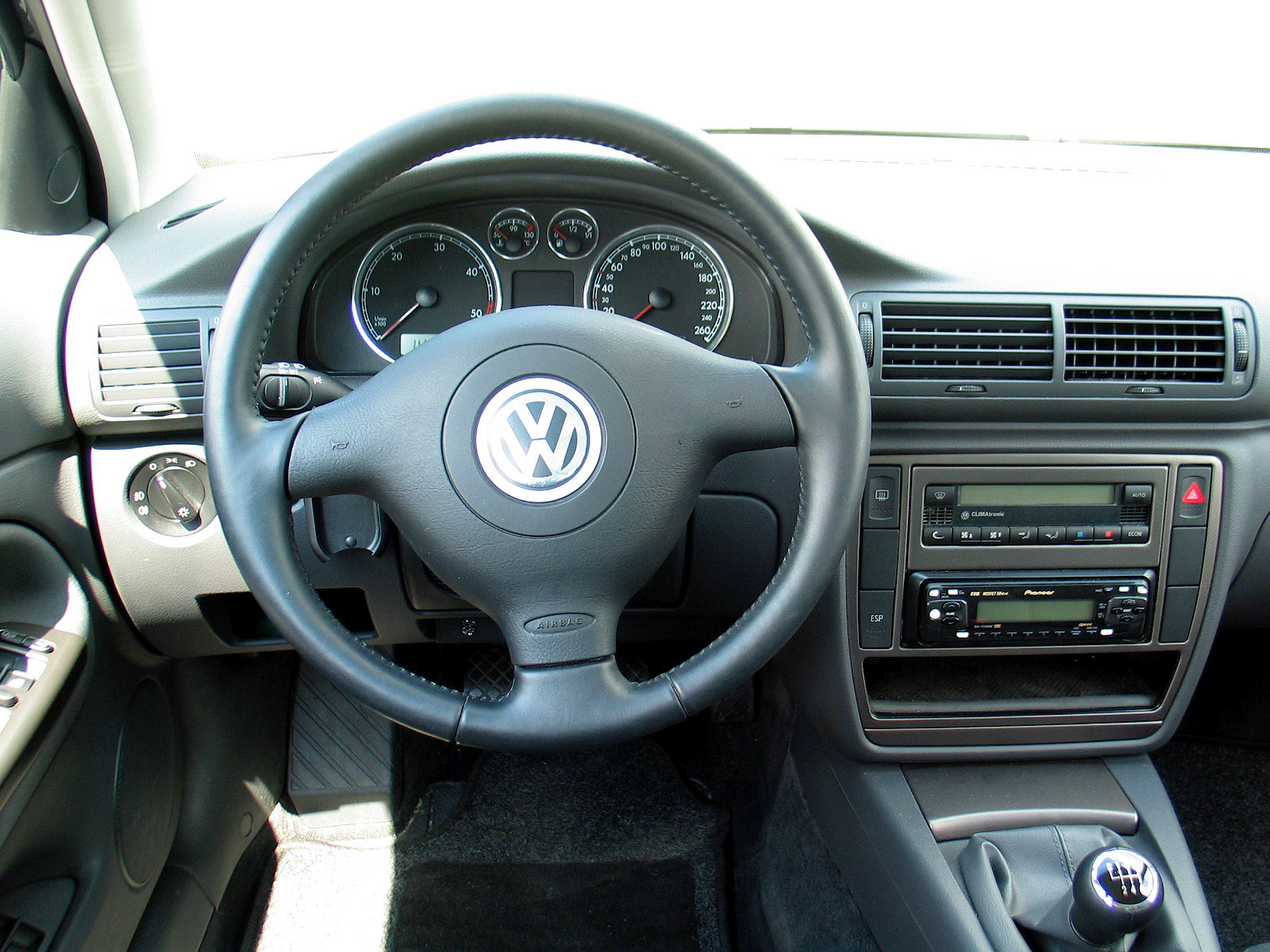
A belseje
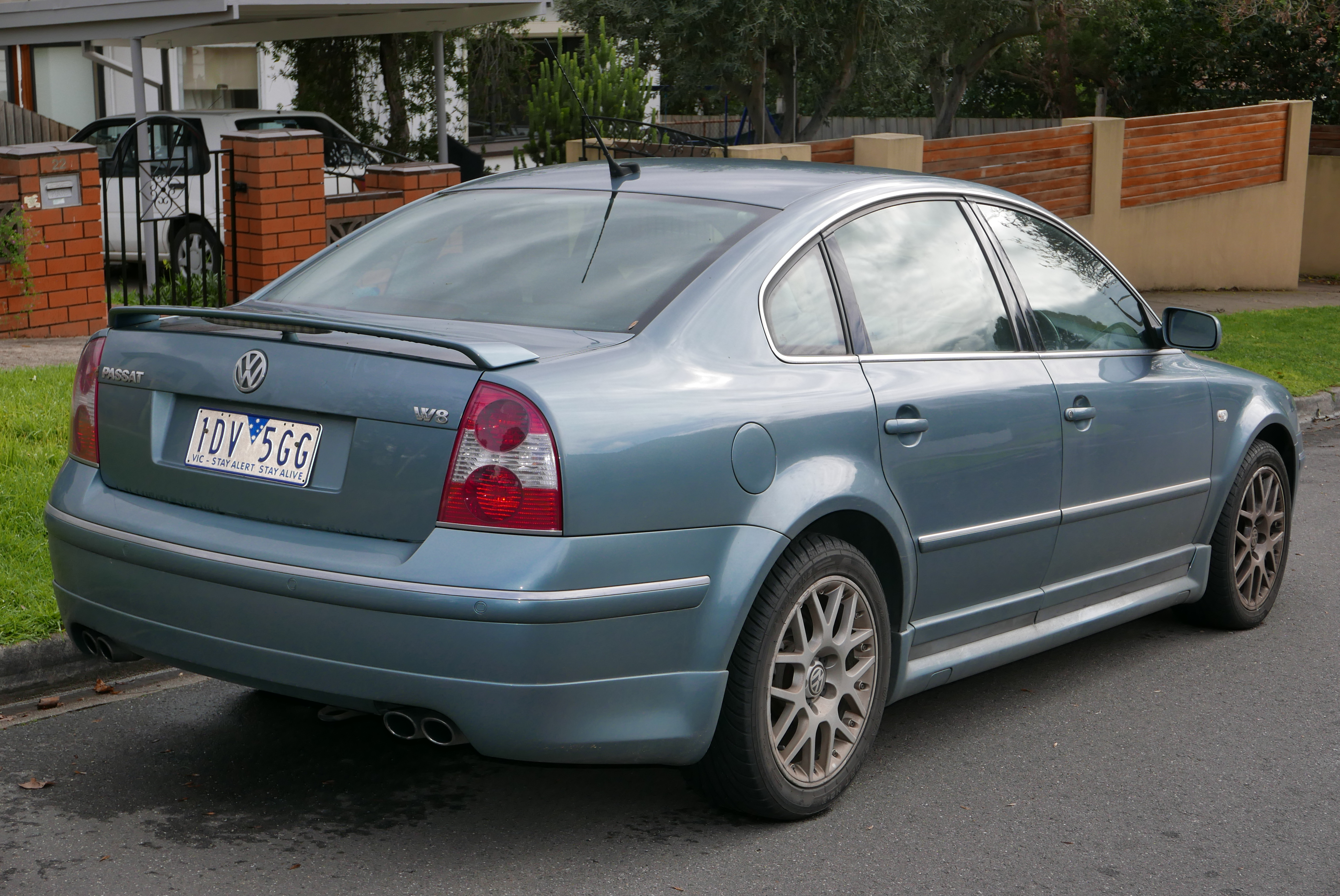
Volkswagen Passat W8

A Volkswagen Group B5 platformjára épülő vadonatúj Passat 1997 februárjában került piacra a kontinentális Európában és az Egyesült Királyságban, 1998-ban pedig Észak-Amerikában. PL45-ös platformját a két évvel korábban bemutatott első generációs "Typ 8D" Audi A4-gyel osztották meg, és visszatért a Passathoz, amely a második generáció óta először osztja meg hosszanti motorelrendezésű platformját az Audi egyenértékű modelljével. A Passat új dizájnnyelvet mutatott be, mely először a Concept 1 koncepcióautón volt látható, a Volkswagenek legújabb generációjához, mint például az Mk4 Golf, a Bora és a Polo Mk4. Az aerodinamikai munka 0,27-es légellenállási együtthatót adott a B5 Passatnak (limuzin modell).
Az autó teljesen független négylengőkaros első felfüggesztést kapott; és félig független torziós gerendát az elsőkerék-hajtású modellekhez vagy teljesen független felfüggesztést a 4motion 4WD modellekhez. A 4WD-t 1997-ben mutatták be opcióként az 1,8 literes, 2,8 literes V6-os, 1,9 literes TDI, 2,0 literes TDI és 2,5 literes V6-os TDI motorokhoz, a második generációs Torsen T-2 alapú 4WD rendszerrel. Négy sebességváltó volt elérhető: 5 sebességes kézi sebességváltó, 6 sebességes manuális váltó (kódnév 01E), 4 sebességes automata sebességváltó és 5 sebességes automata sebességváltó tiptronic-kal.
A B5.5 Passat gyártását 2000 végén kezdték meg, stílusos és mechanikai átdolgozással, beleértve a felülvizsgált projektor-optikai fényszórókat, lökhárítókat, hátsó lámpákat és a króm díszítést.
A 4,0 literes W8-as, 275 LE (202 kW) teljesítményű motort 2001-ben mutatták be az autó luxusváltozatában, amely alapfelszereltségű 4motion összkerékhajtást tartalmazott. Ezt a motort a Volkswagen-csoport új W-motortechnológiájának tesztpadjának szánták, amely később a W12-ben a Phaeton, az Audi A8 és a Bentley Continental GT-ben, valamint a W16-os motor a Bugatti Veyronban jelenik meg.

### Hatodik generáció (2005-2010)
- VW Passat B6
- VW Passat B6 Variant
- VW Passat R36
- VW Passat R36 Variant

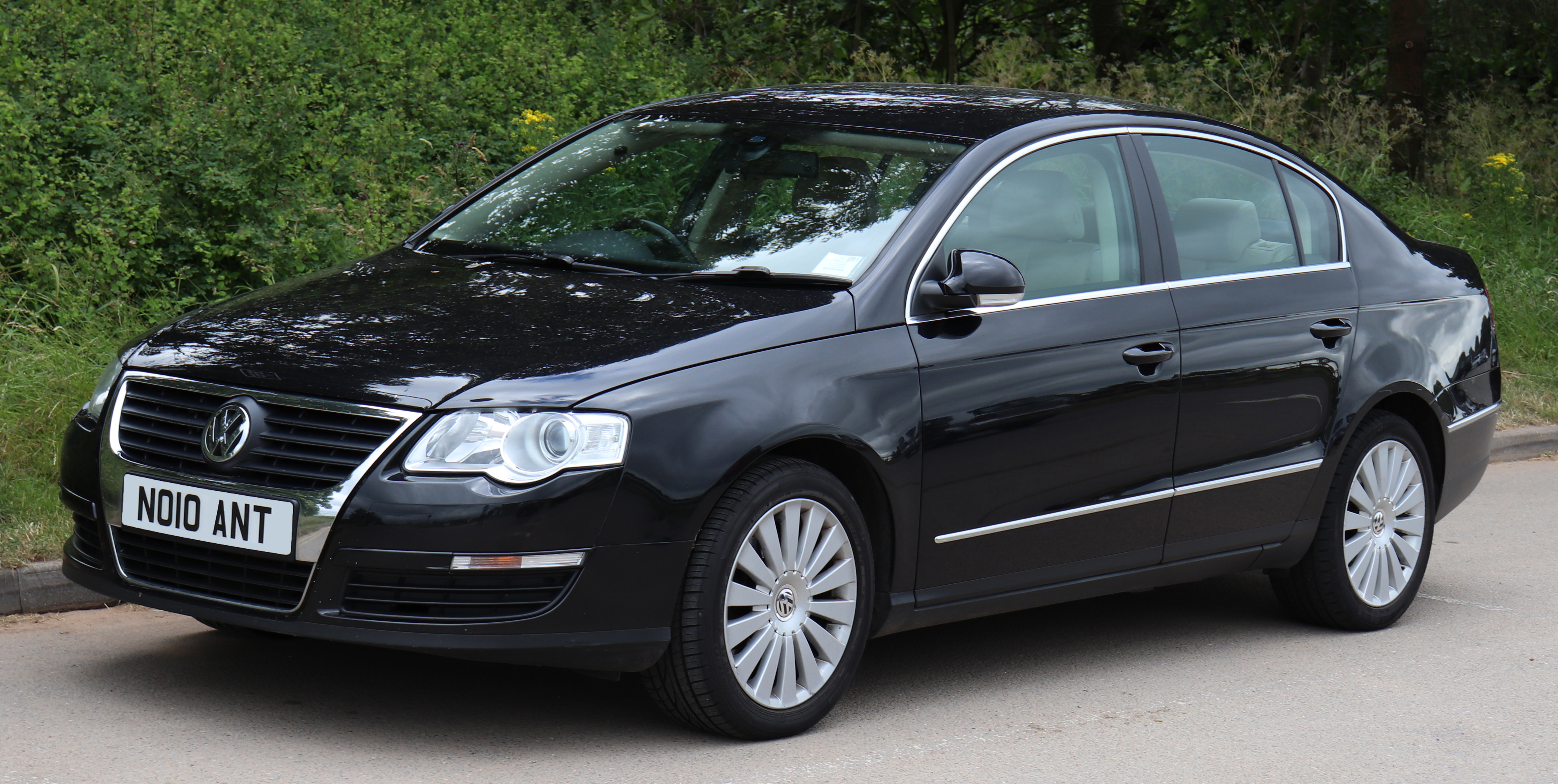
VW Passat B6 eleje
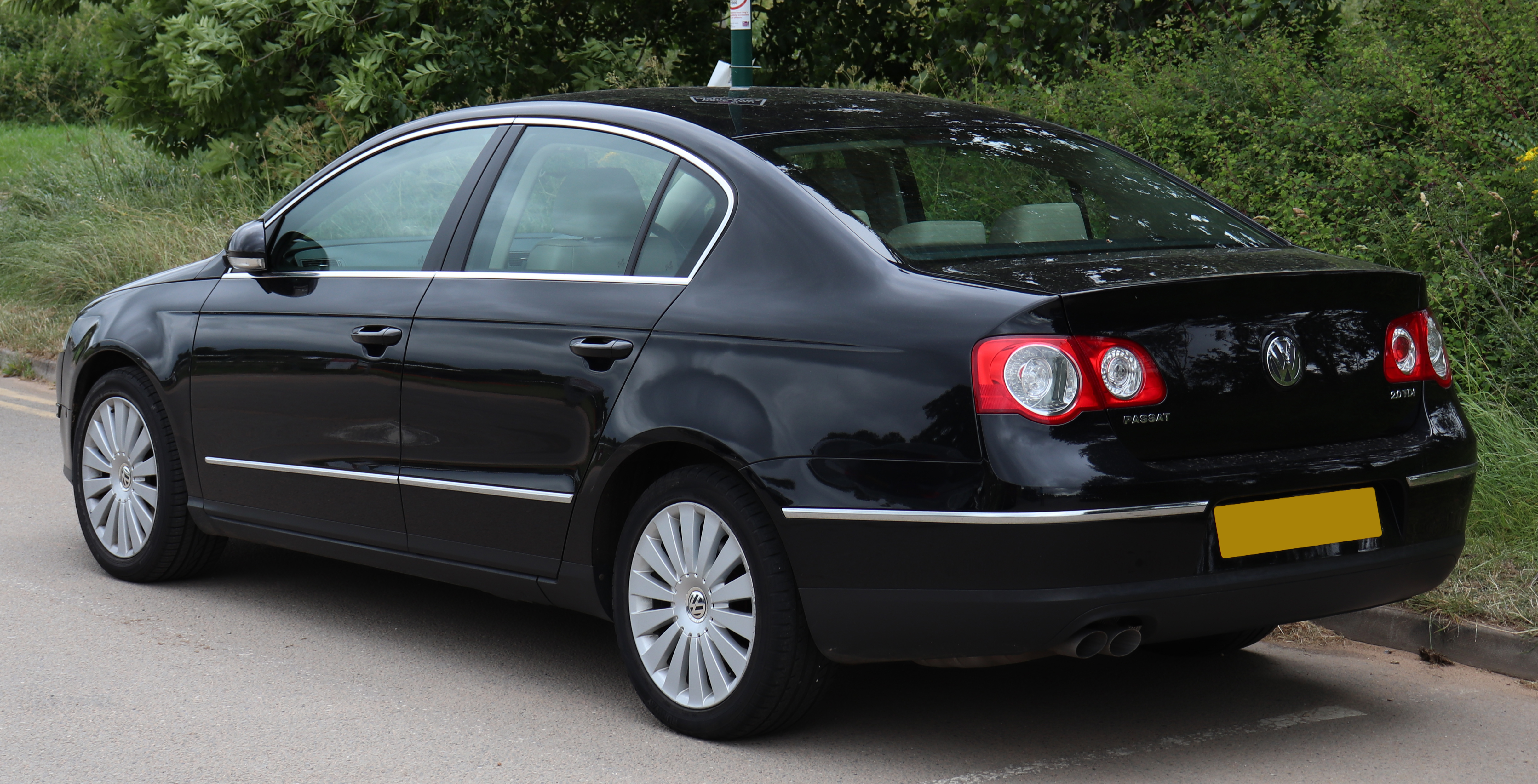
VW Passat B6 hátulja
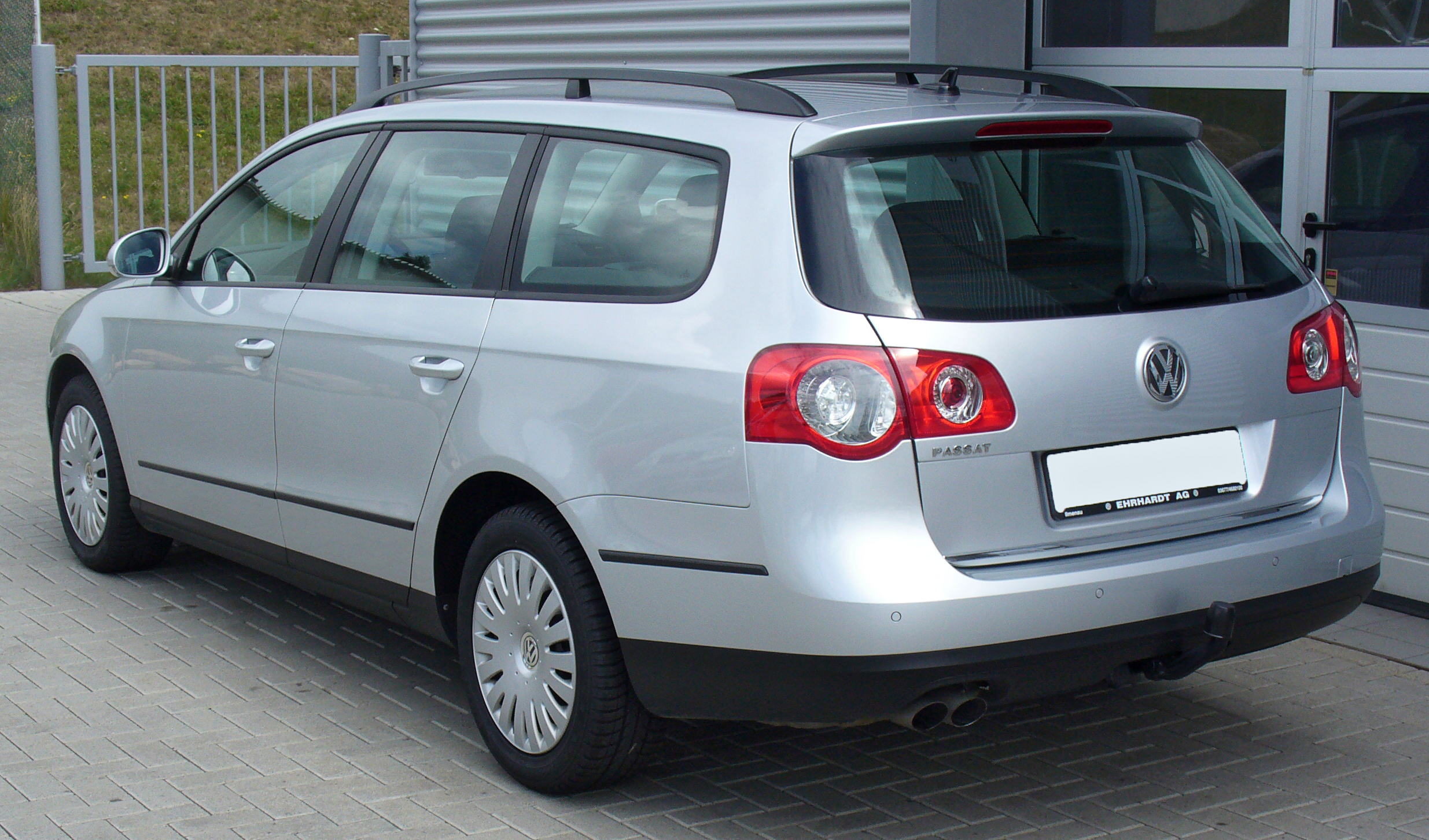
VW Passat B6 Variant eleje
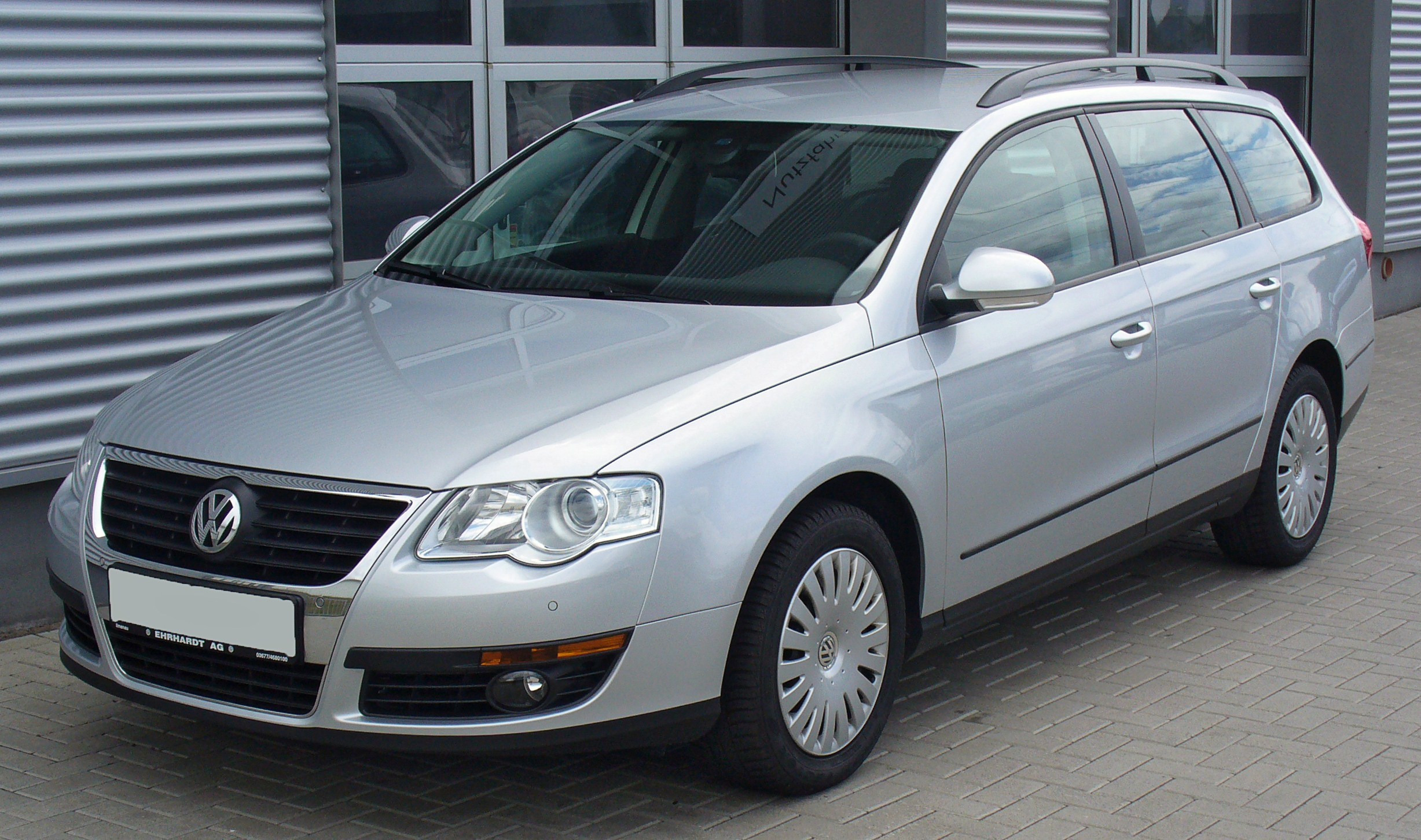
VW Passat B6 Variant hátulja
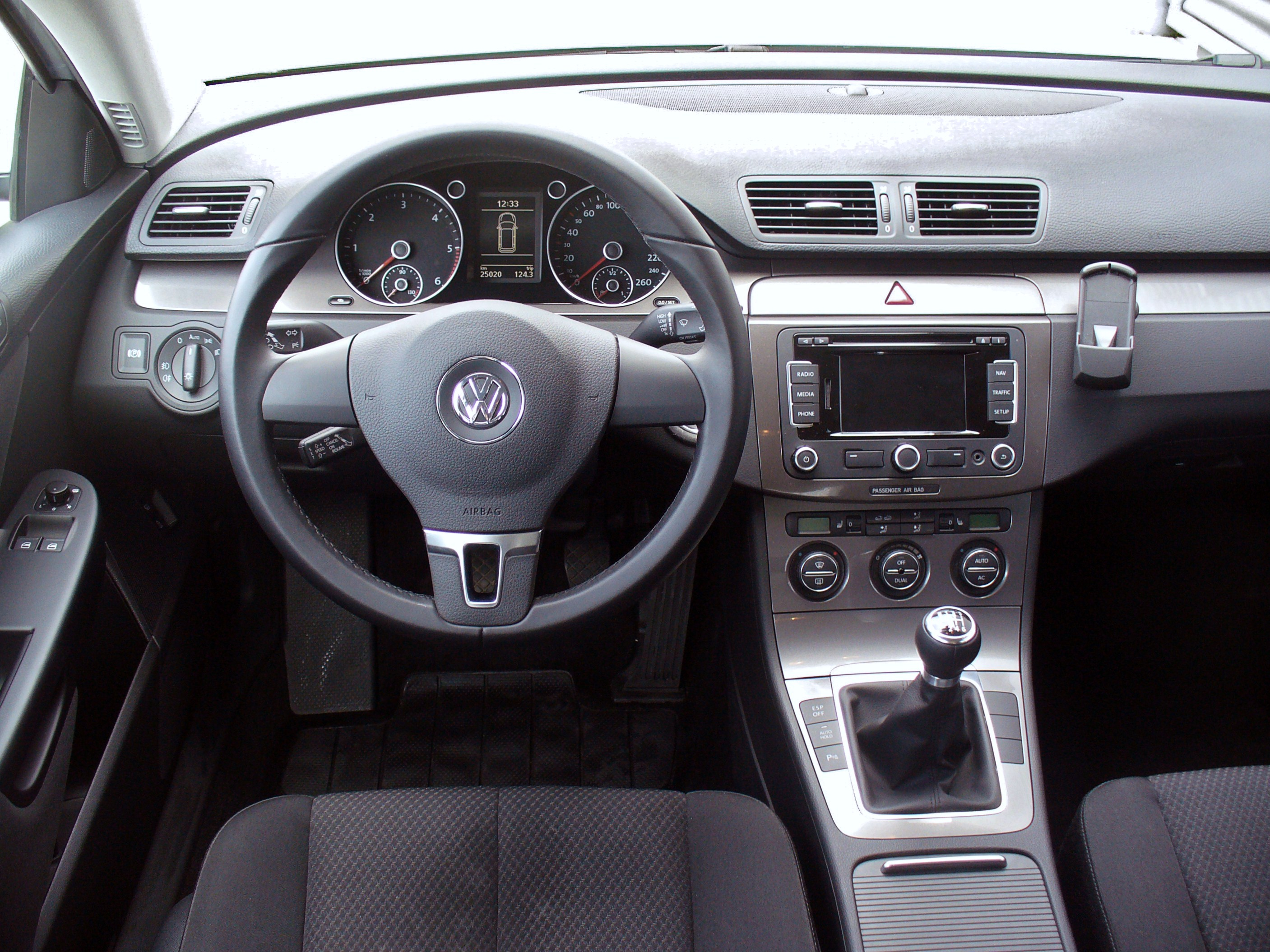
A belseje
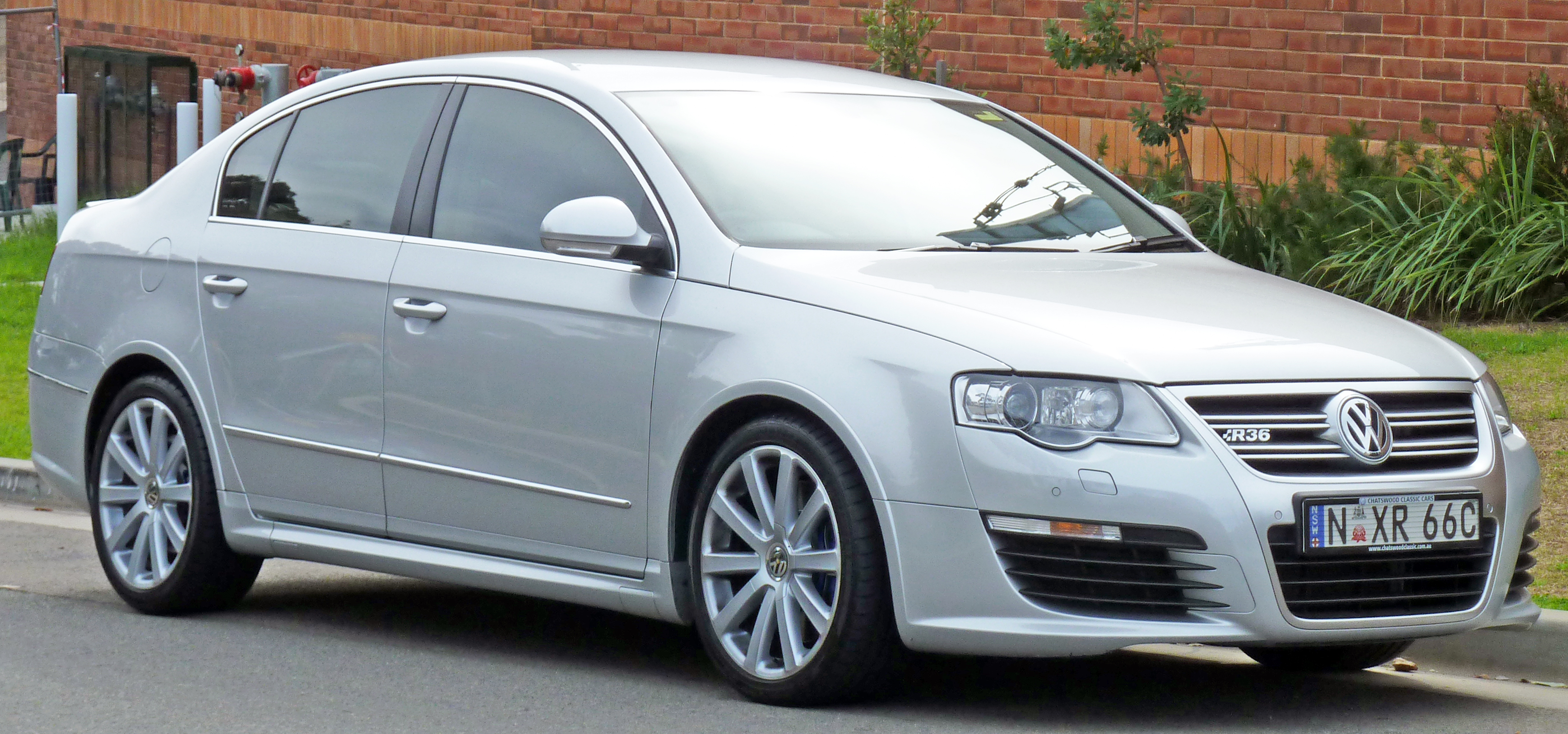
VW Passat R36 eleje
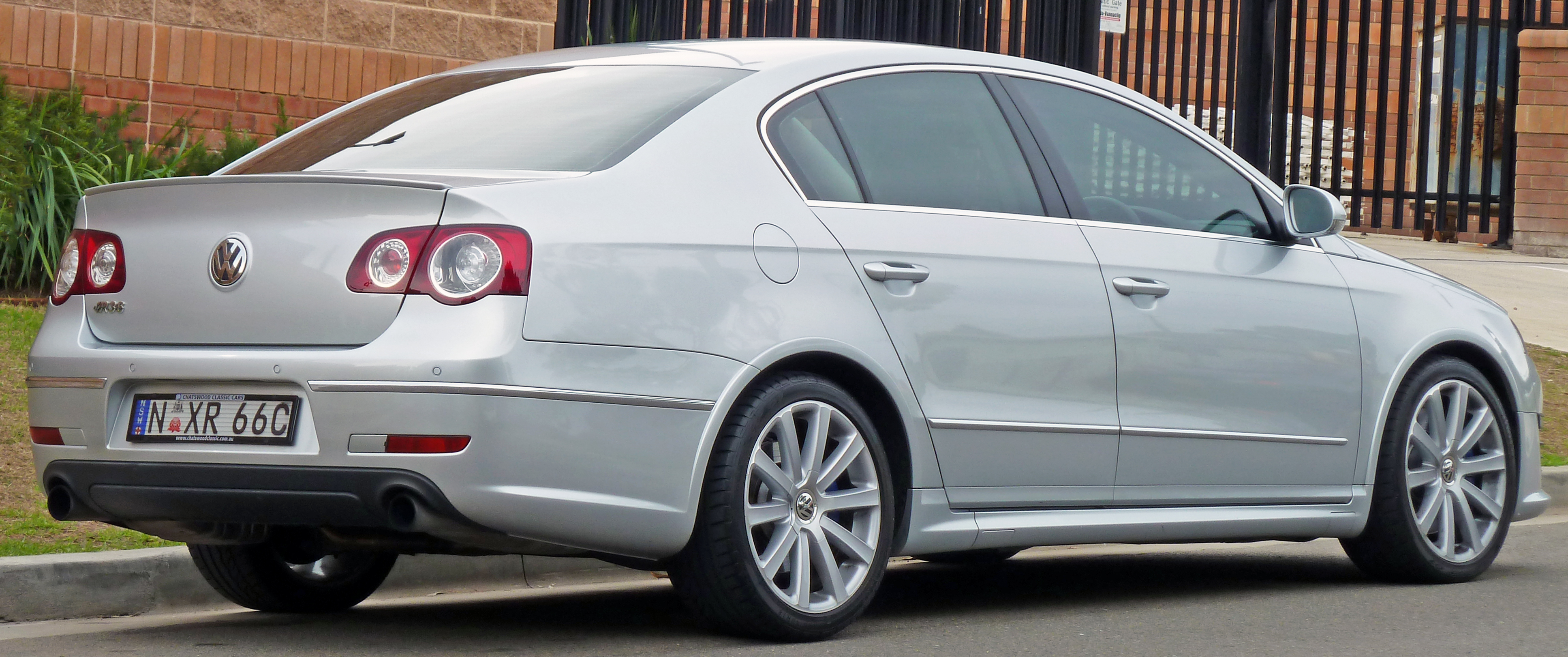
VW Passat R36 hátulja
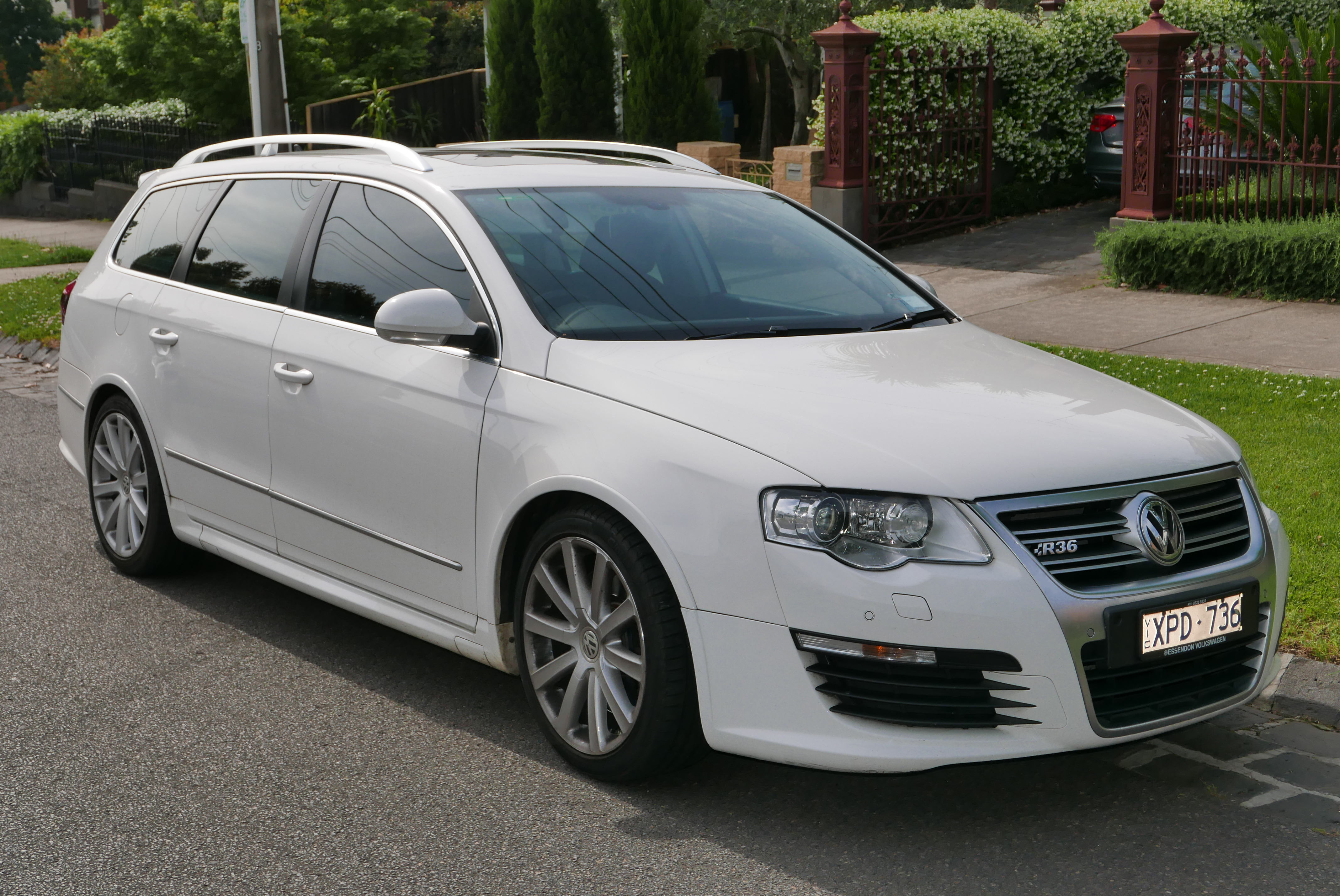
VW Passat R36 Variant eleje
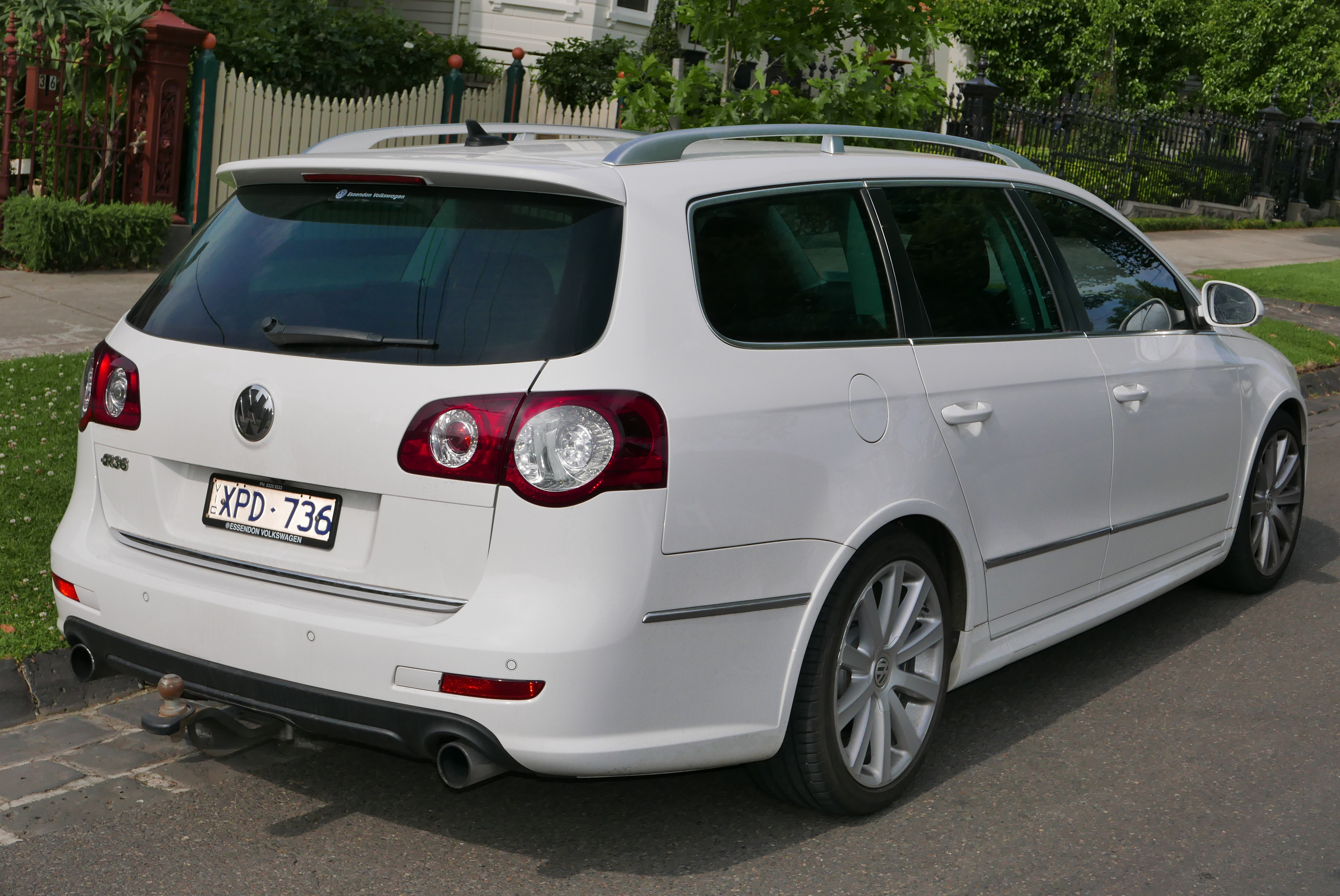
VW Passat R36 Variant hátulja

A B6 2005 márciusában debütált a Genfi Autószalonon, Európában pedig 2005 nyarán, a 2006-os modellévre mutatták be. Elődjétől eltérően a B6 Passat már nem osztotta meg platformját az Audi egyenértékű modelljével (az Audi A4-gyel). Az Mk5 Golf PQ35 platformjának (PQ46) módosított változatára épülő B6 elődjének motorja inkább keresztirányú, nem pedig hosszanti elrendezést kapott, akárcsak a korábbi B3 és B4 generációk, amelyek az A2 (Golf) platformhoz kapcsolódtak. A PQ46 platform megnövelt torziós merevséget biztosított.
A 4motion néven forgalmazott négykerék-hajtású változat keresztirányú motoros elrendezése a B5 Torsen középső differenciálművéről a Haldex Traction többtárcsás tengelykapcsolóra váltott. A Haldex rendszerre való áttérés a kezelhetőséget is közelebb hozza az elsőkerék-hajtású autókhoz. A Torsenhez képest a Haldex egyenlőtlenül tudja irányítani a nyomatékot az első kerekekre, így szélesebb előfeszítési tartományt biztosít, mint a 75:25 és 25:75 közötti előfeszítési tartomány. A Haldex egy reaktív típusú rendszer, amely elsőkerék-hajtású járműként viselkedik egészen addig, amíg csúszást nem észlel, ekkor a nyomaték maximum 50%-a juthat át a hátsó tengelyre.
2008 februárjában a 2.0 FSI-t az új Audi által fejlesztett 1,8 literes TSI motorra és 6 sebességes automata sebességváltóra cserélték. Az 1,8 literes T teljesítménye 160 LE (118 kW; 158 LE) és 250 N⋅m, 8,6 másodperc alatt gyorsul 0–100 km/h-ra, végsebessége pedig 220 km/h. Ugyanakkor az Audi sorozat 2,0 literes TDI-motorja, amely közös nyomócsöves befecskendezési technológiát tartalmaz, felváltotta a meglévő 2,0 literes TDI-egységeket. A közös nyomócsöves technológia kevesebb üzemanyagot fogyaszt, és csendesebben működik. Ez a motor a Volkswagen-csoport szélesebb körű motormegosztási irányelvének része.

### CC generáció (2008-2016)
- VW Passat CC

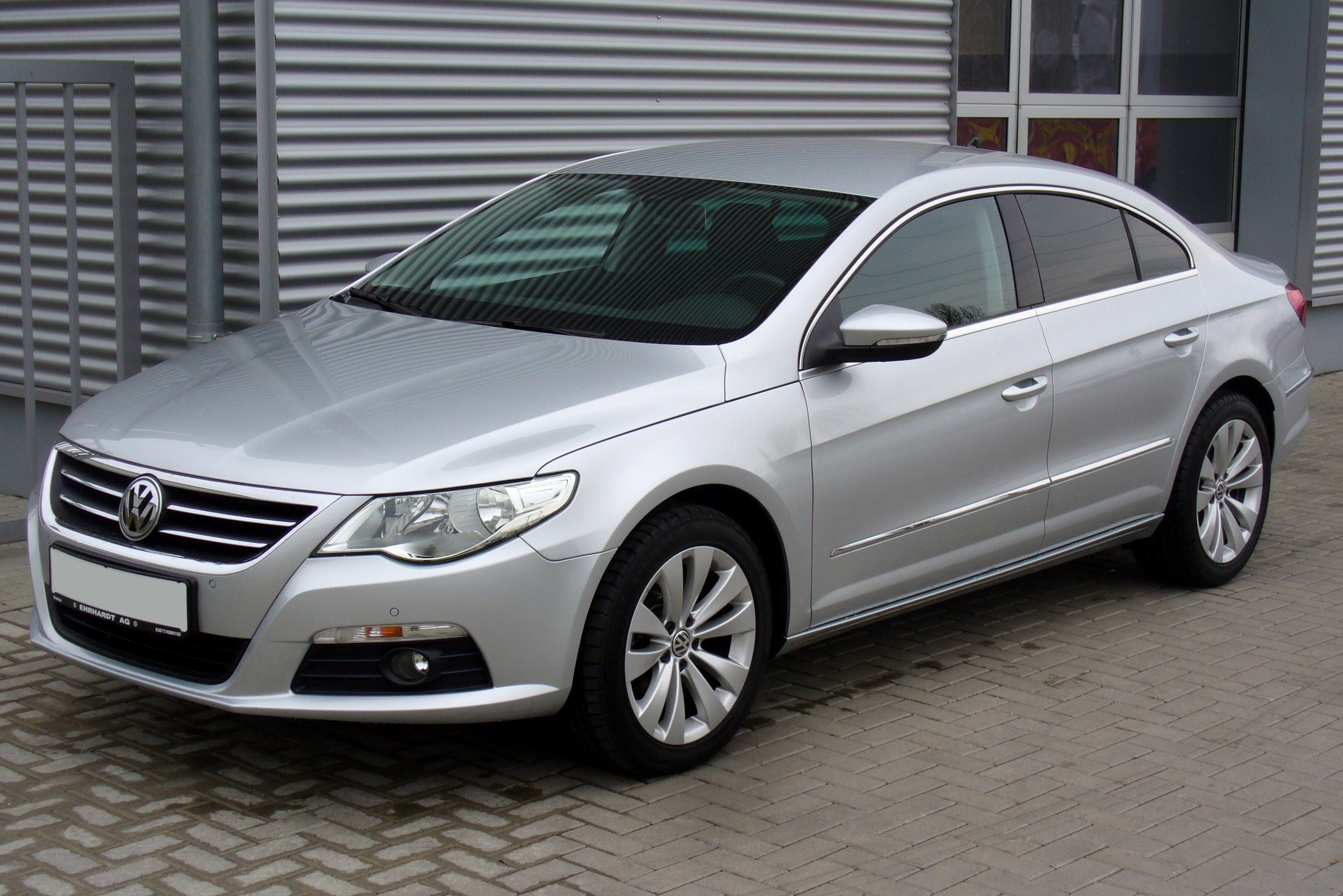
VW Passat CC Pre-Facelift eleje
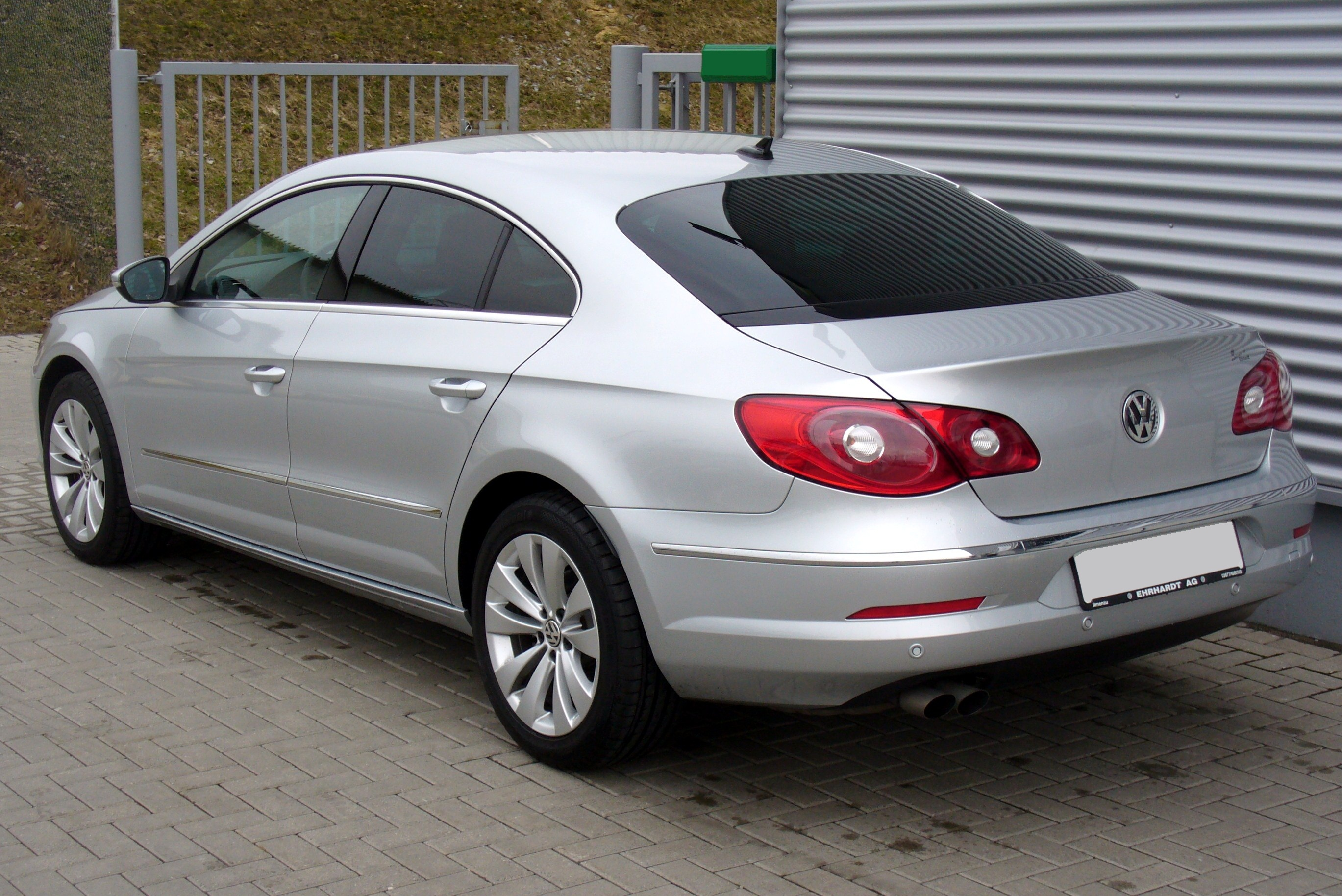
VW Passat CC Pre-Facelift hátulja
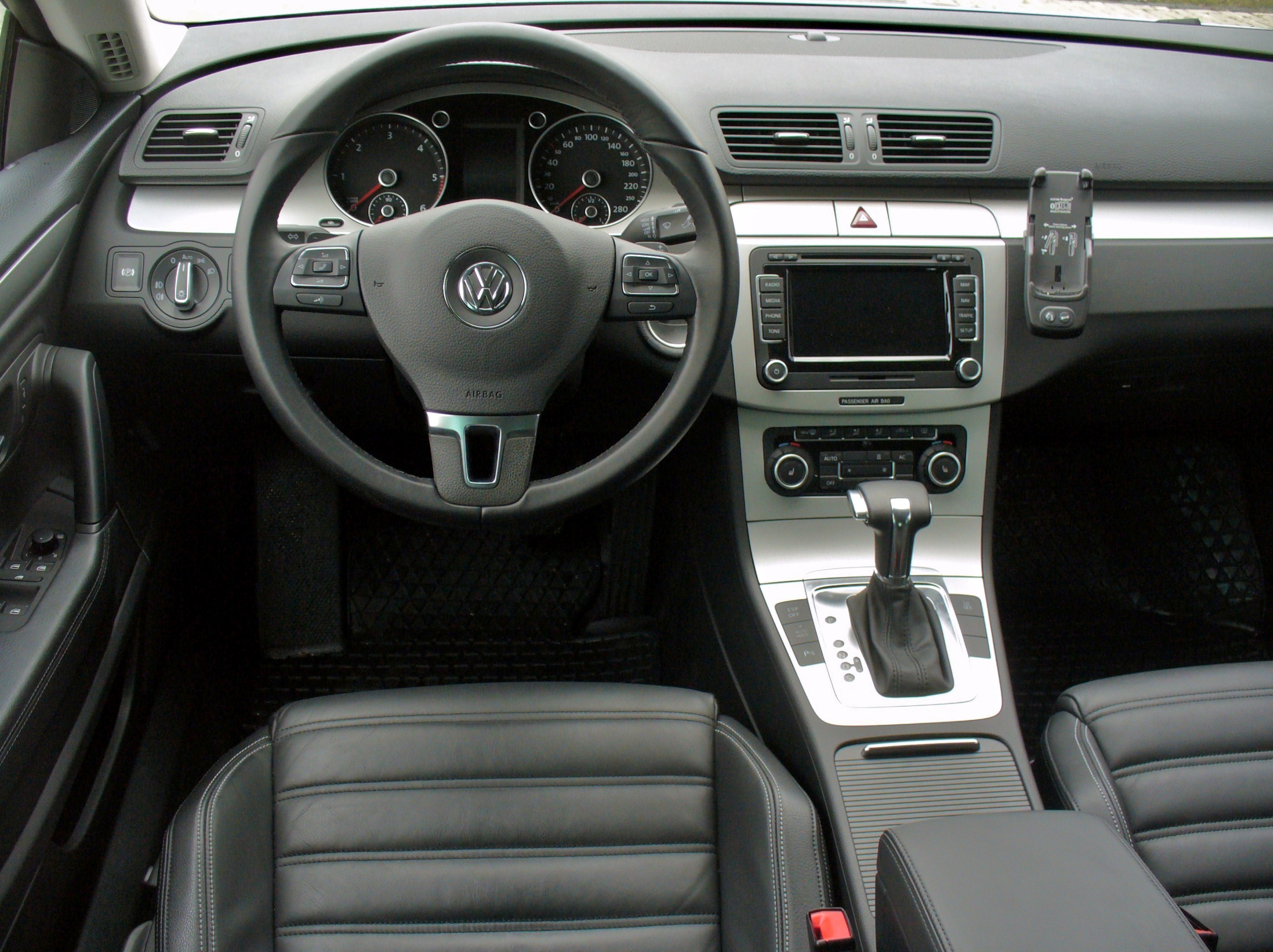
A belseje
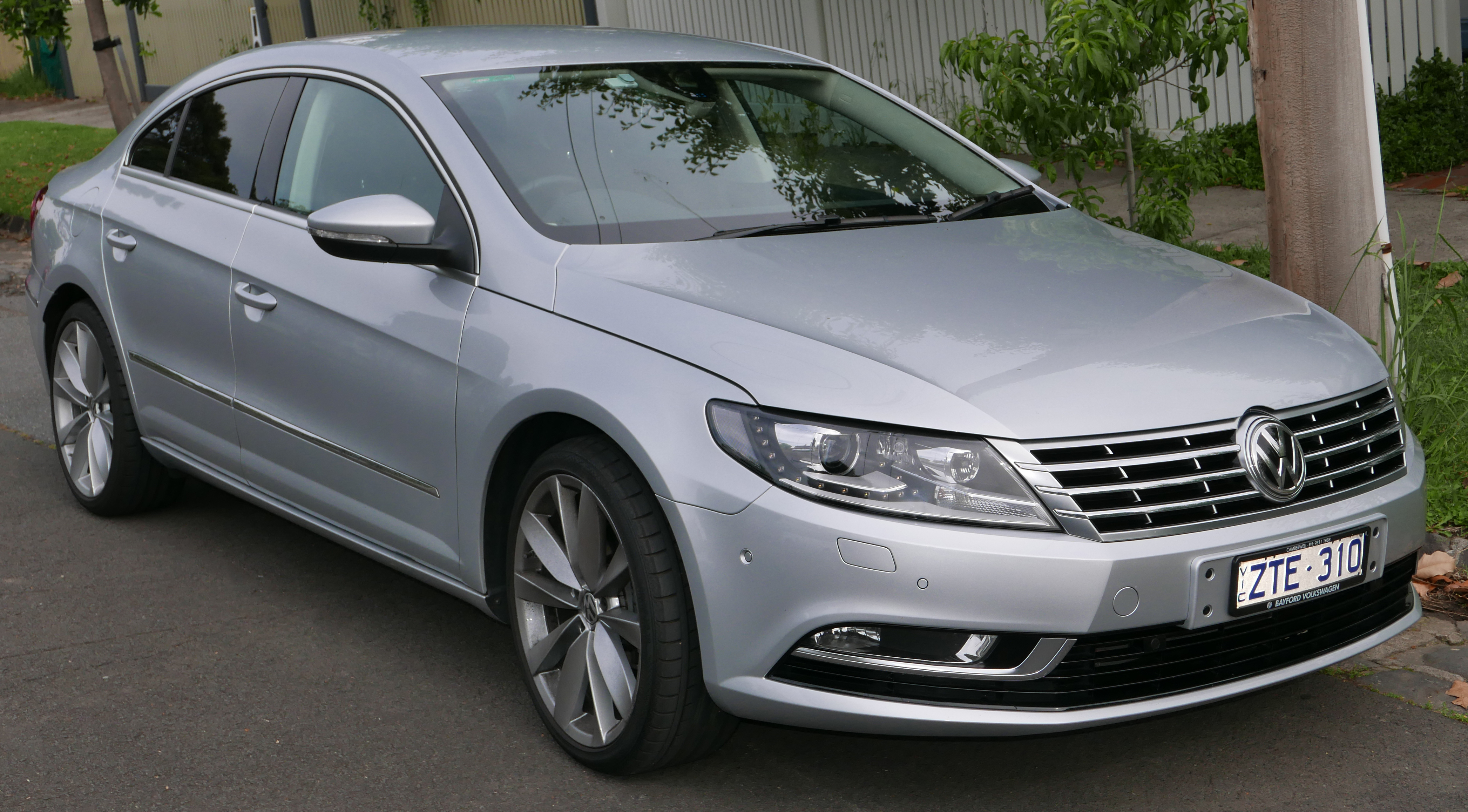
VW Passat CC Post-Facelift eleje
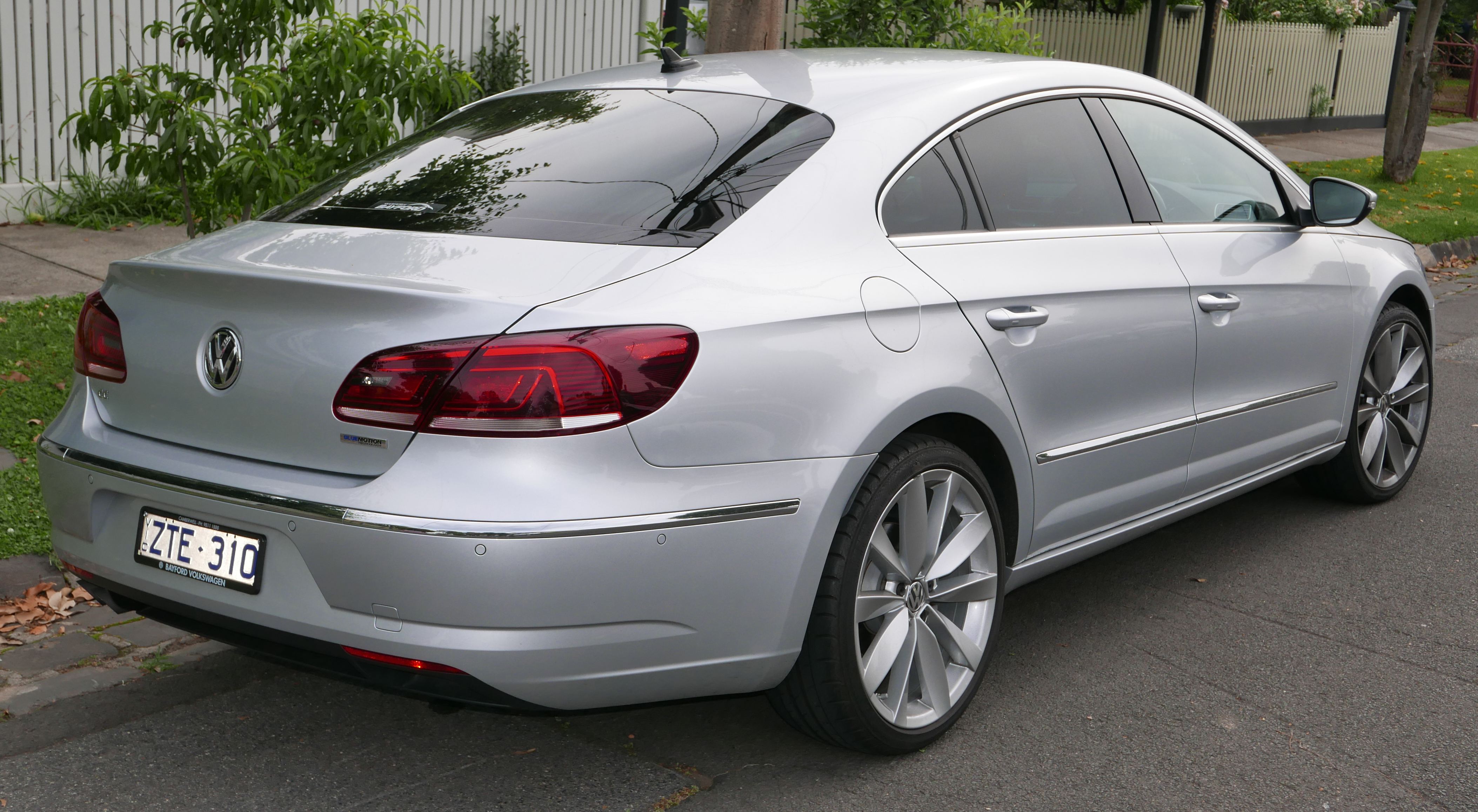
VW Passat CC Post-Facelift hátulja

A CC ("Comfort Coupé") a Passat 4 ajtós kupé változata. A 2008-as Detroiti Észak-Amerikai Nemzetközi Autószalonon debütált. A Passat CC eredetileg a hasonló stílusú Mercedes CLS-el versenyzett, stílusosabbnak és luxusosabbnak tervezték, mint a korábban kiadott Passat B6-ot. Az Egyesült Államokban a Passat nevet elvetették, és az autót csak CC néven adták el. A CC-re jellemző opciók közé tartozik a kihangosító parkolás, a sávelhagyás-megelőzés, az intelligens sebességtartó automatika és az adaptív felfüggesztés. A CC-ben kínált motorok a hagyományos Passat motorjait tükrözik, választható az alap 2,0 literes turbófeltöltős négyhengeres és az opcionális 3,6 literes VR6-os között, utóbbi négymozgásos összkerékhajtást is tartalmaz.
A Volkswagen 2011 végén megjelent a faceliftes változata a Passat CC-nek a 2012-es modellévre, a nagyobb Phaetonhoz hasonló stílusfrissítésekkel. A frissített modellnél a Volkswagen minden piacon elvetette a Passat nevet, amely most megegyezik az Észak-Amerikában 2008 óta használt Volkswagen CC márkával.

### Hetedik generáció (2010-2015)
- VW Passat B7
- VW Passat B7 Variant
- VW Passat B7 Alltrack

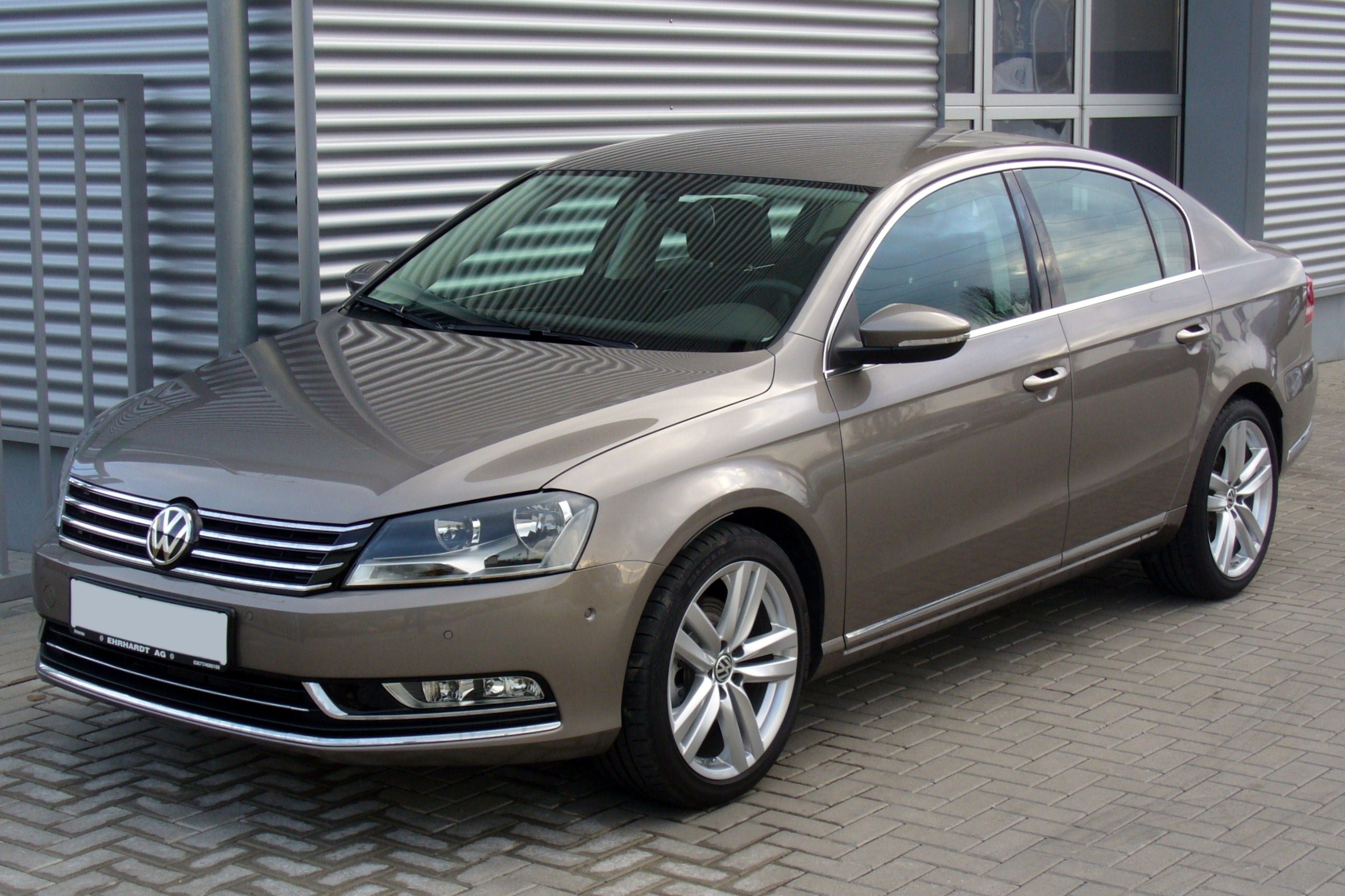
VW Passat B7 eleje
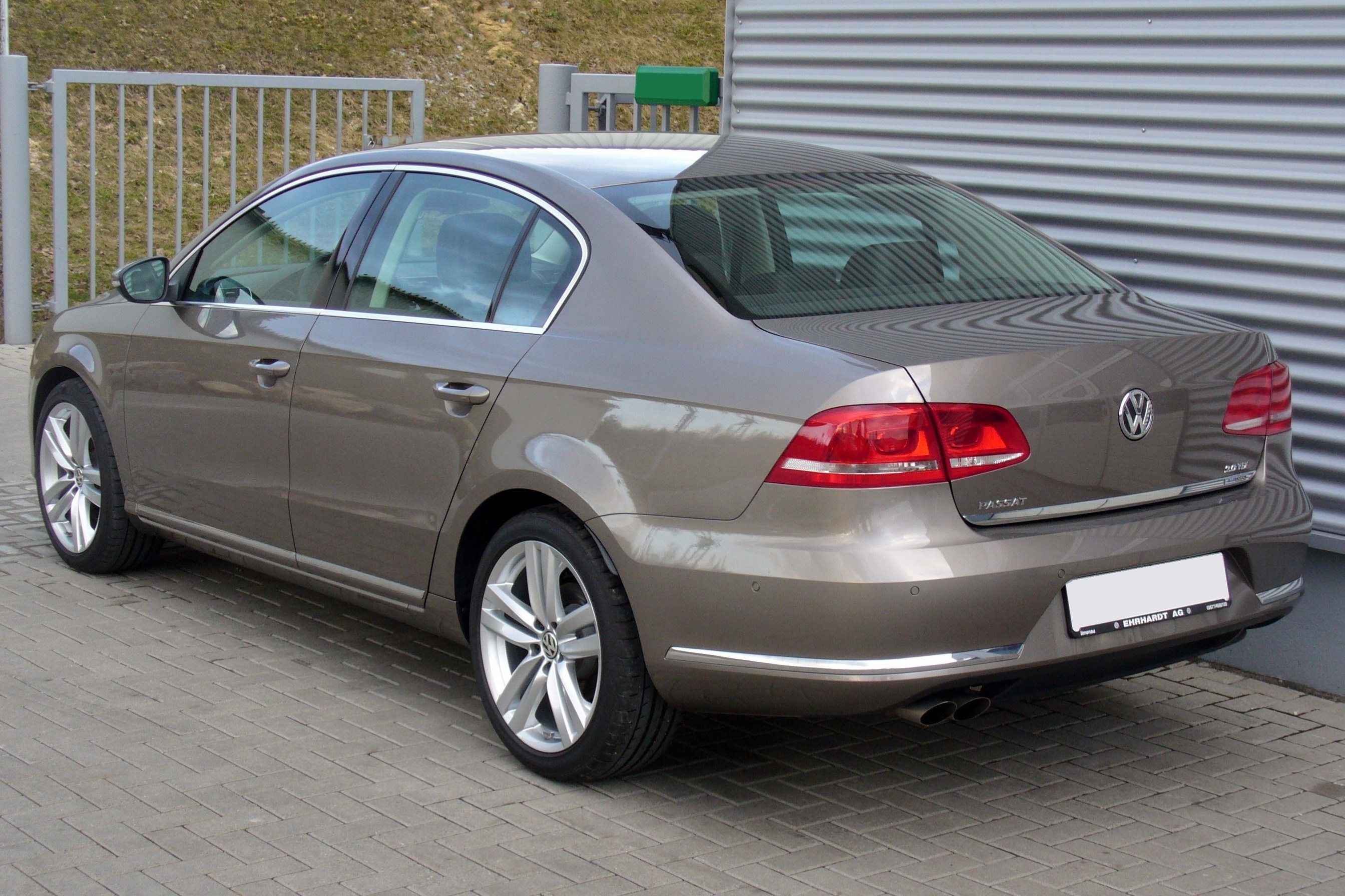
VW Passat B7 hátulja
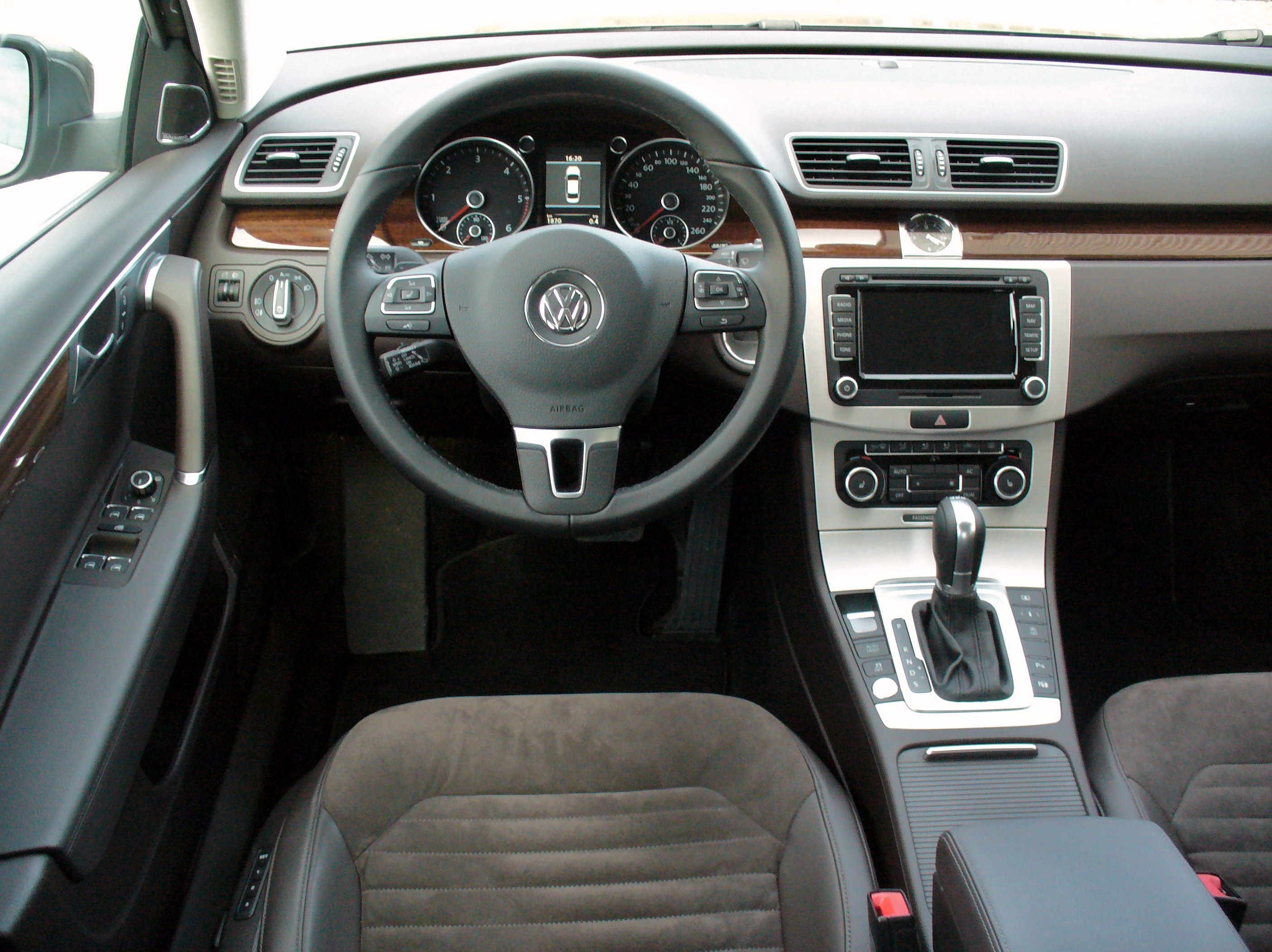
A belseje
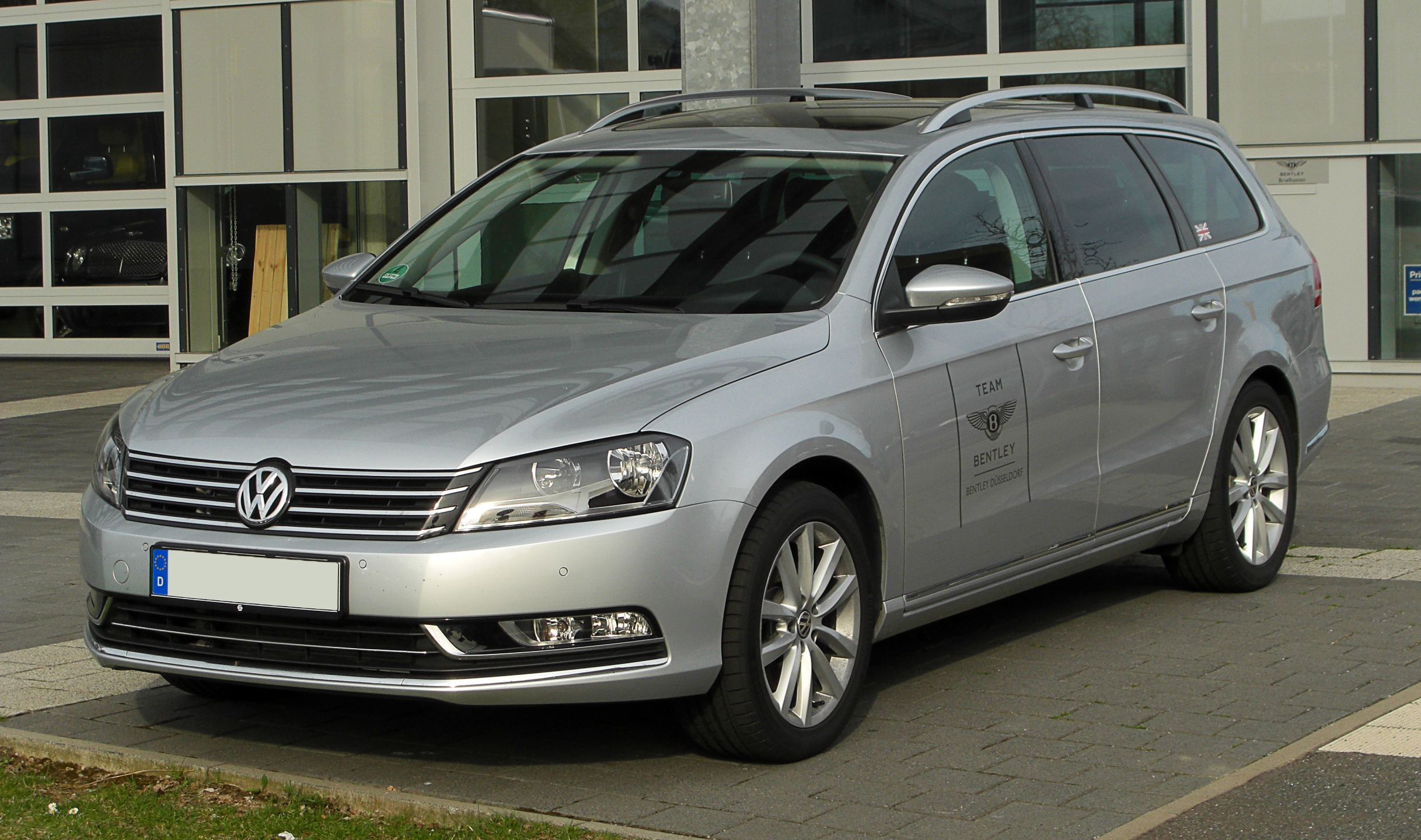
VW Passat B7 Variant eleje
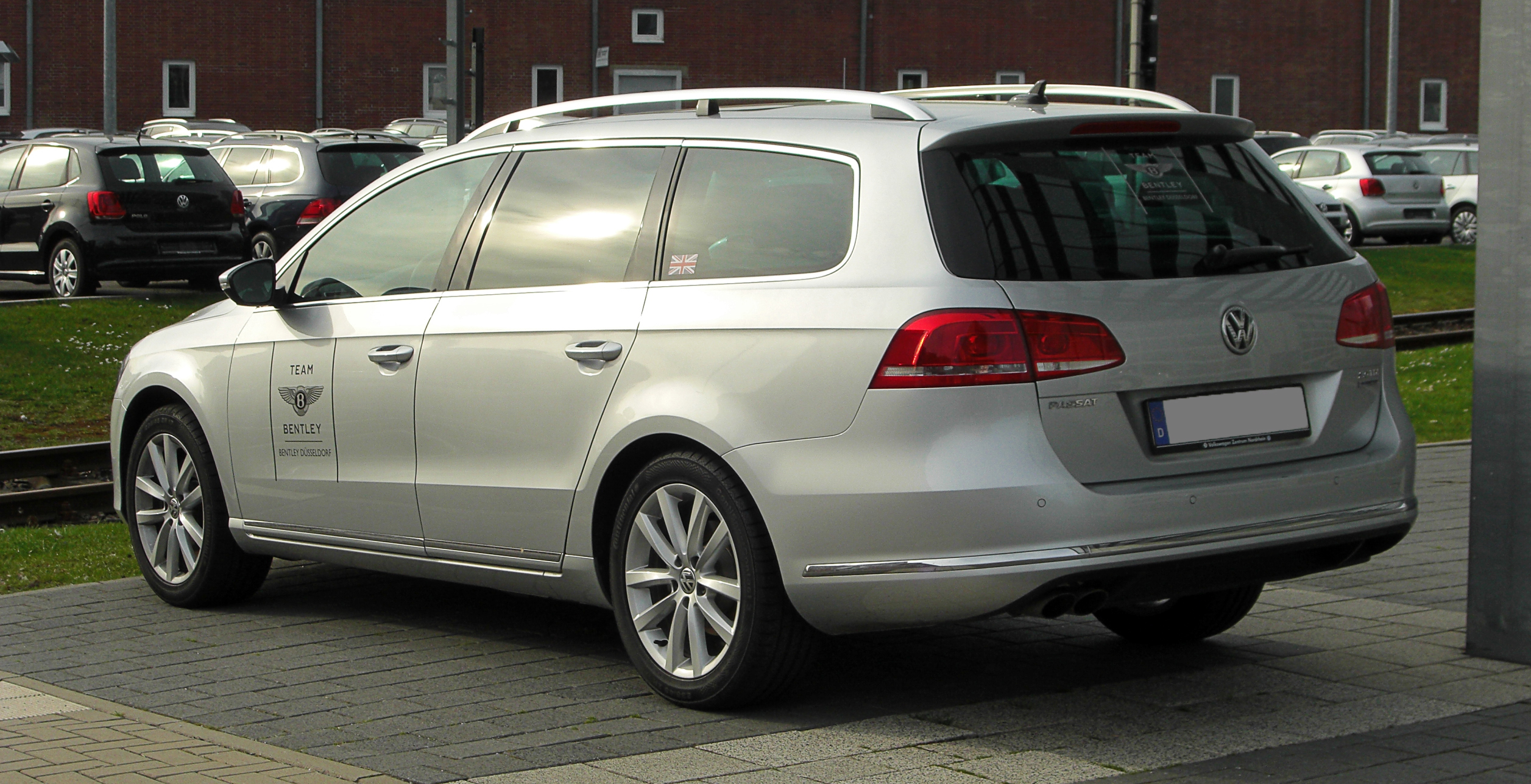
VW Passat B7 Variant hátulja
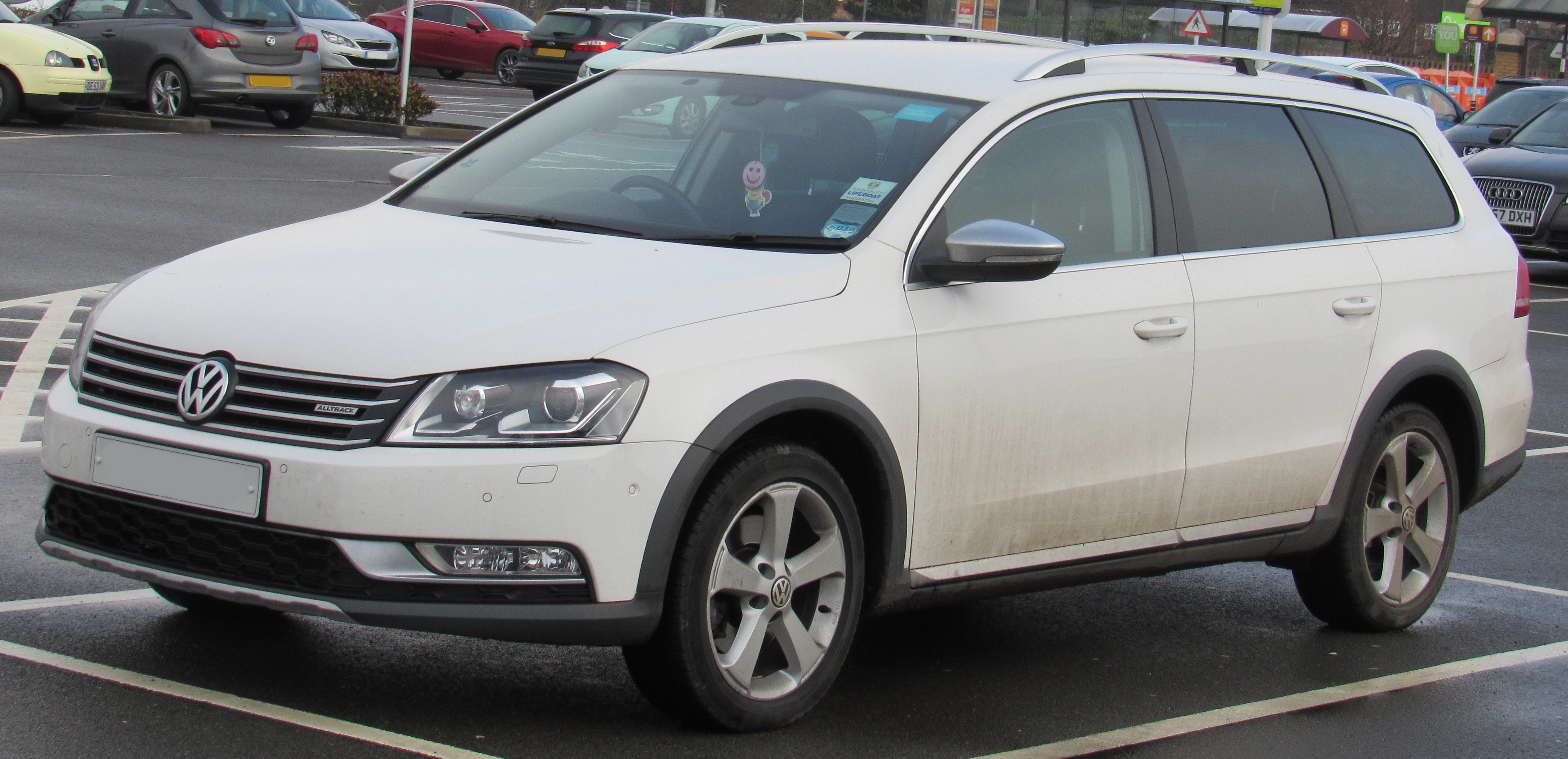
VW Passat B7 Alltrack eleje
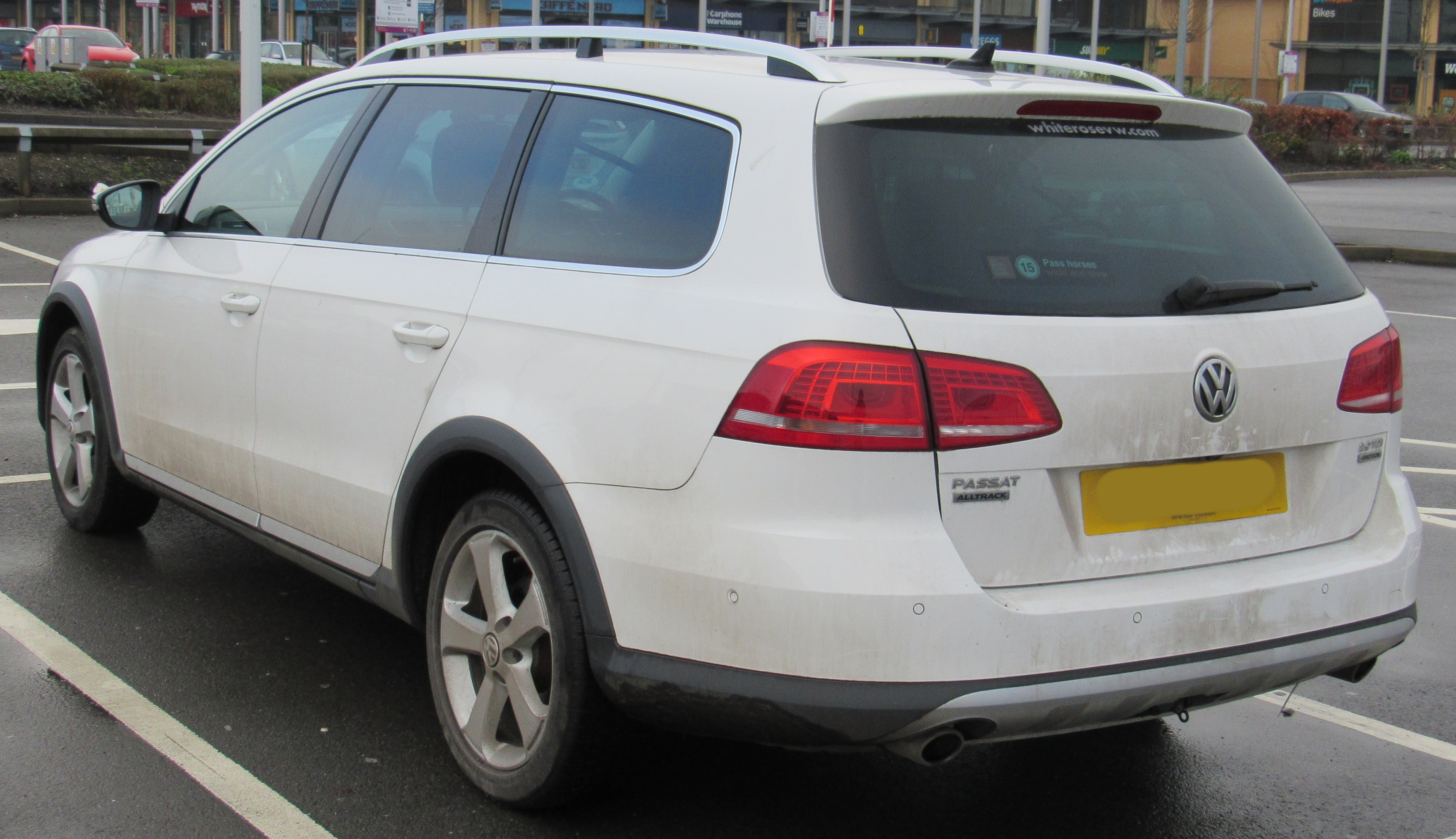
VW Passat B7 Alltrack hátulja

A B6 Passatot Klaus Bischoff és Walter de Silva tervezte, és a 2010. szeptemberi Párizsi Autószalonon mutatták be. Bár a VW rajongói „B7”-nek jelölik, az autó nem teljesen új modell. Az arculatváltás eredményeként a tető és az üvegház kivételével új külső karosszériapanelek készültek, a hűtőrács és a fényszórók jelentős változásaival. A teljes magasság és szélesség nem változott a B6 Passathoz képest, míg a hossza 4 mm-rel nőtt. Az új funkciók közé tartozik az Adaptive Chassis Control (DCC), a Dynamic Light Assist vakításmentes távolsági fényszórók, a fáradtságérzékelő rendszer és az automatikus "városi vészfékező" rendszer. 2011 januárjában érkezett meg a márkakereskedésekbe.
A belső tér kisebb részletmódosításokat tartalmazott a B6-hoz képest, bár a műszerfal alapkialakítása változatlan maradt. 2008 februárjában a 2.0 FSI-t az új Audi által fejlesztett 1.8 TSI motorra és 6 sebességes automata sebességváltóra cserélték. Az 1.8 TSI névleges teljesítménye 160 LE (118 kW; 158 LE), 250 N⋅m (184 lbf⋅ft), és 8,6 másodperc alatt éri el a 0–100 km/h-t, végsebessége pedig 220 km/ h. Ez a motor a Volkswagen-csoport szélesebb körű motormegosztási irányelvének része.
2008 augusztusában az autókat az Egyesült Királyságban Euro 4 kibocsátási osztályúként sorolták be, 2009 júliusára ez azonban Euro 5 osztályra változott. Ez egybeesik az EA189 motorcsalád bevezetésével, amely a 2015 szeptemberében nyilvánosságra került VW károsanyag-kibocsátási szituációjának középpontjában állt.

### Nyolcadik generáció (2014-2022)
- VW Passat B8
- VW Passat B8 Variant
- VW Passat R-Line
- VW Passat R-Line Variant
- VW Passat GTE
- VW Passat Alltrack

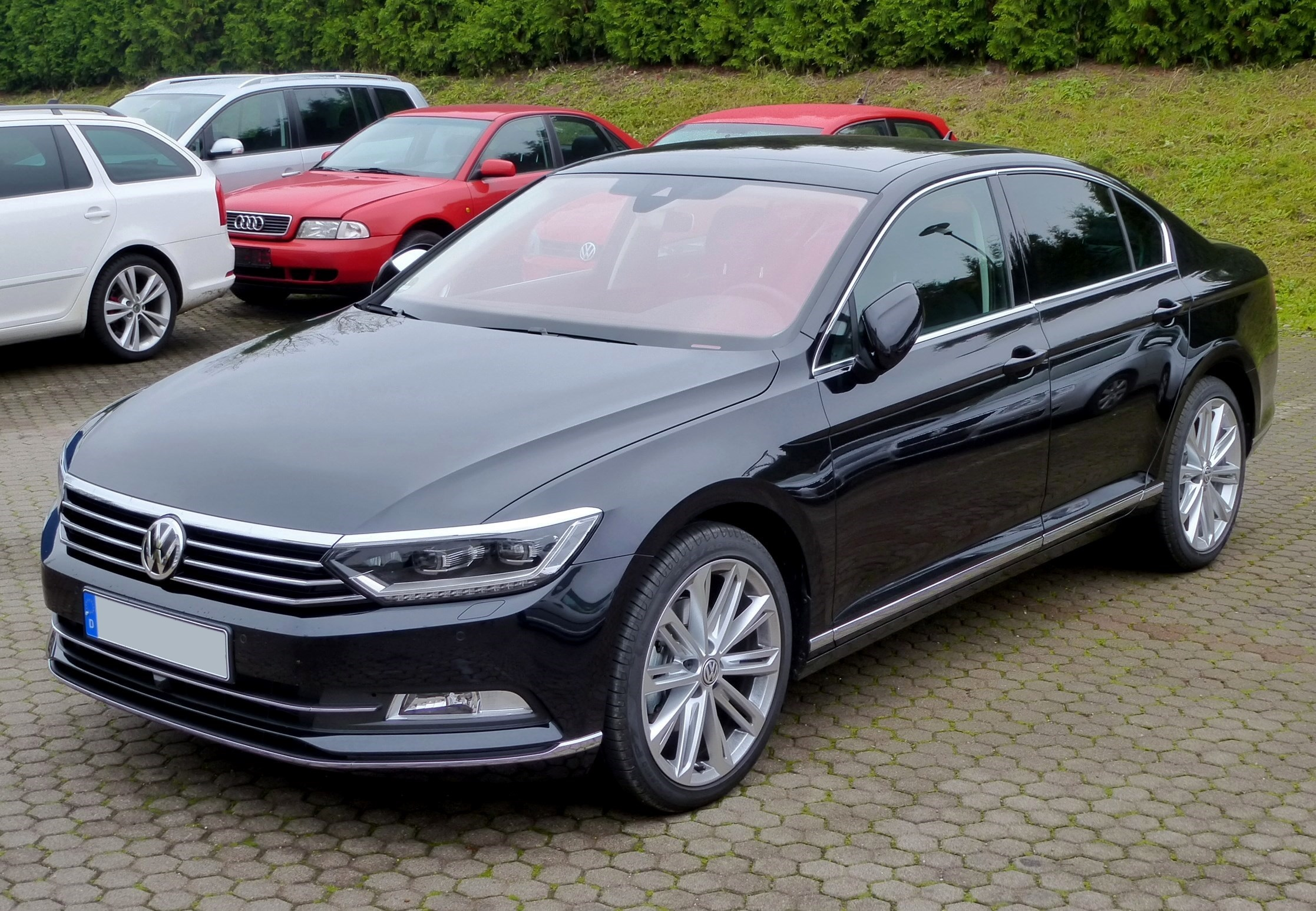
VW Passat B8 eleje
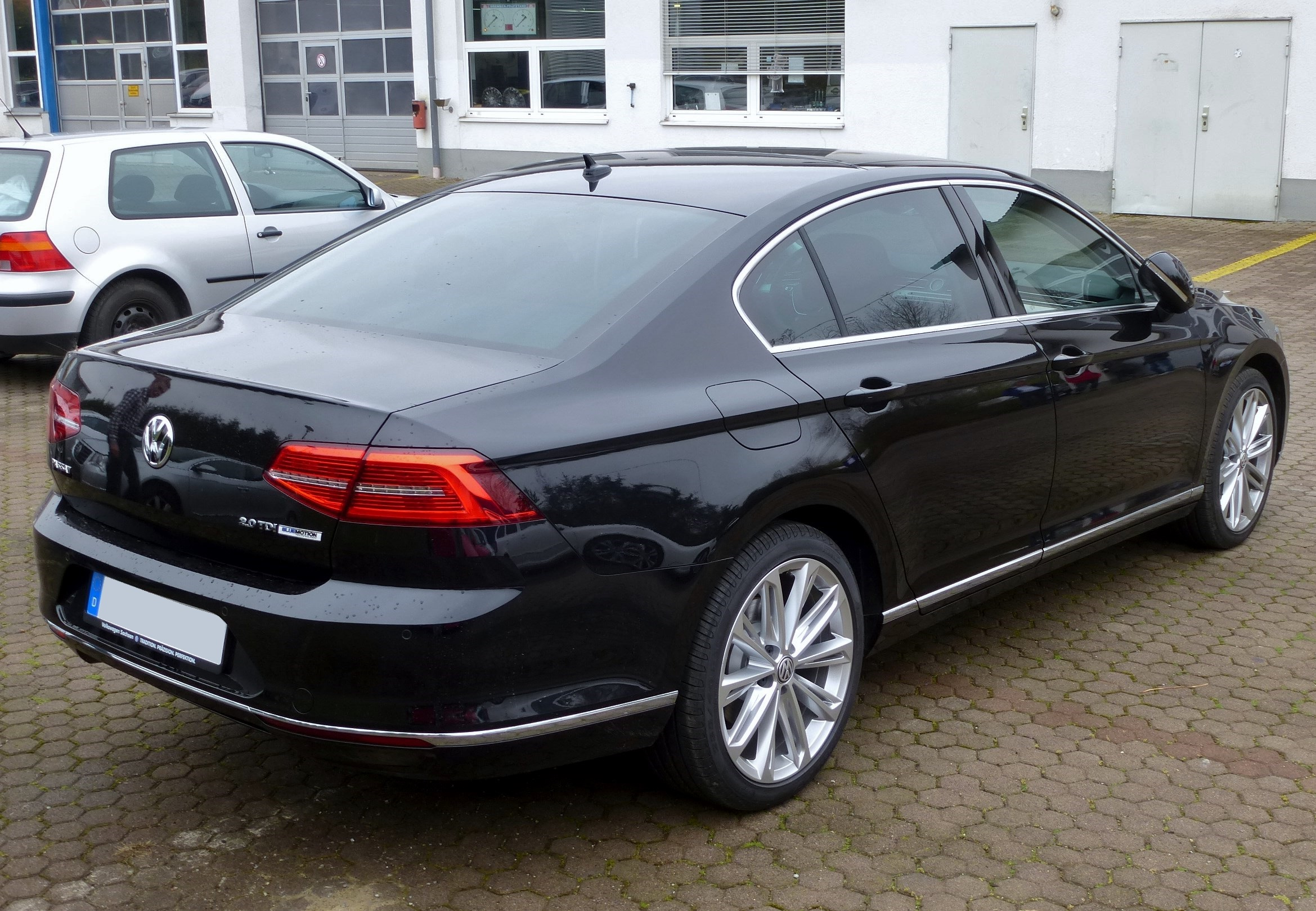
VW Passat B8 hátulja
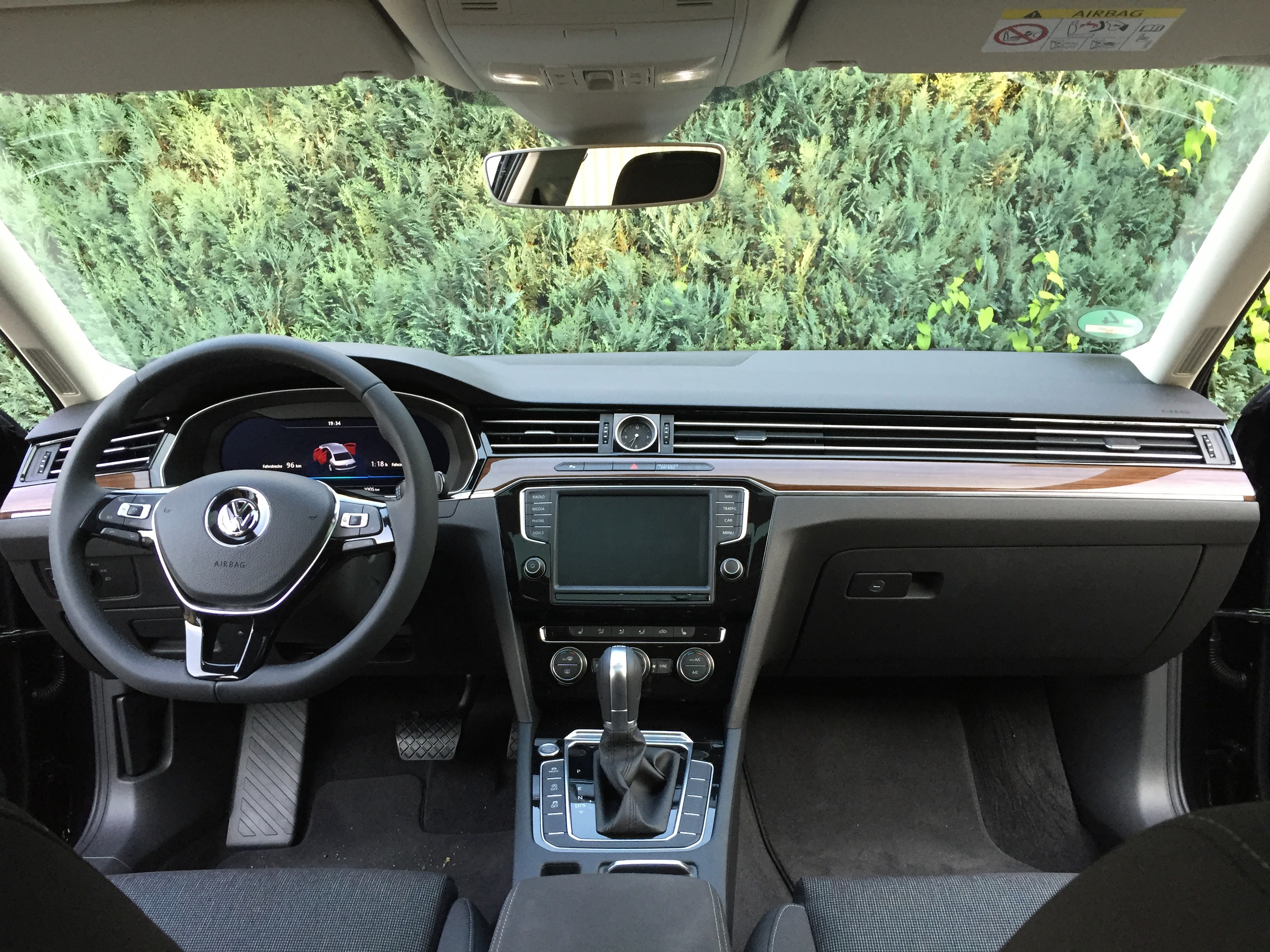
A belseje
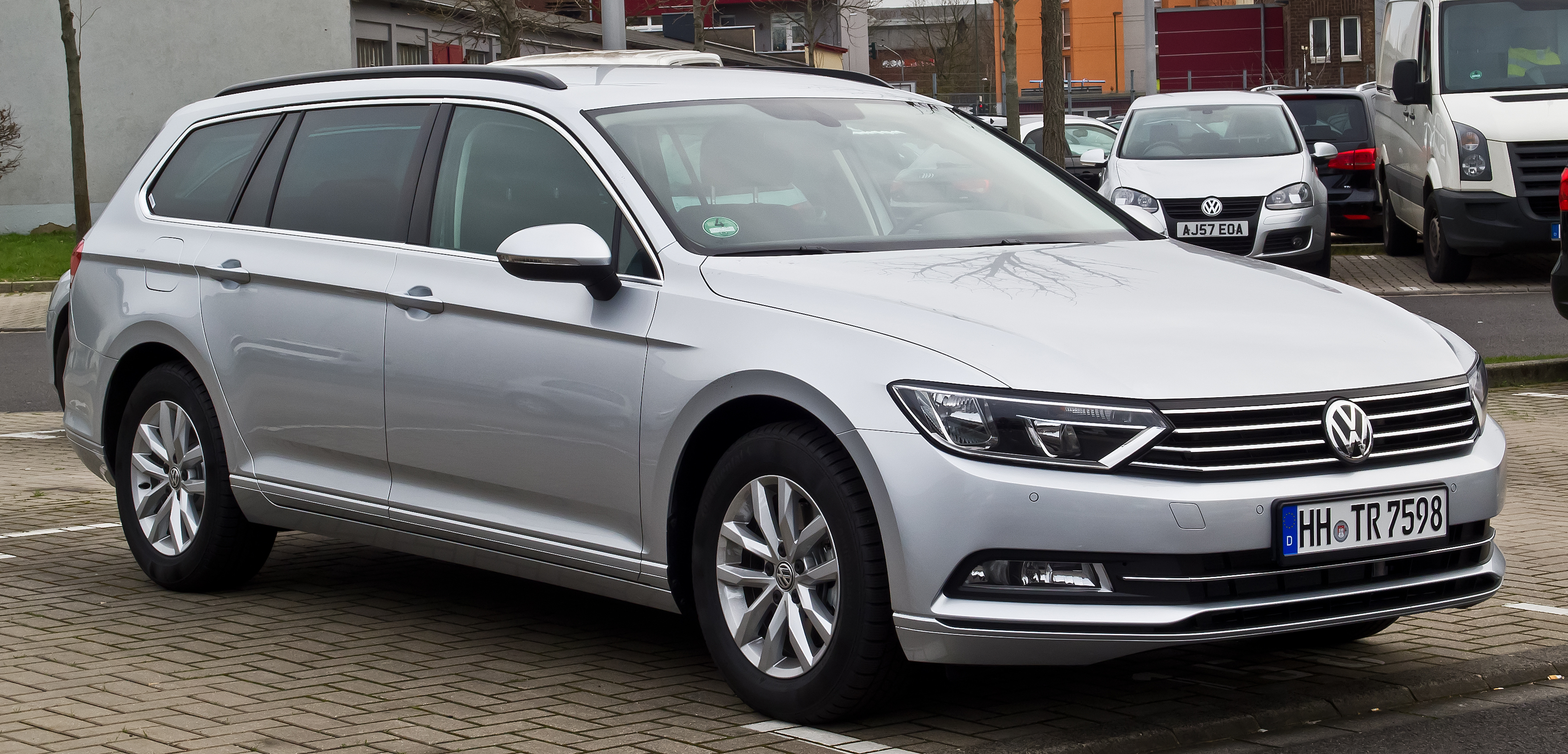
VW Passat B8 Variant eleje
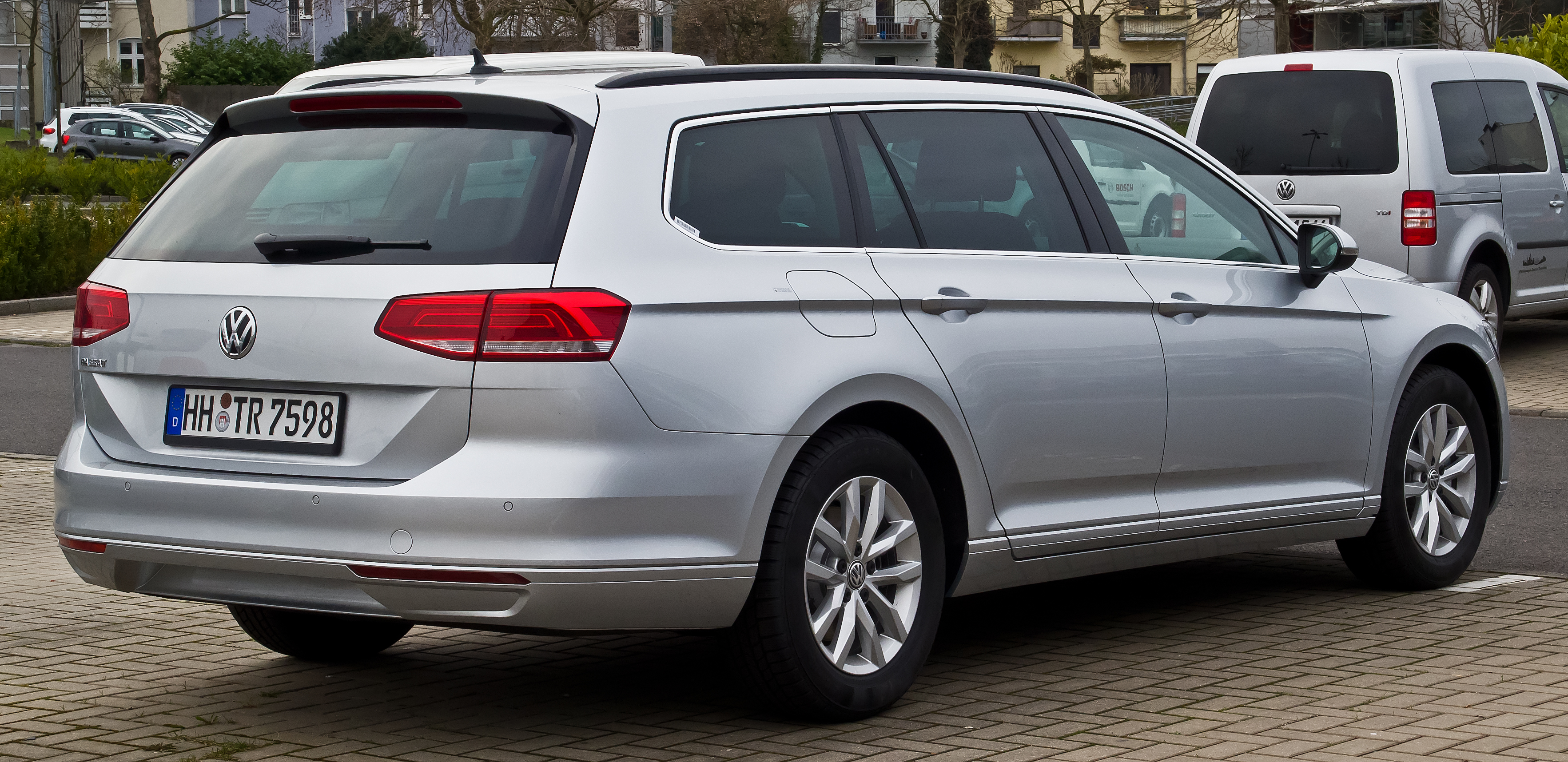
VW Passat B8 Variant hátulja
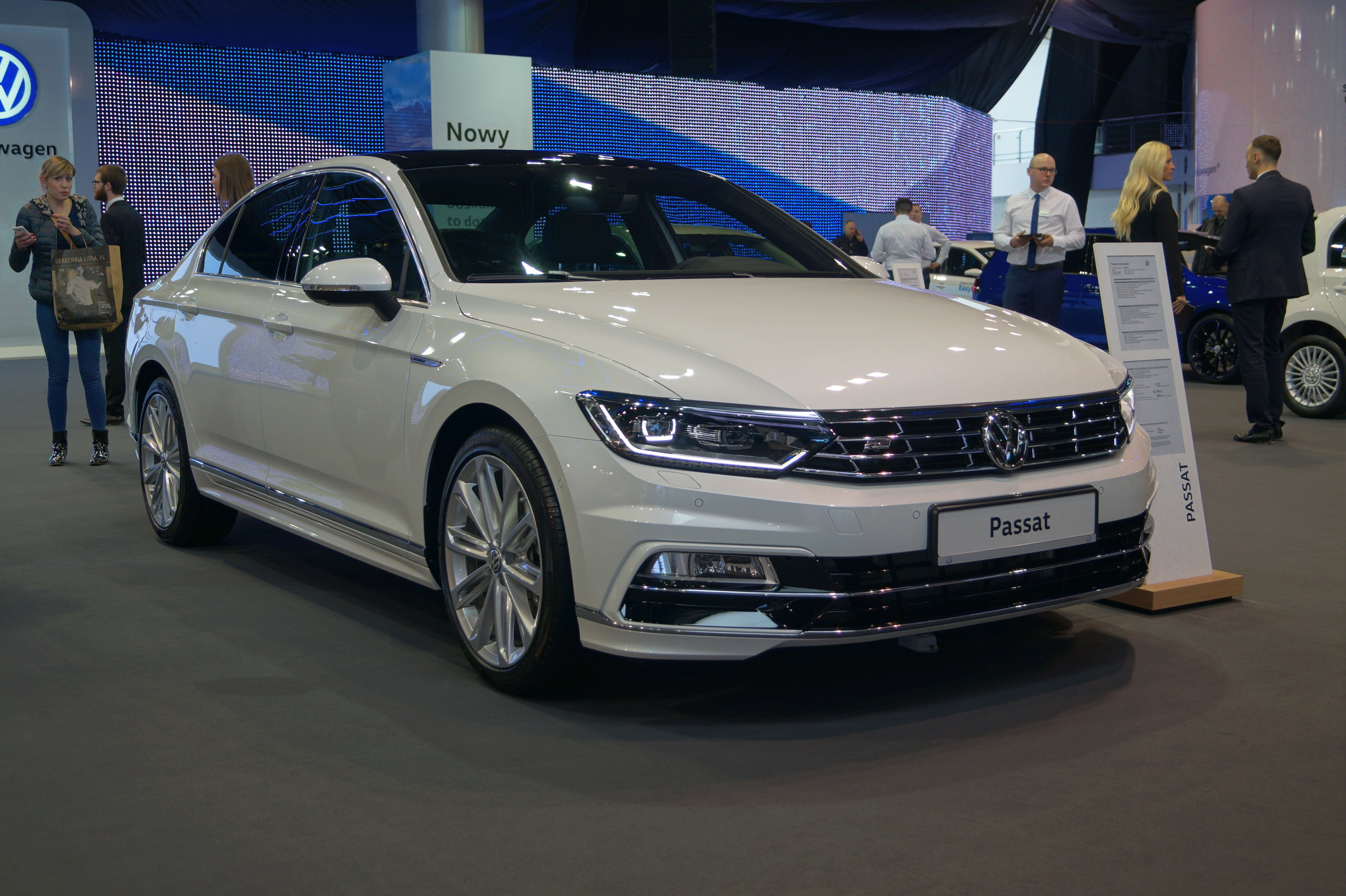
VW Passat R-Line
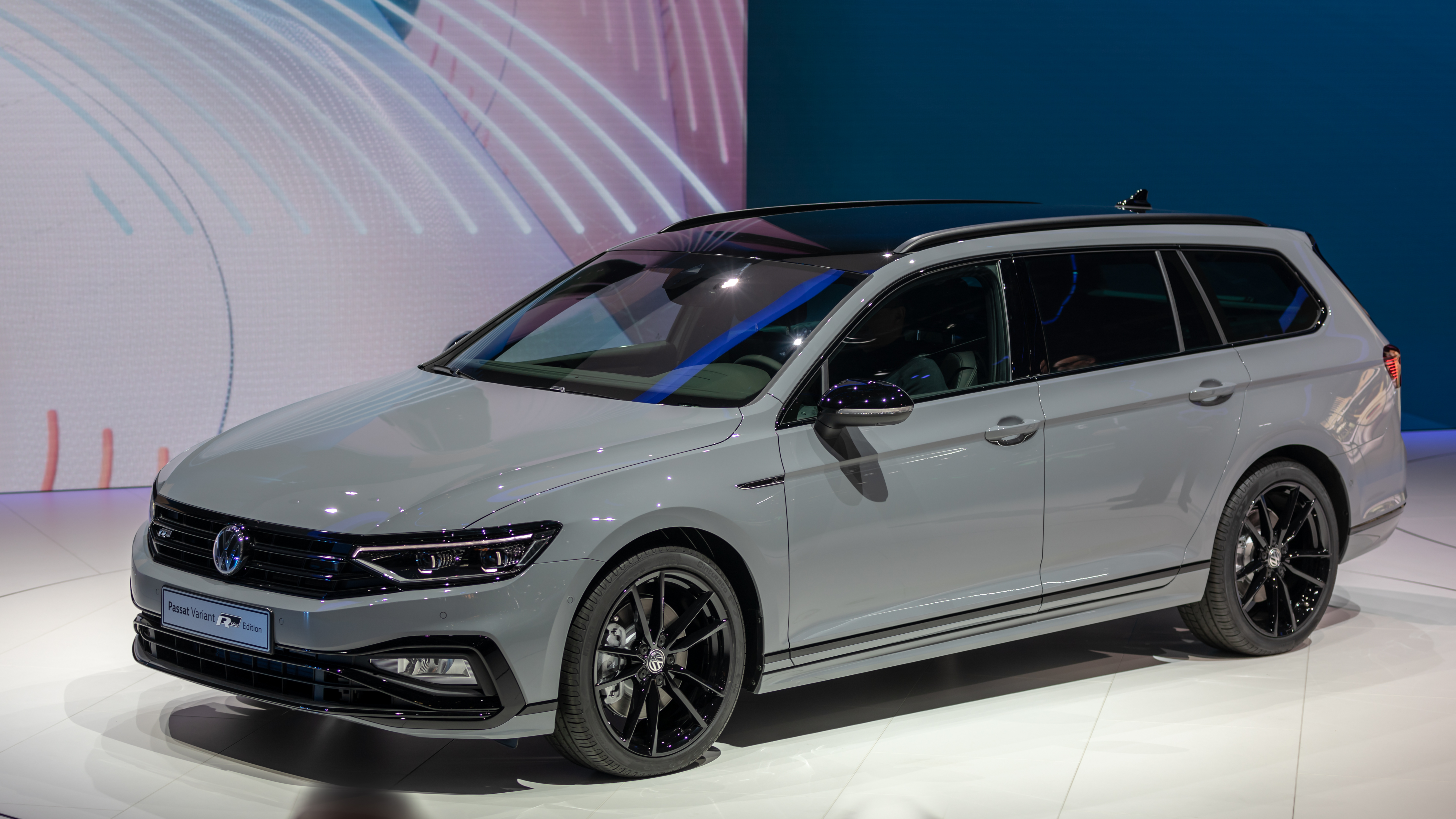
VW Passat R-Line Variant
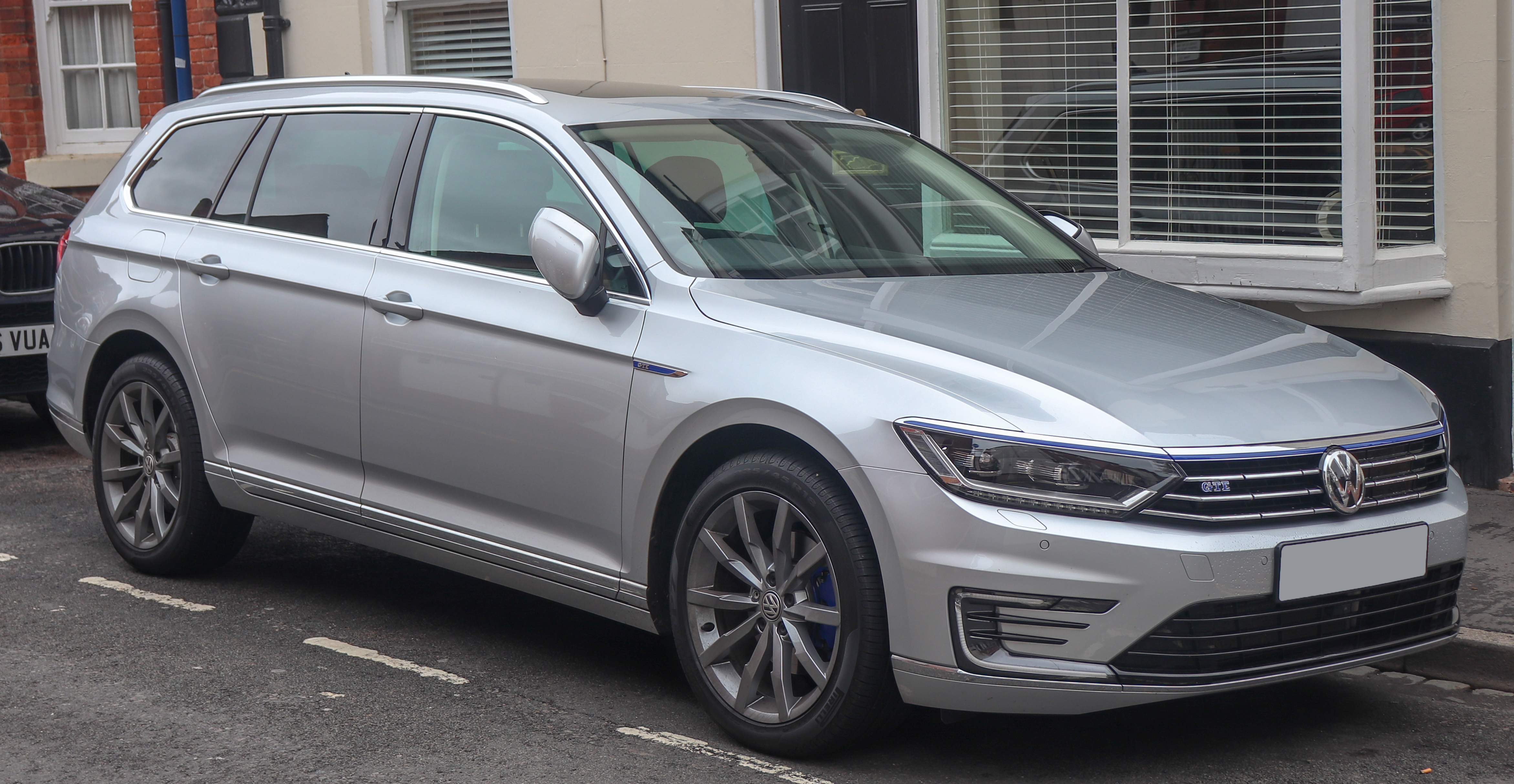
VW Passat B8 GTE eleje
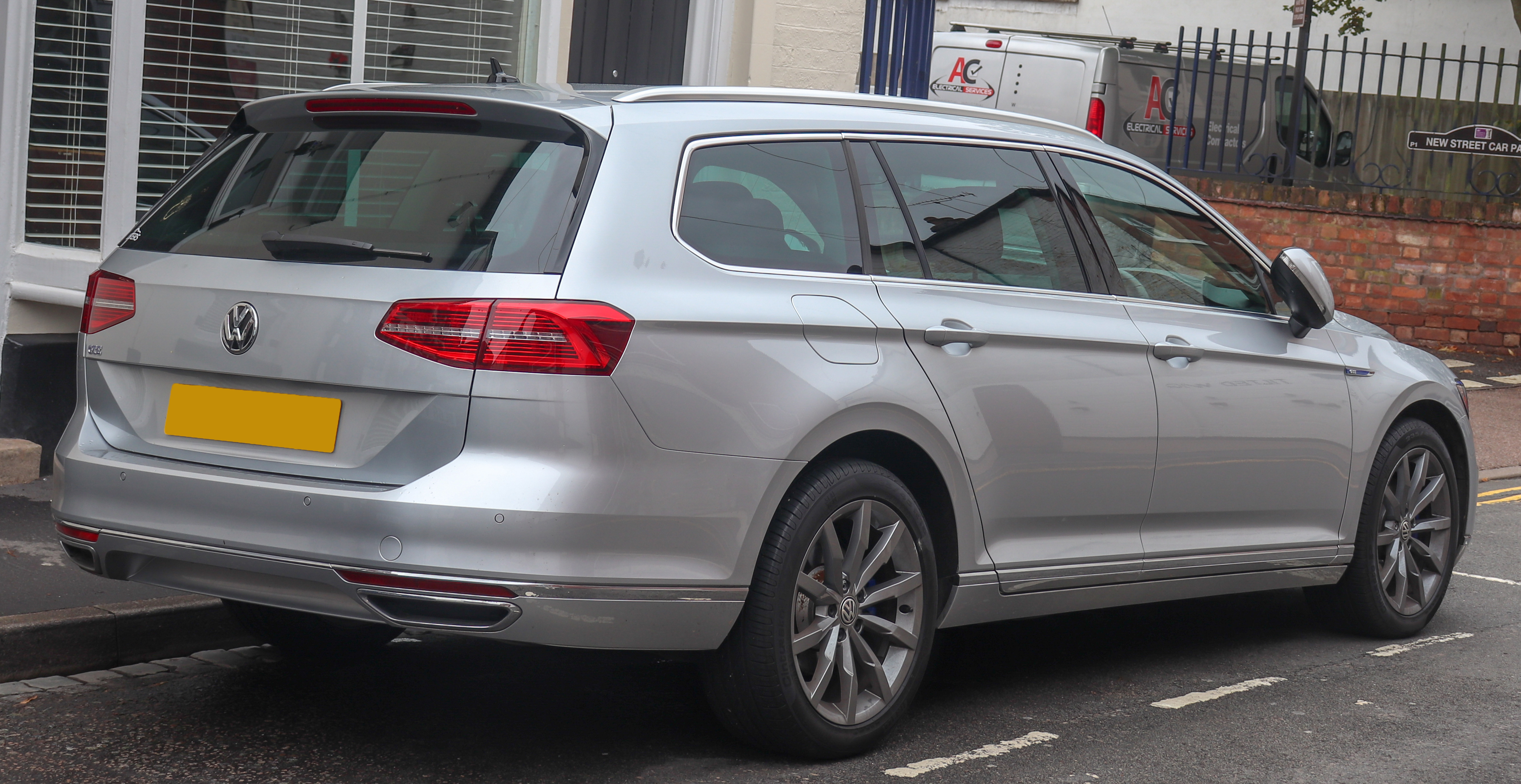
VW Passat B8 GTE hátulja
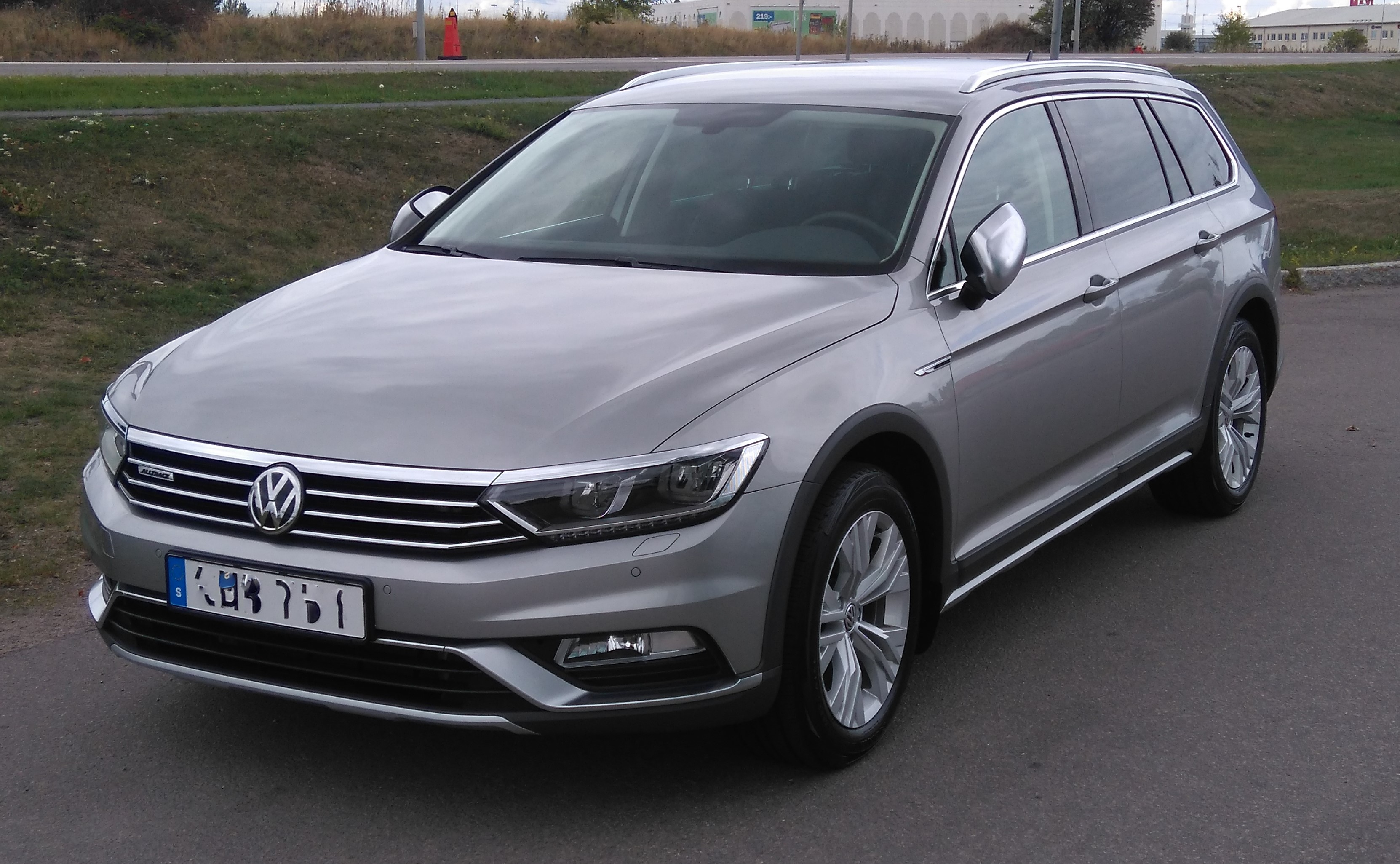
VW Passat Alltrack eleje
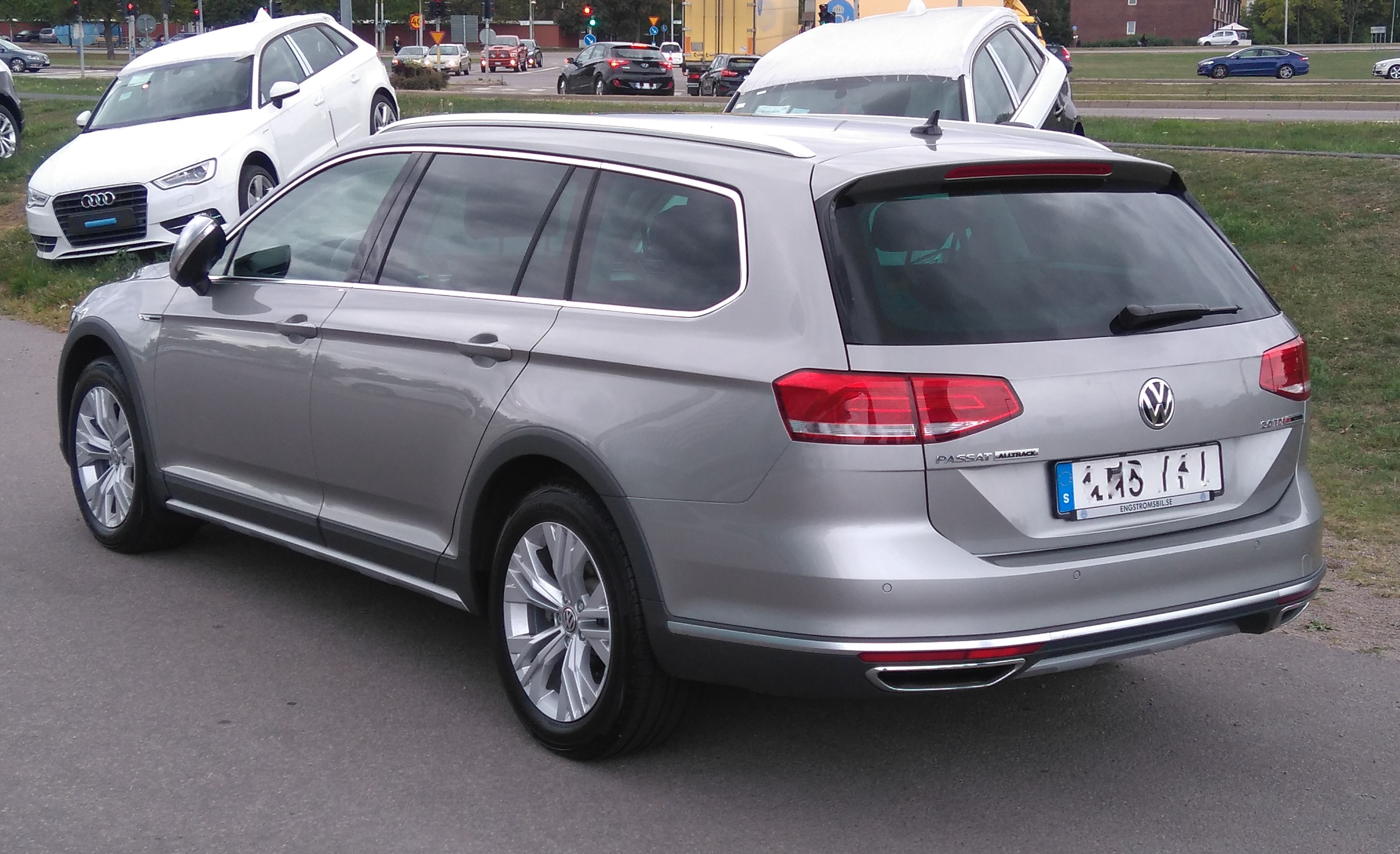
VW Passat Alltrack hátulja

A Passat nyolcadik generációs modelljét 2014 novemberében mutatták be a kontinentális Európában, 2015 januárjában pedig az Egyesült Királyságban négyajtós limuzinként és kombiként. A Volkswagen-csoport más személygépjárműveit, például a Volkswagen Golf Mk7-et követően az MQB platform nyújtott változatán alapul, mely egy moduláris autóépítő platform, amelyet keresztirányú, első motoros autókhoz terveztek. A súly csökkentése érdekében könnyű alapanyagokat, például alumíniumot és vákuumformázott acélt alkalmaztak. A Volkswagen igazgatótanácsának elnöke, Martin Winterkorn szerint a B8 "prémium autó prémium ár nélkül", ami azt jelzi, hogy a Passat névtáblája átkerült a kisautó-szegmensbe, szemben az előző generációs modellekkel, melyek a nagy családi autók kategóriába tartotzott. Ugyanakkor egyes autós újságírók bírálták ezt a stratégiát, mivel a Passat gyakorlatilag versenytársa az Audi A6-nak
A Passat számos fejlett vezetést segítő rendszerrel került bemutatásra, beleértve a félautomata parkolási rendszert, a vészhelyzeti sofőr-asszisztenst, amely automatikusan átveszi az irányítást a jármű felett, ha a vezető egészségügyi sürgősségi ellátást szenvedett, autonóm sebességtartó rendszer autópályán 210 km/h-ig terjedő sebességgel, ütközés-elhárító rendszer gyalogosfigyelővel és változtatható áttételű kormányzással, amelyet „progresszív kormányzásként” forgalmaznak, és amely az aktuális sebességhez igazítja a kormányáttételeket.
A Passat B7 motorválasztékát ezzel a generációval mutatták be újra, kissé megnövelt teljesítménnyel, változtatható lökettérfogattal az 1,4 literes TSI benzinmotorhoz és két szelektív katalitikus redukciós (SCR) dízelmotorral, melyek közül az egyik duplaturbós. A Golf GTE és az Audi A3 Sportback e-tron frissített akkumulátorcsomagjával rendelkező, hálózatról tölthető hibrid, a Passat GTE a tervek szerint 2015 közepén kerül forgalomba az Egyesült Királyságban, értékesítése pedig 2016-ban kezdődik.
A 2015-ös Passat az új formatervezési vezető, Walter de Silva vezetésével és a VW felvásárolta a karosszériagyártó Bertone-t.

## VW Transporter (Type 2)
A Volkswagen Type 2, hivatalosan (karosszériatípustól függően) Transporter, Kombi vagy Microbus néven egy előre vezérelt kishaszonjármű. 1950-ben a Volkswagen második autómodelljeként szolgált, a Type 1-et (Bogár) követően – és eredetileg abból eredeztetve – a Type 2 gyári elnevezést kapta.
A Type 2 a modern teher- és személyszállító furgonok egyik előfutáraként az 1960-as években az Egyesült Államokban előretolt vezérlésű versenytársakat generált, köztük a Ford Econoline-t, a Dodge A100-at és a Chevrolet Corvair 95 Corvant. Az európai versenytársai az 1947–1981 között gyártott Citroën H Van, az 1959–1980 között gyártott Renault Estafette és az 1953–1965 között gyártott FR-elrendezésű Ford Transit volt. A japán gyártók is bemutattak hasonló járműveket, mint például a Nissan Caravan, a Toyota LiteAce és a Subaru Sambar.
A Bogárhoz hasonlóan a furgon is számos becenevet kapott világszerte, köztük a "mikrobusz", "minibusz" és az 1960-as évek ellenkultúrális mozgalma alatti népszerűsége miatt "Hippie furgon".
Brazíliában volt a világ utolsó olyan gyára, amely a Type 2 T2 sorozatát gyártotta, és 2013. december 31-én állt le a gyártás az országban bevezetett szigorúbb biztonsági előírások miatt. Ezzel (a dél-afrikai T3 utódjának 2002-es megszűnése után) véget ért a hátsó motoros Volkswagenek korszaka, amely 1935-ben indult Type 1 prototípusaikkal.

### Első generáció (1950-1967)
- VW Type 2 T1a
- VW Type 2 T1b
- VW Type 2 T1c

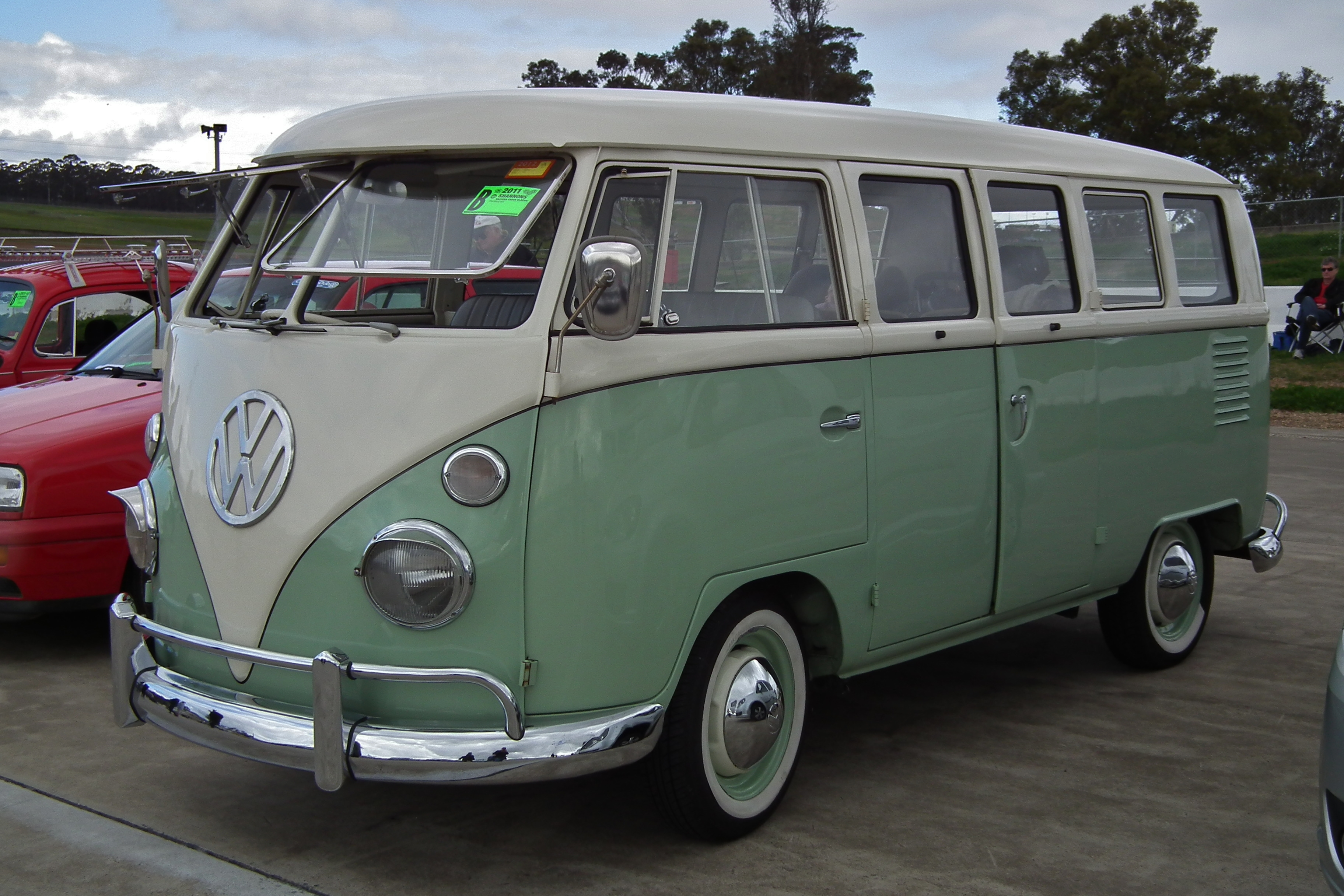
VW Transporter T1 eleje
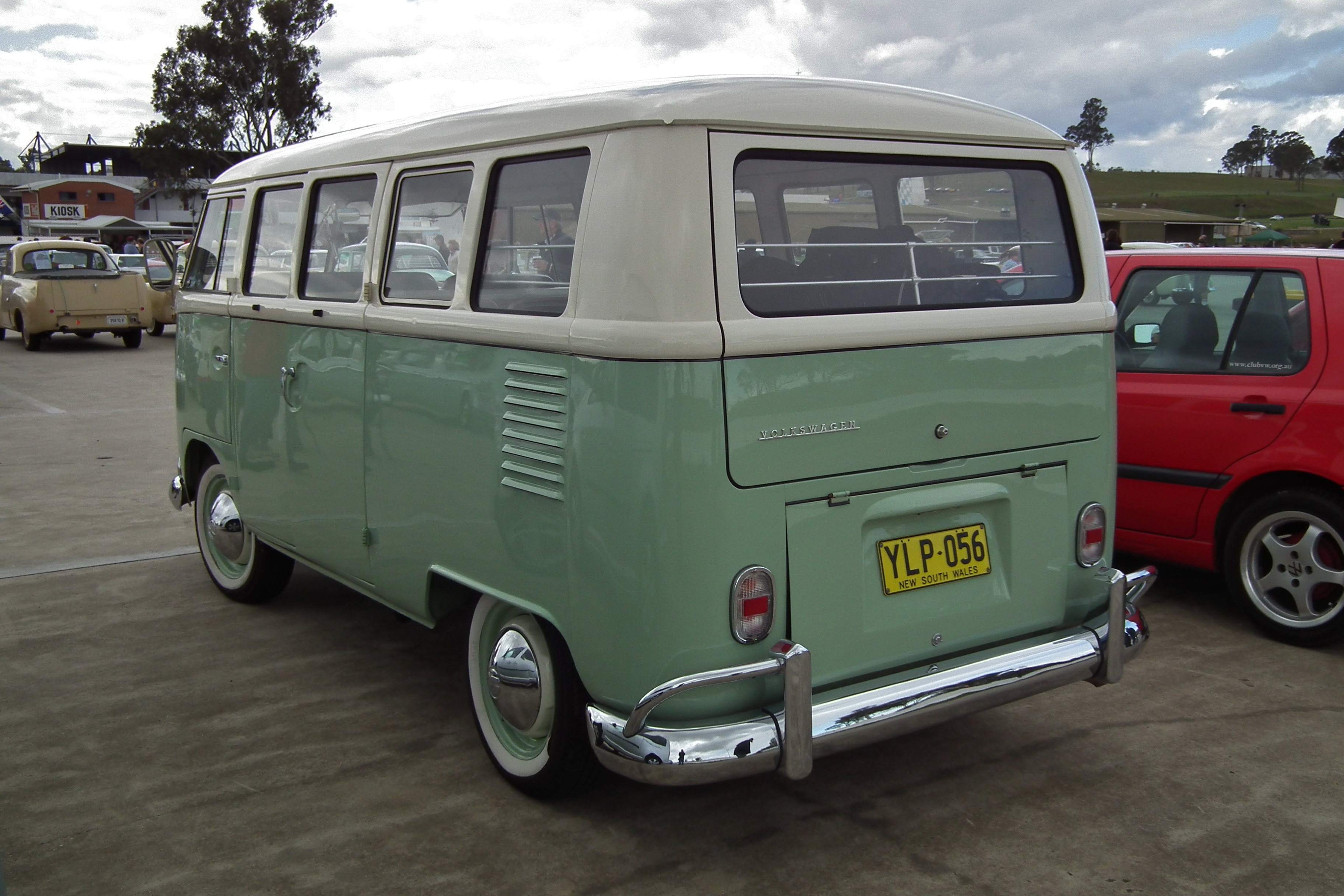
VW Transporter T1 hátulja
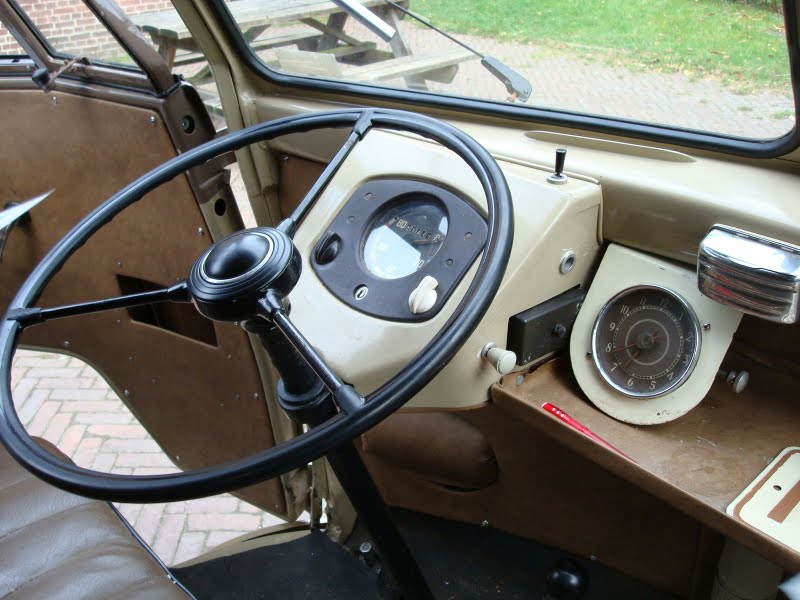
A belseje
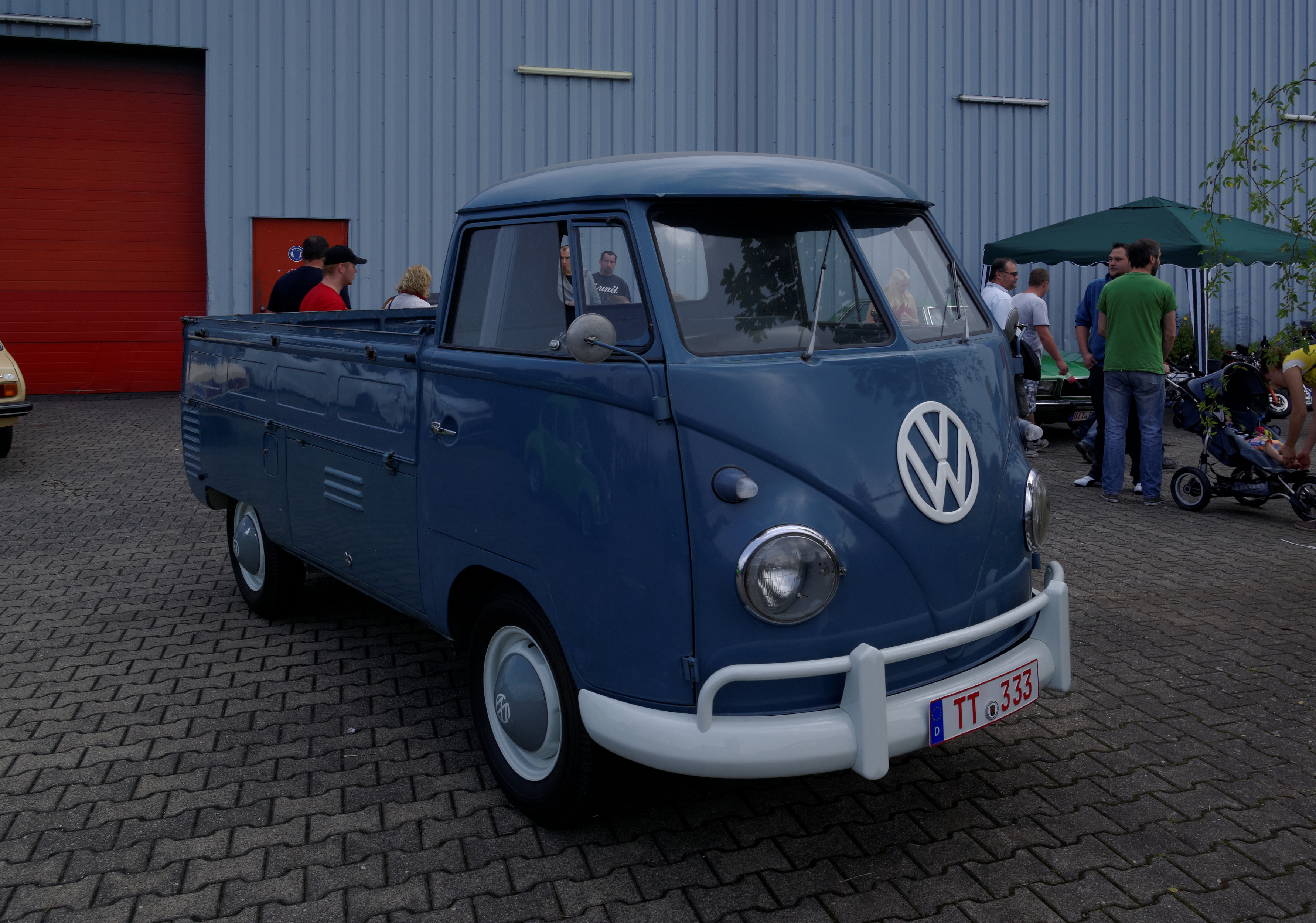
VW Transporter T1 platós változatának az eleje
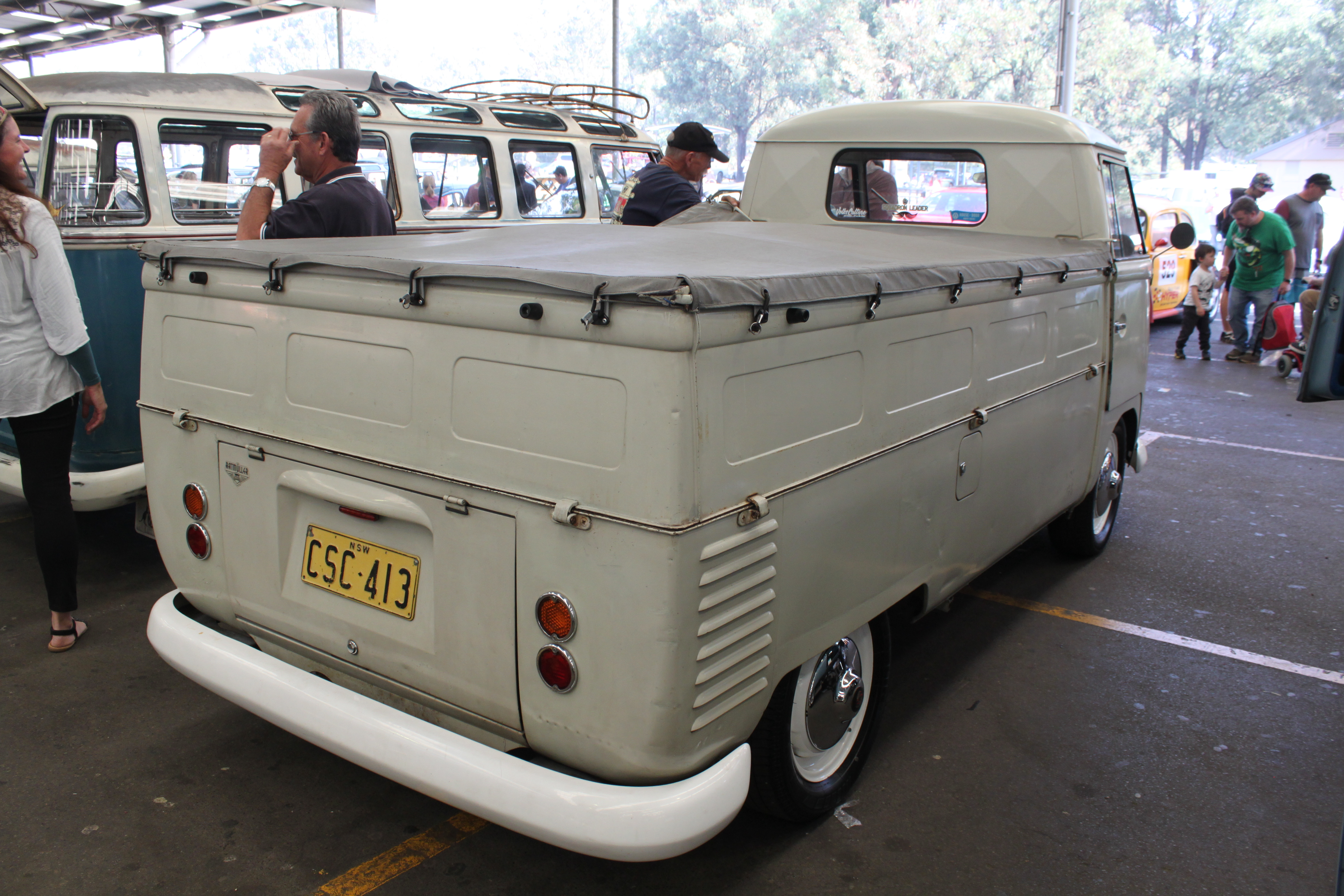
VW Transporter T1 platós változatának a hátulja
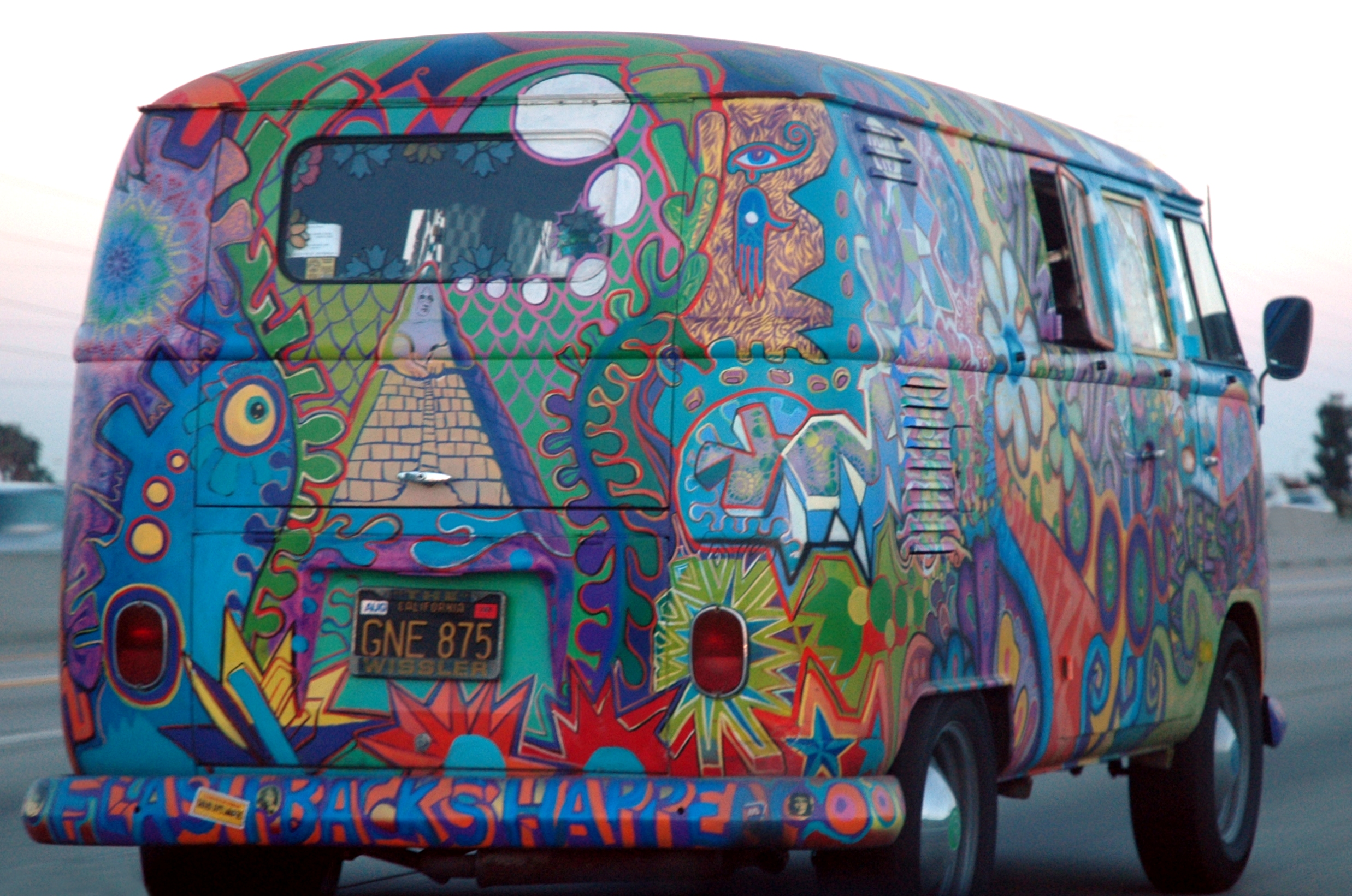
A híres hippibusz

Az osztott szélvédővel ellátott Volkswagen Type 2 első generációját, amelyet informálisan Microbusnak, Splitscreennek vagy Splittie-nek hívnak a modern rajongók, 1950. március 8-tól az 1967-es modellév végéig gyártották. 1950 és 1956 között Wolfsburgban építették a T1-est; 1956-tól a teljesen új hannoveri Transporter gyárban épült. A Bogárhoz hasonlóan az első Transporterek is az 1100-as Volkswagen léghűtéses motort, egy 1131 köbcentiméteres, DIN-besorolású 18 kW (24 LE; 24 LE), léghűtéses lapos négyhengeres „boxer” motort használtak, hátulra szerelve. Ezt 1953-ban 1200-ra bővítették – egy 1192 köbcentiméteres 22 kW-os (30 LE; 30 LE) teljesítményűre, míg a 30 kW-os (41 LE; 40 LE) motor szokatlan korai változata kizárólag a Type 2-ben debütált 1959-ben. Ritka az olyan 1959-es modell, amely megőrizte ezt a korai motort. Mivel a motort szinte azonnal leállították, nem álltak rendelkezésre pótalkatrészek.
A T1 korai változatait 1955-ig gyakran „Barndoor”-nak (a kilencvenes évektől visszamenőleg T1a-nak hívták) a hatalmas hátsó motorburkolat miatt, míg a későbbi változatokat kissé módosított karosszériával, a kisebb motorterrel és az eredeti 16" helyett 15"-ös kerekeket manapság T1b-nek hívják (megint csak az 1990-es évektől hívják így, a VW retrospektív T1,2,3,4 stb. alapján). Az 1964-es modellévtől kezdve, a hátsó ajtót szélesebbre tervezték, ezután lett az új jármű neve T1c. 1964-ben a teherszállító furgonokra jellemző, kifelé csuklós ajtók helyett opcionális tolóajtót vezettek be az utas/rakotérbe.
A német gyártás az 1967-es modellév után leállt; A T1-et azonban 1975-ig Brazíliában tovább gyártották, ahol 1968–79 között a T2-stílusú elemmel és a nagy, 1972-es évjáratú hátsó lámpákkal módosították az úgynevezett „T1.5”-re, ezt 1996-ig gyártották. A T1-ek nem voltak azonosak az utolsó német modellekkel , bár a T1a néhány jellegzetes vonása, mint például a raktérajtók és az ötcsapos, 205 mm-es (8,1 hüvelyk) osztáskör átmérőjű felnik a T1a-ra jellemzőek. A keréknyomok a német és a brazil gyártás között, valamint a 14 hüvelykes, 15 hüvelykes és 16 hüvelykes kerékváltozatoknál változtak, de általában az első nyomtáv 1290 mm és 1310 mm között, a hátsó nyomtáv pedig 1370 és 1390 mm között változott.

### Második generáció (1967-1979)
- VW Type 2 T2a
- VW Type 2 T2a/b
- VW Type 2 T2b
- VW Type 2 T2b Electro-Transporter
- VW Type 2 T2c

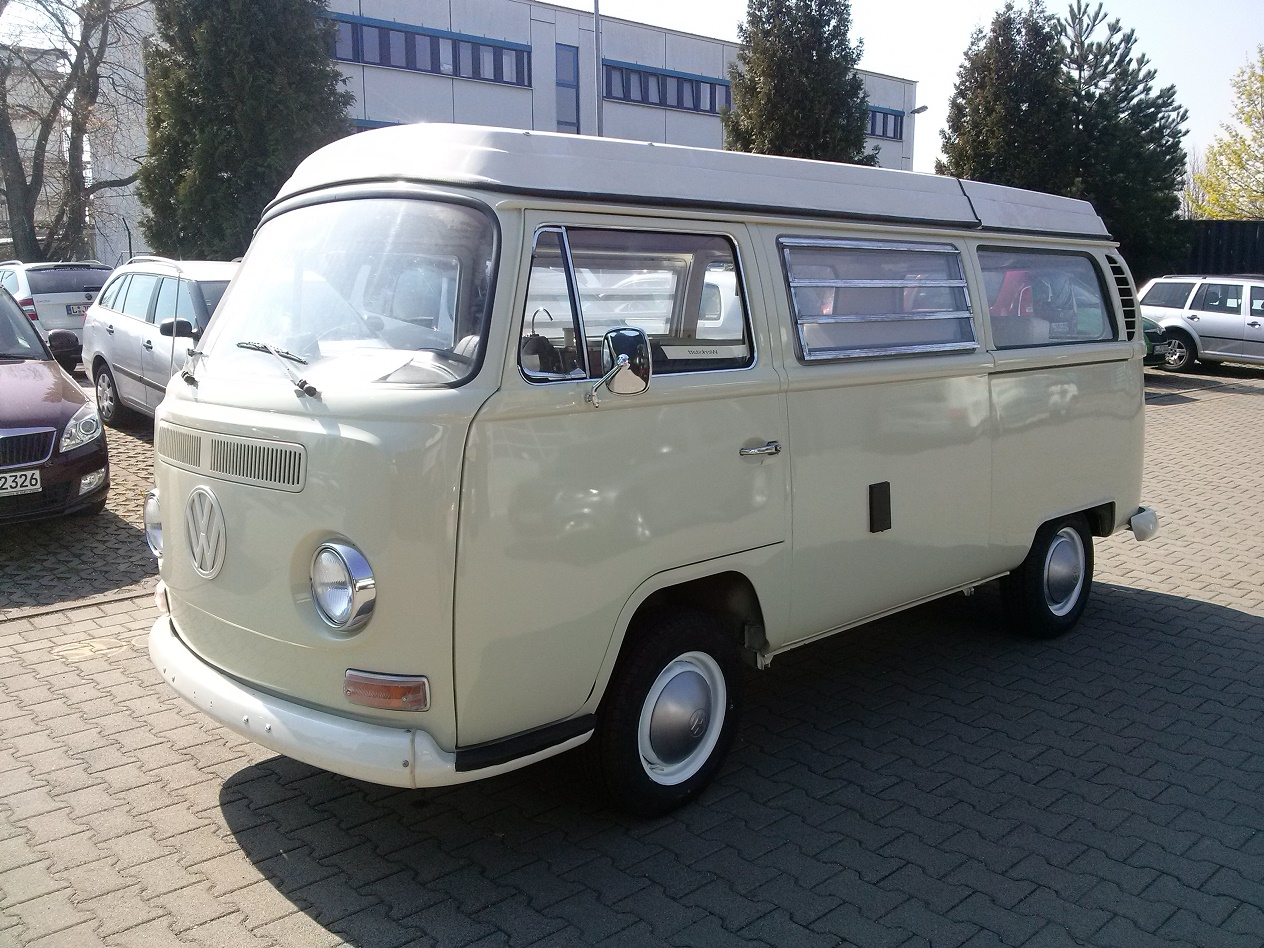
VW Type 2 T2a eleje
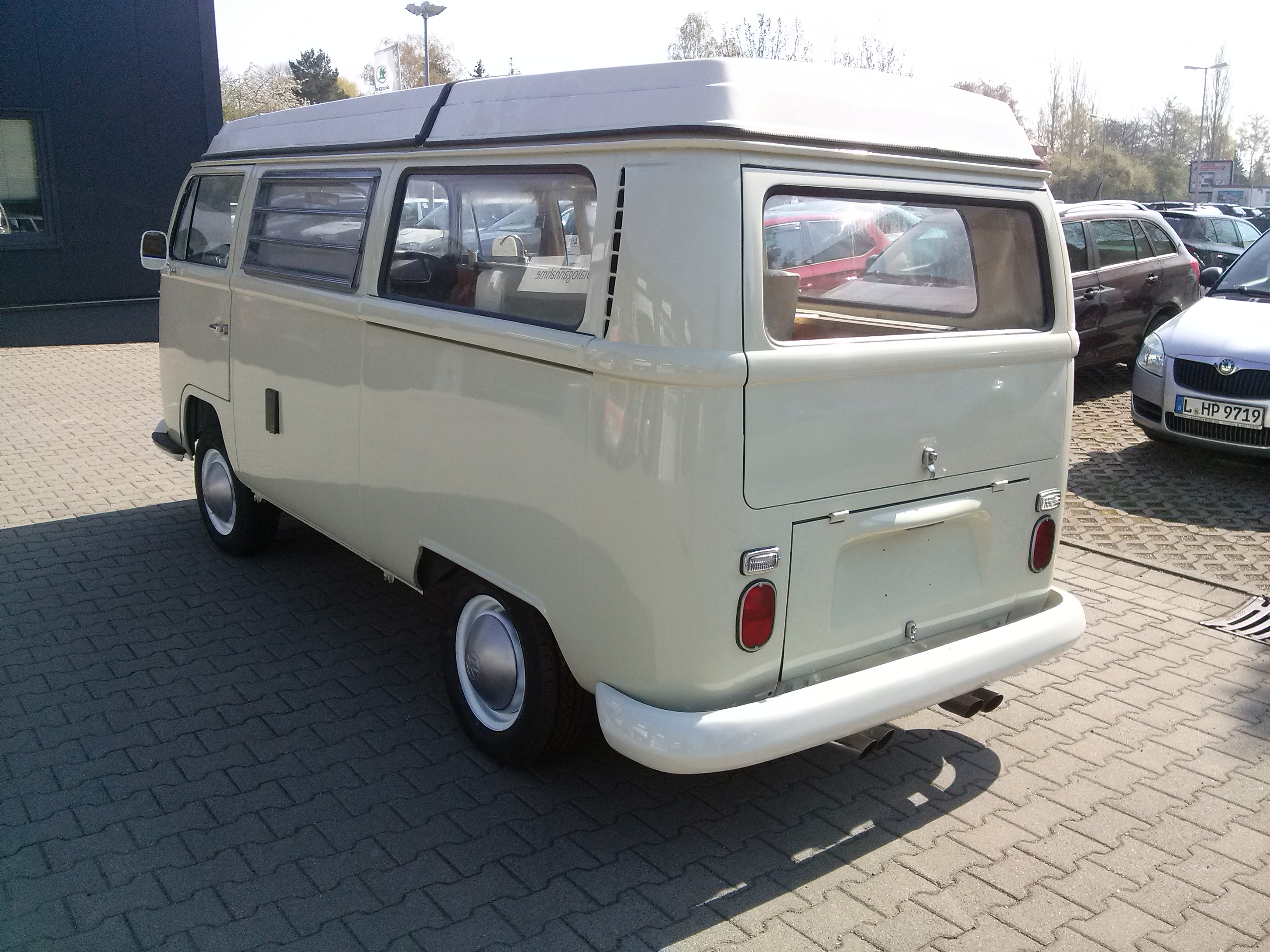
VW Type 2 T2a hátulja
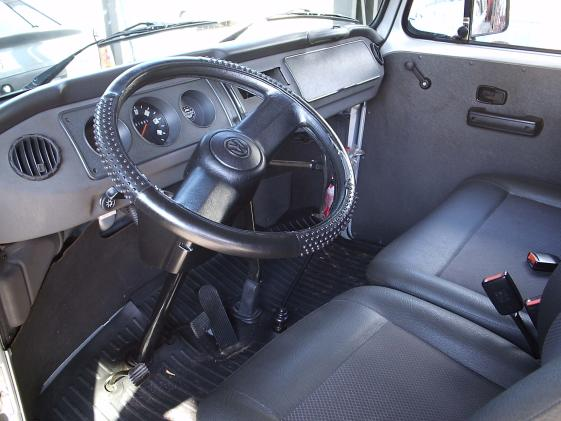
A belseje
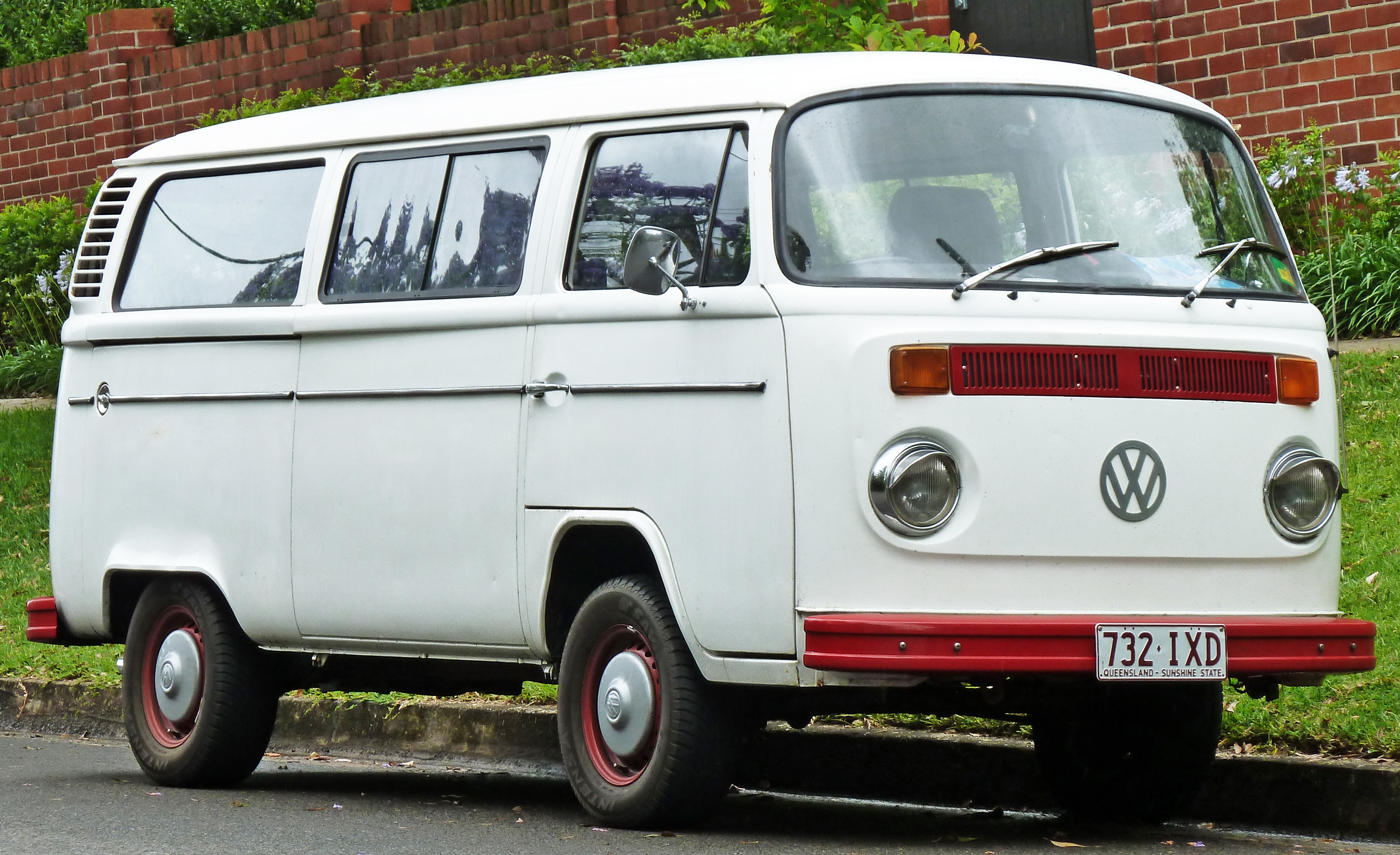
VW Type 2 T2b eleje
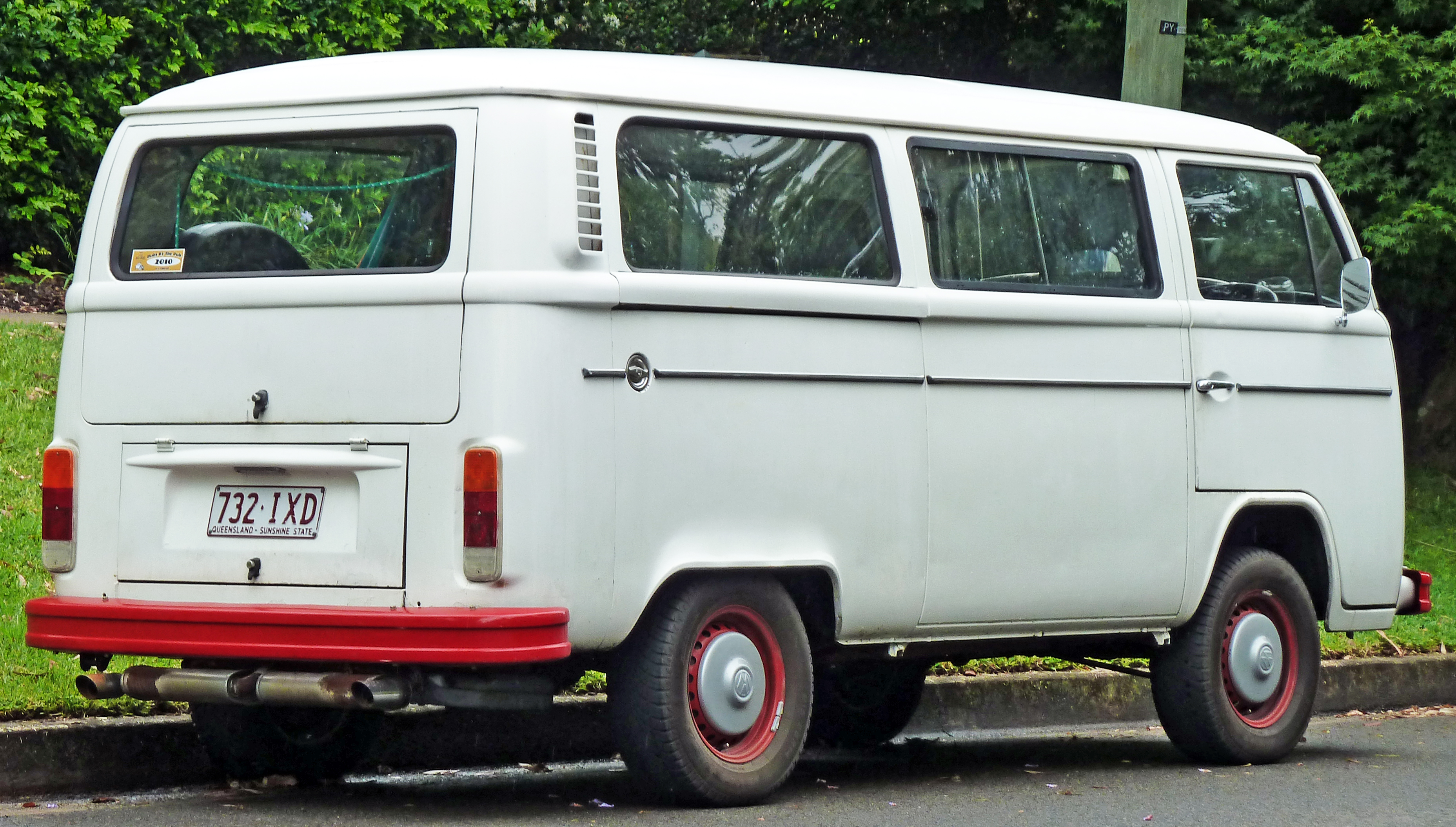
VW Type 2 T2b hátulja
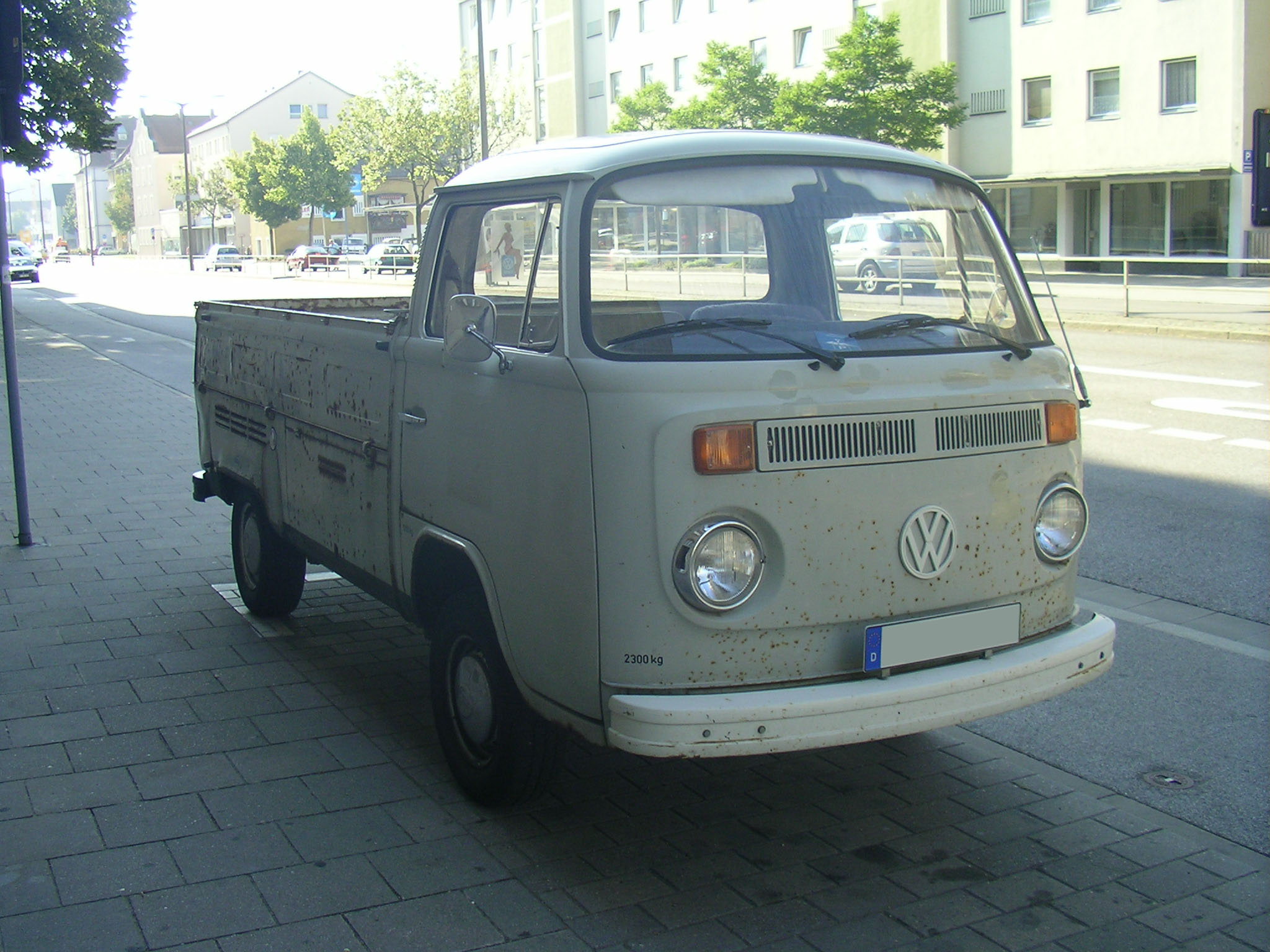
VW Type 2 T2b platós verziójának az eleje
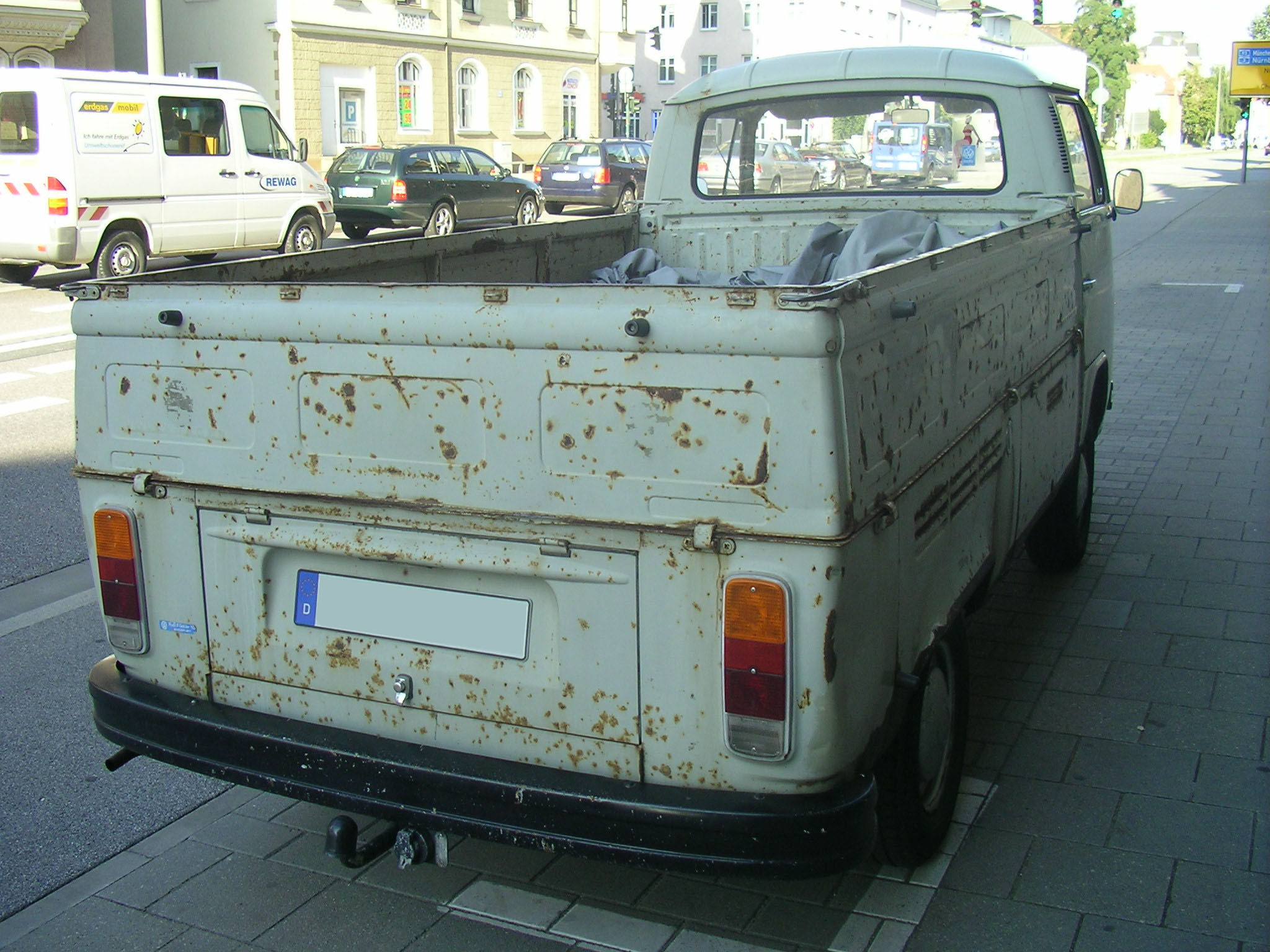
VW Type 2 T2b platós verziójának a hátulja
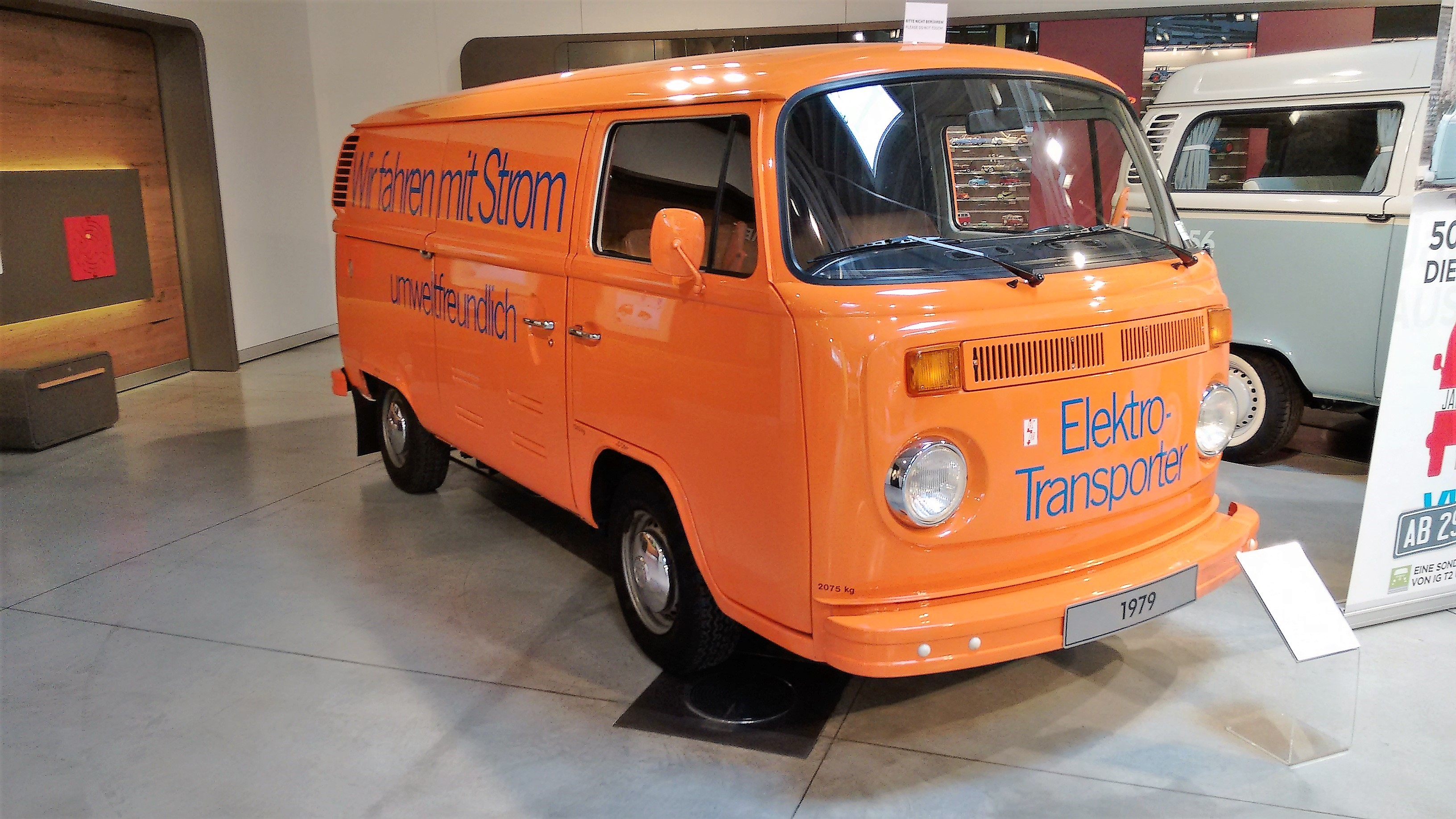
VW Type 2 T2 Electro-Transporter
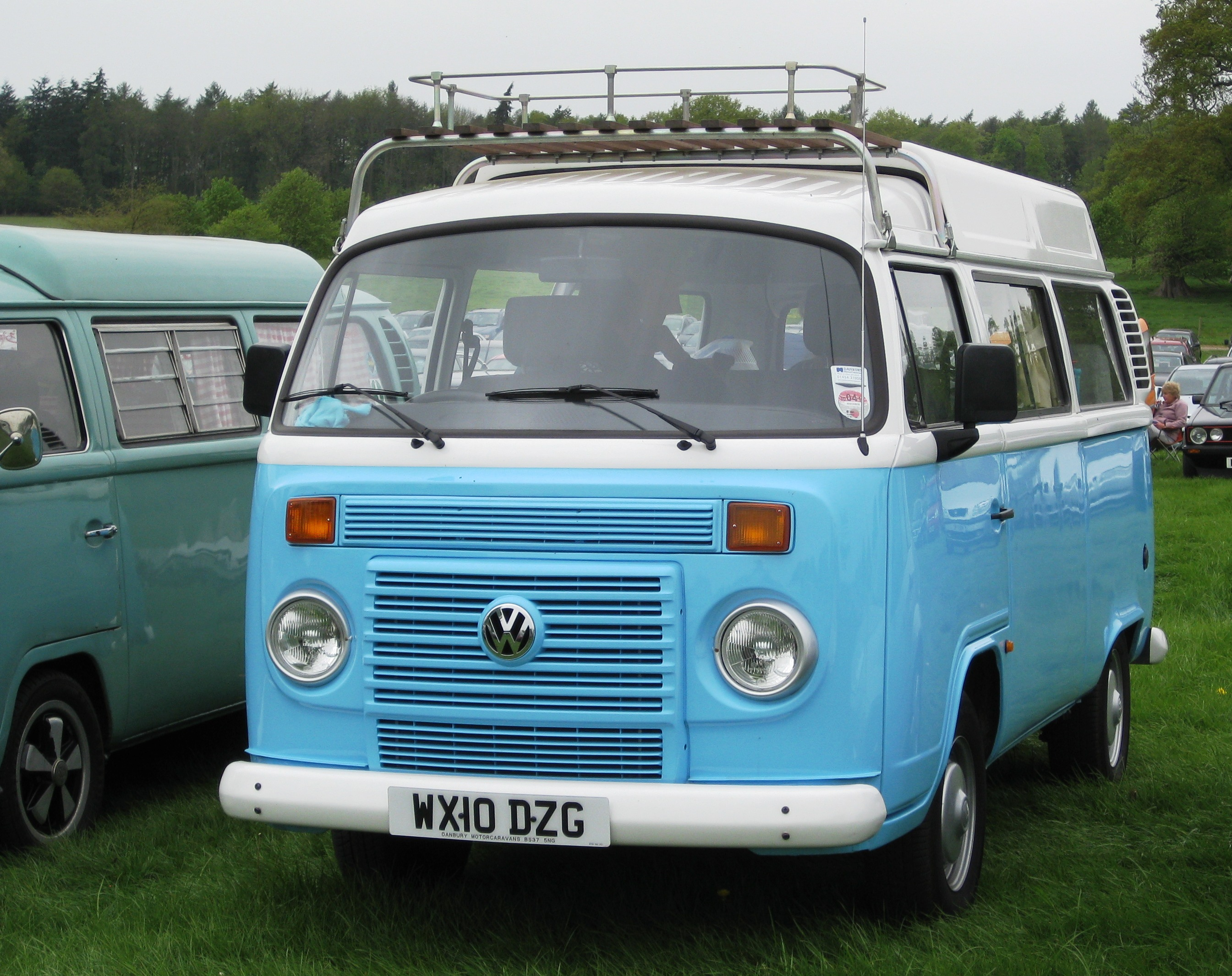
VW Type 2 T2c eleje

1967 végén bemutatták a Volkswagen Type 2 (T2) második generációját. 1979-ig az NSZK-ban gyártották, Mexikóban pedig 1970 és 1994 között a Kombit és Panelt. Az 1971 előtti modelleket gyakran T2a-nak (avagy "Early Bay"-nek), míg az 1972 utáni típusokat T2b-nek (avagy "Late Bay") hívták. A VW T2a/b személyzeti fülkés pickup.
Ez a második generációs Type 2 elvesztette jellegzetes osztott első szélvédőjét, és valamivel nagyobb és jóval nehezebb lett, mint elődje. 1,6 literes és 35 kW (48 LE; 47 LE) DIN teljesítmény mellett a motor is valamivel nagyobb volt. Az akkumulátort és az elektromos rendszert 12 V-ra frissítették, így nem lett kompatibilis az előző generációs elektromos tartozékokkal. Az új modell megszüntette a lengőtengelyes hátsó felfüggesztést és a korábban a menetmagasság emelésére használt osztódobozokat. Ehelyett az állandó sebességű csuklókkal felszerelt féltengelyes tengelyek megemelték a menetmagasságot a Bogár-alapú lengőtengely-felfüggesztés durva dőlésszögének változása nélkül. A frissített Bus transaxle-t a léghűtéses Volkswagen alkatrészeket használó terepversenyzők keresik.